# Championnat du monde d'échecs 2013
Vainqueur
Précédent Suivant
Le Championnat du monde d'échecs 2013 est un match d'échecs, organisé par la Fédération internationale des échecs, qui oppose à Chennai, en Inde, du 7 au 28 novembre 2013, le champion du monde en titre, l'Indien Viswanathan Anand à son challenger, le Norvégien Magnus Carlsen, vainqueur du tournoi des candidats organisé à Londres du 15 mars au 1er avril 2013. Il se conclut par la victoire de Carlsen (6,5 à 3,5) qui devient le nouveau champion du monde.

## Désignation des participants

### Le champion du monde en titre, Viswanathan Anand
L'Indien Viswanathan Anand est champion du monde FIDE entre 2000 et 2002, et champion du monde (titre unifié) en 2007, en remportant le tournoi, organisé à Mexico, devant l'Israélien Boris Guelfand et le Russe Vladimir Kramnik, champion du monde en titre.
Il a depuis défendu à trois reprises son titre, contre le Russe Vladimir Kramnik en 2008, contre le Bulgare Veselin Topalov en 2010, et contre l'Israélien Boris Guelfand en 2012.
Il est à ce titre qualifié pour défendre à nouveau son titre contre le vainqueur du tournoi des candidats de 2013.

### Le Tournoi des Candidats 2013

#### Organisation
Le challenger de Viswanathan Anand est le vainqueur du tournoi des candidats organisé du 15 mars au 1er avril 2013 à Londres, à l'IET (Institution of Engineering and Technology (en)).
Il s'agit d'un tournoi à deux tours (les joueurs s'affrontent deux fois) réunissant 8 joueurs :
- le Norvégien Magnus Carlsen, numéro 1 mondial (2872) et détenteur du classement Elo le plus élevé de l'Histoire ;
- le Russe Vladimir Kramnik, numéro 2 mondial (2810) et ancien champion du monde de 2000 à 2007 ;
- l'Arménien Levon Aronian, numéro 3 mondial (2809) ;
- l'Azerbaïdjanais Teimour Radjabov, numéro 4 mondial (2793) ;
- le Russe Aleksandr Grichtchouk, numéro 10 mondial (2764) ;
- l'Ukrainien Vassili Ivantchouk, numéro 13 mondial (2757) ;
- le Russe Peter Svidler, numéro 14 mondial (2747) ;
- l'Israélien Boris Guelfand, numéro 18 mondial (2740) et finaliste du Championnat du monde d'échecs 2012.

Boris Guelfand est qualifié en tant que finaliste du dernier championnat du monde.
Peter Svidler, Aleksandr Grichtchouk et Vassili Ivantchouk sont qualifiés en tant que vainqueur, finaliste et troisième de la Coupe du monde d'échecs 2011 organisée à Khanty-Mansiïsk (Russie).
Magnus Carlsen, Vladimir Kramnik et Levon Aronian sont qualifiés en tant que trois premiers joueurs au classement Elo.
Teimour Radjabov est qualifié en tant que bénéficiaire d'une wild card octroyée par le sponsor principal de l'événement, la compagnie SOCAR, la compagnie nationale pétrolière et gazière d'Azerbaïdjan.

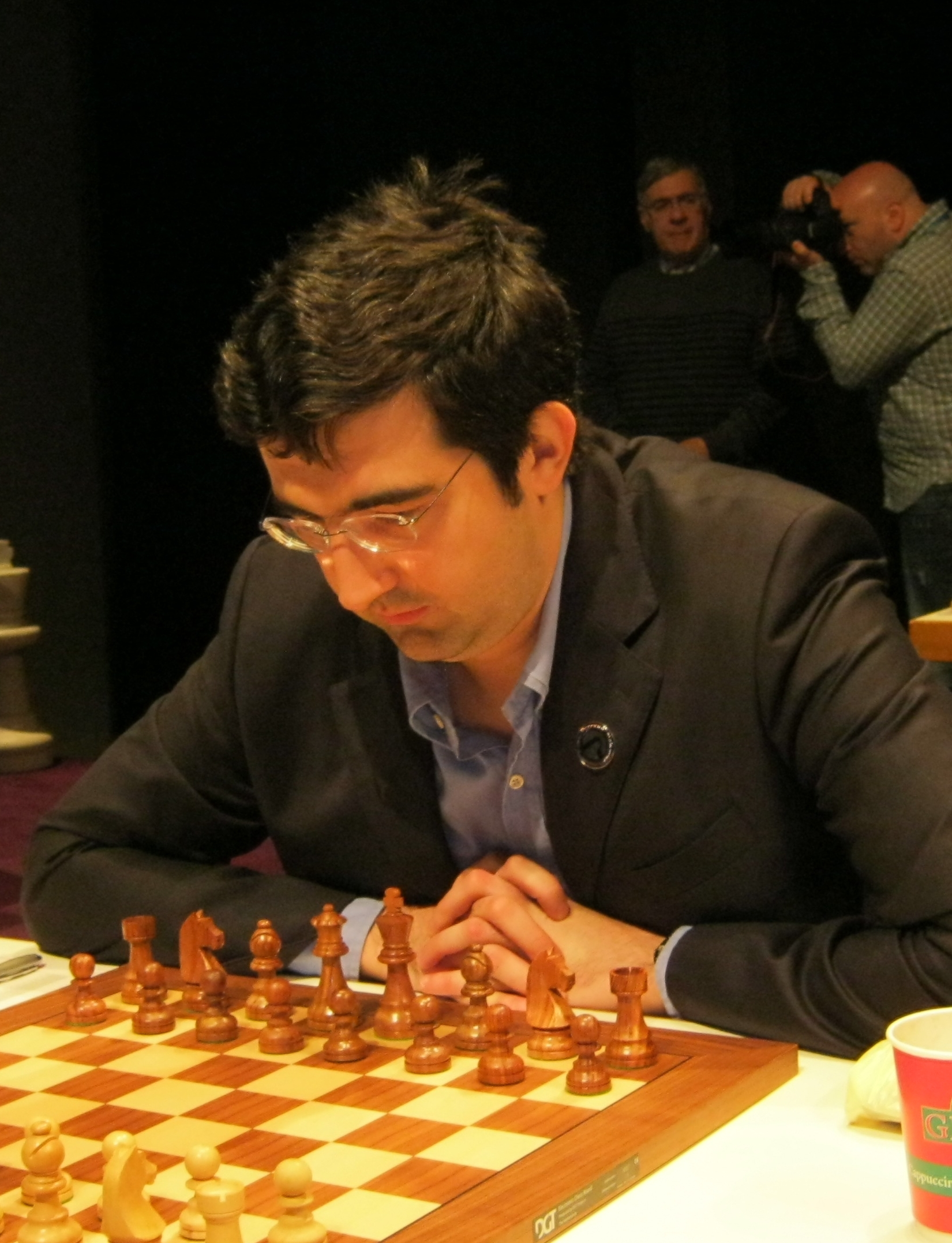
Vladimir Kramnik
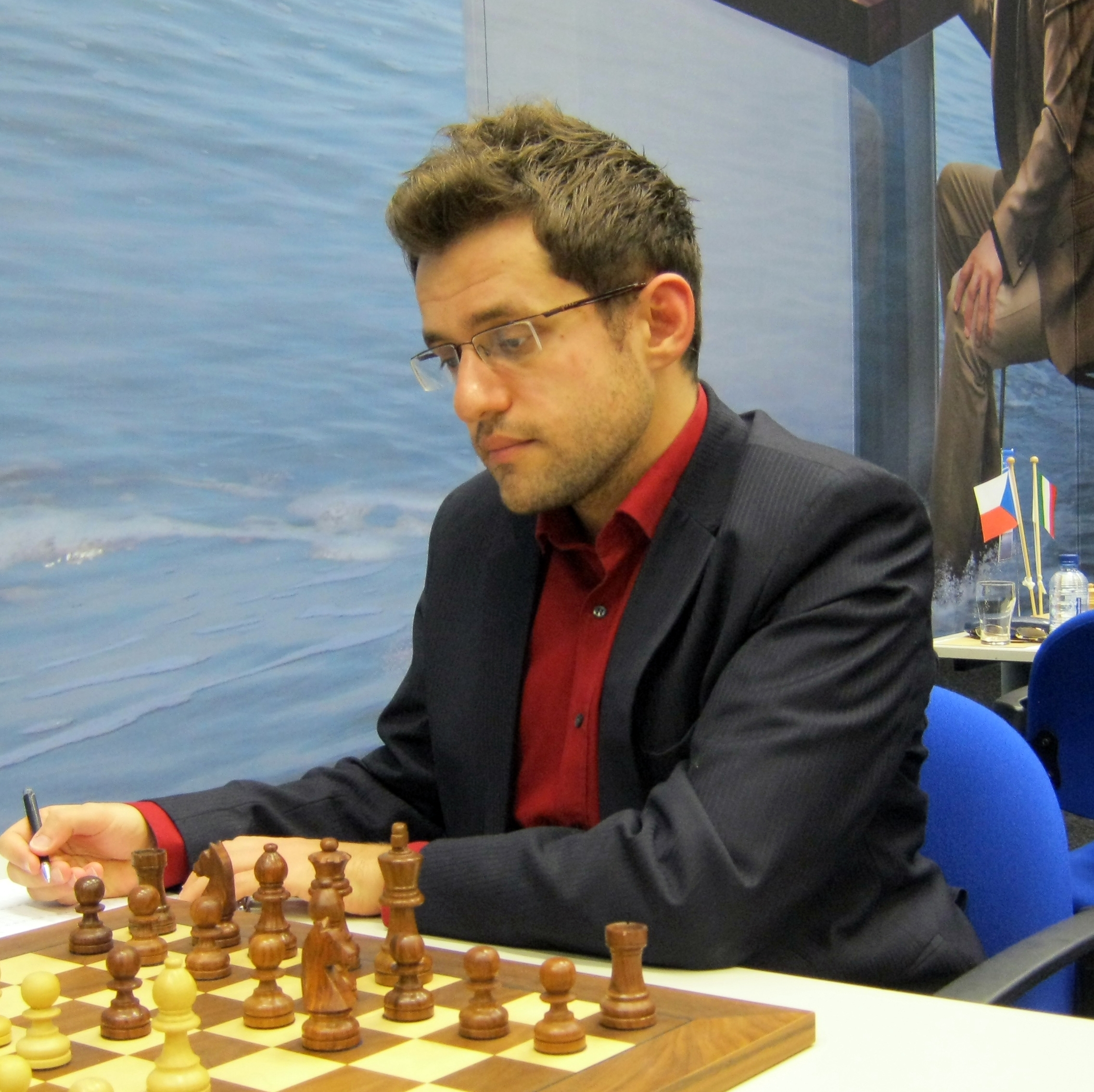
Levon Aronian
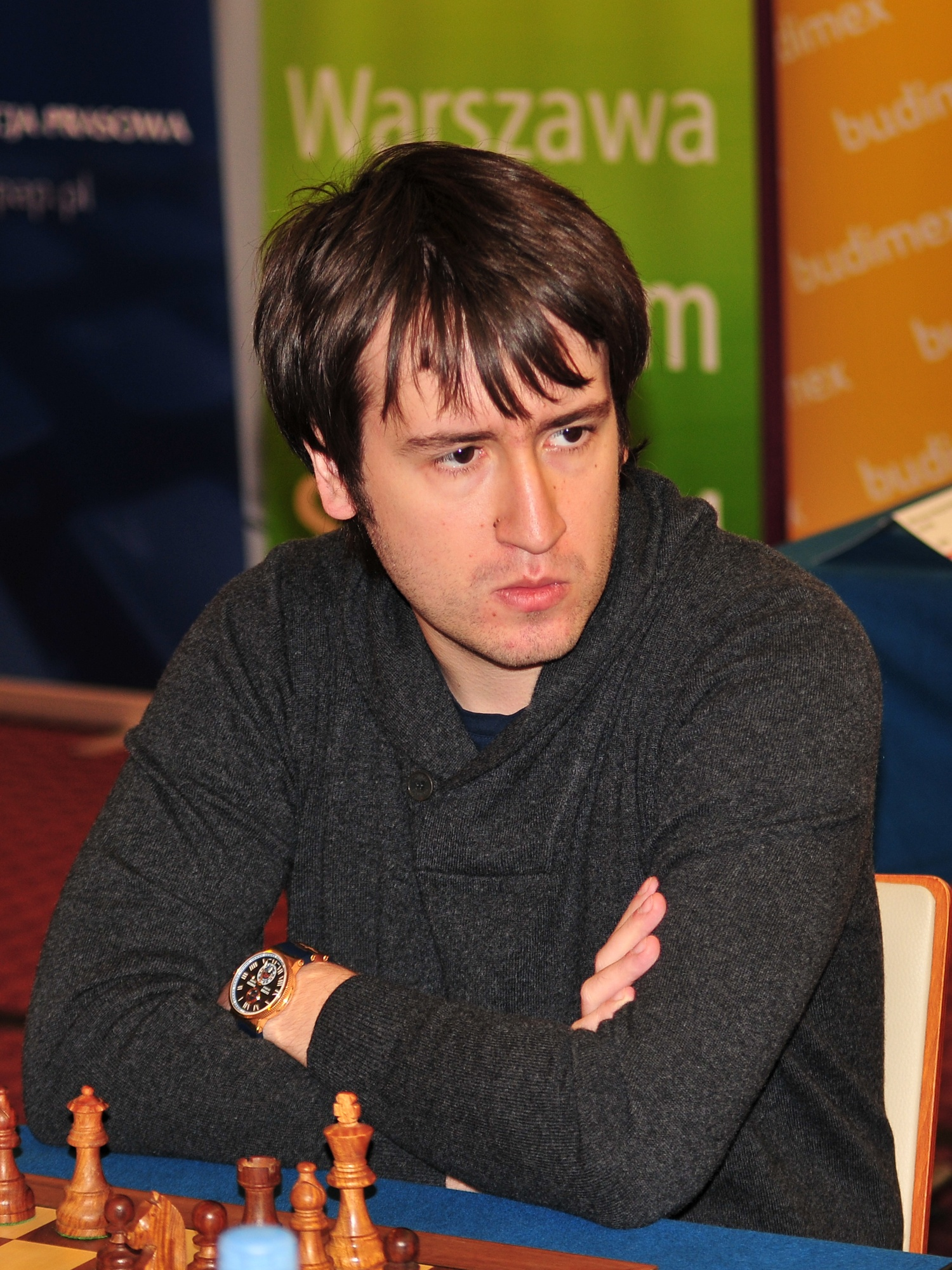
Teimour Radjabov
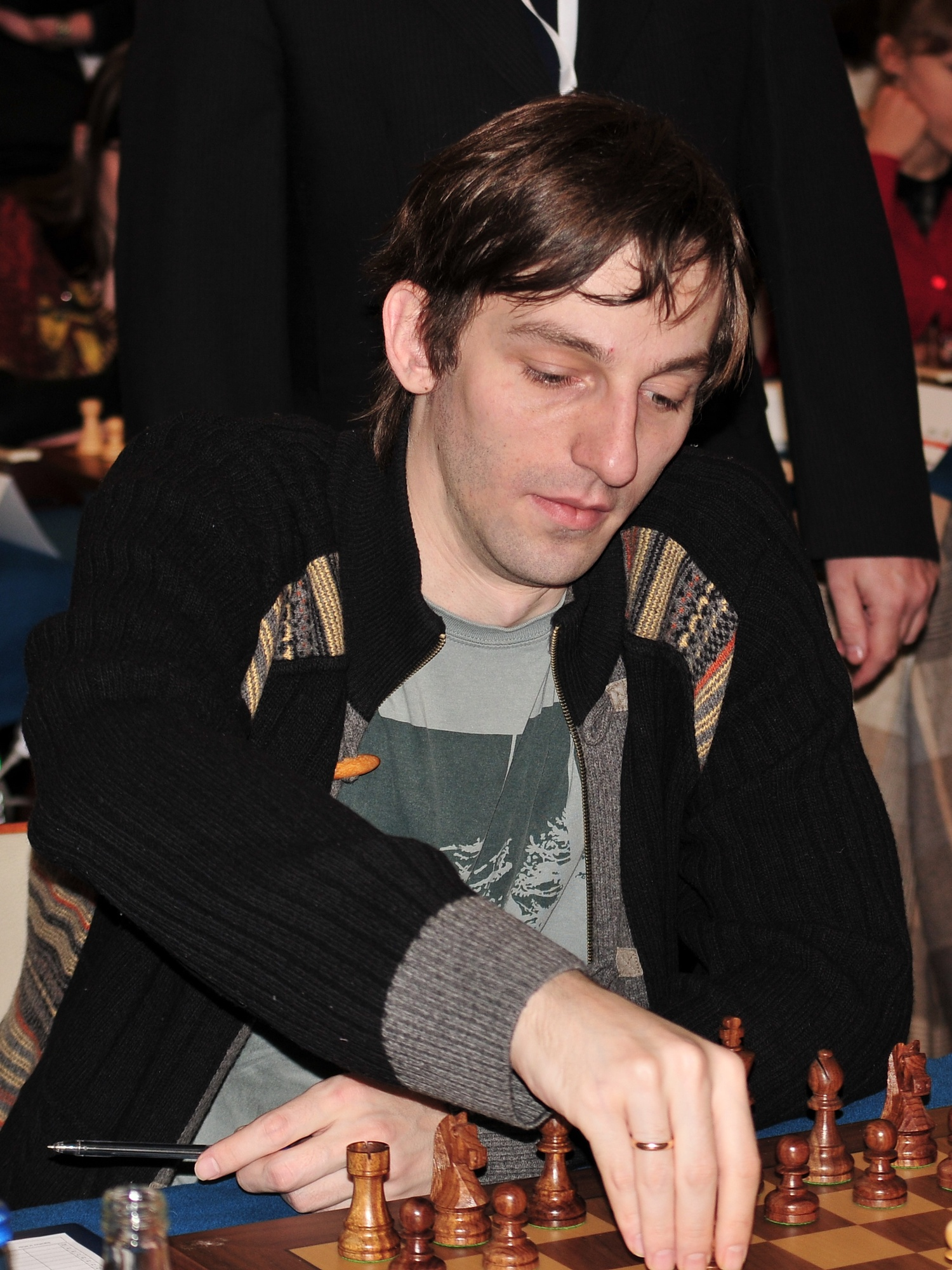
Aleksandr Grichtchouk
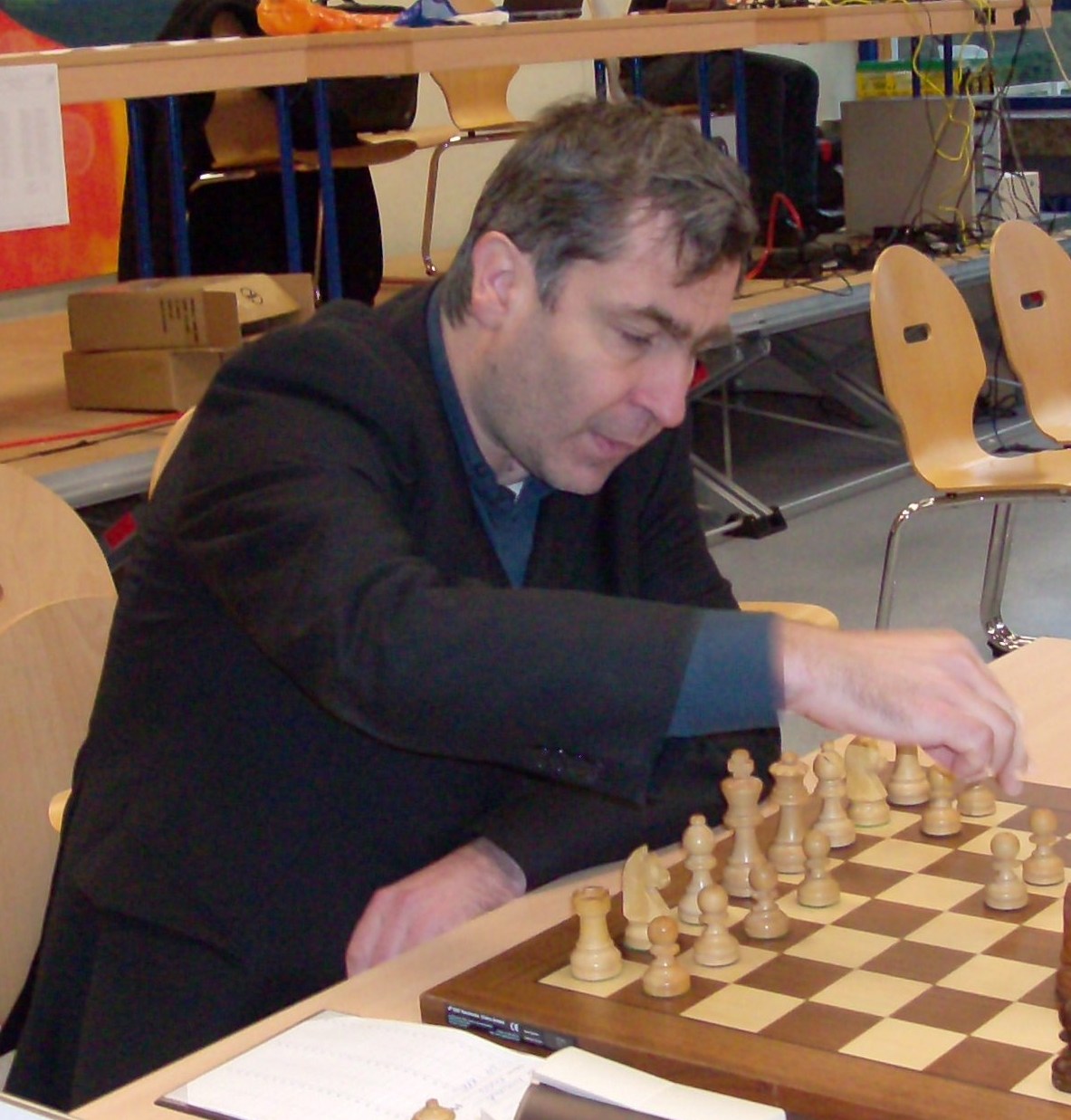
Vassili Ivantchouk
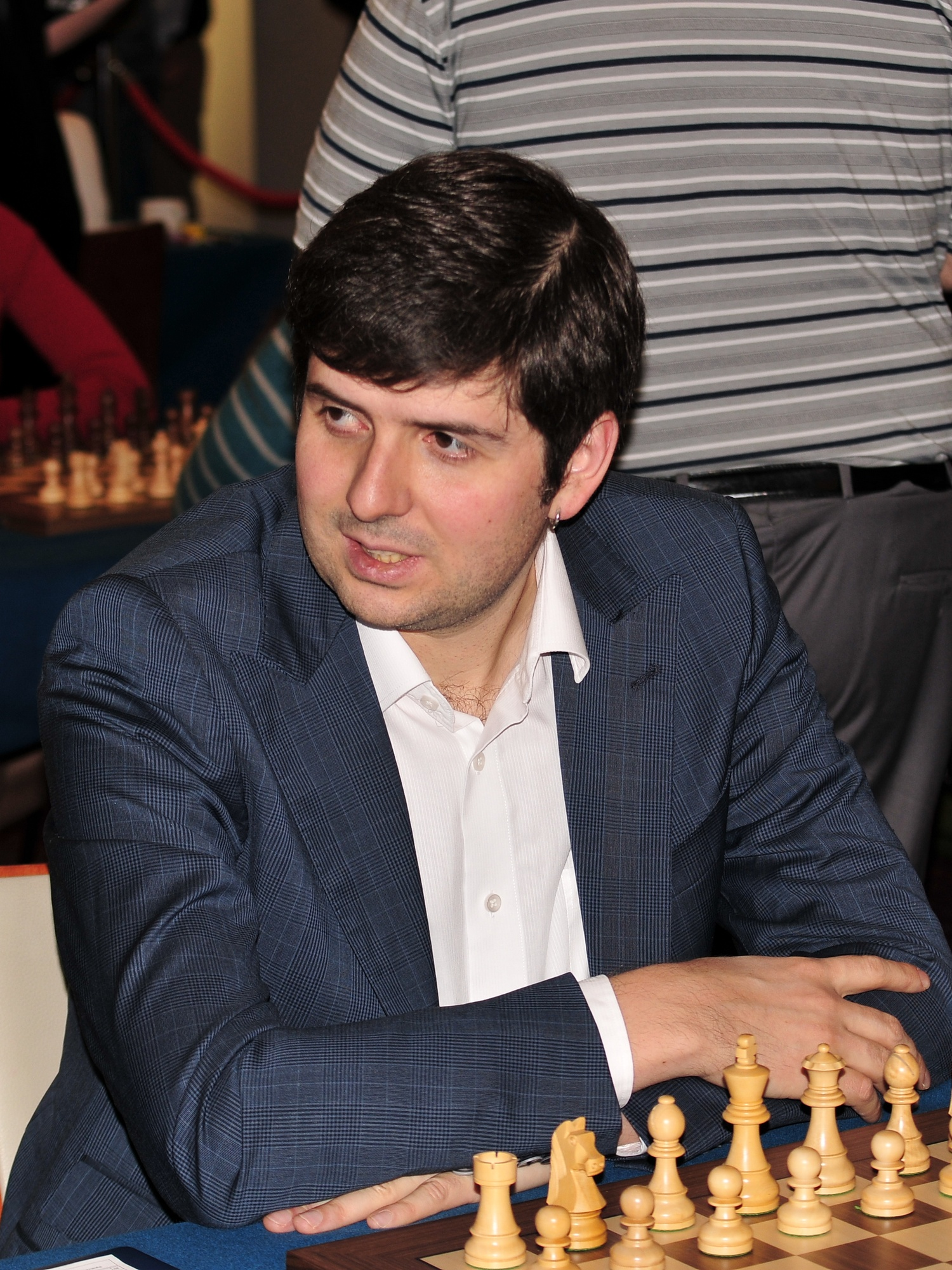
Peter Svidler
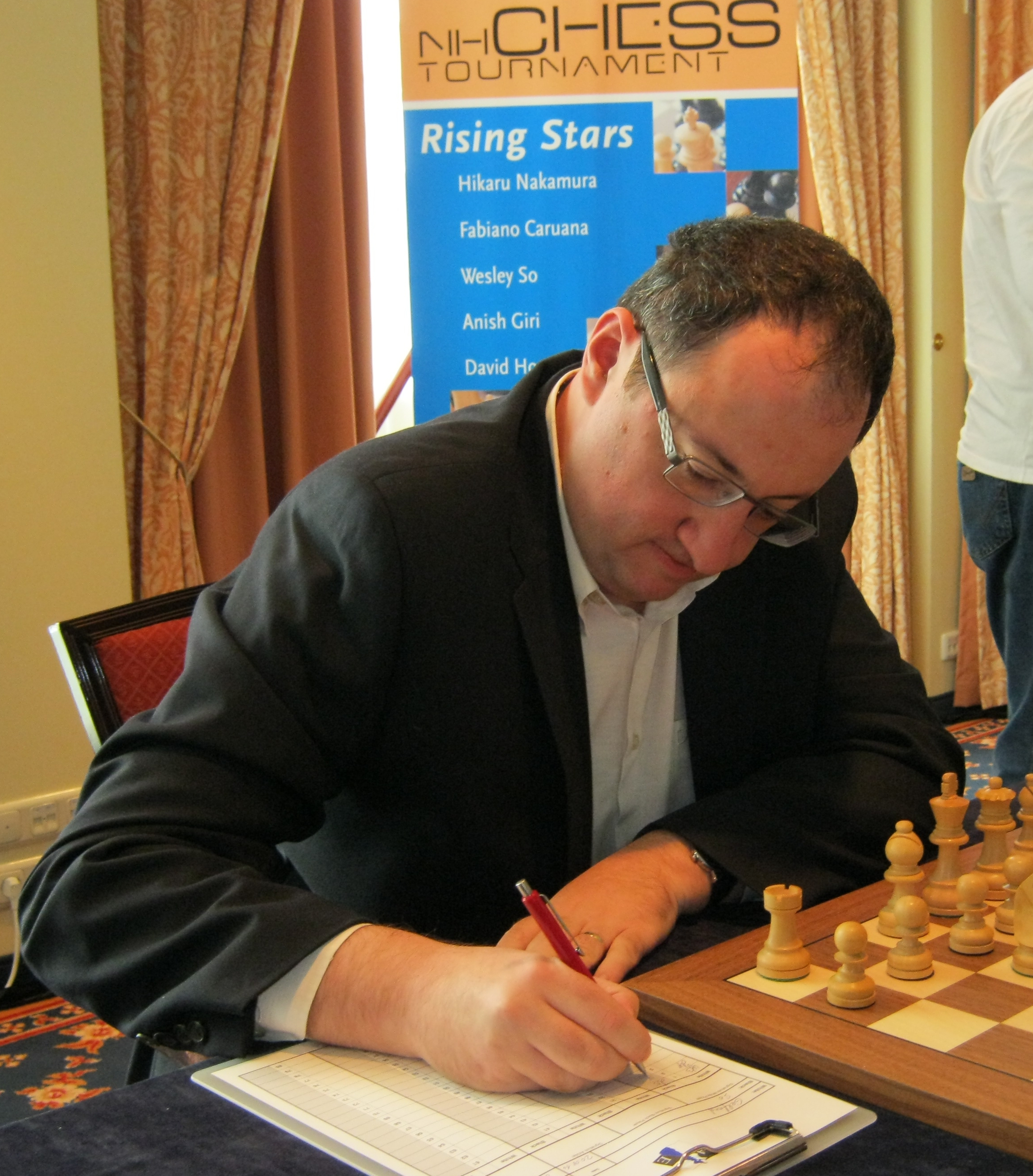
Boris Guelfand

#### Classement et tableau du tournoi
| Place | Participant                 | Elo (mars 2013) | 1   | 2   | 3   | 4   | 5   | 6   | 7   | 8   | Points | Départage   |
| ----- | --------------------------- | --------------- | --- | --- | --- | --- | --- | --- | --- | --- | ------ | ----------- |
| 1er   | Magnus Carlsen (NOR)        | 2872            | * * | ½ ½ | 1 0 | ½ ½ | 1 1 | 1 ½ | ½ 0 | ½ 1 | 8½     | 5 victoires |
| 2e    | Vladimir Kramnik (RUS)      | 2810            | ½ ½ | * * | ½ 1 | ½ 1 | ½ ½ | ½ 1 | ½ 0 | ½ 1 | 8½     | 4 victoires |
| 3e    | Peter Svidler (RUS)         | 2747            | 0 1 | ½ 0 | * * | ½ 1 | ½ ½ | ½ ½ | ½ 1 | 1 ½ | 8      | 1½ – ½      |
| 4e    | Levon Aronian (ARM)         | 2809            | ½ ½ | ½ 0 | ½ 0 | * * | 1 0 | ½ ½ | 1 1 | 1 1 | 8      | ½ – 1½      |
| 5e    | Boris Guelfand (ISR)        | 2740            | 0 0 | ½ ½ | ½ ½ | 0 1 | * * | ½ ½ | ½ ½ | ½ 1 | 6½     | 2 victoires |
| 6e    | Aleksandr Grichtchouk (RUS) | 2764            | 0 ½ | ½ 0 | ½ ½ | ½ ½ | ½ ½ | * * | ½ 1 | ½ ½ | 6½     | 1 victoire  |
| 7e    | Vassili Ivantchouk (UKR)    | 2757            | ½ 1 | ½ 1 | ½ 0 | 0 0 | ½ ½ | ½ 0 | * * | 0 1 | 6      |             |
| 8e    | Teimour Radjabov (AZE)      | 2793            | ½ 0 | ½ 0 | 0 ½ | 0 0 | ½ 0 | ½ ½ | 1 0 | * * | 4      |             |

## Le match

### Règlement
Le match se déroule à la cadence de 120 minutes pour les 40 premiers coups, 60 minutes pour les 20 coups suivants, puis 15 minutes pour le reste de la partie avec un incrément de 30 secondes par coup à partir du 61e coup. Les propositions de nulle sont interdites avant le 30e coup noir. Le tirage au sort des couleurs s'est fait le 7 novembre lors de la cérémonie d'ouverture, donnant à Carlsen les blancs à la première ronde. Les couleurs s'alternent par la suite, puis s'inversent lors de la ronde 7 (Carlsen aura alors les noirs à la ronde 6 et 7).
Le match se joue au meilleur des 12 parties. Le vainqueur du match est le premier joueur a atteindre 6,5 points (1 point pour une victoire, 1/2 pour une nul, 0 pour une défaite). En cas d'ex æquo, quatre parties semi-rapides à la cadence de 25 minutes et 10 secondes par coup seront jouées. Si au terme de ces parties le score est toujours égal, deux parties rapides de 5 minutes et 3 secondes par coup sont jouées, et une nouvelle série de deux parties est organisée si le score demeure égal. Finalement, une partie de « mort subite » où les Blancs disposent de 5 minutes et les Noirs de 4 minutes (avec 3 secondes par coup à partir du 61e coup) décide du titre. En cas de nulle ou de victoire des Noirs, le joueur ayant les Noirs est déclaré vainqueur.

### Conditions du match
Le match se déroule du 7 au 28 novembre 2013 à l'hôtel Hyatt Regency Chennai (en) à Chennai (anciennement Madras), en Inde, ville de naissance d’Anand. La ville avait déjà postulé pour l'organisation de la précédente édition en 2012 où Viswanathan Anand affrontait Boris Guelfand mais c'est la candidature de Moscou qui avait été retenue, la Fédération internationale des échecs promettant alors à Chennai l'organisation du match 2013 en cas de victoire d'Anand. Pour l'édition 2013 Chennai était pourtant en concurrence avec Paris, offrant 2,55 millions d'euros pour cette organisation contre 3,45 millions pour la capitale française mais la FIDE a préféré tenir l'engagement qui avait été pris sur décision de son seul président, Kirsan Ilioumjinov.
Il s'agit du premier match de championnat du monde où aucun des deux joueurs n'est issu d'un ancien « pays de l'Est. » Les deux joueurs se trouvent sur une scène éclairée, tandis que le public est dans l'ombre. Ils en sont séparés par une vitre qui assure l'insonorisation.
L'arbitrage est dirigé par l'arbitre international arménien Ashot Vardapetyan, déjà arbitre en chef du match pour le Championnat du monde d'échecs 2012 qui avait opposé Anand à Boris Guelfand.

### Style des deux joueurs
Peter Heine Nielsen, ex-secondant d'Anand et de Carlsen, a déclaré : « Magnus préfère les longues parties techniques et Anand les positions plus dynamiques ».
Lors de la troisième ronde, Garry Kasparov, présent à Chennai, souligne qu'ici « ironiquement, c'est le jeune qui recherche des positions calmes et le vétéran des positions tranchantes ! » Il précise aussi que c'est le troisième plus grand écart d'âge des championnats du monde : 22 ans. Pour lui Carlsen cherche des positions calmes mais n'arrive à rien obtenir dans l'ouverture, car Anand propose soit des positions qui engagent un « vif combat », ce qui n'a pas la préférence de son adversaire, soit un jeu calme mais où Carlsen ne peut prendre l'avantage. À la ronde 8, il expliquera qu'il lui semble presque impossible de gagner avec un petit avantage contre Carlsen dans une position calme et qu'il faut contre lui rechercher le « chaos ».
Le magazine Télérama a décrit Carlsen comme « un boa » qui « prend son temps et entoure lentement sa proie en l'étouffant. »

### Secondants
Anand a dévoilé lors de la conférence de presse les noms de ses secondants. Il s'agit des grands maîtres internationaux : Péter Lékó, Radosław Wojtaszek, Krishnan Sasikiran et Chanda Sandipan. Magnus Carlsen l'a remercié pour cette information mais n'a pas révélé le nom des siens. Europe Échecs émet l'hypothèse que parmi les secondants de Carlsen se trouvent Laurent Fressinet et Jon Ludvig Hammer.

### Résultats par ronde
Le match est disputé en douze parties prévues du 9 au 28 novembre 2013.
Le match se conclut par la victoire de Carlsen (6,5 à 3,5) qui devient le nouveau champion du monde après dix parties.
Les rondes 11 et 12 n'ont pas été jouées, l'avance de Carlsen étant trop grande pour être rattrapée par Anand en deux parties.
| Partie | Date        | Anand | Carlsen | Ouverture (Code ECO)                         | Nombre de coups | Score                   |
| ------ | ----------- | ----- | ------- | -------------------------------------------- | --------------- | ----------------------- |
| 1      | 9 novembre  | ½     | ½       | Ouverture néo-Grünfeld (D78)                 | 16              | Égalité 0,5 – 0,5       |
| 2      | 10 novembre | ½     | ½       | Défense Caro-Kann (B19)                      | 25              | Égalité 1 – 1           |
| 3      | 12 novembre | ½     | ½       | Début Réti (A07)                             | 51              | Égalité 1,5 – 1,5       |
| 4      | 13 novembre | ½     | ½       | Partie espagnole, défense berlinoise (C67)   | 64              | Égalité 2 – 2           |
| 5      | 15 novembre | 0     | 1       | Défense semi-slave (D31)                     | 58              | Carlsen mène 3 – 2      |
| 6      | 16 novembre | 0     | 1       | Partie espagnole, défense berlinoise (C65)   | 67              | Carlsen mène 4 – 2      |
| 7      | 18 novembre | ½     | ½       | Partie espagnole, défense berlinoise (C65)   | 32              | Carlsen mène 4,5 – 2,5  |
| 8      | 19 novembre | ½     | ½       | Partie espagnole, défense berlinoise (C67)   | 33              | Carlsen mène 5 – 3      |
| 9      | 21 novembre | 0     | 1       | Défense nimzo-indienne (E20)                 | 28              | Carlsen mène 6 – 3      |
| 10     | 22 novembre | ½     | ½       | Défense sicilienne, variante de Moscou (B51) | 65              | Carlsen gagne 6,5 – 3,5 |
| 11     | 24 novembre |       |         |                                              |                 |                         |
| 12     | 26 novembre |       |         |                                              |                 |                         |

### Parties

#### Première partie, Carlsen-Anand, ½-½
1. Cf3 d5 2. g3 g6 3. Fg2 Fg7 4. d4 c6 5. 0-0 Cf6 6. b3 0-0 7. Fb2 Ff5 8. c4 Cbd7 9. Cc3 dxc4 10. bxc4 Cb6 11. c5 Cc4 12. Fc1 Cd5 13. Db3 Ca5 14. Da3 Cc4 15. Db3 Ca5 16. Da3 Cc4 ½-½
Dans cette première partie, nulle en 16 coups, l'ouverture de Carlsen est qualifiée d'« échec » par le magazine Europe Échecs. Il semble qu'il ait voulu sortir Anand de la théorie, mais dans ce début Réti transposé dans une néo-Grünfeld, les blancs manquent de perspectives. Susan Polgar, ancienne championne du monde féminine et commentatrice officielle du match à Chennai, déclare sur Twitter avoir vu plus de combat pour entrer dans la salle de presse, entre les 1 000 journalistes accrédités, que sur l'échiquier. Anand déclare se satisfaire de cette nulle « confortable » obtenue par répétition de coups avec les noirs.

#### Deuxième partie, Anand-Carlsen, ½-½
La deuxième ronde se conclut comme la première par une nulle rapide. Il semble que les deux joueurs aient choisi de rester prudents dans ce début de match. Viswanathan Anand s'en est excusé, expliquant qu'il avait choisi de privilégier la sécurité dans cette partie où son adversaire semblait mieux préparé, ce que Magnus Carlsen a affirmé comprendre.
1.e4 c6 Carlsen choisit de jouer la défense Caro-Kann, ce qui est un peu surprenant de sa part : il est peu familier de cette ouverture, l'ayant jouée pour la dernière fois en 2011. À l'inverse, son adversaire y est habitué, il l'a jouée il y a peu dans une partie victorieuse contre le champion chinois Ding Liren.
2.d4 d5 3.Cc3 dxe4 4.Cxe4 Ff5 5.Cg3 Fg6 6.h4 h6 7.Cf3 e6 Carlsen sort ainsi de la variante classique.
8.Ce5 Fh7 9.Fd3 Fxd3 10.Dxd3 Cd7 11.f4 Fb4+ 12.c3 Fe7 Anand s'est déclaré surpris par l'ouverture de son adversaire, jugeant la position après son douzième coup « très vive » et soulignant qu'il ne s'y attendait pas. C'est à ce moment qu'il lui a fallu décider s'il voulait « voler à l'aveugle » ou rester sur une ligne solide ce qu'il a finalement choisi de faire.
13.Fd2 Cgf6 14.O-O-O Ce grand roque d'Anand constitue une différence d'avec sa partie contre Ding.
14...O-O 15.Ce4 Cxe4 16.Dxe4 Cxe5 17.fxe5 Dd5 À ce moment les pendules indiquent 1 h 34 pour l'Indien et 1 h 41 pour le Norvégien, ce qui montre qu'ils n'ont réfléchi que peu de temps, Carlsen se trouvant encore dans sa préparation.
|   | a | b | c | d | e | f | g | h |   |
| 8 | Tour noire sur case blanche a8 · Tour noire sur case noire f8 · Roi noir sur case blanche g8 · Pion noir sur case noire a7 · Pion noir sur case blanche b7 · Fou noir sur case noire e7 · Pion noir sur case blanche f7 · Pion noir sur case noire g7 · Pion noir sur case blanche c6 · Pion noir sur case blanche e6 · Pion noir sur case noire h6 · Dame noire sur case blanche d5 · Pion blanc sur case noire e5 · Pion blanc sur case noire d4 · Dame blanche sur case blanche e4 · Pion blanc sur case noire h4 · Pion blanc sur case noire c3 · Pion blanc sur case blanche a2 · Pion blanc sur case noire b2 · Fou blanc sur case noire d2 · Pion blanc sur case blanche g2 · Roi blanc sur case noire c1 · Tour blanche sur case blanche d1 · Tour blanche sur case blanche h1 | Tour noire sur case blanche a8 · Tour noire sur case noire f8 · Roi noir sur case blanche g8 · Pion noir sur case noire a7 · Pion noir sur case blanche b7 · Fou noir sur case noire e7 · Pion noir sur case blanche f7 · Pion noir sur case noire g7 · Pion noir sur case blanche c6 · Pion noir sur case blanche e6 · Pion noir sur case noire h6 · Dame noire sur case blanche d5 · Pion blanc sur case noire e5 · Pion blanc sur case noire d4 · Dame blanche sur case blanche e4 · Pion blanc sur case noire h4 · Pion blanc sur case noire c3 · Pion blanc sur case blanche a2 · Pion blanc sur case noire b2 · Fou blanc sur case noire d2 · Pion blanc sur case blanche g2 · Roi blanc sur case noire c1 · Tour blanche sur case blanche d1 · Tour blanche sur case blanche h1 | Tour noire sur case blanche a8 · Tour noire sur case noire f8 · Roi noir sur case blanche g8 · Pion noir sur case noire a7 · Pion noir sur case blanche b7 · Fou noir sur case noire e7 · Pion noir sur case blanche f7 · Pion noir sur case noire g7 · Pion noir sur case blanche c6 · Pion noir sur case blanche e6 · Pion noir sur case noire h6 · Dame noire sur case blanche d5 · Pion blanc sur case noire e5 · Pion blanc sur case noire d4 · Dame blanche sur case blanche e4 · Pion blanc sur case noire h4 · Pion blanc sur case noire c3 · Pion blanc sur case blanche a2 · Pion blanc sur case noire b2 · Fou blanc sur case noire d2 · Pion blanc sur case blanche g2 · Roi blanc sur case noire c1 · Tour blanche sur case blanche d1 · Tour blanche sur case blanche h1 | Tour noire sur case blanche a8 · Tour noire sur case noire f8 · Roi noir sur case blanche g8 · Pion noir sur case noire a7 · Pion noir sur case blanche b7 · Fou noir sur case noire e7 · Pion noir sur case blanche f7 · Pion noir sur case noire g7 · Pion noir sur case blanche c6 · Pion noir sur case blanche e6 · Pion noir sur case noire h6 · Dame noire sur case blanche d5 · Pion blanc sur case noire e5 · Pion blanc sur case noire d4 · Dame blanche sur case blanche e4 · Pion blanc sur case noire h4 · Pion blanc sur case noire c3 · Pion blanc sur case blanche a2 · Pion blanc sur case noire b2 · Fou blanc sur case noire d2 · Pion blanc sur case blanche g2 · Roi blanc sur case noire c1 · Tour blanche sur case blanche d1 · Tour blanche sur case blanche h1 | Tour noire sur case blanche a8 · Tour noire sur case noire f8 · Roi noir sur case blanche g8 · Pion noir sur case noire a7 · Pion noir sur case blanche b7 · Fou noir sur case noire e7 · Pion noir sur case blanche f7 · Pion noir sur case noire g7 · Pion noir sur case blanche c6 · Pion noir sur case blanche e6 · Pion noir sur case noire h6 · Dame noire sur case blanche d5 · Pion blanc sur case noire e5 · Pion blanc sur case noire d4 · Dame blanche sur case blanche e4 · Pion blanc sur case noire h4 · Pion blanc sur case noire c3 · Pion blanc sur case blanche a2 · Pion blanc sur case noire b2 · Fou blanc sur case noire d2 · Pion blanc sur case blanche g2 · Roi blanc sur case noire c1 · Tour blanche sur case blanche d1 · Tour blanche sur case blanche h1 | Tour noire sur case blanche a8 · Tour noire sur case noire f8 · Roi noir sur case blanche g8 · Pion noir sur case noire a7 · Pion noir sur case blanche b7 · Fou noir sur case noire e7 · Pion noir sur case blanche f7 · Pion noir sur case noire g7 · Pion noir sur case blanche c6 · Pion noir sur case blanche e6 · Pion noir sur case noire h6 · Dame noire sur case blanche d5 · Pion blanc sur case noire e5 · Pion blanc sur case noire d4 · Dame blanche sur case blanche e4 · Pion blanc sur case noire h4 · Pion blanc sur case noire c3 · Pion blanc sur case blanche a2 · Pion blanc sur case noire b2 · Fou blanc sur case noire d2 · Pion blanc sur case blanche g2 · Roi blanc sur case noire c1 · Tour blanche sur case blanche d1 · Tour blanche sur case blanche h1 | Tour noire sur case blanche a8 · Tour noire sur case noire f8 · Roi noir sur case blanche g8 · Pion noir sur case noire a7 · Pion noir sur case blanche b7 · Fou noir sur case noire e7 · Pion noir sur case blanche f7 · Pion noir sur case noire g7 · Pion noir sur case blanche c6 · Pion noir sur case blanche e6 · Pion noir sur case noire h6 · Dame noire sur case blanche d5 · Pion blanc sur case noire e5 · Pion blanc sur case noire d4 · Dame blanche sur case blanche e4 · Pion blanc sur case noire h4 · Pion blanc sur case noire c3 · Pion blanc sur case blanche a2 · Pion blanc sur case noire b2 · Fou blanc sur case noire d2 · Pion blanc sur case blanche g2 · Roi blanc sur case noire c1 · Tour blanche sur case blanche d1 · Tour blanche sur case blanche h1 | Tour noire sur case blanche a8 · Tour noire sur case noire f8 · Roi noir sur case blanche g8 · Pion noir sur case noire a7 · Pion noir sur case blanche b7 · Fou noir sur case noire e7 · Pion noir sur case blanche f7 · Pion noir sur case noire g7 · Pion noir sur case blanche c6 · Pion noir sur case blanche e6 · Pion noir sur case noire h6 · Dame noire sur case blanche d5 · Pion blanc sur case noire e5 · Pion blanc sur case noire d4 · Dame blanche sur case blanche e4 · Pion blanc sur case noire h4 · Pion blanc sur case noire c3 · Pion blanc sur case blanche a2 · Pion blanc sur case noire b2 · Fou blanc sur case noire d2 · Pion blanc sur case blanche g2 · Roi blanc sur case noire c1 · Tour blanche sur case blanche d1 · Tour blanche sur case blanche h1 | 8 |
| 7 | Tour noire sur case blanche a8 · Tour noire sur case noire f8 · Roi noir sur case blanche g8 · Pion noir sur case noire a7 · Pion noir sur case blanche b7 · Fou noir sur case noire e7 · Pion noir sur case blanche f7 · Pion noir sur case noire g7 · Pion noir sur case blanche c6 · Pion noir sur case blanche e6 · Pion noir sur case noire h6 · Dame noire sur case blanche d5 · Pion blanc sur case noire e5 · Pion blanc sur case noire d4 · Dame blanche sur case blanche e4 · Pion blanc sur case noire h4 · Pion blanc sur case noire c3 · Pion blanc sur case blanche a2 · Pion blanc sur case noire b2 · Fou blanc sur case noire d2 · Pion blanc sur case blanche g2 · Roi blanc sur case noire c1 · Tour blanche sur case blanche d1 · Tour blanche sur case blanche h1 | Tour noire sur case blanche a8 · Tour noire sur case noire f8 · Roi noir sur case blanche g8 · Pion noir sur case noire a7 · Pion noir sur case blanche b7 · Fou noir sur case noire e7 · Pion noir sur case blanche f7 · Pion noir sur case noire g7 · Pion noir sur case blanche c6 · Pion noir sur case blanche e6 · Pion noir sur case noire h6 · Dame noire sur case blanche d5 · Pion blanc sur case noire e5 · Pion blanc sur case noire d4 · Dame blanche sur case blanche e4 · Pion blanc sur case noire h4 · Pion blanc sur case noire c3 · Pion blanc sur case blanche a2 · Pion blanc sur case noire b2 · Fou blanc sur case noire d2 · Pion blanc sur case blanche g2 · Roi blanc sur case noire c1 · Tour blanche sur case blanche d1 · Tour blanche sur case blanche h1 | Tour noire sur case blanche a8 · Tour noire sur case noire f8 · Roi noir sur case blanche g8 · Pion noir sur case noire a7 · Pion noir sur case blanche b7 · Fou noir sur case noire e7 · Pion noir sur case blanche f7 · Pion noir sur case noire g7 · Pion noir sur case blanche c6 · Pion noir sur case blanche e6 · Pion noir sur case noire h6 · Dame noire sur case blanche d5 · Pion blanc sur case noire e5 · Pion blanc sur case noire d4 · Dame blanche sur case blanche e4 · Pion blanc sur case noire h4 · Pion blanc sur case noire c3 · Pion blanc sur case blanche a2 · Pion blanc sur case noire b2 · Fou blanc sur case noire d2 · Pion blanc sur case blanche g2 · Roi blanc sur case noire c1 · Tour blanche sur case blanche d1 · Tour blanche sur case blanche h1 | Tour noire sur case blanche a8 · Tour noire sur case noire f8 · Roi noir sur case blanche g8 · Pion noir sur case noire a7 · Pion noir sur case blanche b7 · Fou noir sur case noire e7 · Pion noir sur case blanche f7 · Pion noir sur case noire g7 · Pion noir sur case blanche c6 · Pion noir sur case blanche e6 · Pion noir sur case noire h6 · Dame noire sur case blanche d5 · Pion blanc sur case noire e5 · Pion blanc sur case noire d4 · Dame blanche sur case blanche e4 · Pion blanc sur case noire h4 · Pion blanc sur case noire c3 · Pion blanc sur case blanche a2 · Pion blanc sur case noire b2 · Fou blanc sur case noire d2 · Pion blanc sur case blanche g2 · Roi blanc sur case noire c1 · Tour blanche sur case blanche d1 · Tour blanche sur case blanche h1 | Tour noire sur case blanche a8 · Tour noire sur case noire f8 · Roi noir sur case blanche g8 · Pion noir sur case noire a7 · Pion noir sur case blanche b7 · Fou noir sur case noire e7 · Pion noir sur case blanche f7 · Pion noir sur case noire g7 · Pion noir sur case blanche c6 · Pion noir sur case blanche e6 · Pion noir sur case noire h6 · Dame noire sur case blanche d5 · Pion blanc sur case noire e5 · Pion blanc sur case noire d4 · Dame blanche sur case blanche e4 · Pion blanc sur case noire h4 · Pion blanc sur case noire c3 · Pion blanc sur case blanche a2 · Pion blanc sur case noire b2 · Fou blanc sur case noire d2 · Pion blanc sur case blanche g2 · Roi blanc sur case noire c1 · Tour blanche sur case blanche d1 · Tour blanche sur case blanche h1 | Tour noire sur case blanche a8 · Tour noire sur case noire f8 · Roi noir sur case blanche g8 · Pion noir sur case noire a7 · Pion noir sur case blanche b7 · Fou noir sur case noire e7 · Pion noir sur case blanche f7 · Pion noir sur case noire g7 · Pion noir sur case blanche c6 · Pion noir sur case blanche e6 · Pion noir sur case noire h6 · Dame noire sur case blanche d5 · Pion blanc sur case noire e5 · Pion blanc sur case noire d4 · Dame blanche sur case blanche e4 · Pion blanc sur case noire h4 · Pion blanc sur case noire c3 · Pion blanc sur case blanche a2 · Pion blanc sur case noire b2 · Fou blanc sur case noire d2 · Pion blanc sur case blanche g2 · Roi blanc sur case noire c1 · Tour blanche sur case blanche d1 · Tour blanche sur case blanche h1 | Tour noire sur case blanche a8 · Tour noire sur case noire f8 · Roi noir sur case blanche g8 · Pion noir sur case noire a7 · Pion noir sur case blanche b7 · Fou noir sur case noire e7 · Pion noir sur case blanche f7 · Pion noir sur case noire g7 · Pion noir sur case blanche c6 · Pion noir sur case blanche e6 · Pion noir sur case noire h6 · Dame noire sur case blanche d5 · Pion blanc sur case noire e5 · Pion blanc sur case noire d4 · Dame blanche sur case blanche e4 · Pion blanc sur case noire h4 · Pion blanc sur case noire c3 · Pion blanc sur case blanche a2 · Pion blanc sur case noire b2 · Fou blanc sur case noire d2 · Pion blanc sur case blanche g2 · Roi blanc sur case noire c1 · Tour blanche sur case blanche d1 · Tour blanche sur case blanche h1 | Tour noire sur case blanche a8 · Tour noire sur case noire f8 · Roi noir sur case blanche g8 · Pion noir sur case noire a7 · Pion noir sur case blanche b7 · Fou noir sur case noire e7 · Pion noir sur case blanche f7 · Pion noir sur case noire g7 · Pion noir sur case blanche c6 · Pion noir sur case blanche e6 · Pion noir sur case noire h6 · Dame noire sur case blanche d5 · Pion blanc sur case noire e5 · Pion blanc sur case noire d4 · Dame blanche sur case blanche e4 · Pion blanc sur case noire h4 · Pion blanc sur case noire c3 · Pion blanc sur case blanche a2 · Pion blanc sur case noire b2 · Fou blanc sur case noire d2 · Pion blanc sur case blanche g2 · Roi blanc sur case noire c1 · Tour blanche sur case blanche d1 · Tour blanche sur case blanche h1 | 7 |
| 6 | Tour noire sur case blanche a8 · Tour noire sur case noire f8 · Roi noir sur case blanche g8 · Pion noir sur case noire a7 · Pion noir sur case blanche b7 · Fou noir sur case noire e7 · Pion noir sur case blanche f7 · Pion noir sur case noire g7 · Pion noir sur case blanche c6 · Pion noir sur case blanche e6 · Pion noir sur case noire h6 · Dame noire sur case blanche d5 · Pion blanc sur case noire e5 · Pion blanc sur case noire d4 · Dame blanche sur case blanche e4 · Pion blanc sur case noire h4 · Pion blanc sur case noire c3 · Pion blanc sur case blanche a2 · Pion blanc sur case noire b2 · Fou blanc sur case noire d2 · Pion blanc sur case blanche g2 · Roi blanc sur case noire c1 · Tour blanche sur case blanche d1 · Tour blanche sur case blanche h1 | Tour noire sur case blanche a8 · Tour noire sur case noire f8 · Roi noir sur case blanche g8 · Pion noir sur case noire a7 · Pion noir sur case blanche b7 · Fou noir sur case noire e7 · Pion noir sur case blanche f7 · Pion noir sur case noire g7 · Pion noir sur case blanche c6 · Pion noir sur case blanche e6 · Pion noir sur case noire h6 · Dame noire sur case blanche d5 · Pion blanc sur case noire e5 · Pion blanc sur case noire d4 · Dame blanche sur case blanche e4 · Pion blanc sur case noire h4 · Pion blanc sur case noire c3 · Pion blanc sur case blanche a2 · Pion blanc sur case noire b2 · Fou blanc sur case noire d2 · Pion blanc sur case blanche g2 · Roi blanc sur case noire c1 · Tour blanche sur case blanche d1 · Tour blanche sur case blanche h1 | Tour noire sur case blanche a8 · Tour noire sur case noire f8 · Roi noir sur case blanche g8 · Pion noir sur case noire a7 · Pion noir sur case blanche b7 · Fou noir sur case noire e7 · Pion noir sur case blanche f7 · Pion noir sur case noire g7 · Pion noir sur case blanche c6 · Pion noir sur case blanche e6 · Pion noir sur case noire h6 · Dame noire sur case blanche d5 · Pion blanc sur case noire e5 · Pion blanc sur case noire d4 · Dame blanche sur case blanche e4 · Pion blanc sur case noire h4 · Pion blanc sur case noire c3 · Pion blanc sur case blanche a2 · Pion blanc sur case noire b2 · Fou blanc sur case noire d2 · Pion blanc sur case blanche g2 · Roi blanc sur case noire c1 · Tour blanche sur case blanche d1 · Tour blanche sur case blanche h1 | Tour noire sur case blanche a8 · Tour noire sur case noire f8 · Roi noir sur case blanche g8 · Pion noir sur case noire a7 · Pion noir sur case blanche b7 · Fou noir sur case noire e7 · Pion noir sur case blanche f7 · Pion noir sur case noire g7 · Pion noir sur case blanche c6 · Pion noir sur case blanche e6 · Pion noir sur case noire h6 · Dame noire sur case blanche d5 · Pion blanc sur case noire e5 · Pion blanc sur case noire d4 · Dame blanche sur case blanche e4 · Pion blanc sur case noire h4 · Pion blanc sur case noire c3 · Pion blanc sur case blanche a2 · Pion blanc sur case noire b2 · Fou blanc sur case noire d2 · Pion blanc sur case blanche g2 · Roi blanc sur case noire c1 · Tour blanche sur case blanche d1 · Tour blanche sur case blanche h1 | Tour noire sur case blanche a8 · Tour noire sur case noire f8 · Roi noir sur case blanche g8 · Pion noir sur case noire a7 · Pion noir sur case blanche b7 · Fou noir sur case noire e7 · Pion noir sur case blanche f7 · Pion noir sur case noire g7 · Pion noir sur case blanche c6 · Pion noir sur case blanche e6 · Pion noir sur case noire h6 · Dame noire sur case blanche d5 · Pion blanc sur case noire e5 · Pion blanc sur case noire d4 · Dame blanche sur case blanche e4 · Pion blanc sur case noire h4 · Pion blanc sur case noire c3 · Pion blanc sur case blanche a2 · Pion blanc sur case noire b2 · Fou blanc sur case noire d2 · Pion blanc sur case blanche g2 · Roi blanc sur case noire c1 · Tour blanche sur case blanche d1 · Tour blanche sur case blanche h1 | Tour noire sur case blanche a8 · Tour noire sur case noire f8 · Roi noir sur case blanche g8 · Pion noir sur case noire a7 · Pion noir sur case blanche b7 · Fou noir sur case noire e7 · Pion noir sur case blanche f7 · Pion noir sur case noire g7 · Pion noir sur case blanche c6 · Pion noir sur case blanche e6 · Pion noir sur case noire h6 · Dame noire sur case blanche d5 · Pion blanc sur case noire e5 · Pion blanc sur case noire d4 · Dame blanche sur case blanche e4 · Pion blanc sur case noire h4 · Pion blanc sur case noire c3 · Pion blanc sur case blanche a2 · Pion blanc sur case noire b2 · Fou blanc sur case noire d2 · Pion blanc sur case blanche g2 · Roi blanc sur case noire c1 · Tour blanche sur case blanche d1 · Tour blanche sur case blanche h1 | Tour noire sur case blanche a8 · Tour noire sur case noire f8 · Roi noir sur case blanche g8 · Pion noir sur case noire a7 · Pion noir sur case blanche b7 · Fou noir sur case noire e7 · Pion noir sur case blanche f7 · Pion noir sur case noire g7 · Pion noir sur case blanche c6 · Pion noir sur case blanche e6 · Pion noir sur case noire h6 · Dame noire sur case blanche d5 · Pion blanc sur case noire e5 · Pion blanc sur case noire d4 · Dame blanche sur case blanche e4 · Pion blanc sur case noire h4 · Pion blanc sur case noire c3 · Pion blanc sur case blanche a2 · Pion blanc sur case noire b2 · Fou blanc sur case noire d2 · Pion blanc sur case blanche g2 · Roi blanc sur case noire c1 · Tour blanche sur case blanche d1 · Tour blanche sur case blanche h1 | Tour noire sur case blanche a8 · Tour noire sur case noire f8 · Roi noir sur case blanche g8 · Pion noir sur case noire a7 · Pion noir sur case blanche b7 · Fou noir sur case noire e7 · Pion noir sur case blanche f7 · Pion noir sur case noire g7 · Pion noir sur case blanche c6 · Pion noir sur case blanche e6 · Pion noir sur case noire h6 · Dame noire sur case blanche d5 · Pion blanc sur case noire e5 · Pion blanc sur case noire d4 · Dame blanche sur case blanche e4 · Pion blanc sur case noire h4 · Pion blanc sur case noire c3 · Pion blanc sur case blanche a2 · Pion blanc sur case noire b2 · Fou blanc sur case noire d2 · Pion blanc sur case blanche g2 · Roi blanc sur case noire c1 · Tour blanche sur case blanche d1 · Tour blanche sur case blanche h1 | 6 |
| 5 | Tour noire sur case blanche a8 · Tour noire sur case noire f8 · Roi noir sur case blanche g8 · Pion noir sur case noire a7 · Pion noir sur case blanche b7 · Fou noir sur case noire e7 · Pion noir sur case blanche f7 · Pion noir sur case noire g7 · Pion noir sur case blanche c6 · Pion noir sur case blanche e6 · Pion noir sur case noire h6 · Dame noire sur case blanche d5 · Pion blanc sur case noire e5 · Pion blanc sur case noire d4 · Dame blanche sur case blanche e4 · Pion blanc sur case noire h4 · Pion blanc sur case noire c3 · Pion blanc sur case blanche a2 · Pion blanc sur case noire b2 · Fou blanc sur case noire d2 · Pion blanc sur case blanche g2 · Roi blanc sur case noire c1 · Tour blanche sur case blanche d1 · Tour blanche sur case blanche h1 | Tour noire sur case blanche a8 · Tour noire sur case noire f8 · Roi noir sur case blanche g8 · Pion noir sur case noire a7 · Pion noir sur case blanche b7 · Fou noir sur case noire e7 · Pion noir sur case blanche f7 · Pion noir sur case noire g7 · Pion noir sur case blanche c6 · Pion noir sur case blanche e6 · Pion noir sur case noire h6 · Dame noire sur case blanche d5 · Pion blanc sur case noire e5 · Pion blanc sur case noire d4 · Dame blanche sur case blanche e4 · Pion blanc sur case noire h4 · Pion blanc sur case noire c3 · Pion blanc sur case blanche a2 · Pion blanc sur case noire b2 · Fou blanc sur case noire d2 · Pion blanc sur case blanche g2 · Roi blanc sur case noire c1 · Tour blanche sur case blanche d1 · Tour blanche sur case blanche h1 | Tour noire sur case blanche a8 · Tour noire sur case noire f8 · Roi noir sur case blanche g8 · Pion noir sur case noire a7 · Pion noir sur case blanche b7 · Fou noir sur case noire e7 · Pion noir sur case blanche f7 · Pion noir sur case noire g7 · Pion noir sur case blanche c6 · Pion noir sur case blanche e6 · Pion noir sur case noire h6 · Dame noire sur case blanche d5 · Pion blanc sur case noire e5 · Pion blanc sur case noire d4 · Dame blanche sur case blanche e4 · Pion blanc sur case noire h4 · Pion blanc sur case noire c3 · Pion blanc sur case blanche a2 · Pion blanc sur case noire b2 · Fou blanc sur case noire d2 · Pion blanc sur case blanche g2 · Roi blanc sur case noire c1 · Tour blanche sur case blanche d1 · Tour blanche sur case blanche h1 | Tour noire sur case blanche a8 · Tour noire sur case noire f8 · Roi noir sur case blanche g8 · Pion noir sur case noire a7 · Pion noir sur case blanche b7 · Fou noir sur case noire e7 · Pion noir sur case blanche f7 · Pion noir sur case noire g7 · Pion noir sur case blanche c6 · Pion noir sur case blanche e6 · Pion noir sur case noire h6 · Dame noire sur case blanche d5 · Pion blanc sur case noire e5 · Pion blanc sur case noire d4 · Dame blanche sur case blanche e4 · Pion blanc sur case noire h4 · Pion blanc sur case noire c3 · Pion blanc sur case blanche a2 · Pion blanc sur case noire b2 · Fou blanc sur case noire d2 · Pion blanc sur case blanche g2 · Roi blanc sur case noire c1 · Tour blanche sur case blanche d1 · Tour blanche sur case blanche h1 | Tour noire sur case blanche a8 · Tour noire sur case noire f8 · Roi noir sur case blanche g8 · Pion noir sur case noire a7 · Pion noir sur case blanche b7 · Fou noir sur case noire e7 · Pion noir sur case blanche f7 · Pion noir sur case noire g7 · Pion noir sur case blanche c6 · Pion noir sur case blanche e6 · Pion noir sur case noire h6 · Dame noire sur case blanche d5 · Pion blanc sur case noire e5 · Pion blanc sur case noire d4 · Dame blanche sur case blanche e4 · Pion blanc sur case noire h4 · Pion blanc sur case noire c3 · Pion blanc sur case blanche a2 · Pion blanc sur case noire b2 · Fou blanc sur case noire d2 · Pion blanc sur case blanche g2 · Roi blanc sur case noire c1 · Tour blanche sur case blanche d1 · Tour blanche sur case blanche h1 | Tour noire sur case blanche a8 · Tour noire sur case noire f8 · Roi noir sur case blanche g8 · Pion noir sur case noire a7 · Pion noir sur case blanche b7 · Fou noir sur case noire e7 · Pion noir sur case blanche f7 · Pion noir sur case noire g7 · Pion noir sur case blanche c6 · Pion noir sur case blanche e6 · Pion noir sur case noire h6 · Dame noire sur case blanche d5 · Pion blanc sur case noire e5 · Pion blanc sur case noire d4 · Dame blanche sur case blanche e4 · Pion blanc sur case noire h4 · Pion blanc sur case noire c3 · Pion blanc sur case blanche a2 · Pion blanc sur case noire b2 · Fou blanc sur case noire d2 · Pion blanc sur case blanche g2 · Roi blanc sur case noire c1 · Tour blanche sur case blanche d1 · Tour blanche sur case blanche h1 | Tour noire sur case blanche a8 · Tour noire sur case noire f8 · Roi noir sur case blanche g8 · Pion noir sur case noire a7 · Pion noir sur case blanche b7 · Fou noir sur case noire e7 · Pion noir sur case blanche f7 · Pion noir sur case noire g7 · Pion noir sur case blanche c6 · Pion noir sur case blanche e6 · Pion noir sur case noire h6 · Dame noire sur case blanche d5 · Pion blanc sur case noire e5 · Pion blanc sur case noire d4 · Dame blanche sur case blanche e4 · Pion blanc sur case noire h4 · Pion blanc sur case noire c3 · Pion blanc sur case blanche a2 · Pion blanc sur case noire b2 · Fou blanc sur case noire d2 · Pion blanc sur case blanche g2 · Roi blanc sur case noire c1 · Tour blanche sur case blanche d1 · Tour blanche sur case blanche h1 | Tour noire sur case blanche a8 · Tour noire sur case noire f8 · Roi noir sur case blanche g8 · Pion noir sur case noire a7 · Pion noir sur case blanche b7 · Fou noir sur case noire e7 · Pion noir sur case blanche f7 · Pion noir sur case noire g7 · Pion noir sur case blanche c6 · Pion noir sur case blanche e6 · Pion noir sur case noire h6 · Dame noire sur case blanche d5 · Pion blanc sur case noire e5 · Pion blanc sur case noire d4 · Dame blanche sur case blanche e4 · Pion blanc sur case noire h4 · Pion blanc sur case noire c3 · Pion blanc sur case blanche a2 · Pion blanc sur case noire b2 · Fou blanc sur case noire d2 · Pion blanc sur case blanche g2 · Roi blanc sur case noire c1 · Tour blanche sur case blanche d1 · Tour blanche sur case blanche h1 | 5 |
| 4 | Tour noire sur case blanche a8 · Tour noire sur case noire f8 · Roi noir sur case blanche g8 · Pion noir sur case noire a7 · Pion noir sur case blanche b7 · Fou noir sur case noire e7 · Pion noir sur case blanche f7 · Pion noir sur case noire g7 · Pion noir sur case blanche c6 · Pion noir sur case blanche e6 · Pion noir sur case noire h6 · Dame noire sur case blanche d5 · Pion blanc sur case noire e5 · Pion blanc sur case noire d4 · Dame blanche sur case blanche e4 · Pion blanc sur case noire h4 · Pion blanc sur case noire c3 · Pion blanc sur case blanche a2 · Pion blanc sur case noire b2 · Fou blanc sur case noire d2 · Pion blanc sur case blanche g2 · Roi blanc sur case noire c1 · Tour blanche sur case blanche d1 · Tour blanche sur case blanche h1 | Tour noire sur case blanche a8 · Tour noire sur case noire f8 · Roi noir sur case blanche g8 · Pion noir sur case noire a7 · Pion noir sur case blanche b7 · Fou noir sur case noire e7 · Pion noir sur case blanche f7 · Pion noir sur case noire g7 · Pion noir sur case blanche c6 · Pion noir sur case blanche e6 · Pion noir sur case noire h6 · Dame noire sur case blanche d5 · Pion blanc sur case noire e5 · Pion blanc sur case noire d4 · Dame blanche sur case blanche e4 · Pion blanc sur case noire h4 · Pion blanc sur case noire c3 · Pion blanc sur case blanche a2 · Pion blanc sur case noire b2 · Fou blanc sur case noire d2 · Pion blanc sur case blanche g2 · Roi blanc sur case noire c1 · Tour blanche sur case blanche d1 · Tour blanche sur case blanche h1 | Tour noire sur case blanche a8 · Tour noire sur case noire f8 · Roi noir sur case blanche g8 · Pion noir sur case noire a7 · Pion noir sur case blanche b7 · Fou noir sur case noire e7 · Pion noir sur case blanche f7 · Pion noir sur case noire g7 · Pion noir sur case blanche c6 · Pion noir sur case blanche e6 · Pion noir sur case noire h6 · Dame noire sur case blanche d5 · Pion blanc sur case noire e5 · Pion blanc sur case noire d4 · Dame blanche sur case blanche e4 · Pion blanc sur case noire h4 · Pion blanc sur case noire c3 · Pion blanc sur case blanche a2 · Pion blanc sur case noire b2 · Fou blanc sur case noire d2 · Pion blanc sur case blanche g2 · Roi blanc sur case noire c1 · Tour blanche sur case blanche d1 · Tour blanche sur case blanche h1 | Tour noire sur case blanche a8 · Tour noire sur case noire f8 · Roi noir sur case blanche g8 · Pion noir sur case noire a7 · Pion noir sur case blanche b7 · Fou noir sur case noire e7 · Pion noir sur case blanche f7 · Pion noir sur case noire g7 · Pion noir sur case blanche c6 · Pion noir sur case blanche e6 · Pion noir sur case noire h6 · Dame noire sur case blanche d5 · Pion blanc sur case noire e5 · Pion blanc sur case noire d4 · Dame blanche sur case blanche e4 · Pion blanc sur case noire h4 · Pion blanc sur case noire c3 · Pion blanc sur case blanche a2 · Pion blanc sur case noire b2 · Fou blanc sur case noire d2 · Pion blanc sur case blanche g2 · Roi blanc sur case noire c1 · Tour blanche sur case blanche d1 · Tour blanche sur case blanche h1 | Tour noire sur case blanche a8 · Tour noire sur case noire f8 · Roi noir sur case blanche g8 · Pion noir sur case noire a7 · Pion noir sur case blanche b7 · Fou noir sur case noire e7 · Pion noir sur case blanche f7 · Pion noir sur case noire g7 · Pion noir sur case blanche c6 · Pion noir sur case blanche e6 · Pion noir sur case noire h6 · Dame noire sur case blanche d5 · Pion blanc sur case noire e5 · Pion blanc sur case noire d4 · Dame blanche sur case blanche e4 · Pion blanc sur case noire h4 · Pion blanc sur case noire c3 · Pion blanc sur case blanche a2 · Pion blanc sur case noire b2 · Fou blanc sur case noire d2 · Pion blanc sur case blanche g2 · Roi blanc sur case noire c1 · Tour blanche sur case blanche d1 · Tour blanche sur case blanche h1 | Tour noire sur case blanche a8 · Tour noire sur case noire f8 · Roi noir sur case blanche g8 · Pion noir sur case noire a7 · Pion noir sur case blanche b7 · Fou noir sur case noire e7 · Pion noir sur case blanche f7 · Pion noir sur case noire g7 · Pion noir sur case blanche c6 · Pion noir sur case blanche e6 · Pion noir sur case noire h6 · Dame noire sur case blanche d5 · Pion blanc sur case noire e5 · Pion blanc sur case noire d4 · Dame blanche sur case blanche e4 · Pion blanc sur case noire h4 · Pion blanc sur case noire c3 · Pion blanc sur case blanche a2 · Pion blanc sur case noire b2 · Fou blanc sur case noire d2 · Pion blanc sur case blanche g2 · Roi blanc sur case noire c1 · Tour blanche sur case blanche d1 · Tour blanche sur case blanche h1 | Tour noire sur case blanche a8 · Tour noire sur case noire f8 · Roi noir sur case blanche g8 · Pion noir sur case noire a7 · Pion noir sur case blanche b7 · Fou noir sur case noire e7 · Pion noir sur case blanche f7 · Pion noir sur case noire g7 · Pion noir sur case blanche c6 · Pion noir sur case blanche e6 · Pion noir sur case noire h6 · Dame noire sur case blanche d5 · Pion blanc sur case noire e5 · Pion blanc sur case noire d4 · Dame blanche sur case blanche e4 · Pion blanc sur case noire h4 · Pion blanc sur case noire c3 · Pion blanc sur case blanche a2 · Pion blanc sur case noire b2 · Fou blanc sur case noire d2 · Pion blanc sur case blanche g2 · Roi blanc sur case noire c1 · Tour blanche sur case blanche d1 · Tour blanche sur case blanche h1 | Tour noire sur case blanche a8 · Tour noire sur case noire f8 · Roi noir sur case blanche g8 · Pion noir sur case noire a7 · Pion noir sur case blanche b7 · Fou noir sur case noire e7 · Pion noir sur case blanche f7 · Pion noir sur case noire g7 · Pion noir sur case blanche c6 · Pion noir sur case blanche e6 · Pion noir sur case noire h6 · Dame noire sur case blanche d5 · Pion blanc sur case noire e5 · Pion blanc sur case noire d4 · Dame blanche sur case blanche e4 · Pion blanc sur case noire h4 · Pion blanc sur case noire c3 · Pion blanc sur case blanche a2 · Pion blanc sur case noire b2 · Fou blanc sur case noire d2 · Pion blanc sur case blanche g2 · Roi blanc sur case noire c1 · Tour blanche sur case blanche d1 · Tour blanche sur case blanche h1 | 4 |
| 3 | Tour noire sur case blanche a8 · Tour noire sur case noire f8 · Roi noir sur case blanche g8 · Pion noir sur case noire a7 · Pion noir sur case blanche b7 · Fou noir sur case noire e7 · Pion noir sur case blanche f7 · Pion noir sur case noire g7 · Pion noir sur case blanche c6 · Pion noir sur case blanche e6 · Pion noir sur case noire h6 · Dame noire sur case blanche d5 · Pion blanc sur case noire e5 · Pion blanc sur case noire d4 · Dame blanche sur case blanche e4 · Pion blanc sur case noire h4 · Pion blanc sur case noire c3 · Pion blanc sur case blanche a2 · Pion blanc sur case noire b2 · Fou blanc sur case noire d2 · Pion blanc sur case blanche g2 · Roi blanc sur case noire c1 · Tour blanche sur case blanche d1 · Tour blanche sur case blanche h1 | Tour noire sur case blanche a8 · Tour noire sur case noire f8 · Roi noir sur case blanche g8 · Pion noir sur case noire a7 · Pion noir sur case blanche b7 · Fou noir sur case noire e7 · Pion noir sur case blanche f7 · Pion noir sur case noire g7 · Pion noir sur case blanche c6 · Pion noir sur case blanche e6 · Pion noir sur case noire h6 · Dame noire sur case blanche d5 · Pion blanc sur case noire e5 · Pion blanc sur case noire d4 · Dame blanche sur case blanche e4 · Pion blanc sur case noire h4 · Pion blanc sur case noire c3 · Pion blanc sur case blanche a2 · Pion blanc sur case noire b2 · Fou blanc sur case noire d2 · Pion blanc sur case blanche g2 · Roi blanc sur case noire c1 · Tour blanche sur case blanche d1 · Tour blanche sur case blanche h1 | Tour noire sur case blanche a8 · Tour noire sur case noire f8 · Roi noir sur case blanche g8 · Pion noir sur case noire a7 · Pion noir sur case blanche b7 · Fou noir sur case noire e7 · Pion noir sur case blanche f7 · Pion noir sur case noire g7 · Pion noir sur case blanche c6 · Pion noir sur case blanche e6 · Pion noir sur case noire h6 · Dame noire sur case blanche d5 · Pion blanc sur case noire e5 · Pion blanc sur case noire d4 · Dame blanche sur case blanche e4 · Pion blanc sur case noire h4 · Pion blanc sur case noire c3 · Pion blanc sur case blanche a2 · Pion blanc sur case noire b2 · Fou blanc sur case noire d2 · Pion blanc sur case blanche g2 · Roi blanc sur case noire c1 · Tour blanche sur case blanche d1 · Tour blanche sur case blanche h1 | Tour noire sur case blanche a8 · Tour noire sur case noire f8 · Roi noir sur case blanche g8 · Pion noir sur case noire a7 · Pion noir sur case blanche b7 · Fou noir sur case noire e7 · Pion noir sur case blanche f7 · Pion noir sur case noire g7 · Pion noir sur case blanche c6 · Pion noir sur case blanche e6 · Pion noir sur case noire h6 · Dame noire sur case blanche d5 · Pion blanc sur case noire e5 · Pion blanc sur case noire d4 · Dame blanche sur case blanche e4 · Pion blanc sur case noire h4 · Pion blanc sur case noire c3 · Pion blanc sur case blanche a2 · Pion blanc sur case noire b2 · Fou blanc sur case noire d2 · Pion blanc sur case blanche g2 · Roi blanc sur case noire c1 · Tour blanche sur case blanche d1 · Tour blanche sur case blanche h1 | Tour noire sur case blanche a8 · Tour noire sur case noire f8 · Roi noir sur case blanche g8 · Pion noir sur case noire a7 · Pion noir sur case blanche b7 · Fou noir sur case noire e7 · Pion noir sur case blanche f7 · Pion noir sur case noire g7 · Pion noir sur case blanche c6 · Pion noir sur case blanche e6 · Pion noir sur case noire h6 · Dame noire sur case blanche d5 · Pion blanc sur case noire e5 · Pion blanc sur case noire d4 · Dame blanche sur case blanche e4 · Pion blanc sur case noire h4 · Pion blanc sur case noire c3 · Pion blanc sur case blanche a2 · Pion blanc sur case noire b2 · Fou blanc sur case noire d2 · Pion blanc sur case blanche g2 · Roi blanc sur case noire c1 · Tour blanche sur case blanche d1 · Tour blanche sur case blanche h1 | Tour noire sur case blanche a8 · Tour noire sur case noire f8 · Roi noir sur case blanche g8 · Pion noir sur case noire a7 · Pion noir sur case blanche b7 · Fou noir sur case noire e7 · Pion noir sur case blanche f7 · Pion noir sur case noire g7 · Pion noir sur case blanche c6 · Pion noir sur case blanche e6 · Pion noir sur case noire h6 · Dame noire sur case blanche d5 · Pion blanc sur case noire e5 · Pion blanc sur case noire d4 · Dame blanche sur case blanche e4 · Pion blanc sur case noire h4 · Pion blanc sur case noire c3 · Pion blanc sur case blanche a2 · Pion blanc sur case noire b2 · Fou blanc sur case noire d2 · Pion blanc sur case blanche g2 · Roi blanc sur case noire c1 · Tour blanche sur case blanche d1 · Tour blanche sur case blanche h1 | Tour noire sur case blanche a8 · Tour noire sur case noire f8 · Roi noir sur case blanche g8 · Pion noir sur case noire a7 · Pion noir sur case blanche b7 · Fou noir sur case noire e7 · Pion noir sur case blanche f7 · Pion noir sur case noire g7 · Pion noir sur case blanche c6 · Pion noir sur case blanche e6 · Pion noir sur case noire h6 · Dame noire sur case blanche d5 · Pion blanc sur case noire e5 · Pion blanc sur case noire d4 · Dame blanche sur case blanche e4 · Pion blanc sur case noire h4 · Pion blanc sur case noire c3 · Pion blanc sur case blanche a2 · Pion blanc sur case noire b2 · Fou blanc sur case noire d2 · Pion blanc sur case blanche g2 · Roi blanc sur case noire c1 · Tour blanche sur case blanche d1 · Tour blanche sur case blanche h1 | Tour noire sur case blanche a8 · Tour noire sur case noire f8 · Roi noir sur case blanche g8 · Pion noir sur case noire a7 · Pion noir sur case blanche b7 · Fou noir sur case noire e7 · Pion noir sur case blanche f7 · Pion noir sur case noire g7 · Pion noir sur case blanche c6 · Pion noir sur case blanche e6 · Pion noir sur case noire h6 · Dame noire sur case blanche d5 · Pion blanc sur case noire e5 · Pion blanc sur case noire d4 · Dame blanche sur case blanche e4 · Pion blanc sur case noire h4 · Pion blanc sur case noire c3 · Pion blanc sur case blanche a2 · Pion blanc sur case noire b2 · Fou blanc sur case noire d2 · Pion blanc sur case blanche g2 · Roi blanc sur case noire c1 · Tour blanche sur case blanche d1 · Tour blanche sur case blanche h1 | 3 |
| 2 | Tour noire sur case blanche a8 · Tour noire sur case noire f8 · Roi noir sur case blanche g8 · Pion noir sur case noire a7 · Pion noir sur case blanche b7 · Fou noir sur case noire e7 · Pion noir sur case blanche f7 · Pion noir sur case noire g7 · Pion noir sur case blanche c6 · Pion noir sur case blanche e6 · Pion noir sur case noire h6 · Dame noire sur case blanche d5 · Pion blanc sur case noire e5 · Pion blanc sur case noire d4 · Dame blanche sur case blanche e4 · Pion blanc sur case noire h4 · Pion blanc sur case noire c3 · Pion blanc sur case blanche a2 · Pion blanc sur case noire b2 · Fou blanc sur case noire d2 · Pion blanc sur case blanche g2 · Roi blanc sur case noire c1 · Tour blanche sur case blanche d1 · Tour blanche sur case blanche h1 | Tour noire sur case blanche a8 · Tour noire sur case noire f8 · Roi noir sur case blanche g8 · Pion noir sur case noire a7 · Pion noir sur case blanche b7 · Fou noir sur case noire e7 · Pion noir sur case blanche f7 · Pion noir sur case noire g7 · Pion noir sur case blanche c6 · Pion noir sur case blanche e6 · Pion noir sur case noire h6 · Dame noire sur case blanche d5 · Pion blanc sur case noire e5 · Pion blanc sur case noire d4 · Dame blanche sur case blanche e4 · Pion blanc sur case noire h4 · Pion blanc sur case noire c3 · Pion blanc sur case blanche a2 · Pion blanc sur case noire b2 · Fou blanc sur case noire d2 · Pion blanc sur case blanche g2 · Roi blanc sur case noire c1 · Tour blanche sur case blanche d1 · Tour blanche sur case blanche h1 | Tour noire sur case blanche a8 · Tour noire sur case noire f8 · Roi noir sur case blanche g8 · Pion noir sur case noire a7 · Pion noir sur case blanche b7 · Fou noir sur case noire e7 · Pion noir sur case blanche f7 · Pion noir sur case noire g7 · Pion noir sur case blanche c6 · Pion noir sur case blanche e6 · Pion noir sur case noire h6 · Dame noire sur case blanche d5 · Pion blanc sur case noire e5 · Pion blanc sur case noire d4 · Dame blanche sur case blanche e4 · Pion blanc sur case noire h4 · Pion blanc sur case noire c3 · Pion blanc sur case blanche a2 · Pion blanc sur case noire b2 · Fou blanc sur case noire d2 · Pion blanc sur case blanche g2 · Roi blanc sur case noire c1 · Tour blanche sur case blanche d1 · Tour blanche sur case blanche h1 | Tour noire sur case blanche a8 · Tour noire sur case noire f8 · Roi noir sur case blanche g8 · Pion noir sur case noire a7 · Pion noir sur case blanche b7 · Fou noir sur case noire e7 · Pion noir sur case blanche f7 · Pion noir sur case noire g7 · Pion noir sur case blanche c6 · Pion noir sur case blanche e6 · Pion noir sur case noire h6 · Dame noire sur case blanche d5 · Pion blanc sur case noire e5 · Pion blanc sur case noire d4 · Dame blanche sur case blanche e4 · Pion blanc sur case noire h4 · Pion blanc sur case noire c3 · Pion blanc sur case blanche a2 · Pion blanc sur case noire b2 · Fou blanc sur case noire d2 · Pion blanc sur case blanche g2 · Roi blanc sur case noire c1 · Tour blanche sur case blanche d1 · Tour blanche sur case blanche h1 | Tour noire sur case blanche a8 · Tour noire sur case noire f8 · Roi noir sur case blanche g8 · Pion noir sur case noire a7 · Pion noir sur case blanche b7 · Fou noir sur case noire e7 · Pion noir sur case blanche f7 · Pion noir sur case noire g7 · Pion noir sur case blanche c6 · Pion noir sur case blanche e6 · Pion noir sur case noire h6 · Dame noire sur case blanche d5 · Pion blanc sur case noire e5 · Pion blanc sur case noire d4 · Dame blanche sur case blanche e4 · Pion blanc sur case noire h4 · Pion blanc sur case noire c3 · Pion blanc sur case blanche a2 · Pion blanc sur case noire b2 · Fou blanc sur case noire d2 · Pion blanc sur case blanche g2 · Roi blanc sur case noire c1 · Tour blanche sur case blanche d1 · Tour blanche sur case blanche h1 | Tour noire sur case blanche a8 · Tour noire sur case noire f8 · Roi noir sur case blanche g8 · Pion noir sur case noire a7 · Pion noir sur case blanche b7 · Fou noir sur case noire e7 · Pion noir sur case blanche f7 · Pion noir sur case noire g7 · Pion noir sur case blanche c6 · Pion noir sur case blanche e6 · Pion noir sur case noire h6 · Dame noire sur case blanche d5 · Pion blanc sur case noire e5 · Pion blanc sur case noire d4 · Dame blanche sur case blanche e4 · Pion blanc sur case noire h4 · Pion blanc sur case noire c3 · Pion blanc sur case blanche a2 · Pion blanc sur case noire b2 · Fou blanc sur case noire d2 · Pion blanc sur case blanche g2 · Roi blanc sur case noire c1 · Tour blanche sur case blanche d1 · Tour blanche sur case blanche h1 | Tour noire sur case blanche a8 · Tour noire sur case noire f8 · Roi noir sur case blanche g8 · Pion noir sur case noire a7 · Pion noir sur case blanche b7 · Fou noir sur case noire e7 · Pion noir sur case blanche f7 · Pion noir sur case noire g7 · Pion noir sur case blanche c6 · Pion noir sur case blanche e6 · Pion noir sur case noire h6 · Dame noire sur case blanche d5 · Pion blanc sur case noire e5 · Pion blanc sur case noire d4 · Dame blanche sur case blanche e4 · Pion blanc sur case noire h4 · Pion blanc sur case noire c3 · Pion blanc sur case blanche a2 · Pion blanc sur case noire b2 · Fou blanc sur case noire d2 · Pion blanc sur case blanche g2 · Roi blanc sur case noire c1 · Tour blanche sur case blanche d1 · Tour blanche sur case blanche h1 | Tour noire sur case blanche a8 · Tour noire sur case noire f8 · Roi noir sur case blanche g8 · Pion noir sur case noire a7 · Pion noir sur case blanche b7 · Fou noir sur case noire e7 · Pion noir sur case blanche f7 · Pion noir sur case noire g7 · Pion noir sur case blanche c6 · Pion noir sur case blanche e6 · Pion noir sur case noire h6 · Dame noire sur case blanche d5 · Pion blanc sur case noire e5 · Pion blanc sur case noire d4 · Dame blanche sur case blanche e4 · Pion blanc sur case noire h4 · Pion blanc sur case noire c3 · Pion blanc sur case blanche a2 · Pion blanc sur case noire b2 · Fou blanc sur case noire d2 · Pion blanc sur case blanche g2 · Roi blanc sur case noire c1 · Tour blanche sur case blanche d1 · Tour blanche sur case blanche h1 | 2 |
| 1 | Tour noire sur case blanche a8 · Tour noire sur case noire f8 · Roi noir sur case blanche g8 · Pion noir sur case noire a7 · Pion noir sur case blanche b7 · Fou noir sur case noire e7 · Pion noir sur case blanche f7 · Pion noir sur case noire g7 · Pion noir sur case blanche c6 · Pion noir sur case blanche e6 · Pion noir sur case noire h6 · Dame noire sur case blanche d5 · Pion blanc sur case noire e5 · Pion blanc sur case noire d4 · Dame blanche sur case blanche e4 · Pion blanc sur case noire h4 · Pion blanc sur case noire c3 · Pion blanc sur case blanche a2 · Pion blanc sur case noire b2 · Fou blanc sur case noire d2 · Pion blanc sur case blanche g2 · Roi blanc sur case noire c1 · Tour blanche sur case blanche d1 · Tour blanche sur case blanche h1 | Tour noire sur case blanche a8 · Tour noire sur case noire f8 · Roi noir sur case blanche g8 · Pion noir sur case noire a7 · Pion noir sur case blanche b7 · Fou noir sur case noire e7 · Pion noir sur case blanche f7 · Pion noir sur case noire g7 · Pion noir sur case blanche c6 · Pion noir sur case blanche e6 · Pion noir sur case noire h6 · Dame noire sur case blanche d5 · Pion blanc sur case noire e5 · Pion blanc sur case noire d4 · Dame blanche sur case blanche e4 · Pion blanc sur case noire h4 · Pion blanc sur case noire c3 · Pion blanc sur case blanche a2 · Pion blanc sur case noire b2 · Fou blanc sur case noire d2 · Pion blanc sur case blanche g2 · Roi blanc sur case noire c1 · Tour blanche sur case blanche d1 · Tour blanche sur case blanche h1 | Tour noire sur case blanche a8 · Tour noire sur case noire f8 · Roi noir sur case blanche g8 · Pion noir sur case noire a7 · Pion noir sur case blanche b7 · Fou noir sur case noire e7 · Pion noir sur case blanche f7 · Pion noir sur case noire g7 · Pion noir sur case blanche c6 · Pion noir sur case blanche e6 · Pion noir sur case noire h6 · Dame noire sur case blanche d5 · Pion blanc sur case noire e5 · Pion blanc sur case noire d4 · Dame blanche sur case blanche e4 · Pion blanc sur case noire h4 · Pion blanc sur case noire c3 · Pion blanc sur case blanche a2 · Pion blanc sur case noire b2 · Fou blanc sur case noire d2 · Pion blanc sur case blanche g2 · Roi blanc sur case noire c1 · Tour blanche sur case blanche d1 · Tour blanche sur case blanche h1 | Tour noire sur case blanche a8 · Tour noire sur case noire f8 · Roi noir sur case blanche g8 · Pion noir sur case noire a7 · Pion noir sur case blanche b7 · Fou noir sur case noire e7 · Pion noir sur case blanche f7 · Pion noir sur case noire g7 · Pion noir sur case blanche c6 · Pion noir sur case blanche e6 · Pion noir sur case noire h6 · Dame noire sur case blanche d5 · Pion blanc sur case noire e5 · Pion blanc sur case noire d4 · Dame blanche sur case blanche e4 · Pion blanc sur case noire h4 · Pion blanc sur case noire c3 · Pion blanc sur case blanche a2 · Pion blanc sur case noire b2 · Fou blanc sur case noire d2 · Pion blanc sur case blanche g2 · Roi blanc sur case noire c1 · Tour blanche sur case blanche d1 · Tour blanche sur case blanche h1 | Tour noire sur case blanche a8 · Tour noire sur case noire f8 · Roi noir sur case blanche g8 · Pion noir sur case noire a7 · Pion noir sur case blanche b7 · Fou noir sur case noire e7 · Pion noir sur case blanche f7 · Pion noir sur case noire g7 · Pion noir sur case blanche c6 · Pion noir sur case blanche e6 · Pion noir sur case noire h6 · Dame noire sur case blanche d5 · Pion blanc sur case noire e5 · Pion blanc sur case noire d4 · Dame blanche sur case blanche e4 · Pion blanc sur case noire h4 · Pion blanc sur case noire c3 · Pion blanc sur case blanche a2 · Pion blanc sur case noire b2 · Fou blanc sur case noire d2 · Pion blanc sur case blanche g2 · Roi blanc sur case noire c1 · Tour blanche sur case blanche d1 · Tour blanche sur case blanche h1 | Tour noire sur case blanche a8 · Tour noire sur case noire f8 · Roi noir sur case blanche g8 · Pion noir sur case noire a7 · Pion noir sur case blanche b7 · Fou noir sur case noire e7 · Pion noir sur case blanche f7 · Pion noir sur case noire g7 · Pion noir sur case blanche c6 · Pion noir sur case blanche e6 · Pion noir sur case noire h6 · Dame noire sur case blanche d5 · Pion blanc sur case noire e5 · Pion blanc sur case noire d4 · Dame blanche sur case blanche e4 · Pion blanc sur case noire h4 · Pion blanc sur case noire c3 · Pion blanc sur case blanche a2 · Pion blanc sur case noire b2 · Fou blanc sur case noire d2 · Pion blanc sur case blanche g2 · Roi blanc sur case noire c1 · Tour blanche sur case blanche d1 · Tour blanche sur case blanche h1 | Tour noire sur case blanche a8 · Tour noire sur case noire f8 · Roi noir sur case blanche g8 · Pion noir sur case noire a7 · Pion noir sur case blanche b7 · Fou noir sur case noire e7 · Pion noir sur case blanche f7 · Pion noir sur case noire g7 · Pion noir sur case blanche c6 · Pion noir sur case blanche e6 · Pion noir sur case noire h6 · Dame noire sur case blanche d5 · Pion blanc sur case noire e5 · Pion blanc sur case noire d4 · Dame blanche sur case blanche e4 · Pion blanc sur case noire h4 · Pion blanc sur case noire c3 · Pion blanc sur case blanche a2 · Pion blanc sur case noire b2 · Fou blanc sur case noire d2 · Pion blanc sur case blanche g2 · Roi blanc sur case noire c1 · Tour blanche sur case blanche d1 · Tour blanche sur case blanche h1 | Tour noire sur case blanche a8 · Tour noire sur case noire f8 · Roi noir sur case blanche g8 · Pion noir sur case noire a7 · Pion noir sur case blanche b7 · Fou noir sur case noire e7 · Pion noir sur case blanche f7 · Pion noir sur case noire g7 · Pion noir sur case blanche c6 · Pion noir sur case blanche e6 · Pion noir sur case noire h6 · Dame noire sur case blanche d5 · Pion blanc sur case noire e5 · Pion blanc sur case noire d4 · Dame blanche sur case blanche e4 · Pion blanc sur case noire h4 · Pion blanc sur case noire c3 · Pion blanc sur case blanche a2 · Pion blanc sur case noire b2 · Fou blanc sur case noire d2 · Pion blanc sur case blanche g2 · Roi blanc sur case noire c1 · Tour blanche sur case blanche d1 · Tour blanche sur case blanche h1 | 1 |
|   | a | b | c | d | e | f | g | h |   |

18.Dxd5 L'acceptation de cet échange des dames proposé par Carlsen provoque la surprise des commentateurs (notamment celle du commentateur officiel Ramachandran Ramesh) et du public qui s'attendaient à ce qu'Anand préfère jouer 18.Dg4 pour continuer à exercer une pression avec cette pièce.
18... cxd5 19.h5 b5 20.Th3 a5 21.Tf1 Tac8 22.Tg3 Rh7 23.Tgf3 Rg8 24.Tg3 Rh7 25.Tgf3 Rg8 ½-½

#### Troisième partie, Carlsen-Anand, ½-½
1. Cf3 d5 2. g3 g6 3. c4 dxc4 4. Da4+ Cc6 5. Fg2 Fg7 6. Cc3 e5 7. Dxc4 Cge7 8. 0-0 0-0 9. d3 h6 10. Fd2 Cd4 11. Cxd4 exd4 12. Ce4 c6 13. Fb4 Fe6 14. Dc1 Fd5 15. a4 b6 16. Fxe7 Dxe7 17. a5 Tab8 18. Te1 Tfc8 19. axb6 axb6 20. Df4 Td8 21. h4 Rh7 22. Cd2 Fe5 23. Dg4 h5 24. Dh3 Fe6 25. Dh1 c5 26. Ce4 Rg7 27. Cg5 b5 (voir diagramme)
|   | a | b | c | d | e | f | g | h |   |
| 8 | Tour noire sur case noire b8 · Tour noire sur case noire d8 · Dame noire sur case noire e7 · Pion noir sur case blanche f7 · Roi noir sur case noire g7 · Fou noir sur case blanche e6 · Pion noir sur case blanche g6 · Pion noir sur case blanche b5 · Pion noir sur case noire c5 · Fou noir sur case noire e5 · Cavalier blanc sur case noire g5 · Pion noir sur case blanche h5 · Pion noir sur case noire d4 · Pion blanc sur case noire h4 · Pion blanc sur case blanche d3 · Pion blanc sur case noire g3 · Pion blanc sur case noire b2 · Pion blanc sur case blanche e2 · Pion blanc sur case noire f2 · Fou blanc sur case blanche g2 · Tour blanche sur case noire a1 · Tour blanche sur case noire e1 · Roi blanc sur case noire g1 · Dame blanche sur case blanche h1 | Tour noire sur case noire b8 · Tour noire sur case noire d8 · Dame noire sur case noire e7 · Pion noir sur case blanche f7 · Roi noir sur case noire g7 · Fou noir sur case blanche e6 · Pion noir sur case blanche g6 · Pion noir sur case blanche b5 · Pion noir sur case noire c5 · Fou noir sur case noire e5 · Cavalier blanc sur case noire g5 · Pion noir sur case blanche h5 · Pion noir sur case noire d4 · Pion blanc sur case noire h4 · Pion blanc sur case blanche d3 · Pion blanc sur case noire g3 · Pion blanc sur case noire b2 · Pion blanc sur case blanche e2 · Pion blanc sur case noire f2 · Fou blanc sur case blanche g2 · Tour blanche sur case noire a1 · Tour blanche sur case noire e1 · Roi blanc sur case noire g1 · Dame blanche sur case blanche h1 | Tour noire sur case noire b8 · Tour noire sur case noire d8 · Dame noire sur case noire e7 · Pion noir sur case blanche f7 · Roi noir sur case noire g7 · Fou noir sur case blanche e6 · Pion noir sur case blanche g6 · Pion noir sur case blanche b5 · Pion noir sur case noire c5 · Fou noir sur case noire e5 · Cavalier blanc sur case noire g5 · Pion noir sur case blanche h5 · Pion noir sur case noire d4 · Pion blanc sur case noire h4 · Pion blanc sur case blanche d3 · Pion blanc sur case noire g3 · Pion blanc sur case noire b2 · Pion blanc sur case blanche e2 · Pion blanc sur case noire f2 · Fou blanc sur case blanche g2 · Tour blanche sur case noire a1 · Tour blanche sur case noire e1 · Roi blanc sur case noire g1 · Dame blanche sur case blanche h1 | Tour noire sur case noire b8 · Tour noire sur case noire d8 · Dame noire sur case noire e7 · Pion noir sur case blanche f7 · Roi noir sur case noire g7 · Fou noir sur case blanche e6 · Pion noir sur case blanche g6 · Pion noir sur case blanche b5 · Pion noir sur case noire c5 · Fou noir sur case noire e5 · Cavalier blanc sur case noire g5 · Pion noir sur case blanche h5 · Pion noir sur case noire d4 · Pion blanc sur case noire h4 · Pion blanc sur case blanche d3 · Pion blanc sur case noire g3 · Pion blanc sur case noire b2 · Pion blanc sur case blanche e2 · Pion blanc sur case noire f2 · Fou blanc sur case blanche g2 · Tour blanche sur case noire a1 · Tour blanche sur case noire e1 · Roi blanc sur case noire g1 · Dame blanche sur case blanche h1 | Tour noire sur case noire b8 · Tour noire sur case noire d8 · Dame noire sur case noire e7 · Pion noir sur case blanche f7 · Roi noir sur case noire g7 · Fou noir sur case blanche e6 · Pion noir sur case blanche g6 · Pion noir sur case blanche b5 · Pion noir sur case noire c5 · Fou noir sur case noire e5 · Cavalier blanc sur case noire g5 · Pion noir sur case blanche h5 · Pion noir sur case noire d4 · Pion blanc sur case noire h4 · Pion blanc sur case blanche d3 · Pion blanc sur case noire g3 · Pion blanc sur case noire b2 · Pion blanc sur case blanche e2 · Pion blanc sur case noire f2 · Fou blanc sur case blanche g2 · Tour blanche sur case noire a1 · Tour blanche sur case noire e1 · Roi blanc sur case noire g1 · Dame blanche sur case blanche h1 | Tour noire sur case noire b8 · Tour noire sur case noire d8 · Dame noire sur case noire e7 · Pion noir sur case blanche f7 · Roi noir sur case noire g7 · Fou noir sur case blanche e6 · Pion noir sur case blanche g6 · Pion noir sur case blanche b5 · Pion noir sur case noire c5 · Fou noir sur case noire e5 · Cavalier blanc sur case noire g5 · Pion noir sur case blanche h5 · Pion noir sur case noire d4 · Pion blanc sur case noire h4 · Pion blanc sur case blanche d3 · Pion blanc sur case noire g3 · Pion blanc sur case noire b2 · Pion blanc sur case blanche e2 · Pion blanc sur case noire f2 · Fou blanc sur case blanche g2 · Tour blanche sur case noire a1 · Tour blanche sur case noire e1 · Roi blanc sur case noire g1 · Dame blanche sur case blanche h1 | Tour noire sur case noire b8 · Tour noire sur case noire d8 · Dame noire sur case noire e7 · Pion noir sur case blanche f7 · Roi noir sur case noire g7 · Fou noir sur case blanche e6 · Pion noir sur case blanche g6 · Pion noir sur case blanche b5 · Pion noir sur case noire c5 · Fou noir sur case noire e5 · Cavalier blanc sur case noire g5 · Pion noir sur case blanche h5 · Pion noir sur case noire d4 · Pion blanc sur case noire h4 · Pion blanc sur case blanche d3 · Pion blanc sur case noire g3 · Pion blanc sur case noire b2 · Pion blanc sur case blanche e2 · Pion blanc sur case noire f2 · Fou blanc sur case blanche g2 · Tour blanche sur case noire a1 · Tour blanche sur case noire e1 · Roi blanc sur case noire g1 · Dame blanche sur case blanche h1 | Tour noire sur case noire b8 · Tour noire sur case noire d8 · Dame noire sur case noire e7 · Pion noir sur case blanche f7 · Roi noir sur case noire g7 · Fou noir sur case blanche e6 · Pion noir sur case blanche g6 · Pion noir sur case blanche b5 · Pion noir sur case noire c5 · Fou noir sur case noire e5 · Cavalier blanc sur case noire g5 · Pion noir sur case blanche h5 · Pion noir sur case noire d4 · Pion blanc sur case noire h4 · Pion blanc sur case blanche d3 · Pion blanc sur case noire g3 · Pion blanc sur case noire b2 · Pion blanc sur case blanche e2 · Pion blanc sur case noire f2 · Fou blanc sur case blanche g2 · Tour blanche sur case noire a1 · Tour blanche sur case noire e1 · Roi blanc sur case noire g1 · Dame blanche sur case blanche h1 | 8 |
| 7 | Tour noire sur case noire b8 · Tour noire sur case noire d8 · Dame noire sur case noire e7 · Pion noir sur case blanche f7 · Roi noir sur case noire g7 · Fou noir sur case blanche e6 · Pion noir sur case blanche g6 · Pion noir sur case blanche b5 · Pion noir sur case noire c5 · Fou noir sur case noire e5 · Cavalier blanc sur case noire g5 · Pion noir sur case blanche h5 · Pion noir sur case noire d4 · Pion blanc sur case noire h4 · Pion blanc sur case blanche d3 · Pion blanc sur case noire g3 · Pion blanc sur case noire b2 · Pion blanc sur case blanche e2 · Pion blanc sur case noire f2 · Fou blanc sur case blanche g2 · Tour blanche sur case noire a1 · Tour blanche sur case noire e1 · Roi blanc sur case noire g1 · Dame blanche sur case blanche h1 | Tour noire sur case noire b8 · Tour noire sur case noire d8 · Dame noire sur case noire e7 · Pion noir sur case blanche f7 · Roi noir sur case noire g7 · Fou noir sur case blanche e6 · Pion noir sur case blanche g6 · Pion noir sur case blanche b5 · Pion noir sur case noire c5 · Fou noir sur case noire e5 · Cavalier blanc sur case noire g5 · Pion noir sur case blanche h5 · Pion noir sur case noire d4 · Pion blanc sur case noire h4 · Pion blanc sur case blanche d3 · Pion blanc sur case noire g3 · Pion blanc sur case noire b2 · Pion blanc sur case blanche e2 · Pion blanc sur case noire f2 · Fou blanc sur case blanche g2 · Tour blanche sur case noire a1 · Tour blanche sur case noire e1 · Roi blanc sur case noire g1 · Dame blanche sur case blanche h1 | Tour noire sur case noire b8 · Tour noire sur case noire d8 · Dame noire sur case noire e7 · Pion noir sur case blanche f7 · Roi noir sur case noire g7 · Fou noir sur case blanche e6 · Pion noir sur case blanche g6 · Pion noir sur case blanche b5 · Pion noir sur case noire c5 · Fou noir sur case noire e5 · Cavalier blanc sur case noire g5 · Pion noir sur case blanche h5 · Pion noir sur case noire d4 · Pion blanc sur case noire h4 · Pion blanc sur case blanche d3 · Pion blanc sur case noire g3 · Pion blanc sur case noire b2 · Pion blanc sur case blanche e2 · Pion blanc sur case noire f2 · Fou blanc sur case blanche g2 · Tour blanche sur case noire a1 · Tour blanche sur case noire e1 · Roi blanc sur case noire g1 · Dame blanche sur case blanche h1 | Tour noire sur case noire b8 · Tour noire sur case noire d8 · Dame noire sur case noire e7 · Pion noir sur case blanche f7 · Roi noir sur case noire g7 · Fou noir sur case blanche e6 · Pion noir sur case blanche g6 · Pion noir sur case blanche b5 · Pion noir sur case noire c5 · Fou noir sur case noire e5 · Cavalier blanc sur case noire g5 · Pion noir sur case blanche h5 · Pion noir sur case noire d4 · Pion blanc sur case noire h4 · Pion blanc sur case blanche d3 · Pion blanc sur case noire g3 · Pion blanc sur case noire b2 · Pion blanc sur case blanche e2 · Pion blanc sur case noire f2 · Fou blanc sur case blanche g2 · Tour blanche sur case noire a1 · Tour blanche sur case noire e1 · Roi blanc sur case noire g1 · Dame blanche sur case blanche h1 | Tour noire sur case noire b8 · Tour noire sur case noire d8 · Dame noire sur case noire e7 · Pion noir sur case blanche f7 · Roi noir sur case noire g7 · Fou noir sur case blanche e6 · Pion noir sur case blanche g6 · Pion noir sur case blanche b5 · Pion noir sur case noire c5 · Fou noir sur case noire e5 · Cavalier blanc sur case noire g5 · Pion noir sur case blanche h5 · Pion noir sur case noire d4 · Pion blanc sur case noire h4 · Pion blanc sur case blanche d3 · Pion blanc sur case noire g3 · Pion blanc sur case noire b2 · Pion blanc sur case blanche e2 · Pion blanc sur case noire f2 · Fou blanc sur case blanche g2 · Tour blanche sur case noire a1 · Tour blanche sur case noire e1 · Roi blanc sur case noire g1 · Dame blanche sur case blanche h1 | Tour noire sur case noire b8 · Tour noire sur case noire d8 · Dame noire sur case noire e7 · Pion noir sur case blanche f7 · Roi noir sur case noire g7 · Fou noir sur case blanche e6 · Pion noir sur case blanche g6 · Pion noir sur case blanche b5 · Pion noir sur case noire c5 · Fou noir sur case noire e5 · Cavalier blanc sur case noire g5 · Pion noir sur case blanche h5 · Pion noir sur case noire d4 · Pion blanc sur case noire h4 · Pion blanc sur case blanche d3 · Pion blanc sur case noire g3 · Pion blanc sur case noire b2 · Pion blanc sur case blanche e2 · Pion blanc sur case noire f2 · Fou blanc sur case blanche g2 · Tour blanche sur case noire a1 · Tour blanche sur case noire e1 · Roi blanc sur case noire g1 · Dame blanche sur case blanche h1 | Tour noire sur case noire b8 · Tour noire sur case noire d8 · Dame noire sur case noire e7 · Pion noir sur case blanche f7 · Roi noir sur case noire g7 · Fou noir sur case blanche e6 · Pion noir sur case blanche g6 · Pion noir sur case blanche b5 · Pion noir sur case noire c5 · Fou noir sur case noire e5 · Cavalier blanc sur case noire g5 · Pion noir sur case blanche h5 · Pion noir sur case noire d4 · Pion blanc sur case noire h4 · Pion blanc sur case blanche d3 · Pion blanc sur case noire g3 · Pion blanc sur case noire b2 · Pion blanc sur case blanche e2 · Pion blanc sur case noire f2 · Fou blanc sur case blanche g2 · Tour blanche sur case noire a1 · Tour blanche sur case noire e1 · Roi blanc sur case noire g1 · Dame blanche sur case blanche h1 | Tour noire sur case noire b8 · Tour noire sur case noire d8 · Dame noire sur case noire e7 · Pion noir sur case blanche f7 · Roi noir sur case noire g7 · Fou noir sur case blanche e6 · Pion noir sur case blanche g6 · Pion noir sur case blanche b5 · Pion noir sur case noire c5 · Fou noir sur case noire e5 · Cavalier blanc sur case noire g5 · Pion noir sur case blanche h5 · Pion noir sur case noire d4 · Pion blanc sur case noire h4 · Pion blanc sur case blanche d3 · Pion blanc sur case noire g3 · Pion blanc sur case noire b2 · Pion blanc sur case blanche e2 · Pion blanc sur case noire f2 · Fou blanc sur case blanche g2 · Tour blanche sur case noire a1 · Tour blanche sur case noire e1 · Roi blanc sur case noire g1 · Dame blanche sur case blanche h1 | 7 |
| 6 | Tour noire sur case noire b8 · Tour noire sur case noire d8 · Dame noire sur case noire e7 · Pion noir sur case blanche f7 · Roi noir sur case noire g7 · Fou noir sur case blanche e6 · Pion noir sur case blanche g6 · Pion noir sur case blanche b5 · Pion noir sur case noire c5 · Fou noir sur case noire e5 · Cavalier blanc sur case noire g5 · Pion noir sur case blanche h5 · Pion noir sur case noire d4 · Pion blanc sur case noire h4 · Pion blanc sur case blanche d3 · Pion blanc sur case noire g3 · Pion blanc sur case noire b2 · Pion blanc sur case blanche e2 · Pion blanc sur case noire f2 · Fou blanc sur case blanche g2 · Tour blanche sur case noire a1 · Tour blanche sur case noire e1 · Roi blanc sur case noire g1 · Dame blanche sur case blanche h1 | Tour noire sur case noire b8 · Tour noire sur case noire d8 · Dame noire sur case noire e7 · Pion noir sur case blanche f7 · Roi noir sur case noire g7 · Fou noir sur case blanche e6 · Pion noir sur case blanche g6 · Pion noir sur case blanche b5 · Pion noir sur case noire c5 · Fou noir sur case noire e5 · Cavalier blanc sur case noire g5 · Pion noir sur case blanche h5 · Pion noir sur case noire d4 · Pion blanc sur case noire h4 · Pion blanc sur case blanche d3 · Pion blanc sur case noire g3 · Pion blanc sur case noire b2 · Pion blanc sur case blanche e2 · Pion blanc sur case noire f2 · Fou blanc sur case blanche g2 · Tour blanche sur case noire a1 · Tour blanche sur case noire e1 · Roi blanc sur case noire g1 · Dame blanche sur case blanche h1 | Tour noire sur case noire b8 · Tour noire sur case noire d8 · Dame noire sur case noire e7 · Pion noir sur case blanche f7 · Roi noir sur case noire g7 · Fou noir sur case blanche e6 · Pion noir sur case blanche g6 · Pion noir sur case blanche b5 · Pion noir sur case noire c5 · Fou noir sur case noire e5 · Cavalier blanc sur case noire g5 · Pion noir sur case blanche h5 · Pion noir sur case noire d4 · Pion blanc sur case noire h4 · Pion blanc sur case blanche d3 · Pion blanc sur case noire g3 · Pion blanc sur case noire b2 · Pion blanc sur case blanche e2 · Pion blanc sur case noire f2 · Fou blanc sur case blanche g2 · Tour blanche sur case noire a1 · Tour blanche sur case noire e1 · Roi blanc sur case noire g1 · Dame blanche sur case blanche h1 | Tour noire sur case noire b8 · Tour noire sur case noire d8 · Dame noire sur case noire e7 · Pion noir sur case blanche f7 · Roi noir sur case noire g7 · Fou noir sur case blanche e6 · Pion noir sur case blanche g6 · Pion noir sur case blanche b5 · Pion noir sur case noire c5 · Fou noir sur case noire e5 · Cavalier blanc sur case noire g5 · Pion noir sur case blanche h5 · Pion noir sur case noire d4 · Pion blanc sur case noire h4 · Pion blanc sur case blanche d3 · Pion blanc sur case noire g3 · Pion blanc sur case noire b2 · Pion blanc sur case blanche e2 · Pion blanc sur case noire f2 · Fou blanc sur case blanche g2 · Tour blanche sur case noire a1 · Tour blanche sur case noire e1 · Roi blanc sur case noire g1 · Dame blanche sur case blanche h1 | Tour noire sur case noire b8 · Tour noire sur case noire d8 · Dame noire sur case noire e7 · Pion noir sur case blanche f7 · Roi noir sur case noire g7 · Fou noir sur case blanche e6 · Pion noir sur case blanche g6 · Pion noir sur case blanche b5 · Pion noir sur case noire c5 · Fou noir sur case noire e5 · Cavalier blanc sur case noire g5 · Pion noir sur case blanche h5 · Pion noir sur case noire d4 · Pion blanc sur case noire h4 · Pion blanc sur case blanche d3 · Pion blanc sur case noire g3 · Pion blanc sur case noire b2 · Pion blanc sur case blanche e2 · Pion blanc sur case noire f2 · Fou blanc sur case blanche g2 · Tour blanche sur case noire a1 · Tour blanche sur case noire e1 · Roi blanc sur case noire g1 · Dame blanche sur case blanche h1 | Tour noire sur case noire b8 · Tour noire sur case noire d8 · Dame noire sur case noire e7 · Pion noir sur case blanche f7 · Roi noir sur case noire g7 · Fou noir sur case blanche e6 · Pion noir sur case blanche g6 · Pion noir sur case blanche b5 · Pion noir sur case noire c5 · Fou noir sur case noire e5 · Cavalier blanc sur case noire g5 · Pion noir sur case blanche h5 · Pion noir sur case noire d4 · Pion blanc sur case noire h4 · Pion blanc sur case blanche d3 · Pion blanc sur case noire g3 · Pion blanc sur case noire b2 · Pion blanc sur case blanche e2 · Pion blanc sur case noire f2 · Fou blanc sur case blanche g2 · Tour blanche sur case noire a1 · Tour blanche sur case noire e1 · Roi blanc sur case noire g1 · Dame blanche sur case blanche h1 | Tour noire sur case noire b8 · Tour noire sur case noire d8 · Dame noire sur case noire e7 · Pion noir sur case blanche f7 · Roi noir sur case noire g7 · Fou noir sur case blanche e6 · Pion noir sur case blanche g6 · Pion noir sur case blanche b5 · Pion noir sur case noire c5 · Fou noir sur case noire e5 · Cavalier blanc sur case noire g5 · Pion noir sur case blanche h5 · Pion noir sur case noire d4 · Pion blanc sur case noire h4 · Pion blanc sur case blanche d3 · Pion blanc sur case noire g3 · Pion blanc sur case noire b2 · Pion blanc sur case blanche e2 · Pion blanc sur case noire f2 · Fou blanc sur case blanche g2 · Tour blanche sur case noire a1 · Tour blanche sur case noire e1 · Roi blanc sur case noire g1 · Dame blanche sur case blanche h1 | Tour noire sur case noire b8 · Tour noire sur case noire d8 · Dame noire sur case noire e7 · Pion noir sur case blanche f7 · Roi noir sur case noire g7 · Fou noir sur case blanche e6 · Pion noir sur case blanche g6 · Pion noir sur case blanche b5 · Pion noir sur case noire c5 · Fou noir sur case noire e5 · Cavalier blanc sur case noire g5 · Pion noir sur case blanche h5 · Pion noir sur case noire d4 · Pion blanc sur case noire h4 · Pion blanc sur case blanche d3 · Pion blanc sur case noire g3 · Pion blanc sur case noire b2 · Pion blanc sur case blanche e2 · Pion blanc sur case noire f2 · Fou blanc sur case blanche g2 · Tour blanche sur case noire a1 · Tour blanche sur case noire e1 · Roi blanc sur case noire g1 · Dame blanche sur case blanche h1 | 6 |
| 5 | Tour noire sur case noire b8 · Tour noire sur case noire d8 · Dame noire sur case noire e7 · Pion noir sur case blanche f7 · Roi noir sur case noire g7 · Fou noir sur case blanche e6 · Pion noir sur case blanche g6 · Pion noir sur case blanche b5 · Pion noir sur case noire c5 · Fou noir sur case noire e5 · Cavalier blanc sur case noire g5 · Pion noir sur case blanche h5 · Pion noir sur case noire d4 · Pion blanc sur case noire h4 · Pion blanc sur case blanche d3 · Pion blanc sur case noire g3 · Pion blanc sur case noire b2 · Pion blanc sur case blanche e2 · Pion blanc sur case noire f2 · Fou blanc sur case blanche g2 · Tour blanche sur case noire a1 · Tour blanche sur case noire e1 · Roi blanc sur case noire g1 · Dame blanche sur case blanche h1 | Tour noire sur case noire b8 · Tour noire sur case noire d8 · Dame noire sur case noire e7 · Pion noir sur case blanche f7 · Roi noir sur case noire g7 · Fou noir sur case blanche e6 · Pion noir sur case blanche g6 · Pion noir sur case blanche b5 · Pion noir sur case noire c5 · Fou noir sur case noire e5 · Cavalier blanc sur case noire g5 · Pion noir sur case blanche h5 · Pion noir sur case noire d4 · Pion blanc sur case noire h4 · Pion blanc sur case blanche d3 · Pion blanc sur case noire g3 · Pion blanc sur case noire b2 · Pion blanc sur case blanche e2 · Pion blanc sur case noire f2 · Fou blanc sur case blanche g2 · Tour blanche sur case noire a1 · Tour blanche sur case noire e1 · Roi blanc sur case noire g1 · Dame blanche sur case blanche h1 | Tour noire sur case noire b8 · Tour noire sur case noire d8 · Dame noire sur case noire e7 · Pion noir sur case blanche f7 · Roi noir sur case noire g7 · Fou noir sur case blanche e6 · Pion noir sur case blanche g6 · Pion noir sur case blanche b5 · Pion noir sur case noire c5 · Fou noir sur case noire e5 · Cavalier blanc sur case noire g5 · Pion noir sur case blanche h5 · Pion noir sur case noire d4 · Pion blanc sur case noire h4 · Pion blanc sur case blanche d3 · Pion blanc sur case noire g3 · Pion blanc sur case noire b2 · Pion blanc sur case blanche e2 · Pion blanc sur case noire f2 · Fou blanc sur case blanche g2 · Tour blanche sur case noire a1 · Tour blanche sur case noire e1 · Roi blanc sur case noire g1 · Dame blanche sur case blanche h1 | Tour noire sur case noire b8 · Tour noire sur case noire d8 · Dame noire sur case noire e7 · Pion noir sur case blanche f7 · Roi noir sur case noire g7 · Fou noir sur case blanche e6 · Pion noir sur case blanche g6 · Pion noir sur case blanche b5 · Pion noir sur case noire c5 · Fou noir sur case noire e5 · Cavalier blanc sur case noire g5 · Pion noir sur case blanche h5 · Pion noir sur case noire d4 · Pion blanc sur case noire h4 · Pion blanc sur case blanche d3 · Pion blanc sur case noire g3 · Pion blanc sur case noire b2 · Pion blanc sur case blanche e2 · Pion blanc sur case noire f2 · Fou blanc sur case blanche g2 · Tour blanche sur case noire a1 · Tour blanche sur case noire e1 · Roi blanc sur case noire g1 · Dame blanche sur case blanche h1 | Tour noire sur case noire b8 · Tour noire sur case noire d8 · Dame noire sur case noire e7 · Pion noir sur case blanche f7 · Roi noir sur case noire g7 · Fou noir sur case blanche e6 · Pion noir sur case blanche g6 · Pion noir sur case blanche b5 · Pion noir sur case noire c5 · Fou noir sur case noire e5 · Cavalier blanc sur case noire g5 · Pion noir sur case blanche h5 · Pion noir sur case noire d4 · Pion blanc sur case noire h4 · Pion blanc sur case blanche d3 · Pion blanc sur case noire g3 · Pion blanc sur case noire b2 · Pion blanc sur case blanche e2 · Pion blanc sur case noire f2 · Fou blanc sur case blanche g2 · Tour blanche sur case noire a1 · Tour blanche sur case noire e1 · Roi blanc sur case noire g1 · Dame blanche sur case blanche h1 | Tour noire sur case noire b8 · Tour noire sur case noire d8 · Dame noire sur case noire e7 · Pion noir sur case blanche f7 · Roi noir sur case noire g7 · Fou noir sur case blanche e6 · Pion noir sur case blanche g6 · Pion noir sur case blanche b5 · Pion noir sur case noire c5 · Fou noir sur case noire e5 · Cavalier blanc sur case noire g5 · Pion noir sur case blanche h5 · Pion noir sur case noire d4 · Pion blanc sur case noire h4 · Pion blanc sur case blanche d3 · Pion blanc sur case noire g3 · Pion blanc sur case noire b2 · Pion blanc sur case blanche e2 · Pion blanc sur case noire f2 · Fou blanc sur case blanche g2 · Tour blanche sur case noire a1 · Tour blanche sur case noire e1 · Roi blanc sur case noire g1 · Dame blanche sur case blanche h1 | Tour noire sur case noire b8 · Tour noire sur case noire d8 · Dame noire sur case noire e7 · Pion noir sur case blanche f7 · Roi noir sur case noire g7 · Fou noir sur case blanche e6 · Pion noir sur case blanche g6 · Pion noir sur case blanche b5 · Pion noir sur case noire c5 · Fou noir sur case noire e5 · Cavalier blanc sur case noire g5 · Pion noir sur case blanche h5 · Pion noir sur case noire d4 · Pion blanc sur case noire h4 · Pion blanc sur case blanche d3 · Pion blanc sur case noire g3 · Pion blanc sur case noire b2 · Pion blanc sur case blanche e2 · Pion blanc sur case noire f2 · Fou blanc sur case blanche g2 · Tour blanche sur case noire a1 · Tour blanche sur case noire e1 · Roi blanc sur case noire g1 · Dame blanche sur case blanche h1 | Tour noire sur case noire b8 · Tour noire sur case noire d8 · Dame noire sur case noire e7 · Pion noir sur case blanche f7 · Roi noir sur case noire g7 · Fou noir sur case blanche e6 · Pion noir sur case blanche g6 · Pion noir sur case blanche b5 · Pion noir sur case noire c5 · Fou noir sur case noire e5 · Cavalier blanc sur case noire g5 · Pion noir sur case blanche h5 · Pion noir sur case noire d4 · Pion blanc sur case noire h4 · Pion blanc sur case blanche d3 · Pion blanc sur case noire g3 · Pion blanc sur case noire b2 · Pion blanc sur case blanche e2 · Pion blanc sur case noire f2 · Fou blanc sur case blanche g2 · Tour blanche sur case noire a1 · Tour blanche sur case noire e1 · Roi blanc sur case noire g1 · Dame blanche sur case blanche h1 | 5 |
| 4 | Tour noire sur case noire b8 · Tour noire sur case noire d8 · Dame noire sur case noire e7 · Pion noir sur case blanche f7 · Roi noir sur case noire g7 · Fou noir sur case blanche e6 · Pion noir sur case blanche g6 · Pion noir sur case blanche b5 · Pion noir sur case noire c5 · Fou noir sur case noire e5 · Cavalier blanc sur case noire g5 · Pion noir sur case blanche h5 · Pion noir sur case noire d4 · Pion blanc sur case noire h4 · Pion blanc sur case blanche d3 · Pion blanc sur case noire g3 · Pion blanc sur case noire b2 · Pion blanc sur case blanche e2 · Pion blanc sur case noire f2 · Fou blanc sur case blanche g2 · Tour blanche sur case noire a1 · Tour blanche sur case noire e1 · Roi blanc sur case noire g1 · Dame blanche sur case blanche h1 | Tour noire sur case noire b8 · Tour noire sur case noire d8 · Dame noire sur case noire e7 · Pion noir sur case blanche f7 · Roi noir sur case noire g7 · Fou noir sur case blanche e6 · Pion noir sur case blanche g6 · Pion noir sur case blanche b5 · Pion noir sur case noire c5 · Fou noir sur case noire e5 · Cavalier blanc sur case noire g5 · Pion noir sur case blanche h5 · Pion noir sur case noire d4 · Pion blanc sur case noire h4 · Pion blanc sur case blanche d3 · Pion blanc sur case noire g3 · Pion blanc sur case noire b2 · Pion blanc sur case blanche e2 · Pion blanc sur case noire f2 · Fou blanc sur case blanche g2 · Tour blanche sur case noire a1 · Tour blanche sur case noire e1 · Roi blanc sur case noire g1 · Dame blanche sur case blanche h1 | Tour noire sur case noire b8 · Tour noire sur case noire d8 · Dame noire sur case noire e7 · Pion noir sur case blanche f7 · Roi noir sur case noire g7 · Fou noir sur case blanche e6 · Pion noir sur case blanche g6 · Pion noir sur case blanche b5 · Pion noir sur case noire c5 · Fou noir sur case noire e5 · Cavalier blanc sur case noire g5 · Pion noir sur case blanche h5 · Pion noir sur case noire d4 · Pion blanc sur case noire h4 · Pion blanc sur case blanche d3 · Pion blanc sur case noire g3 · Pion blanc sur case noire b2 · Pion blanc sur case blanche e2 · Pion blanc sur case noire f2 · Fou blanc sur case blanche g2 · Tour blanche sur case noire a1 · Tour blanche sur case noire e1 · Roi blanc sur case noire g1 · Dame blanche sur case blanche h1 | Tour noire sur case noire b8 · Tour noire sur case noire d8 · Dame noire sur case noire e7 · Pion noir sur case blanche f7 · Roi noir sur case noire g7 · Fou noir sur case blanche e6 · Pion noir sur case blanche g6 · Pion noir sur case blanche b5 · Pion noir sur case noire c5 · Fou noir sur case noire e5 · Cavalier blanc sur case noire g5 · Pion noir sur case blanche h5 · Pion noir sur case noire d4 · Pion blanc sur case noire h4 · Pion blanc sur case blanche d3 · Pion blanc sur case noire g3 · Pion blanc sur case noire b2 · Pion blanc sur case blanche e2 · Pion blanc sur case noire f2 · Fou blanc sur case blanche g2 · Tour blanche sur case noire a1 · Tour blanche sur case noire e1 · Roi blanc sur case noire g1 · Dame blanche sur case blanche h1 | Tour noire sur case noire b8 · Tour noire sur case noire d8 · Dame noire sur case noire e7 · Pion noir sur case blanche f7 · Roi noir sur case noire g7 · Fou noir sur case blanche e6 · Pion noir sur case blanche g6 · Pion noir sur case blanche b5 · Pion noir sur case noire c5 · Fou noir sur case noire e5 · Cavalier blanc sur case noire g5 · Pion noir sur case blanche h5 · Pion noir sur case noire d4 · Pion blanc sur case noire h4 · Pion blanc sur case blanche d3 · Pion blanc sur case noire g3 · Pion blanc sur case noire b2 · Pion blanc sur case blanche e2 · Pion blanc sur case noire f2 · Fou blanc sur case blanche g2 · Tour blanche sur case noire a1 · Tour blanche sur case noire e1 · Roi blanc sur case noire g1 · Dame blanche sur case blanche h1 | Tour noire sur case noire b8 · Tour noire sur case noire d8 · Dame noire sur case noire e7 · Pion noir sur case blanche f7 · Roi noir sur case noire g7 · Fou noir sur case blanche e6 · Pion noir sur case blanche g6 · Pion noir sur case blanche b5 · Pion noir sur case noire c5 · Fou noir sur case noire e5 · Cavalier blanc sur case noire g5 · Pion noir sur case blanche h5 · Pion noir sur case noire d4 · Pion blanc sur case noire h4 · Pion blanc sur case blanche d3 · Pion blanc sur case noire g3 · Pion blanc sur case noire b2 · Pion blanc sur case blanche e2 · Pion blanc sur case noire f2 · Fou blanc sur case blanche g2 · Tour blanche sur case noire a1 · Tour blanche sur case noire e1 · Roi blanc sur case noire g1 · Dame blanche sur case blanche h1 | Tour noire sur case noire b8 · Tour noire sur case noire d8 · Dame noire sur case noire e7 · Pion noir sur case blanche f7 · Roi noir sur case noire g7 · Fou noir sur case blanche e6 · Pion noir sur case blanche g6 · Pion noir sur case blanche b5 · Pion noir sur case noire c5 · Fou noir sur case noire e5 · Cavalier blanc sur case noire g5 · Pion noir sur case blanche h5 · Pion noir sur case noire d4 · Pion blanc sur case noire h4 · Pion blanc sur case blanche d3 · Pion blanc sur case noire g3 · Pion blanc sur case noire b2 · Pion blanc sur case blanche e2 · Pion blanc sur case noire f2 · Fou blanc sur case blanche g2 · Tour blanche sur case noire a1 · Tour blanche sur case noire e1 · Roi blanc sur case noire g1 · Dame blanche sur case blanche h1 | Tour noire sur case noire b8 · Tour noire sur case noire d8 · Dame noire sur case noire e7 · Pion noir sur case blanche f7 · Roi noir sur case noire g7 · Fou noir sur case blanche e6 · Pion noir sur case blanche g6 · Pion noir sur case blanche b5 · Pion noir sur case noire c5 · Fou noir sur case noire e5 · Cavalier blanc sur case noire g5 · Pion noir sur case blanche h5 · Pion noir sur case noire d4 · Pion blanc sur case noire h4 · Pion blanc sur case blanche d3 · Pion blanc sur case noire g3 · Pion blanc sur case noire b2 · Pion blanc sur case blanche e2 · Pion blanc sur case noire f2 · Fou blanc sur case blanche g2 · Tour blanche sur case noire a1 · Tour blanche sur case noire e1 · Roi blanc sur case noire g1 · Dame blanche sur case blanche h1 | 4 |
| 3 | Tour noire sur case noire b8 · Tour noire sur case noire d8 · Dame noire sur case noire e7 · Pion noir sur case blanche f7 · Roi noir sur case noire g7 · Fou noir sur case blanche e6 · Pion noir sur case blanche g6 · Pion noir sur case blanche b5 · Pion noir sur case noire c5 · Fou noir sur case noire e5 · Cavalier blanc sur case noire g5 · Pion noir sur case blanche h5 · Pion noir sur case noire d4 · Pion blanc sur case noire h4 · Pion blanc sur case blanche d3 · Pion blanc sur case noire g3 · Pion blanc sur case noire b2 · Pion blanc sur case blanche e2 · Pion blanc sur case noire f2 · Fou blanc sur case blanche g2 · Tour blanche sur case noire a1 · Tour blanche sur case noire e1 · Roi blanc sur case noire g1 · Dame blanche sur case blanche h1 | Tour noire sur case noire b8 · Tour noire sur case noire d8 · Dame noire sur case noire e7 · Pion noir sur case blanche f7 · Roi noir sur case noire g7 · Fou noir sur case blanche e6 · Pion noir sur case blanche g6 · Pion noir sur case blanche b5 · Pion noir sur case noire c5 · Fou noir sur case noire e5 · Cavalier blanc sur case noire g5 · Pion noir sur case blanche h5 · Pion noir sur case noire d4 · Pion blanc sur case noire h4 · Pion blanc sur case blanche d3 · Pion blanc sur case noire g3 · Pion blanc sur case noire b2 · Pion blanc sur case blanche e2 · Pion blanc sur case noire f2 · Fou blanc sur case blanche g2 · Tour blanche sur case noire a1 · Tour blanche sur case noire e1 · Roi blanc sur case noire g1 · Dame blanche sur case blanche h1 | Tour noire sur case noire b8 · Tour noire sur case noire d8 · Dame noire sur case noire e7 · Pion noir sur case blanche f7 · Roi noir sur case noire g7 · Fou noir sur case blanche e6 · Pion noir sur case blanche g6 · Pion noir sur case blanche b5 · Pion noir sur case noire c5 · Fou noir sur case noire e5 · Cavalier blanc sur case noire g5 · Pion noir sur case blanche h5 · Pion noir sur case noire d4 · Pion blanc sur case noire h4 · Pion blanc sur case blanche d3 · Pion blanc sur case noire g3 · Pion blanc sur case noire b2 · Pion blanc sur case blanche e2 · Pion blanc sur case noire f2 · Fou blanc sur case blanche g2 · Tour blanche sur case noire a1 · Tour blanche sur case noire e1 · Roi blanc sur case noire g1 · Dame blanche sur case blanche h1 | Tour noire sur case noire b8 · Tour noire sur case noire d8 · Dame noire sur case noire e7 · Pion noir sur case blanche f7 · Roi noir sur case noire g7 · Fou noir sur case blanche e6 · Pion noir sur case blanche g6 · Pion noir sur case blanche b5 · Pion noir sur case noire c5 · Fou noir sur case noire e5 · Cavalier blanc sur case noire g5 · Pion noir sur case blanche h5 · Pion noir sur case noire d4 · Pion blanc sur case noire h4 · Pion blanc sur case blanche d3 · Pion blanc sur case noire g3 · Pion blanc sur case noire b2 · Pion blanc sur case blanche e2 · Pion blanc sur case noire f2 · Fou blanc sur case blanche g2 · Tour blanche sur case noire a1 · Tour blanche sur case noire e1 · Roi blanc sur case noire g1 · Dame blanche sur case blanche h1 | Tour noire sur case noire b8 · Tour noire sur case noire d8 · Dame noire sur case noire e7 · Pion noir sur case blanche f7 · Roi noir sur case noire g7 · Fou noir sur case blanche e6 · Pion noir sur case blanche g6 · Pion noir sur case blanche b5 · Pion noir sur case noire c5 · Fou noir sur case noire e5 · Cavalier blanc sur case noire g5 · Pion noir sur case blanche h5 · Pion noir sur case noire d4 · Pion blanc sur case noire h4 · Pion blanc sur case blanche d3 · Pion blanc sur case noire g3 · Pion blanc sur case noire b2 · Pion blanc sur case blanche e2 · Pion blanc sur case noire f2 · Fou blanc sur case blanche g2 · Tour blanche sur case noire a1 · Tour blanche sur case noire e1 · Roi blanc sur case noire g1 · Dame blanche sur case blanche h1 | Tour noire sur case noire b8 · Tour noire sur case noire d8 · Dame noire sur case noire e7 · Pion noir sur case blanche f7 · Roi noir sur case noire g7 · Fou noir sur case blanche e6 · Pion noir sur case blanche g6 · Pion noir sur case blanche b5 · Pion noir sur case noire c5 · Fou noir sur case noire e5 · Cavalier blanc sur case noire g5 · Pion noir sur case blanche h5 · Pion noir sur case noire d4 · Pion blanc sur case noire h4 · Pion blanc sur case blanche d3 · Pion blanc sur case noire g3 · Pion blanc sur case noire b2 · Pion blanc sur case blanche e2 · Pion blanc sur case noire f2 · Fou blanc sur case blanche g2 · Tour blanche sur case noire a1 · Tour blanche sur case noire e1 · Roi blanc sur case noire g1 · Dame blanche sur case blanche h1 | Tour noire sur case noire b8 · Tour noire sur case noire d8 · Dame noire sur case noire e7 · Pion noir sur case blanche f7 · Roi noir sur case noire g7 · Fou noir sur case blanche e6 · Pion noir sur case blanche g6 · Pion noir sur case blanche b5 · Pion noir sur case noire c5 · Fou noir sur case noire e5 · Cavalier blanc sur case noire g5 · Pion noir sur case blanche h5 · Pion noir sur case noire d4 · Pion blanc sur case noire h4 · Pion blanc sur case blanche d3 · Pion blanc sur case noire g3 · Pion blanc sur case noire b2 · Pion blanc sur case blanche e2 · Pion blanc sur case noire f2 · Fou blanc sur case blanche g2 · Tour blanche sur case noire a1 · Tour blanche sur case noire e1 · Roi blanc sur case noire g1 · Dame blanche sur case blanche h1 | Tour noire sur case noire b8 · Tour noire sur case noire d8 · Dame noire sur case noire e7 · Pion noir sur case blanche f7 · Roi noir sur case noire g7 · Fou noir sur case blanche e6 · Pion noir sur case blanche g6 · Pion noir sur case blanche b5 · Pion noir sur case noire c5 · Fou noir sur case noire e5 · Cavalier blanc sur case noire g5 · Pion noir sur case blanche h5 · Pion noir sur case noire d4 · Pion blanc sur case noire h4 · Pion blanc sur case blanche d3 · Pion blanc sur case noire g3 · Pion blanc sur case noire b2 · Pion blanc sur case blanche e2 · Pion blanc sur case noire f2 · Fou blanc sur case blanche g2 · Tour blanche sur case noire a1 · Tour blanche sur case noire e1 · Roi blanc sur case noire g1 · Dame blanche sur case blanche h1 | 3 |
| 2 | Tour noire sur case noire b8 · Tour noire sur case noire d8 · Dame noire sur case noire e7 · Pion noir sur case blanche f7 · Roi noir sur case noire g7 · Fou noir sur case blanche e6 · Pion noir sur case blanche g6 · Pion noir sur case blanche b5 · Pion noir sur case noire c5 · Fou noir sur case noire e5 · Cavalier blanc sur case noire g5 · Pion noir sur case blanche h5 · Pion noir sur case noire d4 · Pion blanc sur case noire h4 · Pion blanc sur case blanche d3 · Pion blanc sur case noire g3 · Pion blanc sur case noire b2 · Pion blanc sur case blanche e2 · Pion blanc sur case noire f2 · Fou blanc sur case blanche g2 · Tour blanche sur case noire a1 · Tour blanche sur case noire e1 · Roi blanc sur case noire g1 · Dame blanche sur case blanche h1 | Tour noire sur case noire b8 · Tour noire sur case noire d8 · Dame noire sur case noire e7 · Pion noir sur case blanche f7 · Roi noir sur case noire g7 · Fou noir sur case blanche e6 · Pion noir sur case blanche g6 · Pion noir sur case blanche b5 · Pion noir sur case noire c5 · Fou noir sur case noire e5 · Cavalier blanc sur case noire g5 · Pion noir sur case blanche h5 · Pion noir sur case noire d4 · Pion blanc sur case noire h4 · Pion blanc sur case blanche d3 · Pion blanc sur case noire g3 · Pion blanc sur case noire b2 · Pion blanc sur case blanche e2 · Pion blanc sur case noire f2 · Fou blanc sur case blanche g2 · Tour blanche sur case noire a1 · Tour blanche sur case noire e1 · Roi blanc sur case noire g1 · Dame blanche sur case blanche h1 | Tour noire sur case noire b8 · Tour noire sur case noire d8 · Dame noire sur case noire e7 · Pion noir sur case blanche f7 · Roi noir sur case noire g7 · Fou noir sur case blanche e6 · Pion noir sur case blanche g6 · Pion noir sur case blanche b5 · Pion noir sur case noire c5 · Fou noir sur case noire e5 · Cavalier blanc sur case noire g5 · Pion noir sur case blanche h5 · Pion noir sur case noire d4 · Pion blanc sur case noire h4 · Pion blanc sur case blanche d3 · Pion blanc sur case noire g3 · Pion blanc sur case noire b2 · Pion blanc sur case blanche e2 · Pion blanc sur case noire f2 · Fou blanc sur case blanche g2 · Tour blanche sur case noire a1 · Tour blanche sur case noire e1 · Roi blanc sur case noire g1 · Dame blanche sur case blanche h1 | Tour noire sur case noire b8 · Tour noire sur case noire d8 · Dame noire sur case noire e7 · Pion noir sur case blanche f7 · Roi noir sur case noire g7 · Fou noir sur case blanche e6 · Pion noir sur case blanche g6 · Pion noir sur case blanche b5 · Pion noir sur case noire c5 · Fou noir sur case noire e5 · Cavalier blanc sur case noire g5 · Pion noir sur case blanche h5 · Pion noir sur case noire d4 · Pion blanc sur case noire h4 · Pion blanc sur case blanche d3 · Pion blanc sur case noire g3 · Pion blanc sur case noire b2 · Pion blanc sur case blanche e2 · Pion blanc sur case noire f2 · Fou blanc sur case blanche g2 · Tour blanche sur case noire a1 · Tour blanche sur case noire e1 · Roi blanc sur case noire g1 · Dame blanche sur case blanche h1 | Tour noire sur case noire b8 · Tour noire sur case noire d8 · Dame noire sur case noire e7 · Pion noir sur case blanche f7 · Roi noir sur case noire g7 · Fou noir sur case blanche e6 · Pion noir sur case blanche g6 · Pion noir sur case blanche b5 · Pion noir sur case noire c5 · Fou noir sur case noire e5 · Cavalier blanc sur case noire g5 · Pion noir sur case blanche h5 · Pion noir sur case noire d4 · Pion blanc sur case noire h4 · Pion blanc sur case blanche d3 · Pion blanc sur case noire g3 · Pion blanc sur case noire b2 · Pion blanc sur case blanche e2 · Pion blanc sur case noire f2 · Fou blanc sur case blanche g2 · Tour blanche sur case noire a1 · Tour blanche sur case noire e1 · Roi blanc sur case noire g1 · Dame blanche sur case blanche h1 | Tour noire sur case noire b8 · Tour noire sur case noire d8 · Dame noire sur case noire e7 · Pion noir sur case blanche f7 · Roi noir sur case noire g7 · Fou noir sur case blanche e6 · Pion noir sur case blanche g6 · Pion noir sur case blanche b5 · Pion noir sur case noire c5 · Fou noir sur case noire e5 · Cavalier blanc sur case noire g5 · Pion noir sur case blanche h5 · Pion noir sur case noire d4 · Pion blanc sur case noire h4 · Pion blanc sur case blanche d3 · Pion blanc sur case noire g3 · Pion blanc sur case noire b2 · Pion blanc sur case blanche e2 · Pion blanc sur case noire f2 · Fou blanc sur case blanche g2 · Tour blanche sur case noire a1 · Tour blanche sur case noire e1 · Roi blanc sur case noire g1 · Dame blanche sur case blanche h1 | Tour noire sur case noire b8 · Tour noire sur case noire d8 · Dame noire sur case noire e7 · Pion noir sur case blanche f7 · Roi noir sur case noire g7 · Fou noir sur case blanche e6 · Pion noir sur case blanche g6 · Pion noir sur case blanche b5 · Pion noir sur case noire c5 · Fou noir sur case noire e5 · Cavalier blanc sur case noire g5 · Pion noir sur case blanche h5 · Pion noir sur case noire d4 · Pion blanc sur case noire h4 · Pion blanc sur case blanche d3 · Pion blanc sur case noire g3 · Pion blanc sur case noire b2 · Pion blanc sur case blanche e2 · Pion blanc sur case noire f2 · Fou blanc sur case blanche g2 · Tour blanche sur case noire a1 · Tour blanche sur case noire e1 · Roi blanc sur case noire g1 · Dame blanche sur case blanche h1 | Tour noire sur case noire b8 · Tour noire sur case noire d8 · Dame noire sur case noire e7 · Pion noir sur case blanche f7 · Roi noir sur case noire g7 · Fou noir sur case blanche e6 · Pion noir sur case blanche g6 · Pion noir sur case blanche b5 · Pion noir sur case noire c5 · Fou noir sur case noire e5 · Cavalier blanc sur case noire g5 · Pion noir sur case blanche h5 · Pion noir sur case noire d4 · Pion blanc sur case noire h4 · Pion blanc sur case blanche d3 · Pion blanc sur case noire g3 · Pion blanc sur case noire b2 · Pion blanc sur case blanche e2 · Pion blanc sur case noire f2 · Fou blanc sur case blanche g2 · Tour blanche sur case noire a1 · Tour blanche sur case noire e1 · Roi blanc sur case noire g1 · Dame blanche sur case blanche h1 | 2 |
| 1 | Tour noire sur case noire b8 · Tour noire sur case noire d8 · Dame noire sur case noire e7 · Pion noir sur case blanche f7 · Roi noir sur case noire g7 · Fou noir sur case blanche e6 · Pion noir sur case blanche g6 · Pion noir sur case blanche b5 · Pion noir sur case noire c5 · Fou noir sur case noire e5 · Cavalier blanc sur case noire g5 · Pion noir sur case blanche h5 · Pion noir sur case noire d4 · Pion blanc sur case noire h4 · Pion blanc sur case blanche d3 · Pion blanc sur case noire g3 · Pion blanc sur case noire b2 · Pion blanc sur case blanche e2 · Pion blanc sur case noire f2 · Fou blanc sur case blanche g2 · Tour blanche sur case noire a1 · Tour blanche sur case noire e1 · Roi blanc sur case noire g1 · Dame blanche sur case blanche h1 | Tour noire sur case noire b8 · Tour noire sur case noire d8 · Dame noire sur case noire e7 · Pion noir sur case blanche f7 · Roi noir sur case noire g7 · Fou noir sur case blanche e6 · Pion noir sur case blanche g6 · Pion noir sur case blanche b5 · Pion noir sur case noire c5 · Fou noir sur case noire e5 · Cavalier blanc sur case noire g5 · Pion noir sur case blanche h5 · Pion noir sur case noire d4 · Pion blanc sur case noire h4 · Pion blanc sur case blanche d3 · Pion blanc sur case noire g3 · Pion blanc sur case noire b2 · Pion blanc sur case blanche e2 · Pion blanc sur case noire f2 · Fou blanc sur case blanche g2 · Tour blanche sur case noire a1 · Tour blanche sur case noire e1 · Roi blanc sur case noire g1 · Dame blanche sur case blanche h1 | Tour noire sur case noire b8 · Tour noire sur case noire d8 · Dame noire sur case noire e7 · Pion noir sur case blanche f7 · Roi noir sur case noire g7 · Fou noir sur case blanche e6 · Pion noir sur case blanche g6 · Pion noir sur case blanche b5 · Pion noir sur case noire c5 · Fou noir sur case noire e5 · Cavalier blanc sur case noire g5 · Pion noir sur case blanche h5 · Pion noir sur case noire d4 · Pion blanc sur case noire h4 · Pion blanc sur case blanche d3 · Pion blanc sur case noire g3 · Pion blanc sur case noire b2 · Pion blanc sur case blanche e2 · Pion blanc sur case noire f2 · Fou blanc sur case blanche g2 · Tour blanche sur case noire a1 · Tour blanche sur case noire e1 · Roi blanc sur case noire g1 · Dame blanche sur case blanche h1 | Tour noire sur case noire b8 · Tour noire sur case noire d8 · Dame noire sur case noire e7 · Pion noir sur case blanche f7 · Roi noir sur case noire g7 · Fou noir sur case blanche e6 · Pion noir sur case blanche g6 · Pion noir sur case blanche b5 · Pion noir sur case noire c5 · Fou noir sur case noire e5 · Cavalier blanc sur case noire g5 · Pion noir sur case blanche h5 · Pion noir sur case noire d4 · Pion blanc sur case noire h4 · Pion blanc sur case blanche d3 · Pion blanc sur case noire g3 · Pion blanc sur case noire b2 · Pion blanc sur case blanche e2 · Pion blanc sur case noire f2 · Fou blanc sur case blanche g2 · Tour blanche sur case noire a1 · Tour blanche sur case noire e1 · Roi blanc sur case noire g1 · Dame blanche sur case blanche h1 | Tour noire sur case noire b8 · Tour noire sur case noire d8 · Dame noire sur case noire e7 · Pion noir sur case blanche f7 · Roi noir sur case noire g7 · Fou noir sur case blanche e6 · Pion noir sur case blanche g6 · Pion noir sur case blanche b5 · Pion noir sur case noire c5 · Fou noir sur case noire e5 · Cavalier blanc sur case noire g5 · Pion noir sur case blanche h5 · Pion noir sur case noire d4 · Pion blanc sur case noire h4 · Pion blanc sur case blanche d3 · Pion blanc sur case noire g3 · Pion blanc sur case noire b2 · Pion blanc sur case blanche e2 · Pion blanc sur case noire f2 · Fou blanc sur case blanche g2 · Tour blanche sur case noire a1 · Tour blanche sur case noire e1 · Roi blanc sur case noire g1 · Dame blanche sur case blanche h1 | Tour noire sur case noire b8 · Tour noire sur case noire d8 · Dame noire sur case noire e7 · Pion noir sur case blanche f7 · Roi noir sur case noire g7 · Fou noir sur case blanche e6 · Pion noir sur case blanche g6 · Pion noir sur case blanche b5 · Pion noir sur case noire c5 · Fou noir sur case noire e5 · Cavalier blanc sur case noire g5 · Pion noir sur case blanche h5 · Pion noir sur case noire d4 · Pion blanc sur case noire h4 · Pion blanc sur case blanche d3 · Pion blanc sur case noire g3 · Pion blanc sur case noire b2 · Pion blanc sur case blanche e2 · Pion blanc sur case noire f2 · Fou blanc sur case blanche g2 · Tour blanche sur case noire a1 · Tour blanche sur case noire e1 · Roi blanc sur case noire g1 · Dame blanche sur case blanche h1 | Tour noire sur case noire b8 · Tour noire sur case noire d8 · Dame noire sur case noire e7 · Pion noir sur case blanche f7 · Roi noir sur case noire g7 · Fou noir sur case blanche e6 · Pion noir sur case blanche g6 · Pion noir sur case blanche b5 · Pion noir sur case noire c5 · Fou noir sur case noire e5 · Cavalier blanc sur case noire g5 · Pion noir sur case blanche h5 · Pion noir sur case noire d4 · Pion blanc sur case noire h4 · Pion blanc sur case blanche d3 · Pion blanc sur case noire g3 · Pion blanc sur case noire b2 · Pion blanc sur case blanche e2 · Pion blanc sur case noire f2 · Fou blanc sur case blanche g2 · Tour blanche sur case noire a1 · Tour blanche sur case noire e1 · Roi blanc sur case noire g1 · Dame blanche sur case blanche h1 | Tour noire sur case noire b8 · Tour noire sur case noire d8 · Dame noire sur case noire e7 · Pion noir sur case blanche f7 · Roi noir sur case noire g7 · Fou noir sur case blanche e6 · Pion noir sur case blanche g6 · Pion noir sur case blanche b5 · Pion noir sur case noire c5 · Fou noir sur case noire e5 · Cavalier blanc sur case noire g5 · Pion noir sur case blanche h5 · Pion noir sur case noire d4 · Pion blanc sur case noire h4 · Pion blanc sur case blanche d3 · Pion blanc sur case noire g3 · Pion blanc sur case noire b2 · Pion blanc sur case blanche e2 · Pion blanc sur case noire f2 · Fou blanc sur case blanche g2 · Tour blanche sur case noire a1 · Tour blanche sur case noire e1 · Roi blanc sur case noire g1 · Dame blanche sur case blanche h1 | 1 |
|   | a | b | c | d | e | f | g | h |   |

28. e3 dxe3 29. Txe3 Fd4 30. Te2 c4 31. Cxe6+ fxe6 32. Fe4 cxd3 33. Td2 Db4?
Garry Kasparov a indiqué que 33...Tf8 34. Fxd3 Dd6 était bien meilleur. Il pouvait suivre 35. Dg2 Txf2 36. Txf2 Tf8 37. Taf1 Fxf2+ 38. Txf2 Txf2 39. Dxf2 Dxd3 avec un net avantage noir.
34. Tad1 Fxb2 35. Df3 Ff6 36. Txd3 Txd3 37. Txd3 Td8 38. Txd8 Fxd8 39. Fd3 Dd4 40. Fxb5 Df6 41. Db7+ Fe7 42. Rg2 g5 43. hxg5 Dxg5 44. Fc4 h4 45. Dc7 hxg3 46. Dxg3 e5 47. Rf3 Dxg3+ 48. fxg3 Fc5 49. Re4 Fd4 50. Rf5 Ff2 51. Rxe5 Fxg3+ ½-½

#### Quatrième partie, Anand-Carlsen, ½-½
|   | a | b | c | d | e | f | g | h |   |
| 8 | Tour noire sur case blanche a8 · Roi noir sur case blanche c8 · Tour noire sur case noire h8 · Pion noir sur case noire a7 · Pion noir sur case noire c7 · Pion noir sur case blanche f7 · Pion noir sur case noire g7 · Pion noir sur case noire b6 · Fou noir sur case blanche e6 · Cavalier noir sur case blanche g6 · Pion noir sur case noire h6 · Pion noir sur case noire c5 · Pion blanc sur case noire e5 · Cavalier blanc sur case blanche d3 · Pion blanc sur case blanche h3 · Pion blanc sur case blanche a2 · Pion blanc sur case noire b2 · Pion blanc sur case blanche c2 · Tour blanche sur case noire d2 · Cavalier blanc sur case blanche e2 · Pion blanc sur case noire f2 · Pion blanc sur case blanche g2 · Tour blanche sur case blanche d1 · Roi blanc sur case noire g1 | Tour noire sur case blanche a8 · Roi noir sur case blanche c8 · Tour noire sur case noire h8 · Pion noir sur case noire a7 · Pion noir sur case noire c7 · Pion noir sur case blanche f7 · Pion noir sur case noire g7 · Pion noir sur case noire b6 · Fou noir sur case blanche e6 · Cavalier noir sur case blanche g6 · Pion noir sur case noire h6 · Pion noir sur case noire c5 · Pion blanc sur case noire e5 · Cavalier blanc sur case blanche d3 · Pion blanc sur case blanche h3 · Pion blanc sur case blanche a2 · Pion blanc sur case noire b2 · Pion blanc sur case blanche c2 · Tour blanche sur case noire d2 · Cavalier blanc sur case blanche e2 · Pion blanc sur case noire f2 · Pion blanc sur case blanche g2 · Tour blanche sur case blanche d1 · Roi blanc sur case noire g1 | Tour noire sur case blanche a8 · Roi noir sur case blanche c8 · Tour noire sur case noire h8 · Pion noir sur case noire a7 · Pion noir sur case noire c7 · Pion noir sur case blanche f7 · Pion noir sur case noire g7 · Pion noir sur case noire b6 · Fou noir sur case blanche e6 · Cavalier noir sur case blanche g6 · Pion noir sur case noire h6 · Pion noir sur case noire c5 · Pion blanc sur case noire e5 · Cavalier blanc sur case blanche d3 · Pion blanc sur case blanche h3 · Pion blanc sur case blanche a2 · Pion blanc sur case noire b2 · Pion blanc sur case blanche c2 · Tour blanche sur case noire d2 · Cavalier blanc sur case blanche e2 · Pion blanc sur case noire f2 · Pion blanc sur case blanche g2 · Tour blanche sur case blanche d1 · Roi blanc sur case noire g1 | Tour noire sur case blanche a8 · Roi noir sur case blanche c8 · Tour noire sur case noire h8 · Pion noir sur case noire a7 · Pion noir sur case noire c7 · Pion noir sur case blanche f7 · Pion noir sur case noire g7 · Pion noir sur case noire b6 · Fou noir sur case blanche e6 · Cavalier noir sur case blanche g6 · Pion noir sur case noire h6 · Pion noir sur case noire c5 · Pion blanc sur case noire e5 · Cavalier blanc sur case blanche d3 · Pion blanc sur case blanche h3 · Pion blanc sur case blanche a2 · Pion blanc sur case noire b2 · Pion blanc sur case blanche c2 · Tour blanche sur case noire d2 · Cavalier blanc sur case blanche e2 · Pion blanc sur case noire f2 · Pion blanc sur case blanche g2 · Tour blanche sur case blanche d1 · Roi blanc sur case noire g1 | Tour noire sur case blanche a8 · Roi noir sur case blanche c8 · Tour noire sur case noire h8 · Pion noir sur case noire a7 · Pion noir sur case noire c7 · Pion noir sur case blanche f7 · Pion noir sur case noire g7 · Pion noir sur case noire b6 · Fou noir sur case blanche e6 · Cavalier noir sur case blanche g6 · Pion noir sur case noire h6 · Pion noir sur case noire c5 · Pion blanc sur case noire e5 · Cavalier blanc sur case blanche d3 · Pion blanc sur case blanche h3 · Pion blanc sur case blanche a2 · Pion blanc sur case noire b2 · Pion blanc sur case blanche c2 · Tour blanche sur case noire d2 · Cavalier blanc sur case blanche e2 · Pion blanc sur case noire f2 · Pion blanc sur case blanche g2 · Tour blanche sur case blanche d1 · Roi blanc sur case noire g1 | Tour noire sur case blanche a8 · Roi noir sur case blanche c8 · Tour noire sur case noire h8 · Pion noir sur case noire a7 · Pion noir sur case noire c7 · Pion noir sur case blanche f7 · Pion noir sur case noire g7 · Pion noir sur case noire b6 · Fou noir sur case blanche e6 · Cavalier noir sur case blanche g6 · Pion noir sur case noire h6 · Pion noir sur case noire c5 · Pion blanc sur case noire e5 · Cavalier blanc sur case blanche d3 · Pion blanc sur case blanche h3 · Pion blanc sur case blanche a2 · Pion blanc sur case noire b2 · Pion blanc sur case blanche c2 · Tour blanche sur case noire d2 · Cavalier blanc sur case blanche e2 · Pion blanc sur case noire f2 · Pion blanc sur case blanche g2 · Tour blanche sur case blanche d1 · Roi blanc sur case noire g1 | Tour noire sur case blanche a8 · Roi noir sur case blanche c8 · Tour noire sur case noire h8 · Pion noir sur case noire a7 · Pion noir sur case noire c7 · Pion noir sur case blanche f7 · Pion noir sur case noire g7 · Pion noir sur case noire b6 · Fou noir sur case blanche e6 · Cavalier noir sur case blanche g6 · Pion noir sur case noire h6 · Pion noir sur case noire c5 · Pion blanc sur case noire e5 · Cavalier blanc sur case blanche d3 · Pion blanc sur case blanche h3 · Pion blanc sur case blanche a2 · Pion blanc sur case noire b2 · Pion blanc sur case blanche c2 · Tour blanche sur case noire d2 · Cavalier blanc sur case blanche e2 · Pion blanc sur case noire f2 · Pion blanc sur case blanche g2 · Tour blanche sur case blanche d1 · Roi blanc sur case noire g1 | Tour noire sur case blanche a8 · Roi noir sur case blanche c8 · Tour noire sur case noire h8 · Pion noir sur case noire a7 · Pion noir sur case noire c7 · Pion noir sur case blanche f7 · Pion noir sur case noire g7 · Pion noir sur case noire b6 · Fou noir sur case blanche e6 · Cavalier noir sur case blanche g6 · Pion noir sur case noire h6 · Pion noir sur case noire c5 · Pion blanc sur case noire e5 · Cavalier blanc sur case blanche d3 · Pion blanc sur case blanche h3 · Pion blanc sur case blanche a2 · Pion blanc sur case noire b2 · Pion blanc sur case blanche c2 · Tour blanche sur case noire d2 · Cavalier blanc sur case blanche e2 · Pion blanc sur case noire f2 · Pion blanc sur case blanche g2 · Tour blanche sur case blanche d1 · Roi blanc sur case noire g1 | 8 |
| 7 | Tour noire sur case blanche a8 · Roi noir sur case blanche c8 · Tour noire sur case noire h8 · Pion noir sur case noire a7 · Pion noir sur case noire c7 · Pion noir sur case blanche f7 · Pion noir sur case noire g7 · Pion noir sur case noire b6 · Fou noir sur case blanche e6 · Cavalier noir sur case blanche g6 · Pion noir sur case noire h6 · Pion noir sur case noire c5 · Pion blanc sur case noire e5 · Cavalier blanc sur case blanche d3 · Pion blanc sur case blanche h3 · Pion blanc sur case blanche a2 · Pion blanc sur case noire b2 · Pion blanc sur case blanche c2 · Tour blanche sur case noire d2 · Cavalier blanc sur case blanche e2 · Pion blanc sur case noire f2 · Pion blanc sur case blanche g2 · Tour blanche sur case blanche d1 · Roi blanc sur case noire g1 | Tour noire sur case blanche a8 · Roi noir sur case blanche c8 · Tour noire sur case noire h8 · Pion noir sur case noire a7 · Pion noir sur case noire c7 · Pion noir sur case blanche f7 · Pion noir sur case noire g7 · Pion noir sur case noire b6 · Fou noir sur case blanche e6 · Cavalier noir sur case blanche g6 · Pion noir sur case noire h6 · Pion noir sur case noire c5 · Pion blanc sur case noire e5 · Cavalier blanc sur case blanche d3 · Pion blanc sur case blanche h3 · Pion blanc sur case blanche a2 · Pion blanc sur case noire b2 · Pion blanc sur case blanche c2 · Tour blanche sur case noire d2 · Cavalier blanc sur case blanche e2 · Pion blanc sur case noire f2 · Pion blanc sur case blanche g2 · Tour blanche sur case blanche d1 · Roi blanc sur case noire g1 | Tour noire sur case blanche a8 · Roi noir sur case blanche c8 · Tour noire sur case noire h8 · Pion noir sur case noire a7 · Pion noir sur case noire c7 · Pion noir sur case blanche f7 · Pion noir sur case noire g7 · Pion noir sur case noire b6 · Fou noir sur case blanche e6 · Cavalier noir sur case blanche g6 · Pion noir sur case noire h6 · Pion noir sur case noire c5 · Pion blanc sur case noire e5 · Cavalier blanc sur case blanche d3 · Pion blanc sur case blanche h3 · Pion blanc sur case blanche a2 · Pion blanc sur case noire b2 · Pion blanc sur case blanche c2 · Tour blanche sur case noire d2 · Cavalier blanc sur case blanche e2 · Pion blanc sur case noire f2 · Pion blanc sur case blanche g2 · Tour blanche sur case blanche d1 · Roi blanc sur case noire g1 | Tour noire sur case blanche a8 · Roi noir sur case blanche c8 · Tour noire sur case noire h8 · Pion noir sur case noire a7 · Pion noir sur case noire c7 · Pion noir sur case blanche f7 · Pion noir sur case noire g7 · Pion noir sur case noire b6 · Fou noir sur case blanche e6 · Cavalier noir sur case blanche g6 · Pion noir sur case noire h6 · Pion noir sur case noire c5 · Pion blanc sur case noire e5 · Cavalier blanc sur case blanche d3 · Pion blanc sur case blanche h3 · Pion blanc sur case blanche a2 · Pion blanc sur case noire b2 · Pion blanc sur case blanche c2 · Tour blanche sur case noire d2 · Cavalier blanc sur case blanche e2 · Pion blanc sur case noire f2 · Pion blanc sur case blanche g2 · Tour blanche sur case blanche d1 · Roi blanc sur case noire g1 | Tour noire sur case blanche a8 · Roi noir sur case blanche c8 · Tour noire sur case noire h8 · Pion noir sur case noire a7 · Pion noir sur case noire c7 · Pion noir sur case blanche f7 · Pion noir sur case noire g7 · Pion noir sur case noire b6 · Fou noir sur case blanche e6 · Cavalier noir sur case blanche g6 · Pion noir sur case noire h6 · Pion noir sur case noire c5 · Pion blanc sur case noire e5 · Cavalier blanc sur case blanche d3 · Pion blanc sur case blanche h3 · Pion blanc sur case blanche a2 · Pion blanc sur case noire b2 · Pion blanc sur case blanche c2 · Tour blanche sur case noire d2 · Cavalier blanc sur case blanche e2 · Pion blanc sur case noire f2 · Pion blanc sur case blanche g2 · Tour blanche sur case blanche d1 · Roi blanc sur case noire g1 | Tour noire sur case blanche a8 · Roi noir sur case blanche c8 · Tour noire sur case noire h8 · Pion noir sur case noire a7 · Pion noir sur case noire c7 · Pion noir sur case blanche f7 · Pion noir sur case noire g7 · Pion noir sur case noire b6 · Fou noir sur case blanche e6 · Cavalier noir sur case blanche g6 · Pion noir sur case noire h6 · Pion noir sur case noire c5 · Pion blanc sur case noire e5 · Cavalier blanc sur case blanche d3 · Pion blanc sur case blanche h3 · Pion blanc sur case blanche a2 · Pion blanc sur case noire b2 · Pion blanc sur case blanche c2 · Tour blanche sur case noire d2 · Cavalier blanc sur case blanche e2 · Pion blanc sur case noire f2 · Pion blanc sur case blanche g2 · Tour blanche sur case blanche d1 · Roi blanc sur case noire g1 | Tour noire sur case blanche a8 · Roi noir sur case blanche c8 · Tour noire sur case noire h8 · Pion noir sur case noire a7 · Pion noir sur case noire c7 · Pion noir sur case blanche f7 · Pion noir sur case noire g7 · Pion noir sur case noire b6 · Fou noir sur case blanche e6 · Cavalier noir sur case blanche g6 · Pion noir sur case noire h6 · Pion noir sur case noire c5 · Pion blanc sur case noire e5 · Cavalier blanc sur case blanche d3 · Pion blanc sur case blanche h3 · Pion blanc sur case blanche a2 · Pion blanc sur case noire b2 · Pion blanc sur case blanche c2 · Tour blanche sur case noire d2 · Cavalier blanc sur case blanche e2 · Pion blanc sur case noire f2 · Pion blanc sur case blanche g2 · Tour blanche sur case blanche d1 · Roi blanc sur case noire g1 | Tour noire sur case blanche a8 · Roi noir sur case blanche c8 · Tour noire sur case noire h8 · Pion noir sur case noire a7 · Pion noir sur case noire c7 · Pion noir sur case blanche f7 · Pion noir sur case noire g7 · Pion noir sur case noire b6 · Fou noir sur case blanche e6 · Cavalier noir sur case blanche g6 · Pion noir sur case noire h6 · Pion noir sur case noire c5 · Pion blanc sur case noire e5 · Cavalier blanc sur case blanche d3 · Pion blanc sur case blanche h3 · Pion blanc sur case blanche a2 · Pion blanc sur case noire b2 · Pion blanc sur case blanche c2 · Tour blanche sur case noire d2 · Cavalier blanc sur case blanche e2 · Pion blanc sur case noire f2 · Pion blanc sur case blanche g2 · Tour blanche sur case blanche d1 · Roi blanc sur case noire g1 | 7 |
| 6 | Tour noire sur case blanche a8 · Roi noir sur case blanche c8 · Tour noire sur case noire h8 · Pion noir sur case noire a7 · Pion noir sur case noire c7 · Pion noir sur case blanche f7 · Pion noir sur case noire g7 · Pion noir sur case noire b6 · Fou noir sur case blanche e6 · Cavalier noir sur case blanche g6 · Pion noir sur case noire h6 · Pion noir sur case noire c5 · Pion blanc sur case noire e5 · Cavalier blanc sur case blanche d3 · Pion blanc sur case blanche h3 · Pion blanc sur case blanche a2 · Pion blanc sur case noire b2 · Pion blanc sur case blanche c2 · Tour blanche sur case noire d2 · Cavalier blanc sur case blanche e2 · Pion blanc sur case noire f2 · Pion blanc sur case blanche g2 · Tour blanche sur case blanche d1 · Roi blanc sur case noire g1 | Tour noire sur case blanche a8 · Roi noir sur case blanche c8 · Tour noire sur case noire h8 · Pion noir sur case noire a7 · Pion noir sur case noire c7 · Pion noir sur case blanche f7 · Pion noir sur case noire g7 · Pion noir sur case noire b6 · Fou noir sur case blanche e6 · Cavalier noir sur case blanche g6 · Pion noir sur case noire h6 · Pion noir sur case noire c5 · Pion blanc sur case noire e5 · Cavalier blanc sur case blanche d3 · Pion blanc sur case blanche h3 · Pion blanc sur case blanche a2 · Pion blanc sur case noire b2 · Pion blanc sur case blanche c2 · Tour blanche sur case noire d2 · Cavalier blanc sur case blanche e2 · Pion blanc sur case noire f2 · Pion blanc sur case blanche g2 · Tour blanche sur case blanche d1 · Roi blanc sur case noire g1 | Tour noire sur case blanche a8 · Roi noir sur case blanche c8 · Tour noire sur case noire h8 · Pion noir sur case noire a7 · Pion noir sur case noire c7 · Pion noir sur case blanche f7 · Pion noir sur case noire g7 · Pion noir sur case noire b6 · Fou noir sur case blanche e6 · Cavalier noir sur case blanche g6 · Pion noir sur case noire h6 · Pion noir sur case noire c5 · Pion blanc sur case noire e5 · Cavalier blanc sur case blanche d3 · Pion blanc sur case blanche h3 · Pion blanc sur case blanche a2 · Pion blanc sur case noire b2 · Pion blanc sur case blanche c2 · Tour blanche sur case noire d2 · Cavalier blanc sur case blanche e2 · Pion blanc sur case noire f2 · Pion blanc sur case blanche g2 · Tour blanche sur case blanche d1 · Roi blanc sur case noire g1 | Tour noire sur case blanche a8 · Roi noir sur case blanche c8 · Tour noire sur case noire h8 · Pion noir sur case noire a7 · Pion noir sur case noire c7 · Pion noir sur case blanche f7 · Pion noir sur case noire g7 · Pion noir sur case noire b6 · Fou noir sur case blanche e6 · Cavalier noir sur case blanche g6 · Pion noir sur case noire h6 · Pion noir sur case noire c5 · Pion blanc sur case noire e5 · Cavalier blanc sur case blanche d3 · Pion blanc sur case blanche h3 · Pion blanc sur case blanche a2 · Pion blanc sur case noire b2 · Pion blanc sur case blanche c2 · Tour blanche sur case noire d2 · Cavalier blanc sur case blanche e2 · Pion blanc sur case noire f2 · Pion blanc sur case blanche g2 · Tour blanche sur case blanche d1 · Roi blanc sur case noire g1 | Tour noire sur case blanche a8 · Roi noir sur case blanche c8 · Tour noire sur case noire h8 · Pion noir sur case noire a7 · Pion noir sur case noire c7 · Pion noir sur case blanche f7 · Pion noir sur case noire g7 · Pion noir sur case noire b6 · Fou noir sur case blanche e6 · Cavalier noir sur case blanche g6 · Pion noir sur case noire h6 · Pion noir sur case noire c5 · Pion blanc sur case noire e5 · Cavalier blanc sur case blanche d3 · Pion blanc sur case blanche h3 · Pion blanc sur case blanche a2 · Pion blanc sur case noire b2 · Pion blanc sur case blanche c2 · Tour blanche sur case noire d2 · Cavalier blanc sur case blanche e2 · Pion blanc sur case noire f2 · Pion blanc sur case blanche g2 · Tour blanche sur case blanche d1 · Roi blanc sur case noire g1 | Tour noire sur case blanche a8 · Roi noir sur case blanche c8 · Tour noire sur case noire h8 · Pion noir sur case noire a7 · Pion noir sur case noire c7 · Pion noir sur case blanche f7 · Pion noir sur case noire g7 · Pion noir sur case noire b6 · Fou noir sur case blanche e6 · Cavalier noir sur case blanche g6 · Pion noir sur case noire h6 · Pion noir sur case noire c5 · Pion blanc sur case noire e5 · Cavalier blanc sur case blanche d3 · Pion blanc sur case blanche h3 · Pion blanc sur case blanche a2 · Pion blanc sur case noire b2 · Pion blanc sur case blanche c2 · Tour blanche sur case noire d2 · Cavalier blanc sur case blanche e2 · Pion blanc sur case noire f2 · Pion blanc sur case blanche g2 · Tour blanche sur case blanche d1 · Roi blanc sur case noire g1 | Tour noire sur case blanche a8 · Roi noir sur case blanche c8 · Tour noire sur case noire h8 · Pion noir sur case noire a7 · Pion noir sur case noire c7 · Pion noir sur case blanche f7 · Pion noir sur case noire g7 · Pion noir sur case noire b6 · Fou noir sur case blanche e6 · Cavalier noir sur case blanche g6 · Pion noir sur case noire h6 · Pion noir sur case noire c5 · Pion blanc sur case noire e5 · Cavalier blanc sur case blanche d3 · Pion blanc sur case blanche h3 · Pion blanc sur case blanche a2 · Pion blanc sur case noire b2 · Pion blanc sur case blanche c2 · Tour blanche sur case noire d2 · Cavalier blanc sur case blanche e2 · Pion blanc sur case noire f2 · Pion blanc sur case blanche g2 · Tour blanche sur case blanche d1 · Roi blanc sur case noire g1 | Tour noire sur case blanche a8 · Roi noir sur case blanche c8 · Tour noire sur case noire h8 · Pion noir sur case noire a7 · Pion noir sur case noire c7 · Pion noir sur case blanche f7 · Pion noir sur case noire g7 · Pion noir sur case noire b6 · Fou noir sur case blanche e6 · Cavalier noir sur case blanche g6 · Pion noir sur case noire h6 · Pion noir sur case noire c5 · Pion blanc sur case noire e5 · Cavalier blanc sur case blanche d3 · Pion blanc sur case blanche h3 · Pion blanc sur case blanche a2 · Pion blanc sur case noire b2 · Pion blanc sur case blanche c2 · Tour blanche sur case noire d2 · Cavalier blanc sur case blanche e2 · Pion blanc sur case noire f2 · Pion blanc sur case blanche g2 · Tour blanche sur case blanche d1 · Roi blanc sur case noire g1 | 6 |
| 5 | Tour noire sur case blanche a8 · Roi noir sur case blanche c8 · Tour noire sur case noire h8 · Pion noir sur case noire a7 · Pion noir sur case noire c7 · Pion noir sur case blanche f7 · Pion noir sur case noire g7 · Pion noir sur case noire b6 · Fou noir sur case blanche e6 · Cavalier noir sur case blanche g6 · Pion noir sur case noire h6 · Pion noir sur case noire c5 · Pion blanc sur case noire e5 · Cavalier blanc sur case blanche d3 · Pion blanc sur case blanche h3 · Pion blanc sur case blanche a2 · Pion blanc sur case noire b2 · Pion blanc sur case blanche c2 · Tour blanche sur case noire d2 · Cavalier blanc sur case blanche e2 · Pion blanc sur case noire f2 · Pion blanc sur case blanche g2 · Tour blanche sur case blanche d1 · Roi blanc sur case noire g1 | Tour noire sur case blanche a8 · Roi noir sur case blanche c8 · Tour noire sur case noire h8 · Pion noir sur case noire a7 · Pion noir sur case noire c7 · Pion noir sur case blanche f7 · Pion noir sur case noire g7 · Pion noir sur case noire b6 · Fou noir sur case blanche e6 · Cavalier noir sur case blanche g6 · Pion noir sur case noire h6 · Pion noir sur case noire c5 · Pion blanc sur case noire e5 · Cavalier blanc sur case blanche d3 · Pion blanc sur case blanche h3 · Pion blanc sur case blanche a2 · Pion blanc sur case noire b2 · Pion blanc sur case blanche c2 · Tour blanche sur case noire d2 · Cavalier blanc sur case blanche e2 · Pion blanc sur case noire f2 · Pion blanc sur case blanche g2 · Tour blanche sur case blanche d1 · Roi blanc sur case noire g1 | Tour noire sur case blanche a8 · Roi noir sur case blanche c8 · Tour noire sur case noire h8 · Pion noir sur case noire a7 · Pion noir sur case noire c7 · Pion noir sur case blanche f7 · Pion noir sur case noire g7 · Pion noir sur case noire b6 · Fou noir sur case blanche e6 · Cavalier noir sur case blanche g6 · Pion noir sur case noire h6 · Pion noir sur case noire c5 · Pion blanc sur case noire e5 · Cavalier blanc sur case blanche d3 · Pion blanc sur case blanche h3 · Pion blanc sur case blanche a2 · Pion blanc sur case noire b2 · Pion blanc sur case blanche c2 · Tour blanche sur case noire d2 · Cavalier blanc sur case blanche e2 · Pion blanc sur case noire f2 · Pion blanc sur case blanche g2 · Tour blanche sur case blanche d1 · Roi blanc sur case noire g1 | Tour noire sur case blanche a8 · Roi noir sur case blanche c8 · Tour noire sur case noire h8 · Pion noir sur case noire a7 · Pion noir sur case noire c7 · Pion noir sur case blanche f7 · Pion noir sur case noire g7 · Pion noir sur case noire b6 · Fou noir sur case blanche e6 · Cavalier noir sur case blanche g6 · Pion noir sur case noire h6 · Pion noir sur case noire c5 · Pion blanc sur case noire e5 · Cavalier blanc sur case blanche d3 · Pion blanc sur case blanche h3 · Pion blanc sur case blanche a2 · Pion blanc sur case noire b2 · Pion blanc sur case blanche c2 · Tour blanche sur case noire d2 · Cavalier blanc sur case blanche e2 · Pion blanc sur case noire f2 · Pion blanc sur case blanche g2 · Tour blanche sur case blanche d1 · Roi blanc sur case noire g1 | Tour noire sur case blanche a8 · Roi noir sur case blanche c8 · Tour noire sur case noire h8 · Pion noir sur case noire a7 · Pion noir sur case noire c7 · Pion noir sur case blanche f7 · Pion noir sur case noire g7 · Pion noir sur case noire b6 · Fou noir sur case blanche e6 · Cavalier noir sur case blanche g6 · Pion noir sur case noire h6 · Pion noir sur case noire c5 · Pion blanc sur case noire e5 · Cavalier blanc sur case blanche d3 · Pion blanc sur case blanche h3 · Pion blanc sur case blanche a2 · Pion blanc sur case noire b2 · Pion blanc sur case blanche c2 · Tour blanche sur case noire d2 · Cavalier blanc sur case blanche e2 · Pion blanc sur case noire f2 · Pion blanc sur case blanche g2 · Tour blanche sur case blanche d1 · Roi blanc sur case noire g1 | Tour noire sur case blanche a8 · Roi noir sur case blanche c8 · Tour noire sur case noire h8 · Pion noir sur case noire a7 · Pion noir sur case noire c7 · Pion noir sur case blanche f7 · Pion noir sur case noire g7 · Pion noir sur case noire b6 · Fou noir sur case blanche e6 · Cavalier noir sur case blanche g6 · Pion noir sur case noire h6 · Pion noir sur case noire c5 · Pion blanc sur case noire e5 · Cavalier blanc sur case blanche d3 · Pion blanc sur case blanche h3 · Pion blanc sur case blanche a2 · Pion blanc sur case noire b2 · Pion blanc sur case blanche c2 · Tour blanche sur case noire d2 · Cavalier blanc sur case blanche e2 · Pion blanc sur case noire f2 · Pion blanc sur case blanche g2 · Tour blanche sur case blanche d1 · Roi blanc sur case noire g1 | Tour noire sur case blanche a8 · Roi noir sur case blanche c8 · Tour noire sur case noire h8 · Pion noir sur case noire a7 · Pion noir sur case noire c7 · Pion noir sur case blanche f7 · Pion noir sur case noire g7 · Pion noir sur case noire b6 · Fou noir sur case blanche e6 · Cavalier noir sur case blanche g6 · Pion noir sur case noire h6 · Pion noir sur case noire c5 · Pion blanc sur case noire e5 · Cavalier blanc sur case blanche d3 · Pion blanc sur case blanche h3 · Pion blanc sur case blanche a2 · Pion blanc sur case noire b2 · Pion blanc sur case blanche c2 · Tour blanche sur case noire d2 · Cavalier blanc sur case blanche e2 · Pion blanc sur case noire f2 · Pion blanc sur case blanche g2 · Tour blanche sur case blanche d1 · Roi blanc sur case noire g1 | Tour noire sur case blanche a8 · Roi noir sur case blanche c8 · Tour noire sur case noire h8 · Pion noir sur case noire a7 · Pion noir sur case noire c7 · Pion noir sur case blanche f7 · Pion noir sur case noire g7 · Pion noir sur case noire b6 · Fou noir sur case blanche e6 · Cavalier noir sur case blanche g6 · Pion noir sur case noire h6 · Pion noir sur case noire c5 · Pion blanc sur case noire e5 · Cavalier blanc sur case blanche d3 · Pion blanc sur case blanche h3 · Pion blanc sur case blanche a2 · Pion blanc sur case noire b2 · Pion blanc sur case blanche c2 · Tour blanche sur case noire d2 · Cavalier blanc sur case blanche e2 · Pion blanc sur case noire f2 · Pion blanc sur case blanche g2 · Tour blanche sur case blanche d1 · Roi blanc sur case noire g1 | 5 |
| 4 | Tour noire sur case blanche a8 · Roi noir sur case blanche c8 · Tour noire sur case noire h8 · Pion noir sur case noire a7 · Pion noir sur case noire c7 · Pion noir sur case blanche f7 · Pion noir sur case noire g7 · Pion noir sur case noire b6 · Fou noir sur case blanche e6 · Cavalier noir sur case blanche g6 · Pion noir sur case noire h6 · Pion noir sur case noire c5 · Pion blanc sur case noire e5 · Cavalier blanc sur case blanche d3 · Pion blanc sur case blanche h3 · Pion blanc sur case blanche a2 · Pion blanc sur case noire b2 · Pion blanc sur case blanche c2 · Tour blanche sur case noire d2 · Cavalier blanc sur case blanche e2 · Pion blanc sur case noire f2 · Pion blanc sur case blanche g2 · Tour blanche sur case blanche d1 · Roi blanc sur case noire g1 | Tour noire sur case blanche a8 · Roi noir sur case blanche c8 · Tour noire sur case noire h8 · Pion noir sur case noire a7 · Pion noir sur case noire c7 · Pion noir sur case blanche f7 · Pion noir sur case noire g7 · Pion noir sur case noire b6 · Fou noir sur case blanche e6 · Cavalier noir sur case blanche g6 · Pion noir sur case noire h6 · Pion noir sur case noire c5 · Pion blanc sur case noire e5 · Cavalier blanc sur case blanche d3 · Pion blanc sur case blanche h3 · Pion blanc sur case blanche a2 · Pion blanc sur case noire b2 · Pion blanc sur case blanche c2 · Tour blanche sur case noire d2 · Cavalier blanc sur case blanche e2 · Pion blanc sur case noire f2 · Pion blanc sur case blanche g2 · Tour blanche sur case blanche d1 · Roi blanc sur case noire g1 | Tour noire sur case blanche a8 · Roi noir sur case blanche c8 · Tour noire sur case noire h8 · Pion noir sur case noire a7 · Pion noir sur case noire c7 · Pion noir sur case blanche f7 · Pion noir sur case noire g7 · Pion noir sur case noire b6 · Fou noir sur case blanche e6 · Cavalier noir sur case blanche g6 · Pion noir sur case noire h6 · Pion noir sur case noire c5 · Pion blanc sur case noire e5 · Cavalier blanc sur case blanche d3 · Pion blanc sur case blanche h3 · Pion blanc sur case blanche a2 · Pion blanc sur case noire b2 · Pion blanc sur case blanche c2 · Tour blanche sur case noire d2 · Cavalier blanc sur case blanche e2 · Pion blanc sur case noire f2 · Pion blanc sur case blanche g2 · Tour blanche sur case blanche d1 · Roi blanc sur case noire g1 | Tour noire sur case blanche a8 · Roi noir sur case blanche c8 · Tour noire sur case noire h8 · Pion noir sur case noire a7 · Pion noir sur case noire c7 · Pion noir sur case blanche f7 · Pion noir sur case noire g7 · Pion noir sur case noire b6 · Fou noir sur case blanche e6 · Cavalier noir sur case blanche g6 · Pion noir sur case noire h6 · Pion noir sur case noire c5 · Pion blanc sur case noire e5 · Cavalier blanc sur case blanche d3 · Pion blanc sur case blanche h3 · Pion blanc sur case blanche a2 · Pion blanc sur case noire b2 · Pion blanc sur case blanche c2 · Tour blanche sur case noire d2 · Cavalier blanc sur case blanche e2 · Pion blanc sur case noire f2 · Pion blanc sur case blanche g2 · Tour blanche sur case blanche d1 · Roi blanc sur case noire g1 | Tour noire sur case blanche a8 · Roi noir sur case blanche c8 · Tour noire sur case noire h8 · Pion noir sur case noire a7 · Pion noir sur case noire c7 · Pion noir sur case blanche f7 · Pion noir sur case noire g7 · Pion noir sur case noire b6 · Fou noir sur case blanche e6 · Cavalier noir sur case blanche g6 · Pion noir sur case noire h6 · Pion noir sur case noire c5 · Pion blanc sur case noire e5 · Cavalier blanc sur case blanche d3 · Pion blanc sur case blanche h3 · Pion blanc sur case blanche a2 · Pion blanc sur case noire b2 · Pion blanc sur case blanche c2 · Tour blanche sur case noire d2 · Cavalier blanc sur case blanche e2 · Pion blanc sur case noire f2 · Pion blanc sur case blanche g2 · Tour blanche sur case blanche d1 · Roi blanc sur case noire g1 | Tour noire sur case blanche a8 · Roi noir sur case blanche c8 · Tour noire sur case noire h8 · Pion noir sur case noire a7 · Pion noir sur case noire c7 · Pion noir sur case blanche f7 · Pion noir sur case noire g7 · Pion noir sur case noire b6 · Fou noir sur case blanche e6 · Cavalier noir sur case blanche g6 · Pion noir sur case noire h6 · Pion noir sur case noire c5 · Pion blanc sur case noire e5 · Cavalier blanc sur case blanche d3 · Pion blanc sur case blanche h3 · Pion blanc sur case blanche a2 · Pion blanc sur case noire b2 · Pion blanc sur case blanche c2 · Tour blanche sur case noire d2 · Cavalier blanc sur case blanche e2 · Pion blanc sur case noire f2 · Pion blanc sur case blanche g2 · Tour blanche sur case blanche d1 · Roi blanc sur case noire g1 | Tour noire sur case blanche a8 · Roi noir sur case blanche c8 · Tour noire sur case noire h8 · Pion noir sur case noire a7 · Pion noir sur case noire c7 · Pion noir sur case blanche f7 · Pion noir sur case noire g7 · Pion noir sur case noire b6 · Fou noir sur case blanche e6 · Cavalier noir sur case blanche g6 · Pion noir sur case noire h6 · Pion noir sur case noire c5 · Pion blanc sur case noire e5 · Cavalier blanc sur case blanche d3 · Pion blanc sur case blanche h3 · Pion blanc sur case blanche a2 · Pion blanc sur case noire b2 · Pion blanc sur case blanche c2 · Tour blanche sur case noire d2 · Cavalier blanc sur case blanche e2 · Pion blanc sur case noire f2 · Pion blanc sur case blanche g2 · Tour blanche sur case blanche d1 · Roi blanc sur case noire g1 | Tour noire sur case blanche a8 · Roi noir sur case blanche c8 · Tour noire sur case noire h8 · Pion noir sur case noire a7 · Pion noir sur case noire c7 · Pion noir sur case blanche f7 · Pion noir sur case noire g7 · Pion noir sur case noire b6 · Fou noir sur case blanche e6 · Cavalier noir sur case blanche g6 · Pion noir sur case noire h6 · Pion noir sur case noire c5 · Pion blanc sur case noire e5 · Cavalier blanc sur case blanche d3 · Pion blanc sur case blanche h3 · Pion blanc sur case blanche a2 · Pion blanc sur case noire b2 · Pion blanc sur case blanche c2 · Tour blanche sur case noire d2 · Cavalier blanc sur case blanche e2 · Pion blanc sur case noire f2 · Pion blanc sur case blanche g2 · Tour blanche sur case blanche d1 · Roi blanc sur case noire g1 | 4 |
| 3 | Tour noire sur case blanche a8 · Roi noir sur case blanche c8 · Tour noire sur case noire h8 · Pion noir sur case noire a7 · Pion noir sur case noire c7 · Pion noir sur case blanche f7 · Pion noir sur case noire g7 · Pion noir sur case noire b6 · Fou noir sur case blanche e6 · Cavalier noir sur case blanche g6 · Pion noir sur case noire h6 · Pion noir sur case noire c5 · Pion blanc sur case noire e5 · Cavalier blanc sur case blanche d3 · Pion blanc sur case blanche h3 · Pion blanc sur case blanche a2 · Pion blanc sur case noire b2 · Pion blanc sur case blanche c2 · Tour blanche sur case noire d2 · Cavalier blanc sur case blanche e2 · Pion blanc sur case noire f2 · Pion blanc sur case blanche g2 · Tour blanche sur case blanche d1 · Roi blanc sur case noire g1 | Tour noire sur case blanche a8 · Roi noir sur case blanche c8 · Tour noire sur case noire h8 · Pion noir sur case noire a7 · Pion noir sur case noire c7 · Pion noir sur case blanche f7 · Pion noir sur case noire g7 · Pion noir sur case noire b6 · Fou noir sur case blanche e6 · Cavalier noir sur case blanche g6 · Pion noir sur case noire h6 · Pion noir sur case noire c5 · Pion blanc sur case noire e5 · Cavalier blanc sur case blanche d3 · Pion blanc sur case blanche h3 · Pion blanc sur case blanche a2 · Pion blanc sur case noire b2 · Pion blanc sur case blanche c2 · Tour blanche sur case noire d2 · Cavalier blanc sur case blanche e2 · Pion blanc sur case noire f2 · Pion blanc sur case blanche g2 · Tour blanche sur case blanche d1 · Roi blanc sur case noire g1 | Tour noire sur case blanche a8 · Roi noir sur case blanche c8 · Tour noire sur case noire h8 · Pion noir sur case noire a7 · Pion noir sur case noire c7 · Pion noir sur case blanche f7 · Pion noir sur case noire g7 · Pion noir sur case noire b6 · Fou noir sur case blanche e6 · Cavalier noir sur case blanche g6 · Pion noir sur case noire h6 · Pion noir sur case noire c5 · Pion blanc sur case noire e5 · Cavalier blanc sur case blanche d3 · Pion blanc sur case blanche h3 · Pion blanc sur case blanche a2 · Pion blanc sur case noire b2 · Pion blanc sur case blanche c2 · Tour blanche sur case noire d2 · Cavalier blanc sur case blanche e2 · Pion blanc sur case noire f2 · Pion blanc sur case blanche g2 · Tour blanche sur case blanche d1 · Roi blanc sur case noire g1 | Tour noire sur case blanche a8 · Roi noir sur case blanche c8 · Tour noire sur case noire h8 · Pion noir sur case noire a7 · Pion noir sur case noire c7 · Pion noir sur case blanche f7 · Pion noir sur case noire g7 · Pion noir sur case noire b6 · Fou noir sur case blanche e6 · Cavalier noir sur case blanche g6 · Pion noir sur case noire h6 · Pion noir sur case noire c5 · Pion blanc sur case noire e5 · Cavalier blanc sur case blanche d3 · Pion blanc sur case blanche h3 · Pion blanc sur case blanche a2 · Pion blanc sur case noire b2 · Pion blanc sur case blanche c2 · Tour blanche sur case noire d2 · Cavalier blanc sur case blanche e2 · Pion blanc sur case noire f2 · Pion blanc sur case blanche g2 · Tour blanche sur case blanche d1 · Roi blanc sur case noire g1 | Tour noire sur case blanche a8 · Roi noir sur case blanche c8 · Tour noire sur case noire h8 · Pion noir sur case noire a7 · Pion noir sur case noire c7 · Pion noir sur case blanche f7 · Pion noir sur case noire g7 · Pion noir sur case noire b6 · Fou noir sur case blanche e6 · Cavalier noir sur case blanche g6 · Pion noir sur case noire h6 · Pion noir sur case noire c5 · Pion blanc sur case noire e5 · Cavalier blanc sur case blanche d3 · Pion blanc sur case blanche h3 · Pion blanc sur case blanche a2 · Pion blanc sur case noire b2 · Pion blanc sur case blanche c2 · Tour blanche sur case noire d2 · Cavalier blanc sur case blanche e2 · Pion blanc sur case noire f2 · Pion blanc sur case blanche g2 · Tour blanche sur case blanche d1 · Roi blanc sur case noire g1 | Tour noire sur case blanche a8 · Roi noir sur case blanche c8 · Tour noire sur case noire h8 · Pion noir sur case noire a7 · Pion noir sur case noire c7 · Pion noir sur case blanche f7 · Pion noir sur case noire g7 · Pion noir sur case noire b6 · Fou noir sur case blanche e6 · Cavalier noir sur case blanche g6 · Pion noir sur case noire h6 · Pion noir sur case noire c5 · Pion blanc sur case noire e5 · Cavalier blanc sur case blanche d3 · Pion blanc sur case blanche h3 · Pion blanc sur case blanche a2 · Pion blanc sur case noire b2 · Pion blanc sur case blanche c2 · Tour blanche sur case noire d2 · Cavalier blanc sur case blanche e2 · Pion blanc sur case noire f2 · Pion blanc sur case blanche g2 · Tour blanche sur case blanche d1 · Roi blanc sur case noire g1 | Tour noire sur case blanche a8 · Roi noir sur case blanche c8 · Tour noire sur case noire h8 · Pion noir sur case noire a7 · Pion noir sur case noire c7 · Pion noir sur case blanche f7 · Pion noir sur case noire g7 · Pion noir sur case noire b6 · Fou noir sur case blanche e6 · Cavalier noir sur case blanche g6 · Pion noir sur case noire h6 · Pion noir sur case noire c5 · Pion blanc sur case noire e5 · Cavalier blanc sur case blanche d3 · Pion blanc sur case blanche h3 · Pion blanc sur case blanche a2 · Pion blanc sur case noire b2 · Pion blanc sur case blanche c2 · Tour blanche sur case noire d2 · Cavalier blanc sur case blanche e2 · Pion blanc sur case noire f2 · Pion blanc sur case blanche g2 · Tour blanche sur case blanche d1 · Roi blanc sur case noire g1 | Tour noire sur case blanche a8 · Roi noir sur case blanche c8 · Tour noire sur case noire h8 · Pion noir sur case noire a7 · Pion noir sur case noire c7 · Pion noir sur case blanche f7 · Pion noir sur case noire g7 · Pion noir sur case noire b6 · Fou noir sur case blanche e6 · Cavalier noir sur case blanche g6 · Pion noir sur case noire h6 · Pion noir sur case noire c5 · Pion blanc sur case noire e5 · Cavalier blanc sur case blanche d3 · Pion blanc sur case blanche h3 · Pion blanc sur case blanche a2 · Pion blanc sur case noire b2 · Pion blanc sur case blanche c2 · Tour blanche sur case noire d2 · Cavalier blanc sur case blanche e2 · Pion blanc sur case noire f2 · Pion blanc sur case blanche g2 · Tour blanche sur case blanche d1 · Roi blanc sur case noire g1 | 3 |
| 2 | Tour noire sur case blanche a8 · Roi noir sur case blanche c8 · Tour noire sur case noire h8 · Pion noir sur case noire a7 · Pion noir sur case noire c7 · Pion noir sur case blanche f7 · Pion noir sur case noire g7 · Pion noir sur case noire b6 · Fou noir sur case blanche e6 · Cavalier noir sur case blanche g6 · Pion noir sur case noire h6 · Pion noir sur case noire c5 · Pion blanc sur case noire e5 · Cavalier blanc sur case blanche d3 · Pion blanc sur case blanche h3 · Pion blanc sur case blanche a2 · Pion blanc sur case noire b2 · Pion blanc sur case blanche c2 · Tour blanche sur case noire d2 · Cavalier blanc sur case blanche e2 · Pion blanc sur case noire f2 · Pion blanc sur case blanche g2 · Tour blanche sur case blanche d1 · Roi blanc sur case noire g1 | Tour noire sur case blanche a8 · Roi noir sur case blanche c8 · Tour noire sur case noire h8 · Pion noir sur case noire a7 · Pion noir sur case noire c7 · Pion noir sur case blanche f7 · Pion noir sur case noire g7 · Pion noir sur case noire b6 · Fou noir sur case blanche e6 · Cavalier noir sur case blanche g6 · Pion noir sur case noire h6 · Pion noir sur case noire c5 · Pion blanc sur case noire e5 · Cavalier blanc sur case blanche d3 · Pion blanc sur case blanche h3 · Pion blanc sur case blanche a2 · Pion blanc sur case noire b2 · Pion blanc sur case blanche c2 · Tour blanche sur case noire d2 · Cavalier blanc sur case blanche e2 · Pion blanc sur case noire f2 · Pion blanc sur case blanche g2 · Tour blanche sur case blanche d1 · Roi blanc sur case noire g1 | Tour noire sur case blanche a8 · Roi noir sur case blanche c8 · Tour noire sur case noire h8 · Pion noir sur case noire a7 · Pion noir sur case noire c7 · Pion noir sur case blanche f7 · Pion noir sur case noire g7 · Pion noir sur case noire b6 · Fou noir sur case blanche e6 · Cavalier noir sur case blanche g6 · Pion noir sur case noire h6 · Pion noir sur case noire c5 · Pion blanc sur case noire e5 · Cavalier blanc sur case blanche d3 · Pion blanc sur case blanche h3 · Pion blanc sur case blanche a2 · Pion blanc sur case noire b2 · Pion blanc sur case blanche c2 · Tour blanche sur case noire d2 · Cavalier blanc sur case blanche e2 · Pion blanc sur case noire f2 · Pion blanc sur case blanche g2 · Tour blanche sur case blanche d1 · Roi blanc sur case noire g1 | Tour noire sur case blanche a8 · Roi noir sur case blanche c8 · Tour noire sur case noire h8 · Pion noir sur case noire a7 · Pion noir sur case noire c7 · Pion noir sur case blanche f7 · Pion noir sur case noire g7 · Pion noir sur case noire b6 · Fou noir sur case blanche e6 · Cavalier noir sur case blanche g6 · Pion noir sur case noire h6 · Pion noir sur case noire c5 · Pion blanc sur case noire e5 · Cavalier blanc sur case blanche d3 · Pion blanc sur case blanche h3 · Pion blanc sur case blanche a2 · Pion blanc sur case noire b2 · Pion blanc sur case blanche c2 · Tour blanche sur case noire d2 · Cavalier blanc sur case blanche e2 · Pion blanc sur case noire f2 · Pion blanc sur case blanche g2 · Tour blanche sur case blanche d1 · Roi blanc sur case noire g1 | Tour noire sur case blanche a8 · Roi noir sur case blanche c8 · Tour noire sur case noire h8 · Pion noir sur case noire a7 · Pion noir sur case noire c7 · Pion noir sur case blanche f7 · Pion noir sur case noire g7 · Pion noir sur case noire b6 · Fou noir sur case blanche e6 · Cavalier noir sur case blanche g6 · Pion noir sur case noire h6 · Pion noir sur case noire c5 · Pion blanc sur case noire e5 · Cavalier blanc sur case blanche d3 · Pion blanc sur case blanche h3 · Pion blanc sur case blanche a2 · Pion blanc sur case noire b2 · Pion blanc sur case blanche c2 · Tour blanche sur case noire d2 · Cavalier blanc sur case blanche e2 · Pion blanc sur case noire f2 · Pion blanc sur case blanche g2 · Tour blanche sur case blanche d1 · Roi blanc sur case noire g1 | Tour noire sur case blanche a8 · Roi noir sur case blanche c8 · Tour noire sur case noire h8 · Pion noir sur case noire a7 · Pion noir sur case noire c7 · Pion noir sur case blanche f7 · Pion noir sur case noire g7 · Pion noir sur case noire b6 · Fou noir sur case blanche e6 · Cavalier noir sur case blanche g6 · Pion noir sur case noire h6 · Pion noir sur case noire c5 · Pion blanc sur case noire e5 · Cavalier blanc sur case blanche d3 · Pion blanc sur case blanche h3 · Pion blanc sur case blanche a2 · Pion blanc sur case noire b2 · Pion blanc sur case blanche c2 · Tour blanche sur case noire d2 · Cavalier blanc sur case blanche e2 · Pion blanc sur case noire f2 · Pion blanc sur case blanche g2 · Tour blanche sur case blanche d1 · Roi blanc sur case noire g1 | Tour noire sur case blanche a8 · Roi noir sur case blanche c8 · Tour noire sur case noire h8 · Pion noir sur case noire a7 · Pion noir sur case noire c7 · Pion noir sur case blanche f7 · Pion noir sur case noire g7 · Pion noir sur case noire b6 · Fou noir sur case blanche e6 · Cavalier noir sur case blanche g6 · Pion noir sur case noire h6 · Pion noir sur case noire c5 · Pion blanc sur case noire e5 · Cavalier blanc sur case blanche d3 · Pion blanc sur case blanche h3 · Pion blanc sur case blanche a2 · Pion blanc sur case noire b2 · Pion blanc sur case blanche c2 · Tour blanche sur case noire d2 · Cavalier blanc sur case blanche e2 · Pion blanc sur case noire f2 · Pion blanc sur case blanche g2 · Tour blanche sur case blanche d1 · Roi blanc sur case noire g1 | Tour noire sur case blanche a8 · Roi noir sur case blanche c8 · Tour noire sur case noire h8 · Pion noir sur case noire a7 · Pion noir sur case noire c7 · Pion noir sur case blanche f7 · Pion noir sur case noire g7 · Pion noir sur case noire b6 · Fou noir sur case blanche e6 · Cavalier noir sur case blanche g6 · Pion noir sur case noire h6 · Pion noir sur case noire c5 · Pion blanc sur case noire e5 · Cavalier blanc sur case blanche d3 · Pion blanc sur case blanche h3 · Pion blanc sur case blanche a2 · Pion blanc sur case noire b2 · Pion blanc sur case blanche c2 · Tour blanche sur case noire d2 · Cavalier blanc sur case blanche e2 · Pion blanc sur case noire f2 · Pion blanc sur case blanche g2 · Tour blanche sur case blanche d1 · Roi blanc sur case noire g1 | 2 |
| 1 | Tour noire sur case blanche a8 · Roi noir sur case blanche c8 · Tour noire sur case noire h8 · Pion noir sur case noire a7 · Pion noir sur case noire c7 · Pion noir sur case blanche f7 · Pion noir sur case noire g7 · Pion noir sur case noire b6 · Fou noir sur case blanche e6 · Cavalier noir sur case blanche g6 · Pion noir sur case noire h6 · Pion noir sur case noire c5 · Pion blanc sur case noire e5 · Cavalier blanc sur case blanche d3 · Pion blanc sur case blanche h3 · Pion blanc sur case blanche a2 · Pion blanc sur case noire b2 · Pion blanc sur case blanche c2 · Tour blanche sur case noire d2 · Cavalier blanc sur case blanche e2 · Pion blanc sur case noire f2 · Pion blanc sur case blanche g2 · Tour blanche sur case blanche d1 · Roi blanc sur case noire g1 | Tour noire sur case blanche a8 · Roi noir sur case blanche c8 · Tour noire sur case noire h8 · Pion noir sur case noire a7 · Pion noir sur case noire c7 · Pion noir sur case blanche f7 · Pion noir sur case noire g7 · Pion noir sur case noire b6 · Fou noir sur case blanche e6 · Cavalier noir sur case blanche g6 · Pion noir sur case noire h6 · Pion noir sur case noire c5 · Pion blanc sur case noire e5 · Cavalier blanc sur case blanche d3 · Pion blanc sur case blanche h3 · Pion blanc sur case blanche a2 · Pion blanc sur case noire b2 · Pion blanc sur case blanche c2 · Tour blanche sur case noire d2 · Cavalier blanc sur case blanche e2 · Pion blanc sur case noire f2 · Pion blanc sur case blanche g2 · Tour blanche sur case blanche d1 · Roi blanc sur case noire g1 | Tour noire sur case blanche a8 · Roi noir sur case blanche c8 · Tour noire sur case noire h8 · Pion noir sur case noire a7 · Pion noir sur case noire c7 · Pion noir sur case blanche f7 · Pion noir sur case noire g7 · Pion noir sur case noire b6 · Fou noir sur case blanche e6 · Cavalier noir sur case blanche g6 · Pion noir sur case noire h6 · Pion noir sur case noire c5 · Pion blanc sur case noire e5 · Cavalier blanc sur case blanche d3 · Pion blanc sur case blanche h3 · Pion blanc sur case blanche a2 · Pion blanc sur case noire b2 · Pion blanc sur case blanche c2 · Tour blanche sur case noire d2 · Cavalier blanc sur case blanche e2 · Pion blanc sur case noire f2 · Pion blanc sur case blanche g2 · Tour blanche sur case blanche d1 · Roi blanc sur case noire g1 | Tour noire sur case blanche a8 · Roi noir sur case blanche c8 · Tour noire sur case noire h8 · Pion noir sur case noire a7 · Pion noir sur case noire c7 · Pion noir sur case blanche f7 · Pion noir sur case noire g7 · Pion noir sur case noire b6 · Fou noir sur case blanche e6 · Cavalier noir sur case blanche g6 · Pion noir sur case noire h6 · Pion noir sur case noire c5 · Pion blanc sur case noire e5 · Cavalier blanc sur case blanche d3 · Pion blanc sur case blanche h3 · Pion blanc sur case blanche a2 · Pion blanc sur case noire b2 · Pion blanc sur case blanche c2 · Tour blanche sur case noire d2 · Cavalier blanc sur case blanche e2 · Pion blanc sur case noire f2 · Pion blanc sur case blanche g2 · Tour blanche sur case blanche d1 · Roi blanc sur case noire g1 | Tour noire sur case blanche a8 · Roi noir sur case blanche c8 · Tour noire sur case noire h8 · Pion noir sur case noire a7 · Pion noir sur case noire c7 · Pion noir sur case blanche f7 · Pion noir sur case noire g7 · Pion noir sur case noire b6 · Fou noir sur case blanche e6 · Cavalier noir sur case blanche g6 · Pion noir sur case noire h6 · Pion noir sur case noire c5 · Pion blanc sur case noire e5 · Cavalier blanc sur case blanche d3 · Pion blanc sur case blanche h3 · Pion blanc sur case blanche a2 · Pion blanc sur case noire b2 · Pion blanc sur case blanche c2 · Tour blanche sur case noire d2 · Cavalier blanc sur case blanche e2 · Pion blanc sur case noire f2 · Pion blanc sur case blanche g2 · Tour blanche sur case blanche d1 · Roi blanc sur case noire g1 | Tour noire sur case blanche a8 · Roi noir sur case blanche c8 · Tour noire sur case noire h8 · Pion noir sur case noire a7 · Pion noir sur case noire c7 · Pion noir sur case blanche f7 · Pion noir sur case noire g7 · Pion noir sur case noire b6 · Fou noir sur case blanche e6 · Cavalier noir sur case blanche g6 · Pion noir sur case noire h6 · Pion noir sur case noire c5 · Pion blanc sur case noire e5 · Cavalier blanc sur case blanche d3 · Pion blanc sur case blanche h3 · Pion blanc sur case blanche a2 · Pion blanc sur case noire b2 · Pion blanc sur case blanche c2 · Tour blanche sur case noire d2 · Cavalier blanc sur case blanche e2 · Pion blanc sur case noire f2 · Pion blanc sur case blanche g2 · Tour blanche sur case blanche d1 · Roi blanc sur case noire g1 | Tour noire sur case blanche a8 · Roi noir sur case blanche c8 · Tour noire sur case noire h8 · Pion noir sur case noire a7 · Pion noir sur case noire c7 · Pion noir sur case blanche f7 · Pion noir sur case noire g7 · Pion noir sur case noire b6 · Fou noir sur case blanche e6 · Cavalier noir sur case blanche g6 · Pion noir sur case noire h6 · Pion noir sur case noire c5 · Pion blanc sur case noire e5 · Cavalier blanc sur case blanche d3 · Pion blanc sur case blanche h3 · Pion blanc sur case blanche a2 · Pion blanc sur case noire b2 · Pion blanc sur case blanche c2 · Tour blanche sur case noire d2 · Cavalier blanc sur case blanche e2 · Pion blanc sur case noire f2 · Pion blanc sur case blanche g2 · Tour blanche sur case blanche d1 · Roi blanc sur case noire g1 | Tour noire sur case blanche a8 · Roi noir sur case blanche c8 · Tour noire sur case noire h8 · Pion noir sur case noire a7 · Pion noir sur case noire c7 · Pion noir sur case blanche f7 · Pion noir sur case noire g7 · Pion noir sur case noire b6 · Fou noir sur case blanche e6 · Cavalier noir sur case blanche g6 · Pion noir sur case noire h6 · Pion noir sur case noire c5 · Pion blanc sur case noire e5 · Cavalier blanc sur case blanche d3 · Pion blanc sur case blanche h3 · Pion blanc sur case blanche a2 · Pion blanc sur case noire b2 · Pion blanc sur case blanche c2 · Tour blanche sur case noire d2 · Cavalier blanc sur case blanche e2 · Pion blanc sur case noire f2 · Pion blanc sur case blanche g2 · Tour blanche sur case blanche d1 · Roi blanc sur case noire g1 | 1 |
|   | a | b | c | d | e | f | g | h |   |

1. e4 e5 Ce début ouvert provoque les applaudissements du public, qui, après trois parties nulles, espère « de l'action. »
2. Cf3 Cc6 3. Fb5 Cf6 Les joueurs entrent dans une défense berlinoise. Il s'agit d'une défense que Carlsen apprécie depuis longtemps, qui est aussi jouée par Laurent Fressinet, joueur soupçonné de faire partie de l'équipe de secondants de Carlsen.
4. 0-0 Cxe4 5. d4 Cd6 6. Fxc6 dxc6 7. dxe5 Cf5 8. Dxd8+ Rxd8 C'est la ligne principale de la variante, les Noirs ne peuvent plus roquer et les Blancs leur ont infligé des pions doublés. Après l'échange des dames, les Blancs ont un avantage d'espace, tandis que les Noirs, menés par Carlsen, disposent de la paire de fous. Il est néanmoins difficile de dire quel camp a l'avantage.
9. h3 Fd7 10. Td1 Fe7 Ce coups est rarement joué, mais Carlsen le joue rapidement, ce qui semble indiquer sa bonne préparation. 11. Cc3 Rc8
Par rapport à la variante d'échange de la partie espagnole, « le fou de cases blanches des Noirs est bien plus fort, leur cavalier a plus d'espace et, en même temps, la force du fou de cases noires des Blancs est limitée ».
12. Fg5 h6 13. Fxe7 Cxe7 Par cet échange, Carlsen perd sa paire de fous.
14. Td2 c5 15. Tad1 Fe6 Carlsen joue ce coup a tempo. 16. Ce1 Cg6 Les Blancs contrôlent la colonne D mais n'y ont aucune case de pénétration. Le coup 16.Ce1, d'après Boris Guelfand, est une façon pour Anand de jouer de manière ambitieuse, mais il perd du temps et surestime peut-être sa position.
17. Cd3 b6 18. Ce2 Fxa2 Le 16e coups des blancs, Ce1, tout comme ce 18e coup, Ce2, montre qu'Anand est dans sa préparation. Il s'agit d'une rareté : un coup tactique dans une défense d'ordinaire stratégique. Anand sacrifie un pion, espérant enfermer le fou de son adversaire. Le fou ne sera pas capturé, mais sa position l'empêche de jouer pendant plusieurs coups.
19. b3 c4 20. Cdc1 cxb3 21. cxb3 Fb1 Magnus Carlsen a sauvé son fou tout en se débarrassant du pion doublé.
22. f4 Rb7 23. Cc3 Ff5 24. g4 Fc8 Les blancs obtiennent des compensations à leur pion de moins en avançant leur majorité à l'aile roi. Cela ne semble néanmoins pas inquiéter Carlsen : le sacrifice de Viswanathan Anand n'a pas été fructueux les Blancs vont pouvoir activer leurs pièces.

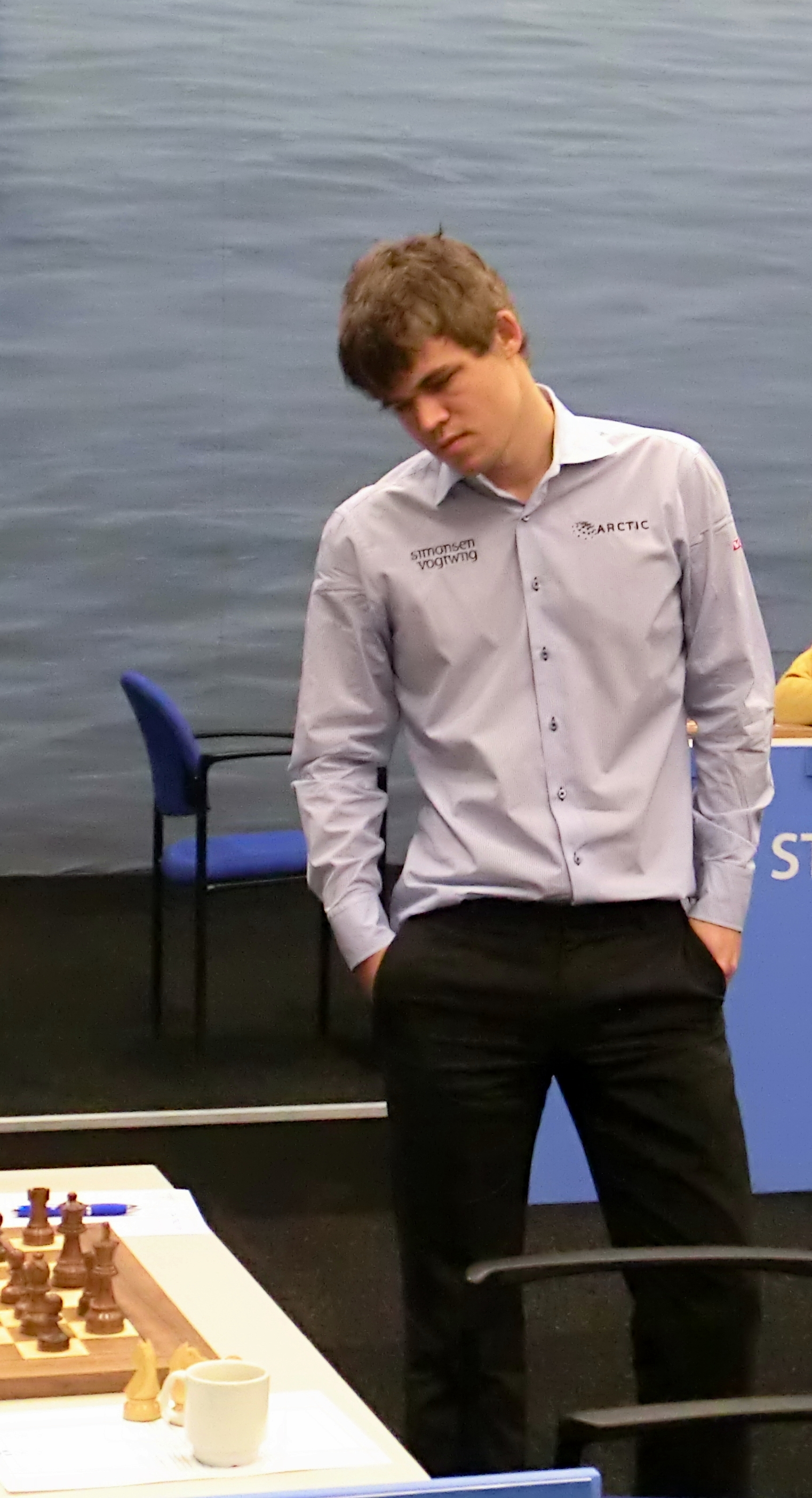
Magnus Carlsen en 2013 dans un autre tournoi. Télérama écrit à propos de cette partie : Il se tient dans une position un peu déhanchée, pas vraiment élégante, mais tellement nonchalante. En trois mots : il est cool.

25. Cd3 Selon Boris Guelfand, les Blancs jouissent d'une meilleure coordination des pièces, ce qui compense leur pion de moins, mais les chances de gain de Carlsen existent réellement et il faudrait « un miracle » pour sauver Anand. Susan Polgar souligne le « langage corporel » de Carlsen, très différent de la partie de la veille, indique qu'il est très à l'aise, tout comme la rapidité qu'il a à jouer les coups.
25... h5 26. f5 Ce7 27. Cb5 hxg4 Il a fallu vingt minutes de réflexion à Carlsen pour jouer ce coup. 28. hxg4 Th4 29. Cf2 Cc6 30. Tc2 a5 31. Tc4 g6 La partie dure depuis plus de trois heures. Anand ne doit pas se contenter de défendre sinon il est probable qu'il perde.
32. Tdc1 Fd7 33. e6 fxe6 34. fxe6 Fe8 35. Ce4 C'est une excellent coup pour Anand, qui lui permet d'ouvrir la colonne sur le roi adverse et égalise cette position très compliquée. 35... Txg4+ 36. Rf2 Tf4+ 37. Re3 Tf8 Par ce coup, Carlsen, qui avait l'avantage, relâche la pression sur son adversaire. Les logiciels d'analyse lui préfèrent 37... g5.
38. Cd4 Cxd4 39. Txc7+ Ra6 40. Rxd4 Td8+ Ce coup annihile l'avantage des Noirs. Selon Natalia Pogonina, la compensation qu'a Anand pour le pion de moins est bonne, d'autant qu'il sait à merveille se servir de ses cavaliers. 41. Rc3 Tf3+ 42. Rb2 Te3 43. Tc8 Tdd3 Les noirs viennent de proposer nulle. La partie dure depuis quatre heures. Carlsen refuse la nulle voulant probablement, comme l'analyse Susan Polgar, tenter de « transformer cette position dont personne ne ferait rien en victoire. » Néanmoins la force des tours d'Anand laisse penser que la partie finira sur une nulle, il est donc aussi possible que Carlsen cherche à user son adversaire en prévision des autres parties du match : « fatiguer son adversaire en vue des prochaines parties ne coûte rien. »
44. Ta8+ Rb7 45. Txe8 Txe4 46. e7 Tg3 47. Tc3 Te2+ 48. Tc2 Tee3 49. Ra2 g5 50. Td2 Te5 Selon Natalia Pogonina, les joueurs doivent avoir des nerfs solides dans cette position : la partie n'est pas loin d'être nulle mais il n'y a « aucune ligne forcée. »
51. Td7+ Rc6 52. Ted8 Tge3 53. Td6+ Rb7 54. T8d7+ Ra6 55. Td5 Te2+ 56. Ra3 Te6 57. Td8 g4 58. Tg5 Txe7 59. Ta8+ Rb7 60. Tag8 a4 61. Txg4 axb3 62. T8g7 Ra6 63. Txe7 Txe7 64. Rxb3 ½-½.

#### Cinquième partie, Carlsen-Anand, 1-0
Cette cinquième partie est celle qui ouvre le score de ce championnat du monde. Après une ouverture « peu ambitieuse », Carlsen va savoir se retrouver dans une position qui l'avantage. En milieu de jeu, les deux joueurs ont une structure des pions faibles, mais les pièces blanches jouissent d'une meilleure activité. Même si les Blancs n'ont pas su prendre un avantage décisif, laissant les pièces noires regagner une certaine activité, Anand a « dû trouver les meilleurs coups simplement pour arriver à rester dans le jeu » ce qu'il a fait jusqu'à une imprécision au quarante-cinquième coup qui lui coûte un pion.
1. c4 C'est la première fois dans ce championnat que Magnus Carlsen n'ouvre pas sur 1.Cf3 avec les Blancs, acceptant de s'engager vers une défense semi-slave où les connaissances de son adversaire sont grandes. 1...e6 Anand est prêt : par ce coup, il peut entrer dans une semi-slave sans aller dans la variante 1.c4 c6 2.d4 d5 3.Cf3 Cf6 4.e3 avec laquelle Carlsen a gagné plusieurs fois.
2. d4 d5 3. Cc3 c6 4. e4!? Ce coup est constitutif du Gambit Marshall de la Défense semi-slave, un choix surprenant.
|   | a | b | c | d | e | f | g | h |   |
| 8 | Tour noire sur case blanche a8 · Cavalier noir sur case noire b8 · Fou noir sur case blanche c8 · Dame noire sur case noire d8 · Roi noir sur case blanche e8 · Cavalier noir sur case blanche g8 · Tour noire sur case noire h8 · Pion noir sur case noire a7 · Pion noir sur case blanche b7 · Pion noir sur case blanche f7 · Pion noir sur case noire g7 · Pion noir sur case blanche h7 · Pion noir sur case blanche c6 · Pion noir sur case blanche e6 · Fou noir sur case noire b4 · Pion blanc sur case blanche c4 · Pion blanc sur case noire d4 · Cavalier blanc sur case noire c3 · Pion blanc sur case blanche a2 · Pion blanc sur case noire b2 · Pion blanc sur case noire f2 · Pion blanc sur case blanche g2 · Pion blanc sur case noire h2 · Tour blanche sur case noire a1 · Fou blanc sur case noire c1 · Dame blanche sur case blanche d1 · Roi blanc sur case noire e1 · Fou blanc sur case blanche f1 · Cavalier blanc sur case noire g1 · Tour blanche sur case blanche h1 | Tour noire sur case blanche a8 · Cavalier noir sur case noire b8 · Fou noir sur case blanche c8 · Dame noire sur case noire d8 · Roi noir sur case blanche e8 · Cavalier noir sur case blanche g8 · Tour noire sur case noire h8 · Pion noir sur case noire a7 · Pion noir sur case blanche b7 · Pion noir sur case blanche f7 · Pion noir sur case noire g7 · Pion noir sur case blanche h7 · Pion noir sur case blanche c6 · Pion noir sur case blanche e6 · Fou noir sur case noire b4 · Pion blanc sur case blanche c4 · Pion blanc sur case noire d4 · Cavalier blanc sur case noire c3 · Pion blanc sur case blanche a2 · Pion blanc sur case noire b2 · Pion blanc sur case noire f2 · Pion blanc sur case blanche g2 · Pion blanc sur case noire h2 · Tour blanche sur case noire a1 · Fou blanc sur case noire c1 · Dame blanche sur case blanche d1 · Roi blanc sur case noire e1 · Fou blanc sur case blanche f1 · Cavalier blanc sur case noire g1 · Tour blanche sur case blanche h1 | Tour noire sur case blanche a8 · Cavalier noir sur case noire b8 · Fou noir sur case blanche c8 · Dame noire sur case noire d8 · Roi noir sur case blanche e8 · Cavalier noir sur case blanche g8 · Tour noire sur case noire h8 · Pion noir sur case noire a7 · Pion noir sur case blanche b7 · Pion noir sur case blanche f7 · Pion noir sur case noire g7 · Pion noir sur case blanche h7 · Pion noir sur case blanche c6 · Pion noir sur case blanche e6 · Fou noir sur case noire b4 · Pion blanc sur case blanche c4 · Pion blanc sur case noire d4 · Cavalier blanc sur case noire c3 · Pion blanc sur case blanche a2 · Pion blanc sur case noire b2 · Pion blanc sur case noire f2 · Pion blanc sur case blanche g2 · Pion blanc sur case noire h2 · Tour blanche sur case noire a1 · Fou blanc sur case noire c1 · Dame blanche sur case blanche d1 · Roi blanc sur case noire e1 · Fou blanc sur case blanche f1 · Cavalier blanc sur case noire g1 · Tour blanche sur case blanche h1 | Tour noire sur case blanche a8 · Cavalier noir sur case noire b8 · Fou noir sur case blanche c8 · Dame noire sur case noire d8 · Roi noir sur case blanche e8 · Cavalier noir sur case blanche g8 · Tour noire sur case noire h8 · Pion noir sur case noire a7 · Pion noir sur case blanche b7 · Pion noir sur case blanche f7 · Pion noir sur case noire g7 · Pion noir sur case blanche h7 · Pion noir sur case blanche c6 · Pion noir sur case blanche e6 · Fou noir sur case noire b4 · Pion blanc sur case blanche c4 · Pion blanc sur case noire d4 · Cavalier blanc sur case noire c3 · Pion blanc sur case blanche a2 · Pion blanc sur case noire b2 · Pion blanc sur case noire f2 · Pion blanc sur case blanche g2 · Pion blanc sur case noire h2 · Tour blanche sur case noire a1 · Fou blanc sur case noire c1 · Dame blanche sur case blanche d1 · Roi blanc sur case noire e1 · Fou blanc sur case blanche f1 · Cavalier blanc sur case noire g1 · Tour blanche sur case blanche h1 | Tour noire sur case blanche a8 · Cavalier noir sur case noire b8 · Fou noir sur case blanche c8 · Dame noire sur case noire d8 · Roi noir sur case blanche e8 · Cavalier noir sur case blanche g8 · Tour noire sur case noire h8 · Pion noir sur case noire a7 · Pion noir sur case blanche b7 · Pion noir sur case blanche f7 · Pion noir sur case noire g7 · Pion noir sur case blanche h7 · Pion noir sur case blanche c6 · Pion noir sur case blanche e6 · Fou noir sur case noire b4 · Pion blanc sur case blanche c4 · Pion blanc sur case noire d4 · Cavalier blanc sur case noire c3 · Pion blanc sur case blanche a2 · Pion blanc sur case noire b2 · Pion blanc sur case noire f2 · Pion blanc sur case blanche g2 · Pion blanc sur case noire h2 · Tour blanche sur case noire a1 · Fou blanc sur case noire c1 · Dame blanche sur case blanche d1 · Roi blanc sur case noire e1 · Fou blanc sur case blanche f1 · Cavalier blanc sur case noire g1 · Tour blanche sur case blanche h1 | Tour noire sur case blanche a8 · Cavalier noir sur case noire b8 · Fou noir sur case blanche c8 · Dame noire sur case noire d8 · Roi noir sur case blanche e8 · Cavalier noir sur case blanche g8 · Tour noire sur case noire h8 · Pion noir sur case noire a7 · Pion noir sur case blanche b7 · Pion noir sur case blanche f7 · Pion noir sur case noire g7 · Pion noir sur case blanche h7 · Pion noir sur case blanche c6 · Pion noir sur case blanche e6 · Fou noir sur case noire b4 · Pion blanc sur case blanche c4 · Pion blanc sur case noire d4 · Cavalier blanc sur case noire c3 · Pion blanc sur case blanche a2 · Pion blanc sur case noire b2 · Pion blanc sur case noire f2 · Pion blanc sur case blanche g2 · Pion blanc sur case noire h2 · Tour blanche sur case noire a1 · Fou blanc sur case noire c1 · Dame blanche sur case blanche d1 · Roi blanc sur case noire e1 · Fou blanc sur case blanche f1 · Cavalier blanc sur case noire g1 · Tour blanche sur case blanche h1 | Tour noire sur case blanche a8 · Cavalier noir sur case noire b8 · Fou noir sur case blanche c8 · Dame noire sur case noire d8 · Roi noir sur case blanche e8 · Cavalier noir sur case blanche g8 · Tour noire sur case noire h8 · Pion noir sur case noire a7 · Pion noir sur case blanche b7 · Pion noir sur case blanche f7 · Pion noir sur case noire g7 · Pion noir sur case blanche h7 · Pion noir sur case blanche c6 · Pion noir sur case blanche e6 · Fou noir sur case noire b4 · Pion blanc sur case blanche c4 · Pion blanc sur case noire d4 · Cavalier blanc sur case noire c3 · Pion blanc sur case blanche a2 · Pion blanc sur case noire b2 · Pion blanc sur case noire f2 · Pion blanc sur case blanche g2 · Pion blanc sur case noire h2 · Tour blanche sur case noire a1 · Fou blanc sur case noire c1 · Dame blanche sur case blanche d1 · Roi blanc sur case noire e1 · Fou blanc sur case blanche f1 · Cavalier blanc sur case noire g1 · Tour blanche sur case blanche h1 | Tour noire sur case blanche a8 · Cavalier noir sur case noire b8 · Fou noir sur case blanche c8 · Dame noire sur case noire d8 · Roi noir sur case blanche e8 · Cavalier noir sur case blanche g8 · Tour noire sur case noire h8 · Pion noir sur case noire a7 · Pion noir sur case blanche b7 · Pion noir sur case blanche f7 · Pion noir sur case noire g7 · Pion noir sur case blanche h7 · Pion noir sur case blanche c6 · Pion noir sur case blanche e6 · Fou noir sur case noire b4 · Pion blanc sur case blanche c4 · Pion blanc sur case noire d4 · Cavalier blanc sur case noire c3 · Pion blanc sur case blanche a2 · Pion blanc sur case noire b2 · Pion blanc sur case noire f2 · Pion blanc sur case blanche g2 · Pion blanc sur case noire h2 · Tour blanche sur case noire a1 · Fou blanc sur case noire c1 · Dame blanche sur case blanche d1 · Roi blanc sur case noire e1 · Fou blanc sur case blanche f1 · Cavalier blanc sur case noire g1 · Tour blanche sur case blanche h1 | 8 |
| 7 | Tour noire sur case blanche a8 · Cavalier noir sur case noire b8 · Fou noir sur case blanche c8 · Dame noire sur case noire d8 · Roi noir sur case blanche e8 · Cavalier noir sur case blanche g8 · Tour noire sur case noire h8 · Pion noir sur case noire a7 · Pion noir sur case blanche b7 · Pion noir sur case blanche f7 · Pion noir sur case noire g7 · Pion noir sur case blanche h7 · Pion noir sur case blanche c6 · Pion noir sur case blanche e6 · Fou noir sur case noire b4 · Pion blanc sur case blanche c4 · Pion blanc sur case noire d4 · Cavalier blanc sur case noire c3 · Pion blanc sur case blanche a2 · Pion blanc sur case noire b2 · Pion blanc sur case noire f2 · Pion blanc sur case blanche g2 · Pion blanc sur case noire h2 · Tour blanche sur case noire a1 · Fou blanc sur case noire c1 · Dame blanche sur case blanche d1 · Roi blanc sur case noire e1 · Fou blanc sur case blanche f1 · Cavalier blanc sur case noire g1 · Tour blanche sur case blanche h1 | Tour noire sur case blanche a8 · Cavalier noir sur case noire b8 · Fou noir sur case blanche c8 · Dame noire sur case noire d8 · Roi noir sur case blanche e8 · Cavalier noir sur case blanche g8 · Tour noire sur case noire h8 · Pion noir sur case noire a7 · Pion noir sur case blanche b7 · Pion noir sur case blanche f7 · Pion noir sur case noire g7 · Pion noir sur case blanche h7 · Pion noir sur case blanche c6 · Pion noir sur case blanche e6 · Fou noir sur case noire b4 · Pion blanc sur case blanche c4 · Pion blanc sur case noire d4 · Cavalier blanc sur case noire c3 · Pion blanc sur case blanche a2 · Pion blanc sur case noire b2 · Pion blanc sur case noire f2 · Pion blanc sur case blanche g2 · Pion blanc sur case noire h2 · Tour blanche sur case noire a1 · Fou blanc sur case noire c1 · Dame blanche sur case blanche d1 · Roi blanc sur case noire e1 · Fou blanc sur case blanche f1 · Cavalier blanc sur case noire g1 · Tour blanche sur case blanche h1 | Tour noire sur case blanche a8 · Cavalier noir sur case noire b8 · Fou noir sur case blanche c8 · Dame noire sur case noire d8 · Roi noir sur case blanche e8 · Cavalier noir sur case blanche g8 · Tour noire sur case noire h8 · Pion noir sur case noire a7 · Pion noir sur case blanche b7 · Pion noir sur case blanche f7 · Pion noir sur case noire g7 · Pion noir sur case blanche h7 · Pion noir sur case blanche c6 · Pion noir sur case blanche e6 · Fou noir sur case noire b4 · Pion blanc sur case blanche c4 · Pion blanc sur case noire d4 · Cavalier blanc sur case noire c3 · Pion blanc sur case blanche a2 · Pion blanc sur case noire b2 · Pion blanc sur case noire f2 · Pion blanc sur case blanche g2 · Pion blanc sur case noire h2 · Tour blanche sur case noire a1 · Fou blanc sur case noire c1 · Dame blanche sur case blanche d1 · Roi blanc sur case noire e1 · Fou blanc sur case blanche f1 · Cavalier blanc sur case noire g1 · Tour blanche sur case blanche h1 | Tour noire sur case blanche a8 · Cavalier noir sur case noire b8 · Fou noir sur case blanche c8 · Dame noire sur case noire d8 · Roi noir sur case blanche e8 · Cavalier noir sur case blanche g8 · Tour noire sur case noire h8 · Pion noir sur case noire a7 · Pion noir sur case blanche b7 · Pion noir sur case blanche f7 · Pion noir sur case noire g7 · Pion noir sur case blanche h7 · Pion noir sur case blanche c6 · Pion noir sur case blanche e6 · Fou noir sur case noire b4 · Pion blanc sur case blanche c4 · Pion blanc sur case noire d4 · Cavalier blanc sur case noire c3 · Pion blanc sur case blanche a2 · Pion blanc sur case noire b2 · Pion blanc sur case noire f2 · Pion blanc sur case blanche g2 · Pion blanc sur case noire h2 · Tour blanche sur case noire a1 · Fou blanc sur case noire c1 · Dame blanche sur case blanche d1 · Roi blanc sur case noire e1 · Fou blanc sur case blanche f1 · Cavalier blanc sur case noire g1 · Tour blanche sur case blanche h1 | Tour noire sur case blanche a8 · Cavalier noir sur case noire b8 · Fou noir sur case blanche c8 · Dame noire sur case noire d8 · Roi noir sur case blanche e8 · Cavalier noir sur case blanche g8 · Tour noire sur case noire h8 · Pion noir sur case noire a7 · Pion noir sur case blanche b7 · Pion noir sur case blanche f7 · Pion noir sur case noire g7 · Pion noir sur case blanche h7 · Pion noir sur case blanche c6 · Pion noir sur case blanche e6 · Fou noir sur case noire b4 · Pion blanc sur case blanche c4 · Pion blanc sur case noire d4 · Cavalier blanc sur case noire c3 · Pion blanc sur case blanche a2 · Pion blanc sur case noire b2 · Pion blanc sur case noire f2 · Pion blanc sur case blanche g2 · Pion blanc sur case noire h2 · Tour blanche sur case noire a1 · Fou blanc sur case noire c1 · Dame blanche sur case blanche d1 · Roi blanc sur case noire e1 · Fou blanc sur case blanche f1 · Cavalier blanc sur case noire g1 · Tour blanche sur case blanche h1 | Tour noire sur case blanche a8 · Cavalier noir sur case noire b8 · Fou noir sur case blanche c8 · Dame noire sur case noire d8 · Roi noir sur case blanche e8 · Cavalier noir sur case blanche g8 · Tour noire sur case noire h8 · Pion noir sur case noire a7 · Pion noir sur case blanche b7 · Pion noir sur case blanche f7 · Pion noir sur case noire g7 · Pion noir sur case blanche h7 · Pion noir sur case blanche c6 · Pion noir sur case blanche e6 · Fou noir sur case noire b4 · Pion blanc sur case blanche c4 · Pion blanc sur case noire d4 · Cavalier blanc sur case noire c3 · Pion blanc sur case blanche a2 · Pion blanc sur case noire b2 · Pion blanc sur case noire f2 · Pion blanc sur case blanche g2 · Pion blanc sur case noire h2 · Tour blanche sur case noire a1 · Fou blanc sur case noire c1 · Dame blanche sur case blanche d1 · Roi blanc sur case noire e1 · Fou blanc sur case blanche f1 · Cavalier blanc sur case noire g1 · Tour blanche sur case blanche h1 | Tour noire sur case blanche a8 · Cavalier noir sur case noire b8 · Fou noir sur case blanche c8 · Dame noire sur case noire d8 · Roi noir sur case blanche e8 · Cavalier noir sur case blanche g8 · Tour noire sur case noire h8 · Pion noir sur case noire a7 · Pion noir sur case blanche b7 · Pion noir sur case blanche f7 · Pion noir sur case noire g7 · Pion noir sur case blanche h7 · Pion noir sur case blanche c6 · Pion noir sur case blanche e6 · Fou noir sur case noire b4 · Pion blanc sur case blanche c4 · Pion blanc sur case noire d4 · Cavalier blanc sur case noire c3 · Pion blanc sur case blanche a2 · Pion blanc sur case noire b2 · Pion blanc sur case noire f2 · Pion blanc sur case blanche g2 · Pion blanc sur case noire h2 · Tour blanche sur case noire a1 · Fou blanc sur case noire c1 · Dame blanche sur case blanche d1 · Roi blanc sur case noire e1 · Fou blanc sur case blanche f1 · Cavalier blanc sur case noire g1 · Tour blanche sur case blanche h1 | Tour noire sur case blanche a8 · Cavalier noir sur case noire b8 · Fou noir sur case blanche c8 · Dame noire sur case noire d8 · Roi noir sur case blanche e8 · Cavalier noir sur case blanche g8 · Tour noire sur case noire h8 · Pion noir sur case noire a7 · Pion noir sur case blanche b7 · Pion noir sur case blanche f7 · Pion noir sur case noire g7 · Pion noir sur case blanche h7 · Pion noir sur case blanche c6 · Pion noir sur case blanche e6 · Fou noir sur case noire b4 · Pion blanc sur case blanche c4 · Pion blanc sur case noire d4 · Cavalier blanc sur case noire c3 · Pion blanc sur case blanche a2 · Pion blanc sur case noire b2 · Pion blanc sur case noire f2 · Pion blanc sur case blanche g2 · Pion blanc sur case noire h2 · Tour blanche sur case noire a1 · Fou blanc sur case noire c1 · Dame blanche sur case blanche d1 · Roi blanc sur case noire e1 · Fou blanc sur case blanche f1 · Cavalier blanc sur case noire g1 · Tour blanche sur case blanche h1 | 7 |
| 6 | Tour noire sur case blanche a8 · Cavalier noir sur case noire b8 · Fou noir sur case blanche c8 · Dame noire sur case noire d8 · Roi noir sur case blanche e8 · Cavalier noir sur case blanche g8 · Tour noire sur case noire h8 · Pion noir sur case noire a7 · Pion noir sur case blanche b7 · Pion noir sur case blanche f7 · Pion noir sur case noire g7 · Pion noir sur case blanche h7 · Pion noir sur case blanche c6 · Pion noir sur case blanche e6 · Fou noir sur case noire b4 · Pion blanc sur case blanche c4 · Pion blanc sur case noire d4 · Cavalier blanc sur case noire c3 · Pion blanc sur case blanche a2 · Pion blanc sur case noire b2 · Pion blanc sur case noire f2 · Pion blanc sur case blanche g2 · Pion blanc sur case noire h2 · Tour blanche sur case noire a1 · Fou blanc sur case noire c1 · Dame blanche sur case blanche d1 · Roi blanc sur case noire e1 · Fou blanc sur case blanche f1 · Cavalier blanc sur case noire g1 · Tour blanche sur case blanche h1 | Tour noire sur case blanche a8 · Cavalier noir sur case noire b8 · Fou noir sur case blanche c8 · Dame noire sur case noire d8 · Roi noir sur case blanche e8 · Cavalier noir sur case blanche g8 · Tour noire sur case noire h8 · Pion noir sur case noire a7 · Pion noir sur case blanche b7 · Pion noir sur case blanche f7 · Pion noir sur case noire g7 · Pion noir sur case blanche h7 · Pion noir sur case blanche c6 · Pion noir sur case blanche e6 · Fou noir sur case noire b4 · Pion blanc sur case blanche c4 · Pion blanc sur case noire d4 · Cavalier blanc sur case noire c3 · Pion blanc sur case blanche a2 · Pion blanc sur case noire b2 · Pion blanc sur case noire f2 · Pion blanc sur case blanche g2 · Pion blanc sur case noire h2 · Tour blanche sur case noire a1 · Fou blanc sur case noire c1 · Dame blanche sur case blanche d1 · Roi blanc sur case noire e1 · Fou blanc sur case blanche f1 · Cavalier blanc sur case noire g1 · Tour blanche sur case blanche h1 | Tour noire sur case blanche a8 · Cavalier noir sur case noire b8 · Fou noir sur case blanche c8 · Dame noire sur case noire d8 · Roi noir sur case blanche e8 · Cavalier noir sur case blanche g8 · Tour noire sur case noire h8 · Pion noir sur case noire a7 · Pion noir sur case blanche b7 · Pion noir sur case blanche f7 · Pion noir sur case noire g7 · Pion noir sur case blanche h7 · Pion noir sur case blanche c6 · Pion noir sur case blanche e6 · Fou noir sur case noire b4 · Pion blanc sur case blanche c4 · Pion blanc sur case noire d4 · Cavalier blanc sur case noire c3 · Pion blanc sur case blanche a2 · Pion blanc sur case noire b2 · Pion blanc sur case noire f2 · Pion blanc sur case blanche g2 · Pion blanc sur case noire h2 · Tour blanche sur case noire a1 · Fou blanc sur case noire c1 · Dame blanche sur case blanche d1 · Roi blanc sur case noire e1 · Fou blanc sur case blanche f1 · Cavalier blanc sur case noire g1 · Tour blanche sur case blanche h1 | Tour noire sur case blanche a8 · Cavalier noir sur case noire b8 · Fou noir sur case blanche c8 · Dame noire sur case noire d8 · Roi noir sur case blanche e8 · Cavalier noir sur case blanche g8 · Tour noire sur case noire h8 · Pion noir sur case noire a7 · Pion noir sur case blanche b7 · Pion noir sur case blanche f7 · Pion noir sur case noire g7 · Pion noir sur case blanche h7 · Pion noir sur case blanche c6 · Pion noir sur case blanche e6 · Fou noir sur case noire b4 · Pion blanc sur case blanche c4 · Pion blanc sur case noire d4 · Cavalier blanc sur case noire c3 · Pion blanc sur case blanche a2 · Pion blanc sur case noire b2 · Pion blanc sur case noire f2 · Pion blanc sur case blanche g2 · Pion blanc sur case noire h2 · Tour blanche sur case noire a1 · Fou blanc sur case noire c1 · Dame blanche sur case blanche d1 · Roi blanc sur case noire e1 · Fou blanc sur case blanche f1 · Cavalier blanc sur case noire g1 · Tour blanche sur case blanche h1 | Tour noire sur case blanche a8 · Cavalier noir sur case noire b8 · Fou noir sur case blanche c8 · Dame noire sur case noire d8 · Roi noir sur case blanche e8 · Cavalier noir sur case blanche g8 · Tour noire sur case noire h8 · Pion noir sur case noire a7 · Pion noir sur case blanche b7 · Pion noir sur case blanche f7 · Pion noir sur case noire g7 · Pion noir sur case blanche h7 · Pion noir sur case blanche c6 · Pion noir sur case blanche e6 · Fou noir sur case noire b4 · Pion blanc sur case blanche c4 · Pion blanc sur case noire d4 · Cavalier blanc sur case noire c3 · Pion blanc sur case blanche a2 · Pion blanc sur case noire b2 · Pion blanc sur case noire f2 · Pion blanc sur case blanche g2 · Pion blanc sur case noire h2 · Tour blanche sur case noire a1 · Fou blanc sur case noire c1 · Dame blanche sur case blanche d1 · Roi blanc sur case noire e1 · Fou blanc sur case blanche f1 · Cavalier blanc sur case noire g1 · Tour blanche sur case blanche h1 | Tour noire sur case blanche a8 · Cavalier noir sur case noire b8 · Fou noir sur case blanche c8 · Dame noire sur case noire d8 · Roi noir sur case blanche e8 · Cavalier noir sur case blanche g8 · Tour noire sur case noire h8 · Pion noir sur case noire a7 · Pion noir sur case blanche b7 · Pion noir sur case blanche f7 · Pion noir sur case noire g7 · Pion noir sur case blanche h7 · Pion noir sur case blanche c6 · Pion noir sur case blanche e6 · Fou noir sur case noire b4 · Pion blanc sur case blanche c4 · Pion blanc sur case noire d4 · Cavalier blanc sur case noire c3 · Pion blanc sur case blanche a2 · Pion blanc sur case noire b2 · Pion blanc sur case noire f2 · Pion blanc sur case blanche g2 · Pion blanc sur case noire h2 · Tour blanche sur case noire a1 · Fou blanc sur case noire c1 · Dame blanche sur case blanche d1 · Roi blanc sur case noire e1 · Fou blanc sur case blanche f1 · Cavalier blanc sur case noire g1 · Tour blanche sur case blanche h1 | Tour noire sur case blanche a8 · Cavalier noir sur case noire b8 · Fou noir sur case blanche c8 · Dame noire sur case noire d8 · Roi noir sur case blanche e8 · Cavalier noir sur case blanche g8 · Tour noire sur case noire h8 · Pion noir sur case noire a7 · Pion noir sur case blanche b7 · Pion noir sur case blanche f7 · Pion noir sur case noire g7 · Pion noir sur case blanche h7 · Pion noir sur case blanche c6 · Pion noir sur case blanche e6 · Fou noir sur case noire b4 · Pion blanc sur case blanche c4 · Pion blanc sur case noire d4 · Cavalier blanc sur case noire c3 · Pion blanc sur case blanche a2 · Pion blanc sur case noire b2 · Pion blanc sur case noire f2 · Pion blanc sur case blanche g2 · Pion blanc sur case noire h2 · Tour blanche sur case noire a1 · Fou blanc sur case noire c1 · Dame blanche sur case blanche d1 · Roi blanc sur case noire e1 · Fou blanc sur case blanche f1 · Cavalier blanc sur case noire g1 · Tour blanche sur case blanche h1 | Tour noire sur case blanche a8 · Cavalier noir sur case noire b8 · Fou noir sur case blanche c8 · Dame noire sur case noire d8 · Roi noir sur case blanche e8 · Cavalier noir sur case blanche g8 · Tour noire sur case noire h8 · Pion noir sur case noire a7 · Pion noir sur case blanche b7 · Pion noir sur case blanche f7 · Pion noir sur case noire g7 · Pion noir sur case blanche h7 · Pion noir sur case blanche c6 · Pion noir sur case blanche e6 · Fou noir sur case noire b4 · Pion blanc sur case blanche c4 · Pion blanc sur case noire d4 · Cavalier blanc sur case noire c3 · Pion blanc sur case blanche a2 · Pion blanc sur case noire b2 · Pion blanc sur case noire f2 · Pion blanc sur case blanche g2 · Pion blanc sur case noire h2 · Tour blanche sur case noire a1 · Fou blanc sur case noire c1 · Dame blanche sur case blanche d1 · Roi blanc sur case noire e1 · Fou blanc sur case blanche f1 · Cavalier blanc sur case noire g1 · Tour blanche sur case blanche h1 | 6 |
| 5 | Tour noire sur case blanche a8 · Cavalier noir sur case noire b8 · Fou noir sur case blanche c8 · Dame noire sur case noire d8 · Roi noir sur case blanche e8 · Cavalier noir sur case blanche g8 · Tour noire sur case noire h8 · Pion noir sur case noire a7 · Pion noir sur case blanche b7 · Pion noir sur case blanche f7 · Pion noir sur case noire g7 · Pion noir sur case blanche h7 · Pion noir sur case blanche c6 · Pion noir sur case blanche e6 · Fou noir sur case noire b4 · Pion blanc sur case blanche c4 · Pion blanc sur case noire d4 · Cavalier blanc sur case noire c3 · Pion blanc sur case blanche a2 · Pion blanc sur case noire b2 · Pion blanc sur case noire f2 · Pion blanc sur case blanche g2 · Pion blanc sur case noire h2 · Tour blanche sur case noire a1 · Fou blanc sur case noire c1 · Dame blanche sur case blanche d1 · Roi blanc sur case noire e1 · Fou blanc sur case blanche f1 · Cavalier blanc sur case noire g1 · Tour blanche sur case blanche h1 | Tour noire sur case blanche a8 · Cavalier noir sur case noire b8 · Fou noir sur case blanche c8 · Dame noire sur case noire d8 · Roi noir sur case blanche e8 · Cavalier noir sur case blanche g8 · Tour noire sur case noire h8 · Pion noir sur case noire a7 · Pion noir sur case blanche b7 · Pion noir sur case blanche f7 · Pion noir sur case noire g7 · Pion noir sur case blanche h7 · Pion noir sur case blanche c6 · Pion noir sur case blanche e6 · Fou noir sur case noire b4 · Pion blanc sur case blanche c4 · Pion blanc sur case noire d4 · Cavalier blanc sur case noire c3 · Pion blanc sur case blanche a2 · Pion blanc sur case noire b2 · Pion blanc sur case noire f2 · Pion blanc sur case blanche g2 · Pion blanc sur case noire h2 · Tour blanche sur case noire a1 · Fou blanc sur case noire c1 · Dame blanche sur case blanche d1 · Roi blanc sur case noire e1 · Fou blanc sur case blanche f1 · Cavalier blanc sur case noire g1 · Tour blanche sur case blanche h1 | Tour noire sur case blanche a8 · Cavalier noir sur case noire b8 · Fou noir sur case blanche c8 · Dame noire sur case noire d8 · Roi noir sur case blanche e8 · Cavalier noir sur case blanche g8 · Tour noire sur case noire h8 · Pion noir sur case noire a7 · Pion noir sur case blanche b7 · Pion noir sur case blanche f7 · Pion noir sur case noire g7 · Pion noir sur case blanche h7 · Pion noir sur case blanche c6 · Pion noir sur case blanche e6 · Fou noir sur case noire b4 · Pion blanc sur case blanche c4 · Pion blanc sur case noire d4 · Cavalier blanc sur case noire c3 · Pion blanc sur case blanche a2 · Pion blanc sur case noire b2 · Pion blanc sur case noire f2 · Pion blanc sur case blanche g2 · Pion blanc sur case noire h2 · Tour blanche sur case noire a1 · Fou blanc sur case noire c1 · Dame blanche sur case blanche d1 · Roi blanc sur case noire e1 · Fou blanc sur case blanche f1 · Cavalier blanc sur case noire g1 · Tour blanche sur case blanche h1 | Tour noire sur case blanche a8 · Cavalier noir sur case noire b8 · Fou noir sur case blanche c8 · Dame noire sur case noire d8 · Roi noir sur case blanche e8 · Cavalier noir sur case blanche g8 · Tour noire sur case noire h8 · Pion noir sur case noire a7 · Pion noir sur case blanche b7 · Pion noir sur case blanche f7 · Pion noir sur case noire g7 · Pion noir sur case blanche h7 · Pion noir sur case blanche c6 · Pion noir sur case blanche e6 · Fou noir sur case noire b4 · Pion blanc sur case blanche c4 · Pion blanc sur case noire d4 · Cavalier blanc sur case noire c3 · Pion blanc sur case blanche a2 · Pion blanc sur case noire b2 · Pion blanc sur case noire f2 · Pion blanc sur case blanche g2 · Pion blanc sur case noire h2 · Tour blanche sur case noire a1 · Fou blanc sur case noire c1 · Dame blanche sur case blanche d1 · Roi blanc sur case noire e1 · Fou blanc sur case blanche f1 · Cavalier blanc sur case noire g1 · Tour blanche sur case blanche h1 | Tour noire sur case blanche a8 · Cavalier noir sur case noire b8 · Fou noir sur case blanche c8 · Dame noire sur case noire d8 · Roi noir sur case blanche e8 · Cavalier noir sur case blanche g8 · Tour noire sur case noire h8 · Pion noir sur case noire a7 · Pion noir sur case blanche b7 · Pion noir sur case blanche f7 · Pion noir sur case noire g7 · Pion noir sur case blanche h7 · Pion noir sur case blanche c6 · Pion noir sur case blanche e6 · Fou noir sur case noire b4 · Pion blanc sur case blanche c4 · Pion blanc sur case noire d4 · Cavalier blanc sur case noire c3 · Pion blanc sur case blanche a2 · Pion blanc sur case noire b2 · Pion blanc sur case noire f2 · Pion blanc sur case blanche g2 · Pion blanc sur case noire h2 · Tour blanche sur case noire a1 · Fou blanc sur case noire c1 · Dame blanche sur case blanche d1 · Roi blanc sur case noire e1 · Fou blanc sur case blanche f1 · Cavalier blanc sur case noire g1 · Tour blanche sur case blanche h1 | Tour noire sur case blanche a8 · Cavalier noir sur case noire b8 · Fou noir sur case blanche c8 · Dame noire sur case noire d8 · Roi noir sur case blanche e8 · Cavalier noir sur case blanche g8 · Tour noire sur case noire h8 · Pion noir sur case noire a7 · Pion noir sur case blanche b7 · Pion noir sur case blanche f7 · Pion noir sur case noire g7 · Pion noir sur case blanche h7 · Pion noir sur case blanche c6 · Pion noir sur case blanche e6 · Fou noir sur case noire b4 · Pion blanc sur case blanche c4 · Pion blanc sur case noire d4 · Cavalier blanc sur case noire c3 · Pion blanc sur case blanche a2 · Pion blanc sur case noire b2 · Pion blanc sur case noire f2 · Pion blanc sur case blanche g2 · Pion blanc sur case noire h2 · Tour blanche sur case noire a1 · Fou blanc sur case noire c1 · Dame blanche sur case blanche d1 · Roi blanc sur case noire e1 · Fou blanc sur case blanche f1 · Cavalier blanc sur case noire g1 · Tour blanche sur case blanche h1 | Tour noire sur case blanche a8 · Cavalier noir sur case noire b8 · Fou noir sur case blanche c8 · Dame noire sur case noire d8 · Roi noir sur case blanche e8 · Cavalier noir sur case blanche g8 · Tour noire sur case noire h8 · Pion noir sur case noire a7 · Pion noir sur case blanche b7 · Pion noir sur case blanche f7 · Pion noir sur case noire g7 · Pion noir sur case blanche h7 · Pion noir sur case blanche c6 · Pion noir sur case blanche e6 · Fou noir sur case noire b4 · Pion blanc sur case blanche c4 · Pion blanc sur case noire d4 · Cavalier blanc sur case noire c3 · Pion blanc sur case blanche a2 · Pion blanc sur case noire b2 · Pion blanc sur case noire f2 · Pion blanc sur case blanche g2 · Pion blanc sur case noire h2 · Tour blanche sur case noire a1 · Fou blanc sur case noire c1 · Dame blanche sur case blanche d1 · Roi blanc sur case noire e1 · Fou blanc sur case blanche f1 · Cavalier blanc sur case noire g1 · Tour blanche sur case blanche h1 | Tour noire sur case blanche a8 · Cavalier noir sur case noire b8 · Fou noir sur case blanche c8 · Dame noire sur case noire d8 · Roi noir sur case blanche e8 · Cavalier noir sur case blanche g8 · Tour noire sur case noire h8 · Pion noir sur case noire a7 · Pion noir sur case blanche b7 · Pion noir sur case blanche f7 · Pion noir sur case noire g7 · Pion noir sur case blanche h7 · Pion noir sur case blanche c6 · Pion noir sur case blanche e6 · Fou noir sur case noire b4 · Pion blanc sur case blanche c4 · Pion blanc sur case noire d4 · Cavalier blanc sur case noire c3 · Pion blanc sur case blanche a2 · Pion blanc sur case noire b2 · Pion blanc sur case noire f2 · Pion blanc sur case blanche g2 · Pion blanc sur case noire h2 · Tour blanche sur case noire a1 · Fou blanc sur case noire c1 · Dame blanche sur case blanche d1 · Roi blanc sur case noire e1 · Fou blanc sur case blanche f1 · Cavalier blanc sur case noire g1 · Tour blanche sur case blanche h1 | 5 |
| 4 | Tour noire sur case blanche a8 · Cavalier noir sur case noire b8 · Fou noir sur case blanche c8 · Dame noire sur case noire d8 · Roi noir sur case blanche e8 · Cavalier noir sur case blanche g8 · Tour noire sur case noire h8 · Pion noir sur case noire a7 · Pion noir sur case blanche b7 · Pion noir sur case blanche f7 · Pion noir sur case noire g7 · Pion noir sur case blanche h7 · Pion noir sur case blanche c6 · Pion noir sur case blanche e6 · Fou noir sur case noire b4 · Pion blanc sur case blanche c4 · Pion blanc sur case noire d4 · Cavalier blanc sur case noire c3 · Pion blanc sur case blanche a2 · Pion blanc sur case noire b2 · Pion blanc sur case noire f2 · Pion blanc sur case blanche g2 · Pion blanc sur case noire h2 · Tour blanche sur case noire a1 · Fou blanc sur case noire c1 · Dame blanche sur case blanche d1 · Roi blanc sur case noire e1 · Fou blanc sur case blanche f1 · Cavalier blanc sur case noire g1 · Tour blanche sur case blanche h1 | Tour noire sur case blanche a8 · Cavalier noir sur case noire b8 · Fou noir sur case blanche c8 · Dame noire sur case noire d8 · Roi noir sur case blanche e8 · Cavalier noir sur case blanche g8 · Tour noire sur case noire h8 · Pion noir sur case noire a7 · Pion noir sur case blanche b7 · Pion noir sur case blanche f7 · Pion noir sur case noire g7 · Pion noir sur case blanche h7 · Pion noir sur case blanche c6 · Pion noir sur case blanche e6 · Fou noir sur case noire b4 · Pion blanc sur case blanche c4 · Pion blanc sur case noire d4 · Cavalier blanc sur case noire c3 · Pion blanc sur case blanche a2 · Pion blanc sur case noire b2 · Pion blanc sur case noire f2 · Pion blanc sur case blanche g2 · Pion blanc sur case noire h2 · Tour blanche sur case noire a1 · Fou blanc sur case noire c1 · Dame blanche sur case blanche d1 · Roi blanc sur case noire e1 · Fou blanc sur case blanche f1 · Cavalier blanc sur case noire g1 · Tour blanche sur case blanche h1 | Tour noire sur case blanche a8 · Cavalier noir sur case noire b8 · Fou noir sur case blanche c8 · Dame noire sur case noire d8 · Roi noir sur case blanche e8 · Cavalier noir sur case blanche g8 · Tour noire sur case noire h8 · Pion noir sur case noire a7 · Pion noir sur case blanche b7 · Pion noir sur case blanche f7 · Pion noir sur case noire g7 · Pion noir sur case blanche h7 · Pion noir sur case blanche c6 · Pion noir sur case blanche e6 · Fou noir sur case noire b4 · Pion blanc sur case blanche c4 · Pion blanc sur case noire d4 · Cavalier blanc sur case noire c3 · Pion blanc sur case blanche a2 · Pion blanc sur case noire b2 · Pion blanc sur case noire f2 · Pion blanc sur case blanche g2 · Pion blanc sur case noire h2 · Tour blanche sur case noire a1 · Fou blanc sur case noire c1 · Dame blanche sur case blanche d1 · Roi blanc sur case noire e1 · Fou blanc sur case blanche f1 · Cavalier blanc sur case noire g1 · Tour blanche sur case blanche h1 | Tour noire sur case blanche a8 · Cavalier noir sur case noire b8 · Fou noir sur case blanche c8 · Dame noire sur case noire d8 · Roi noir sur case blanche e8 · Cavalier noir sur case blanche g8 · Tour noire sur case noire h8 · Pion noir sur case noire a7 · Pion noir sur case blanche b7 · Pion noir sur case blanche f7 · Pion noir sur case noire g7 · Pion noir sur case blanche h7 · Pion noir sur case blanche c6 · Pion noir sur case blanche e6 · Fou noir sur case noire b4 · Pion blanc sur case blanche c4 · Pion blanc sur case noire d4 · Cavalier blanc sur case noire c3 · Pion blanc sur case blanche a2 · Pion blanc sur case noire b2 · Pion blanc sur case noire f2 · Pion blanc sur case blanche g2 · Pion blanc sur case noire h2 · Tour blanche sur case noire a1 · Fou blanc sur case noire c1 · Dame blanche sur case blanche d1 · Roi blanc sur case noire e1 · Fou blanc sur case blanche f1 · Cavalier blanc sur case noire g1 · Tour blanche sur case blanche h1 | Tour noire sur case blanche a8 · Cavalier noir sur case noire b8 · Fou noir sur case blanche c8 · Dame noire sur case noire d8 · Roi noir sur case blanche e8 · Cavalier noir sur case blanche g8 · Tour noire sur case noire h8 · Pion noir sur case noire a7 · Pion noir sur case blanche b7 · Pion noir sur case blanche f7 · Pion noir sur case noire g7 · Pion noir sur case blanche h7 · Pion noir sur case blanche c6 · Pion noir sur case blanche e6 · Fou noir sur case noire b4 · Pion blanc sur case blanche c4 · Pion blanc sur case noire d4 · Cavalier blanc sur case noire c3 · Pion blanc sur case blanche a2 · Pion blanc sur case noire b2 · Pion blanc sur case noire f2 · Pion blanc sur case blanche g2 · Pion blanc sur case noire h2 · Tour blanche sur case noire a1 · Fou blanc sur case noire c1 · Dame blanche sur case blanche d1 · Roi blanc sur case noire e1 · Fou blanc sur case blanche f1 · Cavalier blanc sur case noire g1 · Tour blanche sur case blanche h1 | Tour noire sur case blanche a8 · Cavalier noir sur case noire b8 · Fou noir sur case blanche c8 · Dame noire sur case noire d8 · Roi noir sur case blanche e8 · Cavalier noir sur case blanche g8 · Tour noire sur case noire h8 · Pion noir sur case noire a7 · Pion noir sur case blanche b7 · Pion noir sur case blanche f7 · Pion noir sur case noire g7 · Pion noir sur case blanche h7 · Pion noir sur case blanche c6 · Pion noir sur case blanche e6 · Fou noir sur case noire b4 · Pion blanc sur case blanche c4 · Pion blanc sur case noire d4 · Cavalier blanc sur case noire c3 · Pion blanc sur case blanche a2 · Pion blanc sur case noire b2 · Pion blanc sur case noire f2 · Pion blanc sur case blanche g2 · Pion blanc sur case noire h2 · Tour blanche sur case noire a1 · Fou blanc sur case noire c1 · Dame blanche sur case blanche d1 · Roi blanc sur case noire e1 · Fou blanc sur case blanche f1 · Cavalier blanc sur case noire g1 · Tour blanche sur case blanche h1 | Tour noire sur case blanche a8 · Cavalier noir sur case noire b8 · Fou noir sur case blanche c8 · Dame noire sur case noire d8 · Roi noir sur case blanche e8 · Cavalier noir sur case blanche g8 · Tour noire sur case noire h8 · Pion noir sur case noire a7 · Pion noir sur case blanche b7 · Pion noir sur case blanche f7 · Pion noir sur case noire g7 · Pion noir sur case blanche h7 · Pion noir sur case blanche c6 · Pion noir sur case blanche e6 · Fou noir sur case noire b4 · Pion blanc sur case blanche c4 · Pion blanc sur case noire d4 · Cavalier blanc sur case noire c3 · Pion blanc sur case blanche a2 · Pion blanc sur case noire b2 · Pion blanc sur case noire f2 · Pion blanc sur case blanche g2 · Pion blanc sur case noire h2 · Tour blanche sur case noire a1 · Fou blanc sur case noire c1 · Dame blanche sur case blanche d1 · Roi blanc sur case noire e1 · Fou blanc sur case blanche f1 · Cavalier blanc sur case noire g1 · Tour blanche sur case blanche h1 | Tour noire sur case blanche a8 · Cavalier noir sur case noire b8 · Fou noir sur case blanche c8 · Dame noire sur case noire d8 · Roi noir sur case blanche e8 · Cavalier noir sur case blanche g8 · Tour noire sur case noire h8 · Pion noir sur case noire a7 · Pion noir sur case blanche b7 · Pion noir sur case blanche f7 · Pion noir sur case noire g7 · Pion noir sur case blanche h7 · Pion noir sur case blanche c6 · Pion noir sur case blanche e6 · Fou noir sur case noire b4 · Pion blanc sur case blanche c4 · Pion blanc sur case noire d4 · Cavalier blanc sur case noire c3 · Pion blanc sur case blanche a2 · Pion blanc sur case noire b2 · Pion blanc sur case noire f2 · Pion blanc sur case blanche g2 · Pion blanc sur case noire h2 · Tour blanche sur case noire a1 · Fou blanc sur case noire c1 · Dame blanche sur case blanche d1 · Roi blanc sur case noire e1 · Fou blanc sur case blanche f1 · Cavalier blanc sur case noire g1 · Tour blanche sur case blanche h1 | 4 |
| 3 | Tour noire sur case blanche a8 · Cavalier noir sur case noire b8 · Fou noir sur case blanche c8 · Dame noire sur case noire d8 · Roi noir sur case blanche e8 · Cavalier noir sur case blanche g8 · Tour noire sur case noire h8 · Pion noir sur case noire a7 · Pion noir sur case blanche b7 · Pion noir sur case blanche f7 · Pion noir sur case noire g7 · Pion noir sur case blanche h7 · Pion noir sur case blanche c6 · Pion noir sur case blanche e6 · Fou noir sur case noire b4 · Pion blanc sur case blanche c4 · Pion blanc sur case noire d4 · Cavalier blanc sur case noire c3 · Pion blanc sur case blanche a2 · Pion blanc sur case noire b2 · Pion blanc sur case noire f2 · Pion blanc sur case blanche g2 · Pion blanc sur case noire h2 · Tour blanche sur case noire a1 · Fou blanc sur case noire c1 · Dame blanche sur case blanche d1 · Roi blanc sur case noire e1 · Fou blanc sur case blanche f1 · Cavalier blanc sur case noire g1 · Tour blanche sur case blanche h1 | Tour noire sur case blanche a8 · Cavalier noir sur case noire b8 · Fou noir sur case blanche c8 · Dame noire sur case noire d8 · Roi noir sur case blanche e8 · Cavalier noir sur case blanche g8 · Tour noire sur case noire h8 · Pion noir sur case noire a7 · Pion noir sur case blanche b7 · Pion noir sur case blanche f7 · Pion noir sur case noire g7 · Pion noir sur case blanche h7 · Pion noir sur case blanche c6 · Pion noir sur case blanche e6 · Fou noir sur case noire b4 · Pion blanc sur case blanche c4 · Pion blanc sur case noire d4 · Cavalier blanc sur case noire c3 · Pion blanc sur case blanche a2 · Pion blanc sur case noire b2 · Pion blanc sur case noire f2 · Pion blanc sur case blanche g2 · Pion blanc sur case noire h2 · Tour blanche sur case noire a1 · Fou blanc sur case noire c1 · Dame blanche sur case blanche d1 · Roi blanc sur case noire e1 · Fou blanc sur case blanche f1 · Cavalier blanc sur case noire g1 · Tour blanche sur case blanche h1 | Tour noire sur case blanche a8 · Cavalier noir sur case noire b8 · Fou noir sur case blanche c8 · Dame noire sur case noire d8 · Roi noir sur case blanche e8 · Cavalier noir sur case blanche g8 · Tour noire sur case noire h8 · Pion noir sur case noire a7 · Pion noir sur case blanche b7 · Pion noir sur case blanche f7 · Pion noir sur case noire g7 · Pion noir sur case blanche h7 · Pion noir sur case blanche c6 · Pion noir sur case blanche e6 · Fou noir sur case noire b4 · Pion blanc sur case blanche c4 · Pion blanc sur case noire d4 · Cavalier blanc sur case noire c3 · Pion blanc sur case blanche a2 · Pion blanc sur case noire b2 · Pion blanc sur case noire f2 · Pion blanc sur case blanche g2 · Pion blanc sur case noire h2 · Tour blanche sur case noire a1 · Fou blanc sur case noire c1 · Dame blanche sur case blanche d1 · Roi blanc sur case noire e1 · Fou blanc sur case blanche f1 · Cavalier blanc sur case noire g1 · Tour blanche sur case blanche h1 | Tour noire sur case blanche a8 · Cavalier noir sur case noire b8 · Fou noir sur case blanche c8 · Dame noire sur case noire d8 · Roi noir sur case blanche e8 · Cavalier noir sur case blanche g8 · Tour noire sur case noire h8 · Pion noir sur case noire a7 · Pion noir sur case blanche b7 · Pion noir sur case blanche f7 · Pion noir sur case noire g7 · Pion noir sur case blanche h7 · Pion noir sur case blanche c6 · Pion noir sur case blanche e6 · Fou noir sur case noire b4 · Pion blanc sur case blanche c4 · Pion blanc sur case noire d4 · Cavalier blanc sur case noire c3 · Pion blanc sur case blanche a2 · Pion blanc sur case noire b2 · Pion blanc sur case noire f2 · Pion blanc sur case blanche g2 · Pion blanc sur case noire h2 · Tour blanche sur case noire a1 · Fou blanc sur case noire c1 · Dame blanche sur case blanche d1 · Roi blanc sur case noire e1 · Fou blanc sur case blanche f1 · Cavalier blanc sur case noire g1 · Tour blanche sur case blanche h1 | Tour noire sur case blanche a8 · Cavalier noir sur case noire b8 · Fou noir sur case blanche c8 · Dame noire sur case noire d8 · Roi noir sur case blanche e8 · Cavalier noir sur case blanche g8 · Tour noire sur case noire h8 · Pion noir sur case noire a7 · Pion noir sur case blanche b7 · Pion noir sur case blanche f7 · Pion noir sur case noire g7 · Pion noir sur case blanche h7 · Pion noir sur case blanche c6 · Pion noir sur case blanche e6 · Fou noir sur case noire b4 · Pion blanc sur case blanche c4 · Pion blanc sur case noire d4 · Cavalier blanc sur case noire c3 · Pion blanc sur case blanche a2 · Pion blanc sur case noire b2 · Pion blanc sur case noire f2 · Pion blanc sur case blanche g2 · Pion blanc sur case noire h2 · Tour blanche sur case noire a1 · Fou blanc sur case noire c1 · Dame blanche sur case blanche d1 · Roi blanc sur case noire e1 · Fou blanc sur case blanche f1 · Cavalier blanc sur case noire g1 · Tour blanche sur case blanche h1 | Tour noire sur case blanche a8 · Cavalier noir sur case noire b8 · Fou noir sur case blanche c8 · Dame noire sur case noire d8 · Roi noir sur case blanche e8 · Cavalier noir sur case blanche g8 · Tour noire sur case noire h8 · Pion noir sur case noire a7 · Pion noir sur case blanche b7 · Pion noir sur case blanche f7 · Pion noir sur case noire g7 · Pion noir sur case blanche h7 · Pion noir sur case blanche c6 · Pion noir sur case blanche e6 · Fou noir sur case noire b4 · Pion blanc sur case blanche c4 · Pion blanc sur case noire d4 · Cavalier blanc sur case noire c3 · Pion blanc sur case blanche a2 · Pion blanc sur case noire b2 · Pion blanc sur case noire f2 · Pion blanc sur case blanche g2 · Pion blanc sur case noire h2 · Tour blanche sur case noire a1 · Fou blanc sur case noire c1 · Dame blanche sur case blanche d1 · Roi blanc sur case noire e1 · Fou blanc sur case blanche f1 · Cavalier blanc sur case noire g1 · Tour blanche sur case blanche h1 | Tour noire sur case blanche a8 · Cavalier noir sur case noire b8 · Fou noir sur case blanche c8 · Dame noire sur case noire d8 · Roi noir sur case blanche e8 · Cavalier noir sur case blanche g8 · Tour noire sur case noire h8 · Pion noir sur case noire a7 · Pion noir sur case blanche b7 · Pion noir sur case blanche f7 · Pion noir sur case noire g7 · Pion noir sur case blanche h7 · Pion noir sur case blanche c6 · Pion noir sur case blanche e6 · Fou noir sur case noire b4 · Pion blanc sur case blanche c4 · Pion blanc sur case noire d4 · Cavalier blanc sur case noire c3 · Pion blanc sur case blanche a2 · Pion blanc sur case noire b2 · Pion blanc sur case noire f2 · Pion blanc sur case blanche g2 · Pion blanc sur case noire h2 · Tour blanche sur case noire a1 · Fou blanc sur case noire c1 · Dame blanche sur case blanche d1 · Roi blanc sur case noire e1 · Fou blanc sur case blanche f1 · Cavalier blanc sur case noire g1 · Tour blanche sur case blanche h1 | Tour noire sur case blanche a8 · Cavalier noir sur case noire b8 · Fou noir sur case blanche c8 · Dame noire sur case noire d8 · Roi noir sur case blanche e8 · Cavalier noir sur case blanche g8 · Tour noire sur case noire h8 · Pion noir sur case noire a7 · Pion noir sur case blanche b7 · Pion noir sur case blanche f7 · Pion noir sur case noire g7 · Pion noir sur case blanche h7 · Pion noir sur case blanche c6 · Pion noir sur case blanche e6 · Fou noir sur case noire b4 · Pion blanc sur case blanche c4 · Pion blanc sur case noire d4 · Cavalier blanc sur case noire c3 · Pion blanc sur case blanche a2 · Pion blanc sur case noire b2 · Pion blanc sur case noire f2 · Pion blanc sur case blanche g2 · Pion blanc sur case noire h2 · Tour blanche sur case noire a1 · Fou blanc sur case noire c1 · Dame blanche sur case blanche d1 · Roi blanc sur case noire e1 · Fou blanc sur case blanche f1 · Cavalier blanc sur case noire g1 · Tour blanche sur case blanche h1 | 3 |
| 2 | Tour noire sur case blanche a8 · Cavalier noir sur case noire b8 · Fou noir sur case blanche c8 · Dame noire sur case noire d8 · Roi noir sur case blanche e8 · Cavalier noir sur case blanche g8 · Tour noire sur case noire h8 · Pion noir sur case noire a7 · Pion noir sur case blanche b7 · Pion noir sur case blanche f7 · Pion noir sur case noire g7 · Pion noir sur case blanche h7 · Pion noir sur case blanche c6 · Pion noir sur case blanche e6 · Fou noir sur case noire b4 · Pion blanc sur case blanche c4 · Pion blanc sur case noire d4 · Cavalier blanc sur case noire c3 · Pion blanc sur case blanche a2 · Pion blanc sur case noire b2 · Pion blanc sur case noire f2 · Pion blanc sur case blanche g2 · Pion blanc sur case noire h2 · Tour blanche sur case noire a1 · Fou blanc sur case noire c1 · Dame blanche sur case blanche d1 · Roi blanc sur case noire e1 · Fou blanc sur case blanche f1 · Cavalier blanc sur case noire g1 · Tour blanche sur case blanche h1 | Tour noire sur case blanche a8 · Cavalier noir sur case noire b8 · Fou noir sur case blanche c8 · Dame noire sur case noire d8 · Roi noir sur case blanche e8 · Cavalier noir sur case blanche g8 · Tour noire sur case noire h8 · Pion noir sur case noire a7 · Pion noir sur case blanche b7 · Pion noir sur case blanche f7 · Pion noir sur case noire g7 · Pion noir sur case blanche h7 · Pion noir sur case blanche c6 · Pion noir sur case blanche e6 · Fou noir sur case noire b4 · Pion blanc sur case blanche c4 · Pion blanc sur case noire d4 · Cavalier blanc sur case noire c3 · Pion blanc sur case blanche a2 · Pion blanc sur case noire b2 · Pion blanc sur case noire f2 · Pion blanc sur case blanche g2 · Pion blanc sur case noire h2 · Tour blanche sur case noire a1 · Fou blanc sur case noire c1 · Dame blanche sur case blanche d1 · Roi blanc sur case noire e1 · Fou blanc sur case blanche f1 · Cavalier blanc sur case noire g1 · Tour blanche sur case blanche h1 | Tour noire sur case blanche a8 · Cavalier noir sur case noire b8 · Fou noir sur case blanche c8 · Dame noire sur case noire d8 · Roi noir sur case blanche e8 · Cavalier noir sur case blanche g8 · Tour noire sur case noire h8 · Pion noir sur case noire a7 · Pion noir sur case blanche b7 · Pion noir sur case blanche f7 · Pion noir sur case noire g7 · Pion noir sur case blanche h7 · Pion noir sur case blanche c6 · Pion noir sur case blanche e6 · Fou noir sur case noire b4 · Pion blanc sur case blanche c4 · Pion blanc sur case noire d4 · Cavalier blanc sur case noire c3 · Pion blanc sur case blanche a2 · Pion blanc sur case noire b2 · Pion blanc sur case noire f2 · Pion blanc sur case blanche g2 · Pion blanc sur case noire h2 · Tour blanche sur case noire a1 · Fou blanc sur case noire c1 · Dame blanche sur case blanche d1 · Roi blanc sur case noire e1 · Fou blanc sur case blanche f1 · Cavalier blanc sur case noire g1 · Tour blanche sur case blanche h1 | Tour noire sur case blanche a8 · Cavalier noir sur case noire b8 · Fou noir sur case blanche c8 · Dame noire sur case noire d8 · Roi noir sur case blanche e8 · Cavalier noir sur case blanche g8 · Tour noire sur case noire h8 · Pion noir sur case noire a7 · Pion noir sur case blanche b7 · Pion noir sur case blanche f7 · Pion noir sur case noire g7 · Pion noir sur case blanche h7 · Pion noir sur case blanche c6 · Pion noir sur case blanche e6 · Fou noir sur case noire b4 · Pion blanc sur case blanche c4 · Pion blanc sur case noire d4 · Cavalier blanc sur case noire c3 · Pion blanc sur case blanche a2 · Pion blanc sur case noire b2 · Pion blanc sur case noire f2 · Pion blanc sur case blanche g2 · Pion blanc sur case noire h2 · Tour blanche sur case noire a1 · Fou blanc sur case noire c1 · Dame blanche sur case blanche d1 · Roi blanc sur case noire e1 · Fou blanc sur case blanche f1 · Cavalier blanc sur case noire g1 · Tour blanche sur case blanche h1 | Tour noire sur case blanche a8 · Cavalier noir sur case noire b8 · Fou noir sur case blanche c8 · Dame noire sur case noire d8 · Roi noir sur case blanche e8 · Cavalier noir sur case blanche g8 · Tour noire sur case noire h8 · Pion noir sur case noire a7 · Pion noir sur case blanche b7 · Pion noir sur case blanche f7 · Pion noir sur case noire g7 · Pion noir sur case blanche h7 · Pion noir sur case blanche c6 · Pion noir sur case blanche e6 · Fou noir sur case noire b4 · Pion blanc sur case blanche c4 · Pion blanc sur case noire d4 · Cavalier blanc sur case noire c3 · Pion blanc sur case blanche a2 · Pion blanc sur case noire b2 · Pion blanc sur case noire f2 · Pion blanc sur case blanche g2 · Pion blanc sur case noire h2 · Tour blanche sur case noire a1 · Fou blanc sur case noire c1 · Dame blanche sur case blanche d1 · Roi blanc sur case noire e1 · Fou blanc sur case blanche f1 · Cavalier blanc sur case noire g1 · Tour blanche sur case blanche h1 | Tour noire sur case blanche a8 · Cavalier noir sur case noire b8 · Fou noir sur case blanche c8 · Dame noire sur case noire d8 · Roi noir sur case blanche e8 · Cavalier noir sur case blanche g8 · Tour noire sur case noire h8 · Pion noir sur case noire a7 · Pion noir sur case blanche b7 · Pion noir sur case blanche f7 · Pion noir sur case noire g7 · Pion noir sur case blanche h7 · Pion noir sur case blanche c6 · Pion noir sur case blanche e6 · Fou noir sur case noire b4 · Pion blanc sur case blanche c4 · Pion blanc sur case noire d4 · Cavalier blanc sur case noire c3 · Pion blanc sur case blanche a2 · Pion blanc sur case noire b2 · Pion blanc sur case noire f2 · Pion blanc sur case blanche g2 · Pion blanc sur case noire h2 · Tour blanche sur case noire a1 · Fou blanc sur case noire c1 · Dame blanche sur case blanche d1 · Roi blanc sur case noire e1 · Fou blanc sur case blanche f1 · Cavalier blanc sur case noire g1 · Tour blanche sur case blanche h1 | Tour noire sur case blanche a8 · Cavalier noir sur case noire b8 · Fou noir sur case blanche c8 · Dame noire sur case noire d8 · Roi noir sur case blanche e8 · Cavalier noir sur case blanche g8 · Tour noire sur case noire h8 · Pion noir sur case noire a7 · Pion noir sur case blanche b7 · Pion noir sur case blanche f7 · Pion noir sur case noire g7 · Pion noir sur case blanche h7 · Pion noir sur case blanche c6 · Pion noir sur case blanche e6 · Fou noir sur case noire b4 · Pion blanc sur case blanche c4 · Pion blanc sur case noire d4 · Cavalier blanc sur case noire c3 · Pion blanc sur case blanche a2 · Pion blanc sur case noire b2 · Pion blanc sur case noire f2 · Pion blanc sur case blanche g2 · Pion blanc sur case noire h2 · Tour blanche sur case noire a1 · Fou blanc sur case noire c1 · Dame blanche sur case blanche d1 · Roi blanc sur case noire e1 · Fou blanc sur case blanche f1 · Cavalier blanc sur case noire g1 · Tour blanche sur case blanche h1 | Tour noire sur case blanche a8 · Cavalier noir sur case noire b8 · Fou noir sur case blanche c8 · Dame noire sur case noire d8 · Roi noir sur case blanche e8 · Cavalier noir sur case blanche g8 · Tour noire sur case noire h8 · Pion noir sur case noire a7 · Pion noir sur case blanche b7 · Pion noir sur case blanche f7 · Pion noir sur case noire g7 · Pion noir sur case blanche h7 · Pion noir sur case blanche c6 · Pion noir sur case blanche e6 · Fou noir sur case noire b4 · Pion blanc sur case blanche c4 · Pion blanc sur case noire d4 · Cavalier blanc sur case noire c3 · Pion blanc sur case blanche a2 · Pion blanc sur case noire b2 · Pion blanc sur case noire f2 · Pion blanc sur case blanche g2 · Pion blanc sur case noire h2 · Tour blanche sur case noire a1 · Fou blanc sur case noire c1 · Dame blanche sur case blanche d1 · Roi blanc sur case noire e1 · Fou blanc sur case blanche f1 · Cavalier blanc sur case noire g1 · Tour blanche sur case blanche h1 | 2 |
| 1 | Tour noire sur case blanche a8 · Cavalier noir sur case noire b8 · Fou noir sur case blanche c8 · Dame noire sur case noire d8 · Roi noir sur case blanche e8 · Cavalier noir sur case blanche g8 · Tour noire sur case noire h8 · Pion noir sur case noire a7 · Pion noir sur case blanche b7 · Pion noir sur case blanche f7 · Pion noir sur case noire g7 · Pion noir sur case blanche h7 · Pion noir sur case blanche c6 · Pion noir sur case blanche e6 · Fou noir sur case noire b4 · Pion blanc sur case blanche c4 · Pion blanc sur case noire d4 · Cavalier blanc sur case noire c3 · Pion blanc sur case blanche a2 · Pion blanc sur case noire b2 · Pion blanc sur case noire f2 · Pion blanc sur case blanche g2 · Pion blanc sur case noire h2 · Tour blanche sur case noire a1 · Fou blanc sur case noire c1 · Dame blanche sur case blanche d1 · Roi blanc sur case noire e1 · Fou blanc sur case blanche f1 · Cavalier blanc sur case noire g1 · Tour blanche sur case blanche h1 | Tour noire sur case blanche a8 · Cavalier noir sur case noire b8 · Fou noir sur case blanche c8 · Dame noire sur case noire d8 · Roi noir sur case blanche e8 · Cavalier noir sur case blanche g8 · Tour noire sur case noire h8 · Pion noir sur case noire a7 · Pion noir sur case blanche b7 · Pion noir sur case blanche f7 · Pion noir sur case noire g7 · Pion noir sur case blanche h7 · Pion noir sur case blanche c6 · Pion noir sur case blanche e6 · Fou noir sur case noire b4 · Pion blanc sur case blanche c4 · Pion blanc sur case noire d4 · Cavalier blanc sur case noire c3 · Pion blanc sur case blanche a2 · Pion blanc sur case noire b2 · Pion blanc sur case noire f2 · Pion blanc sur case blanche g2 · Pion blanc sur case noire h2 · Tour blanche sur case noire a1 · Fou blanc sur case noire c1 · Dame blanche sur case blanche d1 · Roi blanc sur case noire e1 · Fou blanc sur case blanche f1 · Cavalier blanc sur case noire g1 · Tour blanche sur case blanche h1 | Tour noire sur case blanche a8 · Cavalier noir sur case noire b8 · Fou noir sur case blanche c8 · Dame noire sur case noire d8 · Roi noir sur case blanche e8 · Cavalier noir sur case blanche g8 · Tour noire sur case noire h8 · Pion noir sur case noire a7 · Pion noir sur case blanche b7 · Pion noir sur case blanche f7 · Pion noir sur case noire g7 · Pion noir sur case blanche h7 · Pion noir sur case blanche c6 · Pion noir sur case blanche e6 · Fou noir sur case noire b4 · Pion blanc sur case blanche c4 · Pion blanc sur case noire d4 · Cavalier blanc sur case noire c3 · Pion blanc sur case blanche a2 · Pion blanc sur case noire b2 · Pion blanc sur case noire f2 · Pion blanc sur case blanche g2 · Pion blanc sur case noire h2 · Tour blanche sur case noire a1 · Fou blanc sur case noire c1 · Dame blanche sur case blanche d1 · Roi blanc sur case noire e1 · Fou blanc sur case blanche f1 · Cavalier blanc sur case noire g1 · Tour blanche sur case blanche h1 | Tour noire sur case blanche a8 · Cavalier noir sur case noire b8 · Fou noir sur case blanche c8 · Dame noire sur case noire d8 · Roi noir sur case blanche e8 · Cavalier noir sur case blanche g8 · Tour noire sur case noire h8 · Pion noir sur case noire a7 · Pion noir sur case blanche b7 · Pion noir sur case blanche f7 · Pion noir sur case noire g7 · Pion noir sur case blanche h7 · Pion noir sur case blanche c6 · Pion noir sur case blanche e6 · Fou noir sur case noire b4 · Pion blanc sur case blanche c4 · Pion blanc sur case noire d4 · Cavalier blanc sur case noire c3 · Pion blanc sur case blanche a2 · Pion blanc sur case noire b2 · Pion blanc sur case noire f2 · Pion blanc sur case blanche g2 · Pion blanc sur case noire h2 · Tour blanche sur case noire a1 · Fou blanc sur case noire c1 · Dame blanche sur case blanche d1 · Roi blanc sur case noire e1 · Fou blanc sur case blanche f1 · Cavalier blanc sur case noire g1 · Tour blanche sur case blanche h1 | Tour noire sur case blanche a8 · Cavalier noir sur case noire b8 · Fou noir sur case blanche c8 · Dame noire sur case noire d8 · Roi noir sur case blanche e8 · Cavalier noir sur case blanche g8 · Tour noire sur case noire h8 · Pion noir sur case noire a7 · Pion noir sur case blanche b7 · Pion noir sur case blanche f7 · Pion noir sur case noire g7 · Pion noir sur case blanche h7 · Pion noir sur case blanche c6 · Pion noir sur case blanche e6 · Fou noir sur case noire b4 · Pion blanc sur case blanche c4 · Pion blanc sur case noire d4 · Cavalier blanc sur case noire c3 · Pion blanc sur case blanche a2 · Pion blanc sur case noire b2 · Pion blanc sur case noire f2 · Pion blanc sur case blanche g2 · Pion blanc sur case noire h2 · Tour blanche sur case noire a1 · Fou blanc sur case noire c1 · Dame blanche sur case blanche d1 · Roi blanc sur case noire e1 · Fou blanc sur case blanche f1 · Cavalier blanc sur case noire g1 · Tour blanche sur case blanche h1 | Tour noire sur case blanche a8 · Cavalier noir sur case noire b8 · Fou noir sur case blanche c8 · Dame noire sur case noire d8 · Roi noir sur case blanche e8 · Cavalier noir sur case blanche g8 · Tour noire sur case noire h8 · Pion noir sur case noire a7 · Pion noir sur case blanche b7 · Pion noir sur case blanche f7 · Pion noir sur case noire g7 · Pion noir sur case blanche h7 · Pion noir sur case blanche c6 · Pion noir sur case blanche e6 · Fou noir sur case noire b4 · Pion blanc sur case blanche c4 · Pion blanc sur case noire d4 · Cavalier blanc sur case noire c3 · Pion blanc sur case blanche a2 · Pion blanc sur case noire b2 · Pion blanc sur case noire f2 · Pion blanc sur case blanche g2 · Pion blanc sur case noire h2 · Tour blanche sur case noire a1 · Fou blanc sur case noire c1 · Dame blanche sur case blanche d1 · Roi blanc sur case noire e1 · Fou blanc sur case blanche f1 · Cavalier blanc sur case noire g1 · Tour blanche sur case blanche h1 | Tour noire sur case blanche a8 · Cavalier noir sur case noire b8 · Fou noir sur case blanche c8 · Dame noire sur case noire d8 · Roi noir sur case blanche e8 · Cavalier noir sur case blanche g8 · Tour noire sur case noire h8 · Pion noir sur case noire a7 · Pion noir sur case blanche b7 · Pion noir sur case blanche f7 · Pion noir sur case noire g7 · Pion noir sur case blanche h7 · Pion noir sur case blanche c6 · Pion noir sur case blanche e6 · Fou noir sur case noire b4 · Pion blanc sur case blanche c4 · Pion blanc sur case noire d4 · Cavalier blanc sur case noire c3 · Pion blanc sur case blanche a2 · Pion blanc sur case noire b2 · Pion blanc sur case noire f2 · Pion blanc sur case blanche g2 · Pion blanc sur case noire h2 · Tour blanche sur case noire a1 · Fou blanc sur case noire c1 · Dame blanche sur case blanche d1 · Roi blanc sur case noire e1 · Fou blanc sur case blanche f1 · Cavalier blanc sur case noire g1 · Tour blanche sur case blanche h1 | Tour noire sur case blanche a8 · Cavalier noir sur case noire b8 · Fou noir sur case blanche c8 · Dame noire sur case noire d8 · Roi noir sur case blanche e8 · Cavalier noir sur case blanche g8 · Tour noire sur case noire h8 · Pion noir sur case noire a7 · Pion noir sur case blanche b7 · Pion noir sur case blanche f7 · Pion noir sur case noire g7 · Pion noir sur case blanche h7 · Pion noir sur case blanche c6 · Pion noir sur case blanche e6 · Fou noir sur case noire b4 · Pion blanc sur case blanche c4 · Pion blanc sur case noire d4 · Cavalier blanc sur case noire c3 · Pion blanc sur case blanche a2 · Pion blanc sur case noire b2 · Pion blanc sur case noire f2 · Pion blanc sur case blanche g2 · Pion blanc sur case noire h2 · Tour blanche sur case noire a1 · Fou blanc sur case noire c1 · Dame blanche sur case blanche d1 · Roi blanc sur case noire e1 · Fou blanc sur case blanche f1 · Cavalier blanc sur case noire g1 · Tour blanche sur case blanche h1 | 1 |
|   | a | b | c | d | e | f | g | h |   |

4...dxe4 5. Cxe4 Fb4+ 6. Cc3 Ce coup assez peu courant mène à une position où la structure de pion est proche de celle d'une défense nimzo-indienne avec comme différence que des pions centraux ont été échangés et que le fou de cases noires des Blancs a de meilleures perspectives. Il est plus courant de jouer 6.Fd2 Dxd4 7.Fxb4 Dxe4+ qui, contre le sacrifice d'un pion, obtient une avance de développement et obère le roque du roi noir.
6...c5 7. a3 Fa5 Anand ne cherche pas à échanger en c3 : il joue « de manière ambitieuse » et veut conserver la paire de fous. 8. Cf3 Cf6 9. Fe3 Cc6 10. Dd3 Coup très rare, caractéristique du style de Carlsen « avec un très bon équilibre entre provocation, pression et solidité ». Les Blancs ne peuvent pas attaquer directement le roi noir, ils doivent jouer de manière positionnelle. Selon Susan Polgar, les Blancs ont un très léger avantage tandis que Parimarjan Negi est déçu par cette ouverture qu'il trouve trop peu offensive de la part du norvégien. 10...cxd4 11. Cxd4 Cg4 12. 0-0-0 Carlsen a joué ce grand roque rapidement. Le grand maître Jonathan Tisdall déclare à ce moment que ce coup est « prématuré » et pourrait témoigner d'une « préparation spectaculairement médiocre de l'équipe de Carlsen. » Il ne s'agit en fait pas d'un coup d'attaque mais d'un coup qui vise à préparer la finale. 12...Cxe3 13. fxe3 Fc7 Ce coup peut être considéré comme une imprécision de Viswanathan Anand qui permet à son adversaire de réaliser un échange de pions et de jouir d'une meilleure structure.
14. Cxc6 bxc6 15. Dxd8+ Fxd8 16. Fe2 D'après Susan Polgar les Noirs n'ont pas de problème particulier dans cette finale à ceci près qu'ils obligés de défendre pendant assez longtemps. 16...Re7 Un coup qui peut paraître surprenant mais auquel les Blancs répondent a tempo. 17. Ff3 Fd7 18. Ce4 Les Blancs ont l'initiative, leur position est un peu plus facile à jouer que celle des noirs, qui peuvent néanmoins défendre. 18...Fb6 19. c5 La pendule de Carlsen indique 59 minutes, celle d'Anand 57.
19... f5 Ce coup entraîne une série d'échanges : 20. cxb6 fxe4 21. b7 Tab8 22. Fxe4 Txb7 Susan Polgar continue à préférer la position des Blancs, « plus actifs » et dont la structure de pions est meilleure. 23. Thf1 Tb5 Appliquant les principes de José Raúl Capablanca, Anand active sa tour sur la cinquième rangée. La tour b5 peut en effet aller en e5 ou c5, tandis que ses pions a, g et h peuvent s'avancer sur la même rangée. Hiraku Nakamura pense qu'Anand a trouvé le meilleur coup, Natalia Pogonina estime qu'il égalise.
24. Tf4 g5 D'après Anish Giri le joueur indien joue « passivement », cherchant simplement à annuler la partie Le fou des Noirs, s'il protège des points cruciaux sur la septième rangée manque cruellement d'activité. 25.Tf3 h5 Il a fallu sept minutes aux Noirs pour trouver ce coup, leur pendule indique 33 minutes contre 43 minutes pour les Blancs. 26. Tdf1 Fe8 Ici Anand coupe la liaison entre les tours à l'aide du fou, qui, en outre, contrôle des cases importantes. L'avantage de son adversaire s'amenuise. 27. Fc2 Tc5 28. Tf6 Tous les commentateurs s'accordent sur le fait que la position du champion en titre est moins bonne et qu'il n'aura pas mieux que la nulle tandis que Carlsen peut pousser ses pions sans prendre de risque. 28...h4 29. e4 a5 Un « point clé » de la position d'Anand : à une avance des pions blancs à l'aile dame, les Noirs pourront répondre en échangeant leur pion isolé. La pendule indique 25 minutes pour Carlsen, 20 pour Anand.
30. Rd2 Tb5 31. b3 Peu à peu, par petites touches, Carlsen améliore sa position. 31...Fh5 32. Rc3 Tc5+ 33. Rb2 Carlsen refuse nulle par répétition que semble proposer Anand. 33... Td8 34. T1f2 Les Blancs menacent Th6 et empêche les Noirs de jouer Td2. 34...Td4 Anand estimera après la partie que ce coup est « une erreur décisive » et que 34...Tg8 était meilleur. 35. Th6 Fd1 Ce contre-jeu d'Anand devrait permettre la nulle. 36. Fb1 Tb5 37. Rc3 c5 38. Tb2 e5 39. Tg6 a4 39...g4 était aussi possible.
40. Txg5 Txb3+ 41. Txb3 Fxb3 42. Txe5+ Rd6 43. Th5 Td1 44. e5+ Rd5 45. Fh7 Tc1+?! Imprécision d'Anand qui va lui faire perdre son pion a. 45... Ta1 permettait d'annuler avec 46. Fg8+ Rc6 47. Fg8xb3 Txa3 48. Rc4 Txb3 49. Th6+ Rd7 et les Blancs n'auraient plus pu gagner.
46. Rb2 Tg1 47. Fg8+ Rc6 Après ce coup, les Noirs ne peuvent plus espérer gagner. Il aurait fallu jouer 47... Rd4 48. Txh4+ Rxe5 49.Fxb3 axb3 50.g3 Rd5 51.Rxb3 Tf1 qui laissait des chances de nulle. 48. Th6+ Rd7 49. Fxb3 axb3 50. Rxb3 Txg2 51. Txh4 Re6 52. a4 Rxe5 53. a5 Rd6 54. Th7 Rd5 55. a6 c4+ Le jeune norvégien semble très détendu tandis que son adversaire parait nerveux. 56. Rc3 Ta2 57. a7 Rc5? 58. h4 Rd5 Le second pion passé de son adversaire s'avançant, Anand abandonne. 1-0.
|   | a | b | c | d | e | f | g | h |   |
| 8 | Pion blanc sur case noire a7 · Tour blanche sur case blanche h7 · Roi noir sur case blanche d5 · Pion noir sur case blanche c4 · Pion blanc sur case noire h4 · Roi blanc sur case noire c3 · Tour noire sur case blanche a2 | Pion blanc sur case noire a7 · Tour blanche sur case blanche h7 · Roi noir sur case blanche d5 · Pion noir sur case blanche c4 · Pion blanc sur case noire h4 · Roi blanc sur case noire c3 · Tour noire sur case blanche a2 | Pion blanc sur case noire a7 · Tour blanche sur case blanche h7 · Roi noir sur case blanche d5 · Pion noir sur case blanche c4 · Pion blanc sur case noire h4 · Roi blanc sur case noire c3 · Tour noire sur case blanche a2 | Pion blanc sur case noire a7 · Tour blanche sur case blanche h7 · Roi noir sur case blanche d5 · Pion noir sur case blanche c4 · Pion blanc sur case noire h4 · Roi blanc sur case noire c3 · Tour noire sur case blanche a2 | Pion blanc sur case noire a7 · Tour blanche sur case blanche h7 · Roi noir sur case blanche d5 · Pion noir sur case blanche c4 · Pion blanc sur case noire h4 · Roi blanc sur case noire c3 · Tour noire sur case blanche a2 | Pion blanc sur case noire a7 · Tour blanche sur case blanche h7 · Roi noir sur case blanche d5 · Pion noir sur case blanche c4 · Pion blanc sur case noire h4 · Roi blanc sur case noire c3 · Tour noire sur case blanche a2 | Pion blanc sur case noire a7 · Tour blanche sur case blanche h7 · Roi noir sur case blanche d5 · Pion noir sur case blanche c4 · Pion blanc sur case noire h4 · Roi blanc sur case noire c3 · Tour noire sur case blanche a2 | Pion blanc sur case noire a7 · Tour blanche sur case blanche h7 · Roi noir sur case blanche d5 · Pion noir sur case blanche c4 · Pion blanc sur case noire h4 · Roi blanc sur case noire c3 · Tour noire sur case blanche a2 | 8 |
| 7 | Pion blanc sur case noire a7 · Tour blanche sur case blanche h7 · Roi noir sur case blanche d5 · Pion noir sur case blanche c4 · Pion blanc sur case noire h4 · Roi blanc sur case noire c3 · Tour noire sur case blanche a2 | Pion blanc sur case noire a7 · Tour blanche sur case blanche h7 · Roi noir sur case blanche d5 · Pion noir sur case blanche c4 · Pion blanc sur case noire h4 · Roi blanc sur case noire c3 · Tour noire sur case blanche a2 | Pion blanc sur case noire a7 · Tour blanche sur case blanche h7 · Roi noir sur case blanche d5 · Pion noir sur case blanche c4 · Pion blanc sur case noire h4 · Roi blanc sur case noire c3 · Tour noire sur case blanche a2 | Pion blanc sur case noire a7 · Tour blanche sur case blanche h7 · Roi noir sur case blanche d5 · Pion noir sur case blanche c4 · Pion blanc sur case noire h4 · Roi blanc sur case noire c3 · Tour noire sur case blanche a2 | Pion blanc sur case noire a7 · Tour blanche sur case blanche h7 · Roi noir sur case blanche d5 · Pion noir sur case blanche c4 · Pion blanc sur case noire h4 · Roi blanc sur case noire c3 · Tour noire sur case blanche a2 | Pion blanc sur case noire a7 · Tour blanche sur case blanche h7 · Roi noir sur case blanche d5 · Pion noir sur case blanche c4 · Pion blanc sur case noire h4 · Roi blanc sur case noire c3 · Tour noire sur case blanche a2 | Pion blanc sur case noire a7 · Tour blanche sur case blanche h7 · Roi noir sur case blanche d5 · Pion noir sur case blanche c4 · Pion blanc sur case noire h4 · Roi blanc sur case noire c3 · Tour noire sur case blanche a2 | Pion blanc sur case noire a7 · Tour blanche sur case blanche h7 · Roi noir sur case blanche d5 · Pion noir sur case blanche c4 · Pion blanc sur case noire h4 · Roi blanc sur case noire c3 · Tour noire sur case blanche a2 | 7 |
| 6 | Pion blanc sur case noire a7 · Tour blanche sur case blanche h7 · Roi noir sur case blanche d5 · Pion noir sur case blanche c4 · Pion blanc sur case noire h4 · Roi blanc sur case noire c3 · Tour noire sur case blanche a2 | Pion blanc sur case noire a7 · Tour blanche sur case blanche h7 · Roi noir sur case blanche d5 · Pion noir sur case blanche c4 · Pion blanc sur case noire h4 · Roi blanc sur case noire c3 · Tour noire sur case blanche a2 | Pion blanc sur case noire a7 · Tour blanche sur case blanche h7 · Roi noir sur case blanche d5 · Pion noir sur case blanche c4 · Pion blanc sur case noire h4 · Roi blanc sur case noire c3 · Tour noire sur case blanche a2 | Pion blanc sur case noire a7 · Tour blanche sur case blanche h7 · Roi noir sur case blanche d5 · Pion noir sur case blanche c4 · Pion blanc sur case noire h4 · Roi blanc sur case noire c3 · Tour noire sur case blanche a2 | Pion blanc sur case noire a7 · Tour blanche sur case blanche h7 · Roi noir sur case blanche d5 · Pion noir sur case blanche c4 · Pion blanc sur case noire h4 · Roi blanc sur case noire c3 · Tour noire sur case blanche a2 | Pion blanc sur case noire a7 · Tour blanche sur case blanche h7 · Roi noir sur case blanche d5 · Pion noir sur case blanche c4 · Pion blanc sur case noire h4 · Roi blanc sur case noire c3 · Tour noire sur case blanche a2 | Pion blanc sur case noire a7 · Tour blanche sur case blanche h7 · Roi noir sur case blanche d5 · Pion noir sur case blanche c4 · Pion blanc sur case noire h4 · Roi blanc sur case noire c3 · Tour noire sur case blanche a2 | Pion blanc sur case noire a7 · Tour blanche sur case blanche h7 · Roi noir sur case blanche d5 · Pion noir sur case blanche c4 · Pion blanc sur case noire h4 · Roi blanc sur case noire c3 · Tour noire sur case blanche a2 | 6 |
| 5 | Pion blanc sur case noire a7 · Tour blanche sur case blanche h7 · Roi noir sur case blanche d5 · Pion noir sur case blanche c4 · Pion blanc sur case noire h4 · Roi blanc sur case noire c3 · Tour noire sur case blanche a2 | Pion blanc sur case noire a7 · Tour blanche sur case blanche h7 · Roi noir sur case blanche d5 · Pion noir sur case blanche c4 · Pion blanc sur case noire h4 · Roi blanc sur case noire c3 · Tour noire sur case blanche a2 | Pion blanc sur case noire a7 · Tour blanche sur case blanche h7 · Roi noir sur case blanche d5 · Pion noir sur case blanche c4 · Pion blanc sur case noire h4 · Roi blanc sur case noire c3 · Tour noire sur case blanche a2 | Pion blanc sur case noire a7 · Tour blanche sur case blanche h7 · Roi noir sur case blanche d5 · Pion noir sur case blanche c4 · Pion blanc sur case noire h4 · Roi blanc sur case noire c3 · Tour noire sur case blanche a2 | Pion blanc sur case noire a7 · Tour blanche sur case blanche h7 · Roi noir sur case blanche d5 · Pion noir sur case blanche c4 · Pion blanc sur case noire h4 · Roi blanc sur case noire c3 · Tour noire sur case blanche a2 | Pion blanc sur case noire a7 · Tour blanche sur case blanche h7 · Roi noir sur case blanche d5 · Pion noir sur case blanche c4 · Pion blanc sur case noire h4 · Roi blanc sur case noire c3 · Tour noire sur case blanche a2 | Pion blanc sur case noire a7 · Tour blanche sur case blanche h7 · Roi noir sur case blanche d5 · Pion noir sur case blanche c4 · Pion blanc sur case noire h4 · Roi blanc sur case noire c3 · Tour noire sur case blanche a2 | Pion blanc sur case noire a7 · Tour blanche sur case blanche h7 · Roi noir sur case blanche d5 · Pion noir sur case blanche c4 · Pion blanc sur case noire h4 · Roi blanc sur case noire c3 · Tour noire sur case blanche a2 | 5 |
| 4 | Pion blanc sur case noire a7 · Tour blanche sur case blanche h7 · Roi noir sur case blanche d5 · Pion noir sur case blanche c4 · Pion blanc sur case noire h4 · Roi blanc sur case noire c3 · Tour noire sur case blanche a2 | Pion blanc sur case noire a7 · Tour blanche sur case blanche h7 · Roi noir sur case blanche d5 · Pion noir sur case blanche c4 · Pion blanc sur case noire h4 · Roi blanc sur case noire c3 · Tour noire sur case blanche a2 | Pion blanc sur case noire a7 · Tour blanche sur case blanche h7 · Roi noir sur case blanche d5 · Pion noir sur case blanche c4 · Pion blanc sur case noire h4 · Roi blanc sur case noire c3 · Tour noire sur case blanche a2 | Pion blanc sur case noire a7 · Tour blanche sur case blanche h7 · Roi noir sur case blanche d5 · Pion noir sur case blanche c4 · Pion blanc sur case noire h4 · Roi blanc sur case noire c3 · Tour noire sur case blanche a2 | Pion blanc sur case noire a7 · Tour blanche sur case blanche h7 · Roi noir sur case blanche d5 · Pion noir sur case blanche c4 · Pion blanc sur case noire h4 · Roi blanc sur case noire c3 · Tour noire sur case blanche a2 | Pion blanc sur case noire a7 · Tour blanche sur case blanche h7 · Roi noir sur case blanche d5 · Pion noir sur case blanche c4 · Pion blanc sur case noire h4 · Roi blanc sur case noire c3 · Tour noire sur case blanche a2 | Pion blanc sur case noire a7 · Tour blanche sur case blanche h7 · Roi noir sur case blanche d5 · Pion noir sur case blanche c4 · Pion blanc sur case noire h4 · Roi blanc sur case noire c3 · Tour noire sur case blanche a2 | Pion blanc sur case noire a7 · Tour blanche sur case blanche h7 · Roi noir sur case blanche d5 · Pion noir sur case blanche c4 · Pion blanc sur case noire h4 · Roi blanc sur case noire c3 · Tour noire sur case blanche a2 | 4 |
| 3 | Pion blanc sur case noire a7 · Tour blanche sur case blanche h7 · Roi noir sur case blanche d5 · Pion noir sur case blanche c4 · Pion blanc sur case noire h4 · Roi blanc sur case noire c3 · Tour noire sur case blanche a2 | Pion blanc sur case noire a7 · Tour blanche sur case blanche h7 · Roi noir sur case blanche d5 · Pion noir sur case blanche c4 · Pion blanc sur case noire h4 · Roi blanc sur case noire c3 · Tour noire sur case blanche a2 | Pion blanc sur case noire a7 · Tour blanche sur case blanche h7 · Roi noir sur case blanche d5 · Pion noir sur case blanche c4 · Pion blanc sur case noire h4 · Roi blanc sur case noire c3 · Tour noire sur case blanche a2 | Pion blanc sur case noire a7 · Tour blanche sur case blanche h7 · Roi noir sur case blanche d5 · Pion noir sur case blanche c4 · Pion blanc sur case noire h4 · Roi blanc sur case noire c3 · Tour noire sur case blanche a2 | Pion blanc sur case noire a7 · Tour blanche sur case blanche h7 · Roi noir sur case blanche d5 · Pion noir sur case blanche c4 · Pion blanc sur case noire h4 · Roi blanc sur case noire c3 · Tour noire sur case blanche a2 | Pion blanc sur case noire a7 · Tour blanche sur case blanche h7 · Roi noir sur case blanche d5 · Pion noir sur case blanche c4 · Pion blanc sur case noire h4 · Roi blanc sur case noire c3 · Tour noire sur case blanche a2 | Pion blanc sur case noire a7 · Tour blanche sur case blanche h7 · Roi noir sur case blanche d5 · Pion noir sur case blanche c4 · Pion blanc sur case noire h4 · Roi blanc sur case noire c3 · Tour noire sur case blanche a2 | Pion blanc sur case noire a7 · Tour blanche sur case blanche h7 · Roi noir sur case blanche d5 · Pion noir sur case blanche c4 · Pion blanc sur case noire h4 · Roi blanc sur case noire c3 · Tour noire sur case blanche a2 | 3 |
| 2 | Pion blanc sur case noire a7 · Tour blanche sur case blanche h7 · Roi noir sur case blanche d5 · Pion noir sur case blanche c4 · Pion blanc sur case noire h4 · Roi blanc sur case noire c3 · Tour noire sur case blanche a2 | Pion blanc sur case noire a7 · Tour blanche sur case blanche h7 · Roi noir sur case blanche d5 · Pion noir sur case blanche c4 · Pion blanc sur case noire h4 · Roi blanc sur case noire c3 · Tour noire sur case blanche a2 | Pion blanc sur case noire a7 · Tour blanche sur case blanche h7 · Roi noir sur case blanche d5 · Pion noir sur case blanche c4 · Pion blanc sur case noire h4 · Roi blanc sur case noire c3 · Tour noire sur case blanche a2 | Pion blanc sur case noire a7 · Tour blanche sur case blanche h7 · Roi noir sur case blanche d5 · Pion noir sur case blanche c4 · Pion blanc sur case noire h4 · Roi blanc sur case noire c3 · Tour noire sur case blanche a2 | Pion blanc sur case noire a7 · Tour blanche sur case blanche h7 · Roi noir sur case blanche d5 · Pion noir sur case blanche c4 · Pion blanc sur case noire h4 · Roi blanc sur case noire c3 · Tour noire sur case blanche a2 | Pion blanc sur case noire a7 · Tour blanche sur case blanche h7 · Roi noir sur case blanche d5 · Pion noir sur case blanche c4 · Pion blanc sur case noire h4 · Roi blanc sur case noire c3 · Tour noire sur case blanche a2 | Pion blanc sur case noire a7 · Tour blanche sur case blanche h7 · Roi noir sur case blanche d5 · Pion noir sur case blanche c4 · Pion blanc sur case noire h4 · Roi blanc sur case noire c3 · Tour noire sur case blanche a2 | Pion blanc sur case noire a7 · Tour blanche sur case blanche h7 · Roi noir sur case blanche d5 · Pion noir sur case blanche c4 · Pion blanc sur case noire h4 · Roi blanc sur case noire c3 · Tour noire sur case blanche a2 | 2 |
| 1 | Pion blanc sur case noire a7 · Tour blanche sur case blanche h7 · Roi noir sur case blanche d5 · Pion noir sur case blanche c4 · Pion blanc sur case noire h4 · Roi blanc sur case noire c3 · Tour noire sur case blanche a2 | Pion blanc sur case noire a7 · Tour blanche sur case blanche h7 · Roi noir sur case blanche d5 · Pion noir sur case blanche c4 · Pion blanc sur case noire h4 · Roi blanc sur case noire c3 · Tour noire sur case blanche a2 | Pion blanc sur case noire a7 · Tour blanche sur case blanche h7 · Roi noir sur case blanche d5 · Pion noir sur case blanche c4 · Pion blanc sur case noire h4 · Roi blanc sur case noire c3 · Tour noire sur case blanche a2 | Pion blanc sur case noire a7 · Tour blanche sur case blanche h7 · Roi noir sur case blanche d5 · Pion noir sur case blanche c4 · Pion blanc sur case noire h4 · Roi blanc sur case noire c3 · Tour noire sur case blanche a2 | Pion blanc sur case noire a7 · Tour blanche sur case blanche h7 · Roi noir sur case blanche d5 · Pion noir sur case blanche c4 · Pion blanc sur case noire h4 · Roi blanc sur case noire c3 · Tour noire sur case blanche a2 | Pion blanc sur case noire a7 · Tour blanche sur case blanche h7 · Roi noir sur case blanche d5 · Pion noir sur case blanche c4 · Pion blanc sur case noire h4 · Roi blanc sur case noire c3 · Tour noire sur case blanche a2 | Pion blanc sur case noire a7 · Tour blanche sur case blanche h7 · Roi noir sur case blanche d5 · Pion noir sur case blanche c4 · Pion blanc sur case noire h4 · Roi blanc sur case noire c3 · Tour noire sur case blanche a2 | Pion blanc sur case noire a7 · Tour blanche sur case blanche h7 · Roi noir sur case blanche d5 · Pion noir sur case blanche c4 · Pion blanc sur case noire h4 · Roi blanc sur case noire c3 · Tour noire sur case blanche a2 | 1 |
|   | a | b | c | d | e | f | g | h |   |

#### Sixième partie, Anand-Carlsen, 0-1
Selon Parimarjan Negi, il est crucial qu'Anand réagisse, car une seconde victoire de son adversaire lui offrirait « un avantage psychologique durable. »
1. e4 e5 2. Cf3 Cc6 3. Fb5 Cf6 Au coup 1.e4 avec lequel ouvre l'indien, Carlsen répond par la défense berlinoise qui lui avait réussi dans la quatrième partie. 4. d3 Anand s'engage dans une position fermée et évite l'échange des dames en partant dans une variante avec laquelle il a battu Sergueï Kariakine la même année. Il cherche une ouverture « solide » où il peut espérer un petit avantage sans laisser trop de prise à son adversaire.
4...Fc5 5. c3 0-0 6. 0-0 Te8 !? Une nouveauté assez populaire datant de mars 2013 due à Levon Aronian qui l'a jouée au tournoi des candidats. Le coup le plus usuel est 6...d6.
7. Te1 a6 8. Fa4 b5 9. Fb3 d6 10. Fg5 Une nouveauté d'Anand,. Il avait joué 10.Cbd2 en avril 2013 face à Levon Aronian qui avait débouché sur une nulle après 10...Fb6 11. Cf1 Ce7 12.Cg3 Cg6 13. h3 h6 14.d4 c5 !. L'idée de cette nouveauté est de clouer le cavalier f6 pour profiter de ce que le fou de cases noires des Noirs n'est pas sur la chaîne de pions. Carlsen réfléchit un quart d'heure pour trouver une réponse. Son plan va être de chercher à échanger les fous de cases blanches, puis de passer le cavalier de c6 en d7 afin de soutenir le cavalier f6 pour se déclouer sans doubler les pions. 10...Fe6 11. Cbd2 Les deux joueurs semblent être sortis de leur préparation. Il a fallu dix minutes à Anand pour réfléchir à ce coup de développement que Laurent Fressinet qualifiera de « routinier » et qui ne permet pas aux Blancs de prendre un avantage. Laurent Fressinet préfère 11. Fxe6 !? fxe6 12.exd5 Cb8 13. d4 Fb6 14. d5 Fxe1 15.Cxe1 Txe4 16. dxc6 qui avantage les Blancs. 11...h6 12. Fh4 Fxb3 13. axb3 Afin de profiter de la faiblesse en a6. Les deux joueurs ont ôté leurs vestes.
13...Cb8 14. h3 Cbd7 La manœuvre Cc6-b8-d7 pour que le cavalier d7 soutienne le cavalier f6 est « typique » de la variante Breyer de la partie espagnole Dans une position avec un centre fermé, Carlsen peut se permettre de prendre du temps pour cette manœuvre. 15. Ch2 Ce coup explique 14. h3. 15...De7 16. Cdf1 Il est clair que les blancs préparent une attaque rapide sur le roque noir. 16...Fb6 17. Ce3 Les Blancs contrôlent les cases blanches centrales d5 et f5.
|   | a | b | c | d | e | f | g | h |   |
| 8 | Tour noire sur case blanche a8 · Tour noire sur case blanche e8 · Roi noir sur case blanche g8 · Pion noir sur case noire c7 · Cavalier noir sur case blanche d7 · Pion noir sur case blanche f7 · Pion noir sur case noire g7 · Fou noir sur case noire b6 · Pion noir sur case noire d6 · Dame noire sur case blanche e6 · Cavalier noir sur case noire f6 · Pion noir sur case noire h6 · Pion noir sur case blanche b5 · Pion noir sur case noire e5 · Pion blanc sur case blanche e4 · Cavalier blanc sur case blanche g4 · Fou blanc sur case noire h4 · Pion blanc sur case noire c3 · Pion blanc sur case blanche d3 · Cavalier blanc sur case noire e3 · Pion blanc sur case blanche h3 · Pion blanc sur case noire b2 · Pion blanc sur case noire f2 · Pion blanc sur case blanche g2 · Tour blanche sur case noire a1 · Dame blanche sur case blanche d1 · Tour blanche sur case noire e1 · Roi blanc sur case noire g1 | Tour noire sur case blanche a8 · Tour noire sur case blanche e8 · Roi noir sur case blanche g8 · Pion noir sur case noire c7 · Cavalier noir sur case blanche d7 · Pion noir sur case blanche f7 · Pion noir sur case noire g7 · Fou noir sur case noire b6 · Pion noir sur case noire d6 · Dame noire sur case blanche e6 · Cavalier noir sur case noire f6 · Pion noir sur case noire h6 · Pion noir sur case blanche b5 · Pion noir sur case noire e5 · Pion blanc sur case blanche e4 · Cavalier blanc sur case blanche g4 · Fou blanc sur case noire h4 · Pion blanc sur case noire c3 · Pion blanc sur case blanche d3 · Cavalier blanc sur case noire e3 · Pion blanc sur case blanche h3 · Pion blanc sur case noire b2 · Pion blanc sur case noire f2 · Pion blanc sur case blanche g2 · Tour blanche sur case noire a1 · Dame blanche sur case blanche d1 · Tour blanche sur case noire e1 · Roi blanc sur case noire g1 | Tour noire sur case blanche a8 · Tour noire sur case blanche e8 · Roi noir sur case blanche g8 · Pion noir sur case noire c7 · Cavalier noir sur case blanche d7 · Pion noir sur case blanche f7 · Pion noir sur case noire g7 · Fou noir sur case noire b6 · Pion noir sur case noire d6 · Dame noire sur case blanche e6 · Cavalier noir sur case noire f6 · Pion noir sur case noire h6 · Pion noir sur case blanche b5 · Pion noir sur case noire e5 · Pion blanc sur case blanche e4 · Cavalier blanc sur case blanche g4 · Fou blanc sur case noire h4 · Pion blanc sur case noire c3 · Pion blanc sur case blanche d3 · Cavalier blanc sur case noire e3 · Pion blanc sur case blanche h3 · Pion blanc sur case noire b2 · Pion blanc sur case noire f2 · Pion blanc sur case blanche g2 · Tour blanche sur case noire a1 · Dame blanche sur case blanche d1 · Tour blanche sur case noire e1 · Roi blanc sur case noire g1 | Tour noire sur case blanche a8 · Tour noire sur case blanche e8 · Roi noir sur case blanche g8 · Pion noir sur case noire c7 · Cavalier noir sur case blanche d7 · Pion noir sur case blanche f7 · Pion noir sur case noire g7 · Fou noir sur case noire b6 · Pion noir sur case noire d6 · Dame noire sur case blanche e6 · Cavalier noir sur case noire f6 · Pion noir sur case noire h6 · Pion noir sur case blanche b5 · Pion noir sur case noire e5 · Pion blanc sur case blanche e4 · Cavalier blanc sur case blanche g4 · Fou blanc sur case noire h4 · Pion blanc sur case noire c3 · Pion blanc sur case blanche d3 · Cavalier blanc sur case noire e3 · Pion blanc sur case blanche h3 · Pion blanc sur case noire b2 · Pion blanc sur case noire f2 · Pion blanc sur case blanche g2 · Tour blanche sur case noire a1 · Dame blanche sur case blanche d1 · Tour blanche sur case noire e1 · Roi blanc sur case noire g1 | Tour noire sur case blanche a8 · Tour noire sur case blanche e8 · Roi noir sur case blanche g8 · Pion noir sur case noire c7 · Cavalier noir sur case blanche d7 · Pion noir sur case blanche f7 · Pion noir sur case noire g7 · Fou noir sur case noire b6 · Pion noir sur case noire d6 · Dame noire sur case blanche e6 · Cavalier noir sur case noire f6 · Pion noir sur case noire h6 · Pion noir sur case blanche b5 · Pion noir sur case noire e5 · Pion blanc sur case blanche e4 · Cavalier blanc sur case blanche g4 · Fou blanc sur case noire h4 · Pion blanc sur case noire c3 · Pion blanc sur case blanche d3 · Cavalier blanc sur case noire e3 · Pion blanc sur case blanche h3 · Pion blanc sur case noire b2 · Pion blanc sur case noire f2 · Pion blanc sur case blanche g2 · Tour blanche sur case noire a1 · Dame blanche sur case blanche d1 · Tour blanche sur case noire e1 · Roi blanc sur case noire g1 | Tour noire sur case blanche a8 · Tour noire sur case blanche e8 · Roi noir sur case blanche g8 · Pion noir sur case noire c7 · Cavalier noir sur case blanche d7 · Pion noir sur case blanche f7 · Pion noir sur case noire g7 · Fou noir sur case noire b6 · Pion noir sur case noire d6 · Dame noire sur case blanche e6 · Cavalier noir sur case noire f6 · Pion noir sur case noire h6 · Pion noir sur case blanche b5 · Pion noir sur case noire e5 · Pion blanc sur case blanche e4 · Cavalier blanc sur case blanche g4 · Fou blanc sur case noire h4 · Pion blanc sur case noire c3 · Pion blanc sur case blanche d3 · Cavalier blanc sur case noire e3 · Pion blanc sur case blanche h3 · Pion blanc sur case noire b2 · Pion blanc sur case noire f2 · Pion blanc sur case blanche g2 · Tour blanche sur case noire a1 · Dame blanche sur case blanche d1 · Tour blanche sur case noire e1 · Roi blanc sur case noire g1 | Tour noire sur case blanche a8 · Tour noire sur case blanche e8 · Roi noir sur case blanche g8 · Pion noir sur case noire c7 · Cavalier noir sur case blanche d7 · Pion noir sur case blanche f7 · Pion noir sur case noire g7 · Fou noir sur case noire b6 · Pion noir sur case noire d6 · Dame noire sur case blanche e6 · Cavalier noir sur case noire f6 · Pion noir sur case noire h6 · Pion noir sur case blanche b5 · Pion noir sur case noire e5 · Pion blanc sur case blanche e4 · Cavalier blanc sur case blanche g4 · Fou blanc sur case noire h4 · Pion blanc sur case noire c3 · Pion blanc sur case blanche d3 · Cavalier blanc sur case noire e3 · Pion blanc sur case blanche h3 · Pion blanc sur case noire b2 · Pion blanc sur case noire f2 · Pion blanc sur case blanche g2 · Tour blanche sur case noire a1 · Dame blanche sur case blanche d1 · Tour blanche sur case noire e1 · Roi blanc sur case noire g1 | Tour noire sur case blanche a8 · Tour noire sur case blanche e8 · Roi noir sur case blanche g8 · Pion noir sur case noire c7 · Cavalier noir sur case blanche d7 · Pion noir sur case blanche f7 · Pion noir sur case noire g7 · Fou noir sur case noire b6 · Pion noir sur case noire d6 · Dame noire sur case blanche e6 · Cavalier noir sur case noire f6 · Pion noir sur case noire h6 · Pion noir sur case blanche b5 · Pion noir sur case noire e5 · Pion blanc sur case blanche e4 · Cavalier blanc sur case blanche g4 · Fou blanc sur case noire h4 · Pion blanc sur case noire c3 · Pion blanc sur case blanche d3 · Cavalier blanc sur case noire e3 · Pion blanc sur case blanche h3 · Pion blanc sur case noire b2 · Pion blanc sur case noire f2 · Pion blanc sur case blanche g2 · Tour blanche sur case noire a1 · Dame blanche sur case blanche d1 · Tour blanche sur case noire e1 · Roi blanc sur case noire g1 | 8 |
| 7 | Tour noire sur case blanche a8 · Tour noire sur case blanche e8 · Roi noir sur case blanche g8 · Pion noir sur case noire c7 · Cavalier noir sur case blanche d7 · Pion noir sur case blanche f7 · Pion noir sur case noire g7 · Fou noir sur case noire b6 · Pion noir sur case noire d6 · Dame noire sur case blanche e6 · Cavalier noir sur case noire f6 · Pion noir sur case noire h6 · Pion noir sur case blanche b5 · Pion noir sur case noire e5 · Pion blanc sur case blanche e4 · Cavalier blanc sur case blanche g4 · Fou blanc sur case noire h4 · Pion blanc sur case noire c3 · Pion blanc sur case blanche d3 · Cavalier blanc sur case noire e3 · Pion blanc sur case blanche h3 · Pion blanc sur case noire b2 · Pion blanc sur case noire f2 · Pion blanc sur case blanche g2 · Tour blanche sur case noire a1 · Dame blanche sur case blanche d1 · Tour blanche sur case noire e1 · Roi blanc sur case noire g1 | Tour noire sur case blanche a8 · Tour noire sur case blanche e8 · Roi noir sur case blanche g8 · Pion noir sur case noire c7 · Cavalier noir sur case blanche d7 · Pion noir sur case blanche f7 · Pion noir sur case noire g7 · Fou noir sur case noire b6 · Pion noir sur case noire d6 · Dame noire sur case blanche e6 · Cavalier noir sur case noire f6 · Pion noir sur case noire h6 · Pion noir sur case blanche b5 · Pion noir sur case noire e5 · Pion blanc sur case blanche e4 · Cavalier blanc sur case blanche g4 · Fou blanc sur case noire h4 · Pion blanc sur case noire c3 · Pion blanc sur case blanche d3 · Cavalier blanc sur case noire e3 · Pion blanc sur case blanche h3 · Pion blanc sur case noire b2 · Pion blanc sur case noire f2 · Pion blanc sur case blanche g2 · Tour blanche sur case noire a1 · Dame blanche sur case blanche d1 · Tour blanche sur case noire e1 · Roi blanc sur case noire g1 | Tour noire sur case blanche a8 · Tour noire sur case blanche e8 · Roi noir sur case blanche g8 · Pion noir sur case noire c7 · Cavalier noir sur case blanche d7 · Pion noir sur case blanche f7 · Pion noir sur case noire g7 · Fou noir sur case noire b6 · Pion noir sur case noire d6 · Dame noire sur case blanche e6 · Cavalier noir sur case noire f6 · Pion noir sur case noire h6 · Pion noir sur case blanche b5 · Pion noir sur case noire e5 · Pion blanc sur case blanche e4 · Cavalier blanc sur case blanche g4 · Fou blanc sur case noire h4 · Pion blanc sur case noire c3 · Pion blanc sur case blanche d3 · Cavalier blanc sur case noire e3 · Pion blanc sur case blanche h3 · Pion blanc sur case noire b2 · Pion blanc sur case noire f2 · Pion blanc sur case blanche g2 · Tour blanche sur case noire a1 · Dame blanche sur case blanche d1 · Tour blanche sur case noire e1 · Roi blanc sur case noire g1 | Tour noire sur case blanche a8 · Tour noire sur case blanche e8 · Roi noir sur case blanche g8 · Pion noir sur case noire c7 · Cavalier noir sur case blanche d7 · Pion noir sur case blanche f7 · Pion noir sur case noire g7 · Fou noir sur case noire b6 · Pion noir sur case noire d6 · Dame noire sur case blanche e6 · Cavalier noir sur case noire f6 · Pion noir sur case noire h6 · Pion noir sur case blanche b5 · Pion noir sur case noire e5 · Pion blanc sur case blanche e4 · Cavalier blanc sur case blanche g4 · Fou blanc sur case noire h4 · Pion blanc sur case noire c3 · Pion blanc sur case blanche d3 · Cavalier blanc sur case noire e3 · Pion blanc sur case blanche h3 · Pion blanc sur case noire b2 · Pion blanc sur case noire f2 · Pion blanc sur case blanche g2 · Tour blanche sur case noire a1 · Dame blanche sur case blanche d1 · Tour blanche sur case noire e1 · Roi blanc sur case noire g1 | Tour noire sur case blanche a8 · Tour noire sur case blanche e8 · Roi noir sur case blanche g8 · Pion noir sur case noire c7 · Cavalier noir sur case blanche d7 · Pion noir sur case blanche f7 · Pion noir sur case noire g7 · Fou noir sur case noire b6 · Pion noir sur case noire d6 · Dame noire sur case blanche e6 · Cavalier noir sur case noire f6 · Pion noir sur case noire h6 · Pion noir sur case blanche b5 · Pion noir sur case noire e5 · Pion blanc sur case blanche e4 · Cavalier blanc sur case blanche g4 · Fou blanc sur case noire h4 · Pion blanc sur case noire c3 · Pion blanc sur case blanche d3 · Cavalier blanc sur case noire e3 · Pion blanc sur case blanche h3 · Pion blanc sur case noire b2 · Pion blanc sur case noire f2 · Pion blanc sur case blanche g2 · Tour blanche sur case noire a1 · Dame blanche sur case blanche d1 · Tour blanche sur case noire e1 · Roi blanc sur case noire g1 | Tour noire sur case blanche a8 · Tour noire sur case blanche e8 · Roi noir sur case blanche g8 · Pion noir sur case noire c7 · Cavalier noir sur case blanche d7 · Pion noir sur case blanche f7 · Pion noir sur case noire g7 · Fou noir sur case noire b6 · Pion noir sur case noire d6 · Dame noire sur case blanche e6 · Cavalier noir sur case noire f6 · Pion noir sur case noire h6 · Pion noir sur case blanche b5 · Pion noir sur case noire e5 · Pion blanc sur case blanche e4 · Cavalier blanc sur case blanche g4 · Fou blanc sur case noire h4 · Pion blanc sur case noire c3 · Pion blanc sur case blanche d3 · Cavalier blanc sur case noire e3 · Pion blanc sur case blanche h3 · Pion blanc sur case noire b2 · Pion blanc sur case noire f2 · Pion blanc sur case blanche g2 · Tour blanche sur case noire a1 · Dame blanche sur case blanche d1 · Tour blanche sur case noire e1 · Roi blanc sur case noire g1 | Tour noire sur case blanche a8 · Tour noire sur case blanche e8 · Roi noir sur case blanche g8 · Pion noir sur case noire c7 · Cavalier noir sur case blanche d7 · Pion noir sur case blanche f7 · Pion noir sur case noire g7 · Fou noir sur case noire b6 · Pion noir sur case noire d6 · Dame noire sur case blanche e6 · Cavalier noir sur case noire f6 · Pion noir sur case noire h6 · Pion noir sur case blanche b5 · Pion noir sur case noire e5 · Pion blanc sur case blanche e4 · Cavalier blanc sur case blanche g4 · Fou blanc sur case noire h4 · Pion blanc sur case noire c3 · Pion blanc sur case blanche d3 · Cavalier blanc sur case noire e3 · Pion blanc sur case blanche h3 · Pion blanc sur case noire b2 · Pion blanc sur case noire f2 · Pion blanc sur case blanche g2 · Tour blanche sur case noire a1 · Dame blanche sur case blanche d1 · Tour blanche sur case noire e1 · Roi blanc sur case noire g1 | Tour noire sur case blanche a8 · Tour noire sur case blanche e8 · Roi noir sur case blanche g8 · Pion noir sur case noire c7 · Cavalier noir sur case blanche d7 · Pion noir sur case blanche f7 · Pion noir sur case noire g7 · Fou noir sur case noire b6 · Pion noir sur case noire d6 · Dame noire sur case blanche e6 · Cavalier noir sur case noire f6 · Pion noir sur case noire h6 · Pion noir sur case blanche b5 · Pion noir sur case noire e5 · Pion blanc sur case blanche e4 · Cavalier blanc sur case blanche g4 · Fou blanc sur case noire h4 · Pion blanc sur case noire c3 · Pion blanc sur case blanche d3 · Cavalier blanc sur case noire e3 · Pion blanc sur case blanche h3 · Pion blanc sur case noire b2 · Pion blanc sur case noire f2 · Pion blanc sur case blanche g2 · Tour blanche sur case noire a1 · Dame blanche sur case blanche d1 · Tour blanche sur case noire e1 · Roi blanc sur case noire g1 | 7 |
| 6 | Tour noire sur case blanche a8 · Tour noire sur case blanche e8 · Roi noir sur case blanche g8 · Pion noir sur case noire c7 · Cavalier noir sur case blanche d7 · Pion noir sur case blanche f7 · Pion noir sur case noire g7 · Fou noir sur case noire b6 · Pion noir sur case noire d6 · Dame noire sur case blanche e6 · Cavalier noir sur case noire f6 · Pion noir sur case noire h6 · Pion noir sur case blanche b5 · Pion noir sur case noire e5 · Pion blanc sur case blanche e4 · Cavalier blanc sur case blanche g4 · Fou blanc sur case noire h4 · Pion blanc sur case noire c3 · Pion blanc sur case blanche d3 · Cavalier blanc sur case noire e3 · Pion blanc sur case blanche h3 · Pion blanc sur case noire b2 · Pion blanc sur case noire f2 · Pion blanc sur case blanche g2 · Tour blanche sur case noire a1 · Dame blanche sur case blanche d1 · Tour blanche sur case noire e1 · Roi blanc sur case noire g1 | Tour noire sur case blanche a8 · Tour noire sur case blanche e8 · Roi noir sur case blanche g8 · Pion noir sur case noire c7 · Cavalier noir sur case blanche d7 · Pion noir sur case blanche f7 · Pion noir sur case noire g7 · Fou noir sur case noire b6 · Pion noir sur case noire d6 · Dame noire sur case blanche e6 · Cavalier noir sur case noire f6 · Pion noir sur case noire h6 · Pion noir sur case blanche b5 · Pion noir sur case noire e5 · Pion blanc sur case blanche e4 · Cavalier blanc sur case blanche g4 · Fou blanc sur case noire h4 · Pion blanc sur case noire c3 · Pion blanc sur case blanche d3 · Cavalier blanc sur case noire e3 · Pion blanc sur case blanche h3 · Pion blanc sur case noire b2 · Pion blanc sur case noire f2 · Pion blanc sur case blanche g2 · Tour blanche sur case noire a1 · Dame blanche sur case blanche d1 · Tour blanche sur case noire e1 · Roi blanc sur case noire g1 | Tour noire sur case blanche a8 · Tour noire sur case blanche e8 · Roi noir sur case blanche g8 · Pion noir sur case noire c7 · Cavalier noir sur case blanche d7 · Pion noir sur case blanche f7 · Pion noir sur case noire g7 · Fou noir sur case noire b6 · Pion noir sur case noire d6 · Dame noire sur case blanche e6 · Cavalier noir sur case noire f6 · Pion noir sur case noire h6 · Pion noir sur case blanche b5 · Pion noir sur case noire e5 · Pion blanc sur case blanche e4 · Cavalier blanc sur case blanche g4 · Fou blanc sur case noire h4 · Pion blanc sur case noire c3 · Pion blanc sur case blanche d3 · Cavalier blanc sur case noire e3 · Pion blanc sur case blanche h3 · Pion blanc sur case noire b2 · Pion blanc sur case noire f2 · Pion blanc sur case blanche g2 · Tour blanche sur case noire a1 · Dame blanche sur case blanche d1 · Tour blanche sur case noire e1 · Roi blanc sur case noire g1 | Tour noire sur case blanche a8 · Tour noire sur case blanche e8 · Roi noir sur case blanche g8 · Pion noir sur case noire c7 · Cavalier noir sur case blanche d7 · Pion noir sur case blanche f7 · Pion noir sur case noire g7 · Fou noir sur case noire b6 · Pion noir sur case noire d6 · Dame noire sur case blanche e6 · Cavalier noir sur case noire f6 · Pion noir sur case noire h6 · Pion noir sur case blanche b5 · Pion noir sur case noire e5 · Pion blanc sur case blanche e4 · Cavalier blanc sur case blanche g4 · Fou blanc sur case noire h4 · Pion blanc sur case noire c3 · Pion blanc sur case blanche d3 · Cavalier blanc sur case noire e3 · Pion blanc sur case blanche h3 · Pion blanc sur case noire b2 · Pion blanc sur case noire f2 · Pion blanc sur case blanche g2 · Tour blanche sur case noire a1 · Dame blanche sur case blanche d1 · Tour blanche sur case noire e1 · Roi blanc sur case noire g1 | Tour noire sur case blanche a8 · Tour noire sur case blanche e8 · Roi noir sur case blanche g8 · Pion noir sur case noire c7 · Cavalier noir sur case blanche d7 · Pion noir sur case blanche f7 · Pion noir sur case noire g7 · Fou noir sur case noire b6 · Pion noir sur case noire d6 · Dame noire sur case blanche e6 · Cavalier noir sur case noire f6 · Pion noir sur case noire h6 · Pion noir sur case blanche b5 · Pion noir sur case noire e5 · Pion blanc sur case blanche e4 · Cavalier blanc sur case blanche g4 · Fou blanc sur case noire h4 · Pion blanc sur case noire c3 · Pion blanc sur case blanche d3 · Cavalier blanc sur case noire e3 · Pion blanc sur case blanche h3 · Pion blanc sur case noire b2 · Pion blanc sur case noire f2 · Pion blanc sur case blanche g2 · Tour blanche sur case noire a1 · Dame blanche sur case blanche d1 · Tour blanche sur case noire e1 · Roi blanc sur case noire g1 | Tour noire sur case blanche a8 · Tour noire sur case blanche e8 · Roi noir sur case blanche g8 · Pion noir sur case noire c7 · Cavalier noir sur case blanche d7 · Pion noir sur case blanche f7 · Pion noir sur case noire g7 · Fou noir sur case noire b6 · Pion noir sur case noire d6 · Dame noire sur case blanche e6 · Cavalier noir sur case noire f6 · Pion noir sur case noire h6 · Pion noir sur case blanche b5 · Pion noir sur case noire e5 · Pion blanc sur case blanche e4 · Cavalier blanc sur case blanche g4 · Fou blanc sur case noire h4 · Pion blanc sur case noire c3 · Pion blanc sur case blanche d3 · Cavalier blanc sur case noire e3 · Pion blanc sur case blanche h3 · Pion blanc sur case noire b2 · Pion blanc sur case noire f2 · Pion blanc sur case blanche g2 · Tour blanche sur case noire a1 · Dame blanche sur case blanche d1 · Tour blanche sur case noire e1 · Roi blanc sur case noire g1 | Tour noire sur case blanche a8 · Tour noire sur case blanche e8 · Roi noir sur case blanche g8 · Pion noir sur case noire c7 · Cavalier noir sur case blanche d7 · Pion noir sur case blanche f7 · Pion noir sur case noire g7 · Fou noir sur case noire b6 · Pion noir sur case noire d6 · Dame noire sur case blanche e6 · Cavalier noir sur case noire f6 · Pion noir sur case noire h6 · Pion noir sur case blanche b5 · Pion noir sur case noire e5 · Pion blanc sur case blanche e4 · Cavalier blanc sur case blanche g4 · Fou blanc sur case noire h4 · Pion blanc sur case noire c3 · Pion blanc sur case blanche d3 · Cavalier blanc sur case noire e3 · Pion blanc sur case blanche h3 · Pion blanc sur case noire b2 · Pion blanc sur case noire f2 · Pion blanc sur case blanche g2 · Tour blanche sur case noire a1 · Dame blanche sur case blanche d1 · Tour blanche sur case noire e1 · Roi blanc sur case noire g1 | Tour noire sur case blanche a8 · Tour noire sur case blanche e8 · Roi noir sur case blanche g8 · Pion noir sur case noire c7 · Cavalier noir sur case blanche d7 · Pion noir sur case blanche f7 · Pion noir sur case noire g7 · Fou noir sur case noire b6 · Pion noir sur case noire d6 · Dame noire sur case blanche e6 · Cavalier noir sur case noire f6 · Pion noir sur case noire h6 · Pion noir sur case blanche b5 · Pion noir sur case noire e5 · Pion blanc sur case blanche e4 · Cavalier blanc sur case blanche g4 · Fou blanc sur case noire h4 · Pion blanc sur case noire c3 · Pion blanc sur case blanche d3 · Cavalier blanc sur case noire e3 · Pion blanc sur case blanche h3 · Pion blanc sur case noire b2 · Pion blanc sur case noire f2 · Pion blanc sur case blanche g2 · Tour blanche sur case noire a1 · Dame blanche sur case blanche d1 · Tour blanche sur case noire e1 · Roi blanc sur case noire g1 | 6 |
| 5 | Tour noire sur case blanche a8 · Tour noire sur case blanche e8 · Roi noir sur case blanche g8 · Pion noir sur case noire c7 · Cavalier noir sur case blanche d7 · Pion noir sur case blanche f7 · Pion noir sur case noire g7 · Fou noir sur case noire b6 · Pion noir sur case noire d6 · Dame noire sur case blanche e6 · Cavalier noir sur case noire f6 · Pion noir sur case noire h6 · Pion noir sur case blanche b5 · Pion noir sur case noire e5 · Pion blanc sur case blanche e4 · Cavalier blanc sur case blanche g4 · Fou blanc sur case noire h4 · Pion blanc sur case noire c3 · Pion blanc sur case blanche d3 · Cavalier blanc sur case noire e3 · Pion blanc sur case blanche h3 · Pion blanc sur case noire b2 · Pion blanc sur case noire f2 · Pion blanc sur case blanche g2 · Tour blanche sur case noire a1 · Dame blanche sur case blanche d1 · Tour blanche sur case noire e1 · Roi blanc sur case noire g1 | Tour noire sur case blanche a8 · Tour noire sur case blanche e8 · Roi noir sur case blanche g8 · Pion noir sur case noire c7 · Cavalier noir sur case blanche d7 · Pion noir sur case blanche f7 · Pion noir sur case noire g7 · Fou noir sur case noire b6 · Pion noir sur case noire d6 · Dame noire sur case blanche e6 · Cavalier noir sur case noire f6 · Pion noir sur case noire h6 · Pion noir sur case blanche b5 · Pion noir sur case noire e5 · Pion blanc sur case blanche e4 · Cavalier blanc sur case blanche g4 · Fou blanc sur case noire h4 · Pion blanc sur case noire c3 · Pion blanc sur case blanche d3 · Cavalier blanc sur case noire e3 · Pion blanc sur case blanche h3 · Pion blanc sur case noire b2 · Pion blanc sur case noire f2 · Pion blanc sur case blanche g2 · Tour blanche sur case noire a1 · Dame blanche sur case blanche d1 · Tour blanche sur case noire e1 · Roi blanc sur case noire g1 | Tour noire sur case blanche a8 · Tour noire sur case blanche e8 · Roi noir sur case blanche g8 · Pion noir sur case noire c7 · Cavalier noir sur case blanche d7 · Pion noir sur case blanche f7 · Pion noir sur case noire g7 · Fou noir sur case noire b6 · Pion noir sur case noire d6 · Dame noire sur case blanche e6 · Cavalier noir sur case noire f6 · Pion noir sur case noire h6 · Pion noir sur case blanche b5 · Pion noir sur case noire e5 · Pion blanc sur case blanche e4 · Cavalier blanc sur case blanche g4 · Fou blanc sur case noire h4 · Pion blanc sur case noire c3 · Pion blanc sur case blanche d3 · Cavalier blanc sur case noire e3 · Pion blanc sur case blanche h3 · Pion blanc sur case noire b2 · Pion blanc sur case noire f2 · Pion blanc sur case blanche g2 · Tour blanche sur case noire a1 · Dame blanche sur case blanche d1 · Tour blanche sur case noire e1 · Roi blanc sur case noire g1 | Tour noire sur case blanche a8 · Tour noire sur case blanche e8 · Roi noir sur case blanche g8 · Pion noir sur case noire c7 · Cavalier noir sur case blanche d7 · Pion noir sur case blanche f7 · Pion noir sur case noire g7 · Fou noir sur case noire b6 · Pion noir sur case noire d6 · Dame noire sur case blanche e6 · Cavalier noir sur case noire f6 · Pion noir sur case noire h6 · Pion noir sur case blanche b5 · Pion noir sur case noire e5 · Pion blanc sur case blanche e4 · Cavalier blanc sur case blanche g4 · Fou blanc sur case noire h4 · Pion blanc sur case noire c3 · Pion blanc sur case blanche d3 · Cavalier blanc sur case noire e3 · Pion blanc sur case blanche h3 · Pion blanc sur case noire b2 · Pion blanc sur case noire f2 · Pion blanc sur case blanche g2 · Tour blanche sur case noire a1 · Dame blanche sur case blanche d1 · Tour blanche sur case noire e1 · Roi blanc sur case noire g1 | Tour noire sur case blanche a8 · Tour noire sur case blanche e8 · Roi noir sur case blanche g8 · Pion noir sur case noire c7 · Cavalier noir sur case blanche d7 · Pion noir sur case blanche f7 · Pion noir sur case noire g7 · Fou noir sur case noire b6 · Pion noir sur case noire d6 · Dame noire sur case blanche e6 · Cavalier noir sur case noire f6 · Pion noir sur case noire h6 · Pion noir sur case blanche b5 · Pion noir sur case noire e5 · Pion blanc sur case blanche e4 · Cavalier blanc sur case blanche g4 · Fou blanc sur case noire h4 · Pion blanc sur case noire c3 · Pion blanc sur case blanche d3 · Cavalier blanc sur case noire e3 · Pion blanc sur case blanche h3 · Pion blanc sur case noire b2 · Pion blanc sur case noire f2 · Pion blanc sur case blanche g2 · Tour blanche sur case noire a1 · Dame blanche sur case blanche d1 · Tour blanche sur case noire e1 · Roi blanc sur case noire g1 | Tour noire sur case blanche a8 · Tour noire sur case blanche e8 · Roi noir sur case blanche g8 · Pion noir sur case noire c7 · Cavalier noir sur case blanche d7 · Pion noir sur case blanche f7 · Pion noir sur case noire g7 · Fou noir sur case noire b6 · Pion noir sur case noire d6 · Dame noire sur case blanche e6 · Cavalier noir sur case noire f6 · Pion noir sur case noire h6 · Pion noir sur case blanche b5 · Pion noir sur case noire e5 · Pion blanc sur case blanche e4 · Cavalier blanc sur case blanche g4 · Fou blanc sur case noire h4 · Pion blanc sur case noire c3 · Pion blanc sur case blanche d3 · Cavalier blanc sur case noire e3 · Pion blanc sur case blanche h3 · Pion blanc sur case noire b2 · Pion blanc sur case noire f2 · Pion blanc sur case blanche g2 · Tour blanche sur case noire a1 · Dame blanche sur case blanche d1 · Tour blanche sur case noire e1 · Roi blanc sur case noire g1 | Tour noire sur case blanche a8 · Tour noire sur case blanche e8 · Roi noir sur case blanche g8 · Pion noir sur case noire c7 · Cavalier noir sur case blanche d7 · Pion noir sur case blanche f7 · Pion noir sur case noire g7 · Fou noir sur case noire b6 · Pion noir sur case noire d6 · Dame noire sur case blanche e6 · Cavalier noir sur case noire f6 · Pion noir sur case noire h6 · Pion noir sur case blanche b5 · Pion noir sur case noire e5 · Pion blanc sur case blanche e4 · Cavalier blanc sur case blanche g4 · Fou blanc sur case noire h4 · Pion blanc sur case noire c3 · Pion blanc sur case blanche d3 · Cavalier blanc sur case noire e3 · Pion blanc sur case blanche h3 · Pion blanc sur case noire b2 · Pion blanc sur case noire f2 · Pion blanc sur case blanche g2 · Tour blanche sur case noire a1 · Dame blanche sur case blanche d1 · Tour blanche sur case noire e1 · Roi blanc sur case noire g1 | Tour noire sur case blanche a8 · Tour noire sur case blanche e8 · Roi noir sur case blanche g8 · Pion noir sur case noire c7 · Cavalier noir sur case blanche d7 · Pion noir sur case blanche f7 · Pion noir sur case noire g7 · Fou noir sur case noire b6 · Pion noir sur case noire d6 · Dame noire sur case blanche e6 · Cavalier noir sur case noire f6 · Pion noir sur case noire h6 · Pion noir sur case blanche b5 · Pion noir sur case noire e5 · Pion blanc sur case blanche e4 · Cavalier blanc sur case blanche g4 · Fou blanc sur case noire h4 · Pion blanc sur case noire c3 · Pion blanc sur case blanche d3 · Cavalier blanc sur case noire e3 · Pion blanc sur case blanche h3 · Pion blanc sur case noire b2 · Pion blanc sur case noire f2 · Pion blanc sur case blanche g2 · Tour blanche sur case noire a1 · Dame blanche sur case blanche d1 · Tour blanche sur case noire e1 · Roi blanc sur case noire g1 | 5 |
| 4 | Tour noire sur case blanche a8 · Tour noire sur case blanche e8 · Roi noir sur case blanche g8 · Pion noir sur case noire c7 · Cavalier noir sur case blanche d7 · Pion noir sur case blanche f7 · Pion noir sur case noire g7 · Fou noir sur case noire b6 · Pion noir sur case noire d6 · Dame noire sur case blanche e6 · Cavalier noir sur case noire f6 · Pion noir sur case noire h6 · Pion noir sur case blanche b5 · Pion noir sur case noire e5 · Pion blanc sur case blanche e4 · Cavalier blanc sur case blanche g4 · Fou blanc sur case noire h4 · Pion blanc sur case noire c3 · Pion blanc sur case blanche d3 · Cavalier blanc sur case noire e3 · Pion blanc sur case blanche h3 · Pion blanc sur case noire b2 · Pion blanc sur case noire f2 · Pion blanc sur case blanche g2 · Tour blanche sur case noire a1 · Dame blanche sur case blanche d1 · Tour blanche sur case noire e1 · Roi blanc sur case noire g1 | Tour noire sur case blanche a8 · Tour noire sur case blanche e8 · Roi noir sur case blanche g8 · Pion noir sur case noire c7 · Cavalier noir sur case blanche d7 · Pion noir sur case blanche f7 · Pion noir sur case noire g7 · Fou noir sur case noire b6 · Pion noir sur case noire d6 · Dame noire sur case blanche e6 · Cavalier noir sur case noire f6 · Pion noir sur case noire h6 · Pion noir sur case blanche b5 · Pion noir sur case noire e5 · Pion blanc sur case blanche e4 · Cavalier blanc sur case blanche g4 · Fou blanc sur case noire h4 · Pion blanc sur case noire c3 · Pion blanc sur case blanche d3 · Cavalier blanc sur case noire e3 · Pion blanc sur case blanche h3 · Pion blanc sur case noire b2 · Pion blanc sur case noire f2 · Pion blanc sur case blanche g2 · Tour blanche sur case noire a1 · Dame blanche sur case blanche d1 · Tour blanche sur case noire e1 · Roi blanc sur case noire g1 | Tour noire sur case blanche a8 · Tour noire sur case blanche e8 · Roi noir sur case blanche g8 · Pion noir sur case noire c7 · Cavalier noir sur case blanche d7 · Pion noir sur case blanche f7 · Pion noir sur case noire g7 · Fou noir sur case noire b6 · Pion noir sur case noire d6 · Dame noire sur case blanche e6 · Cavalier noir sur case noire f6 · Pion noir sur case noire h6 · Pion noir sur case blanche b5 · Pion noir sur case noire e5 · Pion blanc sur case blanche e4 · Cavalier blanc sur case blanche g4 · Fou blanc sur case noire h4 · Pion blanc sur case noire c3 · Pion blanc sur case blanche d3 · Cavalier blanc sur case noire e3 · Pion blanc sur case blanche h3 · Pion blanc sur case noire b2 · Pion blanc sur case noire f2 · Pion blanc sur case blanche g2 · Tour blanche sur case noire a1 · Dame blanche sur case blanche d1 · Tour blanche sur case noire e1 · Roi blanc sur case noire g1 | Tour noire sur case blanche a8 · Tour noire sur case blanche e8 · Roi noir sur case blanche g8 · Pion noir sur case noire c7 · Cavalier noir sur case blanche d7 · Pion noir sur case blanche f7 · Pion noir sur case noire g7 · Fou noir sur case noire b6 · Pion noir sur case noire d6 · Dame noire sur case blanche e6 · Cavalier noir sur case noire f6 · Pion noir sur case noire h6 · Pion noir sur case blanche b5 · Pion noir sur case noire e5 · Pion blanc sur case blanche e4 · Cavalier blanc sur case blanche g4 · Fou blanc sur case noire h4 · Pion blanc sur case noire c3 · Pion blanc sur case blanche d3 · Cavalier blanc sur case noire e3 · Pion blanc sur case blanche h3 · Pion blanc sur case noire b2 · Pion blanc sur case noire f2 · Pion blanc sur case blanche g2 · Tour blanche sur case noire a1 · Dame blanche sur case blanche d1 · Tour blanche sur case noire e1 · Roi blanc sur case noire g1 | Tour noire sur case blanche a8 · Tour noire sur case blanche e8 · Roi noir sur case blanche g8 · Pion noir sur case noire c7 · Cavalier noir sur case blanche d7 · Pion noir sur case blanche f7 · Pion noir sur case noire g7 · Fou noir sur case noire b6 · Pion noir sur case noire d6 · Dame noire sur case blanche e6 · Cavalier noir sur case noire f6 · Pion noir sur case noire h6 · Pion noir sur case blanche b5 · Pion noir sur case noire e5 · Pion blanc sur case blanche e4 · Cavalier blanc sur case blanche g4 · Fou blanc sur case noire h4 · Pion blanc sur case noire c3 · Pion blanc sur case blanche d3 · Cavalier blanc sur case noire e3 · Pion blanc sur case blanche h3 · Pion blanc sur case noire b2 · Pion blanc sur case noire f2 · Pion blanc sur case blanche g2 · Tour blanche sur case noire a1 · Dame blanche sur case blanche d1 · Tour blanche sur case noire e1 · Roi blanc sur case noire g1 | Tour noire sur case blanche a8 · Tour noire sur case blanche e8 · Roi noir sur case blanche g8 · Pion noir sur case noire c7 · Cavalier noir sur case blanche d7 · Pion noir sur case blanche f7 · Pion noir sur case noire g7 · Fou noir sur case noire b6 · Pion noir sur case noire d6 · Dame noire sur case blanche e6 · Cavalier noir sur case noire f6 · Pion noir sur case noire h6 · Pion noir sur case blanche b5 · Pion noir sur case noire e5 · Pion blanc sur case blanche e4 · Cavalier blanc sur case blanche g4 · Fou blanc sur case noire h4 · Pion blanc sur case noire c3 · Pion blanc sur case blanche d3 · Cavalier blanc sur case noire e3 · Pion blanc sur case blanche h3 · Pion blanc sur case noire b2 · Pion blanc sur case noire f2 · Pion blanc sur case blanche g2 · Tour blanche sur case noire a1 · Dame blanche sur case blanche d1 · Tour blanche sur case noire e1 · Roi blanc sur case noire g1 | Tour noire sur case blanche a8 · Tour noire sur case blanche e8 · Roi noir sur case blanche g8 · Pion noir sur case noire c7 · Cavalier noir sur case blanche d7 · Pion noir sur case blanche f7 · Pion noir sur case noire g7 · Fou noir sur case noire b6 · Pion noir sur case noire d6 · Dame noire sur case blanche e6 · Cavalier noir sur case noire f6 · Pion noir sur case noire h6 · Pion noir sur case blanche b5 · Pion noir sur case noire e5 · Pion blanc sur case blanche e4 · Cavalier blanc sur case blanche g4 · Fou blanc sur case noire h4 · Pion blanc sur case noire c3 · Pion blanc sur case blanche d3 · Cavalier blanc sur case noire e3 · Pion blanc sur case blanche h3 · Pion blanc sur case noire b2 · Pion blanc sur case noire f2 · Pion blanc sur case blanche g2 · Tour blanche sur case noire a1 · Dame blanche sur case blanche d1 · Tour blanche sur case noire e1 · Roi blanc sur case noire g1 | Tour noire sur case blanche a8 · Tour noire sur case blanche e8 · Roi noir sur case blanche g8 · Pion noir sur case noire c7 · Cavalier noir sur case blanche d7 · Pion noir sur case blanche f7 · Pion noir sur case noire g7 · Fou noir sur case noire b6 · Pion noir sur case noire d6 · Dame noire sur case blanche e6 · Cavalier noir sur case noire f6 · Pion noir sur case noire h6 · Pion noir sur case blanche b5 · Pion noir sur case noire e5 · Pion blanc sur case blanche e4 · Cavalier blanc sur case blanche g4 · Fou blanc sur case noire h4 · Pion blanc sur case noire c3 · Pion blanc sur case blanche d3 · Cavalier blanc sur case noire e3 · Pion blanc sur case blanche h3 · Pion blanc sur case noire b2 · Pion blanc sur case noire f2 · Pion blanc sur case blanche g2 · Tour blanche sur case noire a1 · Dame blanche sur case blanche d1 · Tour blanche sur case noire e1 · Roi blanc sur case noire g1 | 4 |
| 3 | Tour noire sur case blanche a8 · Tour noire sur case blanche e8 · Roi noir sur case blanche g8 · Pion noir sur case noire c7 · Cavalier noir sur case blanche d7 · Pion noir sur case blanche f7 · Pion noir sur case noire g7 · Fou noir sur case noire b6 · Pion noir sur case noire d6 · Dame noire sur case blanche e6 · Cavalier noir sur case noire f6 · Pion noir sur case noire h6 · Pion noir sur case blanche b5 · Pion noir sur case noire e5 · Pion blanc sur case blanche e4 · Cavalier blanc sur case blanche g4 · Fou blanc sur case noire h4 · Pion blanc sur case noire c3 · Pion blanc sur case blanche d3 · Cavalier blanc sur case noire e3 · Pion blanc sur case blanche h3 · Pion blanc sur case noire b2 · Pion blanc sur case noire f2 · Pion blanc sur case blanche g2 · Tour blanche sur case noire a1 · Dame blanche sur case blanche d1 · Tour blanche sur case noire e1 · Roi blanc sur case noire g1 | Tour noire sur case blanche a8 · Tour noire sur case blanche e8 · Roi noir sur case blanche g8 · Pion noir sur case noire c7 · Cavalier noir sur case blanche d7 · Pion noir sur case blanche f7 · Pion noir sur case noire g7 · Fou noir sur case noire b6 · Pion noir sur case noire d6 · Dame noire sur case blanche e6 · Cavalier noir sur case noire f6 · Pion noir sur case noire h6 · Pion noir sur case blanche b5 · Pion noir sur case noire e5 · Pion blanc sur case blanche e4 · Cavalier blanc sur case blanche g4 · Fou blanc sur case noire h4 · Pion blanc sur case noire c3 · Pion blanc sur case blanche d3 · Cavalier blanc sur case noire e3 · Pion blanc sur case blanche h3 · Pion blanc sur case noire b2 · Pion blanc sur case noire f2 · Pion blanc sur case blanche g2 · Tour blanche sur case noire a1 · Dame blanche sur case blanche d1 · Tour blanche sur case noire e1 · Roi blanc sur case noire g1 | Tour noire sur case blanche a8 · Tour noire sur case blanche e8 · Roi noir sur case blanche g8 · Pion noir sur case noire c7 · Cavalier noir sur case blanche d7 · Pion noir sur case blanche f7 · Pion noir sur case noire g7 · Fou noir sur case noire b6 · Pion noir sur case noire d6 · Dame noire sur case blanche e6 · Cavalier noir sur case noire f6 · Pion noir sur case noire h6 · Pion noir sur case blanche b5 · Pion noir sur case noire e5 · Pion blanc sur case blanche e4 · Cavalier blanc sur case blanche g4 · Fou blanc sur case noire h4 · Pion blanc sur case noire c3 · Pion blanc sur case blanche d3 · Cavalier blanc sur case noire e3 · Pion blanc sur case blanche h3 · Pion blanc sur case noire b2 · Pion blanc sur case noire f2 · Pion blanc sur case blanche g2 · Tour blanche sur case noire a1 · Dame blanche sur case blanche d1 · Tour blanche sur case noire e1 · Roi blanc sur case noire g1 | Tour noire sur case blanche a8 · Tour noire sur case blanche e8 · Roi noir sur case blanche g8 · Pion noir sur case noire c7 · Cavalier noir sur case blanche d7 · Pion noir sur case blanche f7 · Pion noir sur case noire g7 · Fou noir sur case noire b6 · Pion noir sur case noire d6 · Dame noire sur case blanche e6 · Cavalier noir sur case noire f6 · Pion noir sur case noire h6 · Pion noir sur case blanche b5 · Pion noir sur case noire e5 · Pion blanc sur case blanche e4 · Cavalier blanc sur case blanche g4 · Fou blanc sur case noire h4 · Pion blanc sur case noire c3 · Pion blanc sur case blanche d3 · Cavalier blanc sur case noire e3 · Pion blanc sur case blanche h3 · Pion blanc sur case noire b2 · Pion blanc sur case noire f2 · Pion blanc sur case blanche g2 · Tour blanche sur case noire a1 · Dame blanche sur case blanche d1 · Tour blanche sur case noire e1 · Roi blanc sur case noire g1 | Tour noire sur case blanche a8 · Tour noire sur case blanche e8 · Roi noir sur case blanche g8 · Pion noir sur case noire c7 · Cavalier noir sur case blanche d7 · Pion noir sur case blanche f7 · Pion noir sur case noire g7 · Fou noir sur case noire b6 · Pion noir sur case noire d6 · Dame noire sur case blanche e6 · Cavalier noir sur case noire f6 · Pion noir sur case noire h6 · Pion noir sur case blanche b5 · Pion noir sur case noire e5 · Pion blanc sur case blanche e4 · Cavalier blanc sur case blanche g4 · Fou blanc sur case noire h4 · Pion blanc sur case noire c3 · Pion blanc sur case blanche d3 · Cavalier blanc sur case noire e3 · Pion blanc sur case blanche h3 · Pion blanc sur case noire b2 · Pion blanc sur case noire f2 · Pion blanc sur case blanche g2 · Tour blanche sur case noire a1 · Dame blanche sur case blanche d1 · Tour blanche sur case noire e1 · Roi blanc sur case noire g1 | Tour noire sur case blanche a8 · Tour noire sur case blanche e8 · Roi noir sur case blanche g8 · Pion noir sur case noire c7 · Cavalier noir sur case blanche d7 · Pion noir sur case blanche f7 · Pion noir sur case noire g7 · Fou noir sur case noire b6 · Pion noir sur case noire d6 · Dame noire sur case blanche e6 · Cavalier noir sur case noire f6 · Pion noir sur case noire h6 · Pion noir sur case blanche b5 · Pion noir sur case noire e5 · Pion blanc sur case blanche e4 · Cavalier blanc sur case blanche g4 · Fou blanc sur case noire h4 · Pion blanc sur case noire c3 · Pion blanc sur case blanche d3 · Cavalier blanc sur case noire e3 · Pion blanc sur case blanche h3 · Pion blanc sur case noire b2 · Pion blanc sur case noire f2 · Pion blanc sur case blanche g2 · Tour blanche sur case noire a1 · Dame blanche sur case blanche d1 · Tour blanche sur case noire e1 · Roi blanc sur case noire g1 | Tour noire sur case blanche a8 · Tour noire sur case blanche e8 · Roi noir sur case blanche g8 · Pion noir sur case noire c7 · Cavalier noir sur case blanche d7 · Pion noir sur case blanche f7 · Pion noir sur case noire g7 · Fou noir sur case noire b6 · Pion noir sur case noire d6 · Dame noire sur case blanche e6 · Cavalier noir sur case noire f6 · Pion noir sur case noire h6 · Pion noir sur case blanche b5 · Pion noir sur case noire e5 · Pion blanc sur case blanche e4 · Cavalier blanc sur case blanche g4 · Fou blanc sur case noire h4 · Pion blanc sur case noire c3 · Pion blanc sur case blanche d3 · Cavalier blanc sur case noire e3 · Pion blanc sur case blanche h3 · Pion blanc sur case noire b2 · Pion blanc sur case noire f2 · Pion blanc sur case blanche g2 · Tour blanche sur case noire a1 · Dame blanche sur case blanche d1 · Tour blanche sur case noire e1 · Roi blanc sur case noire g1 | Tour noire sur case blanche a8 · Tour noire sur case blanche e8 · Roi noir sur case blanche g8 · Pion noir sur case noire c7 · Cavalier noir sur case blanche d7 · Pion noir sur case blanche f7 · Pion noir sur case noire g7 · Fou noir sur case noire b6 · Pion noir sur case noire d6 · Dame noire sur case blanche e6 · Cavalier noir sur case noire f6 · Pion noir sur case noire h6 · Pion noir sur case blanche b5 · Pion noir sur case noire e5 · Pion blanc sur case blanche e4 · Cavalier blanc sur case blanche g4 · Fou blanc sur case noire h4 · Pion blanc sur case noire c3 · Pion blanc sur case blanche d3 · Cavalier blanc sur case noire e3 · Pion blanc sur case blanche h3 · Pion blanc sur case noire b2 · Pion blanc sur case noire f2 · Pion blanc sur case blanche g2 · Tour blanche sur case noire a1 · Dame blanche sur case blanche d1 · Tour blanche sur case noire e1 · Roi blanc sur case noire g1 | 3 |
| 2 | Tour noire sur case blanche a8 · Tour noire sur case blanche e8 · Roi noir sur case blanche g8 · Pion noir sur case noire c7 · Cavalier noir sur case blanche d7 · Pion noir sur case blanche f7 · Pion noir sur case noire g7 · Fou noir sur case noire b6 · Pion noir sur case noire d6 · Dame noire sur case blanche e6 · Cavalier noir sur case noire f6 · Pion noir sur case noire h6 · Pion noir sur case blanche b5 · Pion noir sur case noire e5 · Pion blanc sur case blanche e4 · Cavalier blanc sur case blanche g4 · Fou blanc sur case noire h4 · Pion blanc sur case noire c3 · Pion blanc sur case blanche d3 · Cavalier blanc sur case noire e3 · Pion blanc sur case blanche h3 · Pion blanc sur case noire b2 · Pion blanc sur case noire f2 · Pion blanc sur case blanche g2 · Tour blanche sur case noire a1 · Dame blanche sur case blanche d1 · Tour blanche sur case noire e1 · Roi blanc sur case noire g1 | Tour noire sur case blanche a8 · Tour noire sur case blanche e8 · Roi noir sur case blanche g8 · Pion noir sur case noire c7 · Cavalier noir sur case blanche d7 · Pion noir sur case blanche f7 · Pion noir sur case noire g7 · Fou noir sur case noire b6 · Pion noir sur case noire d6 · Dame noire sur case blanche e6 · Cavalier noir sur case noire f6 · Pion noir sur case noire h6 · Pion noir sur case blanche b5 · Pion noir sur case noire e5 · Pion blanc sur case blanche e4 · Cavalier blanc sur case blanche g4 · Fou blanc sur case noire h4 · Pion blanc sur case noire c3 · Pion blanc sur case blanche d3 · Cavalier blanc sur case noire e3 · Pion blanc sur case blanche h3 · Pion blanc sur case noire b2 · Pion blanc sur case noire f2 · Pion blanc sur case blanche g2 · Tour blanche sur case noire a1 · Dame blanche sur case blanche d1 · Tour blanche sur case noire e1 · Roi blanc sur case noire g1 | Tour noire sur case blanche a8 · Tour noire sur case blanche e8 · Roi noir sur case blanche g8 · Pion noir sur case noire c7 · Cavalier noir sur case blanche d7 · Pion noir sur case blanche f7 · Pion noir sur case noire g7 · Fou noir sur case noire b6 · Pion noir sur case noire d6 · Dame noire sur case blanche e6 · Cavalier noir sur case noire f6 · Pion noir sur case noire h6 · Pion noir sur case blanche b5 · Pion noir sur case noire e5 · Pion blanc sur case blanche e4 · Cavalier blanc sur case blanche g4 · Fou blanc sur case noire h4 · Pion blanc sur case noire c3 · Pion blanc sur case blanche d3 · Cavalier blanc sur case noire e3 · Pion blanc sur case blanche h3 · Pion blanc sur case noire b2 · Pion blanc sur case noire f2 · Pion blanc sur case blanche g2 · Tour blanche sur case noire a1 · Dame blanche sur case blanche d1 · Tour blanche sur case noire e1 · Roi blanc sur case noire g1 | Tour noire sur case blanche a8 · Tour noire sur case blanche e8 · Roi noir sur case blanche g8 · Pion noir sur case noire c7 · Cavalier noir sur case blanche d7 · Pion noir sur case blanche f7 · Pion noir sur case noire g7 · Fou noir sur case noire b6 · Pion noir sur case noire d6 · Dame noire sur case blanche e6 · Cavalier noir sur case noire f6 · Pion noir sur case noire h6 · Pion noir sur case blanche b5 · Pion noir sur case noire e5 · Pion blanc sur case blanche e4 · Cavalier blanc sur case blanche g4 · Fou blanc sur case noire h4 · Pion blanc sur case noire c3 · Pion blanc sur case blanche d3 · Cavalier blanc sur case noire e3 · Pion blanc sur case blanche h3 · Pion blanc sur case noire b2 · Pion blanc sur case noire f2 · Pion blanc sur case blanche g2 · Tour blanche sur case noire a1 · Dame blanche sur case blanche d1 · Tour blanche sur case noire e1 · Roi blanc sur case noire g1 | Tour noire sur case blanche a8 · Tour noire sur case blanche e8 · Roi noir sur case blanche g8 · Pion noir sur case noire c7 · Cavalier noir sur case blanche d7 · Pion noir sur case blanche f7 · Pion noir sur case noire g7 · Fou noir sur case noire b6 · Pion noir sur case noire d6 · Dame noire sur case blanche e6 · Cavalier noir sur case noire f6 · Pion noir sur case noire h6 · Pion noir sur case blanche b5 · Pion noir sur case noire e5 · Pion blanc sur case blanche e4 · Cavalier blanc sur case blanche g4 · Fou blanc sur case noire h4 · Pion blanc sur case noire c3 · Pion blanc sur case blanche d3 · Cavalier blanc sur case noire e3 · Pion blanc sur case blanche h3 · Pion blanc sur case noire b2 · Pion blanc sur case noire f2 · Pion blanc sur case blanche g2 · Tour blanche sur case noire a1 · Dame blanche sur case blanche d1 · Tour blanche sur case noire e1 · Roi blanc sur case noire g1 | Tour noire sur case blanche a8 · Tour noire sur case blanche e8 · Roi noir sur case blanche g8 · Pion noir sur case noire c7 · Cavalier noir sur case blanche d7 · Pion noir sur case blanche f7 · Pion noir sur case noire g7 · Fou noir sur case noire b6 · Pion noir sur case noire d6 · Dame noire sur case blanche e6 · Cavalier noir sur case noire f6 · Pion noir sur case noire h6 · Pion noir sur case blanche b5 · Pion noir sur case noire e5 · Pion blanc sur case blanche e4 · Cavalier blanc sur case blanche g4 · Fou blanc sur case noire h4 · Pion blanc sur case noire c3 · Pion blanc sur case blanche d3 · Cavalier blanc sur case noire e3 · Pion blanc sur case blanche h3 · Pion blanc sur case noire b2 · Pion blanc sur case noire f2 · Pion blanc sur case blanche g2 · Tour blanche sur case noire a1 · Dame blanche sur case blanche d1 · Tour blanche sur case noire e1 · Roi blanc sur case noire g1 | Tour noire sur case blanche a8 · Tour noire sur case blanche e8 · Roi noir sur case blanche g8 · Pion noir sur case noire c7 · Cavalier noir sur case blanche d7 · Pion noir sur case blanche f7 · Pion noir sur case noire g7 · Fou noir sur case noire b6 · Pion noir sur case noire d6 · Dame noire sur case blanche e6 · Cavalier noir sur case noire f6 · Pion noir sur case noire h6 · Pion noir sur case blanche b5 · Pion noir sur case noire e5 · Pion blanc sur case blanche e4 · Cavalier blanc sur case blanche g4 · Fou blanc sur case noire h4 · Pion blanc sur case noire c3 · Pion blanc sur case blanche d3 · Cavalier blanc sur case noire e3 · Pion blanc sur case blanche h3 · Pion blanc sur case noire b2 · Pion blanc sur case noire f2 · Pion blanc sur case blanche g2 · Tour blanche sur case noire a1 · Dame blanche sur case blanche d1 · Tour blanche sur case noire e1 · Roi blanc sur case noire g1 | Tour noire sur case blanche a8 · Tour noire sur case blanche e8 · Roi noir sur case blanche g8 · Pion noir sur case noire c7 · Cavalier noir sur case blanche d7 · Pion noir sur case blanche f7 · Pion noir sur case noire g7 · Fou noir sur case noire b6 · Pion noir sur case noire d6 · Dame noire sur case blanche e6 · Cavalier noir sur case noire f6 · Pion noir sur case noire h6 · Pion noir sur case blanche b5 · Pion noir sur case noire e5 · Pion blanc sur case blanche e4 · Cavalier blanc sur case blanche g4 · Fou blanc sur case noire h4 · Pion blanc sur case noire c3 · Pion blanc sur case blanche d3 · Cavalier blanc sur case noire e3 · Pion blanc sur case blanche h3 · Pion blanc sur case noire b2 · Pion blanc sur case noire f2 · Pion blanc sur case blanche g2 · Tour blanche sur case noire a1 · Dame blanche sur case blanche d1 · Tour blanche sur case noire e1 · Roi blanc sur case noire g1 | 2 |
| 1 | Tour noire sur case blanche a8 · Tour noire sur case blanche e8 · Roi noir sur case blanche g8 · Pion noir sur case noire c7 · Cavalier noir sur case blanche d7 · Pion noir sur case blanche f7 · Pion noir sur case noire g7 · Fou noir sur case noire b6 · Pion noir sur case noire d6 · Dame noire sur case blanche e6 · Cavalier noir sur case noire f6 · Pion noir sur case noire h6 · Pion noir sur case blanche b5 · Pion noir sur case noire e5 · Pion blanc sur case blanche e4 · Cavalier blanc sur case blanche g4 · Fou blanc sur case noire h4 · Pion blanc sur case noire c3 · Pion blanc sur case blanche d3 · Cavalier blanc sur case noire e3 · Pion blanc sur case blanche h3 · Pion blanc sur case noire b2 · Pion blanc sur case noire f2 · Pion blanc sur case blanche g2 · Tour blanche sur case noire a1 · Dame blanche sur case blanche d1 · Tour blanche sur case noire e1 · Roi blanc sur case noire g1 | Tour noire sur case blanche a8 · Tour noire sur case blanche e8 · Roi noir sur case blanche g8 · Pion noir sur case noire c7 · Cavalier noir sur case blanche d7 · Pion noir sur case blanche f7 · Pion noir sur case noire g7 · Fou noir sur case noire b6 · Pion noir sur case noire d6 · Dame noire sur case blanche e6 · Cavalier noir sur case noire f6 · Pion noir sur case noire h6 · Pion noir sur case blanche b5 · Pion noir sur case noire e5 · Pion blanc sur case blanche e4 · Cavalier blanc sur case blanche g4 · Fou blanc sur case noire h4 · Pion blanc sur case noire c3 · Pion blanc sur case blanche d3 · Cavalier blanc sur case noire e3 · Pion blanc sur case blanche h3 · Pion blanc sur case noire b2 · Pion blanc sur case noire f2 · Pion blanc sur case blanche g2 · Tour blanche sur case noire a1 · Dame blanche sur case blanche d1 · Tour blanche sur case noire e1 · Roi blanc sur case noire g1 | Tour noire sur case blanche a8 · Tour noire sur case blanche e8 · Roi noir sur case blanche g8 · Pion noir sur case noire c7 · Cavalier noir sur case blanche d7 · Pion noir sur case blanche f7 · Pion noir sur case noire g7 · Fou noir sur case noire b6 · Pion noir sur case noire d6 · Dame noire sur case blanche e6 · Cavalier noir sur case noire f6 · Pion noir sur case noire h6 · Pion noir sur case blanche b5 · Pion noir sur case noire e5 · Pion blanc sur case blanche e4 · Cavalier blanc sur case blanche g4 · Fou blanc sur case noire h4 · Pion blanc sur case noire c3 · Pion blanc sur case blanche d3 · Cavalier blanc sur case noire e3 · Pion blanc sur case blanche h3 · Pion blanc sur case noire b2 · Pion blanc sur case noire f2 · Pion blanc sur case blanche g2 · Tour blanche sur case noire a1 · Dame blanche sur case blanche d1 · Tour blanche sur case noire e1 · Roi blanc sur case noire g1 | Tour noire sur case blanche a8 · Tour noire sur case blanche e8 · Roi noir sur case blanche g8 · Pion noir sur case noire c7 · Cavalier noir sur case blanche d7 · Pion noir sur case blanche f7 · Pion noir sur case noire g7 · Fou noir sur case noire b6 · Pion noir sur case noire d6 · Dame noire sur case blanche e6 · Cavalier noir sur case noire f6 · Pion noir sur case noire h6 · Pion noir sur case blanche b5 · Pion noir sur case noire e5 · Pion blanc sur case blanche e4 · Cavalier blanc sur case blanche g4 · Fou blanc sur case noire h4 · Pion blanc sur case noire c3 · Pion blanc sur case blanche d3 · Cavalier blanc sur case noire e3 · Pion blanc sur case blanche h3 · Pion blanc sur case noire b2 · Pion blanc sur case noire f2 · Pion blanc sur case blanche g2 · Tour blanche sur case noire a1 · Dame blanche sur case blanche d1 · Tour blanche sur case noire e1 · Roi blanc sur case noire g1 | Tour noire sur case blanche a8 · Tour noire sur case blanche e8 · Roi noir sur case blanche g8 · Pion noir sur case noire c7 · Cavalier noir sur case blanche d7 · Pion noir sur case blanche f7 · Pion noir sur case noire g7 · Fou noir sur case noire b6 · Pion noir sur case noire d6 · Dame noire sur case blanche e6 · Cavalier noir sur case noire f6 · Pion noir sur case noire h6 · Pion noir sur case blanche b5 · Pion noir sur case noire e5 · Pion blanc sur case blanche e4 · Cavalier blanc sur case blanche g4 · Fou blanc sur case noire h4 · Pion blanc sur case noire c3 · Pion blanc sur case blanche d3 · Cavalier blanc sur case noire e3 · Pion blanc sur case blanche h3 · Pion blanc sur case noire b2 · Pion blanc sur case noire f2 · Pion blanc sur case blanche g2 · Tour blanche sur case noire a1 · Dame blanche sur case blanche d1 · Tour blanche sur case noire e1 · Roi blanc sur case noire g1 | Tour noire sur case blanche a8 · Tour noire sur case blanche e8 · Roi noir sur case blanche g8 · Pion noir sur case noire c7 · Cavalier noir sur case blanche d7 · Pion noir sur case blanche f7 · Pion noir sur case noire g7 · Fou noir sur case noire b6 · Pion noir sur case noire d6 · Dame noire sur case blanche e6 · Cavalier noir sur case noire f6 · Pion noir sur case noire h6 · Pion noir sur case blanche b5 · Pion noir sur case noire e5 · Pion blanc sur case blanche e4 · Cavalier blanc sur case blanche g4 · Fou blanc sur case noire h4 · Pion blanc sur case noire c3 · Pion blanc sur case blanche d3 · Cavalier blanc sur case noire e3 · Pion blanc sur case blanche h3 · Pion blanc sur case noire b2 · Pion blanc sur case noire f2 · Pion blanc sur case blanche g2 · Tour blanche sur case noire a1 · Dame blanche sur case blanche d1 · Tour blanche sur case noire e1 · Roi blanc sur case noire g1 | Tour noire sur case blanche a8 · Tour noire sur case blanche e8 · Roi noir sur case blanche g8 · Pion noir sur case noire c7 · Cavalier noir sur case blanche d7 · Pion noir sur case blanche f7 · Pion noir sur case noire g7 · Fou noir sur case noire b6 · Pion noir sur case noire d6 · Dame noire sur case blanche e6 · Cavalier noir sur case noire f6 · Pion noir sur case noire h6 · Pion noir sur case blanche b5 · Pion noir sur case noire e5 · Pion blanc sur case blanche e4 · Cavalier blanc sur case blanche g4 · Fou blanc sur case noire h4 · Pion blanc sur case noire c3 · Pion blanc sur case blanche d3 · Cavalier blanc sur case noire e3 · Pion blanc sur case blanche h3 · Pion blanc sur case noire b2 · Pion blanc sur case noire f2 · Pion blanc sur case blanche g2 · Tour blanche sur case noire a1 · Dame blanche sur case blanche d1 · Tour blanche sur case noire e1 · Roi blanc sur case noire g1 | Tour noire sur case blanche a8 · Tour noire sur case blanche e8 · Roi noir sur case blanche g8 · Pion noir sur case noire c7 · Cavalier noir sur case blanche d7 · Pion noir sur case blanche f7 · Pion noir sur case noire g7 · Fou noir sur case noire b6 · Pion noir sur case noire d6 · Dame noire sur case blanche e6 · Cavalier noir sur case noire f6 · Pion noir sur case noire h6 · Pion noir sur case blanche b5 · Pion noir sur case noire e5 · Pion blanc sur case blanche e4 · Cavalier blanc sur case blanche g4 · Fou blanc sur case noire h4 · Pion blanc sur case noire c3 · Pion blanc sur case blanche d3 · Cavalier blanc sur case noire e3 · Pion blanc sur case blanche h3 · Pion blanc sur case noire b2 · Pion blanc sur case noire f2 · Pion blanc sur case blanche g2 · Tour blanche sur case noire a1 · Dame blanche sur case blanche d1 · Tour blanche sur case noire e1 · Roi blanc sur case noire g1 | 1 |
|   | a | b | c | d | e | f | g | h |   |

17...De6 Les Noirs se sont enfin décloués. 18. b4 a5 Le coup b4 des Blancs gène la poussée c5, donc Carlsen « passe par l'autre côté » en jouant a5. Ce faisant, il échange un pion faible qui aurait pu devenir problématique. 19. bxa5 Fxa5 20. Chg4 Fb6 21. Fxf6 Cxf6 22. Cxf6+ Dxf6 23. Dg4 Les Blancs vont échanger les pièces mineures et les joueurs vont entrer dans une finale de pièces lourdes. Ce coup peut étonner. Laurent Fressinet le juge un peu imprécis et estime qu'il avantage légèrement les noirs. En jouant le plus classique 23.De2 Fxe3, la finale n'offrait pas de véritables perspectives aux Blancs. 23...Fxe3 24. fxe3 Les Blancs ont la colonne F et peuvent jouer d3-d4. 24...De7 25. Tf1 c5 Les Noirs menacent c5-c4, qui détériorerait la position blanche en affaiblissant le pion e4s. Pour l'instant la position des Noirs semble bonne, la partie s'engage vers la nulle. Carlsen a remis sa veste.
26. Rh2 c4 27. d4 Txa1 28. Txa1 Db7 Le coup 28... exd4 ne marche pas, selon Fressinet : 29.exd4 Dxe4 30.Ta8+ Rh7 32. Tb8, les Blancs regagnent leur pion.
29. Td1 Dc6 30. Df5 exd4 D'une grande précision : les Blancs sont contraints de reprendre de la tour s'ils veulent garder le pion e4. 31. Txd4 Te5 32. Df3 Dc7 Carlsen se prépare à attaquer, mais auparavant, comme à son habitude, il commence par améliorer la position de ses piècess. 33. Rh1 De7 34. Dg4 Rh7 35. Df4 g6 36. Rh2 Rg7 37. Df3 Te6 Alors que les commentateurs pensaient que la partie aboutirait à la nulle un peu plus tôt, les Noirs sont maintenant un peu mieux. Il faudrait bien sûr que les Blancs gaffent pour que les Noirs gagnent, mais Carlsen peut « fatiguer » Anand sans prendre de risques.
38. Dg3 Txe4 39. Dxd6 Txe3 40. Dxe7 Txe7 Ne voulant pas subir longtemps une position inférieure, les Blancs ont lâché un pion et échangé les dames pour passer dans une finale de tours où leur activité compensera la perte du pion. Néanmoins, selon Laurent Fressinet, la meilleure option pour Anand était d'attendre patiemment et de faire durer 
la partie sans échanger les dames, sa position pouvait « tenir ».
41. Td5 Tb7 Une position difficile à évaluer, si ce n'est que la présence de pions sur les deux ailes complique la défense. 42. Td6 f6 43. h4 Rf7 ?! Une imprécision du Norvégien : comme il le dira en conférence de presse, il fallait jouer 43... h5 ! puis Te7-e5 et amener le roi vers le centre.
|   | a | b | c | d | e | f | g | h |   |
| 8 | Tour noire sur case blanche b7 · Roi noir sur case noire g7 · Tour blanche sur case noire d6 · Pion noir sur case noire f6 · Pion noir sur case blanche g6 · Pion noir sur case noire h6 · Pion noir sur case blanche b5 · Pion noir sur case blanche c4 · Pion blanc sur case noire h4 · Pion blanc sur case noire c3 · Pion blanc sur case noire b2 · Pion blanc sur case blanche g2 · Roi blanc sur case noire h2 | Tour noire sur case blanche b7 · Roi noir sur case noire g7 · Tour blanche sur case noire d6 · Pion noir sur case noire f6 · Pion noir sur case blanche g6 · Pion noir sur case noire h6 · Pion noir sur case blanche b5 · Pion noir sur case blanche c4 · Pion blanc sur case noire h4 · Pion blanc sur case noire c3 · Pion blanc sur case noire b2 · Pion blanc sur case blanche g2 · Roi blanc sur case noire h2 | Tour noire sur case blanche b7 · Roi noir sur case noire g7 · Tour blanche sur case noire d6 · Pion noir sur case noire f6 · Pion noir sur case blanche g6 · Pion noir sur case noire h6 · Pion noir sur case blanche b5 · Pion noir sur case blanche c4 · Pion blanc sur case noire h4 · Pion blanc sur case noire c3 · Pion blanc sur case noire b2 · Pion blanc sur case blanche g2 · Roi blanc sur case noire h2 | Tour noire sur case blanche b7 · Roi noir sur case noire g7 · Tour blanche sur case noire d6 · Pion noir sur case noire f6 · Pion noir sur case blanche g6 · Pion noir sur case noire h6 · Pion noir sur case blanche b5 · Pion noir sur case blanche c4 · Pion blanc sur case noire h4 · Pion blanc sur case noire c3 · Pion blanc sur case noire b2 · Pion blanc sur case blanche g2 · Roi blanc sur case noire h2 | Tour noire sur case blanche b7 · Roi noir sur case noire g7 · Tour blanche sur case noire d6 · Pion noir sur case noire f6 · Pion noir sur case blanche g6 · Pion noir sur case noire h6 · Pion noir sur case blanche b5 · Pion noir sur case blanche c4 · Pion blanc sur case noire h4 · Pion blanc sur case noire c3 · Pion blanc sur case noire b2 · Pion blanc sur case blanche g2 · Roi blanc sur case noire h2 | Tour noire sur case blanche b7 · Roi noir sur case noire g7 · Tour blanche sur case noire d6 · Pion noir sur case noire f6 · Pion noir sur case blanche g6 · Pion noir sur case noire h6 · Pion noir sur case blanche b5 · Pion noir sur case blanche c4 · Pion blanc sur case noire h4 · Pion blanc sur case noire c3 · Pion blanc sur case noire b2 · Pion blanc sur case blanche g2 · Roi blanc sur case noire h2 | Tour noire sur case blanche b7 · Roi noir sur case noire g7 · Tour blanche sur case noire d6 · Pion noir sur case noire f6 · Pion noir sur case blanche g6 · Pion noir sur case noire h6 · Pion noir sur case blanche b5 · Pion noir sur case blanche c4 · Pion blanc sur case noire h4 · Pion blanc sur case noire c3 · Pion blanc sur case noire b2 · Pion blanc sur case blanche g2 · Roi blanc sur case noire h2 | Tour noire sur case blanche b7 · Roi noir sur case noire g7 · Tour blanche sur case noire d6 · Pion noir sur case noire f6 · Pion noir sur case blanche g6 · Pion noir sur case noire h6 · Pion noir sur case blanche b5 · Pion noir sur case blanche c4 · Pion blanc sur case noire h4 · Pion blanc sur case noire c3 · Pion blanc sur case noire b2 · Pion blanc sur case blanche g2 · Roi blanc sur case noire h2 | 8 |
| 7 | Tour noire sur case blanche b7 · Roi noir sur case noire g7 · Tour blanche sur case noire d6 · Pion noir sur case noire f6 · Pion noir sur case blanche g6 · Pion noir sur case noire h6 · Pion noir sur case blanche b5 · Pion noir sur case blanche c4 · Pion blanc sur case noire h4 · Pion blanc sur case noire c3 · Pion blanc sur case noire b2 · Pion blanc sur case blanche g2 · Roi blanc sur case noire h2 | Tour noire sur case blanche b7 · Roi noir sur case noire g7 · Tour blanche sur case noire d6 · Pion noir sur case noire f6 · Pion noir sur case blanche g6 · Pion noir sur case noire h6 · Pion noir sur case blanche b5 · Pion noir sur case blanche c4 · Pion blanc sur case noire h4 · Pion blanc sur case noire c3 · Pion blanc sur case noire b2 · Pion blanc sur case blanche g2 · Roi blanc sur case noire h2 | Tour noire sur case blanche b7 · Roi noir sur case noire g7 · Tour blanche sur case noire d6 · Pion noir sur case noire f6 · Pion noir sur case blanche g6 · Pion noir sur case noire h6 · Pion noir sur case blanche b5 · Pion noir sur case blanche c4 · Pion blanc sur case noire h4 · Pion blanc sur case noire c3 · Pion blanc sur case noire b2 · Pion blanc sur case blanche g2 · Roi blanc sur case noire h2 | Tour noire sur case blanche b7 · Roi noir sur case noire g7 · Tour blanche sur case noire d6 · Pion noir sur case noire f6 · Pion noir sur case blanche g6 · Pion noir sur case noire h6 · Pion noir sur case blanche b5 · Pion noir sur case blanche c4 · Pion blanc sur case noire h4 · Pion blanc sur case noire c3 · Pion blanc sur case noire b2 · Pion blanc sur case blanche g2 · Roi blanc sur case noire h2 | Tour noire sur case blanche b7 · Roi noir sur case noire g7 · Tour blanche sur case noire d6 · Pion noir sur case noire f6 · Pion noir sur case blanche g6 · Pion noir sur case noire h6 · Pion noir sur case blanche b5 · Pion noir sur case blanche c4 · Pion blanc sur case noire h4 · Pion blanc sur case noire c3 · Pion blanc sur case noire b2 · Pion blanc sur case blanche g2 · Roi blanc sur case noire h2 | Tour noire sur case blanche b7 · Roi noir sur case noire g7 · Tour blanche sur case noire d6 · Pion noir sur case noire f6 · Pion noir sur case blanche g6 · Pion noir sur case noire h6 · Pion noir sur case blanche b5 · Pion noir sur case blanche c4 · Pion blanc sur case noire h4 · Pion blanc sur case noire c3 · Pion blanc sur case noire b2 · Pion blanc sur case blanche g2 · Roi blanc sur case noire h2 | Tour noire sur case blanche b7 · Roi noir sur case noire g7 · Tour blanche sur case noire d6 · Pion noir sur case noire f6 · Pion noir sur case blanche g6 · Pion noir sur case noire h6 · Pion noir sur case blanche b5 · Pion noir sur case blanche c4 · Pion blanc sur case noire h4 · Pion blanc sur case noire c3 · Pion blanc sur case noire b2 · Pion blanc sur case blanche g2 · Roi blanc sur case noire h2 | Tour noire sur case blanche b7 · Roi noir sur case noire g7 · Tour blanche sur case noire d6 · Pion noir sur case noire f6 · Pion noir sur case blanche g6 · Pion noir sur case noire h6 · Pion noir sur case blanche b5 · Pion noir sur case blanche c4 · Pion blanc sur case noire h4 · Pion blanc sur case noire c3 · Pion blanc sur case noire b2 · Pion blanc sur case blanche g2 · Roi blanc sur case noire h2 | 7 |
| 6 | Tour noire sur case blanche b7 · Roi noir sur case noire g7 · Tour blanche sur case noire d6 · Pion noir sur case noire f6 · Pion noir sur case blanche g6 · Pion noir sur case noire h6 · Pion noir sur case blanche b5 · Pion noir sur case blanche c4 · Pion blanc sur case noire h4 · Pion blanc sur case noire c3 · Pion blanc sur case noire b2 · Pion blanc sur case blanche g2 · Roi blanc sur case noire h2 | Tour noire sur case blanche b7 · Roi noir sur case noire g7 · Tour blanche sur case noire d6 · Pion noir sur case noire f6 · Pion noir sur case blanche g6 · Pion noir sur case noire h6 · Pion noir sur case blanche b5 · Pion noir sur case blanche c4 · Pion blanc sur case noire h4 · Pion blanc sur case noire c3 · Pion blanc sur case noire b2 · Pion blanc sur case blanche g2 · Roi blanc sur case noire h2 | Tour noire sur case blanche b7 · Roi noir sur case noire g7 · Tour blanche sur case noire d6 · Pion noir sur case noire f6 · Pion noir sur case blanche g6 · Pion noir sur case noire h6 · Pion noir sur case blanche b5 · Pion noir sur case blanche c4 · Pion blanc sur case noire h4 · Pion blanc sur case noire c3 · Pion blanc sur case noire b2 · Pion blanc sur case blanche g2 · Roi blanc sur case noire h2 | Tour noire sur case blanche b7 · Roi noir sur case noire g7 · Tour blanche sur case noire d6 · Pion noir sur case noire f6 · Pion noir sur case blanche g6 · Pion noir sur case noire h6 · Pion noir sur case blanche b5 · Pion noir sur case blanche c4 · Pion blanc sur case noire h4 · Pion blanc sur case noire c3 · Pion blanc sur case noire b2 · Pion blanc sur case blanche g2 · Roi blanc sur case noire h2 | Tour noire sur case blanche b7 · Roi noir sur case noire g7 · Tour blanche sur case noire d6 · Pion noir sur case noire f6 · Pion noir sur case blanche g6 · Pion noir sur case noire h6 · Pion noir sur case blanche b5 · Pion noir sur case blanche c4 · Pion blanc sur case noire h4 · Pion blanc sur case noire c3 · Pion blanc sur case noire b2 · Pion blanc sur case blanche g2 · Roi blanc sur case noire h2 | Tour noire sur case blanche b7 · Roi noir sur case noire g7 · Tour blanche sur case noire d6 · Pion noir sur case noire f6 · Pion noir sur case blanche g6 · Pion noir sur case noire h6 · Pion noir sur case blanche b5 · Pion noir sur case blanche c4 · Pion blanc sur case noire h4 · Pion blanc sur case noire c3 · Pion blanc sur case noire b2 · Pion blanc sur case blanche g2 · Roi blanc sur case noire h2 | Tour noire sur case blanche b7 · Roi noir sur case noire g7 · Tour blanche sur case noire d6 · Pion noir sur case noire f6 · Pion noir sur case blanche g6 · Pion noir sur case noire h6 · Pion noir sur case blanche b5 · Pion noir sur case blanche c4 · Pion blanc sur case noire h4 · Pion blanc sur case noire c3 · Pion blanc sur case noire b2 · Pion blanc sur case blanche g2 · Roi blanc sur case noire h2 | Tour noire sur case blanche b7 · Roi noir sur case noire g7 · Tour blanche sur case noire d6 · Pion noir sur case noire f6 · Pion noir sur case blanche g6 · Pion noir sur case noire h6 · Pion noir sur case blanche b5 · Pion noir sur case blanche c4 · Pion blanc sur case noire h4 · Pion blanc sur case noire c3 · Pion blanc sur case noire b2 · Pion blanc sur case blanche g2 · Roi blanc sur case noire h2 | 6 |
| 5 | Tour noire sur case blanche b7 · Roi noir sur case noire g7 · Tour blanche sur case noire d6 · Pion noir sur case noire f6 · Pion noir sur case blanche g6 · Pion noir sur case noire h6 · Pion noir sur case blanche b5 · Pion noir sur case blanche c4 · Pion blanc sur case noire h4 · Pion blanc sur case noire c3 · Pion blanc sur case noire b2 · Pion blanc sur case blanche g2 · Roi blanc sur case noire h2 | Tour noire sur case blanche b7 · Roi noir sur case noire g7 · Tour blanche sur case noire d6 · Pion noir sur case noire f6 · Pion noir sur case blanche g6 · Pion noir sur case noire h6 · Pion noir sur case blanche b5 · Pion noir sur case blanche c4 · Pion blanc sur case noire h4 · Pion blanc sur case noire c3 · Pion blanc sur case noire b2 · Pion blanc sur case blanche g2 · Roi blanc sur case noire h2 | Tour noire sur case blanche b7 · Roi noir sur case noire g7 · Tour blanche sur case noire d6 · Pion noir sur case noire f6 · Pion noir sur case blanche g6 · Pion noir sur case noire h6 · Pion noir sur case blanche b5 · Pion noir sur case blanche c4 · Pion blanc sur case noire h4 · Pion blanc sur case noire c3 · Pion blanc sur case noire b2 · Pion blanc sur case blanche g2 · Roi blanc sur case noire h2 | Tour noire sur case blanche b7 · Roi noir sur case noire g7 · Tour blanche sur case noire d6 · Pion noir sur case noire f6 · Pion noir sur case blanche g6 · Pion noir sur case noire h6 · Pion noir sur case blanche b5 · Pion noir sur case blanche c4 · Pion blanc sur case noire h4 · Pion blanc sur case noire c3 · Pion blanc sur case noire b2 · Pion blanc sur case blanche g2 · Roi blanc sur case noire h2 | Tour noire sur case blanche b7 · Roi noir sur case noire g7 · Tour blanche sur case noire d6 · Pion noir sur case noire f6 · Pion noir sur case blanche g6 · Pion noir sur case noire h6 · Pion noir sur case blanche b5 · Pion noir sur case blanche c4 · Pion blanc sur case noire h4 · Pion blanc sur case noire c3 · Pion blanc sur case noire b2 · Pion blanc sur case blanche g2 · Roi blanc sur case noire h2 | Tour noire sur case blanche b7 · Roi noir sur case noire g7 · Tour blanche sur case noire d6 · Pion noir sur case noire f6 · Pion noir sur case blanche g6 · Pion noir sur case noire h6 · Pion noir sur case blanche b5 · Pion noir sur case blanche c4 · Pion blanc sur case noire h4 · Pion blanc sur case noire c3 · Pion blanc sur case noire b2 · Pion blanc sur case blanche g2 · Roi blanc sur case noire h2 | Tour noire sur case blanche b7 · Roi noir sur case noire g7 · Tour blanche sur case noire d6 · Pion noir sur case noire f6 · Pion noir sur case blanche g6 · Pion noir sur case noire h6 · Pion noir sur case blanche b5 · Pion noir sur case blanche c4 · Pion blanc sur case noire h4 · Pion blanc sur case noire c3 · Pion blanc sur case noire b2 · Pion blanc sur case blanche g2 · Roi blanc sur case noire h2 | Tour noire sur case blanche b7 · Roi noir sur case noire g7 · Tour blanche sur case noire d6 · Pion noir sur case noire f6 · Pion noir sur case blanche g6 · Pion noir sur case noire h6 · Pion noir sur case blanche b5 · Pion noir sur case blanche c4 · Pion blanc sur case noire h4 · Pion blanc sur case noire c3 · Pion blanc sur case noire b2 · Pion blanc sur case blanche g2 · Roi blanc sur case noire h2 | 5 |
| 4 | Tour noire sur case blanche b7 · Roi noir sur case noire g7 · Tour blanche sur case noire d6 · Pion noir sur case noire f6 · Pion noir sur case blanche g6 · Pion noir sur case noire h6 · Pion noir sur case blanche b5 · Pion noir sur case blanche c4 · Pion blanc sur case noire h4 · Pion blanc sur case noire c3 · Pion blanc sur case noire b2 · Pion blanc sur case blanche g2 · Roi blanc sur case noire h2 | Tour noire sur case blanche b7 · Roi noir sur case noire g7 · Tour blanche sur case noire d6 · Pion noir sur case noire f6 · Pion noir sur case blanche g6 · Pion noir sur case noire h6 · Pion noir sur case blanche b5 · Pion noir sur case blanche c4 · Pion blanc sur case noire h4 · Pion blanc sur case noire c3 · Pion blanc sur case noire b2 · Pion blanc sur case blanche g2 · Roi blanc sur case noire h2 | Tour noire sur case blanche b7 · Roi noir sur case noire g7 · Tour blanche sur case noire d6 · Pion noir sur case noire f6 · Pion noir sur case blanche g6 · Pion noir sur case noire h6 · Pion noir sur case blanche b5 · Pion noir sur case blanche c4 · Pion blanc sur case noire h4 · Pion blanc sur case noire c3 · Pion blanc sur case noire b2 · Pion blanc sur case blanche g2 · Roi blanc sur case noire h2 | Tour noire sur case blanche b7 · Roi noir sur case noire g7 · Tour blanche sur case noire d6 · Pion noir sur case noire f6 · Pion noir sur case blanche g6 · Pion noir sur case noire h6 · Pion noir sur case blanche b5 · Pion noir sur case blanche c4 · Pion blanc sur case noire h4 · Pion blanc sur case noire c3 · Pion blanc sur case noire b2 · Pion blanc sur case blanche g2 · Roi blanc sur case noire h2 | Tour noire sur case blanche b7 · Roi noir sur case noire g7 · Tour blanche sur case noire d6 · Pion noir sur case noire f6 · Pion noir sur case blanche g6 · Pion noir sur case noire h6 · Pion noir sur case blanche b5 · Pion noir sur case blanche c4 · Pion blanc sur case noire h4 · Pion blanc sur case noire c3 · Pion blanc sur case noire b2 · Pion blanc sur case blanche g2 · Roi blanc sur case noire h2 | Tour noire sur case blanche b7 · Roi noir sur case noire g7 · Tour blanche sur case noire d6 · Pion noir sur case noire f6 · Pion noir sur case blanche g6 · Pion noir sur case noire h6 · Pion noir sur case blanche b5 · Pion noir sur case blanche c4 · Pion blanc sur case noire h4 · Pion blanc sur case noire c3 · Pion blanc sur case noire b2 · Pion blanc sur case blanche g2 · Roi blanc sur case noire h2 | Tour noire sur case blanche b7 · Roi noir sur case noire g7 · Tour blanche sur case noire d6 · Pion noir sur case noire f6 · Pion noir sur case blanche g6 · Pion noir sur case noire h6 · Pion noir sur case blanche b5 · Pion noir sur case blanche c4 · Pion blanc sur case noire h4 · Pion blanc sur case noire c3 · Pion blanc sur case noire b2 · Pion blanc sur case blanche g2 · Roi blanc sur case noire h2 | Tour noire sur case blanche b7 · Roi noir sur case noire g7 · Tour blanche sur case noire d6 · Pion noir sur case noire f6 · Pion noir sur case blanche g6 · Pion noir sur case noire h6 · Pion noir sur case blanche b5 · Pion noir sur case blanche c4 · Pion blanc sur case noire h4 · Pion blanc sur case noire c3 · Pion blanc sur case noire b2 · Pion blanc sur case blanche g2 · Roi blanc sur case noire h2 | 4 |
| 3 | Tour noire sur case blanche b7 · Roi noir sur case noire g7 · Tour blanche sur case noire d6 · Pion noir sur case noire f6 · Pion noir sur case blanche g6 · Pion noir sur case noire h6 · Pion noir sur case blanche b5 · Pion noir sur case blanche c4 · Pion blanc sur case noire h4 · Pion blanc sur case noire c3 · Pion blanc sur case noire b2 · Pion blanc sur case blanche g2 · Roi blanc sur case noire h2 | Tour noire sur case blanche b7 · Roi noir sur case noire g7 · Tour blanche sur case noire d6 · Pion noir sur case noire f6 · Pion noir sur case blanche g6 · Pion noir sur case noire h6 · Pion noir sur case blanche b5 · Pion noir sur case blanche c4 · Pion blanc sur case noire h4 · Pion blanc sur case noire c3 · Pion blanc sur case noire b2 · Pion blanc sur case blanche g2 · Roi blanc sur case noire h2 | Tour noire sur case blanche b7 · Roi noir sur case noire g7 · Tour blanche sur case noire d6 · Pion noir sur case noire f6 · Pion noir sur case blanche g6 · Pion noir sur case noire h6 · Pion noir sur case blanche b5 · Pion noir sur case blanche c4 · Pion blanc sur case noire h4 · Pion blanc sur case noire c3 · Pion blanc sur case noire b2 · Pion blanc sur case blanche g2 · Roi blanc sur case noire h2 | Tour noire sur case blanche b7 · Roi noir sur case noire g7 · Tour blanche sur case noire d6 · Pion noir sur case noire f6 · Pion noir sur case blanche g6 · Pion noir sur case noire h6 · Pion noir sur case blanche b5 · Pion noir sur case blanche c4 · Pion blanc sur case noire h4 · Pion blanc sur case noire c3 · Pion blanc sur case noire b2 · Pion blanc sur case blanche g2 · Roi blanc sur case noire h2 | Tour noire sur case blanche b7 · Roi noir sur case noire g7 · Tour blanche sur case noire d6 · Pion noir sur case noire f6 · Pion noir sur case blanche g6 · Pion noir sur case noire h6 · Pion noir sur case blanche b5 · Pion noir sur case blanche c4 · Pion blanc sur case noire h4 · Pion blanc sur case noire c3 · Pion blanc sur case noire b2 · Pion blanc sur case blanche g2 · Roi blanc sur case noire h2 | Tour noire sur case blanche b7 · Roi noir sur case noire g7 · Tour blanche sur case noire d6 · Pion noir sur case noire f6 · Pion noir sur case blanche g6 · Pion noir sur case noire h6 · Pion noir sur case blanche b5 · Pion noir sur case blanche c4 · Pion blanc sur case noire h4 · Pion blanc sur case noire c3 · Pion blanc sur case noire b2 · Pion blanc sur case blanche g2 · Roi blanc sur case noire h2 | Tour noire sur case blanche b7 · Roi noir sur case noire g7 · Tour blanche sur case noire d6 · Pion noir sur case noire f6 · Pion noir sur case blanche g6 · Pion noir sur case noire h6 · Pion noir sur case blanche b5 · Pion noir sur case blanche c4 · Pion blanc sur case noire h4 · Pion blanc sur case noire c3 · Pion blanc sur case noire b2 · Pion blanc sur case blanche g2 · Roi blanc sur case noire h2 | Tour noire sur case blanche b7 · Roi noir sur case noire g7 · Tour blanche sur case noire d6 · Pion noir sur case noire f6 · Pion noir sur case blanche g6 · Pion noir sur case noire h6 · Pion noir sur case blanche b5 · Pion noir sur case blanche c4 · Pion blanc sur case noire h4 · Pion blanc sur case noire c3 · Pion blanc sur case noire b2 · Pion blanc sur case blanche g2 · Roi blanc sur case noire h2 | 3 |
| 2 | Tour noire sur case blanche b7 · Roi noir sur case noire g7 · Tour blanche sur case noire d6 · Pion noir sur case noire f6 · Pion noir sur case blanche g6 · Pion noir sur case noire h6 · Pion noir sur case blanche b5 · Pion noir sur case blanche c4 · Pion blanc sur case noire h4 · Pion blanc sur case noire c3 · Pion blanc sur case noire b2 · Pion blanc sur case blanche g2 · Roi blanc sur case noire h2 | Tour noire sur case blanche b7 · Roi noir sur case noire g7 · Tour blanche sur case noire d6 · Pion noir sur case noire f6 · Pion noir sur case blanche g6 · Pion noir sur case noire h6 · Pion noir sur case blanche b5 · Pion noir sur case blanche c4 · Pion blanc sur case noire h4 · Pion blanc sur case noire c3 · Pion blanc sur case noire b2 · Pion blanc sur case blanche g2 · Roi blanc sur case noire h2 | Tour noire sur case blanche b7 · Roi noir sur case noire g7 · Tour blanche sur case noire d6 · Pion noir sur case noire f6 · Pion noir sur case blanche g6 · Pion noir sur case noire h6 · Pion noir sur case blanche b5 · Pion noir sur case blanche c4 · Pion blanc sur case noire h4 · Pion blanc sur case noire c3 · Pion blanc sur case noire b2 · Pion blanc sur case blanche g2 · Roi blanc sur case noire h2 | Tour noire sur case blanche b7 · Roi noir sur case noire g7 · Tour blanche sur case noire d6 · Pion noir sur case noire f6 · Pion noir sur case blanche g6 · Pion noir sur case noire h6 · Pion noir sur case blanche b5 · Pion noir sur case blanche c4 · Pion blanc sur case noire h4 · Pion blanc sur case noire c3 · Pion blanc sur case noire b2 · Pion blanc sur case blanche g2 · Roi blanc sur case noire h2 | Tour noire sur case blanche b7 · Roi noir sur case noire g7 · Tour blanche sur case noire d6 · Pion noir sur case noire f6 · Pion noir sur case blanche g6 · Pion noir sur case noire h6 · Pion noir sur case blanche b5 · Pion noir sur case blanche c4 · Pion blanc sur case noire h4 · Pion blanc sur case noire c3 · Pion blanc sur case noire b2 · Pion blanc sur case blanche g2 · Roi blanc sur case noire h2 | Tour noire sur case blanche b7 · Roi noir sur case noire g7 · Tour blanche sur case noire d6 · Pion noir sur case noire f6 · Pion noir sur case blanche g6 · Pion noir sur case noire h6 · Pion noir sur case blanche b5 · Pion noir sur case blanche c4 · Pion blanc sur case noire h4 · Pion blanc sur case noire c3 · Pion blanc sur case noire b2 · Pion blanc sur case blanche g2 · Roi blanc sur case noire h2 | Tour noire sur case blanche b7 · Roi noir sur case noire g7 · Tour blanche sur case noire d6 · Pion noir sur case noire f6 · Pion noir sur case blanche g6 · Pion noir sur case noire h6 · Pion noir sur case blanche b5 · Pion noir sur case blanche c4 · Pion blanc sur case noire h4 · Pion blanc sur case noire c3 · Pion blanc sur case noire b2 · Pion blanc sur case blanche g2 · Roi blanc sur case noire h2 | Tour noire sur case blanche b7 · Roi noir sur case noire g7 · Tour blanche sur case noire d6 · Pion noir sur case noire f6 · Pion noir sur case blanche g6 · Pion noir sur case noire h6 · Pion noir sur case blanche b5 · Pion noir sur case blanche c4 · Pion blanc sur case noire h4 · Pion blanc sur case noire c3 · Pion blanc sur case noire b2 · Pion blanc sur case blanche g2 · Roi blanc sur case noire h2 | 2 |
| 1 | Tour noire sur case blanche b7 · Roi noir sur case noire g7 · Tour blanche sur case noire d6 · Pion noir sur case noire f6 · Pion noir sur case blanche g6 · Pion noir sur case noire h6 · Pion noir sur case blanche b5 · Pion noir sur case blanche c4 · Pion blanc sur case noire h4 · Pion blanc sur case noire c3 · Pion blanc sur case noire b2 · Pion blanc sur case blanche g2 · Roi blanc sur case noire h2 | Tour noire sur case blanche b7 · Roi noir sur case noire g7 · Tour blanche sur case noire d6 · Pion noir sur case noire f6 · Pion noir sur case blanche g6 · Pion noir sur case noire h6 · Pion noir sur case blanche b5 · Pion noir sur case blanche c4 · Pion blanc sur case noire h4 · Pion blanc sur case noire c3 · Pion blanc sur case noire b2 · Pion blanc sur case blanche g2 · Roi blanc sur case noire h2 | Tour noire sur case blanche b7 · Roi noir sur case noire g7 · Tour blanche sur case noire d6 · Pion noir sur case noire f6 · Pion noir sur case blanche g6 · Pion noir sur case noire h6 · Pion noir sur case blanche b5 · Pion noir sur case blanche c4 · Pion blanc sur case noire h4 · Pion blanc sur case noire c3 · Pion blanc sur case noire b2 · Pion blanc sur case blanche g2 · Roi blanc sur case noire h2 | Tour noire sur case blanche b7 · Roi noir sur case noire g7 · Tour blanche sur case noire d6 · Pion noir sur case noire f6 · Pion noir sur case blanche g6 · Pion noir sur case noire h6 · Pion noir sur case blanche b5 · Pion noir sur case blanche c4 · Pion blanc sur case noire h4 · Pion blanc sur case noire c3 · Pion blanc sur case noire b2 · Pion blanc sur case blanche g2 · Roi blanc sur case noire h2 | Tour noire sur case blanche b7 · Roi noir sur case noire g7 · Tour blanche sur case noire d6 · Pion noir sur case noire f6 · Pion noir sur case blanche g6 · Pion noir sur case noire h6 · Pion noir sur case blanche b5 · Pion noir sur case blanche c4 · Pion blanc sur case noire h4 · Pion blanc sur case noire c3 · Pion blanc sur case noire b2 · Pion blanc sur case blanche g2 · Roi blanc sur case noire h2 | Tour noire sur case blanche b7 · Roi noir sur case noire g7 · Tour blanche sur case noire d6 · Pion noir sur case noire f6 · Pion noir sur case blanche g6 · Pion noir sur case noire h6 · Pion noir sur case blanche b5 · Pion noir sur case blanche c4 · Pion blanc sur case noire h4 · Pion blanc sur case noire c3 · Pion blanc sur case noire b2 · Pion blanc sur case blanche g2 · Roi blanc sur case noire h2 | Tour noire sur case blanche b7 · Roi noir sur case noire g7 · Tour blanche sur case noire d6 · Pion noir sur case noire f6 · Pion noir sur case blanche g6 · Pion noir sur case noire h6 · Pion noir sur case blanche b5 · Pion noir sur case blanche c4 · Pion blanc sur case noire h4 · Pion blanc sur case noire c3 · Pion blanc sur case noire b2 · Pion blanc sur case blanche g2 · Roi blanc sur case noire h2 | Tour noire sur case blanche b7 · Roi noir sur case noire g7 · Tour blanche sur case noire d6 · Pion noir sur case noire f6 · Pion noir sur case blanche g6 · Pion noir sur case noire h6 · Pion noir sur case blanche b5 · Pion noir sur case blanche c4 · Pion blanc sur case noire h4 · Pion blanc sur case noire c3 · Pion blanc sur case noire b2 · Pion blanc sur case blanche g2 · Roi blanc sur case noire h2 | 1 |
|   | a | b | c | d | e | f | g | h |   |

44. h5 ! Un sacrifice qui détériore profondément la structure de pions noire. Carlsen aura maintenant beaucoup de mal à créer un pion passé. Sur 44...g5 45.Rg3 Te7 46.b6 Te5 47.Rf3 les noirs verront leur progression entravée par la faiblesse du pion h6. 44... gxh5 45. Td5 Rg6 46. Rg3 Tb6 Les Blancs ont deux pions de moins, mais la nulle reste envisageable. 47. Tc5 f5 48. Rh4 Te6 49. Txb5 Carlsen cède le pion pour tenter de passer sur la colonne F.
49...Te4+ 50. Rh3 Rg5 51. Tb8 h4 52. Tg8+ Rh5 53. Tf8 Tf4 54. Tc8 Tg4 55. Tf8 Tg3+ 56. Rh2 Rg5 Les coups s'enchaînent rapidement, la partie semble être destinée à se conclure sur une nulle. 57. Tg8+ Viswanathan Anand et Magnus Carlsen déclareront en conférence de presse que la position blanche devient perdante à partir de ce coup. Néanmoins selon Laurent Fressinet, ce coup n'est pas une « faute décisive » bien qu'Anand ne voie pas venir 57... Rf4 et aurait mieux fait de jouer 57. Tc8 Tg4 58. Rh3! qui menait à la nulle.
57... Rf4 !? Carlsen lâche le pion c4, voulant sans doute miser sur le pion F. 58. Tc8 Re3 59. Txc4 f4 60. Ta4 ?? Ce coup est trop lent et totalement perdant d'après les moteurs d'analyse : il fallait jouer 60.b4 pour activer l'aile dame qui permettait de sauver la nulle. 60...h3 61. gxh3 Tg6 Les pions des Blancs n'avancent pas et leur tour est mal placée. 62. c4 f3 63. Ta3+ Re2 64. b4 f2 65. Ta2+ Rf3 66. Ta3+ Rf4 67. Ta8 Tg1 0-1. Les Blancs doivent sacrifier leur tour sur le pion f, la tour noire pourra ensuite arrêter les pions blancs.

#### Septième partie, Anand-Carlsen, ½-½
Selon Garry Kasparov, Anand a joué ici comme s'il avait deux points d'avance et préférait les positions calmes. « Mais ça c'est Carlsen... »
Il faut noter que Magnus Carlsen s'est absenté après avoir serré la main de son adversaire et n'est revenu que 13 ou 14 secondes avant le début de la ronde, risquant alors une défaite par forfait.
1. e4 e5 Anand laisse de nouveau son adversaire opter pour la défense berlinoise, même s'il n'a pas obtenu jusqu'ici l'avantage face à lui dans cette défense. En choisissant de nouveau cette défense, Carlsen montre combien il a confiance en lui. 2. Cf3 Cc6 3. Fb5 Cf6 4. d3 Il s'agit ici de la variante fermée qui conserve le plus de pièces possible. Le petit roque qu'Anand avait choisi à la quatrième ronde constitue la « suite critique » selon Christian Bauer : 4... Cxe4 5.d4 Cd6 6.Fxc6 dxc6 7.dxe5 Cf5 8.Dxd8+ Rxd8 9.h3 Fd7 10.Td1 Fe7 11.Cc3 Rc8 12.Fg5 h6 13.Fxe7 Cxe7 14.Td2 c5 15.Tad1 Fe6 Les Noirs sont privés de la paire de fous, mais les cavaliers blancs sont peu mobiles et les Blancs auront du mal à créer une expansion à l'aile roi.
4... Fc5 Le coup le plus « solide », mais Carlsen a joué 4...d6 face à Anand par deux fois en 2013 ce qui a mené à des nulles. 5.Fxc6 5.c3 joué par Anand à la sixième ronde semblait meilleur. 5...dxc6 Anand abandonne la paire de fous afin de doubler les pions de son adversaire, comme il l'a déjà fait contre Sergueï Kariakine cette même année en Norvège.
6. Cbd2 Fg4 Les Noirs clouent le cavalier blanc. Le petit roque des noirs serait ici plus courant. 7. h3 Fh5 Les Blancs ne joueront pas g2-g4, il semble plus précis de jouer ce coup que de pratiquer immédiatement l'échange 7... Fxf3 8.Dxf3 Cd7. Les blancs semblent jouir d'une position un peu meilleure que les Noirs grâce à leur structure de pions. 8. Cf1 La variante 8.g4 Fg6 9.Cc4 Cd7 ne permet pas aux Blancs de gagner le pion e5 car il s'ensuit 10.Ccxe5?? Cxe5 11.Cxe5 Dd4 et les Noirs ont une bonne position.
8...Cd7 On sort ici des variantes connues. 9. Cg3 Fxf3 La variante 10.Fg6 Fg5!? f6 11.Fd2 Cf8 semble aussi valable pour les Noirs qui pourraient ainsi installer leur cavalier en e6 dans « une position hyper solide. » 10. Dxf3 g6 Le cavalier blanc est assez mal placé, ce qui limite leurs possibilités de développer une attaque. Les deux joueurs jouent rapidement. Il reste 1h50 à la pendule des Blancs, 1h57 à celle des Noirs.
11. Fe3 Ce choix montre un refus d'entrer dans un affrontement aigu : les joueurs vont vers des échanges menant sans doute à une position nulle. 11... De7 12. 0-0-0 0-0-0 13. Ce2 Encore un coup qui montre que l'indien cherche plus à ne pas perdre qu'à gagner, ce qui semble énerver Hikaru Nakamura : « À ce stade, on s'en fout si vous perdez 10 parties de suite. Vous devez essayer de gagner ! » Les Blancs ont maintenant le choix entre une avancée à l'aile-roi et la poussée d2-d4 précédée éventuellement de c2-c3. Anand va choisir le plan le moins risqué. 13...The8 14. Rb1 b6 Il serait possible de reprocher à ce coup d'affaiblir c6, ce qui est en fat sans conséquence. Il reste 1h38 aux Blancs, 1h26 aux Noirs.
15. h4 Rb7 16. h5 Fxe3 Cet échange vise à améliorer la position du cavalier de Carlsen. 17. Dxe3 17.fxe3 peut sembler meilleur. Viswanathan Anand craint peut-être d'avoir une nouvelle fois des pions doublés face à Magnus Carlsen. 17... Cc5 18. hxg6 hxg6 19. g3 Afin de reprendre du pion g si les Noirs jouent exf4 après f2-f4. La poussé f7-f5 après f2-f4 entrainerait une liquidation du centre. 19...a5 Carlsen a réfléchi assez longtemps ce coup. Il reste 1h25 aux blancs, 1h08 aux Noirs.
20. Th7 Viswanathan Anand semble changer d'idée : la suite 20.f4 f5 21.exf5 gxf5 (ou 21.exf4) mène à une nulle rapide. 20...Th8 21. Tdh1 Txh7 22. Txh7 Df6 23. f4 Th8 24. Txh8 Dxh8 Le jeu d'Anand permet de nombreux échanges qui aboutissent à une finale de dame et cavaliers. Selon Christian Bauer, Anand doit « se résoudre » à cet échange de tours car autrement il perdrait le contrôle de l'unique colonne ouverte H sans contrepartie. Si sa structure de pions reste meilleure que celle de son adversaire, il est difficile qu'il puisse prendre l'avantage face à un joueur comme Magnus Carlsen dans une telle position. D'après Nakamura, Viswanathan Anand, de manière inexplicable, joue sur ses propres faiblesses et favorise les points forts de son adversaire.
25. fxe5 Dxe5 26. Df3 Sur 26.d4 ?? les Noirs gagnent un pion par 26... Dxe4. 26...f5 27. exf5 gxf5 28. c3 Ce6 29. Rc2 Cg5
|   | a | b | c | d | e | f | g | h |   |
| 8 | Roi noir sur case blanche b7 · Pion noir sur case noire c7 · Pion noir sur case noire b6 · Pion noir sur case blanche c6 · Cavalier noir sur case blanche e6 · Pion noir sur case noire a5 · Dame noire sur case noire e5 · Pion noir sur case blanche f5 · Pion blanc sur case noire c3 · Pion blanc sur case blanche d3 · Dame blanche sur case blanche f3 · Pion blanc sur case noire g3 · Pion blanc sur case blanche a2 · Pion blanc sur case noire b2 · Roi blanc sur case blanche c2 · Cavalier blanc sur case blanche e2 | Roi noir sur case blanche b7 · Pion noir sur case noire c7 · Pion noir sur case noire b6 · Pion noir sur case blanche c6 · Cavalier noir sur case blanche e6 · Pion noir sur case noire a5 · Dame noire sur case noire e5 · Pion noir sur case blanche f5 · Pion blanc sur case noire c3 · Pion blanc sur case blanche d3 · Dame blanche sur case blanche f3 · Pion blanc sur case noire g3 · Pion blanc sur case blanche a2 · Pion blanc sur case noire b2 · Roi blanc sur case blanche c2 · Cavalier blanc sur case blanche e2 | Roi noir sur case blanche b7 · Pion noir sur case noire c7 · Pion noir sur case noire b6 · Pion noir sur case blanche c6 · Cavalier noir sur case blanche e6 · Pion noir sur case noire a5 · Dame noire sur case noire e5 · Pion noir sur case blanche f5 · Pion blanc sur case noire c3 · Pion blanc sur case blanche d3 · Dame blanche sur case blanche f3 · Pion blanc sur case noire g3 · Pion blanc sur case blanche a2 · Pion blanc sur case noire b2 · Roi blanc sur case blanche c2 · Cavalier blanc sur case blanche e2 | Roi noir sur case blanche b7 · Pion noir sur case noire c7 · Pion noir sur case noire b6 · Pion noir sur case blanche c6 · Cavalier noir sur case blanche e6 · Pion noir sur case noire a5 · Dame noire sur case noire e5 · Pion noir sur case blanche f5 · Pion blanc sur case noire c3 · Pion blanc sur case blanche d3 · Dame blanche sur case blanche f3 · Pion blanc sur case noire g3 · Pion blanc sur case blanche a2 · Pion blanc sur case noire b2 · Roi blanc sur case blanche c2 · Cavalier blanc sur case blanche e2 | Roi noir sur case blanche b7 · Pion noir sur case noire c7 · Pion noir sur case noire b6 · Pion noir sur case blanche c6 · Cavalier noir sur case blanche e6 · Pion noir sur case noire a5 · Dame noire sur case noire e5 · Pion noir sur case blanche f5 · Pion blanc sur case noire c3 · Pion blanc sur case blanche d3 · Dame blanche sur case blanche f3 · Pion blanc sur case noire g3 · Pion blanc sur case blanche a2 · Pion blanc sur case noire b2 · Roi blanc sur case blanche c2 · Cavalier blanc sur case blanche e2 | Roi noir sur case blanche b7 · Pion noir sur case noire c7 · Pion noir sur case noire b6 · Pion noir sur case blanche c6 · Cavalier noir sur case blanche e6 · Pion noir sur case noire a5 · Dame noire sur case noire e5 · Pion noir sur case blanche f5 · Pion blanc sur case noire c3 · Pion blanc sur case blanche d3 · Dame blanche sur case blanche f3 · Pion blanc sur case noire g3 · Pion blanc sur case blanche a2 · Pion blanc sur case noire b2 · Roi blanc sur case blanche c2 · Cavalier blanc sur case blanche e2 | Roi noir sur case blanche b7 · Pion noir sur case noire c7 · Pion noir sur case noire b6 · Pion noir sur case blanche c6 · Cavalier noir sur case blanche e6 · Pion noir sur case noire a5 · Dame noire sur case noire e5 · Pion noir sur case blanche f5 · Pion blanc sur case noire c3 · Pion blanc sur case blanche d3 · Dame blanche sur case blanche f3 · Pion blanc sur case noire g3 · Pion blanc sur case blanche a2 · Pion blanc sur case noire b2 · Roi blanc sur case blanche c2 · Cavalier blanc sur case blanche e2 | Roi noir sur case blanche b7 · Pion noir sur case noire c7 · Pion noir sur case noire b6 · Pion noir sur case blanche c6 · Cavalier noir sur case blanche e6 · Pion noir sur case noire a5 · Dame noire sur case noire e5 · Pion noir sur case blanche f5 · Pion blanc sur case noire c3 · Pion blanc sur case blanche d3 · Dame blanche sur case blanche f3 · Pion blanc sur case noire g3 · Pion blanc sur case blanche a2 · Pion blanc sur case noire b2 · Roi blanc sur case blanche c2 · Cavalier blanc sur case blanche e2 | 8 |
| 7 | Roi noir sur case blanche b7 · Pion noir sur case noire c7 · Pion noir sur case noire b6 · Pion noir sur case blanche c6 · Cavalier noir sur case blanche e6 · Pion noir sur case noire a5 · Dame noire sur case noire e5 · Pion noir sur case blanche f5 · Pion blanc sur case noire c3 · Pion blanc sur case blanche d3 · Dame blanche sur case blanche f3 · Pion blanc sur case noire g3 · Pion blanc sur case blanche a2 · Pion blanc sur case noire b2 · Roi blanc sur case blanche c2 · Cavalier blanc sur case blanche e2 | Roi noir sur case blanche b7 · Pion noir sur case noire c7 · Pion noir sur case noire b6 · Pion noir sur case blanche c6 · Cavalier noir sur case blanche e6 · Pion noir sur case noire a5 · Dame noire sur case noire e5 · Pion noir sur case blanche f5 · Pion blanc sur case noire c3 · Pion blanc sur case blanche d3 · Dame blanche sur case blanche f3 · Pion blanc sur case noire g3 · Pion blanc sur case blanche a2 · Pion blanc sur case noire b2 · Roi blanc sur case blanche c2 · Cavalier blanc sur case blanche e2 | Roi noir sur case blanche b7 · Pion noir sur case noire c7 · Pion noir sur case noire b6 · Pion noir sur case blanche c6 · Cavalier noir sur case blanche e6 · Pion noir sur case noire a5 · Dame noire sur case noire e5 · Pion noir sur case blanche f5 · Pion blanc sur case noire c3 · Pion blanc sur case blanche d3 · Dame blanche sur case blanche f3 · Pion blanc sur case noire g3 · Pion blanc sur case blanche a2 · Pion blanc sur case noire b2 · Roi blanc sur case blanche c2 · Cavalier blanc sur case blanche e2 | Roi noir sur case blanche b7 · Pion noir sur case noire c7 · Pion noir sur case noire b6 · Pion noir sur case blanche c6 · Cavalier noir sur case blanche e6 · Pion noir sur case noire a5 · Dame noire sur case noire e5 · Pion noir sur case blanche f5 · Pion blanc sur case noire c3 · Pion blanc sur case blanche d3 · Dame blanche sur case blanche f3 · Pion blanc sur case noire g3 · Pion blanc sur case blanche a2 · Pion blanc sur case noire b2 · Roi blanc sur case blanche c2 · Cavalier blanc sur case blanche e2 | Roi noir sur case blanche b7 · Pion noir sur case noire c7 · Pion noir sur case noire b6 · Pion noir sur case blanche c6 · Cavalier noir sur case blanche e6 · Pion noir sur case noire a5 · Dame noire sur case noire e5 · Pion noir sur case blanche f5 · Pion blanc sur case noire c3 · Pion blanc sur case blanche d3 · Dame blanche sur case blanche f3 · Pion blanc sur case noire g3 · Pion blanc sur case blanche a2 · Pion blanc sur case noire b2 · Roi blanc sur case blanche c2 · Cavalier blanc sur case blanche e2 | Roi noir sur case blanche b7 · Pion noir sur case noire c7 · Pion noir sur case noire b6 · Pion noir sur case blanche c6 · Cavalier noir sur case blanche e6 · Pion noir sur case noire a5 · Dame noire sur case noire e5 · Pion noir sur case blanche f5 · Pion blanc sur case noire c3 · Pion blanc sur case blanche d3 · Dame blanche sur case blanche f3 · Pion blanc sur case noire g3 · Pion blanc sur case blanche a2 · Pion blanc sur case noire b2 · Roi blanc sur case blanche c2 · Cavalier blanc sur case blanche e2 | Roi noir sur case blanche b7 · Pion noir sur case noire c7 · Pion noir sur case noire b6 · Pion noir sur case blanche c6 · Cavalier noir sur case blanche e6 · Pion noir sur case noire a5 · Dame noire sur case noire e5 · Pion noir sur case blanche f5 · Pion blanc sur case noire c3 · Pion blanc sur case blanche d3 · Dame blanche sur case blanche f3 · Pion blanc sur case noire g3 · Pion blanc sur case blanche a2 · Pion blanc sur case noire b2 · Roi blanc sur case blanche c2 · Cavalier blanc sur case blanche e2 | Roi noir sur case blanche b7 · Pion noir sur case noire c7 · Pion noir sur case noire b6 · Pion noir sur case blanche c6 · Cavalier noir sur case blanche e6 · Pion noir sur case noire a5 · Dame noire sur case noire e5 · Pion noir sur case blanche f5 · Pion blanc sur case noire c3 · Pion blanc sur case blanche d3 · Dame blanche sur case blanche f3 · Pion blanc sur case noire g3 · Pion blanc sur case blanche a2 · Pion blanc sur case noire b2 · Roi blanc sur case blanche c2 · Cavalier blanc sur case blanche e2 | 7 |
| 6 | Roi noir sur case blanche b7 · Pion noir sur case noire c7 · Pion noir sur case noire b6 · Pion noir sur case blanche c6 · Cavalier noir sur case blanche e6 · Pion noir sur case noire a5 · Dame noire sur case noire e5 · Pion noir sur case blanche f5 · Pion blanc sur case noire c3 · Pion blanc sur case blanche d3 · Dame blanche sur case blanche f3 · Pion blanc sur case noire g3 · Pion blanc sur case blanche a2 · Pion blanc sur case noire b2 · Roi blanc sur case blanche c2 · Cavalier blanc sur case blanche e2 | Roi noir sur case blanche b7 · Pion noir sur case noire c7 · Pion noir sur case noire b6 · Pion noir sur case blanche c6 · Cavalier noir sur case blanche e6 · Pion noir sur case noire a5 · Dame noire sur case noire e5 · Pion noir sur case blanche f5 · Pion blanc sur case noire c3 · Pion blanc sur case blanche d3 · Dame blanche sur case blanche f3 · Pion blanc sur case noire g3 · Pion blanc sur case blanche a2 · Pion blanc sur case noire b2 · Roi blanc sur case blanche c2 · Cavalier blanc sur case blanche e2 | Roi noir sur case blanche b7 · Pion noir sur case noire c7 · Pion noir sur case noire b6 · Pion noir sur case blanche c6 · Cavalier noir sur case blanche e6 · Pion noir sur case noire a5 · Dame noire sur case noire e5 · Pion noir sur case blanche f5 · Pion blanc sur case noire c3 · Pion blanc sur case blanche d3 · Dame blanche sur case blanche f3 · Pion blanc sur case noire g3 · Pion blanc sur case blanche a2 · Pion blanc sur case noire b2 · Roi blanc sur case blanche c2 · Cavalier blanc sur case blanche e2 | Roi noir sur case blanche b7 · Pion noir sur case noire c7 · Pion noir sur case noire b6 · Pion noir sur case blanche c6 · Cavalier noir sur case blanche e6 · Pion noir sur case noire a5 · Dame noire sur case noire e5 · Pion noir sur case blanche f5 · Pion blanc sur case noire c3 · Pion blanc sur case blanche d3 · Dame blanche sur case blanche f3 · Pion blanc sur case noire g3 · Pion blanc sur case blanche a2 · Pion blanc sur case noire b2 · Roi blanc sur case blanche c2 · Cavalier blanc sur case blanche e2 | Roi noir sur case blanche b7 · Pion noir sur case noire c7 · Pion noir sur case noire b6 · Pion noir sur case blanche c6 · Cavalier noir sur case blanche e6 · Pion noir sur case noire a5 · Dame noire sur case noire e5 · Pion noir sur case blanche f5 · Pion blanc sur case noire c3 · Pion blanc sur case blanche d3 · Dame blanche sur case blanche f3 · Pion blanc sur case noire g3 · Pion blanc sur case blanche a2 · Pion blanc sur case noire b2 · Roi blanc sur case blanche c2 · Cavalier blanc sur case blanche e2 | Roi noir sur case blanche b7 · Pion noir sur case noire c7 · Pion noir sur case noire b6 · Pion noir sur case blanche c6 · Cavalier noir sur case blanche e6 · Pion noir sur case noire a5 · Dame noire sur case noire e5 · Pion noir sur case blanche f5 · Pion blanc sur case noire c3 · Pion blanc sur case blanche d3 · Dame blanche sur case blanche f3 · Pion blanc sur case noire g3 · Pion blanc sur case blanche a2 · Pion blanc sur case noire b2 · Roi blanc sur case blanche c2 · Cavalier blanc sur case blanche e2 | Roi noir sur case blanche b7 · Pion noir sur case noire c7 · Pion noir sur case noire b6 · Pion noir sur case blanche c6 · Cavalier noir sur case blanche e6 · Pion noir sur case noire a5 · Dame noire sur case noire e5 · Pion noir sur case blanche f5 · Pion blanc sur case noire c3 · Pion blanc sur case blanche d3 · Dame blanche sur case blanche f3 · Pion blanc sur case noire g3 · Pion blanc sur case blanche a2 · Pion blanc sur case noire b2 · Roi blanc sur case blanche c2 · Cavalier blanc sur case blanche e2 | Roi noir sur case blanche b7 · Pion noir sur case noire c7 · Pion noir sur case noire b6 · Pion noir sur case blanche c6 · Cavalier noir sur case blanche e6 · Pion noir sur case noire a5 · Dame noire sur case noire e5 · Pion noir sur case blanche f5 · Pion blanc sur case noire c3 · Pion blanc sur case blanche d3 · Dame blanche sur case blanche f3 · Pion blanc sur case noire g3 · Pion blanc sur case blanche a2 · Pion blanc sur case noire b2 · Roi blanc sur case blanche c2 · Cavalier blanc sur case blanche e2 | 6 |
| 5 | Roi noir sur case blanche b7 · Pion noir sur case noire c7 · Pion noir sur case noire b6 · Pion noir sur case blanche c6 · Cavalier noir sur case blanche e6 · Pion noir sur case noire a5 · Dame noire sur case noire e5 · Pion noir sur case blanche f5 · Pion blanc sur case noire c3 · Pion blanc sur case blanche d3 · Dame blanche sur case blanche f3 · Pion blanc sur case noire g3 · Pion blanc sur case blanche a2 · Pion blanc sur case noire b2 · Roi blanc sur case blanche c2 · Cavalier blanc sur case blanche e2 | Roi noir sur case blanche b7 · Pion noir sur case noire c7 · Pion noir sur case noire b6 · Pion noir sur case blanche c6 · Cavalier noir sur case blanche e6 · Pion noir sur case noire a5 · Dame noire sur case noire e5 · Pion noir sur case blanche f5 · Pion blanc sur case noire c3 · Pion blanc sur case blanche d3 · Dame blanche sur case blanche f3 · Pion blanc sur case noire g3 · Pion blanc sur case blanche a2 · Pion blanc sur case noire b2 · Roi blanc sur case blanche c2 · Cavalier blanc sur case blanche e2 | Roi noir sur case blanche b7 · Pion noir sur case noire c7 · Pion noir sur case noire b6 · Pion noir sur case blanche c6 · Cavalier noir sur case blanche e6 · Pion noir sur case noire a5 · Dame noire sur case noire e5 · Pion noir sur case blanche f5 · Pion blanc sur case noire c3 · Pion blanc sur case blanche d3 · Dame blanche sur case blanche f3 · Pion blanc sur case noire g3 · Pion blanc sur case blanche a2 · Pion blanc sur case noire b2 · Roi blanc sur case blanche c2 · Cavalier blanc sur case blanche e2 | Roi noir sur case blanche b7 · Pion noir sur case noire c7 · Pion noir sur case noire b6 · Pion noir sur case blanche c6 · Cavalier noir sur case blanche e6 · Pion noir sur case noire a5 · Dame noire sur case noire e5 · Pion noir sur case blanche f5 · Pion blanc sur case noire c3 · Pion blanc sur case blanche d3 · Dame blanche sur case blanche f3 · Pion blanc sur case noire g3 · Pion blanc sur case blanche a2 · Pion blanc sur case noire b2 · Roi blanc sur case blanche c2 · Cavalier blanc sur case blanche e2 | Roi noir sur case blanche b7 · Pion noir sur case noire c7 · Pion noir sur case noire b6 · Pion noir sur case blanche c6 · Cavalier noir sur case blanche e6 · Pion noir sur case noire a5 · Dame noire sur case noire e5 · Pion noir sur case blanche f5 · Pion blanc sur case noire c3 · Pion blanc sur case blanche d3 · Dame blanche sur case blanche f3 · Pion blanc sur case noire g3 · Pion blanc sur case blanche a2 · Pion blanc sur case noire b2 · Roi blanc sur case blanche c2 · Cavalier blanc sur case blanche e2 | Roi noir sur case blanche b7 · Pion noir sur case noire c7 · Pion noir sur case noire b6 · Pion noir sur case blanche c6 · Cavalier noir sur case blanche e6 · Pion noir sur case noire a5 · Dame noire sur case noire e5 · Pion noir sur case blanche f5 · Pion blanc sur case noire c3 · Pion blanc sur case blanche d3 · Dame blanche sur case blanche f3 · Pion blanc sur case noire g3 · Pion blanc sur case blanche a2 · Pion blanc sur case noire b2 · Roi blanc sur case blanche c2 · Cavalier blanc sur case blanche e2 | Roi noir sur case blanche b7 · Pion noir sur case noire c7 · Pion noir sur case noire b6 · Pion noir sur case blanche c6 · Cavalier noir sur case blanche e6 · Pion noir sur case noire a5 · Dame noire sur case noire e5 · Pion noir sur case blanche f5 · Pion blanc sur case noire c3 · Pion blanc sur case blanche d3 · Dame blanche sur case blanche f3 · Pion blanc sur case noire g3 · Pion blanc sur case blanche a2 · Pion blanc sur case noire b2 · Roi blanc sur case blanche c2 · Cavalier blanc sur case blanche e2 | Roi noir sur case blanche b7 · Pion noir sur case noire c7 · Pion noir sur case noire b6 · Pion noir sur case blanche c6 · Cavalier noir sur case blanche e6 · Pion noir sur case noire a5 · Dame noire sur case noire e5 · Pion noir sur case blanche f5 · Pion blanc sur case noire c3 · Pion blanc sur case blanche d3 · Dame blanche sur case blanche f3 · Pion blanc sur case noire g3 · Pion blanc sur case blanche a2 · Pion blanc sur case noire b2 · Roi blanc sur case blanche c2 · Cavalier blanc sur case blanche e2 | 5 |
| 4 | Roi noir sur case blanche b7 · Pion noir sur case noire c7 · Pion noir sur case noire b6 · Pion noir sur case blanche c6 · Cavalier noir sur case blanche e6 · Pion noir sur case noire a5 · Dame noire sur case noire e5 · Pion noir sur case blanche f5 · Pion blanc sur case noire c3 · Pion blanc sur case blanche d3 · Dame blanche sur case blanche f3 · Pion blanc sur case noire g3 · Pion blanc sur case blanche a2 · Pion blanc sur case noire b2 · Roi blanc sur case blanche c2 · Cavalier blanc sur case blanche e2 | Roi noir sur case blanche b7 · Pion noir sur case noire c7 · Pion noir sur case noire b6 · Pion noir sur case blanche c6 · Cavalier noir sur case blanche e6 · Pion noir sur case noire a5 · Dame noire sur case noire e5 · Pion noir sur case blanche f5 · Pion blanc sur case noire c3 · Pion blanc sur case blanche d3 · Dame blanche sur case blanche f3 · Pion blanc sur case noire g3 · Pion blanc sur case blanche a2 · Pion blanc sur case noire b2 · Roi blanc sur case blanche c2 · Cavalier blanc sur case blanche e2 | Roi noir sur case blanche b7 · Pion noir sur case noire c7 · Pion noir sur case noire b6 · Pion noir sur case blanche c6 · Cavalier noir sur case blanche e6 · Pion noir sur case noire a5 · Dame noire sur case noire e5 · Pion noir sur case blanche f5 · Pion blanc sur case noire c3 · Pion blanc sur case blanche d3 · Dame blanche sur case blanche f3 · Pion blanc sur case noire g3 · Pion blanc sur case blanche a2 · Pion blanc sur case noire b2 · Roi blanc sur case blanche c2 · Cavalier blanc sur case blanche e2 | Roi noir sur case blanche b7 · Pion noir sur case noire c7 · Pion noir sur case noire b6 · Pion noir sur case blanche c6 · Cavalier noir sur case blanche e6 · Pion noir sur case noire a5 · Dame noire sur case noire e5 · Pion noir sur case blanche f5 · Pion blanc sur case noire c3 · Pion blanc sur case blanche d3 · Dame blanche sur case blanche f3 · Pion blanc sur case noire g3 · Pion blanc sur case blanche a2 · Pion blanc sur case noire b2 · Roi blanc sur case blanche c2 · Cavalier blanc sur case blanche e2 | Roi noir sur case blanche b7 · Pion noir sur case noire c7 · Pion noir sur case noire b6 · Pion noir sur case blanche c6 · Cavalier noir sur case blanche e6 · Pion noir sur case noire a5 · Dame noire sur case noire e5 · Pion noir sur case blanche f5 · Pion blanc sur case noire c3 · Pion blanc sur case blanche d3 · Dame blanche sur case blanche f3 · Pion blanc sur case noire g3 · Pion blanc sur case blanche a2 · Pion blanc sur case noire b2 · Roi blanc sur case blanche c2 · Cavalier blanc sur case blanche e2 | Roi noir sur case blanche b7 · Pion noir sur case noire c7 · Pion noir sur case noire b6 · Pion noir sur case blanche c6 · Cavalier noir sur case blanche e6 · Pion noir sur case noire a5 · Dame noire sur case noire e5 · Pion noir sur case blanche f5 · Pion blanc sur case noire c3 · Pion blanc sur case blanche d3 · Dame blanche sur case blanche f3 · Pion blanc sur case noire g3 · Pion blanc sur case blanche a2 · Pion blanc sur case noire b2 · Roi blanc sur case blanche c2 · Cavalier blanc sur case blanche e2 | Roi noir sur case blanche b7 · Pion noir sur case noire c7 · Pion noir sur case noire b6 · Pion noir sur case blanche c6 · Cavalier noir sur case blanche e6 · Pion noir sur case noire a5 · Dame noire sur case noire e5 · Pion noir sur case blanche f5 · Pion blanc sur case noire c3 · Pion blanc sur case blanche d3 · Dame blanche sur case blanche f3 · Pion blanc sur case noire g3 · Pion blanc sur case blanche a2 · Pion blanc sur case noire b2 · Roi blanc sur case blanche c2 · Cavalier blanc sur case blanche e2 | Roi noir sur case blanche b7 · Pion noir sur case noire c7 · Pion noir sur case noire b6 · Pion noir sur case blanche c6 · Cavalier noir sur case blanche e6 · Pion noir sur case noire a5 · Dame noire sur case noire e5 · Pion noir sur case blanche f5 · Pion blanc sur case noire c3 · Pion blanc sur case blanche d3 · Dame blanche sur case blanche f3 · Pion blanc sur case noire g3 · Pion blanc sur case blanche a2 · Pion blanc sur case noire b2 · Roi blanc sur case blanche c2 · Cavalier blanc sur case blanche e2 | 4 |
| 3 | Roi noir sur case blanche b7 · Pion noir sur case noire c7 · Pion noir sur case noire b6 · Pion noir sur case blanche c6 · Cavalier noir sur case blanche e6 · Pion noir sur case noire a5 · Dame noire sur case noire e5 · Pion noir sur case blanche f5 · Pion blanc sur case noire c3 · Pion blanc sur case blanche d3 · Dame blanche sur case blanche f3 · Pion blanc sur case noire g3 · Pion blanc sur case blanche a2 · Pion blanc sur case noire b2 · Roi blanc sur case blanche c2 · Cavalier blanc sur case blanche e2 | Roi noir sur case blanche b7 · Pion noir sur case noire c7 · Pion noir sur case noire b6 · Pion noir sur case blanche c6 · Cavalier noir sur case blanche e6 · Pion noir sur case noire a5 · Dame noire sur case noire e5 · Pion noir sur case blanche f5 · Pion blanc sur case noire c3 · Pion blanc sur case blanche d3 · Dame blanche sur case blanche f3 · Pion blanc sur case noire g3 · Pion blanc sur case blanche a2 · Pion blanc sur case noire b2 · Roi blanc sur case blanche c2 · Cavalier blanc sur case blanche e2 | Roi noir sur case blanche b7 · Pion noir sur case noire c7 · Pion noir sur case noire b6 · Pion noir sur case blanche c6 · Cavalier noir sur case blanche e6 · Pion noir sur case noire a5 · Dame noire sur case noire e5 · Pion noir sur case blanche f5 · Pion blanc sur case noire c3 · Pion blanc sur case blanche d3 · Dame blanche sur case blanche f3 · Pion blanc sur case noire g3 · Pion blanc sur case blanche a2 · Pion blanc sur case noire b2 · Roi blanc sur case blanche c2 · Cavalier blanc sur case blanche e2 | Roi noir sur case blanche b7 · Pion noir sur case noire c7 · Pion noir sur case noire b6 · Pion noir sur case blanche c6 · Cavalier noir sur case blanche e6 · Pion noir sur case noire a5 · Dame noire sur case noire e5 · Pion noir sur case blanche f5 · Pion blanc sur case noire c3 · Pion blanc sur case blanche d3 · Dame blanche sur case blanche f3 · Pion blanc sur case noire g3 · Pion blanc sur case blanche a2 · Pion blanc sur case noire b2 · Roi blanc sur case blanche c2 · Cavalier blanc sur case blanche e2 | Roi noir sur case blanche b7 · Pion noir sur case noire c7 · Pion noir sur case noire b6 · Pion noir sur case blanche c6 · Cavalier noir sur case blanche e6 · Pion noir sur case noire a5 · Dame noire sur case noire e5 · Pion noir sur case blanche f5 · Pion blanc sur case noire c3 · Pion blanc sur case blanche d3 · Dame blanche sur case blanche f3 · Pion blanc sur case noire g3 · Pion blanc sur case blanche a2 · Pion blanc sur case noire b2 · Roi blanc sur case blanche c2 · Cavalier blanc sur case blanche e2 | Roi noir sur case blanche b7 · Pion noir sur case noire c7 · Pion noir sur case noire b6 · Pion noir sur case blanche c6 · Cavalier noir sur case blanche e6 · Pion noir sur case noire a5 · Dame noire sur case noire e5 · Pion noir sur case blanche f5 · Pion blanc sur case noire c3 · Pion blanc sur case blanche d3 · Dame blanche sur case blanche f3 · Pion blanc sur case noire g3 · Pion blanc sur case blanche a2 · Pion blanc sur case noire b2 · Roi blanc sur case blanche c2 · Cavalier blanc sur case blanche e2 | Roi noir sur case blanche b7 · Pion noir sur case noire c7 · Pion noir sur case noire b6 · Pion noir sur case blanche c6 · Cavalier noir sur case blanche e6 · Pion noir sur case noire a5 · Dame noire sur case noire e5 · Pion noir sur case blanche f5 · Pion blanc sur case noire c3 · Pion blanc sur case blanche d3 · Dame blanche sur case blanche f3 · Pion blanc sur case noire g3 · Pion blanc sur case blanche a2 · Pion blanc sur case noire b2 · Roi blanc sur case blanche c2 · Cavalier blanc sur case blanche e2 | Roi noir sur case blanche b7 · Pion noir sur case noire c7 · Pion noir sur case noire b6 · Pion noir sur case blanche c6 · Cavalier noir sur case blanche e6 · Pion noir sur case noire a5 · Dame noire sur case noire e5 · Pion noir sur case blanche f5 · Pion blanc sur case noire c3 · Pion blanc sur case blanche d3 · Dame blanche sur case blanche f3 · Pion blanc sur case noire g3 · Pion blanc sur case blanche a2 · Pion blanc sur case noire b2 · Roi blanc sur case blanche c2 · Cavalier blanc sur case blanche e2 | 3 |
| 2 | Roi noir sur case blanche b7 · Pion noir sur case noire c7 · Pion noir sur case noire b6 · Pion noir sur case blanche c6 · Cavalier noir sur case blanche e6 · Pion noir sur case noire a5 · Dame noire sur case noire e5 · Pion noir sur case blanche f5 · Pion blanc sur case noire c3 · Pion blanc sur case blanche d3 · Dame blanche sur case blanche f3 · Pion blanc sur case noire g3 · Pion blanc sur case blanche a2 · Pion blanc sur case noire b2 · Roi blanc sur case blanche c2 · Cavalier blanc sur case blanche e2 | Roi noir sur case blanche b7 · Pion noir sur case noire c7 · Pion noir sur case noire b6 · Pion noir sur case blanche c6 · Cavalier noir sur case blanche e6 · Pion noir sur case noire a5 · Dame noire sur case noire e5 · Pion noir sur case blanche f5 · Pion blanc sur case noire c3 · Pion blanc sur case blanche d3 · Dame blanche sur case blanche f3 · Pion blanc sur case noire g3 · Pion blanc sur case blanche a2 · Pion blanc sur case noire b2 · Roi blanc sur case blanche c2 · Cavalier blanc sur case blanche e2 | Roi noir sur case blanche b7 · Pion noir sur case noire c7 · Pion noir sur case noire b6 · Pion noir sur case blanche c6 · Cavalier noir sur case blanche e6 · Pion noir sur case noire a5 · Dame noire sur case noire e5 · Pion noir sur case blanche f5 · Pion blanc sur case noire c3 · Pion blanc sur case blanche d3 · Dame blanche sur case blanche f3 · Pion blanc sur case noire g3 · Pion blanc sur case blanche a2 · Pion blanc sur case noire b2 · Roi blanc sur case blanche c2 · Cavalier blanc sur case blanche e2 | Roi noir sur case blanche b7 · Pion noir sur case noire c7 · Pion noir sur case noire b6 · Pion noir sur case blanche c6 · Cavalier noir sur case blanche e6 · Pion noir sur case noire a5 · Dame noire sur case noire e5 · Pion noir sur case blanche f5 · Pion blanc sur case noire c3 · Pion blanc sur case blanche d3 · Dame blanche sur case blanche f3 · Pion blanc sur case noire g3 · Pion blanc sur case blanche a2 · Pion blanc sur case noire b2 · Roi blanc sur case blanche c2 · Cavalier blanc sur case blanche e2 | Roi noir sur case blanche b7 · Pion noir sur case noire c7 · Pion noir sur case noire b6 · Pion noir sur case blanche c6 · Cavalier noir sur case blanche e6 · Pion noir sur case noire a5 · Dame noire sur case noire e5 · Pion noir sur case blanche f5 · Pion blanc sur case noire c3 · Pion blanc sur case blanche d3 · Dame blanche sur case blanche f3 · Pion blanc sur case noire g3 · Pion blanc sur case blanche a2 · Pion blanc sur case noire b2 · Roi blanc sur case blanche c2 · Cavalier blanc sur case blanche e2 | Roi noir sur case blanche b7 · Pion noir sur case noire c7 · Pion noir sur case noire b6 · Pion noir sur case blanche c6 · Cavalier noir sur case blanche e6 · Pion noir sur case noire a5 · Dame noire sur case noire e5 · Pion noir sur case blanche f5 · Pion blanc sur case noire c3 · Pion blanc sur case blanche d3 · Dame blanche sur case blanche f3 · Pion blanc sur case noire g3 · Pion blanc sur case blanche a2 · Pion blanc sur case noire b2 · Roi blanc sur case blanche c2 · Cavalier blanc sur case blanche e2 | Roi noir sur case blanche b7 · Pion noir sur case noire c7 · Pion noir sur case noire b6 · Pion noir sur case blanche c6 · Cavalier noir sur case blanche e6 · Pion noir sur case noire a5 · Dame noire sur case noire e5 · Pion noir sur case blanche f5 · Pion blanc sur case noire c3 · Pion blanc sur case blanche d3 · Dame blanche sur case blanche f3 · Pion blanc sur case noire g3 · Pion blanc sur case blanche a2 · Pion blanc sur case noire b2 · Roi blanc sur case blanche c2 · Cavalier blanc sur case blanche e2 | Roi noir sur case blanche b7 · Pion noir sur case noire c7 · Pion noir sur case noire b6 · Pion noir sur case blanche c6 · Cavalier noir sur case blanche e6 · Pion noir sur case noire a5 · Dame noire sur case noire e5 · Pion noir sur case blanche f5 · Pion blanc sur case noire c3 · Pion blanc sur case blanche d3 · Dame blanche sur case blanche f3 · Pion blanc sur case noire g3 · Pion blanc sur case blanche a2 · Pion blanc sur case noire b2 · Roi blanc sur case blanche c2 · Cavalier blanc sur case blanche e2 | 2 |
| 1 | Roi noir sur case blanche b7 · Pion noir sur case noire c7 · Pion noir sur case noire b6 · Pion noir sur case blanche c6 · Cavalier noir sur case blanche e6 · Pion noir sur case noire a5 · Dame noire sur case noire e5 · Pion noir sur case blanche f5 · Pion blanc sur case noire c3 · Pion blanc sur case blanche d3 · Dame blanche sur case blanche f3 · Pion blanc sur case noire g3 · Pion blanc sur case blanche a2 · Pion blanc sur case noire b2 · Roi blanc sur case blanche c2 · Cavalier blanc sur case blanche e2 | Roi noir sur case blanche b7 · Pion noir sur case noire c7 · Pion noir sur case noire b6 · Pion noir sur case blanche c6 · Cavalier noir sur case blanche e6 · Pion noir sur case noire a5 · Dame noire sur case noire e5 · Pion noir sur case blanche f5 · Pion blanc sur case noire c3 · Pion blanc sur case blanche d3 · Dame blanche sur case blanche f3 · Pion blanc sur case noire g3 · Pion blanc sur case blanche a2 · Pion blanc sur case noire b2 · Roi blanc sur case blanche c2 · Cavalier blanc sur case blanche e2 | Roi noir sur case blanche b7 · Pion noir sur case noire c7 · Pion noir sur case noire b6 · Pion noir sur case blanche c6 · Cavalier noir sur case blanche e6 · Pion noir sur case noire a5 · Dame noire sur case noire e5 · Pion noir sur case blanche f5 · Pion blanc sur case noire c3 · Pion blanc sur case blanche d3 · Dame blanche sur case blanche f3 · Pion blanc sur case noire g3 · Pion blanc sur case blanche a2 · Pion blanc sur case noire b2 · Roi blanc sur case blanche c2 · Cavalier blanc sur case blanche e2 | Roi noir sur case blanche b7 · Pion noir sur case noire c7 · Pion noir sur case noire b6 · Pion noir sur case blanche c6 · Cavalier noir sur case blanche e6 · Pion noir sur case noire a5 · Dame noire sur case noire e5 · Pion noir sur case blanche f5 · Pion blanc sur case noire c3 · Pion blanc sur case blanche d3 · Dame blanche sur case blanche f3 · Pion blanc sur case noire g3 · Pion blanc sur case blanche a2 · Pion blanc sur case noire b2 · Roi blanc sur case blanche c2 · Cavalier blanc sur case blanche e2 | Roi noir sur case blanche b7 · Pion noir sur case noire c7 · Pion noir sur case noire b6 · Pion noir sur case blanche c6 · Cavalier noir sur case blanche e6 · Pion noir sur case noire a5 · Dame noire sur case noire e5 · Pion noir sur case blanche f5 · Pion blanc sur case noire c3 · Pion blanc sur case blanche d3 · Dame blanche sur case blanche f3 · Pion blanc sur case noire g3 · Pion blanc sur case blanche a2 · Pion blanc sur case noire b2 · Roi blanc sur case blanche c2 · Cavalier blanc sur case blanche e2 | Roi noir sur case blanche b7 · Pion noir sur case noire c7 · Pion noir sur case noire b6 · Pion noir sur case blanche c6 · Cavalier noir sur case blanche e6 · Pion noir sur case noire a5 · Dame noire sur case noire e5 · Pion noir sur case blanche f5 · Pion blanc sur case noire c3 · Pion blanc sur case blanche d3 · Dame blanche sur case blanche f3 · Pion blanc sur case noire g3 · Pion blanc sur case blanche a2 · Pion blanc sur case noire b2 · Roi blanc sur case blanche c2 · Cavalier blanc sur case blanche e2 | Roi noir sur case blanche b7 · Pion noir sur case noire c7 · Pion noir sur case noire b6 · Pion noir sur case blanche c6 · Cavalier noir sur case blanche e6 · Pion noir sur case noire a5 · Dame noire sur case noire e5 · Pion noir sur case blanche f5 · Pion blanc sur case noire c3 · Pion blanc sur case blanche d3 · Dame blanche sur case blanche f3 · Pion blanc sur case noire g3 · Pion blanc sur case blanche a2 · Pion blanc sur case noire b2 · Roi blanc sur case blanche c2 · Cavalier blanc sur case blanche e2 | Roi noir sur case blanche b7 · Pion noir sur case noire c7 · Pion noir sur case noire b6 · Pion noir sur case blanche c6 · Cavalier noir sur case blanche e6 · Pion noir sur case noire a5 · Dame noire sur case noire e5 · Pion noir sur case blanche f5 · Pion blanc sur case noire c3 · Pion blanc sur case blanche d3 · Dame blanche sur case blanche f3 · Pion blanc sur case noire g3 · Pion blanc sur case blanche a2 · Pion blanc sur case noire b2 · Roi blanc sur case blanche c2 · Cavalier blanc sur case blanche e2 | 1 |
|   | a | b | c | d | e | f | g | h |   |

Il est aussi possible aux Noirs de jouer 29...Dd5 qui mène probablement vers un échange des dames. Carlsen de cherche visiblement pas à forcer le gain. Selon les logiciels d'analyse, on arrive à une répétition de la position. 30. Df2 Ce6 31. Df3 Il n'y a pas de meilleure solution pour les Blancs que la répétition de coups. 31...Cg5 32. Df2 Ce6 ½-½
Il semble qu'aucun des deux joueurs n'aient eu envie d'insister pour prendre l'avantage et le jeu s'achève en nulle par répétition. D'après Ian Nepomniachtchi le champion en titre a joué « comme s'il s'était déjà résigné. » Chrisitan Bauer émet l'hypothèse qu'après deux parties perdues il ait voulu « reprendre son souffle. » Carlsen se satisfait de cette nulle qui n'entame pas son avance.

#### Huitième partie, Carlsen-Anand, ½-½
La ronde est résumée par Europe Échecs sur son site : « RAS. Dans la 8e partie, Carlsen avait décidé de faire nulle, alors ce fut nulle. » Dans cette ronde, Carlsen n'a joué en tout que 20 minutes.
C'est la quatrième fois qu'une défense berlinoise est jouée dans ce match, mais c'est la première fois que Carlsen a les blancs dans cette ouverture, Anand faisant ainsi écho au répertoire de son adversaire, ce qui a surpris les journalistes présents sur place. Un contrôle antidopage a eu lieu après la ronde.
|   | a | b | c | d | e | f | g | h |   |
| 8 | Tour noire sur case blanche a8 · Roi noir sur case blanche g8 · Pion noir sur case noire a7 · Pion noir sur case blanche b7 · Pion noir sur case blanche f7 · Pion noir sur case blanche h7 · Pion noir sur case blanche c6 · Cavalier noir sur case blanche e6 · Dame noire sur case noire f6 · Pion noir sur case blanche g6 · Pion noir sur case blanche d5 · Cavalier blanc sur case noire e5 · Pion blanc sur case noire d4 · Pion blanc sur case noire c3 · Pion blanc sur case blanche a2 · Pion blanc sur case noire b2 · Dame blanche sur case blanche e2 · Pion blanc sur case noire f2 · Pion blanc sur case blanche g2 · Pion blanc sur case noire h2 · Tour blanche sur case noire e1 · Roi blanc sur case noire g1 | Tour noire sur case blanche a8 · Roi noir sur case blanche g8 · Pion noir sur case noire a7 · Pion noir sur case blanche b7 · Pion noir sur case blanche f7 · Pion noir sur case blanche h7 · Pion noir sur case blanche c6 · Cavalier noir sur case blanche e6 · Dame noire sur case noire f6 · Pion noir sur case blanche g6 · Pion noir sur case blanche d5 · Cavalier blanc sur case noire e5 · Pion blanc sur case noire d4 · Pion blanc sur case noire c3 · Pion blanc sur case blanche a2 · Pion blanc sur case noire b2 · Dame blanche sur case blanche e2 · Pion blanc sur case noire f2 · Pion blanc sur case blanche g2 · Pion blanc sur case noire h2 · Tour blanche sur case noire e1 · Roi blanc sur case noire g1 | Tour noire sur case blanche a8 · Roi noir sur case blanche g8 · Pion noir sur case noire a7 · Pion noir sur case blanche b7 · Pion noir sur case blanche f7 · Pion noir sur case blanche h7 · Pion noir sur case blanche c6 · Cavalier noir sur case blanche e6 · Dame noire sur case noire f6 · Pion noir sur case blanche g6 · Pion noir sur case blanche d5 · Cavalier blanc sur case noire e5 · Pion blanc sur case noire d4 · Pion blanc sur case noire c3 · Pion blanc sur case blanche a2 · Pion blanc sur case noire b2 · Dame blanche sur case blanche e2 · Pion blanc sur case noire f2 · Pion blanc sur case blanche g2 · Pion blanc sur case noire h2 · Tour blanche sur case noire e1 · Roi blanc sur case noire g1 | Tour noire sur case blanche a8 · Roi noir sur case blanche g8 · Pion noir sur case noire a7 · Pion noir sur case blanche b7 · Pion noir sur case blanche f7 · Pion noir sur case blanche h7 · Pion noir sur case blanche c6 · Cavalier noir sur case blanche e6 · Dame noire sur case noire f6 · Pion noir sur case blanche g6 · Pion noir sur case blanche d5 · Cavalier blanc sur case noire e5 · Pion blanc sur case noire d4 · Pion blanc sur case noire c3 · Pion blanc sur case blanche a2 · Pion blanc sur case noire b2 · Dame blanche sur case blanche e2 · Pion blanc sur case noire f2 · Pion blanc sur case blanche g2 · Pion blanc sur case noire h2 · Tour blanche sur case noire e1 · Roi blanc sur case noire g1 | Tour noire sur case blanche a8 · Roi noir sur case blanche g8 · Pion noir sur case noire a7 · Pion noir sur case blanche b7 · Pion noir sur case blanche f7 · Pion noir sur case blanche h7 · Pion noir sur case blanche c6 · Cavalier noir sur case blanche e6 · Dame noire sur case noire f6 · Pion noir sur case blanche g6 · Pion noir sur case blanche d5 · Cavalier blanc sur case noire e5 · Pion blanc sur case noire d4 · Pion blanc sur case noire c3 · Pion blanc sur case blanche a2 · Pion blanc sur case noire b2 · Dame blanche sur case blanche e2 · Pion blanc sur case noire f2 · Pion blanc sur case blanche g2 · Pion blanc sur case noire h2 · Tour blanche sur case noire e1 · Roi blanc sur case noire g1 | Tour noire sur case blanche a8 · Roi noir sur case blanche g8 · Pion noir sur case noire a7 · Pion noir sur case blanche b7 · Pion noir sur case blanche f7 · Pion noir sur case blanche h7 · Pion noir sur case blanche c6 · Cavalier noir sur case blanche e6 · Dame noire sur case noire f6 · Pion noir sur case blanche g6 · Pion noir sur case blanche d5 · Cavalier blanc sur case noire e5 · Pion blanc sur case noire d4 · Pion blanc sur case noire c3 · Pion blanc sur case blanche a2 · Pion blanc sur case noire b2 · Dame blanche sur case blanche e2 · Pion blanc sur case noire f2 · Pion blanc sur case blanche g2 · Pion blanc sur case noire h2 · Tour blanche sur case noire e1 · Roi blanc sur case noire g1 | Tour noire sur case blanche a8 · Roi noir sur case blanche g8 · Pion noir sur case noire a7 · Pion noir sur case blanche b7 · Pion noir sur case blanche f7 · Pion noir sur case blanche h7 · Pion noir sur case blanche c6 · Cavalier noir sur case blanche e6 · Dame noire sur case noire f6 · Pion noir sur case blanche g6 · Pion noir sur case blanche d5 · Cavalier blanc sur case noire e5 · Pion blanc sur case noire d4 · Pion blanc sur case noire c3 · Pion blanc sur case blanche a2 · Pion blanc sur case noire b2 · Dame blanche sur case blanche e2 · Pion blanc sur case noire f2 · Pion blanc sur case blanche g2 · Pion blanc sur case noire h2 · Tour blanche sur case noire e1 · Roi blanc sur case noire g1 | Tour noire sur case blanche a8 · Roi noir sur case blanche g8 · Pion noir sur case noire a7 · Pion noir sur case blanche b7 · Pion noir sur case blanche f7 · Pion noir sur case blanche h7 · Pion noir sur case blanche c6 · Cavalier noir sur case blanche e6 · Dame noire sur case noire f6 · Pion noir sur case blanche g6 · Pion noir sur case blanche d5 · Cavalier blanc sur case noire e5 · Pion blanc sur case noire d4 · Pion blanc sur case noire c3 · Pion blanc sur case blanche a2 · Pion blanc sur case noire b2 · Dame blanche sur case blanche e2 · Pion blanc sur case noire f2 · Pion blanc sur case blanche g2 · Pion blanc sur case noire h2 · Tour blanche sur case noire e1 · Roi blanc sur case noire g1 | 8 |
| 7 | Tour noire sur case blanche a8 · Roi noir sur case blanche g8 · Pion noir sur case noire a7 · Pion noir sur case blanche b7 · Pion noir sur case blanche f7 · Pion noir sur case blanche h7 · Pion noir sur case blanche c6 · Cavalier noir sur case blanche e6 · Dame noire sur case noire f6 · Pion noir sur case blanche g6 · Pion noir sur case blanche d5 · Cavalier blanc sur case noire e5 · Pion blanc sur case noire d4 · Pion blanc sur case noire c3 · Pion blanc sur case blanche a2 · Pion blanc sur case noire b2 · Dame blanche sur case blanche e2 · Pion blanc sur case noire f2 · Pion blanc sur case blanche g2 · Pion blanc sur case noire h2 · Tour blanche sur case noire e1 · Roi blanc sur case noire g1 | Tour noire sur case blanche a8 · Roi noir sur case blanche g8 · Pion noir sur case noire a7 · Pion noir sur case blanche b7 · Pion noir sur case blanche f7 · Pion noir sur case blanche h7 · Pion noir sur case blanche c6 · Cavalier noir sur case blanche e6 · Dame noire sur case noire f6 · Pion noir sur case blanche g6 · Pion noir sur case blanche d5 · Cavalier blanc sur case noire e5 · Pion blanc sur case noire d4 · Pion blanc sur case noire c3 · Pion blanc sur case blanche a2 · Pion blanc sur case noire b2 · Dame blanche sur case blanche e2 · Pion blanc sur case noire f2 · Pion blanc sur case blanche g2 · Pion blanc sur case noire h2 · Tour blanche sur case noire e1 · Roi blanc sur case noire g1 | Tour noire sur case blanche a8 · Roi noir sur case blanche g8 · Pion noir sur case noire a7 · Pion noir sur case blanche b7 · Pion noir sur case blanche f7 · Pion noir sur case blanche h7 · Pion noir sur case blanche c6 · Cavalier noir sur case blanche e6 · Dame noire sur case noire f6 · Pion noir sur case blanche g6 · Pion noir sur case blanche d5 · Cavalier blanc sur case noire e5 · Pion blanc sur case noire d4 · Pion blanc sur case noire c3 · Pion blanc sur case blanche a2 · Pion blanc sur case noire b2 · Dame blanche sur case blanche e2 · Pion blanc sur case noire f2 · Pion blanc sur case blanche g2 · Pion blanc sur case noire h2 · Tour blanche sur case noire e1 · Roi blanc sur case noire g1 | Tour noire sur case blanche a8 · Roi noir sur case blanche g8 · Pion noir sur case noire a7 · Pion noir sur case blanche b7 · Pion noir sur case blanche f7 · Pion noir sur case blanche h7 · Pion noir sur case blanche c6 · Cavalier noir sur case blanche e6 · Dame noire sur case noire f6 · Pion noir sur case blanche g6 · Pion noir sur case blanche d5 · Cavalier blanc sur case noire e5 · Pion blanc sur case noire d4 · Pion blanc sur case noire c3 · Pion blanc sur case blanche a2 · Pion blanc sur case noire b2 · Dame blanche sur case blanche e2 · Pion blanc sur case noire f2 · Pion blanc sur case blanche g2 · Pion blanc sur case noire h2 · Tour blanche sur case noire e1 · Roi blanc sur case noire g1 | Tour noire sur case blanche a8 · Roi noir sur case blanche g8 · Pion noir sur case noire a7 · Pion noir sur case blanche b7 · Pion noir sur case blanche f7 · Pion noir sur case blanche h7 · Pion noir sur case blanche c6 · Cavalier noir sur case blanche e6 · Dame noire sur case noire f6 · Pion noir sur case blanche g6 · Pion noir sur case blanche d5 · Cavalier blanc sur case noire e5 · Pion blanc sur case noire d4 · Pion blanc sur case noire c3 · Pion blanc sur case blanche a2 · Pion blanc sur case noire b2 · Dame blanche sur case blanche e2 · Pion blanc sur case noire f2 · Pion blanc sur case blanche g2 · Pion blanc sur case noire h2 · Tour blanche sur case noire e1 · Roi blanc sur case noire g1 | Tour noire sur case blanche a8 · Roi noir sur case blanche g8 · Pion noir sur case noire a7 · Pion noir sur case blanche b7 · Pion noir sur case blanche f7 · Pion noir sur case blanche h7 · Pion noir sur case blanche c6 · Cavalier noir sur case blanche e6 · Dame noire sur case noire f6 · Pion noir sur case blanche g6 · Pion noir sur case blanche d5 · Cavalier blanc sur case noire e5 · Pion blanc sur case noire d4 · Pion blanc sur case noire c3 · Pion blanc sur case blanche a2 · Pion blanc sur case noire b2 · Dame blanche sur case blanche e2 · Pion blanc sur case noire f2 · Pion blanc sur case blanche g2 · Pion blanc sur case noire h2 · Tour blanche sur case noire e1 · Roi blanc sur case noire g1 | Tour noire sur case blanche a8 · Roi noir sur case blanche g8 · Pion noir sur case noire a7 · Pion noir sur case blanche b7 · Pion noir sur case blanche f7 · Pion noir sur case blanche h7 · Pion noir sur case blanche c6 · Cavalier noir sur case blanche e6 · Dame noire sur case noire f6 · Pion noir sur case blanche g6 · Pion noir sur case blanche d5 · Cavalier blanc sur case noire e5 · Pion blanc sur case noire d4 · Pion blanc sur case noire c3 · Pion blanc sur case blanche a2 · Pion blanc sur case noire b2 · Dame blanche sur case blanche e2 · Pion blanc sur case noire f2 · Pion blanc sur case blanche g2 · Pion blanc sur case noire h2 · Tour blanche sur case noire e1 · Roi blanc sur case noire g1 | Tour noire sur case blanche a8 · Roi noir sur case blanche g8 · Pion noir sur case noire a7 · Pion noir sur case blanche b7 · Pion noir sur case blanche f7 · Pion noir sur case blanche h7 · Pion noir sur case blanche c6 · Cavalier noir sur case blanche e6 · Dame noire sur case noire f6 · Pion noir sur case blanche g6 · Pion noir sur case blanche d5 · Cavalier blanc sur case noire e5 · Pion blanc sur case noire d4 · Pion blanc sur case noire c3 · Pion blanc sur case blanche a2 · Pion blanc sur case noire b2 · Dame blanche sur case blanche e2 · Pion blanc sur case noire f2 · Pion blanc sur case blanche g2 · Pion blanc sur case noire h2 · Tour blanche sur case noire e1 · Roi blanc sur case noire g1 | 7 |
| 6 | Tour noire sur case blanche a8 · Roi noir sur case blanche g8 · Pion noir sur case noire a7 · Pion noir sur case blanche b7 · Pion noir sur case blanche f7 · Pion noir sur case blanche h7 · Pion noir sur case blanche c6 · Cavalier noir sur case blanche e6 · Dame noire sur case noire f6 · Pion noir sur case blanche g6 · Pion noir sur case blanche d5 · Cavalier blanc sur case noire e5 · Pion blanc sur case noire d4 · Pion blanc sur case noire c3 · Pion blanc sur case blanche a2 · Pion blanc sur case noire b2 · Dame blanche sur case blanche e2 · Pion blanc sur case noire f2 · Pion blanc sur case blanche g2 · Pion blanc sur case noire h2 · Tour blanche sur case noire e1 · Roi blanc sur case noire g1 | Tour noire sur case blanche a8 · Roi noir sur case blanche g8 · Pion noir sur case noire a7 · Pion noir sur case blanche b7 · Pion noir sur case blanche f7 · Pion noir sur case blanche h7 · Pion noir sur case blanche c6 · Cavalier noir sur case blanche e6 · Dame noire sur case noire f6 · Pion noir sur case blanche g6 · Pion noir sur case blanche d5 · Cavalier blanc sur case noire e5 · Pion blanc sur case noire d4 · Pion blanc sur case noire c3 · Pion blanc sur case blanche a2 · Pion blanc sur case noire b2 · Dame blanche sur case blanche e2 · Pion blanc sur case noire f2 · Pion blanc sur case blanche g2 · Pion blanc sur case noire h2 · Tour blanche sur case noire e1 · Roi blanc sur case noire g1 | Tour noire sur case blanche a8 · Roi noir sur case blanche g8 · Pion noir sur case noire a7 · Pion noir sur case blanche b7 · Pion noir sur case blanche f7 · Pion noir sur case blanche h7 · Pion noir sur case blanche c6 · Cavalier noir sur case blanche e6 · Dame noire sur case noire f6 · Pion noir sur case blanche g6 · Pion noir sur case blanche d5 · Cavalier blanc sur case noire e5 · Pion blanc sur case noire d4 · Pion blanc sur case noire c3 · Pion blanc sur case blanche a2 · Pion blanc sur case noire b2 · Dame blanche sur case blanche e2 · Pion blanc sur case noire f2 · Pion blanc sur case blanche g2 · Pion blanc sur case noire h2 · Tour blanche sur case noire e1 · Roi blanc sur case noire g1 | Tour noire sur case blanche a8 · Roi noir sur case blanche g8 · Pion noir sur case noire a7 · Pion noir sur case blanche b7 · Pion noir sur case blanche f7 · Pion noir sur case blanche h7 · Pion noir sur case blanche c6 · Cavalier noir sur case blanche e6 · Dame noire sur case noire f6 · Pion noir sur case blanche g6 · Pion noir sur case blanche d5 · Cavalier blanc sur case noire e5 · Pion blanc sur case noire d4 · Pion blanc sur case noire c3 · Pion blanc sur case blanche a2 · Pion blanc sur case noire b2 · Dame blanche sur case blanche e2 · Pion blanc sur case noire f2 · Pion blanc sur case blanche g2 · Pion blanc sur case noire h2 · Tour blanche sur case noire e1 · Roi blanc sur case noire g1 | Tour noire sur case blanche a8 · Roi noir sur case blanche g8 · Pion noir sur case noire a7 · Pion noir sur case blanche b7 · Pion noir sur case blanche f7 · Pion noir sur case blanche h7 · Pion noir sur case blanche c6 · Cavalier noir sur case blanche e6 · Dame noire sur case noire f6 · Pion noir sur case blanche g6 · Pion noir sur case blanche d5 · Cavalier blanc sur case noire e5 · Pion blanc sur case noire d4 · Pion blanc sur case noire c3 · Pion blanc sur case blanche a2 · Pion blanc sur case noire b2 · Dame blanche sur case blanche e2 · Pion blanc sur case noire f2 · Pion blanc sur case blanche g2 · Pion blanc sur case noire h2 · Tour blanche sur case noire e1 · Roi blanc sur case noire g1 | Tour noire sur case blanche a8 · Roi noir sur case blanche g8 · Pion noir sur case noire a7 · Pion noir sur case blanche b7 · Pion noir sur case blanche f7 · Pion noir sur case blanche h7 · Pion noir sur case blanche c6 · Cavalier noir sur case blanche e6 · Dame noire sur case noire f6 · Pion noir sur case blanche g6 · Pion noir sur case blanche d5 · Cavalier blanc sur case noire e5 · Pion blanc sur case noire d4 · Pion blanc sur case noire c3 · Pion blanc sur case blanche a2 · Pion blanc sur case noire b2 · Dame blanche sur case blanche e2 · Pion blanc sur case noire f2 · Pion blanc sur case blanche g2 · Pion blanc sur case noire h2 · Tour blanche sur case noire e1 · Roi blanc sur case noire g1 | Tour noire sur case blanche a8 · Roi noir sur case blanche g8 · Pion noir sur case noire a7 · Pion noir sur case blanche b7 · Pion noir sur case blanche f7 · Pion noir sur case blanche h7 · Pion noir sur case blanche c6 · Cavalier noir sur case blanche e6 · Dame noire sur case noire f6 · Pion noir sur case blanche g6 · Pion noir sur case blanche d5 · Cavalier blanc sur case noire e5 · Pion blanc sur case noire d4 · Pion blanc sur case noire c3 · Pion blanc sur case blanche a2 · Pion blanc sur case noire b2 · Dame blanche sur case blanche e2 · Pion blanc sur case noire f2 · Pion blanc sur case blanche g2 · Pion blanc sur case noire h2 · Tour blanche sur case noire e1 · Roi blanc sur case noire g1 | Tour noire sur case blanche a8 · Roi noir sur case blanche g8 · Pion noir sur case noire a7 · Pion noir sur case blanche b7 · Pion noir sur case blanche f7 · Pion noir sur case blanche h7 · Pion noir sur case blanche c6 · Cavalier noir sur case blanche e6 · Dame noire sur case noire f6 · Pion noir sur case blanche g6 · Pion noir sur case blanche d5 · Cavalier blanc sur case noire e5 · Pion blanc sur case noire d4 · Pion blanc sur case noire c3 · Pion blanc sur case blanche a2 · Pion blanc sur case noire b2 · Dame blanche sur case blanche e2 · Pion blanc sur case noire f2 · Pion blanc sur case blanche g2 · Pion blanc sur case noire h2 · Tour blanche sur case noire e1 · Roi blanc sur case noire g1 | 6 |
| 5 | Tour noire sur case blanche a8 · Roi noir sur case blanche g8 · Pion noir sur case noire a7 · Pion noir sur case blanche b7 · Pion noir sur case blanche f7 · Pion noir sur case blanche h7 · Pion noir sur case blanche c6 · Cavalier noir sur case blanche e6 · Dame noire sur case noire f6 · Pion noir sur case blanche g6 · Pion noir sur case blanche d5 · Cavalier blanc sur case noire e5 · Pion blanc sur case noire d4 · Pion blanc sur case noire c3 · Pion blanc sur case blanche a2 · Pion blanc sur case noire b2 · Dame blanche sur case blanche e2 · Pion blanc sur case noire f2 · Pion blanc sur case blanche g2 · Pion blanc sur case noire h2 · Tour blanche sur case noire e1 · Roi blanc sur case noire g1 | Tour noire sur case blanche a8 · Roi noir sur case blanche g8 · Pion noir sur case noire a7 · Pion noir sur case blanche b7 · Pion noir sur case blanche f7 · Pion noir sur case blanche h7 · Pion noir sur case blanche c6 · Cavalier noir sur case blanche e6 · Dame noire sur case noire f6 · Pion noir sur case blanche g6 · Pion noir sur case blanche d5 · Cavalier blanc sur case noire e5 · Pion blanc sur case noire d4 · Pion blanc sur case noire c3 · Pion blanc sur case blanche a2 · Pion blanc sur case noire b2 · Dame blanche sur case blanche e2 · Pion blanc sur case noire f2 · Pion blanc sur case blanche g2 · Pion blanc sur case noire h2 · Tour blanche sur case noire e1 · Roi blanc sur case noire g1 | Tour noire sur case blanche a8 · Roi noir sur case blanche g8 · Pion noir sur case noire a7 · Pion noir sur case blanche b7 · Pion noir sur case blanche f7 · Pion noir sur case blanche h7 · Pion noir sur case blanche c6 · Cavalier noir sur case blanche e6 · Dame noire sur case noire f6 · Pion noir sur case blanche g6 · Pion noir sur case blanche d5 · Cavalier blanc sur case noire e5 · Pion blanc sur case noire d4 · Pion blanc sur case noire c3 · Pion blanc sur case blanche a2 · Pion blanc sur case noire b2 · Dame blanche sur case blanche e2 · Pion blanc sur case noire f2 · Pion blanc sur case blanche g2 · Pion blanc sur case noire h2 · Tour blanche sur case noire e1 · Roi blanc sur case noire g1 | Tour noire sur case blanche a8 · Roi noir sur case blanche g8 · Pion noir sur case noire a7 · Pion noir sur case blanche b7 · Pion noir sur case blanche f7 · Pion noir sur case blanche h7 · Pion noir sur case blanche c6 · Cavalier noir sur case blanche e6 · Dame noire sur case noire f6 · Pion noir sur case blanche g6 · Pion noir sur case blanche d5 · Cavalier blanc sur case noire e5 · Pion blanc sur case noire d4 · Pion blanc sur case noire c3 · Pion blanc sur case blanche a2 · Pion blanc sur case noire b2 · Dame blanche sur case blanche e2 · Pion blanc sur case noire f2 · Pion blanc sur case blanche g2 · Pion blanc sur case noire h2 · Tour blanche sur case noire e1 · Roi blanc sur case noire g1 | Tour noire sur case blanche a8 · Roi noir sur case blanche g8 · Pion noir sur case noire a7 · Pion noir sur case blanche b7 · Pion noir sur case blanche f7 · Pion noir sur case blanche h7 · Pion noir sur case blanche c6 · Cavalier noir sur case blanche e6 · Dame noire sur case noire f6 · Pion noir sur case blanche g6 · Pion noir sur case blanche d5 · Cavalier blanc sur case noire e5 · Pion blanc sur case noire d4 · Pion blanc sur case noire c3 · Pion blanc sur case blanche a2 · Pion blanc sur case noire b2 · Dame blanche sur case blanche e2 · Pion blanc sur case noire f2 · Pion blanc sur case blanche g2 · Pion blanc sur case noire h2 · Tour blanche sur case noire e1 · Roi blanc sur case noire g1 | Tour noire sur case blanche a8 · Roi noir sur case blanche g8 · Pion noir sur case noire a7 · Pion noir sur case blanche b7 · Pion noir sur case blanche f7 · Pion noir sur case blanche h7 · Pion noir sur case blanche c6 · Cavalier noir sur case blanche e6 · Dame noire sur case noire f6 · Pion noir sur case blanche g6 · Pion noir sur case blanche d5 · Cavalier blanc sur case noire e5 · Pion blanc sur case noire d4 · Pion blanc sur case noire c3 · Pion blanc sur case blanche a2 · Pion blanc sur case noire b2 · Dame blanche sur case blanche e2 · Pion blanc sur case noire f2 · Pion blanc sur case blanche g2 · Pion blanc sur case noire h2 · Tour blanche sur case noire e1 · Roi blanc sur case noire g1 | Tour noire sur case blanche a8 · Roi noir sur case blanche g8 · Pion noir sur case noire a7 · Pion noir sur case blanche b7 · Pion noir sur case blanche f7 · Pion noir sur case blanche h7 · Pion noir sur case blanche c6 · Cavalier noir sur case blanche e6 · Dame noire sur case noire f6 · Pion noir sur case blanche g6 · Pion noir sur case blanche d5 · Cavalier blanc sur case noire e5 · Pion blanc sur case noire d4 · Pion blanc sur case noire c3 · Pion blanc sur case blanche a2 · Pion blanc sur case noire b2 · Dame blanche sur case blanche e2 · Pion blanc sur case noire f2 · Pion blanc sur case blanche g2 · Pion blanc sur case noire h2 · Tour blanche sur case noire e1 · Roi blanc sur case noire g1 | Tour noire sur case blanche a8 · Roi noir sur case blanche g8 · Pion noir sur case noire a7 · Pion noir sur case blanche b7 · Pion noir sur case blanche f7 · Pion noir sur case blanche h7 · Pion noir sur case blanche c6 · Cavalier noir sur case blanche e6 · Dame noire sur case noire f6 · Pion noir sur case blanche g6 · Pion noir sur case blanche d5 · Cavalier blanc sur case noire e5 · Pion blanc sur case noire d4 · Pion blanc sur case noire c3 · Pion blanc sur case blanche a2 · Pion blanc sur case noire b2 · Dame blanche sur case blanche e2 · Pion blanc sur case noire f2 · Pion blanc sur case blanche g2 · Pion blanc sur case noire h2 · Tour blanche sur case noire e1 · Roi blanc sur case noire g1 | 5 |
| 4 | Tour noire sur case blanche a8 · Roi noir sur case blanche g8 · Pion noir sur case noire a7 · Pion noir sur case blanche b7 · Pion noir sur case blanche f7 · Pion noir sur case blanche h7 · Pion noir sur case blanche c6 · Cavalier noir sur case blanche e6 · Dame noire sur case noire f6 · Pion noir sur case blanche g6 · Pion noir sur case blanche d5 · Cavalier blanc sur case noire e5 · Pion blanc sur case noire d4 · Pion blanc sur case noire c3 · Pion blanc sur case blanche a2 · Pion blanc sur case noire b2 · Dame blanche sur case blanche e2 · Pion blanc sur case noire f2 · Pion blanc sur case blanche g2 · Pion blanc sur case noire h2 · Tour blanche sur case noire e1 · Roi blanc sur case noire g1 | Tour noire sur case blanche a8 · Roi noir sur case blanche g8 · Pion noir sur case noire a7 · Pion noir sur case blanche b7 · Pion noir sur case blanche f7 · Pion noir sur case blanche h7 · Pion noir sur case blanche c6 · Cavalier noir sur case blanche e6 · Dame noire sur case noire f6 · Pion noir sur case blanche g6 · Pion noir sur case blanche d5 · Cavalier blanc sur case noire e5 · Pion blanc sur case noire d4 · Pion blanc sur case noire c3 · Pion blanc sur case blanche a2 · Pion blanc sur case noire b2 · Dame blanche sur case blanche e2 · Pion blanc sur case noire f2 · Pion blanc sur case blanche g2 · Pion blanc sur case noire h2 · Tour blanche sur case noire e1 · Roi blanc sur case noire g1 | Tour noire sur case blanche a8 · Roi noir sur case blanche g8 · Pion noir sur case noire a7 · Pion noir sur case blanche b7 · Pion noir sur case blanche f7 · Pion noir sur case blanche h7 · Pion noir sur case blanche c6 · Cavalier noir sur case blanche e6 · Dame noire sur case noire f6 · Pion noir sur case blanche g6 · Pion noir sur case blanche d5 · Cavalier blanc sur case noire e5 · Pion blanc sur case noire d4 · Pion blanc sur case noire c3 · Pion blanc sur case blanche a2 · Pion blanc sur case noire b2 · Dame blanche sur case blanche e2 · Pion blanc sur case noire f2 · Pion blanc sur case blanche g2 · Pion blanc sur case noire h2 · Tour blanche sur case noire e1 · Roi blanc sur case noire g1 | Tour noire sur case blanche a8 · Roi noir sur case blanche g8 · Pion noir sur case noire a7 · Pion noir sur case blanche b7 · Pion noir sur case blanche f7 · Pion noir sur case blanche h7 · Pion noir sur case blanche c6 · Cavalier noir sur case blanche e6 · Dame noire sur case noire f6 · Pion noir sur case blanche g6 · Pion noir sur case blanche d5 · Cavalier blanc sur case noire e5 · Pion blanc sur case noire d4 · Pion blanc sur case noire c3 · Pion blanc sur case blanche a2 · Pion blanc sur case noire b2 · Dame blanche sur case blanche e2 · Pion blanc sur case noire f2 · Pion blanc sur case blanche g2 · Pion blanc sur case noire h2 · Tour blanche sur case noire e1 · Roi blanc sur case noire g1 | Tour noire sur case blanche a8 · Roi noir sur case blanche g8 · Pion noir sur case noire a7 · Pion noir sur case blanche b7 · Pion noir sur case blanche f7 · Pion noir sur case blanche h7 · Pion noir sur case blanche c6 · Cavalier noir sur case blanche e6 · Dame noire sur case noire f6 · Pion noir sur case blanche g6 · Pion noir sur case blanche d5 · Cavalier blanc sur case noire e5 · Pion blanc sur case noire d4 · Pion blanc sur case noire c3 · Pion blanc sur case blanche a2 · Pion blanc sur case noire b2 · Dame blanche sur case blanche e2 · Pion blanc sur case noire f2 · Pion blanc sur case blanche g2 · Pion blanc sur case noire h2 · Tour blanche sur case noire e1 · Roi blanc sur case noire g1 | Tour noire sur case blanche a8 · Roi noir sur case blanche g8 · Pion noir sur case noire a7 · Pion noir sur case blanche b7 · Pion noir sur case blanche f7 · Pion noir sur case blanche h7 · Pion noir sur case blanche c6 · Cavalier noir sur case blanche e6 · Dame noire sur case noire f6 · Pion noir sur case blanche g6 · Pion noir sur case blanche d5 · Cavalier blanc sur case noire e5 · Pion blanc sur case noire d4 · Pion blanc sur case noire c3 · Pion blanc sur case blanche a2 · Pion blanc sur case noire b2 · Dame blanche sur case blanche e2 · Pion blanc sur case noire f2 · Pion blanc sur case blanche g2 · Pion blanc sur case noire h2 · Tour blanche sur case noire e1 · Roi blanc sur case noire g1 | Tour noire sur case blanche a8 · Roi noir sur case blanche g8 · Pion noir sur case noire a7 · Pion noir sur case blanche b7 · Pion noir sur case blanche f7 · Pion noir sur case blanche h7 · Pion noir sur case blanche c6 · Cavalier noir sur case blanche e6 · Dame noire sur case noire f6 · Pion noir sur case blanche g6 · Pion noir sur case blanche d5 · Cavalier blanc sur case noire e5 · Pion blanc sur case noire d4 · Pion blanc sur case noire c3 · Pion blanc sur case blanche a2 · Pion blanc sur case noire b2 · Dame blanche sur case blanche e2 · Pion blanc sur case noire f2 · Pion blanc sur case blanche g2 · Pion blanc sur case noire h2 · Tour blanche sur case noire e1 · Roi blanc sur case noire g1 | Tour noire sur case blanche a8 · Roi noir sur case blanche g8 · Pion noir sur case noire a7 · Pion noir sur case blanche b7 · Pion noir sur case blanche f7 · Pion noir sur case blanche h7 · Pion noir sur case blanche c6 · Cavalier noir sur case blanche e6 · Dame noire sur case noire f6 · Pion noir sur case blanche g6 · Pion noir sur case blanche d5 · Cavalier blanc sur case noire e5 · Pion blanc sur case noire d4 · Pion blanc sur case noire c3 · Pion blanc sur case blanche a2 · Pion blanc sur case noire b2 · Dame blanche sur case blanche e2 · Pion blanc sur case noire f2 · Pion blanc sur case blanche g2 · Pion blanc sur case noire h2 · Tour blanche sur case noire e1 · Roi blanc sur case noire g1 | 4 |
| 3 | Tour noire sur case blanche a8 · Roi noir sur case blanche g8 · Pion noir sur case noire a7 · Pion noir sur case blanche b7 · Pion noir sur case blanche f7 · Pion noir sur case blanche h7 · Pion noir sur case blanche c6 · Cavalier noir sur case blanche e6 · Dame noire sur case noire f6 · Pion noir sur case blanche g6 · Pion noir sur case blanche d5 · Cavalier blanc sur case noire e5 · Pion blanc sur case noire d4 · Pion blanc sur case noire c3 · Pion blanc sur case blanche a2 · Pion blanc sur case noire b2 · Dame blanche sur case blanche e2 · Pion blanc sur case noire f2 · Pion blanc sur case blanche g2 · Pion blanc sur case noire h2 · Tour blanche sur case noire e1 · Roi blanc sur case noire g1 | Tour noire sur case blanche a8 · Roi noir sur case blanche g8 · Pion noir sur case noire a7 · Pion noir sur case blanche b7 · Pion noir sur case blanche f7 · Pion noir sur case blanche h7 · Pion noir sur case blanche c6 · Cavalier noir sur case blanche e6 · Dame noire sur case noire f6 · Pion noir sur case blanche g6 · Pion noir sur case blanche d5 · Cavalier blanc sur case noire e5 · Pion blanc sur case noire d4 · Pion blanc sur case noire c3 · Pion blanc sur case blanche a2 · Pion blanc sur case noire b2 · Dame blanche sur case blanche e2 · Pion blanc sur case noire f2 · Pion blanc sur case blanche g2 · Pion blanc sur case noire h2 · Tour blanche sur case noire e1 · Roi blanc sur case noire g1 | Tour noire sur case blanche a8 · Roi noir sur case blanche g8 · Pion noir sur case noire a7 · Pion noir sur case blanche b7 · Pion noir sur case blanche f7 · Pion noir sur case blanche h7 · Pion noir sur case blanche c6 · Cavalier noir sur case blanche e6 · Dame noire sur case noire f6 · Pion noir sur case blanche g6 · Pion noir sur case blanche d5 · Cavalier blanc sur case noire e5 · Pion blanc sur case noire d4 · Pion blanc sur case noire c3 · Pion blanc sur case blanche a2 · Pion blanc sur case noire b2 · Dame blanche sur case blanche e2 · Pion blanc sur case noire f2 · Pion blanc sur case blanche g2 · Pion blanc sur case noire h2 · Tour blanche sur case noire e1 · Roi blanc sur case noire g1 | Tour noire sur case blanche a8 · Roi noir sur case blanche g8 · Pion noir sur case noire a7 · Pion noir sur case blanche b7 · Pion noir sur case blanche f7 · Pion noir sur case blanche h7 · Pion noir sur case blanche c6 · Cavalier noir sur case blanche e6 · Dame noire sur case noire f6 · Pion noir sur case blanche g6 · Pion noir sur case blanche d5 · Cavalier blanc sur case noire e5 · Pion blanc sur case noire d4 · Pion blanc sur case noire c3 · Pion blanc sur case blanche a2 · Pion blanc sur case noire b2 · Dame blanche sur case blanche e2 · Pion blanc sur case noire f2 · Pion blanc sur case blanche g2 · Pion blanc sur case noire h2 · Tour blanche sur case noire e1 · Roi blanc sur case noire g1 | Tour noire sur case blanche a8 · Roi noir sur case blanche g8 · Pion noir sur case noire a7 · Pion noir sur case blanche b7 · Pion noir sur case blanche f7 · Pion noir sur case blanche h7 · Pion noir sur case blanche c6 · Cavalier noir sur case blanche e6 · Dame noire sur case noire f6 · Pion noir sur case blanche g6 · Pion noir sur case blanche d5 · Cavalier blanc sur case noire e5 · Pion blanc sur case noire d4 · Pion blanc sur case noire c3 · Pion blanc sur case blanche a2 · Pion blanc sur case noire b2 · Dame blanche sur case blanche e2 · Pion blanc sur case noire f2 · Pion blanc sur case blanche g2 · Pion blanc sur case noire h2 · Tour blanche sur case noire e1 · Roi blanc sur case noire g1 | Tour noire sur case blanche a8 · Roi noir sur case blanche g8 · Pion noir sur case noire a7 · Pion noir sur case blanche b7 · Pion noir sur case blanche f7 · Pion noir sur case blanche h7 · Pion noir sur case blanche c6 · Cavalier noir sur case blanche e6 · Dame noire sur case noire f6 · Pion noir sur case blanche g6 · Pion noir sur case blanche d5 · Cavalier blanc sur case noire e5 · Pion blanc sur case noire d4 · Pion blanc sur case noire c3 · Pion blanc sur case blanche a2 · Pion blanc sur case noire b2 · Dame blanche sur case blanche e2 · Pion blanc sur case noire f2 · Pion blanc sur case blanche g2 · Pion blanc sur case noire h2 · Tour blanche sur case noire e1 · Roi blanc sur case noire g1 | Tour noire sur case blanche a8 · Roi noir sur case blanche g8 · Pion noir sur case noire a7 · Pion noir sur case blanche b7 · Pion noir sur case blanche f7 · Pion noir sur case blanche h7 · Pion noir sur case blanche c6 · Cavalier noir sur case blanche e6 · Dame noire sur case noire f6 · Pion noir sur case blanche g6 · Pion noir sur case blanche d5 · Cavalier blanc sur case noire e5 · Pion blanc sur case noire d4 · Pion blanc sur case noire c3 · Pion blanc sur case blanche a2 · Pion blanc sur case noire b2 · Dame blanche sur case blanche e2 · Pion blanc sur case noire f2 · Pion blanc sur case blanche g2 · Pion blanc sur case noire h2 · Tour blanche sur case noire e1 · Roi blanc sur case noire g1 | Tour noire sur case blanche a8 · Roi noir sur case blanche g8 · Pion noir sur case noire a7 · Pion noir sur case blanche b7 · Pion noir sur case blanche f7 · Pion noir sur case blanche h7 · Pion noir sur case blanche c6 · Cavalier noir sur case blanche e6 · Dame noire sur case noire f6 · Pion noir sur case blanche g6 · Pion noir sur case blanche d5 · Cavalier blanc sur case noire e5 · Pion blanc sur case noire d4 · Pion blanc sur case noire c3 · Pion blanc sur case blanche a2 · Pion blanc sur case noire b2 · Dame blanche sur case blanche e2 · Pion blanc sur case noire f2 · Pion blanc sur case blanche g2 · Pion blanc sur case noire h2 · Tour blanche sur case noire e1 · Roi blanc sur case noire g1 | 3 |
| 2 | Tour noire sur case blanche a8 · Roi noir sur case blanche g8 · Pion noir sur case noire a7 · Pion noir sur case blanche b7 · Pion noir sur case blanche f7 · Pion noir sur case blanche h7 · Pion noir sur case blanche c6 · Cavalier noir sur case blanche e6 · Dame noire sur case noire f6 · Pion noir sur case blanche g6 · Pion noir sur case blanche d5 · Cavalier blanc sur case noire e5 · Pion blanc sur case noire d4 · Pion blanc sur case noire c3 · Pion blanc sur case blanche a2 · Pion blanc sur case noire b2 · Dame blanche sur case blanche e2 · Pion blanc sur case noire f2 · Pion blanc sur case blanche g2 · Pion blanc sur case noire h2 · Tour blanche sur case noire e1 · Roi blanc sur case noire g1 | Tour noire sur case blanche a8 · Roi noir sur case blanche g8 · Pion noir sur case noire a7 · Pion noir sur case blanche b7 · Pion noir sur case blanche f7 · Pion noir sur case blanche h7 · Pion noir sur case blanche c6 · Cavalier noir sur case blanche e6 · Dame noire sur case noire f6 · Pion noir sur case blanche g6 · Pion noir sur case blanche d5 · Cavalier blanc sur case noire e5 · Pion blanc sur case noire d4 · Pion blanc sur case noire c3 · Pion blanc sur case blanche a2 · Pion blanc sur case noire b2 · Dame blanche sur case blanche e2 · Pion blanc sur case noire f2 · Pion blanc sur case blanche g2 · Pion blanc sur case noire h2 · Tour blanche sur case noire e1 · Roi blanc sur case noire g1 | Tour noire sur case blanche a8 · Roi noir sur case blanche g8 · Pion noir sur case noire a7 · Pion noir sur case blanche b7 · Pion noir sur case blanche f7 · Pion noir sur case blanche h7 · Pion noir sur case blanche c6 · Cavalier noir sur case blanche e6 · Dame noire sur case noire f6 · Pion noir sur case blanche g6 · Pion noir sur case blanche d5 · Cavalier blanc sur case noire e5 · Pion blanc sur case noire d4 · Pion blanc sur case noire c3 · Pion blanc sur case blanche a2 · Pion blanc sur case noire b2 · Dame blanche sur case blanche e2 · Pion blanc sur case noire f2 · Pion blanc sur case blanche g2 · Pion blanc sur case noire h2 · Tour blanche sur case noire e1 · Roi blanc sur case noire g1 | Tour noire sur case blanche a8 · Roi noir sur case blanche g8 · Pion noir sur case noire a7 · Pion noir sur case blanche b7 · Pion noir sur case blanche f7 · Pion noir sur case blanche h7 · Pion noir sur case blanche c6 · Cavalier noir sur case blanche e6 · Dame noire sur case noire f6 · Pion noir sur case blanche g6 · Pion noir sur case blanche d5 · Cavalier blanc sur case noire e5 · Pion blanc sur case noire d4 · Pion blanc sur case noire c3 · Pion blanc sur case blanche a2 · Pion blanc sur case noire b2 · Dame blanche sur case blanche e2 · Pion blanc sur case noire f2 · Pion blanc sur case blanche g2 · Pion blanc sur case noire h2 · Tour blanche sur case noire e1 · Roi blanc sur case noire g1 | Tour noire sur case blanche a8 · Roi noir sur case blanche g8 · Pion noir sur case noire a7 · Pion noir sur case blanche b7 · Pion noir sur case blanche f7 · Pion noir sur case blanche h7 · Pion noir sur case blanche c6 · Cavalier noir sur case blanche e6 · Dame noire sur case noire f6 · Pion noir sur case blanche g6 · Pion noir sur case blanche d5 · Cavalier blanc sur case noire e5 · Pion blanc sur case noire d4 · Pion blanc sur case noire c3 · Pion blanc sur case blanche a2 · Pion blanc sur case noire b2 · Dame blanche sur case blanche e2 · Pion blanc sur case noire f2 · Pion blanc sur case blanche g2 · Pion blanc sur case noire h2 · Tour blanche sur case noire e1 · Roi blanc sur case noire g1 | Tour noire sur case blanche a8 · Roi noir sur case blanche g8 · Pion noir sur case noire a7 · Pion noir sur case blanche b7 · Pion noir sur case blanche f7 · Pion noir sur case blanche h7 · Pion noir sur case blanche c6 · Cavalier noir sur case blanche e6 · Dame noire sur case noire f6 · Pion noir sur case blanche g6 · Pion noir sur case blanche d5 · Cavalier blanc sur case noire e5 · Pion blanc sur case noire d4 · Pion blanc sur case noire c3 · Pion blanc sur case blanche a2 · Pion blanc sur case noire b2 · Dame blanche sur case blanche e2 · Pion blanc sur case noire f2 · Pion blanc sur case blanche g2 · Pion blanc sur case noire h2 · Tour blanche sur case noire e1 · Roi blanc sur case noire g1 | Tour noire sur case blanche a8 · Roi noir sur case blanche g8 · Pion noir sur case noire a7 · Pion noir sur case blanche b7 · Pion noir sur case blanche f7 · Pion noir sur case blanche h7 · Pion noir sur case blanche c6 · Cavalier noir sur case blanche e6 · Dame noire sur case noire f6 · Pion noir sur case blanche g6 · Pion noir sur case blanche d5 · Cavalier blanc sur case noire e5 · Pion blanc sur case noire d4 · Pion blanc sur case noire c3 · Pion blanc sur case blanche a2 · Pion blanc sur case noire b2 · Dame blanche sur case blanche e2 · Pion blanc sur case noire f2 · Pion blanc sur case blanche g2 · Pion blanc sur case noire h2 · Tour blanche sur case noire e1 · Roi blanc sur case noire g1 | Tour noire sur case blanche a8 · Roi noir sur case blanche g8 · Pion noir sur case noire a7 · Pion noir sur case blanche b7 · Pion noir sur case blanche f7 · Pion noir sur case blanche h7 · Pion noir sur case blanche c6 · Cavalier noir sur case blanche e6 · Dame noire sur case noire f6 · Pion noir sur case blanche g6 · Pion noir sur case blanche d5 · Cavalier blanc sur case noire e5 · Pion blanc sur case noire d4 · Pion blanc sur case noire c3 · Pion blanc sur case blanche a2 · Pion blanc sur case noire b2 · Dame blanche sur case blanche e2 · Pion blanc sur case noire f2 · Pion blanc sur case blanche g2 · Pion blanc sur case noire h2 · Tour blanche sur case noire e1 · Roi blanc sur case noire g1 | 2 |
| 1 | Tour noire sur case blanche a8 · Roi noir sur case blanche g8 · Pion noir sur case noire a7 · Pion noir sur case blanche b7 · Pion noir sur case blanche f7 · Pion noir sur case blanche h7 · Pion noir sur case blanche c6 · Cavalier noir sur case blanche e6 · Dame noire sur case noire f6 · Pion noir sur case blanche g6 · Pion noir sur case blanche d5 · Cavalier blanc sur case noire e5 · Pion blanc sur case noire d4 · Pion blanc sur case noire c3 · Pion blanc sur case blanche a2 · Pion blanc sur case noire b2 · Dame blanche sur case blanche e2 · Pion blanc sur case noire f2 · Pion blanc sur case blanche g2 · Pion blanc sur case noire h2 · Tour blanche sur case noire e1 · Roi blanc sur case noire g1 | Tour noire sur case blanche a8 · Roi noir sur case blanche g8 · Pion noir sur case noire a7 · Pion noir sur case blanche b7 · Pion noir sur case blanche f7 · Pion noir sur case blanche h7 · Pion noir sur case blanche c6 · Cavalier noir sur case blanche e6 · Dame noire sur case noire f6 · Pion noir sur case blanche g6 · Pion noir sur case blanche d5 · Cavalier blanc sur case noire e5 · Pion blanc sur case noire d4 · Pion blanc sur case noire c3 · Pion blanc sur case blanche a2 · Pion blanc sur case noire b2 · Dame blanche sur case blanche e2 · Pion blanc sur case noire f2 · Pion blanc sur case blanche g2 · Pion blanc sur case noire h2 · Tour blanche sur case noire e1 · Roi blanc sur case noire g1 | Tour noire sur case blanche a8 · Roi noir sur case blanche g8 · Pion noir sur case noire a7 · Pion noir sur case blanche b7 · Pion noir sur case blanche f7 · Pion noir sur case blanche h7 · Pion noir sur case blanche c6 · Cavalier noir sur case blanche e6 · Dame noire sur case noire f6 · Pion noir sur case blanche g6 · Pion noir sur case blanche d5 · Cavalier blanc sur case noire e5 · Pion blanc sur case noire d4 · Pion blanc sur case noire c3 · Pion blanc sur case blanche a2 · Pion blanc sur case noire b2 · Dame blanche sur case blanche e2 · Pion blanc sur case noire f2 · Pion blanc sur case blanche g2 · Pion blanc sur case noire h2 · Tour blanche sur case noire e1 · Roi blanc sur case noire g1 | Tour noire sur case blanche a8 · Roi noir sur case blanche g8 · Pion noir sur case noire a7 · Pion noir sur case blanche b7 · Pion noir sur case blanche f7 · Pion noir sur case blanche h7 · Pion noir sur case blanche c6 · Cavalier noir sur case blanche e6 · Dame noire sur case noire f6 · Pion noir sur case blanche g6 · Pion noir sur case blanche d5 · Cavalier blanc sur case noire e5 · Pion blanc sur case noire d4 · Pion blanc sur case noire c3 · Pion blanc sur case blanche a2 · Pion blanc sur case noire b2 · Dame blanche sur case blanche e2 · Pion blanc sur case noire f2 · Pion blanc sur case blanche g2 · Pion blanc sur case noire h2 · Tour blanche sur case noire e1 · Roi blanc sur case noire g1 | Tour noire sur case blanche a8 · Roi noir sur case blanche g8 · Pion noir sur case noire a7 · Pion noir sur case blanche b7 · Pion noir sur case blanche f7 · Pion noir sur case blanche h7 · Pion noir sur case blanche c6 · Cavalier noir sur case blanche e6 · Dame noire sur case noire f6 · Pion noir sur case blanche g6 · Pion noir sur case blanche d5 · Cavalier blanc sur case noire e5 · Pion blanc sur case noire d4 · Pion blanc sur case noire c3 · Pion blanc sur case blanche a2 · Pion blanc sur case noire b2 · Dame blanche sur case blanche e2 · Pion blanc sur case noire f2 · Pion blanc sur case blanche g2 · Pion blanc sur case noire h2 · Tour blanche sur case noire e1 · Roi blanc sur case noire g1 | Tour noire sur case blanche a8 · Roi noir sur case blanche g8 · Pion noir sur case noire a7 · Pion noir sur case blanche b7 · Pion noir sur case blanche f7 · Pion noir sur case blanche h7 · Pion noir sur case blanche c6 · Cavalier noir sur case blanche e6 · Dame noire sur case noire f6 · Pion noir sur case blanche g6 · Pion noir sur case blanche d5 · Cavalier blanc sur case noire e5 · Pion blanc sur case noire d4 · Pion blanc sur case noire c3 · Pion blanc sur case blanche a2 · Pion blanc sur case noire b2 · Dame blanche sur case blanche e2 · Pion blanc sur case noire f2 · Pion blanc sur case blanche g2 · Pion blanc sur case noire h2 · Tour blanche sur case noire e1 · Roi blanc sur case noire g1 | Tour noire sur case blanche a8 · Roi noir sur case blanche g8 · Pion noir sur case noire a7 · Pion noir sur case blanche b7 · Pion noir sur case blanche f7 · Pion noir sur case blanche h7 · Pion noir sur case blanche c6 · Cavalier noir sur case blanche e6 · Dame noire sur case noire f6 · Pion noir sur case blanche g6 · Pion noir sur case blanche d5 · Cavalier blanc sur case noire e5 · Pion blanc sur case noire d4 · Pion blanc sur case noire c3 · Pion blanc sur case blanche a2 · Pion blanc sur case noire b2 · Dame blanche sur case blanche e2 · Pion blanc sur case noire f2 · Pion blanc sur case blanche g2 · Pion blanc sur case noire h2 · Tour blanche sur case noire e1 · Roi blanc sur case noire g1 | Tour noire sur case blanche a8 · Roi noir sur case blanche g8 · Pion noir sur case noire a7 · Pion noir sur case blanche b7 · Pion noir sur case blanche f7 · Pion noir sur case blanche h7 · Pion noir sur case blanche c6 · Cavalier noir sur case blanche e6 · Dame noire sur case noire f6 · Pion noir sur case blanche g6 · Pion noir sur case blanche d5 · Cavalier blanc sur case noire e5 · Pion blanc sur case noire d4 · Pion blanc sur case noire c3 · Pion blanc sur case blanche a2 · Pion blanc sur case noire b2 · Dame blanche sur case blanche e2 · Pion blanc sur case noire f2 · Pion blanc sur case blanche g2 · Pion blanc sur case noire h2 · Tour blanche sur case noire e1 · Roi blanc sur case noire g1 | 1 |
|   | a | b | c | d | e | f | g | h |   |

1. e4 e5 Pour la première fois Carlsen joue e4 dans ce match. En lui répondant e5, Anand montre qu'il n'est pas encore prêt à se risquer dans une défense sicilienne.
2. Cf3 Cc6 3. Fb5 Cf6 4. O-O Cxe4 5. Te1 Ce coup, assez peu fréquent, permet à Carlsen d'obtenir une structure de pions symétrique en gardant beaucoup de pièces sur l'échiquier. Il a joué une position similaire contre Hikaru Nakamura deux mois auparavant à Saint-Louis, ainsi qu'en 2011 contre Anand avec les mêmes couleurs, toutes ces parties aboutissant à la nulle.
5...Cd6 6. Cxe5 Fe7 7. Ff1 Cxe5 8. Txe5 O-O 9. d4 Ff6 10. Te1 Te8 11. c3 Txe1 12. Dxe1 Ce8 13. Ff4 d5 14. Fd3 g6 15. Cd2 Cg7 16. De2 c6 17. Te1 Ce coup, qu'on peut considérer comme « très naturel » est une nouveauté de la part du Norvégien. Sur d'autres parties on trouvera 17. Cb3 (Nepomniachtchi-Riazantsev à Khanty-Mansiysk en 2011, ½-½) ou 17. Fe5 (Rozentalis-Bruzon Batista, Montréal 2013, ½-½). La position blanche ne semble pas avoir de faiblesses.
17...Ff5 18. Fxf5 Cxf5 19. Cf3 Cg7 20. Fe5 Ce6 21. Fxf6 Dxf6 22. Ce5 Te8 23. Cg4 Dd8!
23...Dg5? perd après 24. f4! Dxf4 25. Tf1 suivi de Cf6+.
24. De5 Cg7 25. Dxe8+ Cxe8 26. Txe8+ Dxe8 27. Cf6+ Rf8 28. Cxe8 Rxe8 29. f4 f5 30. Rf2 b5 31. b4 Rf7 32. h3 h6 33. h4 h5 ½-½

#### Neuvième partie, Anand-Carlsen, 0-1
Anand joue de façon aiguë contre la défense nimzo-indienne de Carlsen, ce qui lui donne des chances d'attaques. C'est la première fois que cette défense est jouée dans ce match. Anand rejoue la ligne qu'il avait jouée dans son match de championnat du monde en 2008 contre Vladimir Kramnik et Carlsen est visiblement bien préparé. Selon le grand maître Abhijeet Gupta, la structure de pions de cette partie incite les joueurs à jouer sur des ailes opposées. Magnus Carlsen se défend précisément, obtenant du contre-jeu côté dame, et fait dame avec son pion b pendant qu'Anand déplace ses pièces lourdes afin de mater.
|   | a | b | c | d | e | f | g | h |   |
| 8 | Tour noire sur case blanche a8 · Fou noir sur case blanche c8 · Dame noire sur case noire d8 · Roi noir sur case blanche e8 · Tour noire sur case noire h8 · Pion noir sur case noire a7 · Pion noir sur case blanche b7 · Pion noir sur case blanche f7 · Pion noir sur case noire g7 · Pion noir sur case blanche h7 · Cavalier noir sur case blanche c6 · Cavalier noir sur case noire f6 · Pion noir sur case blanche d5 · Pion noir sur case blanche c4 · Pion blanc sur case noire d4 · Pion blanc sur case blanche g4 · Pion blanc sur case noire a3 · Pion blanc sur case noire c3 · Pion blanc sur case noire e3 · Pion blanc sur case blanche f3 · Cavalier blanc sur case blanche e2 · Pion blanc sur case noire h2 · Tour blanche sur case noire a1 · Fou blanc sur case noire c1 · Dame blanche sur case blanche d1 · Roi blanc sur case noire e1 · Fou blanc sur case blanche f1 · Tour blanche sur case blanche h1 | Tour noire sur case blanche a8 · Fou noir sur case blanche c8 · Dame noire sur case noire d8 · Roi noir sur case blanche e8 · Tour noire sur case noire h8 · Pion noir sur case noire a7 · Pion noir sur case blanche b7 · Pion noir sur case blanche f7 · Pion noir sur case noire g7 · Pion noir sur case blanche h7 · Cavalier noir sur case blanche c6 · Cavalier noir sur case noire f6 · Pion noir sur case blanche d5 · Pion noir sur case blanche c4 · Pion blanc sur case noire d4 · Pion blanc sur case blanche g4 · Pion blanc sur case noire a3 · Pion blanc sur case noire c3 · Pion blanc sur case noire e3 · Pion blanc sur case blanche f3 · Cavalier blanc sur case blanche e2 · Pion blanc sur case noire h2 · Tour blanche sur case noire a1 · Fou blanc sur case noire c1 · Dame blanche sur case blanche d1 · Roi blanc sur case noire e1 · Fou blanc sur case blanche f1 · Tour blanche sur case blanche h1 | Tour noire sur case blanche a8 · Fou noir sur case blanche c8 · Dame noire sur case noire d8 · Roi noir sur case blanche e8 · Tour noire sur case noire h8 · Pion noir sur case noire a7 · Pion noir sur case blanche b7 · Pion noir sur case blanche f7 · Pion noir sur case noire g7 · Pion noir sur case blanche h7 · Cavalier noir sur case blanche c6 · Cavalier noir sur case noire f6 · Pion noir sur case blanche d5 · Pion noir sur case blanche c4 · Pion blanc sur case noire d4 · Pion blanc sur case blanche g4 · Pion blanc sur case noire a3 · Pion blanc sur case noire c3 · Pion blanc sur case noire e3 · Pion blanc sur case blanche f3 · Cavalier blanc sur case blanche e2 · Pion blanc sur case noire h2 · Tour blanche sur case noire a1 · Fou blanc sur case noire c1 · Dame blanche sur case blanche d1 · Roi blanc sur case noire e1 · Fou blanc sur case blanche f1 · Tour blanche sur case blanche h1 | Tour noire sur case blanche a8 · Fou noir sur case blanche c8 · Dame noire sur case noire d8 · Roi noir sur case blanche e8 · Tour noire sur case noire h8 · Pion noir sur case noire a7 · Pion noir sur case blanche b7 · Pion noir sur case blanche f7 · Pion noir sur case noire g7 · Pion noir sur case blanche h7 · Cavalier noir sur case blanche c6 · Cavalier noir sur case noire f6 · Pion noir sur case blanche d5 · Pion noir sur case blanche c4 · Pion blanc sur case noire d4 · Pion blanc sur case blanche g4 · Pion blanc sur case noire a3 · Pion blanc sur case noire c3 · Pion blanc sur case noire e3 · Pion blanc sur case blanche f3 · Cavalier blanc sur case blanche e2 · Pion blanc sur case noire h2 · Tour blanche sur case noire a1 · Fou blanc sur case noire c1 · Dame blanche sur case blanche d1 · Roi blanc sur case noire e1 · Fou blanc sur case blanche f1 · Tour blanche sur case blanche h1 | Tour noire sur case blanche a8 · Fou noir sur case blanche c8 · Dame noire sur case noire d8 · Roi noir sur case blanche e8 · Tour noire sur case noire h8 · Pion noir sur case noire a7 · Pion noir sur case blanche b7 · Pion noir sur case blanche f7 · Pion noir sur case noire g7 · Pion noir sur case blanche h7 · Cavalier noir sur case blanche c6 · Cavalier noir sur case noire f6 · Pion noir sur case blanche d5 · Pion noir sur case blanche c4 · Pion blanc sur case noire d4 · Pion blanc sur case blanche g4 · Pion blanc sur case noire a3 · Pion blanc sur case noire c3 · Pion blanc sur case noire e3 · Pion blanc sur case blanche f3 · Cavalier blanc sur case blanche e2 · Pion blanc sur case noire h2 · Tour blanche sur case noire a1 · Fou blanc sur case noire c1 · Dame blanche sur case blanche d1 · Roi blanc sur case noire e1 · Fou blanc sur case blanche f1 · Tour blanche sur case blanche h1 | Tour noire sur case blanche a8 · Fou noir sur case blanche c8 · Dame noire sur case noire d8 · Roi noir sur case blanche e8 · Tour noire sur case noire h8 · Pion noir sur case noire a7 · Pion noir sur case blanche b7 · Pion noir sur case blanche f7 · Pion noir sur case noire g7 · Pion noir sur case blanche h7 · Cavalier noir sur case blanche c6 · Cavalier noir sur case noire f6 · Pion noir sur case blanche d5 · Pion noir sur case blanche c4 · Pion blanc sur case noire d4 · Pion blanc sur case blanche g4 · Pion blanc sur case noire a3 · Pion blanc sur case noire c3 · Pion blanc sur case noire e3 · Pion blanc sur case blanche f3 · Cavalier blanc sur case blanche e2 · Pion blanc sur case noire h2 · Tour blanche sur case noire a1 · Fou blanc sur case noire c1 · Dame blanche sur case blanche d1 · Roi blanc sur case noire e1 · Fou blanc sur case blanche f1 · Tour blanche sur case blanche h1 | Tour noire sur case blanche a8 · Fou noir sur case blanche c8 · Dame noire sur case noire d8 · Roi noir sur case blanche e8 · Tour noire sur case noire h8 · Pion noir sur case noire a7 · Pion noir sur case blanche b7 · Pion noir sur case blanche f7 · Pion noir sur case noire g7 · Pion noir sur case blanche h7 · Cavalier noir sur case blanche c6 · Cavalier noir sur case noire f6 · Pion noir sur case blanche d5 · Pion noir sur case blanche c4 · Pion blanc sur case noire d4 · Pion blanc sur case blanche g4 · Pion blanc sur case noire a3 · Pion blanc sur case noire c3 · Pion blanc sur case noire e3 · Pion blanc sur case blanche f3 · Cavalier blanc sur case blanche e2 · Pion blanc sur case noire h2 · Tour blanche sur case noire a1 · Fou blanc sur case noire c1 · Dame blanche sur case blanche d1 · Roi blanc sur case noire e1 · Fou blanc sur case blanche f1 · Tour blanche sur case blanche h1 | Tour noire sur case blanche a8 · Fou noir sur case blanche c8 · Dame noire sur case noire d8 · Roi noir sur case blanche e8 · Tour noire sur case noire h8 · Pion noir sur case noire a7 · Pion noir sur case blanche b7 · Pion noir sur case blanche f7 · Pion noir sur case noire g7 · Pion noir sur case blanche h7 · Cavalier noir sur case blanche c6 · Cavalier noir sur case noire f6 · Pion noir sur case blanche d5 · Pion noir sur case blanche c4 · Pion blanc sur case noire d4 · Pion blanc sur case blanche g4 · Pion blanc sur case noire a3 · Pion blanc sur case noire c3 · Pion blanc sur case noire e3 · Pion blanc sur case blanche f3 · Cavalier blanc sur case blanche e2 · Pion blanc sur case noire h2 · Tour blanche sur case noire a1 · Fou blanc sur case noire c1 · Dame blanche sur case blanche d1 · Roi blanc sur case noire e1 · Fou blanc sur case blanche f1 · Tour blanche sur case blanche h1 | 8 |
| 7 | Tour noire sur case blanche a8 · Fou noir sur case blanche c8 · Dame noire sur case noire d8 · Roi noir sur case blanche e8 · Tour noire sur case noire h8 · Pion noir sur case noire a7 · Pion noir sur case blanche b7 · Pion noir sur case blanche f7 · Pion noir sur case noire g7 · Pion noir sur case blanche h7 · Cavalier noir sur case blanche c6 · Cavalier noir sur case noire f6 · Pion noir sur case blanche d5 · Pion noir sur case blanche c4 · Pion blanc sur case noire d4 · Pion blanc sur case blanche g4 · Pion blanc sur case noire a3 · Pion blanc sur case noire c3 · Pion blanc sur case noire e3 · Pion blanc sur case blanche f3 · Cavalier blanc sur case blanche e2 · Pion blanc sur case noire h2 · Tour blanche sur case noire a1 · Fou blanc sur case noire c1 · Dame blanche sur case blanche d1 · Roi blanc sur case noire e1 · Fou blanc sur case blanche f1 · Tour blanche sur case blanche h1 | Tour noire sur case blanche a8 · Fou noir sur case blanche c8 · Dame noire sur case noire d8 · Roi noir sur case blanche e8 · Tour noire sur case noire h8 · Pion noir sur case noire a7 · Pion noir sur case blanche b7 · Pion noir sur case blanche f7 · Pion noir sur case noire g7 · Pion noir sur case blanche h7 · Cavalier noir sur case blanche c6 · Cavalier noir sur case noire f6 · Pion noir sur case blanche d5 · Pion noir sur case blanche c4 · Pion blanc sur case noire d4 · Pion blanc sur case blanche g4 · Pion blanc sur case noire a3 · Pion blanc sur case noire c3 · Pion blanc sur case noire e3 · Pion blanc sur case blanche f3 · Cavalier blanc sur case blanche e2 · Pion blanc sur case noire h2 · Tour blanche sur case noire a1 · Fou blanc sur case noire c1 · Dame blanche sur case blanche d1 · Roi blanc sur case noire e1 · Fou blanc sur case blanche f1 · Tour blanche sur case blanche h1 | Tour noire sur case blanche a8 · Fou noir sur case blanche c8 · Dame noire sur case noire d8 · Roi noir sur case blanche e8 · Tour noire sur case noire h8 · Pion noir sur case noire a7 · Pion noir sur case blanche b7 · Pion noir sur case blanche f7 · Pion noir sur case noire g7 · Pion noir sur case blanche h7 · Cavalier noir sur case blanche c6 · Cavalier noir sur case noire f6 · Pion noir sur case blanche d5 · Pion noir sur case blanche c4 · Pion blanc sur case noire d4 · Pion blanc sur case blanche g4 · Pion blanc sur case noire a3 · Pion blanc sur case noire c3 · Pion blanc sur case noire e3 · Pion blanc sur case blanche f3 · Cavalier blanc sur case blanche e2 · Pion blanc sur case noire h2 · Tour blanche sur case noire a1 · Fou blanc sur case noire c1 · Dame blanche sur case blanche d1 · Roi blanc sur case noire e1 · Fou blanc sur case blanche f1 · Tour blanche sur case blanche h1 | Tour noire sur case blanche a8 · Fou noir sur case blanche c8 · Dame noire sur case noire d8 · Roi noir sur case blanche e8 · Tour noire sur case noire h8 · Pion noir sur case noire a7 · Pion noir sur case blanche b7 · Pion noir sur case blanche f7 · Pion noir sur case noire g7 · Pion noir sur case blanche h7 · Cavalier noir sur case blanche c6 · Cavalier noir sur case noire f6 · Pion noir sur case blanche d5 · Pion noir sur case blanche c4 · Pion blanc sur case noire d4 · Pion blanc sur case blanche g4 · Pion blanc sur case noire a3 · Pion blanc sur case noire c3 · Pion blanc sur case noire e3 · Pion blanc sur case blanche f3 · Cavalier blanc sur case blanche e2 · Pion blanc sur case noire h2 · Tour blanche sur case noire a1 · Fou blanc sur case noire c1 · Dame blanche sur case blanche d1 · Roi blanc sur case noire e1 · Fou blanc sur case blanche f1 · Tour blanche sur case blanche h1 | Tour noire sur case blanche a8 · Fou noir sur case blanche c8 · Dame noire sur case noire d8 · Roi noir sur case blanche e8 · Tour noire sur case noire h8 · Pion noir sur case noire a7 · Pion noir sur case blanche b7 · Pion noir sur case blanche f7 · Pion noir sur case noire g7 · Pion noir sur case blanche h7 · Cavalier noir sur case blanche c6 · Cavalier noir sur case noire f6 · Pion noir sur case blanche d5 · Pion noir sur case blanche c4 · Pion blanc sur case noire d4 · Pion blanc sur case blanche g4 · Pion blanc sur case noire a3 · Pion blanc sur case noire c3 · Pion blanc sur case noire e3 · Pion blanc sur case blanche f3 · Cavalier blanc sur case blanche e2 · Pion blanc sur case noire h2 · Tour blanche sur case noire a1 · Fou blanc sur case noire c1 · Dame blanche sur case blanche d1 · Roi blanc sur case noire e1 · Fou blanc sur case blanche f1 · Tour blanche sur case blanche h1 | Tour noire sur case blanche a8 · Fou noir sur case blanche c8 · Dame noire sur case noire d8 · Roi noir sur case blanche e8 · Tour noire sur case noire h8 · Pion noir sur case noire a7 · Pion noir sur case blanche b7 · Pion noir sur case blanche f7 · Pion noir sur case noire g7 · Pion noir sur case blanche h7 · Cavalier noir sur case blanche c6 · Cavalier noir sur case noire f6 · Pion noir sur case blanche d5 · Pion noir sur case blanche c4 · Pion blanc sur case noire d4 · Pion blanc sur case blanche g4 · Pion blanc sur case noire a3 · Pion blanc sur case noire c3 · Pion blanc sur case noire e3 · Pion blanc sur case blanche f3 · Cavalier blanc sur case blanche e2 · Pion blanc sur case noire h2 · Tour blanche sur case noire a1 · Fou blanc sur case noire c1 · Dame blanche sur case blanche d1 · Roi blanc sur case noire e1 · Fou blanc sur case blanche f1 · Tour blanche sur case blanche h1 | Tour noire sur case blanche a8 · Fou noir sur case blanche c8 · Dame noire sur case noire d8 · Roi noir sur case blanche e8 · Tour noire sur case noire h8 · Pion noir sur case noire a7 · Pion noir sur case blanche b7 · Pion noir sur case blanche f7 · Pion noir sur case noire g7 · Pion noir sur case blanche h7 · Cavalier noir sur case blanche c6 · Cavalier noir sur case noire f6 · Pion noir sur case blanche d5 · Pion noir sur case blanche c4 · Pion blanc sur case noire d4 · Pion blanc sur case blanche g4 · Pion blanc sur case noire a3 · Pion blanc sur case noire c3 · Pion blanc sur case noire e3 · Pion blanc sur case blanche f3 · Cavalier blanc sur case blanche e2 · Pion blanc sur case noire h2 · Tour blanche sur case noire a1 · Fou blanc sur case noire c1 · Dame blanche sur case blanche d1 · Roi blanc sur case noire e1 · Fou blanc sur case blanche f1 · Tour blanche sur case blanche h1 | Tour noire sur case blanche a8 · Fou noir sur case blanche c8 · Dame noire sur case noire d8 · Roi noir sur case blanche e8 · Tour noire sur case noire h8 · Pion noir sur case noire a7 · Pion noir sur case blanche b7 · Pion noir sur case blanche f7 · Pion noir sur case noire g7 · Pion noir sur case blanche h7 · Cavalier noir sur case blanche c6 · Cavalier noir sur case noire f6 · Pion noir sur case blanche d5 · Pion noir sur case blanche c4 · Pion blanc sur case noire d4 · Pion blanc sur case blanche g4 · Pion blanc sur case noire a3 · Pion blanc sur case noire c3 · Pion blanc sur case noire e3 · Pion blanc sur case blanche f3 · Cavalier blanc sur case blanche e2 · Pion blanc sur case noire h2 · Tour blanche sur case noire a1 · Fou blanc sur case noire c1 · Dame blanche sur case blanche d1 · Roi blanc sur case noire e1 · Fou blanc sur case blanche f1 · Tour blanche sur case blanche h1 | 7 |
| 6 | Tour noire sur case blanche a8 · Fou noir sur case blanche c8 · Dame noire sur case noire d8 · Roi noir sur case blanche e8 · Tour noire sur case noire h8 · Pion noir sur case noire a7 · Pion noir sur case blanche b7 · Pion noir sur case blanche f7 · Pion noir sur case noire g7 · Pion noir sur case blanche h7 · Cavalier noir sur case blanche c6 · Cavalier noir sur case noire f6 · Pion noir sur case blanche d5 · Pion noir sur case blanche c4 · Pion blanc sur case noire d4 · Pion blanc sur case blanche g4 · Pion blanc sur case noire a3 · Pion blanc sur case noire c3 · Pion blanc sur case noire e3 · Pion blanc sur case blanche f3 · Cavalier blanc sur case blanche e2 · Pion blanc sur case noire h2 · Tour blanche sur case noire a1 · Fou blanc sur case noire c1 · Dame blanche sur case blanche d1 · Roi blanc sur case noire e1 · Fou blanc sur case blanche f1 · Tour blanche sur case blanche h1 | Tour noire sur case blanche a8 · Fou noir sur case blanche c8 · Dame noire sur case noire d8 · Roi noir sur case blanche e8 · Tour noire sur case noire h8 · Pion noir sur case noire a7 · Pion noir sur case blanche b7 · Pion noir sur case blanche f7 · Pion noir sur case noire g7 · Pion noir sur case blanche h7 · Cavalier noir sur case blanche c6 · Cavalier noir sur case noire f6 · Pion noir sur case blanche d5 · Pion noir sur case blanche c4 · Pion blanc sur case noire d4 · Pion blanc sur case blanche g4 · Pion blanc sur case noire a3 · Pion blanc sur case noire c3 · Pion blanc sur case noire e3 · Pion blanc sur case blanche f3 · Cavalier blanc sur case blanche e2 · Pion blanc sur case noire h2 · Tour blanche sur case noire a1 · Fou blanc sur case noire c1 · Dame blanche sur case blanche d1 · Roi blanc sur case noire e1 · Fou blanc sur case blanche f1 · Tour blanche sur case blanche h1 | Tour noire sur case blanche a8 · Fou noir sur case blanche c8 · Dame noire sur case noire d8 · Roi noir sur case blanche e8 · Tour noire sur case noire h8 · Pion noir sur case noire a7 · Pion noir sur case blanche b7 · Pion noir sur case blanche f7 · Pion noir sur case noire g7 · Pion noir sur case blanche h7 · Cavalier noir sur case blanche c6 · Cavalier noir sur case noire f6 · Pion noir sur case blanche d5 · Pion noir sur case blanche c4 · Pion blanc sur case noire d4 · Pion blanc sur case blanche g4 · Pion blanc sur case noire a3 · Pion blanc sur case noire c3 · Pion blanc sur case noire e3 · Pion blanc sur case blanche f3 · Cavalier blanc sur case blanche e2 · Pion blanc sur case noire h2 · Tour blanche sur case noire a1 · Fou blanc sur case noire c1 · Dame blanche sur case blanche d1 · Roi blanc sur case noire e1 · Fou blanc sur case blanche f1 · Tour blanche sur case blanche h1 | Tour noire sur case blanche a8 · Fou noir sur case blanche c8 · Dame noire sur case noire d8 · Roi noir sur case blanche e8 · Tour noire sur case noire h8 · Pion noir sur case noire a7 · Pion noir sur case blanche b7 · Pion noir sur case blanche f7 · Pion noir sur case noire g7 · Pion noir sur case blanche h7 · Cavalier noir sur case blanche c6 · Cavalier noir sur case noire f6 · Pion noir sur case blanche d5 · Pion noir sur case blanche c4 · Pion blanc sur case noire d4 · Pion blanc sur case blanche g4 · Pion blanc sur case noire a3 · Pion blanc sur case noire c3 · Pion blanc sur case noire e3 · Pion blanc sur case blanche f3 · Cavalier blanc sur case blanche e2 · Pion blanc sur case noire h2 · Tour blanche sur case noire a1 · Fou blanc sur case noire c1 · Dame blanche sur case blanche d1 · Roi blanc sur case noire e1 · Fou blanc sur case blanche f1 · Tour blanche sur case blanche h1 | Tour noire sur case blanche a8 · Fou noir sur case blanche c8 · Dame noire sur case noire d8 · Roi noir sur case blanche e8 · Tour noire sur case noire h8 · Pion noir sur case noire a7 · Pion noir sur case blanche b7 · Pion noir sur case blanche f7 · Pion noir sur case noire g7 · Pion noir sur case blanche h7 · Cavalier noir sur case blanche c6 · Cavalier noir sur case noire f6 · Pion noir sur case blanche d5 · Pion noir sur case blanche c4 · Pion blanc sur case noire d4 · Pion blanc sur case blanche g4 · Pion blanc sur case noire a3 · Pion blanc sur case noire c3 · Pion blanc sur case noire e3 · Pion blanc sur case blanche f3 · Cavalier blanc sur case blanche e2 · Pion blanc sur case noire h2 · Tour blanche sur case noire a1 · Fou blanc sur case noire c1 · Dame blanche sur case blanche d1 · Roi blanc sur case noire e1 · Fou blanc sur case blanche f1 · Tour blanche sur case blanche h1 | Tour noire sur case blanche a8 · Fou noir sur case blanche c8 · Dame noire sur case noire d8 · Roi noir sur case blanche e8 · Tour noire sur case noire h8 · Pion noir sur case noire a7 · Pion noir sur case blanche b7 · Pion noir sur case blanche f7 · Pion noir sur case noire g7 · Pion noir sur case blanche h7 · Cavalier noir sur case blanche c6 · Cavalier noir sur case noire f6 · Pion noir sur case blanche d5 · Pion noir sur case blanche c4 · Pion blanc sur case noire d4 · Pion blanc sur case blanche g4 · Pion blanc sur case noire a3 · Pion blanc sur case noire c3 · Pion blanc sur case noire e3 · Pion blanc sur case blanche f3 · Cavalier blanc sur case blanche e2 · Pion blanc sur case noire h2 · Tour blanche sur case noire a1 · Fou blanc sur case noire c1 · Dame blanche sur case blanche d1 · Roi blanc sur case noire e1 · Fou blanc sur case blanche f1 · Tour blanche sur case blanche h1 | Tour noire sur case blanche a8 · Fou noir sur case blanche c8 · Dame noire sur case noire d8 · Roi noir sur case blanche e8 · Tour noire sur case noire h8 · Pion noir sur case noire a7 · Pion noir sur case blanche b7 · Pion noir sur case blanche f7 · Pion noir sur case noire g7 · Pion noir sur case blanche h7 · Cavalier noir sur case blanche c6 · Cavalier noir sur case noire f6 · Pion noir sur case blanche d5 · Pion noir sur case blanche c4 · Pion blanc sur case noire d4 · Pion blanc sur case blanche g4 · Pion blanc sur case noire a3 · Pion blanc sur case noire c3 · Pion blanc sur case noire e3 · Pion blanc sur case blanche f3 · Cavalier blanc sur case blanche e2 · Pion blanc sur case noire h2 · Tour blanche sur case noire a1 · Fou blanc sur case noire c1 · Dame blanche sur case blanche d1 · Roi blanc sur case noire e1 · Fou blanc sur case blanche f1 · Tour blanche sur case blanche h1 | Tour noire sur case blanche a8 · Fou noir sur case blanche c8 · Dame noire sur case noire d8 · Roi noir sur case blanche e8 · Tour noire sur case noire h8 · Pion noir sur case noire a7 · Pion noir sur case blanche b7 · Pion noir sur case blanche f7 · Pion noir sur case noire g7 · Pion noir sur case blanche h7 · Cavalier noir sur case blanche c6 · Cavalier noir sur case noire f6 · Pion noir sur case blanche d5 · Pion noir sur case blanche c4 · Pion blanc sur case noire d4 · Pion blanc sur case blanche g4 · Pion blanc sur case noire a3 · Pion blanc sur case noire c3 · Pion blanc sur case noire e3 · Pion blanc sur case blanche f3 · Cavalier blanc sur case blanche e2 · Pion blanc sur case noire h2 · Tour blanche sur case noire a1 · Fou blanc sur case noire c1 · Dame blanche sur case blanche d1 · Roi blanc sur case noire e1 · Fou blanc sur case blanche f1 · Tour blanche sur case blanche h1 | 6 |
| 5 | Tour noire sur case blanche a8 · Fou noir sur case blanche c8 · Dame noire sur case noire d8 · Roi noir sur case blanche e8 · Tour noire sur case noire h8 · Pion noir sur case noire a7 · Pion noir sur case blanche b7 · Pion noir sur case blanche f7 · Pion noir sur case noire g7 · Pion noir sur case blanche h7 · Cavalier noir sur case blanche c6 · Cavalier noir sur case noire f6 · Pion noir sur case blanche d5 · Pion noir sur case blanche c4 · Pion blanc sur case noire d4 · Pion blanc sur case blanche g4 · Pion blanc sur case noire a3 · Pion blanc sur case noire c3 · Pion blanc sur case noire e3 · Pion blanc sur case blanche f3 · Cavalier blanc sur case blanche e2 · Pion blanc sur case noire h2 · Tour blanche sur case noire a1 · Fou blanc sur case noire c1 · Dame blanche sur case blanche d1 · Roi blanc sur case noire e1 · Fou blanc sur case blanche f1 · Tour blanche sur case blanche h1 | Tour noire sur case blanche a8 · Fou noir sur case blanche c8 · Dame noire sur case noire d8 · Roi noir sur case blanche e8 · Tour noire sur case noire h8 · Pion noir sur case noire a7 · Pion noir sur case blanche b7 · Pion noir sur case blanche f7 · Pion noir sur case noire g7 · Pion noir sur case blanche h7 · Cavalier noir sur case blanche c6 · Cavalier noir sur case noire f6 · Pion noir sur case blanche d5 · Pion noir sur case blanche c4 · Pion blanc sur case noire d4 · Pion blanc sur case blanche g4 · Pion blanc sur case noire a3 · Pion blanc sur case noire c3 · Pion blanc sur case noire e3 · Pion blanc sur case blanche f3 · Cavalier blanc sur case blanche e2 · Pion blanc sur case noire h2 · Tour blanche sur case noire a1 · Fou blanc sur case noire c1 · Dame blanche sur case blanche d1 · Roi blanc sur case noire e1 · Fou blanc sur case blanche f1 · Tour blanche sur case blanche h1 | Tour noire sur case blanche a8 · Fou noir sur case blanche c8 · Dame noire sur case noire d8 · Roi noir sur case blanche e8 · Tour noire sur case noire h8 · Pion noir sur case noire a7 · Pion noir sur case blanche b7 · Pion noir sur case blanche f7 · Pion noir sur case noire g7 · Pion noir sur case blanche h7 · Cavalier noir sur case blanche c6 · Cavalier noir sur case noire f6 · Pion noir sur case blanche d5 · Pion noir sur case blanche c4 · Pion blanc sur case noire d4 · Pion blanc sur case blanche g4 · Pion blanc sur case noire a3 · Pion blanc sur case noire c3 · Pion blanc sur case noire e3 · Pion blanc sur case blanche f3 · Cavalier blanc sur case blanche e2 · Pion blanc sur case noire h2 · Tour blanche sur case noire a1 · Fou blanc sur case noire c1 · Dame blanche sur case blanche d1 · Roi blanc sur case noire e1 · Fou blanc sur case blanche f1 · Tour blanche sur case blanche h1 | Tour noire sur case blanche a8 · Fou noir sur case blanche c8 · Dame noire sur case noire d8 · Roi noir sur case blanche e8 · Tour noire sur case noire h8 · Pion noir sur case noire a7 · Pion noir sur case blanche b7 · Pion noir sur case blanche f7 · Pion noir sur case noire g7 · Pion noir sur case blanche h7 · Cavalier noir sur case blanche c6 · Cavalier noir sur case noire f6 · Pion noir sur case blanche d5 · Pion noir sur case blanche c4 · Pion blanc sur case noire d4 · Pion blanc sur case blanche g4 · Pion blanc sur case noire a3 · Pion blanc sur case noire c3 · Pion blanc sur case noire e3 · Pion blanc sur case blanche f3 · Cavalier blanc sur case blanche e2 · Pion blanc sur case noire h2 · Tour blanche sur case noire a1 · Fou blanc sur case noire c1 · Dame blanche sur case blanche d1 · Roi blanc sur case noire e1 · Fou blanc sur case blanche f1 · Tour blanche sur case blanche h1 | Tour noire sur case blanche a8 · Fou noir sur case blanche c8 · Dame noire sur case noire d8 · Roi noir sur case blanche e8 · Tour noire sur case noire h8 · Pion noir sur case noire a7 · Pion noir sur case blanche b7 · Pion noir sur case blanche f7 · Pion noir sur case noire g7 · Pion noir sur case blanche h7 · Cavalier noir sur case blanche c6 · Cavalier noir sur case noire f6 · Pion noir sur case blanche d5 · Pion noir sur case blanche c4 · Pion blanc sur case noire d4 · Pion blanc sur case blanche g4 · Pion blanc sur case noire a3 · Pion blanc sur case noire c3 · Pion blanc sur case noire e3 · Pion blanc sur case blanche f3 · Cavalier blanc sur case blanche e2 · Pion blanc sur case noire h2 · Tour blanche sur case noire a1 · Fou blanc sur case noire c1 · Dame blanche sur case blanche d1 · Roi blanc sur case noire e1 · Fou blanc sur case blanche f1 · Tour blanche sur case blanche h1 | Tour noire sur case blanche a8 · Fou noir sur case blanche c8 · Dame noire sur case noire d8 · Roi noir sur case blanche e8 · Tour noire sur case noire h8 · Pion noir sur case noire a7 · Pion noir sur case blanche b7 · Pion noir sur case blanche f7 · Pion noir sur case noire g7 · Pion noir sur case blanche h7 · Cavalier noir sur case blanche c6 · Cavalier noir sur case noire f6 · Pion noir sur case blanche d5 · Pion noir sur case blanche c4 · Pion blanc sur case noire d4 · Pion blanc sur case blanche g4 · Pion blanc sur case noire a3 · Pion blanc sur case noire c3 · Pion blanc sur case noire e3 · Pion blanc sur case blanche f3 · Cavalier blanc sur case blanche e2 · Pion blanc sur case noire h2 · Tour blanche sur case noire a1 · Fou blanc sur case noire c1 · Dame blanche sur case blanche d1 · Roi blanc sur case noire e1 · Fou blanc sur case blanche f1 · Tour blanche sur case blanche h1 | Tour noire sur case blanche a8 · Fou noir sur case blanche c8 · Dame noire sur case noire d8 · Roi noir sur case blanche e8 · Tour noire sur case noire h8 · Pion noir sur case noire a7 · Pion noir sur case blanche b7 · Pion noir sur case blanche f7 · Pion noir sur case noire g7 · Pion noir sur case blanche h7 · Cavalier noir sur case blanche c6 · Cavalier noir sur case noire f6 · Pion noir sur case blanche d5 · Pion noir sur case blanche c4 · Pion blanc sur case noire d4 · Pion blanc sur case blanche g4 · Pion blanc sur case noire a3 · Pion blanc sur case noire c3 · Pion blanc sur case noire e3 · Pion blanc sur case blanche f3 · Cavalier blanc sur case blanche e2 · Pion blanc sur case noire h2 · Tour blanche sur case noire a1 · Fou blanc sur case noire c1 · Dame blanche sur case blanche d1 · Roi blanc sur case noire e1 · Fou blanc sur case blanche f1 · Tour blanche sur case blanche h1 | Tour noire sur case blanche a8 · Fou noir sur case blanche c8 · Dame noire sur case noire d8 · Roi noir sur case blanche e8 · Tour noire sur case noire h8 · Pion noir sur case noire a7 · Pion noir sur case blanche b7 · Pion noir sur case blanche f7 · Pion noir sur case noire g7 · Pion noir sur case blanche h7 · Cavalier noir sur case blanche c6 · Cavalier noir sur case noire f6 · Pion noir sur case blanche d5 · Pion noir sur case blanche c4 · Pion blanc sur case noire d4 · Pion blanc sur case blanche g4 · Pion blanc sur case noire a3 · Pion blanc sur case noire c3 · Pion blanc sur case noire e3 · Pion blanc sur case blanche f3 · Cavalier blanc sur case blanche e2 · Pion blanc sur case noire h2 · Tour blanche sur case noire a1 · Fou blanc sur case noire c1 · Dame blanche sur case blanche d1 · Roi blanc sur case noire e1 · Fou blanc sur case blanche f1 · Tour blanche sur case blanche h1 | 5 |
| 4 | Tour noire sur case blanche a8 · Fou noir sur case blanche c8 · Dame noire sur case noire d8 · Roi noir sur case blanche e8 · Tour noire sur case noire h8 · Pion noir sur case noire a7 · Pion noir sur case blanche b7 · Pion noir sur case blanche f7 · Pion noir sur case noire g7 · Pion noir sur case blanche h7 · Cavalier noir sur case blanche c6 · Cavalier noir sur case noire f6 · Pion noir sur case blanche d5 · Pion noir sur case blanche c4 · Pion blanc sur case noire d4 · Pion blanc sur case blanche g4 · Pion blanc sur case noire a3 · Pion blanc sur case noire c3 · Pion blanc sur case noire e3 · Pion blanc sur case blanche f3 · Cavalier blanc sur case blanche e2 · Pion blanc sur case noire h2 · Tour blanche sur case noire a1 · Fou blanc sur case noire c1 · Dame blanche sur case blanche d1 · Roi blanc sur case noire e1 · Fou blanc sur case blanche f1 · Tour blanche sur case blanche h1 | Tour noire sur case blanche a8 · Fou noir sur case blanche c8 · Dame noire sur case noire d8 · Roi noir sur case blanche e8 · Tour noire sur case noire h8 · Pion noir sur case noire a7 · Pion noir sur case blanche b7 · Pion noir sur case blanche f7 · Pion noir sur case noire g7 · Pion noir sur case blanche h7 · Cavalier noir sur case blanche c6 · Cavalier noir sur case noire f6 · Pion noir sur case blanche d5 · Pion noir sur case blanche c4 · Pion blanc sur case noire d4 · Pion blanc sur case blanche g4 · Pion blanc sur case noire a3 · Pion blanc sur case noire c3 · Pion blanc sur case noire e3 · Pion blanc sur case blanche f3 · Cavalier blanc sur case blanche e2 · Pion blanc sur case noire h2 · Tour blanche sur case noire a1 · Fou blanc sur case noire c1 · Dame blanche sur case blanche d1 · Roi blanc sur case noire e1 · Fou blanc sur case blanche f1 · Tour blanche sur case blanche h1 | Tour noire sur case blanche a8 · Fou noir sur case blanche c8 · Dame noire sur case noire d8 · Roi noir sur case blanche e8 · Tour noire sur case noire h8 · Pion noir sur case noire a7 · Pion noir sur case blanche b7 · Pion noir sur case blanche f7 · Pion noir sur case noire g7 · Pion noir sur case blanche h7 · Cavalier noir sur case blanche c6 · Cavalier noir sur case noire f6 · Pion noir sur case blanche d5 · Pion noir sur case blanche c4 · Pion blanc sur case noire d4 · Pion blanc sur case blanche g4 · Pion blanc sur case noire a3 · Pion blanc sur case noire c3 · Pion blanc sur case noire e3 · Pion blanc sur case blanche f3 · Cavalier blanc sur case blanche e2 · Pion blanc sur case noire h2 · Tour blanche sur case noire a1 · Fou blanc sur case noire c1 · Dame blanche sur case blanche d1 · Roi blanc sur case noire e1 · Fou blanc sur case blanche f1 · Tour blanche sur case blanche h1 | Tour noire sur case blanche a8 · Fou noir sur case blanche c8 · Dame noire sur case noire d8 · Roi noir sur case blanche e8 · Tour noire sur case noire h8 · Pion noir sur case noire a7 · Pion noir sur case blanche b7 · Pion noir sur case blanche f7 · Pion noir sur case noire g7 · Pion noir sur case blanche h7 · Cavalier noir sur case blanche c6 · Cavalier noir sur case noire f6 · Pion noir sur case blanche d5 · Pion noir sur case blanche c4 · Pion blanc sur case noire d4 · Pion blanc sur case blanche g4 · Pion blanc sur case noire a3 · Pion blanc sur case noire c3 · Pion blanc sur case noire e3 · Pion blanc sur case blanche f3 · Cavalier blanc sur case blanche e2 · Pion blanc sur case noire h2 · Tour blanche sur case noire a1 · Fou blanc sur case noire c1 · Dame blanche sur case blanche d1 · Roi blanc sur case noire e1 · Fou blanc sur case blanche f1 · Tour blanche sur case blanche h1 | Tour noire sur case blanche a8 · Fou noir sur case blanche c8 · Dame noire sur case noire d8 · Roi noir sur case blanche e8 · Tour noire sur case noire h8 · Pion noir sur case noire a7 · Pion noir sur case blanche b7 · Pion noir sur case blanche f7 · Pion noir sur case noire g7 · Pion noir sur case blanche h7 · Cavalier noir sur case blanche c6 · Cavalier noir sur case noire f6 · Pion noir sur case blanche d5 · Pion noir sur case blanche c4 · Pion blanc sur case noire d4 · Pion blanc sur case blanche g4 · Pion blanc sur case noire a3 · Pion blanc sur case noire c3 · Pion blanc sur case noire e3 · Pion blanc sur case blanche f3 · Cavalier blanc sur case blanche e2 · Pion blanc sur case noire h2 · Tour blanche sur case noire a1 · Fou blanc sur case noire c1 · Dame blanche sur case blanche d1 · Roi blanc sur case noire e1 · Fou blanc sur case blanche f1 · Tour blanche sur case blanche h1 | Tour noire sur case blanche a8 · Fou noir sur case blanche c8 · Dame noire sur case noire d8 · Roi noir sur case blanche e8 · Tour noire sur case noire h8 · Pion noir sur case noire a7 · Pion noir sur case blanche b7 · Pion noir sur case blanche f7 · Pion noir sur case noire g7 · Pion noir sur case blanche h7 · Cavalier noir sur case blanche c6 · Cavalier noir sur case noire f6 · Pion noir sur case blanche d5 · Pion noir sur case blanche c4 · Pion blanc sur case noire d4 · Pion blanc sur case blanche g4 · Pion blanc sur case noire a3 · Pion blanc sur case noire c3 · Pion blanc sur case noire e3 · Pion blanc sur case blanche f3 · Cavalier blanc sur case blanche e2 · Pion blanc sur case noire h2 · Tour blanche sur case noire a1 · Fou blanc sur case noire c1 · Dame blanche sur case blanche d1 · Roi blanc sur case noire e1 · Fou blanc sur case blanche f1 · Tour blanche sur case blanche h1 | Tour noire sur case blanche a8 · Fou noir sur case blanche c8 · Dame noire sur case noire d8 · Roi noir sur case blanche e8 · Tour noire sur case noire h8 · Pion noir sur case noire a7 · Pion noir sur case blanche b7 · Pion noir sur case blanche f7 · Pion noir sur case noire g7 · Pion noir sur case blanche h7 · Cavalier noir sur case blanche c6 · Cavalier noir sur case noire f6 · Pion noir sur case blanche d5 · Pion noir sur case blanche c4 · Pion blanc sur case noire d4 · Pion blanc sur case blanche g4 · Pion blanc sur case noire a3 · Pion blanc sur case noire c3 · Pion blanc sur case noire e3 · Pion blanc sur case blanche f3 · Cavalier blanc sur case blanche e2 · Pion blanc sur case noire h2 · Tour blanche sur case noire a1 · Fou blanc sur case noire c1 · Dame blanche sur case blanche d1 · Roi blanc sur case noire e1 · Fou blanc sur case blanche f1 · Tour blanche sur case blanche h1 | Tour noire sur case blanche a8 · Fou noir sur case blanche c8 · Dame noire sur case noire d8 · Roi noir sur case blanche e8 · Tour noire sur case noire h8 · Pion noir sur case noire a7 · Pion noir sur case blanche b7 · Pion noir sur case blanche f7 · Pion noir sur case noire g7 · Pion noir sur case blanche h7 · Cavalier noir sur case blanche c6 · Cavalier noir sur case noire f6 · Pion noir sur case blanche d5 · Pion noir sur case blanche c4 · Pion blanc sur case noire d4 · Pion blanc sur case blanche g4 · Pion blanc sur case noire a3 · Pion blanc sur case noire c3 · Pion blanc sur case noire e3 · Pion blanc sur case blanche f3 · Cavalier blanc sur case blanche e2 · Pion blanc sur case noire h2 · Tour blanche sur case noire a1 · Fou blanc sur case noire c1 · Dame blanche sur case blanche d1 · Roi blanc sur case noire e1 · Fou blanc sur case blanche f1 · Tour blanche sur case blanche h1 | 4 |
| 3 | Tour noire sur case blanche a8 · Fou noir sur case blanche c8 · Dame noire sur case noire d8 · Roi noir sur case blanche e8 · Tour noire sur case noire h8 · Pion noir sur case noire a7 · Pion noir sur case blanche b7 · Pion noir sur case blanche f7 · Pion noir sur case noire g7 · Pion noir sur case blanche h7 · Cavalier noir sur case blanche c6 · Cavalier noir sur case noire f6 · Pion noir sur case blanche d5 · Pion noir sur case blanche c4 · Pion blanc sur case noire d4 · Pion blanc sur case blanche g4 · Pion blanc sur case noire a3 · Pion blanc sur case noire c3 · Pion blanc sur case noire e3 · Pion blanc sur case blanche f3 · Cavalier blanc sur case blanche e2 · Pion blanc sur case noire h2 · Tour blanche sur case noire a1 · Fou blanc sur case noire c1 · Dame blanche sur case blanche d1 · Roi blanc sur case noire e1 · Fou blanc sur case blanche f1 · Tour blanche sur case blanche h1 | Tour noire sur case blanche a8 · Fou noir sur case blanche c8 · Dame noire sur case noire d8 · Roi noir sur case blanche e8 · Tour noire sur case noire h8 · Pion noir sur case noire a7 · Pion noir sur case blanche b7 · Pion noir sur case blanche f7 · Pion noir sur case noire g7 · Pion noir sur case blanche h7 · Cavalier noir sur case blanche c6 · Cavalier noir sur case noire f6 · Pion noir sur case blanche d5 · Pion noir sur case blanche c4 · Pion blanc sur case noire d4 · Pion blanc sur case blanche g4 · Pion blanc sur case noire a3 · Pion blanc sur case noire c3 · Pion blanc sur case noire e3 · Pion blanc sur case blanche f3 · Cavalier blanc sur case blanche e2 · Pion blanc sur case noire h2 · Tour blanche sur case noire a1 · Fou blanc sur case noire c1 · Dame blanche sur case blanche d1 · Roi blanc sur case noire e1 · Fou blanc sur case blanche f1 · Tour blanche sur case blanche h1 | Tour noire sur case blanche a8 · Fou noir sur case blanche c8 · Dame noire sur case noire d8 · Roi noir sur case blanche e8 · Tour noire sur case noire h8 · Pion noir sur case noire a7 · Pion noir sur case blanche b7 · Pion noir sur case blanche f7 · Pion noir sur case noire g7 · Pion noir sur case blanche h7 · Cavalier noir sur case blanche c6 · Cavalier noir sur case noire f6 · Pion noir sur case blanche d5 · Pion noir sur case blanche c4 · Pion blanc sur case noire d4 · Pion blanc sur case blanche g4 · Pion blanc sur case noire a3 · Pion blanc sur case noire c3 · Pion blanc sur case noire e3 · Pion blanc sur case blanche f3 · Cavalier blanc sur case blanche e2 · Pion blanc sur case noire h2 · Tour blanche sur case noire a1 · Fou blanc sur case noire c1 · Dame blanche sur case blanche d1 · Roi blanc sur case noire e1 · Fou blanc sur case blanche f1 · Tour blanche sur case blanche h1 | Tour noire sur case blanche a8 · Fou noir sur case blanche c8 · Dame noire sur case noire d8 · Roi noir sur case blanche e8 · Tour noire sur case noire h8 · Pion noir sur case noire a7 · Pion noir sur case blanche b7 · Pion noir sur case blanche f7 · Pion noir sur case noire g7 · Pion noir sur case blanche h7 · Cavalier noir sur case blanche c6 · Cavalier noir sur case noire f6 · Pion noir sur case blanche d5 · Pion noir sur case blanche c4 · Pion blanc sur case noire d4 · Pion blanc sur case blanche g4 · Pion blanc sur case noire a3 · Pion blanc sur case noire c3 · Pion blanc sur case noire e3 · Pion blanc sur case blanche f3 · Cavalier blanc sur case blanche e2 · Pion blanc sur case noire h2 · Tour blanche sur case noire a1 · Fou blanc sur case noire c1 · Dame blanche sur case blanche d1 · Roi blanc sur case noire e1 · Fou blanc sur case blanche f1 · Tour blanche sur case blanche h1 | Tour noire sur case blanche a8 · Fou noir sur case blanche c8 · Dame noire sur case noire d8 · Roi noir sur case blanche e8 · Tour noire sur case noire h8 · Pion noir sur case noire a7 · Pion noir sur case blanche b7 · Pion noir sur case blanche f7 · Pion noir sur case noire g7 · Pion noir sur case blanche h7 · Cavalier noir sur case blanche c6 · Cavalier noir sur case noire f6 · Pion noir sur case blanche d5 · Pion noir sur case blanche c4 · Pion blanc sur case noire d4 · Pion blanc sur case blanche g4 · Pion blanc sur case noire a3 · Pion blanc sur case noire c3 · Pion blanc sur case noire e3 · Pion blanc sur case blanche f3 · Cavalier blanc sur case blanche e2 · Pion blanc sur case noire h2 · Tour blanche sur case noire a1 · Fou blanc sur case noire c1 · Dame blanche sur case blanche d1 · Roi blanc sur case noire e1 · Fou blanc sur case blanche f1 · Tour blanche sur case blanche h1 | Tour noire sur case blanche a8 · Fou noir sur case blanche c8 · Dame noire sur case noire d8 · Roi noir sur case blanche e8 · Tour noire sur case noire h8 · Pion noir sur case noire a7 · Pion noir sur case blanche b7 · Pion noir sur case blanche f7 · Pion noir sur case noire g7 · Pion noir sur case blanche h7 · Cavalier noir sur case blanche c6 · Cavalier noir sur case noire f6 · Pion noir sur case blanche d5 · Pion noir sur case blanche c4 · Pion blanc sur case noire d4 · Pion blanc sur case blanche g4 · Pion blanc sur case noire a3 · Pion blanc sur case noire c3 · Pion blanc sur case noire e3 · Pion blanc sur case blanche f3 · Cavalier blanc sur case blanche e2 · Pion blanc sur case noire h2 · Tour blanche sur case noire a1 · Fou blanc sur case noire c1 · Dame blanche sur case blanche d1 · Roi blanc sur case noire e1 · Fou blanc sur case blanche f1 · Tour blanche sur case blanche h1 | Tour noire sur case blanche a8 · Fou noir sur case blanche c8 · Dame noire sur case noire d8 · Roi noir sur case blanche e8 · Tour noire sur case noire h8 · Pion noir sur case noire a7 · Pion noir sur case blanche b7 · Pion noir sur case blanche f7 · Pion noir sur case noire g7 · Pion noir sur case blanche h7 · Cavalier noir sur case blanche c6 · Cavalier noir sur case noire f6 · Pion noir sur case blanche d5 · Pion noir sur case blanche c4 · Pion blanc sur case noire d4 · Pion blanc sur case blanche g4 · Pion blanc sur case noire a3 · Pion blanc sur case noire c3 · Pion blanc sur case noire e3 · Pion blanc sur case blanche f3 · Cavalier blanc sur case blanche e2 · Pion blanc sur case noire h2 · Tour blanche sur case noire a1 · Fou blanc sur case noire c1 · Dame blanche sur case blanche d1 · Roi blanc sur case noire e1 · Fou blanc sur case blanche f1 · Tour blanche sur case blanche h1 | Tour noire sur case blanche a8 · Fou noir sur case blanche c8 · Dame noire sur case noire d8 · Roi noir sur case blanche e8 · Tour noire sur case noire h8 · Pion noir sur case noire a7 · Pion noir sur case blanche b7 · Pion noir sur case blanche f7 · Pion noir sur case noire g7 · Pion noir sur case blanche h7 · Cavalier noir sur case blanche c6 · Cavalier noir sur case noire f6 · Pion noir sur case blanche d5 · Pion noir sur case blanche c4 · Pion blanc sur case noire d4 · Pion blanc sur case blanche g4 · Pion blanc sur case noire a3 · Pion blanc sur case noire c3 · Pion blanc sur case noire e3 · Pion blanc sur case blanche f3 · Cavalier blanc sur case blanche e2 · Pion blanc sur case noire h2 · Tour blanche sur case noire a1 · Fou blanc sur case noire c1 · Dame blanche sur case blanche d1 · Roi blanc sur case noire e1 · Fou blanc sur case blanche f1 · Tour blanche sur case blanche h1 | 3 |
| 2 | Tour noire sur case blanche a8 · Fou noir sur case blanche c8 · Dame noire sur case noire d8 · Roi noir sur case blanche e8 · Tour noire sur case noire h8 · Pion noir sur case noire a7 · Pion noir sur case blanche b7 · Pion noir sur case blanche f7 · Pion noir sur case noire g7 · Pion noir sur case blanche h7 · Cavalier noir sur case blanche c6 · Cavalier noir sur case noire f6 · Pion noir sur case blanche d5 · Pion noir sur case blanche c4 · Pion blanc sur case noire d4 · Pion blanc sur case blanche g4 · Pion blanc sur case noire a3 · Pion blanc sur case noire c3 · Pion blanc sur case noire e3 · Pion blanc sur case blanche f3 · Cavalier blanc sur case blanche e2 · Pion blanc sur case noire h2 · Tour blanche sur case noire a1 · Fou blanc sur case noire c1 · Dame blanche sur case blanche d1 · Roi blanc sur case noire e1 · Fou blanc sur case blanche f1 · Tour blanche sur case blanche h1 | Tour noire sur case blanche a8 · Fou noir sur case blanche c8 · Dame noire sur case noire d8 · Roi noir sur case blanche e8 · Tour noire sur case noire h8 · Pion noir sur case noire a7 · Pion noir sur case blanche b7 · Pion noir sur case blanche f7 · Pion noir sur case noire g7 · Pion noir sur case blanche h7 · Cavalier noir sur case blanche c6 · Cavalier noir sur case noire f6 · Pion noir sur case blanche d5 · Pion noir sur case blanche c4 · Pion blanc sur case noire d4 · Pion blanc sur case blanche g4 · Pion blanc sur case noire a3 · Pion blanc sur case noire c3 · Pion blanc sur case noire e3 · Pion blanc sur case blanche f3 · Cavalier blanc sur case blanche e2 · Pion blanc sur case noire h2 · Tour blanche sur case noire a1 · Fou blanc sur case noire c1 · Dame blanche sur case blanche d1 · Roi blanc sur case noire e1 · Fou blanc sur case blanche f1 · Tour blanche sur case blanche h1 | Tour noire sur case blanche a8 · Fou noir sur case blanche c8 · Dame noire sur case noire d8 · Roi noir sur case blanche e8 · Tour noire sur case noire h8 · Pion noir sur case noire a7 · Pion noir sur case blanche b7 · Pion noir sur case blanche f7 · Pion noir sur case noire g7 · Pion noir sur case blanche h7 · Cavalier noir sur case blanche c6 · Cavalier noir sur case noire f6 · Pion noir sur case blanche d5 · Pion noir sur case blanche c4 · Pion blanc sur case noire d4 · Pion blanc sur case blanche g4 · Pion blanc sur case noire a3 · Pion blanc sur case noire c3 · Pion blanc sur case noire e3 · Pion blanc sur case blanche f3 · Cavalier blanc sur case blanche e2 · Pion blanc sur case noire h2 · Tour blanche sur case noire a1 · Fou blanc sur case noire c1 · Dame blanche sur case blanche d1 · Roi blanc sur case noire e1 · Fou blanc sur case blanche f1 · Tour blanche sur case blanche h1 | Tour noire sur case blanche a8 · Fou noir sur case blanche c8 · Dame noire sur case noire d8 · Roi noir sur case blanche e8 · Tour noire sur case noire h8 · Pion noir sur case noire a7 · Pion noir sur case blanche b7 · Pion noir sur case blanche f7 · Pion noir sur case noire g7 · Pion noir sur case blanche h7 · Cavalier noir sur case blanche c6 · Cavalier noir sur case noire f6 · Pion noir sur case blanche d5 · Pion noir sur case blanche c4 · Pion blanc sur case noire d4 · Pion blanc sur case blanche g4 · Pion blanc sur case noire a3 · Pion blanc sur case noire c3 · Pion blanc sur case noire e3 · Pion blanc sur case blanche f3 · Cavalier blanc sur case blanche e2 · Pion blanc sur case noire h2 · Tour blanche sur case noire a1 · Fou blanc sur case noire c1 · Dame blanche sur case blanche d1 · Roi blanc sur case noire e1 · Fou blanc sur case blanche f1 · Tour blanche sur case blanche h1 | Tour noire sur case blanche a8 · Fou noir sur case blanche c8 · Dame noire sur case noire d8 · Roi noir sur case blanche e8 · Tour noire sur case noire h8 · Pion noir sur case noire a7 · Pion noir sur case blanche b7 · Pion noir sur case blanche f7 · Pion noir sur case noire g7 · Pion noir sur case blanche h7 · Cavalier noir sur case blanche c6 · Cavalier noir sur case noire f6 · Pion noir sur case blanche d5 · Pion noir sur case blanche c4 · Pion blanc sur case noire d4 · Pion blanc sur case blanche g4 · Pion blanc sur case noire a3 · Pion blanc sur case noire c3 · Pion blanc sur case noire e3 · Pion blanc sur case blanche f3 · Cavalier blanc sur case blanche e2 · Pion blanc sur case noire h2 · Tour blanche sur case noire a1 · Fou blanc sur case noire c1 · Dame blanche sur case blanche d1 · Roi blanc sur case noire e1 · Fou blanc sur case blanche f1 · Tour blanche sur case blanche h1 | Tour noire sur case blanche a8 · Fou noir sur case blanche c8 · Dame noire sur case noire d8 · Roi noir sur case blanche e8 · Tour noire sur case noire h8 · Pion noir sur case noire a7 · Pion noir sur case blanche b7 · Pion noir sur case blanche f7 · Pion noir sur case noire g7 · Pion noir sur case blanche h7 · Cavalier noir sur case blanche c6 · Cavalier noir sur case noire f6 · Pion noir sur case blanche d5 · Pion noir sur case blanche c4 · Pion blanc sur case noire d4 · Pion blanc sur case blanche g4 · Pion blanc sur case noire a3 · Pion blanc sur case noire c3 · Pion blanc sur case noire e3 · Pion blanc sur case blanche f3 · Cavalier blanc sur case blanche e2 · Pion blanc sur case noire h2 · Tour blanche sur case noire a1 · Fou blanc sur case noire c1 · Dame blanche sur case blanche d1 · Roi blanc sur case noire e1 · Fou blanc sur case blanche f1 · Tour blanche sur case blanche h1 | Tour noire sur case blanche a8 · Fou noir sur case blanche c8 · Dame noire sur case noire d8 · Roi noir sur case blanche e8 · Tour noire sur case noire h8 · Pion noir sur case noire a7 · Pion noir sur case blanche b7 · Pion noir sur case blanche f7 · Pion noir sur case noire g7 · Pion noir sur case blanche h7 · Cavalier noir sur case blanche c6 · Cavalier noir sur case noire f6 · Pion noir sur case blanche d5 · Pion noir sur case blanche c4 · Pion blanc sur case noire d4 · Pion blanc sur case blanche g4 · Pion blanc sur case noire a3 · Pion blanc sur case noire c3 · Pion blanc sur case noire e3 · Pion blanc sur case blanche f3 · Cavalier blanc sur case blanche e2 · Pion blanc sur case noire h2 · Tour blanche sur case noire a1 · Fou blanc sur case noire c1 · Dame blanche sur case blanche d1 · Roi blanc sur case noire e1 · Fou blanc sur case blanche f1 · Tour blanche sur case blanche h1 | Tour noire sur case blanche a8 · Fou noir sur case blanche c8 · Dame noire sur case noire d8 · Roi noir sur case blanche e8 · Tour noire sur case noire h8 · Pion noir sur case noire a7 · Pion noir sur case blanche b7 · Pion noir sur case blanche f7 · Pion noir sur case noire g7 · Pion noir sur case blanche h7 · Cavalier noir sur case blanche c6 · Cavalier noir sur case noire f6 · Pion noir sur case blanche d5 · Pion noir sur case blanche c4 · Pion blanc sur case noire d4 · Pion blanc sur case blanche g4 · Pion blanc sur case noire a3 · Pion blanc sur case noire c3 · Pion blanc sur case noire e3 · Pion blanc sur case blanche f3 · Cavalier blanc sur case blanche e2 · Pion blanc sur case noire h2 · Tour blanche sur case noire a1 · Fou blanc sur case noire c1 · Dame blanche sur case blanche d1 · Roi blanc sur case noire e1 · Fou blanc sur case blanche f1 · Tour blanche sur case blanche h1 | 2 |
| 1 | Tour noire sur case blanche a8 · Fou noir sur case blanche c8 · Dame noire sur case noire d8 · Roi noir sur case blanche e8 · Tour noire sur case noire h8 · Pion noir sur case noire a7 · Pion noir sur case blanche b7 · Pion noir sur case blanche f7 · Pion noir sur case noire g7 · Pion noir sur case blanche h7 · Cavalier noir sur case blanche c6 · Cavalier noir sur case noire f6 · Pion noir sur case blanche d5 · Pion noir sur case blanche c4 · Pion blanc sur case noire d4 · Pion blanc sur case blanche g4 · Pion blanc sur case noire a3 · Pion blanc sur case noire c3 · Pion blanc sur case noire e3 · Pion blanc sur case blanche f3 · Cavalier blanc sur case blanche e2 · Pion blanc sur case noire h2 · Tour blanche sur case noire a1 · Fou blanc sur case noire c1 · Dame blanche sur case blanche d1 · Roi blanc sur case noire e1 · Fou blanc sur case blanche f1 · Tour blanche sur case blanche h1 | Tour noire sur case blanche a8 · Fou noir sur case blanche c8 · Dame noire sur case noire d8 · Roi noir sur case blanche e8 · Tour noire sur case noire h8 · Pion noir sur case noire a7 · Pion noir sur case blanche b7 · Pion noir sur case blanche f7 · Pion noir sur case noire g7 · Pion noir sur case blanche h7 · Cavalier noir sur case blanche c6 · Cavalier noir sur case noire f6 · Pion noir sur case blanche d5 · Pion noir sur case blanche c4 · Pion blanc sur case noire d4 · Pion blanc sur case blanche g4 · Pion blanc sur case noire a3 · Pion blanc sur case noire c3 · Pion blanc sur case noire e3 · Pion blanc sur case blanche f3 · Cavalier blanc sur case blanche e2 · Pion blanc sur case noire h2 · Tour blanche sur case noire a1 · Fou blanc sur case noire c1 · Dame blanche sur case blanche d1 · Roi blanc sur case noire e1 · Fou blanc sur case blanche f1 · Tour blanche sur case blanche h1 | Tour noire sur case blanche a8 · Fou noir sur case blanche c8 · Dame noire sur case noire d8 · Roi noir sur case blanche e8 · Tour noire sur case noire h8 · Pion noir sur case noire a7 · Pion noir sur case blanche b7 · Pion noir sur case blanche f7 · Pion noir sur case noire g7 · Pion noir sur case blanche h7 · Cavalier noir sur case blanche c6 · Cavalier noir sur case noire f6 · Pion noir sur case blanche d5 · Pion noir sur case blanche c4 · Pion blanc sur case noire d4 · Pion blanc sur case blanche g4 · Pion blanc sur case noire a3 · Pion blanc sur case noire c3 · Pion blanc sur case noire e3 · Pion blanc sur case blanche f3 · Cavalier blanc sur case blanche e2 · Pion blanc sur case noire h2 · Tour blanche sur case noire a1 · Fou blanc sur case noire c1 · Dame blanche sur case blanche d1 · Roi blanc sur case noire e1 · Fou blanc sur case blanche f1 · Tour blanche sur case blanche h1 | Tour noire sur case blanche a8 · Fou noir sur case blanche c8 · Dame noire sur case noire d8 · Roi noir sur case blanche e8 · Tour noire sur case noire h8 · Pion noir sur case noire a7 · Pion noir sur case blanche b7 · Pion noir sur case blanche f7 · Pion noir sur case noire g7 · Pion noir sur case blanche h7 · Cavalier noir sur case blanche c6 · Cavalier noir sur case noire f6 · Pion noir sur case blanche d5 · Pion noir sur case blanche c4 · Pion blanc sur case noire d4 · Pion blanc sur case blanche g4 · Pion blanc sur case noire a3 · Pion blanc sur case noire c3 · Pion blanc sur case noire e3 · Pion blanc sur case blanche f3 · Cavalier blanc sur case blanche e2 · Pion blanc sur case noire h2 · Tour blanche sur case noire a1 · Fou blanc sur case noire c1 · Dame blanche sur case blanche d1 · Roi blanc sur case noire e1 · Fou blanc sur case blanche f1 · Tour blanche sur case blanche h1 | Tour noire sur case blanche a8 · Fou noir sur case blanche c8 · Dame noire sur case noire d8 · Roi noir sur case blanche e8 · Tour noire sur case noire h8 · Pion noir sur case noire a7 · Pion noir sur case blanche b7 · Pion noir sur case blanche f7 · Pion noir sur case noire g7 · Pion noir sur case blanche h7 · Cavalier noir sur case blanche c6 · Cavalier noir sur case noire f6 · Pion noir sur case blanche d5 · Pion noir sur case blanche c4 · Pion blanc sur case noire d4 · Pion blanc sur case blanche g4 · Pion blanc sur case noire a3 · Pion blanc sur case noire c3 · Pion blanc sur case noire e3 · Pion blanc sur case blanche f3 · Cavalier blanc sur case blanche e2 · Pion blanc sur case noire h2 · Tour blanche sur case noire a1 · Fou blanc sur case noire c1 · Dame blanche sur case blanche d1 · Roi blanc sur case noire e1 · Fou blanc sur case blanche f1 · Tour blanche sur case blanche h1 | Tour noire sur case blanche a8 · Fou noir sur case blanche c8 · Dame noire sur case noire d8 · Roi noir sur case blanche e8 · Tour noire sur case noire h8 · Pion noir sur case noire a7 · Pion noir sur case blanche b7 · Pion noir sur case blanche f7 · Pion noir sur case noire g7 · Pion noir sur case blanche h7 · Cavalier noir sur case blanche c6 · Cavalier noir sur case noire f6 · Pion noir sur case blanche d5 · Pion noir sur case blanche c4 · Pion blanc sur case noire d4 · Pion blanc sur case blanche g4 · Pion blanc sur case noire a3 · Pion blanc sur case noire c3 · Pion blanc sur case noire e3 · Pion blanc sur case blanche f3 · Cavalier blanc sur case blanche e2 · Pion blanc sur case noire h2 · Tour blanche sur case noire a1 · Fou blanc sur case noire c1 · Dame blanche sur case blanche d1 · Roi blanc sur case noire e1 · Fou blanc sur case blanche f1 · Tour blanche sur case blanche h1 | Tour noire sur case blanche a8 · Fou noir sur case blanche c8 · Dame noire sur case noire d8 · Roi noir sur case blanche e8 · Tour noire sur case noire h8 · Pion noir sur case noire a7 · Pion noir sur case blanche b7 · Pion noir sur case blanche f7 · Pion noir sur case noire g7 · Pion noir sur case blanche h7 · Cavalier noir sur case blanche c6 · Cavalier noir sur case noire f6 · Pion noir sur case blanche d5 · Pion noir sur case blanche c4 · Pion blanc sur case noire d4 · Pion blanc sur case blanche g4 · Pion blanc sur case noire a3 · Pion blanc sur case noire c3 · Pion blanc sur case noire e3 · Pion blanc sur case blanche f3 · Cavalier blanc sur case blanche e2 · Pion blanc sur case noire h2 · Tour blanche sur case noire a1 · Fou blanc sur case noire c1 · Dame blanche sur case blanche d1 · Roi blanc sur case noire e1 · Fou blanc sur case blanche f1 · Tour blanche sur case blanche h1 | Tour noire sur case blanche a8 · Fou noir sur case blanche c8 · Dame noire sur case noire d8 · Roi noir sur case blanche e8 · Tour noire sur case noire h8 · Pion noir sur case noire a7 · Pion noir sur case blanche b7 · Pion noir sur case blanche f7 · Pion noir sur case noire g7 · Pion noir sur case blanche h7 · Cavalier noir sur case blanche c6 · Cavalier noir sur case noire f6 · Pion noir sur case blanche d5 · Pion noir sur case blanche c4 · Pion blanc sur case noire d4 · Pion blanc sur case blanche g4 · Pion blanc sur case noire a3 · Pion blanc sur case noire c3 · Pion blanc sur case noire e3 · Pion blanc sur case blanche f3 · Cavalier blanc sur case blanche e2 · Pion blanc sur case noire h2 · Tour blanche sur case noire a1 · Fou blanc sur case noire c1 · Dame blanche sur case blanche d1 · Roi blanc sur case noire e1 · Fou blanc sur case blanche f1 · Tour blanche sur case blanche h1 | 1 |
|   | a | b | c | d | e | f | g | h |   |

1. d4 Sur ce coup, applaudi par le public, Carlsen va répondre avec la défense nimzo-indienne en laquelle il a confiance.
1...Cf6 2. c4 e6 3. Cc3 Fb4 4. f3 d5 5. a3 Fxc3+ 6. bxc3 c5 7. cxd5 exd5 Cette reprise du pion est rare, 7... Cxd5 est plus courant. Ce coup prouve la préparation du Norvégien.
8. e3 c4 Carlsen ferme l'aile dame. Il s'agit toujours de la préparation de Magnus Carlsen : Simen Agdestein a déclaré que Magnus Carlsen avait regardé cette suite avec l'équipe nationale norvégienne. Cette situation se retrouve en effet dans la partie Garry Kasparov-Judit Polgar (1-0) au Tournoi d'échecs de Tilbourg 1997. Dans les commentaires de la partie on apprend que Yasser Seirawan juge ce coup « trop compromettant » même s'il interdit au fou de se développer en d3 et que pour Ian Rogers « ce plan est connu pour être mauvais depuis Botvinnik. »
9. Ce2 Cc6 10. g4 Viswanathan Anand a, dans cette position, de véritables chance de gagner : Nigel Short juge par exemple que cette stratégie est bonne car la position est déséquilibrée.
10...0-0 11. Fg2 Ca5 12. 0-0 Cb3 13. Ta2 b5 Il reste à la pendule 1h47 pour les Blancs, 1h26 pour les Noirs.
14. Cg3 a5 Nigel Short résume ainsi la position : si Carlsen arrive à passer à l'aile dame il promouvra le pion en dame, si Anand arrive à passer à l'aile roi il matera.
15. g5 Ce8 16. e4 Chessbase annonce sur Twitter que les modules d'analyse informatique ne sont ps d'accord entre eux sur cette position : certains annoncent que les Noirs sont mieux, d'autres que ce sont les blancs qui ont l'avantage.
16...Cxc1 17. Dxc1 Ta6 Selon Anish Giri, Anand doit choisir entre 18.e5 qui permet aux Noirs de jouer g6 et de placer le cavalier en g7, freinant l'avancée des pions blancs, et 18.f4 qui permet à Carlsen de jouer dxe4.
18. e5 Cc7 Il reste 1h25 à la pendule des Blancs et 52 minutes aux Noirs.
19. f4 b4 Selon Peter Svidler la position est très bonne pour Anand.
|   | a | b | c | d | e | f | g | h |   |
| 8 | Fou noir sur case blanche c8 · Dame noire sur case noire d8 · Tour noire sur case noire f8 · Roi noir sur case blanche g8 · Cavalier noir sur case noire c7 · Pion noir sur case blanche f7 · Pion noir sur case noire g7 · Pion noir sur case blanche h7 · Tour noire sur case blanche a6 · Pion noir sur case noire a5 · Pion noir sur case blanche d5 · Pion blanc sur case noire e5 · Pion blanc sur case noire g5 · Pion noir sur case noire b4 · Pion noir sur case blanche c4 · Pion blanc sur case noire d4 · Pion blanc sur case noire f4 · Pion blanc sur case noire a3 · Pion blanc sur case noire c3 · Cavalier blanc sur case noire g3 · Tour blanche sur case blanche a2 · Fou blanc sur case blanche g2 · Pion blanc sur case noire h2 · Dame blanche sur case noire c1 · Tour blanche sur case blanche f1 · Roi blanc sur case noire g1 | Fou noir sur case blanche c8 · Dame noire sur case noire d8 · Tour noire sur case noire f8 · Roi noir sur case blanche g8 · Cavalier noir sur case noire c7 · Pion noir sur case blanche f7 · Pion noir sur case noire g7 · Pion noir sur case blanche h7 · Tour noire sur case blanche a6 · Pion noir sur case noire a5 · Pion noir sur case blanche d5 · Pion blanc sur case noire e5 · Pion blanc sur case noire g5 · Pion noir sur case noire b4 · Pion noir sur case blanche c4 · Pion blanc sur case noire d4 · Pion blanc sur case noire f4 · Pion blanc sur case noire a3 · Pion blanc sur case noire c3 · Cavalier blanc sur case noire g3 · Tour blanche sur case blanche a2 · Fou blanc sur case blanche g2 · Pion blanc sur case noire h2 · Dame blanche sur case noire c1 · Tour blanche sur case blanche f1 · Roi blanc sur case noire g1 | Fou noir sur case blanche c8 · Dame noire sur case noire d8 · Tour noire sur case noire f8 · Roi noir sur case blanche g8 · Cavalier noir sur case noire c7 · Pion noir sur case blanche f7 · Pion noir sur case noire g7 · Pion noir sur case blanche h7 · Tour noire sur case blanche a6 · Pion noir sur case noire a5 · Pion noir sur case blanche d5 · Pion blanc sur case noire e5 · Pion blanc sur case noire g5 · Pion noir sur case noire b4 · Pion noir sur case blanche c4 · Pion blanc sur case noire d4 · Pion blanc sur case noire f4 · Pion blanc sur case noire a3 · Pion blanc sur case noire c3 · Cavalier blanc sur case noire g3 · Tour blanche sur case blanche a2 · Fou blanc sur case blanche g2 · Pion blanc sur case noire h2 · Dame blanche sur case noire c1 · Tour blanche sur case blanche f1 · Roi blanc sur case noire g1 | Fou noir sur case blanche c8 · Dame noire sur case noire d8 · Tour noire sur case noire f8 · Roi noir sur case blanche g8 · Cavalier noir sur case noire c7 · Pion noir sur case blanche f7 · Pion noir sur case noire g7 · Pion noir sur case blanche h7 · Tour noire sur case blanche a6 · Pion noir sur case noire a5 · Pion noir sur case blanche d5 · Pion blanc sur case noire e5 · Pion blanc sur case noire g5 · Pion noir sur case noire b4 · Pion noir sur case blanche c4 · Pion blanc sur case noire d4 · Pion blanc sur case noire f4 · Pion blanc sur case noire a3 · Pion blanc sur case noire c3 · Cavalier blanc sur case noire g3 · Tour blanche sur case blanche a2 · Fou blanc sur case blanche g2 · Pion blanc sur case noire h2 · Dame blanche sur case noire c1 · Tour blanche sur case blanche f1 · Roi blanc sur case noire g1 | Fou noir sur case blanche c8 · Dame noire sur case noire d8 · Tour noire sur case noire f8 · Roi noir sur case blanche g8 · Cavalier noir sur case noire c7 · Pion noir sur case blanche f7 · Pion noir sur case noire g7 · Pion noir sur case blanche h7 · Tour noire sur case blanche a6 · Pion noir sur case noire a5 · Pion noir sur case blanche d5 · Pion blanc sur case noire e5 · Pion blanc sur case noire g5 · Pion noir sur case noire b4 · Pion noir sur case blanche c4 · Pion blanc sur case noire d4 · Pion blanc sur case noire f4 · Pion blanc sur case noire a3 · Pion blanc sur case noire c3 · Cavalier blanc sur case noire g3 · Tour blanche sur case blanche a2 · Fou blanc sur case blanche g2 · Pion blanc sur case noire h2 · Dame blanche sur case noire c1 · Tour blanche sur case blanche f1 · Roi blanc sur case noire g1 | Fou noir sur case blanche c8 · Dame noire sur case noire d8 · Tour noire sur case noire f8 · Roi noir sur case blanche g8 · Cavalier noir sur case noire c7 · Pion noir sur case blanche f7 · Pion noir sur case noire g7 · Pion noir sur case blanche h7 · Tour noire sur case blanche a6 · Pion noir sur case noire a5 · Pion noir sur case blanche d5 · Pion blanc sur case noire e5 · Pion blanc sur case noire g5 · Pion noir sur case noire b4 · Pion noir sur case blanche c4 · Pion blanc sur case noire d4 · Pion blanc sur case noire f4 · Pion blanc sur case noire a3 · Pion blanc sur case noire c3 · Cavalier blanc sur case noire g3 · Tour blanche sur case blanche a2 · Fou blanc sur case blanche g2 · Pion blanc sur case noire h2 · Dame blanche sur case noire c1 · Tour blanche sur case blanche f1 · Roi blanc sur case noire g1 | Fou noir sur case blanche c8 · Dame noire sur case noire d8 · Tour noire sur case noire f8 · Roi noir sur case blanche g8 · Cavalier noir sur case noire c7 · Pion noir sur case blanche f7 · Pion noir sur case noire g7 · Pion noir sur case blanche h7 · Tour noire sur case blanche a6 · Pion noir sur case noire a5 · Pion noir sur case blanche d5 · Pion blanc sur case noire e5 · Pion blanc sur case noire g5 · Pion noir sur case noire b4 · Pion noir sur case blanche c4 · Pion blanc sur case noire d4 · Pion blanc sur case noire f4 · Pion blanc sur case noire a3 · Pion blanc sur case noire c3 · Cavalier blanc sur case noire g3 · Tour blanche sur case blanche a2 · Fou blanc sur case blanche g2 · Pion blanc sur case noire h2 · Dame blanche sur case noire c1 · Tour blanche sur case blanche f1 · Roi blanc sur case noire g1 | Fou noir sur case blanche c8 · Dame noire sur case noire d8 · Tour noire sur case noire f8 · Roi noir sur case blanche g8 · Cavalier noir sur case noire c7 · Pion noir sur case blanche f7 · Pion noir sur case noire g7 · Pion noir sur case blanche h7 · Tour noire sur case blanche a6 · Pion noir sur case noire a5 · Pion noir sur case blanche d5 · Pion blanc sur case noire e5 · Pion blanc sur case noire g5 · Pion noir sur case noire b4 · Pion noir sur case blanche c4 · Pion blanc sur case noire d4 · Pion blanc sur case noire f4 · Pion blanc sur case noire a3 · Pion blanc sur case noire c3 · Cavalier blanc sur case noire g3 · Tour blanche sur case blanche a2 · Fou blanc sur case blanche g2 · Pion blanc sur case noire h2 · Dame blanche sur case noire c1 · Tour blanche sur case blanche f1 · Roi blanc sur case noire g1 | 8 |
| 7 | Fou noir sur case blanche c8 · Dame noire sur case noire d8 · Tour noire sur case noire f8 · Roi noir sur case blanche g8 · Cavalier noir sur case noire c7 · Pion noir sur case blanche f7 · Pion noir sur case noire g7 · Pion noir sur case blanche h7 · Tour noire sur case blanche a6 · Pion noir sur case noire a5 · Pion noir sur case blanche d5 · Pion blanc sur case noire e5 · Pion blanc sur case noire g5 · Pion noir sur case noire b4 · Pion noir sur case blanche c4 · Pion blanc sur case noire d4 · Pion blanc sur case noire f4 · Pion blanc sur case noire a3 · Pion blanc sur case noire c3 · Cavalier blanc sur case noire g3 · Tour blanche sur case blanche a2 · Fou blanc sur case blanche g2 · Pion blanc sur case noire h2 · Dame blanche sur case noire c1 · Tour blanche sur case blanche f1 · Roi blanc sur case noire g1 | Fou noir sur case blanche c8 · Dame noire sur case noire d8 · Tour noire sur case noire f8 · Roi noir sur case blanche g8 · Cavalier noir sur case noire c7 · Pion noir sur case blanche f7 · Pion noir sur case noire g7 · Pion noir sur case blanche h7 · Tour noire sur case blanche a6 · Pion noir sur case noire a5 · Pion noir sur case blanche d5 · Pion blanc sur case noire e5 · Pion blanc sur case noire g5 · Pion noir sur case noire b4 · Pion noir sur case blanche c4 · Pion blanc sur case noire d4 · Pion blanc sur case noire f4 · Pion blanc sur case noire a3 · Pion blanc sur case noire c3 · Cavalier blanc sur case noire g3 · Tour blanche sur case blanche a2 · Fou blanc sur case blanche g2 · Pion blanc sur case noire h2 · Dame blanche sur case noire c1 · Tour blanche sur case blanche f1 · Roi blanc sur case noire g1 | Fou noir sur case blanche c8 · Dame noire sur case noire d8 · Tour noire sur case noire f8 · Roi noir sur case blanche g8 · Cavalier noir sur case noire c7 · Pion noir sur case blanche f7 · Pion noir sur case noire g7 · Pion noir sur case blanche h7 · Tour noire sur case blanche a6 · Pion noir sur case noire a5 · Pion noir sur case blanche d5 · Pion blanc sur case noire e5 · Pion blanc sur case noire g5 · Pion noir sur case noire b4 · Pion noir sur case blanche c4 · Pion blanc sur case noire d4 · Pion blanc sur case noire f4 · Pion blanc sur case noire a3 · Pion blanc sur case noire c3 · Cavalier blanc sur case noire g3 · Tour blanche sur case blanche a2 · Fou blanc sur case blanche g2 · Pion blanc sur case noire h2 · Dame blanche sur case noire c1 · Tour blanche sur case blanche f1 · Roi blanc sur case noire g1 | Fou noir sur case blanche c8 · Dame noire sur case noire d8 · Tour noire sur case noire f8 · Roi noir sur case blanche g8 · Cavalier noir sur case noire c7 · Pion noir sur case blanche f7 · Pion noir sur case noire g7 · Pion noir sur case blanche h7 · Tour noire sur case blanche a6 · Pion noir sur case noire a5 · Pion noir sur case blanche d5 · Pion blanc sur case noire e5 · Pion blanc sur case noire g5 · Pion noir sur case noire b4 · Pion noir sur case blanche c4 · Pion blanc sur case noire d4 · Pion blanc sur case noire f4 · Pion blanc sur case noire a3 · Pion blanc sur case noire c3 · Cavalier blanc sur case noire g3 · Tour blanche sur case blanche a2 · Fou blanc sur case blanche g2 · Pion blanc sur case noire h2 · Dame blanche sur case noire c1 · Tour blanche sur case blanche f1 · Roi blanc sur case noire g1 | Fou noir sur case blanche c8 · Dame noire sur case noire d8 · Tour noire sur case noire f8 · Roi noir sur case blanche g8 · Cavalier noir sur case noire c7 · Pion noir sur case blanche f7 · Pion noir sur case noire g7 · Pion noir sur case blanche h7 · Tour noire sur case blanche a6 · Pion noir sur case noire a5 · Pion noir sur case blanche d5 · Pion blanc sur case noire e5 · Pion blanc sur case noire g5 · Pion noir sur case noire b4 · Pion noir sur case blanche c4 · Pion blanc sur case noire d4 · Pion blanc sur case noire f4 · Pion blanc sur case noire a3 · Pion blanc sur case noire c3 · Cavalier blanc sur case noire g3 · Tour blanche sur case blanche a2 · Fou blanc sur case blanche g2 · Pion blanc sur case noire h2 · Dame blanche sur case noire c1 · Tour blanche sur case blanche f1 · Roi blanc sur case noire g1 | Fou noir sur case blanche c8 · Dame noire sur case noire d8 · Tour noire sur case noire f8 · Roi noir sur case blanche g8 · Cavalier noir sur case noire c7 · Pion noir sur case blanche f7 · Pion noir sur case noire g7 · Pion noir sur case blanche h7 · Tour noire sur case blanche a6 · Pion noir sur case noire a5 · Pion noir sur case blanche d5 · Pion blanc sur case noire e5 · Pion blanc sur case noire g5 · Pion noir sur case noire b4 · Pion noir sur case blanche c4 · Pion blanc sur case noire d4 · Pion blanc sur case noire f4 · Pion blanc sur case noire a3 · Pion blanc sur case noire c3 · Cavalier blanc sur case noire g3 · Tour blanche sur case blanche a2 · Fou blanc sur case blanche g2 · Pion blanc sur case noire h2 · Dame blanche sur case noire c1 · Tour blanche sur case blanche f1 · Roi blanc sur case noire g1 | Fou noir sur case blanche c8 · Dame noire sur case noire d8 · Tour noire sur case noire f8 · Roi noir sur case blanche g8 · Cavalier noir sur case noire c7 · Pion noir sur case blanche f7 · Pion noir sur case noire g7 · Pion noir sur case blanche h7 · Tour noire sur case blanche a6 · Pion noir sur case noire a5 · Pion noir sur case blanche d5 · Pion blanc sur case noire e5 · Pion blanc sur case noire g5 · Pion noir sur case noire b4 · Pion noir sur case blanche c4 · Pion blanc sur case noire d4 · Pion blanc sur case noire f4 · Pion blanc sur case noire a3 · Pion blanc sur case noire c3 · Cavalier blanc sur case noire g3 · Tour blanche sur case blanche a2 · Fou blanc sur case blanche g2 · Pion blanc sur case noire h2 · Dame blanche sur case noire c1 · Tour blanche sur case blanche f1 · Roi blanc sur case noire g1 | Fou noir sur case blanche c8 · Dame noire sur case noire d8 · Tour noire sur case noire f8 · Roi noir sur case blanche g8 · Cavalier noir sur case noire c7 · Pion noir sur case blanche f7 · Pion noir sur case noire g7 · Pion noir sur case blanche h7 · Tour noire sur case blanche a6 · Pion noir sur case noire a5 · Pion noir sur case blanche d5 · Pion blanc sur case noire e5 · Pion blanc sur case noire g5 · Pion noir sur case noire b4 · Pion noir sur case blanche c4 · Pion blanc sur case noire d4 · Pion blanc sur case noire f4 · Pion blanc sur case noire a3 · Pion blanc sur case noire c3 · Cavalier blanc sur case noire g3 · Tour blanche sur case blanche a2 · Fou blanc sur case blanche g2 · Pion blanc sur case noire h2 · Dame blanche sur case noire c1 · Tour blanche sur case blanche f1 · Roi blanc sur case noire g1 | 7 |
| 6 | Fou noir sur case blanche c8 · Dame noire sur case noire d8 · Tour noire sur case noire f8 · Roi noir sur case blanche g8 · Cavalier noir sur case noire c7 · Pion noir sur case blanche f7 · Pion noir sur case noire g7 · Pion noir sur case blanche h7 · Tour noire sur case blanche a6 · Pion noir sur case noire a5 · Pion noir sur case blanche d5 · Pion blanc sur case noire e5 · Pion blanc sur case noire g5 · Pion noir sur case noire b4 · Pion noir sur case blanche c4 · Pion blanc sur case noire d4 · Pion blanc sur case noire f4 · Pion blanc sur case noire a3 · Pion blanc sur case noire c3 · Cavalier blanc sur case noire g3 · Tour blanche sur case blanche a2 · Fou blanc sur case blanche g2 · Pion blanc sur case noire h2 · Dame blanche sur case noire c1 · Tour blanche sur case blanche f1 · Roi blanc sur case noire g1 | Fou noir sur case blanche c8 · Dame noire sur case noire d8 · Tour noire sur case noire f8 · Roi noir sur case blanche g8 · Cavalier noir sur case noire c7 · Pion noir sur case blanche f7 · Pion noir sur case noire g7 · Pion noir sur case blanche h7 · Tour noire sur case blanche a6 · Pion noir sur case noire a5 · Pion noir sur case blanche d5 · Pion blanc sur case noire e5 · Pion blanc sur case noire g5 · Pion noir sur case noire b4 · Pion noir sur case blanche c4 · Pion blanc sur case noire d4 · Pion blanc sur case noire f4 · Pion blanc sur case noire a3 · Pion blanc sur case noire c3 · Cavalier blanc sur case noire g3 · Tour blanche sur case blanche a2 · Fou blanc sur case blanche g2 · Pion blanc sur case noire h2 · Dame blanche sur case noire c1 · Tour blanche sur case blanche f1 · Roi blanc sur case noire g1 | Fou noir sur case blanche c8 · Dame noire sur case noire d8 · Tour noire sur case noire f8 · Roi noir sur case blanche g8 · Cavalier noir sur case noire c7 · Pion noir sur case blanche f7 · Pion noir sur case noire g7 · Pion noir sur case blanche h7 · Tour noire sur case blanche a6 · Pion noir sur case noire a5 · Pion noir sur case blanche d5 · Pion blanc sur case noire e5 · Pion blanc sur case noire g5 · Pion noir sur case noire b4 · Pion noir sur case blanche c4 · Pion blanc sur case noire d4 · Pion blanc sur case noire f4 · Pion blanc sur case noire a3 · Pion blanc sur case noire c3 · Cavalier blanc sur case noire g3 · Tour blanche sur case blanche a2 · Fou blanc sur case blanche g2 · Pion blanc sur case noire h2 · Dame blanche sur case noire c1 · Tour blanche sur case blanche f1 · Roi blanc sur case noire g1 | Fou noir sur case blanche c8 · Dame noire sur case noire d8 · Tour noire sur case noire f8 · Roi noir sur case blanche g8 · Cavalier noir sur case noire c7 · Pion noir sur case blanche f7 · Pion noir sur case noire g7 · Pion noir sur case blanche h7 · Tour noire sur case blanche a6 · Pion noir sur case noire a5 · Pion noir sur case blanche d5 · Pion blanc sur case noire e5 · Pion blanc sur case noire g5 · Pion noir sur case noire b4 · Pion noir sur case blanche c4 · Pion blanc sur case noire d4 · Pion blanc sur case noire f4 · Pion blanc sur case noire a3 · Pion blanc sur case noire c3 · Cavalier blanc sur case noire g3 · Tour blanche sur case blanche a2 · Fou blanc sur case blanche g2 · Pion blanc sur case noire h2 · Dame blanche sur case noire c1 · Tour blanche sur case blanche f1 · Roi blanc sur case noire g1 | Fou noir sur case blanche c8 · Dame noire sur case noire d8 · Tour noire sur case noire f8 · Roi noir sur case blanche g8 · Cavalier noir sur case noire c7 · Pion noir sur case blanche f7 · Pion noir sur case noire g7 · Pion noir sur case blanche h7 · Tour noire sur case blanche a6 · Pion noir sur case noire a5 · Pion noir sur case blanche d5 · Pion blanc sur case noire e5 · Pion blanc sur case noire g5 · Pion noir sur case noire b4 · Pion noir sur case blanche c4 · Pion blanc sur case noire d4 · Pion blanc sur case noire f4 · Pion blanc sur case noire a3 · Pion blanc sur case noire c3 · Cavalier blanc sur case noire g3 · Tour blanche sur case blanche a2 · Fou blanc sur case blanche g2 · Pion blanc sur case noire h2 · Dame blanche sur case noire c1 · Tour blanche sur case blanche f1 · Roi blanc sur case noire g1 | Fou noir sur case blanche c8 · Dame noire sur case noire d8 · Tour noire sur case noire f8 · Roi noir sur case blanche g8 · Cavalier noir sur case noire c7 · Pion noir sur case blanche f7 · Pion noir sur case noire g7 · Pion noir sur case blanche h7 · Tour noire sur case blanche a6 · Pion noir sur case noire a5 · Pion noir sur case blanche d5 · Pion blanc sur case noire e5 · Pion blanc sur case noire g5 · Pion noir sur case noire b4 · Pion noir sur case blanche c4 · Pion blanc sur case noire d4 · Pion blanc sur case noire f4 · Pion blanc sur case noire a3 · Pion blanc sur case noire c3 · Cavalier blanc sur case noire g3 · Tour blanche sur case blanche a2 · Fou blanc sur case blanche g2 · Pion blanc sur case noire h2 · Dame blanche sur case noire c1 · Tour blanche sur case blanche f1 · Roi blanc sur case noire g1 | Fou noir sur case blanche c8 · Dame noire sur case noire d8 · Tour noire sur case noire f8 · Roi noir sur case blanche g8 · Cavalier noir sur case noire c7 · Pion noir sur case blanche f7 · Pion noir sur case noire g7 · Pion noir sur case blanche h7 · Tour noire sur case blanche a6 · Pion noir sur case noire a5 · Pion noir sur case blanche d5 · Pion blanc sur case noire e5 · Pion blanc sur case noire g5 · Pion noir sur case noire b4 · Pion noir sur case blanche c4 · Pion blanc sur case noire d4 · Pion blanc sur case noire f4 · Pion blanc sur case noire a3 · Pion blanc sur case noire c3 · Cavalier blanc sur case noire g3 · Tour blanche sur case blanche a2 · Fou blanc sur case blanche g2 · Pion blanc sur case noire h2 · Dame blanche sur case noire c1 · Tour blanche sur case blanche f1 · Roi blanc sur case noire g1 | Fou noir sur case blanche c8 · Dame noire sur case noire d8 · Tour noire sur case noire f8 · Roi noir sur case blanche g8 · Cavalier noir sur case noire c7 · Pion noir sur case blanche f7 · Pion noir sur case noire g7 · Pion noir sur case blanche h7 · Tour noire sur case blanche a6 · Pion noir sur case noire a5 · Pion noir sur case blanche d5 · Pion blanc sur case noire e5 · Pion blanc sur case noire g5 · Pion noir sur case noire b4 · Pion noir sur case blanche c4 · Pion blanc sur case noire d4 · Pion blanc sur case noire f4 · Pion blanc sur case noire a3 · Pion blanc sur case noire c3 · Cavalier blanc sur case noire g3 · Tour blanche sur case blanche a2 · Fou blanc sur case blanche g2 · Pion blanc sur case noire h2 · Dame blanche sur case noire c1 · Tour blanche sur case blanche f1 · Roi blanc sur case noire g1 | 6 |
| 5 | Fou noir sur case blanche c8 · Dame noire sur case noire d8 · Tour noire sur case noire f8 · Roi noir sur case blanche g8 · Cavalier noir sur case noire c7 · Pion noir sur case blanche f7 · Pion noir sur case noire g7 · Pion noir sur case blanche h7 · Tour noire sur case blanche a6 · Pion noir sur case noire a5 · Pion noir sur case blanche d5 · Pion blanc sur case noire e5 · Pion blanc sur case noire g5 · Pion noir sur case noire b4 · Pion noir sur case blanche c4 · Pion blanc sur case noire d4 · Pion blanc sur case noire f4 · Pion blanc sur case noire a3 · Pion blanc sur case noire c3 · Cavalier blanc sur case noire g3 · Tour blanche sur case blanche a2 · Fou blanc sur case blanche g2 · Pion blanc sur case noire h2 · Dame blanche sur case noire c1 · Tour blanche sur case blanche f1 · Roi blanc sur case noire g1 | Fou noir sur case blanche c8 · Dame noire sur case noire d8 · Tour noire sur case noire f8 · Roi noir sur case blanche g8 · Cavalier noir sur case noire c7 · Pion noir sur case blanche f7 · Pion noir sur case noire g7 · Pion noir sur case blanche h7 · Tour noire sur case blanche a6 · Pion noir sur case noire a5 · Pion noir sur case blanche d5 · Pion blanc sur case noire e5 · Pion blanc sur case noire g5 · Pion noir sur case noire b4 · Pion noir sur case blanche c4 · Pion blanc sur case noire d4 · Pion blanc sur case noire f4 · Pion blanc sur case noire a3 · Pion blanc sur case noire c3 · Cavalier blanc sur case noire g3 · Tour blanche sur case blanche a2 · Fou blanc sur case blanche g2 · Pion blanc sur case noire h2 · Dame blanche sur case noire c1 · Tour blanche sur case blanche f1 · Roi blanc sur case noire g1 | Fou noir sur case blanche c8 · Dame noire sur case noire d8 · Tour noire sur case noire f8 · Roi noir sur case blanche g8 · Cavalier noir sur case noire c7 · Pion noir sur case blanche f7 · Pion noir sur case noire g7 · Pion noir sur case blanche h7 · Tour noire sur case blanche a6 · Pion noir sur case noire a5 · Pion noir sur case blanche d5 · Pion blanc sur case noire e5 · Pion blanc sur case noire g5 · Pion noir sur case noire b4 · Pion noir sur case blanche c4 · Pion blanc sur case noire d4 · Pion blanc sur case noire f4 · Pion blanc sur case noire a3 · Pion blanc sur case noire c3 · Cavalier blanc sur case noire g3 · Tour blanche sur case blanche a2 · Fou blanc sur case blanche g2 · Pion blanc sur case noire h2 · Dame blanche sur case noire c1 · Tour blanche sur case blanche f1 · Roi blanc sur case noire g1 | Fou noir sur case blanche c8 · Dame noire sur case noire d8 · Tour noire sur case noire f8 · Roi noir sur case blanche g8 · Cavalier noir sur case noire c7 · Pion noir sur case blanche f7 · Pion noir sur case noire g7 · Pion noir sur case blanche h7 · Tour noire sur case blanche a6 · Pion noir sur case noire a5 · Pion noir sur case blanche d5 · Pion blanc sur case noire e5 · Pion blanc sur case noire g5 · Pion noir sur case noire b4 · Pion noir sur case blanche c4 · Pion blanc sur case noire d4 · Pion blanc sur case noire f4 · Pion blanc sur case noire a3 · Pion blanc sur case noire c3 · Cavalier blanc sur case noire g3 · Tour blanche sur case blanche a2 · Fou blanc sur case blanche g2 · Pion blanc sur case noire h2 · Dame blanche sur case noire c1 · Tour blanche sur case blanche f1 · Roi blanc sur case noire g1 | Fou noir sur case blanche c8 · Dame noire sur case noire d8 · Tour noire sur case noire f8 · Roi noir sur case blanche g8 · Cavalier noir sur case noire c7 · Pion noir sur case blanche f7 · Pion noir sur case noire g7 · Pion noir sur case blanche h7 · Tour noire sur case blanche a6 · Pion noir sur case noire a5 · Pion noir sur case blanche d5 · Pion blanc sur case noire e5 · Pion blanc sur case noire g5 · Pion noir sur case noire b4 · Pion noir sur case blanche c4 · Pion blanc sur case noire d4 · Pion blanc sur case noire f4 · Pion blanc sur case noire a3 · Pion blanc sur case noire c3 · Cavalier blanc sur case noire g3 · Tour blanche sur case blanche a2 · Fou blanc sur case blanche g2 · Pion blanc sur case noire h2 · Dame blanche sur case noire c1 · Tour blanche sur case blanche f1 · Roi blanc sur case noire g1 | Fou noir sur case blanche c8 · Dame noire sur case noire d8 · Tour noire sur case noire f8 · Roi noir sur case blanche g8 · Cavalier noir sur case noire c7 · Pion noir sur case blanche f7 · Pion noir sur case noire g7 · Pion noir sur case blanche h7 · Tour noire sur case blanche a6 · Pion noir sur case noire a5 · Pion noir sur case blanche d5 · Pion blanc sur case noire e5 · Pion blanc sur case noire g5 · Pion noir sur case noire b4 · Pion noir sur case blanche c4 · Pion blanc sur case noire d4 · Pion blanc sur case noire f4 · Pion blanc sur case noire a3 · Pion blanc sur case noire c3 · Cavalier blanc sur case noire g3 · Tour blanche sur case blanche a2 · Fou blanc sur case blanche g2 · Pion blanc sur case noire h2 · Dame blanche sur case noire c1 · Tour blanche sur case blanche f1 · Roi blanc sur case noire g1 | Fou noir sur case blanche c8 · Dame noire sur case noire d8 · Tour noire sur case noire f8 · Roi noir sur case blanche g8 · Cavalier noir sur case noire c7 · Pion noir sur case blanche f7 · Pion noir sur case noire g7 · Pion noir sur case blanche h7 · Tour noire sur case blanche a6 · Pion noir sur case noire a5 · Pion noir sur case blanche d5 · Pion blanc sur case noire e5 · Pion blanc sur case noire g5 · Pion noir sur case noire b4 · Pion noir sur case blanche c4 · Pion blanc sur case noire d4 · Pion blanc sur case noire f4 · Pion blanc sur case noire a3 · Pion blanc sur case noire c3 · Cavalier blanc sur case noire g3 · Tour blanche sur case blanche a2 · Fou blanc sur case blanche g2 · Pion blanc sur case noire h2 · Dame blanche sur case noire c1 · Tour blanche sur case blanche f1 · Roi blanc sur case noire g1 | Fou noir sur case blanche c8 · Dame noire sur case noire d8 · Tour noire sur case noire f8 · Roi noir sur case blanche g8 · Cavalier noir sur case noire c7 · Pion noir sur case blanche f7 · Pion noir sur case noire g7 · Pion noir sur case blanche h7 · Tour noire sur case blanche a6 · Pion noir sur case noire a5 · Pion noir sur case blanche d5 · Pion blanc sur case noire e5 · Pion blanc sur case noire g5 · Pion noir sur case noire b4 · Pion noir sur case blanche c4 · Pion blanc sur case noire d4 · Pion blanc sur case noire f4 · Pion blanc sur case noire a3 · Pion blanc sur case noire c3 · Cavalier blanc sur case noire g3 · Tour blanche sur case blanche a2 · Fou blanc sur case blanche g2 · Pion blanc sur case noire h2 · Dame blanche sur case noire c1 · Tour blanche sur case blanche f1 · Roi blanc sur case noire g1 | 5 |
| 4 | Fou noir sur case blanche c8 · Dame noire sur case noire d8 · Tour noire sur case noire f8 · Roi noir sur case blanche g8 · Cavalier noir sur case noire c7 · Pion noir sur case blanche f7 · Pion noir sur case noire g7 · Pion noir sur case blanche h7 · Tour noire sur case blanche a6 · Pion noir sur case noire a5 · Pion noir sur case blanche d5 · Pion blanc sur case noire e5 · Pion blanc sur case noire g5 · Pion noir sur case noire b4 · Pion noir sur case blanche c4 · Pion blanc sur case noire d4 · Pion blanc sur case noire f4 · Pion blanc sur case noire a3 · Pion blanc sur case noire c3 · Cavalier blanc sur case noire g3 · Tour blanche sur case blanche a2 · Fou blanc sur case blanche g2 · Pion blanc sur case noire h2 · Dame blanche sur case noire c1 · Tour blanche sur case blanche f1 · Roi blanc sur case noire g1 | Fou noir sur case blanche c8 · Dame noire sur case noire d8 · Tour noire sur case noire f8 · Roi noir sur case blanche g8 · Cavalier noir sur case noire c7 · Pion noir sur case blanche f7 · Pion noir sur case noire g7 · Pion noir sur case blanche h7 · Tour noire sur case blanche a6 · Pion noir sur case noire a5 · Pion noir sur case blanche d5 · Pion blanc sur case noire e5 · Pion blanc sur case noire g5 · Pion noir sur case noire b4 · Pion noir sur case blanche c4 · Pion blanc sur case noire d4 · Pion blanc sur case noire f4 · Pion blanc sur case noire a3 · Pion blanc sur case noire c3 · Cavalier blanc sur case noire g3 · Tour blanche sur case blanche a2 · Fou blanc sur case blanche g2 · Pion blanc sur case noire h2 · Dame blanche sur case noire c1 · Tour blanche sur case blanche f1 · Roi blanc sur case noire g1 | Fou noir sur case blanche c8 · Dame noire sur case noire d8 · Tour noire sur case noire f8 · Roi noir sur case blanche g8 · Cavalier noir sur case noire c7 · Pion noir sur case blanche f7 · Pion noir sur case noire g7 · Pion noir sur case blanche h7 · Tour noire sur case blanche a6 · Pion noir sur case noire a5 · Pion noir sur case blanche d5 · Pion blanc sur case noire e5 · Pion blanc sur case noire g5 · Pion noir sur case noire b4 · Pion noir sur case blanche c4 · Pion blanc sur case noire d4 · Pion blanc sur case noire f4 · Pion blanc sur case noire a3 · Pion blanc sur case noire c3 · Cavalier blanc sur case noire g3 · Tour blanche sur case blanche a2 · Fou blanc sur case blanche g2 · Pion blanc sur case noire h2 · Dame blanche sur case noire c1 · Tour blanche sur case blanche f1 · Roi blanc sur case noire g1 | Fou noir sur case blanche c8 · Dame noire sur case noire d8 · Tour noire sur case noire f8 · Roi noir sur case blanche g8 · Cavalier noir sur case noire c7 · Pion noir sur case blanche f7 · Pion noir sur case noire g7 · Pion noir sur case blanche h7 · Tour noire sur case blanche a6 · Pion noir sur case noire a5 · Pion noir sur case blanche d5 · Pion blanc sur case noire e5 · Pion blanc sur case noire g5 · Pion noir sur case noire b4 · Pion noir sur case blanche c4 · Pion blanc sur case noire d4 · Pion blanc sur case noire f4 · Pion blanc sur case noire a3 · Pion blanc sur case noire c3 · Cavalier blanc sur case noire g3 · Tour blanche sur case blanche a2 · Fou blanc sur case blanche g2 · Pion blanc sur case noire h2 · Dame blanche sur case noire c1 · Tour blanche sur case blanche f1 · Roi blanc sur case noire g1 | Fou noir sur case blanche c8 · Dame noire sur case noire d8 · Tour noire sur case noire f8 · Roi noir sur case blanche g8 · Cavalier noir sur case noire c7 · Pion noir sur case blanche f7 · Pion noir sur case noire g7 · Pion noir sur case blanche h7 · Tour noire sur case blanche a6 · Pion noir sur case noire a5 · Pion noir sur case blanche d5 · Pion blanc sur case noire e5 · Pion blanc sur case noire g5 · Pion noir sur case noire b4 · Pion noir sur case blanche c4 · Pion blanc sur case noire d4 · Pion blanc sur case noire f4 · Pion blanc sur case noire a3 · Pion blanc sur case noire c3 · Cavalier blanc sur case noire g3 · Tour blanche sur case blanche a2 · Fou blanc sur case blanche g2 · Pion blanc sur case noire h2 · Dame blanche sur case noire c1 · Tour blanche sur case blanche f1 · Roi blanc sur case noire g1 | Fou noir sur case blanche c8 · Dame noire sur case noire d8 · Tour noire sur case noire f8 · Roi noir sur case blanche g8 · Cavalier noir sur case noire c7 · Pion noir sur case blanche f7 · Pion noir sur case noire g7 · Pion noir sur case blanche h7 · Tour noire sur case blanche a6 · Pion noir sur case noire a5 · Pion noir sur case blanche d5 · Pion blanc sur case noire e5 · Pion blanc sur case noire g5 · Pion noir sur case noire b4 · Pion noir sur case blanche c4 · Pion blanc sur case noire d4 · Pion blanc sur case noire f4 · Pion blanc sur case noire a3 · Pion blanc sur case noire c3 · Cavalier blanc sur case noire g3 · Tour blanche sur case blanche a2 · Fou blanc sur case blanche g2 · Pion blanc sur case noire h2 · Dame blanche sur case noire c1 · Tour blanche sur case blanche f1 · Roi blanc sur case noire g1 | Fou noir sur case blanche c8 · Dame noire sur case noire d8 · Tour noire sur case noire f8 · Roi noir sur case blanche g8 · Cavalier noir sur case noire c7 · Pion noir sur case blanche f7 · Pion noir sur case noire g7 · Pion noir sur case blanche h7 · Tour noire sur case blanche a6 · Pion noir sur case noire a5 · Pion noir sur case blanche d5 · Pion blanc sur case noire e5 · Pion blanc sur case noire g5 · Pion noir sur case noire b4 · Pion noir sur case blanche c4 · Pion blanc sur case noire d4 · Pion blanc sur case noire f4 · Pion blanc sur case noire a3 · Pion blanc sur case noire c3 · Cavalier blanc sur case noire g3 · Tour blanche sur case blanche a2 · Fou blanc sur case blanche g2 · Pion blanc sur case noire h2 · Dame blanche sur case noire c1 · Tour blanche sur case blanche f1 · Roi blanc sur case noire g1 | Fou noir sur case blanche c8 · Dame noire sur case noire d8 · Tour noire sur case noire f8 · Roi noir sur case blanche g8 · Cavalier noir sur case noire c7 · Pion noir sur case blanche f7 · Pion noir sur case noire g7 · Pion noir sur case blanche h7 · Tour noire sur case blanche a6 · Pion noir sur case noire a5 · Pion noir sur case blanche d5 · Pion blanc sur case noire e5 · Pion blanc sur case noire g5 · Pion noir sur case noire b4 · Pion noir sur case blanche c4 · Pion blanc sur case noire d4 · Pion blanc sur case noire f4 · Pion blanc sur case noire a3 · Pion blanc sur case noire c3 · Cavalier blanc sur case noire g3 · Tour blanche sur case blanche a2 · Fou blanc sur case blanche g2 · Pion blanc sur case noire h2 · Dame blanche sur case noire c1 · Tour blanche sur case blanche f1 · Roi blanc sur case noire g1 | 4 |
| 3 | Fou noir sur case blanche c8 · Dame noire sur case noire d8 · Tour noire sur case noire f8 · Roi noir sur case blanche g8 · Cavalier noir sur case noire c7 · Pion noir sur case blanche f7 · Pion noir sur case noire g7 · Pion noir sur case blanche h7 · Tour noire sur case blanche a6 · Pion noir sur case noire a5 · Pion noir sur case blanche d5 · Pion blanc sur case noire e5 · Pion blanc sur case noire g5 · Pion noir sur case noire b4 · Pion noir sur case blanche c4 · Pion blanc sur case noire d4 · Pion blanc sur case noire f4 · Pion blanc sur case noire a3 · Pion blanc sur case noire c3 · Cavalier blanc sur case noire g3 · Tour blanche sur case blanche a2 · Fou blanc sur case blanche g2 · Pion blanc sur case noire h2 · Dame blanche sur case noire c1 · Tour blanche sur case blanche f1 · Roi blanc sur case noire g1 | Fou noir sur case blanche c8 · Dame noire sur case noire d8 · Tour noire sur case noire f8 · Roi noir sur case blanche g8 · Cavalier noir sur case noire c7 · Pion noir sur case blanche f7 · Pion noir sur case noire g7 · Pion noir sur case blanche h7 · Tour noire sur case blanche a6 · Pion noir sur case noire a5 · Pion noir sur case blanche d5 · Pion blanc sur case noire e5 · Pion blanc sur case noire g5 · Pion noir sur case noire b4 · Pion noir sur case blanche c4 · Pion blanc sur case noire d4 · Pion blanc sur case noire f4 · Pion blanc sur case noire a3 · Pion blanc sur case noire c3 · Cavalier blanc sur case noire g3 · Tour blanche sur case blanche a2 · Fou blanc sur case blanche g2 · Pion blanc sur case noire h2 · Dame blanche sur case noire c1 · Tour blanche sur case blanche f1 · Roi blanc sur case noire g1 | Fou noir sur case blanche c8 · Dame noire sur case noire d8 · Tour noire sur case noire f8 · Roi noir sur case blanche g8 · Cavalier noir sur case noire c7 · Pion noir sur case blanche f7 · Pion noir sur case noire g7 · Pion noir sur case blanche h7 · Tour noire sur case blanche a6 · Pion noir sur case noire a5 · Pion noir sur case blanche d5 · Pion blanc sur case noire e5 · Pion blanc sur case noire g5 · Pion noir sur case noire b4 · Pion noir sur case blanche c4 · Pion blanc sur case noire d4 · Pion blanc sur case noire f4 · Pion blanc sur case noire a3 · Pion blanc sur case noire c3 · Cavalier blanc sur case noire g3 · Tour blanche sur case blanche a2 · Fou blanc sur case blanche g2 · Pion blanc sur case noire h2 · Dame blanche sur case noire c1 · Tour blanche sur case blanche f1 · Roi blanc sur case noire g1 | Fou noir sur case blanche c8 · Dame noire sur case noire d8 · Tour noire sur case noire f8 · Roi noir sur case blanche g8 · Cavalier noir sur case noire c7 · Pion noir sur case blanche f7 · Pion noir sur case noire g7 · Pion noir sur case blanche h7 · Tour noire sur case blanche a6 · Pion noir sur case noire a5 · Pion noir sur case blanche d5 · Pion blanc sur case noire e5 · Pion blanc sur case noire g5 · Pion noir sur case noire b4 · Pion noir sur case blanche c4 · Pion blanc sur case noire d4 · Pion blanc sur case noire f4 · Pion blanc sur case noire a3 · Pion blanc sur case noire c3 · Cavalier blanc sur case noire g3 · Tour blanche sur case blanche a2 · Fou blanc sur case blanche g2 · Pion blanc sur case noire h2 · Dame blanche sur case noire c1 · Tour blanche sur case blanche f1 · Roi blanc sur case noire g1 | Fou noir sur case blanche c8 · Dame noire sur case noire d8 · Tour noire sur case noire f8 · Roi noir sur case blanche g8 · Cavalier noir sur case noire c7 · Pion noir sur case blanche f7 · Pion noir sur case noire g7 · Pion noir sur case blanche h7 · Tour noire sur case blanche a6 · Pion noir sur case noire a5 · Pion noir sur case blanche d5 · Pion blanc sur case noire e5 · Pion blanc sur case noire g5 · Pion noir sur case noire b4 · Pion noir sur case blanche c4 · Pion blanc sur case noire d4 · Pion blanc sur case noire f4 · Pion blanc sur case noire a3 · Pion blanc sur case noire c3 · Cavalier blanc sur case noire g3 · Tour blanche sur case blanche a2 · Fou blanc sur case blanche g2 · Pion blanc sur case noire h2 · Dame blanche sur case noire c1 · Tour blanche sur case blanche f1 · Roi blanc sur case noire g1 | Fou noir sur case blanche c8 · Dame noire sur case noire d8 · Tour noire sur case noire f8 · Roi noir sur case blanche g8 · Cavalier noir sur case noire c7 · Pion noir sur case blanche f7 · Pion noir sur case noire g7 · Pion noir sur case blanche h7 · Tour noire sur case blanche a6 · Pion noir sur case noire a5 · Pion noir sur case blanche d5 · Pion blanc sur case noire e5 · Pion blanc sur case noire g5 · Pion noir sur case noire b4 · Pion noir sur case blanche c4 · Pion blanc sur case noire d4 · Pion blanc sur case noire f4 · Pion blanc sur case noire a3 · Pion blanc sur case noire c3 · Cavalier blanc sur case noire g3 · Tour blanche sur case blanche a2 · Fou blanc sur case blanche g2 · Pion blanc sur case noire h2 · Dame blanche sur case noire c1 · Tour blanche sur case blanche f1 · Roi blanc sur case noire g1 | Fou noir sur case blanche c8 · Dame noire sur case noire d8 · Tour noire sur case noire f8 · Roi noir sur case blanche g8 · Cavalier noir sur case noire c7 · Pion noir sur case blanche f7 · Pion noir sur case noire g7 · Pion noir sur case blanche h7 · Tour noire sur case blanche a6 · Pion noir sur case noire a5 · Pion noir sur case blanche d5 · Pion blanc sur case noire e5 · Pion blanc sur case noire g5 · Pion noir sur case noire b4 · Pion noir sur case blanche c4 · Pion blanc sur case noire d4 · Pion blanc sur case noire f4 · Pion blanc sur case noire a3 · Pion blanc sur case noire c3 · Cavalier blanc sur case noire g3 · Tour blanche sur case blanche a2 · Fou blanc sur case blanche g2 · Pion blanc sur case noire h2 · Dame blanche sur case noire c1 · Tour blanche sur case blanche f1 · Roi blanc sur case noire g1 | Fou noir sur case blanche c8 · Dame noire sur case noire d8 · Tour noire sur case noire f8 · Roi noir sur case blanche g8 · Cavalier noir sur case noire c7 · Pion noir sur case blanche f7 · Pion noir sur case noire g7 · Pion noir sur case blanche h7 · Tour noire sur case blanche a6 · Pion noir sur case noire a5 · Pion noir sur case blanche d5 · Pion blanc sur case noire e5 · Pion blanc sur case noire g5 · Pion noir sur case noire b4 · Pion noir sur case blanche c4 · Pion blanc sur case noire d4 · Pion blanc sur case noire f4 · Pion blanc sur case noire a3 · Pion blanc sur case noire c3 · Cavalier blanc sur case noire g3 · Tour blanche sur case blanche a2 · Fou blanc sur case blanche g2 · Pion blanc sur case noire h2 · Dame blanche sur case noire c1 · Tour blanche sur case blanche f1 · Roi blanc sur case noire g1 | 3 |
| 2 | Fou noir sur case blanche c8 · Dame noire sur case noire d8 · Tour noire sur case noire f8 · Roi noir sur case blanche g8 · Cavalier noir sur case noire c7 · Pion noir sur case blanche f7 · Pion noir sur case noire g7 · Pion noir sur case blanche h7 · Tour noire sur case blanche a6 · Pion noir sur case noire a5 · Pion noir sur case blanche d5 · Pion blanc sur case noire e5 · Pion blanc sur case noire g5 · Pion noir sur case noire b4 · Pion noir sur case blanche c4 · Pion blanc sur case noire d4 · Pion blanc sur case noire f4 · Pion blanc sur case noire a3 · Pion blanc sur case noire c3 · Cavalier blanc sur case noire g3 · Tour blanche sur case blanche a2 · Fou blanc sur case blanche g2 · Pion blanc sur case noire h2 · Dame blanche sur case noire c1 · Tour blanche sur case blanche f1 · Roi blanc sur case noire g1 | Fou noir sur case blanche c8 · Dame noire sur case noire d8 · Tour noire sur case noire f8 · Roi noir sur case blanche g8 · Cavalier noir sur case noire c7 · Pion noir sur case blanche f7 · Pion noir sur case noire g7 · Pion noir sur case blanche h7 · Tour noire sur case blanche a6 · Pion noir sur case noire a5 · Pion noir sur case blanche d5 · Pion blanc sur case noire e5 · Pion blanc sur case noire g5 · Pion noir sur case noire b4 · Pion noir sur case blanche c4 · Pion blanc sur case noire d4 · Pion blanc sur case noire f4 · Pion blanc sur case noire a3 · Pion blanc sur case noire c3 · Cavalier blanc sur case noire g3 · Tour blanche sur case blanche a2 · Fou blanc sur case blanche g2 · Pion blanc sur case noire h2 · Dame blanche sur case noire c1 · Tour blanche sur case blanche f1 · Roi blanc sur case noire g1 | Fou noir sur case blanche c8 · Dame noire sur case noire d8 · Tour noire sur case noire f8 · Roi noir sur case blanche g8 · Cavalier noir sur case noire c7 · Pion noir sur case blanche f7 · Pion noir sur case noire g7 · Pion noir sur case blanche h7 · Tour noire sur case blanche a6 · Pion noir sur case noire a5 · Pion noir sur case blanche d5 · Pion blanc sur case noire e5 · Pion blanc sur case noire g5 · Pion noir sur case noire b4 · Pion noir sur case blanche c4 · Pion blanc sur case noire d4 · Pion blanc sur case noire f4 · Pion blanc sur case noire a3 · Pion blanc sur case noire c3 · Cavalier blanc sur case noire g3 · Tour blanche sur case blanche a2 · Fou blanc sur case blanche g2 · Pion blanc sur case noire h2 · Dame blanche sur case noire c1 · Tour blanche sur case blanche f1 · Roi blanc sur case noire g1 | Fou noir sur case blanche c8 · Dame noire sur case noire d8 · Tour noire sur case noire f8 · Roi noir sur case blanche g8 · Cavalier noir sur case noire c7 · Pion noir sur case blanche f7 · Pion noir sur case noire g7 · Pion noir sur case blanche h7 · Tour noire sur case blanche a6 · Pion noir sur case noire a5 · Pion noir sur case blanche d5 · Pion blanc sur case noire e5 · Pion blanc sur case noire g5 · Pion noir sur case noire b4 · Pion noir sur case blanche c4 · Pion blanc sur case noire d4 · Pion blanc sur case noire f4 · Pion blanc sur case noire a3 · Pion blanc sur case noire c3 · Cavalier blanc sur case noire g3 · Tour blanche sur case blanche a2 · Fou blanc sur case blanche g2 · Pion blanc sur case noire h2 · Dame blanche sur case noire c1 · Tour blanche sur case blanche f1 · Roi blanc sur case noire g1 | Fou noir sur case blanche c8 · Dame noire sur case noire d8 · Tour noire sur case noire f8 · Roi noir sur case blanche g8 · Cavalier noir sur case noire c7 · Pion noir sur case blanche f7 · Pion noir sur case noire g7 · Pion noir sur case blanche h7 · Tour noire sur case blanche a6 · Pion noir sur case noire a5 · Pion noir sur case blanche d5 · Pion blanc sur case noire e5 · Pion blanc sur case noire g5 · Pion noir sur case noire b4 · Pion noir sur case blanche c4 · Pion blanc sur case noire d4 · Pion blanc sur case noire f4 · Pion blanc sur case noire a3 · Pion blanc sur case noire c3 · Cavalier blanc sur case noire g3 · Tour blanche sur case blanche a2 · Fou blanc sur case blanche g2 · Pion blanc sur case noire h2 · Dame blanche sur case noire c1 · Tour blanche sur case blanche f1 · Roi blanc sur case noire g1 | Fou noir sur case blanche c8 · Dame noire sur case noire d8 · Tour noire sur case noire f8 · Roi noir sur case blanche g8 · Cavalier noir sur case noire c7 · Pion noir sur case blanche f7 · Pion noir sur case noire g7 · Pion noir sur case blanche h7 · Tour noire sur case blanche a6 · Pion noir sur case noire a5 · Pion noir sur case blanche d5 · Pion blanc sur case noire e5 · Pion blanc sur case noire g5 · Pion noir sur case noire b4 · Pion noir sur case blanche c4 · Pion blanc sur case noire d4 · Pion blanc sur case noire f4 · Pion blanc sur case noire a3 · Pion blanc sur case noire c3 · Cavalier blanc sur case noire g3 · Tour blanche sur case blanche a2 · Fou blanc sur case blanche g2 · Pion blanc sur case noire h2 · Dame blanche sur case noire c1 · Tour blanche sur case blanche f1 · Roi blanc sur case noire g1 | Fou noir sur case blanche c8 · Dame noire sur case noire d8 · Tour noire sur case noire f8 · Roi noir sur case blanche g8 · Cavalier noir sur case noire c7 · Pion noir sur case blanche f7 · Pion noir sur case noire g7 · Pion noir sur case blanche h7 · Tour noire sur case blanche a6 · Pion noir sur case noire a5 · Pion noir sur case blanche d5 · Pion blanc sur case noire e5 · Pion blanc sur case noire g5 · Pion noir sur case noire b4 · Pion noir sur case blanche c4 · Pion blanc sur case noire d4 · Pion blanc sur case noire f4 · Pion blanc sur case noire a3 · Pion blanc sur case noire c3 · Cavalier blanc sur case noire g3 · Tour blanche sur case blanche a2 · Fou blanc sur case blanche g2 · Pion blanc sur case noire h2 · Dame blanche sur case noire c1 · Tour blanche sur case blanche f1 · Roi blanc sur case noire g1 | Fou noir sur case blanche c8 · Dame noire sur case noire d8 · Tour noire sur case noire f8 · Roi noir sur case blanche g8 · Cavalier noir sur case noire c7 · Pion noir sur case blanche f7 · Pion noir sur case noire g7 · Pion noir sur case blanche h7 · Tour noire sur case blanche a6 · Pion noir sur case noire a5 · Pion noir sur case blanche d5 · Pion blanc sur case noire e5 · Pion blanc sur case noire g5 · Pion noir sur case noire b4 · Pion noir sur case blanche c4 · Pion blanc sur case noire d4 · Pion blanc sur case noire f4 · Pion blanc sur case noire a3 · Pion blanc sur case noire c3 · Cavalier blanc sur case noire g3 · Tour blanche sur case blanche a2 · Fou blanc sur case blanche g2 · Pion blanc sur case noire h2 · Dame blanche sur case noire c1 · Tour blanche sur case blanche f1 · Roi blanc sur case noire g1 | 2 |
| 1 | Fou noir sur case blanche c8 · Dame noire sur case noire d8 · Tour noire sur case noire f8 · Roi noir sur case blanche g8 · Cavalier noir sur case noire c7 · Pion noir sur case blanche f7 · Pion noir sur case noire g7 · Pion noir sur case blanche h7 · Tour noire sur case blanche a6 · Pion noir sur case noire a5 · Pion noir sur case blanche d5 · Pion blanc sur case noire e5 · Pion blanc sur case noire g5 · Pion noir sur case noire b4 · Pion noir sur case blanche c4 · Pion blanc sur case noire d4 · Pion blanc sur case noire f4 · Pion blanc sur case noire a3 · Pion blanc sur case noire c3 · Cavalier blanc sur case noire g3 · Tour blanche sur case blanche a2 · Fou blanc sur case blanche g2 · Pion blanc sur case noire h2 · Dame blanche sur case noire c1 · Tour blanche sur case blanche f1 · Roi blanc sur case noire g1 | Fou noir sur case blanche c8 · Dame noire sur case noire d8 · Tour noire sur case noire f8 · Roi noir sur case blanche g8 · Cavalier noir sur case noire c7 · Pion noir sur case blanche f7 · Pion noir sur case noire g7 · Pion noir sur case blanche h7 · Tour noire sur case blanche a6 · Pion noir sur case noire a5 · Pion noir sur case blanche d5 · Pion blanc sur case noire e5 · Pion blanc sur case noire g5 · Pion noir sur case noire b4 · Pion noir sur case blanche c4 · Pion blanc sur case noire d4 · Pion blanc sur case noire f4 · Pion blanc sur case noire a3 · Pion blanc sur case noire c3 · Cavalier blanc sur case noire g3 · Tour blanche sur case blanche a2 · Fou blanc sur case blanche g2 · Pion blanc sur case noire h2 · Dame blanche sur case noire c1 · Tour blanche sur case blanche f1 · Roi blanc sur case noire g1 | Fou noir sur case blanche c8 · Dame noire sur case noire d8 · Tour noire sur case noire f8 · Roi noir sur case blanche g8 · Cavalier noir sur case noire c7 · Pion noir sur case blanche f7 · Pion noir sur case noire g7 · Pion noir sur case blanche h7 · Tour noire sur case blanche a6 · Pion noir sur case noire a5 · Pion noir sur case blanche d5 · Pion blanc sur case noire e5 · Pion blanc sur case noire g5 · Pion noir sur case noire b4 · Pion noir sur case blanche c4 · Pion blanc sur case noire d4 · Pion blanc sur case noire f4 · Pion blanc sur case noire a3 · Pion blanc sur case noire c3 · Cavalier blanc sur case noire g3 · Tour blanche sur case blanche a2 · Fou blanc sur case blanche g2 · Pion blanc sur case noire h2 · Dame blanche sur case noire c1 · Tour blanche sur case blanche f1 · Roi blanc sur case noire g1 | Fou noir sur case blanche c8 · Dame noire sur case noire d8 · Tour noire sur case noire f8 · Roi noir sur case blanche g8 · Cavalier noir sur case noire c7 · Pion noir sur case blanche f7 · Pion noir sur case noire g7 · Pion noir sur case blanche h7 · Tour noire sur case blanche a6 · Pion noir sur case noire a5 · Pion noir sur case blanche d5 · Pion blanc sur case noire e5 · Pion blanc sur case noire g5 · Pion noir sur case noire b4 · Pion noir sur case blanche c4 · Pion blanc sur case noire d4 · Pion blanc sur case noire f4 · Pion blanc sur case noire a3 · Pion blanc sur case noire c3 · Cavalier blanc sur case noire g3 · Tour blanche sur case blanche a2 · Fou blanc sur case blanche g2 · Pion blanc sur case noire h2 · Dame blanche sur case noire c1 · Tour blanche sur case blanche f1 · Roi blanc sur case noire g1 | Fou noir sur case blanche c8 · Dame noire sur case noire d8 · Tour noire sur case noire f8 · Roi noir sur case blanche g8 · Cavalier noir sur case noire c7 · Pion noir sur case blanche f7 · Pion noir sur case noire g7 · Pion noir sur case blanche h7 · Tour noire sur case blanche a6 · Pion noir sur case noire a5 · Pion noir sur case blanche d5 · Pion blanc sur case noire e5 · Pion blanc sur case noire g5 · Pion noir sur case noire b4 · Pion noir sur case blanche c4 · Pion blanc sur case noire d4 · Pion blanc sur case noire f4 · Pion blanc sur case noire a3 · Pion blanc sur case noire c3 · Cavalier blanc sur case noire g3 · Tour blanche sur case blanche a2 · Fou blanc sur case blanche g2 · Pion blanc sur case noire h2 · Dame blanche sur case noire c1 · Tour blanche sur case blanche f1 · Roi blanc sur case noire g1 | Fou noir sur case blanche c8 · Dame noire sur case noire d8 · Tour noire sur case noire f8 · Roi noir sur case blanche g8 · Cavalier noir sur case noire c7 · Pion noir sur case blanche f7 · Pion noir sur case noire g7 · Pion noir sur case blanche h7 · Tour noire sur case blanche a6 · Pion noir sur case noire a5 · Pion noir sur case blanche d5 · Pion blanc sur case noire e5 · Pion blanc sur case noire g5 · Pion noir sur case noire b4 · Pion noir sur case blanche c4 · Pion blanc sur case noire d4 · Pion blanc sur case noire f4 · Pion blanc sur case noire a3 · Pion blanc sur case noire c3 · Cavalier blanc sur case noire g3 · Tour blanche sur case blanche a2 · Fou blanc sur case blanche g2 · Pion blanc sur case noire h2 · Dame blanche sur case noire c1 · Tour blanche sur case blanche f1 · Roi blanc sur case noire g1 | Fou noir sur case blanche c8 · Dame noire sur case noire d8 · Tour noire sur case noire f8 · Roi noir sur case blanche g8 · Cavalier noir sur case noire c7 · Pion noir sur case blanche f7 · Pion noir sur case noire g7 · Pion noir sur case blanche h7 · Tour noire sur case blanche a6 · Pion noir sur case noire a5 · Pion noir sur case blanche d5 · Pion blanc sur case noire e5 · Pion blanc sur case noire g5 · Pion noir sur case noire b4 · Pion noir sur case blanche c4 · Pion blanc sur case noire d4 · Pion blanc sur case noire f4 · Pion blanc sur case noire a3 · Pion blanc sur case noire c3 · Cavalier blanc sur case noire g3 · Tour blanche sur case blanche a2 · Fou blanc sur case blanche g2 · Pion blanc sur case noire h2 · Dame blanche sur case noire c1 · Tour blanche sur case blanche f1 · Roi blanc sur case noire g1 | Fou noir sur case blanche c8 · Dame noire sur case noire d8 · Tour noire sur case noire f8 · Roi noir sur case blanche g8 · Cavalier noir sur case noire c7 · Pion noir sur case blanche f7 · Pion noir sur case noire g7 · Pion noir sur case blanche h7 · Tour noire sur case blanche a6 · Pion noir sur case noire a5 · Pion noir sur case blanche d5 · Pion blanc sur case noire e5 · Pion blanc sur case noire g5 · Pion noir sur case noire b4 · Pion noir sur case blanche c4 · Pion blanc sur case noire d4 · Pion blanc sur case noire f4 · Pion blanc sur case noire a3 · Pion blanc sur case noire c3 · Cavalier blanc sur case noire g3 · Tour blanche sur case blanche a2 · Fou blanc sur case blanche g2 · Pion blanc sur case noire h2 · Dame blanche sur case noire c1 · Tour blanche sur case blanche f1 · Roi blanc sur case noire g1 | 1 |
|   | a | b | c | d | e | f | g | h |   |

20. axb4 Hikaru Nakamura juge que ce coup n'est pas dans l'esprit de la position. Il lui préfère 20.f5 et 20.a4 qui sont « beaucoup plus forts et offensifs. »
20...axb4 21. Txa6 Cxa6 22. f5 b3 Il reste 35 minutes à Carlsen. Les Blancs jouissent d'une impressionnante marée de pion qui avance vers le roi noir, tandis que le pion passé b3 noir est profondément infiltré dans le camp blanc. Ce pion, selon Svidler, n'empêche pas les Blancs d'agir à leur guise à l'aile roi.
23. Df4 Le champion en titre vient de passer 49 minutes à réfléchir avant de jouer ce coup.
23...Cc7 24. f6 g6 25. Dh4 Ce8 26. Dh6 b2 joué a tempo.
|   | a | b | c | d | e | f | g | h |   |
| 8 | Fou noir sur case blanche c8 · Dame noire sur case noire d8 · Cavalier noir sur case blanche e8 · Tour noire sur case noire f8 · Roi noir sur case blanche g8 · Pion noir sur case blanche f7 · Pion noir sur case blanche h7 · Pion blanc sur case noire f6 · Pion noir sur case blanche g6 · Dame blanche sur case noire h6 · Pion noir sur case blanche d5 · Pion blanc sur case noire e5 · Pion blanc sur case noire g5 · Pion noir sur case blanche c4 · Pion blanc sur case noire d4 · Tour blanche sur case noire f4 · Pion blanc sur case noire c3 · Cavalier blanc sur case noire g3 · Fou blanc sur case blanche g2 · Pion blanc sur case noire h2 · Dame noire sur case blanche b1 · Roi blanc sur case noire g1 | Fou noir sur case blanche c8 · Dame noire sur case noire d8 · Cavalier noir sur case blanche e8 · Tour noire sur case noire f8 · Roi noir sur case blanche g8 · Pion noir sur case blanche f7 · Pion noir sur case blanche h7 · Pion blanc sur case noire f6 · Pion noir sur case blanche g6 · Dame blanche sur case noire h6 · Pion noir sur case blanche d5 · Pion blanc sur case noire e5 · Pion blanc sur case noire g5 · Pion noir sur case blanche c4 · Pion blanc sur case noire d4 · Tour blanche sur case noire f4 · Pion blanc sur case noire c3 · Cavalier blanc sur case noire g3 · Fou blanc sur case blanche g2 · Pion blanc sur case noire h2 · Dame noire sur case blanche b1 · Roi blanc sur case noire g1 | Fou noir sur case blanche c8 · Dame noire sur case noire d8 · Cavalier noir sur case blanche e8 · Tour noire sur case noire f8 · Roi noir sur case blanche g8 · Pion noir sur case blanche f7 · Pion noir sur case blanche h7 · Pion blanc sur case noire f6 · Pion noir sur case blanche g6 · Dame blanche sur case noire h6 · Pion noir sur case blanche d5 · Pion blanc sur case noire e5 · Pion blanc sur case noire g5 · Pion noir sur case blanche c4 · Pion blanc sur case noire d4 · Tour blanche sur case noire f4 · Pion blanc sur case noire c3 · Cavalier blanc sur case noire g3 · Fou blanc sur case blanche g2 · Pion blanc sur case noire h2 · Dame noire sur case blanche b1 · Roi blanc sur case noire g1 | Fou noir sur case blanche c8 · Dame noire sur case noire d8 · Cavalier noir sur case blanche e8 · Tour noire sur case noire f8 · Roi noir sur case blanche g8 · Pion noir sur case blanche f7 · Pion noir sur case blanche h7 · Pion blanc sur case noire f6 · Pion noir sur case blanche g6 · Dame blanche sur case noire h6 · Pion noir sur case blanche d5 · Pion blanc sur case noire e5 · Pion blanc sur case noire g5 · Pion noir sur case blanche c4 · Pion blanc sur case noire d4 · Tour blanche sur case noire f4 · Pion blanc sur case noire c3 · Cavalier blanc sur case noire g3 · Fou blanc sur case blanche g2 · Pion blanc sur case noire h2 · Dame noire sur case blanche b1 · Roi blanc sur case noire g1 | Fou noir sur case blanche c8 · Dame noire sur case noire d8 · Cavalier noir sur case blanche e8 · Tour noire sur case noire f8 · Roi noir sur case blanche g8 · Pion noir sur case blanche f7 · Pion noir sur case blanche h7 · Pion blanc sur case noire f6 · Pion noir sur case blanche g6 · Dame blanche sur case noire h6 · Pion noir sur case blanche d5 · Pion blanc sur case noire e5 · Pion blanc sur case noire g5 · Pion noir sur case blanche c4 · Pion blanc sur case noire d4 · Tour blanche sur case noire f4 · Pion blanc sur case noire c3 · Cavalier blanc sur case noire g3 · Fou blanc sur case blanche g2 · Pion blanc sur case noire h2 · Dame noire sur case blanche b1 · Roi blanc sur case noire g1 | Fou noir sur case blanche c8 · Dame noire sur case noire d8 · Cavalier noir sur case blanche e8 · Tour noire sur case noire f8 · Roi noir sur case blanche g8 · Pion noir sur case blanche f7 · Pion noir sur case blanche h7 · Pion blanc sur case noire f6 · Pion noir sur case blanche g6 · Dame blanche sur case noire h6 · Pion noir sur case blanche d5 · Pion blanc sur case noire e5 · Pion blanc sur case noire g5 · Pion noir sur case blanche c4 · Pion blanc sur case noire d4 · Tour blanche sur case noire f4 · Pion blanc sur case noire c3 · Cavalier blanc sur case noire g3 · Fou blanc sur case blanche g2 · Pion blanc sur case noire h2 · Dame noire sur case blanche b1 · Roi blanc sur case noire g1 | Fou noir sur case blanche c8 · Dame noire sur case noire d8 · Cavalier noir sur case blanche e8 · Tour noire sur case noire f8 · Roi noir sur case blanche g8 · Pion noir sur case blanche f7 · Pion noir sur case blanche h7 · Pion blanc sur case noire f6 · Pion noir sur case blanche g6 · Dame blanche sur case noire h6 · Pion noir sur case blanche d5 · Pion blanc sur case noire e5 · Pion blanc sur case noire g5 · Pion noir sur case blanche c4 · Pion blanc sur case noire d4 · Tour blanche sur case noire f4 · Pion blanc sur case noire c3 · Cavalier blanc sur case noire g3 · Fou blanc sur case blanche g2 · Pion blanc sur case noire h2 · Dame noire sur case blanche b1 · Roi blanc sur case noire g1 | Fou noir sur case blanche c8 · Dame noire sur case noire d8 · Cavalier noir sur case blanche e8 · Tour noire sur case noire f8 · Roi noir sur case blanche g8 · Pion noir sur case blanche f7 · Pion noir sur case blanche h7 · Pion blanc sur case noire f6 · Pion noir sur case blanche g6 · Dame blanche sur case noire h6 · Pion noir sur case blanche d5 · Pion blanc sur case noire e5 · Pion blanc sur case noire g5 · Pion noir sur case blanche c4 · Pion blanc sur case noire d4 · Tour blanche sur case noire f4 · Pion blanc sur case noire c3 · Cavalier blanc sur case noire g3 · Fou blanc sur case blanche g2 · Pion blanc sur case noire h2 · Dame noire sur case blanche b1 · Roi blanc sur case noire g1 | 8 |
| 7 | Fou noir sur case blanche c8 · Dame noire sur case noire d8 · Cavalier noir sur case blanche e8 · Tour noire sur case noire f8 · Roi noir sur case blanche g8 · Pion noir sur case blanche f7 · Pion noir sur case blanche h7 · Pion blanc sur case noire f6 · Pion noir sur case blanche g6 · Dame blanche sur case noire h6 · Pion noir sur case blanche d5 · Pion blanc sur case noire e5 · Pion blanc sur case noire g5 · Pion noir sur case blanche c4 · Pion blanc sur case noire d4 · Tour blanche sur case noire f4 · Pion blanc sur case noire c3 · Cavalier blanc sur case noire g3 · Fou blanc sur case blanche g2 · Pion blanc sur case noire h2 · Dame noire sur case blanche b1 · Roi blanc sur case noire g1 | Fou noir sur case blanche c8 · Dame noire sur case noire d8 · Cavalier noir sur case blanche e8 · Tour noire sur case noire f8 · Roi noir sur case blanche g8 · Pion noir sur case blanche f7 · Pion noir sur case blanche h7 · Pion blanc sur case noire f6 · Pion noir sur case blanche g6 · Dame blanche sur case noire h6 · Pion noir sur case blanche d5 · Pion blanc sur case noire e5 · Pion blanc sur case noire g5 · Pion noir sur case blanche c4 · Pion blanc sur case noire d4 · Tour blanche sur case noire f4 · Pion blanc sur case noire c3 · Cavalier blanc sur case noire g3 · Fou blanc sur case blanche g2 · Pion blanc sur case noire h2 · Dame noire sur case blanche b1 · Roi blanc sur case noire g1 | Fou noir sur case blanche c8 · Dame noire sur case noire d8 · Cavalier noir sur case blanche e8 · Tour noire sur case noire f8 · Roi noir sur case blanche g8 · Pion noir sur case blanche f7 · Pion noir sur case blanche h7 · Pion blanc sur case noire f6 · Pion noir sur case blanche g6 · Dame blanche sur case noire h6 · Pion noir sur case blanche d5 · Pion blanc sur case noire e5 · Pion blanc sur case noire g5 · Pion noir sur case blanche c4 · Pion blanc sur case noire d4 · Tour blanche sur case noire f4 · Pion blanc sur case noire c3 · Cavalier blanc sur case noire g3 · Fou blanc sur case blanche g2 · Pion blanc sur case noire h2 · Dame noire sur case blanche b1 · Roi blanc sur case noire g1 | Fou noir sur case blanche c8 · Dame noire sur case noire d8 · Cavalier noir sur case blanche e8 · Tour noire sur case noire f8 · Roi noir sur case blanche g8 · Pion noir sur case blanche f7 · Pion noir sur case blanche h7 · Pion blanc sur case noire f6 · Pion noir sur case blanche g6 · Dame blanche sur case noire h6 · Pion noir sur case blanche d5 · Pion blanc sur case noire e5 · Pion blanc sur case noire g5 · Pion noir sur case blanche c4 · Pion blanc sur case noire d4 · Tour blanche sur case noire f4 · Pion blanc sur case noire c3 · Cavalier blanc sur case noire g3 · Fou blanc sur case blanche g2 · Pion blanc sur case noire h2 · Dame noire sur case blanche b1 · Roi blanc sur case noire g1 | Fou noir sur case blanche c8 · Dame noire sur case noire d8 · Cavalier noir sur case blanche e8 · Tour noire sur case noire f8 · Roi noir sur case blanche g8 · Pion noir sur case blanche f7 · Pion noir sur case blanche h7 · Pion blanc sur case noire f6 · Pion noir sur case blanche g6 · Dame blanche sur case noire h6 · Pion noir sur case blanche d5 · Pion blanc sur case noire e5 · Pion blanc sur case noire g5 · Pion noir sur case blanche c4 · Pion blanc sur case noire d4 · Tour blanche sur case noire f4 · Pion blanc sur case noire c3 · Cavalier blanc sur case noire g3 · Fou blanc sur case blanche g2 · Pion blanc sur case noire h2 · Dame noire sur case blanche b1 · Roi blanc sur case noire g1 | Fou noir sur case blanche c8 · Dame noire sur case noire d8 · Cavalier noir sur case blanche e8 · Tour noire sur case noire f8 · Roi noir sur case blanche g8 · Pion noir sur case blanche f7 · Pion noir sur case blanche h7 · Pion blanc sur case noire f6 · Pion noir sur case blanche g6 · Dame blanche sur case noire h6 · Pion noir sur case blanche d5 · Pion blanc sur case noire e5 · Pion blanc sur case noire g5 · Pion noir sur case blanche c4 · Pion blanc sur case noire d4 · Tour blanche sur case noire f4 · Pion blanc sur case noire c3 · Cavalier blanc sur case noire g3 · Fou blanc sur case blanche g2 · Pion blanc sur case noire h2 · Dame noire sur case blanche b1 · Roi blanc sur case noire g1 | Fou noir sur case blanche c8 · Dame noire sur case noire d8 · Cavalier noir sur case blanche e8 · Tour noire sur case noire f8 · Roi noir sur case blanche g8 · Pion noir sur case blanche f7 · Pion noir sur case blanche h7 · Pion blanc sur case noire f6 · Pion noir sur case blanche g6 · Dame blanche sur case noire h6 · Pion noir sur case blanche d5 · Pion blanc sur case noire e5 · Pion blanc sur case noire g5 · Pion noir sur case blanche c4 · Pion blanc sur case noire d4 · Tour blanche sur case noire f4 · Pion blanc sur case noire c3 · Cavalier blanc sur case noire g3 · Fou blanc sur case blanche g2 · Pion blanc sur case noire h2 · Dame noire sur case blanche b1 · Roi blanc sur case noire g1 | Fou noir sur case blanche c8 · Dame noire sur case noire d8 · Cavalier noir sur case blanche e8 · Tour noire sur case noire f8 · Roi noir sur case blanche g8 · Pion noir sur case blanche f7 · Pion noir sur case blanche h7 · Pion blanc sur case noire f6 · Pion noir sur case blanche g6 · Dame blanche sur case noire h6 · Pion noir sur case blanche d5 · Pion blanc sur case noire e5 · Pion blanc sur case noire g5 · Pion noir sur case blanche c4 · Pion blanc sur case noire d4 · Tour blanche sur case noire f4 · Pion blanc sur case noire c3 · Cavalier blanc sur case noire g3 · Fou blanc sur case blanche g2 · Pion blanc sur case noire h2 · Dame noire sur case blanche b1 · Roi blanc sur case noire g1 | 7 |
| 6 | Fou noir sur case blanche c8 · Dame noire sur case noire d8 · Cavalier noir sur case blanche e8 · Tour noire sur case noire f8 · Roi noir sur case blanche g8 · Pion noir sur case blanche f7 · Pion noir sur case blanche h7 · Pion blanc sur case noire f6 · Pion noir sur case blanche g6 · Dame blanche sur case noire h6 · Pion noir sur case blanche d5 · Pion blanc sur case noire e5 · Pion blanc sur case noire g5 · Pion noir sur case blanche c4 · Pion blanc sur case noire d4 · Tour blanche sur case noire f4 · Pion blanc sur case noire c3 · Cavalier blanc sur case noire g3 · Fou blanc sur case blanche g2 · Pion blanc sur case noire h2 · Dame noire sur case blanche b1 · Roi blanc sur case noire g1 | Fou noir sur case blanche c8 · Dame noire sur case noire d8 · Cavalier noir sur case blanche e8 · Tour noire sur case noire f8 · Roi noir sur case blanche g8 · Pion noir sur case blanche f7 · Pion noir sur case blanche h7 · Pion blanc sur case noire f6 · Pion noir sur case blanche g6 · Dame blanche sur case noire h6 · Pion noir sur case blanche d5 · Pion blanc sur case noire e5 · Pion blanc sur case noire g5 · Pion noir sur case blanche c4 · Pion blanc sur case noire d4 · Tour blanche sur case noire f4 · Pion blanc sur case noire c3 · Cavalier blanc sur case noire g3 · Fou blanc sur case blanche g2 · Pion blanc sur case noire h2 · Dame noire sur case blanche b1 · Roi blanc sur case noire g1 | Fou noir sur case blanche c8 · Dame noire sur case noire d8 · Cavalier noir sur case blanche e8 · Tour noire sur case noire f8 · Roi noir sur case blanche g8 · Pion noir sur case blanche f7 · Pion noir sur case blanche h7 · Pion blanc sur case noire f6 · Pion noir sur case blanche g6 · Dame blanche sur case noire h6 · Pion noir sur case blanche d5 · Pion blanc sur case noire e5 · Pion blanc sur case noire g5 · Pion noir sur case blanche c4 · Pion blanc sur case noire d4 · Tour blanche sur case noire f4 · Pion blanc sur case noire c3 · Cavalier blanc sur case noire g3 · Fou blanc sur case blanche g2 · Pion blanc sur case noire h2 · Dame noire sur case blanche b1 · Roi blanc sur case noire g1 | Fou noir sur case blanche c8 · Dame noire sur case noire d8 · Cavalier noir sur case blanche e8 · Tour noire sur case noire f8 · Roi noir sur case blanche g8 · Pion noir sur case blanche f7 · Pion noir sur case blanche h7 · Pion blanc sur case noire f6 · Pion noir sur case blanche g6 · Dame blanche sur case noire h6 · Pion noir sur case blanche d5 · Pion blanc sur case noire e5 · Pion blanc sur case noire g5 · Pion noir sur case blanche c4 · Pion blanc sur case noire d4 · Tour blanche sur case noire f4 · Pion blanc sur case noire c3 · Cavalier blanc sur case noire g3 · Fou blanc sur case blanche g2 · Pion blanc sur case noire h2 · Dame noire sur case blanche b1 · Roi blanc sur case noire g1 | Fou noir sur case blanche c8 · Dame noire sur case noire d8 · Cavalier noir sur case blanche e8 · Tour noire sur case noire f8 · Roi noir sur case blanche g8 · Pion noir sur case blanche f7 · Pion noir sur case blanche h7 · Pion blanc sur case noire f6 · Pion noir sur case blanche g6 · Dame blanche sur case noire h6 · Pion noir sur case blanche d5 · Pion blanc sur case noire e5 · Pion blanc sur case noire g5 · Pion noir sur case blanche c4 · Pion blanc sur case noire d4 · Tour blanche sur case noire f4 · Pion blanc sur case noire c3 · Cavalier blanc sur case noire g3 · Fou blanc sur case blanche g2 · Pion blanc sur case noire h2 · Dame noire sur case blanche b1 · Roi blanc sur case noire g1 | Fou noir sur case blanche c8 · Dame noire sur case noire d8 · Cavalier noir sur case blanche e8 · Tour noire sur case noire f8 · Roi noir sur case blanche g8 · Pion noir sur case blanche f7 · Pion noir sur case blanche h7 · Pion blanc sur case noire f6 · Pion noir sur case blanche g6 · Dame blanche sur case noire h6 · Pion noir sur case blanche d5 · Pion blanc sur case noire e5 · Pion blanc sur case noire g5 · Pion noir sur case blanche c4 · Pion blanc sur case noire d4 · Tour blanche sur case noire f4 · Pion blanc sur case noire c3 · Cavalier blanc sur case noire g3 · Fou blanc sur case blanche g2 · Pion blanc sur case noire h2 · Dame noire sur case blanche b1 · Roi blanc sur case noire g1 | Fou noir sur case blanche c8 · Dame noire sur case noire d8 · Cavalier noir sur case blanche e8 · Tour noire sur case noire f8 · Roi noir sur case blanche g8 · Pion noir sur case blanche f7 · Pion noir sur case blanche h7 · Pion blanc sur case noire f6 · Pion noir sur case blanche g6 · Dame blanche sur case noire h6 · Pion noir sur case blanche d5 · Pion blanc sur case noire e5 · Pion blanc sur case noire g5 · Pion noir sur case blanche c4 · Pion blanc sur case noire d4 · Tour blanche sur case noire f4 · Pion blanc sur case noire c3 · Cavalier blanc sur case noire g3 · Fou blanc sur case blanche g2 · Pion blanc sur case noire h2 · Dame noire sur case blanche b1 · Roi blanc sur case noire g1 | Fou noir sur case blanche c8 · Dame noire sur case noire d8 · Cavalier noir sur case blanche e8 · Tour noire sur case noire f8 · Roi noir sur case blanche g8 · Pion noir sur case blanche f7 · Pion noir sur case blanche h7 · Pion blanc sur case noire f6 · Pion noir sur case blanche g6 · Dame blanche sur case noire h6 · Pion noir sur case blanche d5 · Pion blanc sur case noire e5 · Pion blanc sur case noire g5 · Pion noir sur case blanche c4 · Pion blanc sur case noire d4 · Tour blanche sur case noire f4 · Pion blanc sur case noire c3 · Cavalier blanc sur case noire g3 · Fou blanc sur case blanche g2 · Pion blanc sur case noire h2 · Dame noire sur case blanche b1 · Roi blanc sur case noire g1 | 6 |
| 5 | Fou noir sur case blanche c8 · Dame noire sur case noire d8 · Cavalier noir sur case blanche e8 · Tour noire sur case noire f8 · Roi noir sur case blanche g8 · Pion noir sur case blanche f7 · Pion noir sur case blanche h7 · Pion blanc sur case noire f6 · Pion noir sur case blanche g6 · Dame blanche sur case noire h6 · Pion noir sur case blanche d5 · Pion blanc sur case noire e5 · Pion blanc sur case noire g5 · Pion noir sur case blanche c4 · Pion blanc sur case noire d4 · Tour blanche sur case noire f4 · Pion blanc sur case noire c3 · Cavalier blanc sur case noire g3 · Fou blanc sur case blanche g2 · Pion blanc sur case noire h2 · Dame noire sur case blanche b1 · Roi blanc sur case noire g1 | Fou noir sur case blanche c8 · Dame noire sur case noire d8 · Cavalier noir sur case blanche e8 · Tour noire sur case noire f8 · Roi noir sur case blanche g8 · Pion noir sur case blanche f7 · Pion noir sur case blanche h7 · Pion blanc sur case noire f6 · Pion noir sur case blanche g6 · Dame blanche sur case noire h6 · Pion noir sur case blanche d5 · Pion blanc sur case noire e5 · Pion blanc sur case noire g5 · Pion noir sur case blanche c4 · Pion blanc sur case noire d4 · Tour blanche sur case noire f4 · Pion blanc sur case noire c3 · Cavalier blanc sur case noire g3 · Fou blanc sur case blanche g2 · Pion blanc sur case noire h2 · Dame noire sur case blanche b1 · Roi blanc sur case noire g1 | Fou noir sur case blanche c8 · Dame noire sur case noire d8 · Cavalier noir sur case blanche e8 · Tour noire sur case noire f8 · Roi noir sur case blanche g8 · Pion noir sur case blanche f7 · Pion noir sur case blanche h7 · Pion blanc sur case noire f6 · Pion noir sur case blanche g6 · Dame blanche sur case noire h6 · Pion noir sur case blanche d5 · Pion blanc sur case noire e5 · Pion blanc sur case noire g5 · Pion noir sur case blanche c4 · Pion blanc sur case noire d4 · Tour blanche sur case noire f4 · Pion blanc sur case noire c3 · Cavalier blanc sur case noire g3 · Fou blanc sur case blanche g2 · Pion blanc sur case noire h2 · Dame noire sur case blanche b1 · Roi blanc sur case noire g1 | Fou noir sur case blanche c8 · Dame noire sur case noire d8 · Cavalier noir sur case blanche e8 · Tour noire sur case noire f8 · Roi noir sur case blanche g8 · Pion noir sur case blanche f7 · Pion noir sur case blanche h7 · Pion blanc sur case noire f6 · Pion noir sur case blanche g6 · Dame blanche sur case noire h6 · Pion noir sur case blanche d5 · Pion blanc sur case noire e5 · Pion blanc sur case noire g5 · Pion noir sur case blanche c4 · Pion blanc sur case noire d4 · Tour blanche sur case noire f4 · Pion blanc sur case noire c3 · Cavalier blanc sur case noire g3 · Fou blanc sur case blanche g2 · Pion blanc sur case noire h2 · Dame noire sur case blanche b1 · Roi blanc sur case noire g1 | Fou noir sur case blanche c8 · Dame noire sur case noire d8 · Cavalier noir sur case blanche e8 · Tour noire sur case noire f8 · Roi noir sur case blanche g8 · Pion noir sur case blanche f7 · Pion noir sur case blanche h7 · Pion blanc sur case noire f6 · Pion noir sur case blanche g6 · Dame blanche sur case noire h6 · Pion noir sur case blanche d5 · Pion blanc sur case noire e5 · Pion blanc sur case noire g5 · Pion noir sur case blanche c4 · Pion blanc sur case noire d4 · Tour blanche sur case noire f4 · Pion blanc sur case noire c3 · Cavalier blanc sur case noire g3 · Fou blanc sur case blanche g2 · Pion blanc sur case noire h2 · Dame noire sur case blanche b1 · Roi blanc sur case noire g1 | Fou noir sur case blanche c8 · Dame noire sur case noire d8 · Cavalier noir sur case blanche e8 · Tour noire sur case noire f8 · Roi noir sur case blanche g8 · Pion noir sur case blanche f7 · Pion noir sur case blanche h7 · Pion blanc sur case noire f6 · Pion noir sur case blanche g6 · Dame blanche sur case noire h6 · Pion noir sur case blanche d5 · Pion blanc sur case noire e5 · Pion blanc sur case noire g5 · Pion noir sur case blanche c4 · Pion blanc sur case noire d4 · Tour blanche sur case noire f4 · Pion blanc sur case noire c3 · Cavalier blanc sur case noire g3 · Fou blanc sur case blanche g2 · Pion blanc sur case noire h2 · Dame noire sur case blanche b1 · Roi blanc sur case noire g1 | Fou noir sur case blanche c8 · Dame noire sur case noire d8 · Cavalier noir sur case blanche e8 · Tour noire sur case noire f8 · Roi noir sur case blanche g8 · Pion noir sur case blanche f7 · Pion noir sur case blanche h7 · Pion blanc sur case noire f6 · Pion noir sur case blanche g6 · Dame blanche sur case noire h6 · Pion noir sur case blanche d5 · Pion blanc sur case noire e5 · Pion blanc sur case noire g5 · Pion noir sur case blanche c4 · Pion blanc sur case noire d4 · Tour blanche sur case noire f4 · Pion blanc sur case noire c3 · Cavalier blanc sur case noire g3 · Fou blanc sur case blanche g2 · Pion blanc sur case noire h2 · Dame noire sur case blanche b1 · Roi blanc sur case noire g1 | Fou noir sur case blanche c8 · Dame noire sur case noire d8 · Cavalier noir sur case blanche e8 · Tour noire sur case noire f8 · Roi noir sur case blanche g8 · Pion noir sur case blanche f7 · Pion noir sur case blanche h7 · Pion blanc sur case noire f6 · Pion noir sur case blanche g6 · Dame blanche sur case noire h6 · Pion noir sur case blanche d5 · Pion blanc sur case noire e5 · Pion blanc sur case noire g5 · Pion noir sur case blanche c4 · Pion blanc sur case noire d4 · Tour blanche sur case noire f4 · Pion blanc sur case noire c3 · Cavalier blanc sur case noire g3 · Fou blanc sur case blanche g2 · Pion blanc sur case noire h2 · Dame noire sur case blanche b1 · Roi blanc sur case noire g1 | 5 |
| 4 | Fou noir sur case blanche c8 · Dame noire sur case noire d8 · Cavalier noir sur case blanche e8 · Tour noire sur case noire f8 · Roi noir sur case blanche g8 · Pion noir sur case blanche f7 · Pion noir sur case blanche h7 · Pion blanc sur case noire f6 · Pion noir sur case blanche g6 · Dame blanche sur case noire h6 · Pion noir sur case blanche d5 · Pion blanc sur case noire e5 · Pion blanc sur case noire g5 · Pion noir sur case blanche c4 · Pion blanc sur case noire d4 · Tour blanche sur case noire f4 · Pion blanc sur case noire c3 · Cavalier blanc sur case noire g3 · Fou blanc sur case blanche g2 · Pion blanc sur case noire h2 · Dame noire sur case blanche b1 · Roi blanc sur case noire g1 | Fou noir sur case blanche c8 · Dame noire sur case noire d8 · Cavalier noir sur case blanche e8 · Tour noire sur case noire f8 · Roi noir sur case blanche g8 · Pion noir sur case blanche f7 · Pion noir sur case blanche h7 · Pion blanc sur case noire f6 · Pion noir sur case blanche g6 · Dame blanche sur case noire h6 · Pion noir sur case blanche d5 · Pion blanc sur case noire e5 · Pion blanc sur case noire g5 · Pion noir sur case blanche c4 · Pion blanc sur case noire d4 · Tour blanche sur case noire f4 · Pion blanc sur case noire c3 · Cavalier blanc sur case noire g3 · Fou blanc sur case blanche g2 · Pion blanc sur case noire h2 · Dame noire sur case blanche b1 · Roi blanc sur case noire g1 | Fou noir sur case blanche c8 · Dame noire sur case noire d8 · Cavalier noir sur case blanche e8 · Tour noire sur case noire f8 · Roi noir sur case blanche g8 · Pion noir sur case blanche f7 · Pion noir sur case blanche h7 · Pion blanc sur case noire f6 · Pion noir sur case blanche g6 · Dame blanche sur case noire h6 · Pion noir sur case blanche d5 · Pion blanc sur case noire e5 · Pion blanc sur case noire g5 · Pion noir sur case blanche c4 · Pion blanc sur case noire d4 · Tour blanche sur case noire f4 · Pion blanc sur case noire c3 · Cavalier blanc sur case noire g3 · Fou blanc sur case blanche g2 · Pion blanc sur case noire h2 · Dame noire sur case blanche b1 · Roi blanc sur case noire g1 | Fou noir sur case blanche c8 · Dame noire sur case noire d8 · Cavalier noir sur case blanche e8 · Tour noire sur case noire f8 · Roi noir sur case blanche g8 · Pion noir sur case blanche f7 · Pion noir sur case blanche h7 · Pion blanc sur case noire f6 · Pion noir sur case blanche g6 · Dame blanche sur case noire h6 · Pion noir sur case blanche d5 · Pion blanc sur case noire e5 · Pion blanc sur case noire g5 · Pion noir sur case blanche c4 · Pion blanc sur case noire d4 · Tour blanche sur case noire f4 · Pion blanc sur case noire c3 · Cavalier blanc sur case noire g3 · Fou blanc sur case blanche g2 · Pion blanc sur case noire h2 · Dame noire sur case blanche b1 · Roi blanc sur case noire g1 | Fou noir sur case blanche c8 · Dame noire sur case noire d8 · Cavalier noir sur case blanche e8 · Tour noire sur case noire f8 · Roi noir sur case blanche g8 · Pion noir sur case blanche f7 · Pion noir sur case blanche h7 · Pion blanc sur case noire f6 · Pion noir sur case blanche g6 · Dame blanche sur case noire h6 · Pion noir sur case blanche d5 · Pion blanc sur case noire e5 · Pion blanc sur case noire g5 · Pion noir sur case blanche c4 · Pion blanc sur case noire d4 · Tour blanche sur case noire f4 · Pion blanc sur case noire c3 · Cavalier blanc sur case noire g3 · Fou blanc sur case blanche g2 · Pion blanc sur case noire h2 · Dame noire sur case blanche b1 · Roi blanc sur case noire g1 | Fou noir sur case blanche c8 · Dame noire sur case noire d8 · Cavalier noir sur case blanche e8 · Tour noire sur case noire f8 · Roi noir sur case blanche g8 · Pion noir sur case blanche f7 · Pion noir sur case blanche h7 · Pion blanc sur case noire f6 · Pion noir sur case blanche g6 · Dame blanche sur case noire h6 · Pion noir sur case blanche d5 · Pion blanc sur case noire e5 · Pion blanc sur case noire g5 · Pion noir sur case blanche c4 · Pion blanc sur case noire d4 · Tour blanche sur case noire f4 · Pion blanc sur case noire c3 · Cavalier blanc sur case noire g3 · Fou blanc sur case blanche g2 · Pion blanc sur case noire h2 · Dame noire sur case blanche b1 · Roi blanc sur case noire g1 | Fou noir sur case blanche c8 · Dame noire sur case noire d8 · Cavalier noir sur case blanche e8 · Tour noire sur case noire f8 · Roi noir sur case blanche g8 · Pion noir sur case blanche f7 · Pion noir sur case blanche h7 · Pion blanc sur case noire f6 · Pion noir sur case blanche g6 · Dame blanche sur case noire h6 · Pion noir sur case blanche d5 · Pion blanc sur case noire e5 · Pion blanc sur case noire g5 · Pion noir sur case blanche c4 · Pion blanc sur case noire d4 · Tour blanche sur case noire f4 · Pion blanc sur case noire c3 · Cavalier blanc sur case noire g3 · Fou blanc sur case blanche g2 · Pion blanc sur case noire h2 · Dame noire sur case blanche b1 · Roi blanc sur case noire g1 | Fou noir sur case blanche c8 · Dame noire sur case noire d8 · Cavalier noir sur case blanche e8 · Tour noire sur case noire f8 · Roi noir sur case blanche g8 · Pion noir sur case blanche f7 · Pion noir sur case blanche h7 · Pion blanc sur case noire f6 · Pion noir sur case blanche g6 · Dame blanche sur case noire h6 · Pion noir sur case blanche d5 · Pion blanc sur case noire e5 · Pion blanc sur case noire g5 · Pion noir sur case blanche c4 · Pion blanc sur case noire d4 · Tour blanche sur case noire f4 · Pion blanc sur case noire c3 · Cavalier blanc sur case noire g3 · Fou blanc sur case blanche g2 · Pion blanc sur case noire h2 · Dame noire sur case blanche b1 · Roi blanc sur case noire g1 | 4 |
| 3 | Fou noir sur case blanche c8 · Dame noire sur case noire d8 · Cavalier noir sur case blanche e8 · Tour noire sur case noire f8 · Roi noir sur case blanche g8 · Pion noir sur case blanche f7 · Pion noir sur case blanche h7 · Pion blanc sur case noire f6 · Pion noir sur case blanche g6 · Dame blanche sur case noire h6 · Pion noir sur case blanche d5 · Pion blanc sur case noire e5 · Pion blanc sur case noire g5 · Pion noir sur case blanche c4 · Pion blanc sur case noire d4 · Tour blanche sur case noire f4 · Pion blanc sur case noire c3 · Cavalier blanc sur case noire g3 · Fou blanc sur case blanche g2 · Pion blanc sur case noire h2 · Dame noire sur case blanche b1 · Roi blanc sur case noire g1 | Fou noir sur case blanche c8 · Dame noire sur case noire d8 · Cavalier noir sur case blanche e8 · Tour noire sur case noire f8 · Roi noir sur case blanche g8 · Pion noir sur case blanche f7 · Pion noir sur case blanche h7 · Pion blanc sur case noire f6 · Pion noir sur case blanche g6 · Dame blanche sur case noire h6 · Pion noir sur case blanche d5 · Pion blanc sur case noire e5 · Pion blanc sur case noire g5 · Pion noir sur case blanche c4 · Pion blanc sur case noire d4 · Tour blanche sur case noire f4 · Pion blanc sur case noire c3 · Cavalier blanc sur case noire g3 · Fou blanc sur case blanche g2 · Pion blanc sur case noire h2 · Dame noire sur case blanche b1 · Roi blanc sur case noire g1 | Fou noir sur case blanche c8 · Dame noire sur case noire d8 · Cavalier noir sur case blanche e8 · Tour noire sur case noire f8 · Roi noir sur case blanche g8 · Pion noir sur case blanche f7 · Pion noir sur case blanche h7 · Pion blanc sur case noire f6 · Pion noir sur case blanche g6 · Dame blanche sur case noire h6 · Pion noir sur case blanche d5 · Pion blanc sur case noire e5 · Pion blanc sur case noire g5 · Pion noir sur case blanche c4 · Pion blanc sur case noire d4 · Tour blanche sur case noire f4 · Pion blanc sur case noire c3 · Cavalier blanc sur case noire g3 · Fou blanc sur case blanche g2 · Pion blanc sur case noire h2 · Dame noire sur case blanche b1 · Roi blanc sur case noire g1 | Fou noir sur case blanche c8 · Dame noire sur case noire d8 · Cavalier noir sur case blanche e8 · Tour noire sur case noire f8 · Roi noir sur case blanche g8 · Pion noir sur case blanche f7 · Pion noir sur case blanche h7 · Pion blanc sur case noire f6 · Pion noir sur case blanche g6 · Dame blanche sur case noire h6 · Pion noir sur case blanche d5 · Pion blanc sur case noire e5 · Pion blanc sur case noire g5 · Pion noir sur case blanche c4 · Pion blanc sur case noire d4 · Tour blanche sur case noire f4 · Pion blanc sur case noire c3 · Cavalier blanc sur case noire g3 · Fou blanc sur case blanche g2 · Pion blanc sur case noire h2 · Dame noire sur case blanche b1 · Roi blanc sur case noire g1 | Fou noir sur case blanche c8 · Dame noire sur case noire d8 · Cavalier noir sur case blanche e8 · Tour noire sur case noire f8 · Roi noir sur case blanche g8 · Pion noir sur case blanche f7 · Pion noir sur case blanche h7 · Pion blanc sur case noire f6 · Pion noir sur case blanche g6 · Dame blanche sur case noire h6 · Pion noir sur case blanche d5 · Pion blanc sur case noire e5 · Pion blanc sur case noire g5 · Pion noir sur case blanche c4 · Pion blanc sur case noire d4 · Tour blanche sur case noire f4 · Pion blanc sur case noire c3 · Cavalier blanc sur case noire g3 · Fou blanc sur case blanche g2 · Pion blanc sur case noire h2 · Dame noire sur case blanche b1 · Roi blanc sur case noire g1 | Fou noir sur case blanche c8 · Dame noire sur case noire d8 · Cavalier noir sur case blanche e8 · Tour noire sur case noire f8 · Roi noir sur case blanche g8 · Pion noir sur case blanche f7 · Pion noir sur case blanche h7 · Pion blanc sur case noire f6 · Pion noir sur case blanche g6 · Dame blanche sur case noire h6 · Pion noir sur case blanche d5 · Pion blanc sur case noire e5 · Pion blanc sur case noire g5 · Pion noir sur case blanche c4 · Pion blanc sur case noire d4 · Tour blanche sur case noire f4 · Pion blanc sur case noire c3 · Cavalier blanc sur case noire g3 · Fou blanc sur case blanche g2 · Pion blanc sur case noire h2 · Dame noire sur case blanche b1 · Roi blanc sur case noire g1 | Fou noir sur case blanche c8 · Dame noire sur case noire d8 · Cavalier noir sur case blanche e8 · Tour noire sur case noire f8 · Roi noir sur case blanche g8 · Pion noir sur case blanche f7 · Pion noir sur case blanche h7 · Pion blanc sur case noire f6 · Pion noir sur case blanche g6 · Dame blanche sur case noire h6 · Pion noir sur case blanche d5 · Pion blanc sur case noire e5 · Pion blanc sur case noire g5 · Pion noir sur case blanche c4 · Pion blanc sur case noire d4 · Tour blanche sur case noire f4 · Pion blanc sur case noire c3 · Cavalier blanc sur case noire g3 · Fou blanc sur case blanche g2 · Pion blanc sur case noire h2 · Dame noire sur case blanche b1 · Roi blanc sur case noire g1 | Fou noir sur case blanche c8 · Dame noire sur case noire d8 · Cavalier noir sur case blanche e8 · Tour noire sur case noire f8 · Roi noir sur case blanche g8 · Pion noir sur case blanche f7 · Pion noir sur case blanche h7 · Pion blanc sur case noire f6 · Pion noir sur case blanche g6 · Dame blanche sur case noire h6 · Pion noir sur case blanche d5 · Pion blanc sur case noire e5 · Pion blanc sur case noire g5 · Pion noir sur case blanche c4 · Pion blanc sur case noire d4 · Tour blanche sur case noire f4 · Pion blanc sur case noire c3 · Cavalier blanc sur case noire g3 · Fou blanc sur case blanche g2 · Pion blanc sur case noire h2 · Dame noire sur case blanche b1 · Roi blanc sur case noire g1 | 3 |
| 2 | Fou noir sur case blanche c8 · Dame noire sur case noire d8 · Cavalier noir sur case blanche e8 · Tour noire sur case noire f8 · Roi noir sur case blanche g8 · Pion noir sur case blanche f7 · Pion noir sur case blanche h7 · Pion blanc sur case noire f6 · Pion noir sur case blanche g6 · Dame blanche sur case noire h6 · Pion noir sur case blanche d5 · Pion blanc sur case noire e5 · Pion blanc sur case noire g5 · Pion noir sur case blanche c4 · Pion blanc sur case noire d4 · Tour blanche sur case noire f4 · Pion blanc sur case noire c3 · Cavalier blanc sur case noire g3 · Fou blanc sur case blanche g2 · Pion blanc sur case noire h2 · Dame noire sur case blanche b1 · Roi blanc sur case noire g1 | Fou noir sur case blanche c8 · Dame noire sur case noire d8 · Cavalier noir sur case blanche e8 · Tour noire sur case noire f8 · Roi noir sur case blanche g8 · Pion noir sur case blanche f7 · Pion noir sur case blanche h7 · Pion blanc sur case noire f6 · Pion noir sur case blanche g6 · Dame blanche sur case noire h6 · Pion noir sur case blanche d5 · Pion blanc sur case noire e5 · Pion blanc sur case noire g5 · Pion noir sur case blanche c4 · Pion blanc sur case noire d4 · Tour blanche sur case noire f4 · Pion blanc sur case noire c3 · Cavalier blanc sur case noire g3 · Fou blanc sur case blanche g2 · Pion blanc sur case noire h2 · Dame noire sur case blanche b1 · Roi blanc sur case noire g1 | Fou noir sur case blanche c8 · Dame noire sur case noire d8 · Cavalier noir sur case blanche e8 · Tour noire sur case noire f8 · Roi noir sur case blanche g8 · Pion noir sur case blanche f7 · Pion noir sur case blanche h7 · Pion blanc sur case noire f6 · Pion noir sur case blanche g6 · Dame blanche sur case noire h6 · Pion noir sur case blanche d5 · Pion blanc sur case noire e5 · Pion blanc sur case noire g5 · Pion noir sur case blanche c4 · Pion blanc sur case noire d4 · Tour blanche sur case noire f4 · Pion blanc sur case noire c3 · Cavalier blanc sur case noire g3 · Fou blanc sur case blanche g2 · Pion blanc sur case noire h2 · Dame noire sur case blanche b1 · Roi blanc sur case noire g1 | Fou noir sur case blanche c8 · Dame noire sur case noire d8 · Cavalier noir sur case blanche e8 · Tour noire sur case noire f8 · Roi noir sur case blanche g8 · Pion noir sur case blanche f7 · Pion noir sur case blanche h7 · Pion blanc sur case noire f6 · Pion noir sur case blanche g6 · Dame blanche sur case noire h6 · Pion noir sur case blanche d5 · Pion blanc sur case noire e5 · Pion blanc sur case noire g5 · Pion noir sur case blanche c4 · Pion blanc sur case noire d4 · Tour blanche sur case noire f4 · Pion blanc sur case noire c3 · Cavalier blanc sur case noire g3 · Fou blanc sur case blanche g2 · Pion blanc sur case noire h2 · Dame noire sur case blanche b1 · Roi blanc sur case noire g1 | Fou noir sur case blanche c8 · Dame noire sur case noire d8 · Cavalier noir sur case blanche e8 · Tour noire sur case noire f8 · Roi noir sur case blanche g8 · Pion noir sur case blanche f7 · Pion noir sur case blanche h7 · Pion blanc sur case noire f6 · Pion noir sur case blanche g6 · Dame blanche sur case noire h6 · Pion noir sur case blanche d5 · Pion blanc sur case noire e5 · Pion blanc sur case noire g5 · Pion noir sur case blanche c4 · Pion blanc sur case noire d4 · Tour blanche sur case noire f4 · Pion blanc sur case noire c3 · Cavalier blanc sur case noire g3 · Fou blanc sur case blanche g2 · Pion blanc sur case noire h2 · Dame noire sur case blanche b1 · Roi blanc sur case noire g1 | Fou noir sur case blanche c8 · Dame noire sur case noire d8 · Cavalier noir sur case blanche e8 · Tour noire sur case noire f8 · Roi noir sur case blanche g8 · Pion noir sur case blanche f7 · Pion noir sur case blanche h7 · Pion blanc sur case noire f6 · Pion noir sur case blanche g6 · Dame blanche sur case noire h6 · Pion noir sur case blanche d5 · Pion blanc sur case noire e5 · Pion blanc sur case noire g5 · Pion noir sur case blanche c4 · Pion blanc sur case noire d4 · Tour blanche sur case noire f4 · Pion blanc sur case noire c3 · Cavalier blanc sur case noire g3 · Fou blanc sur case blanche g2 · Pion blanc sur case noire h2 · Dame noire sur case blanche b1 · Roi blanc sur case noire g1 | Fou noir sur case blanche c8 · Dame noire sur case noire d8 · Cavalier noir sur case blanche e8 · Tour noire sur case noire f8 · Roi noir sur case blanche g8 · Pion noir sur case blanche f7 · Pion noir sur case blanche h7 · Pion blanc sur case noire f6 · Pion noir sur case blanche g6 · Dame blanche sur case noire h6 · Pion noir sur case blanche d5 · Pion blanc sur case noire e5 · Pion blanc sur case noire g5 · Pion noir sur case blanche c4 · Pion blanc sur case noire d4 · Tour blanche sur case noire f4 · Pion blanc sur case noire c3 · Cavalier blanc sur case noire g3 · Fou blanc sur case blanche g2 · Pion blanc sur case noire h2 · Dame noire sur case blanche b1 · Roi blanc sur case noire g1 | Fou noir sur case blanche c8 · Dame noire sur case noire d8 · Cavalier noir sur case blanche e8 · Tour noire sur case noire f8 · Roi noir sur case blanche g8 · Pion noir sur case blanche f7 · Pion noir sur case blanche h7 · Pion blanc sur case noire f6 · Pion noir sur case blanche g6 · Dame blanche sur case noire h6 · Pion noir sur case blanche d5 · Pion blanc sur case noire e5 · Pion blanc sur case noire g5 · Pion noir sur case blanche c4 · Pion blanc sur case noire d4 · Tour blanche sur case noire f4 · Pion blanc sur case noire c3 · Cavalier blanc sur case noire g3 · Fou blanc sur case blanche g2 · Pion blanc sur case noire h2 · Dame noire sur case blanche b1 · Roi blanc sur case noire g1 | 2 |
| 1 | Fou noir sur case blanche c8 · Dame noire sur case noire d8 · Cavalier noir sur case blanche e8 · Tour noire sur case noire f8 · Roi noir sur case blanche g8 · Pion noir sur case blanche f7 · Pion noir sur case blanche h7 · Pion blanc sur case noire f6 · Pion noir sur case blanche g6 · Dame blanche sur case noire h6 · Pion noir sur case blanche d5 · Pion blanc sur case noire e5 · Pion blanc sur case noire g5 · Pion noir sur case blanche c4 · Pion blanc sur case noire d4 · Tour blanche sur case noire f4 · Pion blanc sur case noire c3 · Cavalier blanc sur case noire g3 · Fou blanc sur case blanche g2 · Pion blanc sur case noire h2 · Dame noire sur case blanche b1 · Roi blanc sur case noire g1 | Fou noir sur case blanche c8 · Dame noire sur case noire d8 · Cavalier noir sur case blanche e8 · Tour noire sur case noire f8 · Roi noir sur case blanche g8 · Pion noir sur case blanche f7 · Pion noir sur case blanche h7 · Pion blanc sur case noire f6 · Pion noir sur case blanche g6 · Dame blanche sur case noire h6 · Pion noir sur case blanche d5 · Pion blanc sur case noire e5 · Pion blanc sur case noire g5 · Pion noir sur case blanche c4 · Pion blanc sur case noire d4 · Tour blanche sur case noire f4 · Pion blanc sur case noire c3 · Cavalier blanc sur case noire g3 · Fou blanc sur case blanche g2 · Pion blanc sur case noire h2 · Dame noire sur case blanche b1 · Roi blanc sur case noire g1 | Fou noir sur case blanche c8 · Dame noire sur case noire d8 · Cavalier noir sur case blanche e8 · Tour noire sur case noire f8 · Roi noir sur case blanche g8 · Pion noir sur case blanche f7 · Pion noir sur case blanche h7 · Pion blanc sur case noire f6 · Pion noir sur case blanche g6 · Dame blanche sur case noire h6 · Pion noir sur case blanche d5 · Pion blanc sur case noire e5 · Pion blanc sur case noire g5 · Pion noir sur case blanche c4 · Pion blanc sur case noire d4 · Tour blanche sur case noire f4 · Pion blanc sur case noire c3 · Cavalier blanc sur case noire g3 · Fou blanc sur case blanche g2 · Pion blanc sur case noire h2 · Dame noire sur case blanche b1 · Roi blanc sur case noire g1 | Fou noir sur case blanche c8 · Dame noire sur case noire d8 · Cavalier noir sur case blanche e8 · Tour noire sur case noire f8 · Roi noir sur case blanche g8 · Pion noir sur case blanche f7 · Pion noir sur case blanche h7 · Pion blanc sur case noire f6 · Pion noir sur case blanche g6 · Dame blanche sur case noire h6 · Pion noir sur case blanche d5 · Pion blanc sur case noire e5 · Pion blanc sur case noire g5 · Pion noir sur case blanche c4 · Pion blanc sur case noire d4 · Tour blanche sur case noire f4 · Pion blanc sur case noire c3 · Cavalier blanc sur case noire g3 · Fou blanc sur case blanche g2 · Pion blanc sur case noire h2 · Dame noire sur case blanche b1 · Roi blanc sur case noire g1 | Fou noir sur case blanche c8 · Dame noire sur case noire d8 · Cavalier noir sur case blanche e8 · Tour noire sur case noire f8 · Roi noir sur case blanche g8 · Pion noir sur case blanche f7 · Pion noir sur case blanche h7 · Pion blanc sur case noire f6 · Pion noir sur case blanche g6 · Dame blanche sur case noire h6 · Pion noir sur case blanche d5 · Pion blanc sur case noire e5 · Pion blanc sur case noire g5 · Pion noir sur case blanche c4 · Pion blanc sur case noire d4 · Tour blanche sur case noire f4 · Pion blanc sur case noire c3 · Cavalier blanc sur case noire g3 · Fou blanc sur case blanche g2 · Pion blanc sur case noire h2 · Dame noire sur case blanche b1 · Roi blanc sur case noire g1 | Fou noir sur case blanche c8 · Dame noire sur case noire d8 · Cavalier noir sur case blanche e8 · Tour noire sur case noire f8 · Roi noir sur case blanche g8 · Pion noir sur case blanche f7 · Pion noir sur case blanche h7 · Pion blanc sur case noire f6 · Pion noir sur case blanche g6 · Dame blanche sur case noire h6 · Pion noir sur case blanche d5 · Pion blanc sur case noire e5 · Pion blanc sur case noire g5 · Pion noir sur case blanche c4 · Pion blanc sur case noire d4 · Tour blanche sur case noire f4 · Pion blanc sur case noire c3 · Cavalier blanc sur case noire g3 · Fou blanc sur case blanche g2 · Pion blanc sur case noire h2 · Dame noire sur case blanche b1 · Roi blanc sur case noire g1 | Fou noir sur case blanche c8 · Dame noire sur case noire d8 · Cavalier noir sur case blanche e8 · Tour noire sur case noire f8 · Roi noir sur case blanche g8 · Pion noir sur case blanche f7 · Pion noir sur case blanche h7 · Pion blanc sur case noire f6 · Pion noir sur case blanche g6 · Dame blanche sur case noire h6 · Pion noir sur case blanche d5 · Pion blanc sur case noire e5 · Pion blanc sur case noire g5 · Pion noir sur case blanche c4 · Pion blanc sur case noire d4 · Tour blanche sur case noire f4 · Pion blanc sur case noire c3 · Cavalier blanc sur case noire g3 · Fou blanc sur case blanche g2 · Pion blanc sur case noire h2 · Dame noire sur case blanche b1 · Roi blanc sur case noire g1 | Fou noir sur case blanche c8 · Dame noire sur case noire d8 · Cavalier noir sur case blanche e8 · Tour noire sur case noire f8 · Roi noir sur case blanche g8 · Pion noir sur case blanche f7 · Pion noir sur case blanche h7 · Pion blanc sur case noire f6 · Pion noir sur case blanche g6 · Dame blanche sur case noire h6 · Pion noir sur case blanche d5 · Pion blanc sur case noire e5 · Pion blanc sur case noire g5 · Pion noir sur case blanche c4 · Pion blanc sur case noire d4 · Tour blanche sur case noire f4 · Pion blanc sur case noire c3 · Cavalier blanc sur case noire g3 · Fou blanc sur case blanche g2 · Pion blanc sur case noire h2 · Dame noire sur case blanche b1 · Roi blanc sur case noire g1 | 1 |
|   | a | b | c | d | e | f | g | h |   |

27. Tf4 b1D+ 28. Cf1?? Anand a joué très vite ce coup. Il devait répondre 28. Ff1 sur l'échec. Le site ChessBase propose ainsi une ligne qu'il juge meilleure : 28. Ff1 Dd1 29. Th4 Dh5 (les Noirs doivent sacrifier leur dame pour empêcher le mat) 30. Cxh5 gxh5 31. Txh5 Ff5 32. Fh3 Fg6 33. e6 Cxf6 34. gxf6 Dxf6 35. Tf5 Dxe6 36. Te5 Dd6, ce qui est probablement une nulle. À la place, Anand faute avec 28. Cf1 et abandonne après 28... De1, puisqu'après 29. Th4 Dxh4 30. Dxh4, les Noirs ont une tour en plus.
28...De1 Anand constate son erreur et abandonne 0-1.
La bourde d'Anand au 28e coup fait qu'une nouvelle partie nulle suffit maintenant à Carlsen pour devenir le nouveau champion du monde (en cas d'égalité au terme des 12 parties, il y a des parties de départage en cadence dite « semi-rapide »).
Sur sa page Facebook, la joueuse d'échecs Judit Polgar, habituée à jouer contre Anand, fait un résumé du match et s'étonne : c'est la première fois qu'elle voit le champion en titre « avec une minute à la pendule avant le contrôle du temps. » Elle en déduit qu'il y a clairement un problème chez Anand, soit qu'il manque de confiance soit que la pression est trop forte pour lui. Elle en déduit qu'il reste deux possibilités à Anand : soit continuer à jouer comme il l'a fait jusqu'à présent en espérant que Carlsen ne résiste pas à la pression, soit « tente[r] le tout pour le tout pour obtenir des situations inattendues par Magnus. »

#### Dixième partie, Carlsen-Anand ½- ½
1.e4 c5 2.Cf3 d6 3.Fb5+ Cd7 4.d4 cxd4 5.Dxd4 a6 6.Fxd7+ Fxd7 7.c4 Cf6 8.Fg5 e6 9.Cc3 Fe7 10.O-O Fc6 11.Dd3 O-O 12.Cd4 Tc8 13.b3 Dc7 14.Cxc6 Dxc6 15.Tac1 h6 16.Fe3 Cd7 17.Fd4 Tfd8 18.h3 Dc7 19.Tfd1 Da5 20.Dd2 Rf8 21.Db2 Rf8 22.a4 Dh5 23.Ce2 Ff6. 24.Tc3 Fxd4 25.Txd4 De5 26.Dd2 Cf6 27.Te3 Td7 28.a5 Dg5 29.e5 Ce8 (diagramme) 30. exd6?
|   | a | b | c | d | e | f | g | h |   |
| 8 | Tour noire sur case blanche c8 · Cavalier noir sur case blanche e8 · Roi noir sur case blanche g8 · Pion noir sur case blanche b7 · Tour noire sur case blanche d7 · Pion noir sur case blanche f7 · Pion noir sur case noire g7 · Pion noir sur case blanche a6 · Pion noir sur case noire d6 · Pion noir sur case blanche e6 · Pion noir sur case noire h6 · Pion blanc sur case noire a5 · Pion blanc sur case noire e5 · Dame noire sur case noire g5 · Pion blanc sur case blanche c4 · Tour blanche sur case noire d4 · Pion blanc sur case blanche b3 · Tour blanche sur case noire e3 · Pion blanc sur case blanche h3 · Dame blanche sur case noire d2 · Cavalier blanc sur case blanche e2 · Pion blanc sur case noire f2 · Pion blanc sur case blanche g2 · Roi blanc sur case noire g1 | Tour noire sur case blanche c8 · Cavalier noir sur case blanche e8 · Roi noir sur case blanche g8 · Pion noir sur case blanche b7 · Tour noire sur case blanche d7 · Pion noir sur case blanche f7 · Pion noir sur case noire g7 · Pion noir sur case blanche a6 · Pion noir sur case noire d6 · Pion noir sur case blanche e6 · Pion noir sur case noire h6 · Pion blanc sur case noire a5 · Pion blanc sur case noire e5 · Dame noire sur case noire g5 · Pion blanc sur case blanche c4 · Tour blanche sur case noire d4 · Pion blanc sur case blanche b3 · Tour blanche sur case noire e3 · Pion blanc sur case blanche h3 · Dame blanche sur case noire d2 · Cavalier blanc sur case blanche e2 · Pion blanc sur case noire f2 · Pion blanc sur case blanche g2 · Roi blanc sur case noire g1 | Tour noire sur case blanche c8 · Cavalier noir sur case blanche e8 · Roi noir sur case blanche g8 · Pion noir sur case blanche b7 · Tour noire sur case blanche d7 · Pion noir sur case blanche f7 · Pion noir sur case noire g7 · Pion noir sur case blanche a6 · Pion noir sur case noire d6 · Pion noir sur case blanche e6 · Pion noir sur case noire h6 · Pion blanc sur case noire a5 · Pion blanc sur case noire e5 · Dame noire sur case noire g5 · Pion blanc sur case blanche c4 · Tour blanche sur case noire d4 · Pion blanc sur case blanche b3 · Tour blanche sur case noire e3 · Pion blanc sur case blanche h3 · Dame blanche sur case noire d2 · Cavalier blanc sur case blanche e2 · Pion blanc sur case noire f2 · Pion blanc sur case blanche g2 · Roi blanc sur case noire g1 | Tour noire sur case blanche c8 · Cavalier noir sur case blanche e8 · Roi noir sur case blanche g8 · Pion noir sur case blanche b7 · Tour noire sur case blanche d7 · Pion noir sur case blanche f7 · Pion noir sur case noire g7 · Pion noir sur case blanche a6 · Pion noir sur case noire d6 · Pion noir sur case blanche e6 · Pion noir sur case noire h6 · Pion blanc sur case noire a5 · Pion blanc sur case noire e5 · Dame noire sur case noire g5 · Pion blanc sur case blanche c4 · Tour blanche sur case noire d4 · Pion blanc sur case blanche b3 · Tour blanche sur case noire e3 · Pion blanc sur case blanche h3 · Dame blanche sur case noire d2 · Cavalier blanc sur case blanche e2 · Pion blanc sur case noire f2 · Pion blanc sur case blanche g2 · Roi blanc sur case noire g1 | Tour noire sur case blanche c8 · Cavalier noir sur case blanche e8 · Roi noir sur case blanche g8 · Pion noir sur case blanche b7 · Tour noire sur case blanche d7 · Pion noir sur case blanche f7 · Pion noir sur case noire g7 · Pion noir sur case blanche a6 · Pion noir sur case noire d6 · Pion noir sur case blanche e6 · Pion noir sur case noire h6 · Pion blanc sur case noire a5 · Pion blanc sur case noire e5 · Dame noire sur case noire g5 · Pion blanc sur case blanche c4 · Tour blanche sur case noire d4 · Pion blanc sur case blanche b3 · Tour blanche sur case noire e3 · Pion blanc sur case blanche h3 · Dame blanche sur case noire d2 · Cavalier blanc sur case blanche e2 · Pion blanc sur case noire f2 · Pion blanc sur case blanche g2 · Roi blanc sur case noire g1 | Tour noire sur case blanche c8 · Cavalier noir sur case blanche e8 · Roi noir sur case blanche g8 · Pion noir sur case blanche b7 · Tour noire sur case blanche d7 · Pion noir sur case blanche f7 · Pion noir sur case noire g7 · Pion noir sur case blanche a6 · Pion noir sur case noire d6 · Pion noir sur case blanche e6 · Pion noir sur case noire h6 · Pion blanc sur case noire a5 · Pion blanc sur case noire e5 · Dame noire sur case noire g5 · Pion blanc sur case blanche c4 · Tour blanche sur case noire d4 · Pion blanc sur case blanche b3 · Tour blanche sur case noire e3 · Pion blanc sur case blanche h3 · Dame blanche sur case noire d2 · Cavalier blanc sur case blanche e2 · Pion blanc sur case noire f2 · Pion blanc sur case blanche g2 · Roi blanc sur case noire g1 | Tour noire sur case blanche c8 · Cavalier noir sur case blanche e8 · Roi noir sur case blanche g8 · Pion noir sur case blanche b7 · Tour noire sur case blanche d7 · Pion noir sur case blanche f7 · Pion noir sur case noire g7 · Pion noir sur case blanche a6 · Pion noir sur case noire d6 · Pion noir sur case blanche e6 · Pion noir sur case noire h6 · Pion blanc sur case noire a5 · Pion blanc sur case noire e5 · Dame noire sur case noire g5 · Pion blanc sur case blanche c4 · Tour blanche sur case noire d4 · Pion blanc sur case blanche b3 · Tour blanche sur case noire e3 · Pion blanc sur case blanche h3 · Dame blanche sur case noire d2 · Cavalier blanc sur case blanche e2 · Pion blanc sur case noire f2 · Pion blanc sur case blanche g2 · Roi blanc sur case noire g1 | Tour noire sur case blanche c8 · Cavalier noir sur case blanche e8 · Roi noir sur case blanche g8 · Pion noir sur case blanche b7 · Tour noire sur case blanche d7 · Pion noir sur case blanche f7 · Pion noir sur case noire g7 · Pion noir sur case blanche a6 · Pion noir sur case noire d6 · Pion noir sur case blanche e6 · Pion noir sur case noire h6 · Pion blanc sur case noire a5 · Pion blanc sur case noire e5 · Dame noire sur case noire g5 · Pion blanc sur case blanche c4 · Tour blanche sur case noire d4 · Pion blanc sur case blanche b3 · Tour blanche sur case noire e3 · Pion blanc sur case blanche h3 · Dame blanche sur case noire d2 · Cavalier blanc sur case blanche e2 · Pion blanc sur case noire f2 · Pion blanc sur case blanche g2 · Roi blanc sur case noire g1 | 8 |
| 7 | Tour noire sur case blanche c8 · Cavalier noir sur case blanche e8 · Roi noir sur case blanche g8 · Pion noir sur case blanche b7 · Tour noire sur case blanche d7 · Pion noir sur case blanche f7 · Pion noir sur case noire g7 · Pion noir sur case blanche a6 · Pion noir sur case noire d6 · Pion noir sur case blanche e6 · Pion noir sur case noire h6 · Pion blanc sur case noire a5 · Pion blanc sur case noire e5 · Dame noire sur case noire g5 · Pion blanc sur case blanche c4 · Tour blanche sur case noire d4 · Pion blanc sur case blanche b3 · Tour blanche sur case noire e3 · Pion blanc sur case blanche h3 · Dame blanche sur case noire d2 · Cavalier blanc sur case blanche e2 · Pion blanc sur case noire f2 · Pion blanc sur case blanche g2 · Roi blanc sur case noire g1 | Tour noire sur case blanche c8 · Cavalier noir sur case blanche e8 · Roi noir sur case blanche g8 · Pion noir sur case blanche b7 · Tour noire sur case blanche d7 · Pion noir sur case blanche f7 · Pion noir sur case noire g7 · Pion noir sur case blanche a6 · Pion noir sur case noire d6 · Pion noir sur case blanche e6 · Pion noir sur case noire h6 · Pion blanc sur case noire a5 · Pion blanc sur case noire e5 · Dame noire sur case noire g5 · Pion blanc sur case blanche c4 · Tour blanche sur case noire d4 · Pion blanc sur case blanche b3 · Tour blanche sur case noire e3 · Pion blanc sur case blanche h3 · Dame blanche sur case noire d2 · Cavalier blanc sur case blanche e2 · Pion blanc sur case noire f2 · Pion blanc sur case blanche g2 · Roi blanc sur case noire g1 | Tour noire sur case blanche c8 · Cavalier noir sur case blanche e8 · Roi noir sur case blanche g8 · Pion noir sur case blanche b7 · Tour noire sur case blanche d7 · Pion noir sur case blanche f7 · Pion noir sur case noire g7 · Pion noir sur case blanche a6 · Pion noir sur case noire d6 · Pion noir sur case blanche e6 · Pion noir sur case noire h6 · Pion blanc sur case noire a5 · Pion blanc sur case noire e5 · Dame noire sur case noire g5 · Pion blanc sur case blanche c4 · Tour blanche sur case noire d4 · Pion blanc sur case blanche b3 · Tour blanche sur case noire e3 · Pion blanc sur case blanche h3 · Dame blanche sur case noire d2 · Cavalier blanc sur case blanche e2 · Pion blanc sur case noire f2 · Pion blanc sur case blanche g2 · Roi blanc sur case noire g1 | Tour noire sur case blanche c8 · Cavalier noir sur case blanche e8 · Roi noir sur case blanche g8 · Pion noir sur case blanche b7 · Tour noire sur case blanche d7 · Pion noir sur case blanche f7 · Pion noir sur case noire g7 · Pion noir sur case blanche a6 · Pion noir sur case noire d6 · Pion noir sur case blanche e6 · Pion noir sur case noire h6 · Pion blanc sur case noire a5 · Pion blanc sur case noire e5 · Dame noire sur case noire g5 · Pion blanc sur case blanche c4 · Tour blanche sur case noire d4 · Pion blanc sur case blanche b3 · Tour blanche sur case noire e3 · Pion blanc sur case blanche h3 · Dame blanche sur case noire d2 · Cavalier blanc sur case blanche e2 · Pion blanc sur case noire f2 · Pion blanc sur case blanche g2 · Roi blanc sur case noire g1 | Tour noire sur case blanche c8 · Cavalier noir sur case blanche e8 · Roi noir sur case blanche g8 · Pion noir sur case blanche b7 · Tour noire sur case blanche d7 · Pion noir sur case blanche f7 · Pion noir sur case noire g7 · Pion noir sur case blanche a6 · Pion noir sur case noire d6 · Pion noir sur case blanche e6 · Pion noir sur case noire h6 · Pion blanc sur case noire a5 · Pion blanc sur case noire e5 · Dame noire sur case noire g5 · Pion blanc sur case blanche c4 · Tour blanche sur case noire d4 · Pion blanc sur case blanche b3 · Tour blanche sur case noire e3 · Pion blanc sur case blanche h3 · Dame blanche sur case noire d2 · Cavalier blanc sur case blanche e2 · Pion blanc sur case noire f2 · Pion blanc sur case blanche g2 · Roi blanc sur case noire g1 | Tour noire sur case blanche c8 · Cavalier noir sur case blanche e8 · Roi noir sur case blanche g8 · Pion noir sur case blanche b7 · Tour noire sur case blanche d7 · Pion noir sur case blanche f7 · Pion noir sur case noire g7 · Pion noir sur case blanche a6 · Pion noir sur case noire d6 · Pion noir sur case blanche e6 · Pion noir sur case noire h6 · Pion blanc sur case noire a5 · Pion blanc sur case noire e5 · Dame noire sur case noire g5 · Pion blanc sur case blanche c4 · Tour blanche sur case noire d4 · Pion blanc sur case blanche b3 · Tour blanche sur case noire e3 · Pion blanc sur case blanche h3 · Dame blanche sur case noire d2 · Cavalier blanc sur case blanche e2 · Pion blanc sur case noire f2 · Pion blanc sur case blanche g2 · Roi blanc sur case noire g1 | Tour noire sur case blanche c8 · Cavalier noir sur case blanche e8 · Roi noir sur case blanche g8 · Pion noir sur case blanche b7 · Tour noire sur case blanche d7 · Pion noir sur case blanche f7 · Pion noir sur case noire g7 · Pion noir sur case blanche a6 · Pion noir sur case noire d6 · Pion noir sur case blanche e6 · Pion noir sur case noire h6 · Pion blanc sur case noire a5 · Pion blanc sur case noire e5 · Dame noire sur case noire g5 · Pion blanc sur case blanche c4 · Tour blanche sur case noire d4 · Pion blanc sur case blanche b3 · Tour blanche sur case noire e3 · Pion blanc sur case blanche h3 · Dame blanche sur case noire d2 · Cavalier blanc sur case blanche e2 · Pion blanc sur case noire f2 · Pion blanc sur case blanche g2 · Roi blanc sur case noire g1 | Tour noire sur case blanche c8 · Cavalier noir sur case blanche e8 · Roi noir sur case blanche g8 · Pion noir sur case blanche b7 · Tour noire sur case blanche d7 · Pion noir sur case blanche f7 · Pion noir sur case noire g7 · Pion noir sur case blanche a6 · Pion noir sur case noire d6 · Pion noir sur case blanche e6 · Pion noir sur case noire h6 · Pion blanc sur case noire a5 · Pion blanc sur case noire e5 · Dame noire sur case noire g5 · Pion blanc sur case blanche c4 · Tour blanche sur case noire d4 · Pion blanc sur case blanche b3 · Tour blanche sur case noire e3 · Pion blanc sur case blanche h3 · Dame blanche sur case noire d2 · Cavalier blanc sur case blanche e2 · Pion blanc sur case noire f2 · Pion blanc sur case blanche g2 · Roi blanc sur case noire g1 | 7 |
| 6 | Tour noire sur case blanche c8 · Cavalier noir sur case blanche e8 · Roi noir sur case blanche g8 · Pion noir sur case blanche b7 · Tour noire sur case blanche d7 · Pion noir sur case blanche f7 · Pion noir sur case noire g7 · Pion noir sur case blanche a6 · Pion noir sur case noire d6 · Pion noir sur case blanche e6 · Pion noir sur case noire h6 · Pion blanc sur case noire a5 · Pion blanc sur case noire e5 · Dame noire sur case noire g5 · Pion blanc sur case blanche c4 · Tour blanche sur case noire d4 · Pion blanc sur case blanche b3 · Tour blanche sur case noire e3 · Pion blanc sur case blanche h3 · Dame blanche sur case noire d2 · Cavalier blanc sur case blanche e2 · Pion blanc sur case noire f2 · Pion blanc sur case blanche g2 · Roi blanc sur case noire g1 | Tour noire sur case blanche c8 · Cavalier noir sur case blanche e8 · Roi noir sur case blanche g8 · Pion noir sur case blanche b7 · Tour noire sur case blanche d7 · Pion noir sur case blanche f7 · Pion noir sur case noire g7 · Pion noir sur case blanche a6 · Pion noir sur case noire d6 · Pion noir sur case blanche e6 · Pion noir sur case noire h6 · Pion blanc sur case noire a5 · Pion blanc sur case noire e5 · Dame noire sur case noire g5 · Pion blanc sur case blanche c4 · Tour blanche sur case noire d4 · Pion blanc sur case blanche b3 · Tour blanche sur case noire e3 · Pion blanc sur case blanche h3 · Dame blanche sur case noire d2 · Cavalier blanc sur case blanche e2 · Pion blanc sur case noire f2 · Pion blanc sur case blanche g2 · Roi blanc sur case noire g1 | Tour noire sur case blanche c8 · Cavalier noir sur case blanche e8 · Roi noir sur case blanche g8 · Pion noir sur case blanche b7 · Tour noire sur case blanche d7 · Pion noir sur case blanche f7 · Pion noir sur case noire g7 · Pion noir sur case blanche a6 · Pion noir sur case noire d6 · Pion noir sur case blanche e6 · Pion noir sur case noire h6 · Pion blanc sur case noire a5 · Pion blanc sur case noire e5 · Dame noire sur case noire g5 · Pion blanc sur case blanche c4 · Tour blanche sur case noire d4 · Pion blanc sur case blanche b3 · Tour blanche sur case noire e3 · Pion blanc sur case blanche h3 · Dame blanche sur case noire d2 · Cavalier blanc sur case blanche e2 · Pion blanc sur case noire f2 · Pion blanc sur case blanche g2 · Roi blanc sur case noire g1 | Tour noire sur case blanche c8 · Cavalier noir sur case blanche e8 · Roi noir sur case blanche g8 · Pion noir sur case blanche b7 · Tour noire sur case blanche d7 · Pion noir sur case blanche f7 · Pion noir sur case noire g7 · Pion noir sur case blanche a6 · Pion noir sur case noire d6 · Pion noir sur case blanche e6 · Pion noir sur case noire h6 · Pion blanc sur case noire a5 · Pion blanc sur case noire e5 · Dame noire sur case noire g5 · Pion blanc sur case blanche c4 · Tour blanche sur case noire d4 · Pion blanc sur case blanche b3 · Tour blanche sur case noire e3 · Pion blanc sur case blanche h3 · Dame blanche sur case noire d2 · Cavalier blanc sur case blanche e2 · Pion blanc sur case noire f2 · Pion blanc sur case blanche g2 · Roi blanc sur case noire g1 | Tour noire sur case blanche c8 · Cavalier noir sur case blanche e8 · Roi noir sur case blanche g8 · Pion noir sur case blanche b7 · Tour noire sur case blanche d7 · Pion noir sur case blanche f7 · Pion noir sur case noire g7 · Pion noir sur case blanche a6 · Pion noir sur case noire d6 · Pion noir sur case blanche e6 · Pion noir sur case noire h6 · Pion blanc sur case noire a5 · Pion blanc sur case noire e5 · Dame noire sur case noire g5 · Pion blanc sur case blanche c4 · Tour blanche sur case noire d4 · Pion blanc sur case blanche b3 · Tour blanche sur case noire e3 · Pion blanc sur case blanche h3 · Dame blanche sur case noire d2 · Cavalier blanc sur case blanche e2 · Pion blanc sur case noire f2 · Pion blanc sur case blanche g2 · Roi blanc sur case noire g1 | Tour noire sur case blanche c8 · Cavalier noir sur case blanche e8 · Roi noir sur case blanche g8 · Pion noir sur case blanche b7 · Tour noire sur case blanche d7 · Pion noir sur case blanche f7 · Pion noir sur case noire g7 · Pion noir sur case blanche a6 · Pion noir sur case noire d6 · Pion noir sur case blanche e6 · Pion noir sur case noire h6 · Pion blanc sur case noire a5 · Pion blanc sur case noire e5 · Dame noire sur case noire g5 · Pion blanc sur case blanche c4 · Tour blanche sur case noire d4 · Pion blanc sur case blanche b3 · Tour blanche sur case noire e3 · Pion blanc sur case blanche h3 · Dame blanche sur case noire d2 · Cavalier blanc sur case blanche e2 · Pion blanc sur case noire f2 · Pion blanc sur case blanche g2 · Roi blanc sur case noire g1 | Tour noire sur case blanche c8 · Cavalier noir sur case blanche e8 · Roi noir sur case blanche g8 · Pion noir sur case blanche b7 · Tour noire sur case blanche d7 · Pion noir sur case blanche f7 · Pion noir sur case noire g7 · Pion noir sur case blanche a6 · Pion noir sur case noire d6 · Pion noir sur case blanche e6 · Pion noir sur case noire h6 · Pion blanc sur case noire a5 · Pion blanc sur case noire e5 · Dame noire sur case noire g5 · Pion blanc sur case blanche c4 · Tour blanche sur case noire d4 · Pion blanc sur case blanche b3 · Tour blanche sur case noire e3 · Pion blanc sur case blanche h3 · Dame blanche sur case noire d2 · Cavalier blanc sur case blanche e2 · Pion blanc sur case noire f2 · Pion blanc sur case blanche g2 · Roi blanc sur case noire g1 | Tour noire sur case blanche c8 · Cavalier noir sur case blanche e8 · Roi noir sur case blanche g8 · Pion noir sur case blanche b7 · Tour noire sur case blanche d7 · Pion noir sur case blanche f7 · Pion noir sur case noire g7 · Pion noir sur case blanche a6 · Pion noir sur case noire d6 · Pion noir sur case blanche e6 · Pion noir sur case noire h6 · Pion blanc sur case noire a5 · Pion blanc sur case noire e5 · Dame noire sur case noire g5 · Pion blanc sur case blanche c4 · Tour blanche sur case noire d4 · Pion blanc sur case blanche b3 · Tour blanche sur case noire e3 · Pion blanc sur case blanche h3 · Dame blanche sur case noire d2 · Cavalier blanc sur case blanche e2 · Pion blanc sur case noire f2 · Pion blanc sur case blanche g2 · Roi blanc sur case noire g1 | 6 |
| 5 | Tour noire sur case blanche c8 · Cavalier noir sur case blanche e8 · Roi noir sur case blanche g8 · Pion noir sur case blanche b7 · Tour noire sur case blanche d7 · Pion noir sur case blanche f7 · Pion noir sur case noire g7 · Pion noir sur case blanche a6 · Pion noir sur case noire d6 · Pion noir sur case blanche e6 · Pion noir sur case noire h6 · Pion blanc sur case noire a5 · Pion blanc sur case noire e5 · Dame noire sur case noire g5 · Pion blanc sur case blanche c4 · Tour blanche sur case noire d4 · Pion blanc sur case blanche b3 · Tour blanche sur case noire e3 · Pion blanc sur case blanche h3 · Dame blanche sur case noire d2 · Cavalier blanc sur case blanche e2 · Pion blanc sur case noire f2 · Pion blanc sur case blanche g2 · Roi blanc sur case noire g1 | Tour noire sur case blanche c8 · Cavalier noir sur case blanche e8 · Roi noir sur case blanche g8 · Pion noir sur case blanche b7 · Tour noire sur case blanche d7 · Pion noir sur case blanche f7 · Pion noir sur case noire g7 · Pion noir sur case blanche a6 · Pion noir sur case noire d6 · Pion noir sur case blanche e6 · Pion noir sur case noire h6 · Pion blanc sur case noire a5 · Pion blanc sur case noire e5 · Dame noire sur case noire g5 · Pion blanc sur case blanche c4 · Tour blanche sur case noire d4 · Pion blanc sur case blanche b3 · Tour blanche sur case noire e3 · Pion blanc sur case blanche h3 · Dame blanche sur case noire d2 · Cavalier blanc sur case blanche e2 · Pion blanc sur case noire f2 · Pion blanc sur case blanche g2 · Roi blanc sur case noire g1 | Tour noire sur case blanche c8 · Cavalier noir sur case blanche e8 · Roi noir sur case blanche g8 · Pion noir sur case blanche b7 · Tour noire sur case blanche d7 · Pion noir sur case blanche f7 · Pion noir sur case noire g7 · Pion noir sur case blanche a6 · Pion noir sur case noire d6 · Pion noir sur case blanche e6 · Pion noir sur case noire h6 · Pion blanc sur case noire a5 · Pion blanc sur case noire e5 · Dame noire sur case noire g5 · Pion blanc sur case blanche c4 · Tour blanche sur case noire d4 · Pion blanc sur case blanche b3 · Tour blanche sur case noire e3 · Pion blanc sur case blanche h3 · Dame blanche sur case noire d2 · Cavalier blanc sur case blanche e2 · Pion blanc sur case noire f2 · Pion blanc sur case blanche g2 · Roi blanc sur case noire g1 | Tour noire sur case blanche c8 · Cavalier noir sur case blanche e8 · Roi noir sur case blanche g8 · Pion noir sur case blanche b7 · Tour noire sur case blanche d7 · Pion noir sur case blanche f7 · Pion noir sur case noire g7 · Pion noir sur case blanche a6 · Pion noir sur case noire d6 · Pion noir sur case blanche e6 · Pion noir sur case noire h6 · Pion blanc sur case noire a5 · Pion blanc sur case noire e5 · Dame noire sur case noire g5 · Pion blanc sur case blanche c4 · Tour blanche sur case noire d4 · Pion blanc sur case blanche b3 · Tour blanche sur case noire e3 · Pion blanc sur case blanche h3 · Dame blanche sur case noire d2 · Cavalier blanc sur case blanche e2 · Pion blanc sur case noire f2 · Pion blanc sur case blanche g2 · Roi blanc sur case noire g1 | Tour noire sur case blanche c8 · Cavalier noir sur case blanche e8 · Roi noir sur case blanche g8 · Pion noir sur case blanche b7 · Tour noire sur case blanche d7 · Pion noir sur case blanche f7 · Pion noir sur case noire g7 · Pion noir sur case blanche a6 · Pion noir sur case noire d6 · Pion noir sur case blanche e6 · Pion noir sur case noire h6 · Pion blanc sur case noire a5 · Pion blanc sur case noire e5 · Dame noire sur case noire g5 · Pion blanc sur case blanche c4 · Tour blanche sur case noire d4 · Pion blanc sur case blanche b3 · Tour blanche sur case noire e3 · Pion blanc sur case blanche h3 · Dame blanche sur case noire d2 · Cavalier blanc sur case blanche e2 · Pion blanc sur case noire f2 · Pion blanc sur case blanche g2 · Roi blanc sur case noire g1 | Tour noire sur case blanche c8 · Cavalier noir sur case blanche e8 · Roi noir sur case blanche g8 · Pion noir sur case blanche b7 · Tour noire sur case blanche d7 · Pion noir sur case blanche f7 · Pion noir sur case noire g7 · Pion noir sur case blanche a6 · Pion noir sur case noire d6 · Pion noir sur case blanche e6 · Pion noir sur case noire h6 · Pion blanc sur case noire a5 · Pion blanc sur case noire e5 · Dame noire sur case noire g5 · Pion blanc sur case blanche c4 · Tour blanche sur case noire d4 · Pion blanc sur case blanche b3 · Tour blanche sur case noire e3 · Pion blanc sur case blanche h3 · Dame blanche sur case noire d2 · Cavalier blanc sur case blanche e2 · Pion blanc sur case noire f2 · Pion blanc sur case blanche g2 · Roi blanc sur case noire g1 | Tour noire sur case blanche c8 · Cavalier noir sur case blanche e8 · Roi noir sur case blanche g8 · Pion noir sur case blanche b7 · Tour noire sur case blanche d7 · Pion noir sur case blanche f7 · Pion noir sur case noire g7 · Pion noir sur case blanche a6 · Pion noir sur case noire d6 · Pion noir sur case blanche e6 · Pion noir sur case noire h6 · Pion blanc sur case noire a5 · Pion blanc sur case noire e5 · Dame noire sur case noire g5 · Pion blanc sur case blanche c4 · Tour blanche sur case noire d4 · Pion blanc sur case blanche b3 · Tour blanche sur case noire e3 · Pion blanc sur case blanche h3 · Dame blanche sur case noire d2 · Cavalier blanc sur case blanche e2 · Pion blanc sur case noire f2 · Pion blanc sur case blanche g2 · Roi blanc sur case noire g1 | Tour noire sur case blanche c8 · Cavalier noir sur case blanche e8 · Roi noir sur case blanche g8 · Pion noir sur case blanche b7 · Tour noire sur case blanche d7 · Pion noir sur case blanche f7 · Pion noir sur case noire g7 · Pion noir sur case blanche a6 · Pion noir sur case noire d6 · Pion noir sur case blanche e6 · Pion noir sur case noire h6 · Pion blanc sur case noire a5 · Pion blanc sur case noire e5 · Dame noire sur case noire g5 · Pion blanc sur case blanche c4 · Tour blanche sur case noire d4 · Pion blanc sur case blanche b3 · Tour blanche sur case noire e3 · Pion blanc sur case blanche h3 · Dame blanche sur case noire d2 · Cavalier blanc sur case blanche e2 · Pion blanc sur case noire f2 · Pion blanc sur case blanche g2 · Roi blanc sur case noire g1 | 5 |
| 4 | Tour noire sur case blanche c8 · Cavalier noir sur case blanche e8 · Roi noir sur case blanche g8 · Pion noir sur case blanche b7 · Tour noire sur case blanche d7 · Pion noir sur case blanche f7 · Pion noir sur case noire g7 · Pion noir sur case blanche a6 · Pion noir sur case noire d6 · Pion noir sur case blanche e6 · Pion noir sur case noire h6 · Pion blanc sur case noire a5 · Pion blanc sur case noire e5 · Dame noire sur case noire g5 · Pion blanc sur case blanche c4 · Tour blanche sur case noire d4 · Pion blanc sur case blanche b3 · Tour blanche sur case noire e3 · Pion blanc sur case blanche h3 · Dame blanche sur case noire d2 · Cavalier blanc sur case blanche e2 · Pion blanc sur case noire f2 · Pion blanc sur case blanche g2 · Roi blanc sur case noire g1 | Tour noire sur case blanche c8 · Cavalier noir sur case blanche e8 · Roi noir sur case blanche g8 · Pion noir sur case blanche b7 · Tour noire sur case blanche d7 · Pion noir sur case blanche f7 · Pion noir sur case noire g7 · Pion noir sur case blanche a6 · Pion noir sur case noire d6 · Pion noir sur case blanche e6 · Pion noir sur case noire h6 · Pion blanc sur case noire a5 · Pion blanc sur case noire e5 · Dame noire sur case noire g5 · Pion blanc sur case blanche c4 · Tour blanche sur case noire d4 · Pion blanc sur case blanche b3 · Tour blanche sur case noire e3 · Pion blanc sur case blanche h3 · Dame blanche sur case noire d2 · Cavalier blanc sur case blanche e2 · Pion blanc sur case noire f2 · Pion blanc sur case blanche g2 · Roi blanc sur case noire g1 | Tour noire sur case blanche c8 · Cavalier noir sur case blanche e8 · Roi noir sur case blanche g8 · Pion noir sur case blanche b7 · Tour noire sur case blanche d7 · Pion noir sur case blanche f7 · Pion noir sur case noire g7 · Pion noir sur case blanche a6 · Pion noir sur case noire d6 · Pion noir sur case blanche e6 · Pion noir sur case noire h6 · Pion blanc sur case noire a5 · Pion blanc sur case noire e5 · Dame noire sur case noire g5 · Pion blanc sur case blanche c4 · Tour blanche sur case noire d4 · Pion blanc sur case blanche b3 · Tour blanche sur case noire e3 · Pion blanc sur case blanche h3 · Dame blanche sur case noire d2 · Cavalier blanc sur case blanche e2 · Pion blanc sur case noire f2 · Pion blanc sur case blanche g2 · Roi blanc sur case noire g1 | Tour noire sur case blanche c8 · Cavalier noir sur case blanche e8 · Roi noir sur case blanche g8 · Pion noir sur case blanche b7 · Tour noire sur case blanche d7 · Pion noir sur case blanche f7 · Pion noir sur case noire g7 · Pion noir sur case blanche a6 · Pion noir sur case noire d6 · Pion noir sur case blanche e6 · Pion noir sur case noire h6 · Pion blanc sur case noire a5 · Pion blanc sur case noire e5 · Dame noire sur case noire g5 · Pion blanc sur case blanche c4 · Tour blanche sur case noire d4 · Pion blanc sur case blanche b3 · Tour blanche sur case noire e3 · Pion blanc sur case blanche h3 · Dame blanche sur case noire d2 · Cavalier blanc sur case blanche e2 · Pion blanc sur case noire f2 · Pion blanc sur case blanche g2 · Roi blanc sur case noire g1 | Tour noire sur case blanche c8 · Cavalier noir sur case blanche e8 · Roi noir sur case blanche g8 · Pion noir sur case blanche b7 · Tour noire sur case blanche d7 · Pion noir sur case blanche f7 · Pion noir sur case noire g7 · Pion noir sur case blanche a6 · Pion noir sur case noire d6 · Pion noir sur case blanche e6 · Pion noir sur case noire h6 · Pion blanc sur case noire a5 · Pion blanc sur case noire e5 · Dame noire sur case noire g5 · Pion blanc sur case blanche c4 · Tour blanche sur case noire d4 · Pion blanc sur case blanche b3 · Tour blanche sur case noire e3 · Pion blanc sur case blanche h3 · Dame blanche sur case noire d2 · Cavalier blanc sur case blanche e2 · Pion blanc sur case noire f2 · Pion blanc sur case blanche g2 · Roi blanc sur case noire g1 | Tour noire sur case blanche c8 · Cavalier noir sur case blanche e8 · Roi noir sur case blanche g8 · Pion noir sur case blanche b7 · Tour noire sur case blanche d7 · Pion noir sur case blanche f7 · Pion noir sur case noire g7 · Pion noir sur case blanche a6 · Pion noir sur case noire d6 · Pion noir sur case blanche e6 · Pion noir sur case noire h6 · Pion blanc sur case noire a5 · Pion blanc sur case noire e5 · Dame noire sur case noire g5 · Pion blanc sur case blanche c4 · Tour blanche sur case noire d4 · Pion blanc sur case blanche b3 · Tour blanche sur case noire e3 · Pion blanc sur case blanche h3 · Dame blanche sur case noire d2 · Cavalier blanc sur case blanche e2 · Pion blanc sur case noire f2 · Pion blanc sur case blanche g2 · Roi blanc sur case noire g1 | Tour noire sur case blanche c8 · Cavalier noir sur case blanche e8 · Roi noir sur case blanche g8 · Pion noir sur case blanche b7 · Tour noire sur case blanche d7 · Pion noir sur case blanche f7 · Pion noir sur case noire g7 · Pion noir sur case blanche a6 · Pion noir sur case noire d6 · Pion noir sur case blanche e6 · Pion noir sur case noire h6 · Pion blanc sur case noire a5 · Pion blanc sur case noire e5 · Dame noire sur case noire g5 · Pion blanc sur case blanche c4 · Tour blanche sur case noire d4 · Pion blanc sur case blanche b3 · Tour blanche sur case noire e3 · Pion blanc sur case blanche h3 · Dame blanche sur case noire d2 · Cavalier blanc sur case blanche e2 · Pion blanc sur case noire f2 · Pion blanc sur case blanche g2 · Roi blanc sur case noire g1 | Tour noire sur case blanche c8 · Cavalier noir sur case blanche e8 · Roi noir sur case blanche g8 · Pion noir sur case blanche b7 · Tour noire sur case blanche d7 · Pion noir sur case blanche f7 · Pion noir sur case noire g7 · Pion noir sur case blanche a6 · Pion noir sur case noire d6 · Pion noir sur case blanche e6 · Pion noir sur case noire h6 · Pion blanc sur case noire a5 · Pion blanc sur case noire e5 · Dame noire sur case noire g5 · Pion blanc sur case blanche c4 · Tour blanche sur case noire d4 · Pion blanc sur case blanche b3 · Tour blanche sur case noire e3 · Pion blanc sur case blanche h3 · Dame blanche sur case noire d2 · Cavalier blanc sur case blanche e2 · Pion blanc sur case noire f2 · Pion blanc sur case blanche g2 · Roi blanc sur case noire g1 | 4 |
| 3 | Tour noire sur case blanche c8 · Cavalier noir sur case blanche e8 · Roi noir sur case blanche g8 · Pion noir sur case blanche b7 · Tour noire sur case blanche d7 · Pion noir sur case blanche f7 · Pion noir sur case noire g7 · Pion noir sur case blanche a6 · Pion noir sur case noire d6 · Pion noir sur case blanche e6 · Pion noir sur case noire h6 · Pion blanc sur case noire a5 · Pion blanc sur case noire e5 · Dame noire sur case noire g5 · Pion blanc sur case blanche c4 · Tour blanche sur case noire d4 · Pion blanc sur case blanche b3 · Tour blanche sur case noire e3 · Pion blanc sur case blanche h3 · Dame blanche sur case noire d2 · Cavalier blanc sur case blanche e2 · Pion blanc sur case noire f2 · Pion blanc sur case blanche g2 · Roi blanc sur case noire g1 | Tour noire sur case blanche c8 · Cavalier noir sur case blanche e8 · Roi noir sur case blanche g8 · Pion noir sur case blanche b7 · Tour noire sur case blanche d7 · Pion noir sur case blanche f7 · Pion noir sur case noire g7 · Pion noir sur case blanche a6 · Pion noir sur case noire d6 · Pion noir sur case blanche e6 · Pion noir sur case noire h6 · Pion blanc sur case noire a5 · Pion blanc sur case noire e5 · Dame noire sur case noire g5 · Pion blanc sur case blanche c4 · Tour blanche sur case noire d4 · Pion blanc sur case blanche b3 · Tour blanche sur case noire e3 · Pion blanc sur case blanche h3 · Dame blanche sur case noire d2 · Cavalier blanc sur case blanche e2 · Pion blanc sur case noire f2 · Pion blanc sur case blanche g2 · Roi blanc sur case noire g1 | Tour noire sur case blanche c8 · Cavalier noir sur case blanche e8 · Roi noir sur case blanche g8 · Pion noir sur case blanche b7 · Tour noire sur case blanche d7 · Pion noir sur case blanche f7 · Pion noir sur case noire g7 · Pion noir sur case blanche a6 · Pion noir sur case noire d6 · Pion noir sur case blanche e6 · Pion noir sur case noire h6 · Pion blanc sur case noire a5 · Pion blanc sur case noire e5 · Dame noire sur case noire g5 · Pion blanc sur case blanche c4 · Tour blanche sur case noire d4 · Pion blanc sur case blanche b3 · Tour blanche sur case noire e3 · Pion blanc sur case blanche h3 · Dame blanche sur case noire d2 · Cavalier blanc sur case blanche e2 · Pion blanc sur case noire f2 · Pion blanc sur case blanche g2 · Roi blanc sur case noire g1 | Tour noire sur case blanche c8 · Cavalier noir sur case blanche e8 · Roi noir sur case blanche g8 · Pion noir sur case blanche b7 · Tour noire sur case blanche d7 · Pion noir sur case blanche f7 · Pion noir sur case noire g7 · Pion noir sur case blanche a6 · Pion noir sur case noire d6 · Pion noir sur case blanche e6 · Pion noir sur case noire h6 · Pion blanc sur case noire a5 · Pion blanc sur case noire e5 · Dame noire sur case noire g5 · Pion blanc sur case blanche c4 · Tour blanche sur case noire d4 · Pion blanc sur case blanche b3 · Tour blanche sur case noire e3 · Pion blanc sur case blanche h3 · Dame blanche sur case noire d2 · Cavalier blanc sur case blanche e2 · Pion blanc sur case noire f2 · Pion blanc sur case blanche g2 · Roi blanc sur case noire g1 | Tour noire sur case blanche c8 · Cavalier noir sur case blanche e8 · Roi noir sur case blanche g8 · Pion noir sur case blanche b7 · Tour noire sur case blanche d7 · Pion noir sur case blanche f7 · Pion noir sur case noire g7 · Pion noir sur case blanche a6 · Pion noir sur case noire d6 · Pion noir sur case blanche e6 · Pion noir sur case noire h6 · Pion blanc sur case noire a5 · Pion blanc sur case noire e5 · Dame noire sur case noire g5 · Pion blanc sur case blanche c4 · Tour blanche sur case noire d4 · Pion blanc sur case blanche b3 · Tour blanche sur case noire e3 · Pion blanc sur case blanche h3 · Dame blanche sur case noire d2 · Cavalier blanc sur case blanche e2 · Pion blanc sur case noire f2 · Pion blanc sur case blanche g2 · Roi blanc sur case noire g1 | Tour noire sur case blanche c8 · Cavalier noir sur case blanche e8 · Roi noir sur case blanche g8 · Pion noir sur case blanche b7 · Tour noire sur case blanche d7 · Pion noir sur case blanche f7 · Pion noir sur case noire g7 · Pion noir sur case blanche a6 · Pion noir sur case noire d6 · Pion noir sur case blanche e6 · Pion noir sur case noire h6 · Pion blanc sur case noire a5 · Pion blanc sur case noire e5 · Dame noire sur case noire g5 · Pion blanc sur case blanche c4 · Tour blanche sur case noire d4 · Pion blanc sur case blanche b3 · Tour blanche sur case noire e3 · Pion blanc sur case blanche h3 · Dame blanche sur case noire d2 · Cavalier blanc sur case blanche e2 · Pion blanc sur case noire f2 · Pion blanc sur case blanche g2 · Roi blanc sur case noire g1 | Tour noire sur case blanche c8 · Cavalier noir sur case blanche e8 · Roi noir sur case blanche g8 · Pion noir sur case blanche b7 · Tour noire sur case blanche d7 · Pion noir sur case blanche f7 · Pion noir sur case noire g7 · Pion noir sur case blanche a6 · Pion noir sur case noire d6 · Pion noir sur case blanche e6 · Pion noir sur case noire h6 · Pion blanc sur case noire a5 · Pion blanc sur case noire e5 · Dame noire sur case noire g5 · Pion blanc sur case blanche c4 · Tour blanche sur case noire d4 · Pion blanc sur case blanche b3 · Tour blanche sur case noire e3 · Pion blanc sur case blanche h3 · Dame blanche sur case noire d2 · Cavalier blanc sur case blanche e2 · Pion blanc sur case noire f2 · Pion blanc sur case blanche g2 · Roi blanc sur case noire g1 | Tour noire sur case blanche c8 · Cavalier noir sur case blanche e8 · Roi noir sur case blanche g8 · Pion noir sur case blanche b7 · Tour noire sur case blanche d7 · Pion noir sur case blanche f7 · Pion noir sur case noire g7 · Pion noir sur case blanche a6 · Pion noir sur case noire d6 · Pion noir sur case blanche e6 · Pion noir sur case noire h6 · Pion blanc sur case noire a5 · Pion blanc sur case noire e5 · Dame noire sur case noire g5 · Pion blanc sur case blanche c4 · Tour blanche sur case noire d4 · Pion blanc sur case blanche b3 · Tour blanche sur case noire e3 · Pion blanc sur case blanche h3 · Dame blanche sur case noire d2 · Cavalier blanc sur case blanche e2 · Pion blanc sur case noire f2 · Pion blanc sur case blanche g2 · Roi blanc sur case noire g1 | 3 |
| 2 | Tour noire sur case blanche c8 · Cavalier noir sur case blanche e8 · Roi noir sur case blanche g8 · Pion noir sur case blanche b7 · Tour noire sur case blanche d7 · Pion noir sur case blanche f7 · Pion noir sur case noire g7 · Pion noir sur case blanche a6 · Pion noir sur case noire d6 · Pion noir sur case blanche e6 · Pion noir sur case noire h6 · Pion blanc sur case noire a5 · Pion blanc sur case noire e5 · Dame noire sur case noire g5 · Pion blanc sur case blanche c4 · Tour blanche sur case noire d4 · Pion blanc sur case blanche b3 · Tour blanche sur case noire e3 · Pion blanc sur case blanche h3 · Dame blanche sur case noire d2 · Cavalier blanc sur case blanche e2 · Pion blanc sur case noire f2 · Pion blanc sur case blanche g2 · Roi blanc sur case noire g1 | Tour noire sur case blanche c8 · Cavalier noir sur case blanche e8 · Roi noir sur case blanche g8 · Pion noir sur case blanche b7 · Tour noire sur case blanche d7 · Pion noir sur case blanche f7 · Pion noir sur case noire g7 · Pion noir sur case blanche a6 · Pion noir sur case noire d6 · Pion noir sur case blanche e6 · Pion noir sur case noire h6 · Pion blanc sur case noire a5 · Pion blanc sur case noire e5 · Dame noire sur case noire g5 · Pion blanc sur case blanche c4 · Tour blanche sur case noire d4 · Pion blanc sur case blanche b3 · Tour blanche sur case noire e3 · Pion blanc sur case blanche h3 · Dame blanche sur case noire d2 · Cavalier blanc sur case blanche e2 · Pion blanc sur case noire f2 · Pion blanc sur case blanche g2 · Roi blanc sur case noire g1 | Tour noire sur case blanche c8 · Cavalier noir sur case blanche e8 · Roi noir sur case blanche g8 · Pion noir sur case blanche b7 · Tour noire sur case blanche d7 · Pion noir sur case blanche f7 · Pion noir sur case noire g7 · Pion noir sur case blanche a6 · Pion noir sur case noire d6 · Pion noir sur case blanche e6 · Pion noir sur case noire h6 · Pion blanc sur case noire a5 · Pion blanc sur case noire e5 · Dame noire sur case noire g5 · Pion blanc sur case blanche c4 · Tour blanche sur case noire d4 · Pion blanc sur case blanche b3 · Tour blanche sur case noire e3 · Pion blanc sur case blanche h3 · Dame blanche sur case noire d2 · Cavalier blanc sur case blanche e2 · Pion blanc sur case noire f2 · Pion blanc sur case blanche g2 · Roi blanc sur case noire g1 | Tour noire sur case blanche c8 · Cavalier noir sur case blanche e8 · Roi noir sur case blanche g8 · Pion noir sur case blanche b7 · Tour noire sur case blanche d7 · Pion noir sur case blanche f7 · Pion noir sur case noire g7 · Pion noir sur case blanche a6 · Pion noir sur case noire d6 · Pion noir sur case blanche e6 · Pion noir sur case noire h6 · Pion blanc sur case noire a5 · Pion blanc sur case noire e5 · Dame noire sur case noire g5 · Pion blanc sur case blanche c4 · Tour blanche sur case noire d4 · Pion blanc sur case blanche b3 · Tour blanche sur case noire e3 · Pion blanc sur case blanche h3 · Dame blanche sur case noire d2 · Cavalier blanc sur case blanche e2 · Pion blanc sur case noire f2 · Pion blanc sur case blanche g2 · Roi blanc sur case noire g1 | Tour noire sur case blanche c8 · Cavalier noir sur case blanche e8 · Roi noir sur case blanche g8 · Pion noir sur case blanche b7 · Tour noire sur case blanche d7 · Pion noir sur case blanche f7 · Pion noir sur case noire g7 · Pion noir sur case blanche a6 · Pion noir sur case noire d6 · Pion noir sur case blanche e6 · Pion noir sur case noire h6 · Pion blanc sur case noire a5 · Pion blanc sur case noire e5 · Dame noire sur case noire g5 · Pion blanc sur case blanche c4 · Tour blanche sur case noire d4 · Pion blanc sur case blanche b3 · Tour blanche sur case noire e3 · Pion blanc sur case blanche h3 · Dame blanche sur case noire d2 · Cavalier blanc sur case blanche e2 · Pion blanc sur case noire f2 · Pion blanc sur case blanche g2 · Roi blanc sur case noire g1 | Tour noire sur case blanche c8 · Cavalier noir sur case blanche e8 · Roi noir sur case blanche g8 · Pion noir sur case blanche b7 · Tour noire sur case blanche d7 · Pion noir sur case blanche f7 · Pion noir sur case noire g7 · Pion noir sur case blanche a6 · Pion noir sur case noire d6 · Pion noir sur case blanche e6 · Pion noir sur case noire h6 · Pion blanc sur case noire a5 · Pion blanc sur case noire e5 · Dame noire sur case noire g5 · Pion blanc sur case blanche c4 · Tour blanche sur case noire d4 · Pion blanc sur case blanche b3 · Tour blanche sur case noire e3 · Pion blanc sur case blanche h3 · Dame blanche sur case noire d2 · Cavalier blanc sur case blanche e2 · Pion blanc sur case noire f2 · Pion blanc sur case blanche g2 · Roi blanc sur case noire g1 | Tour noire sur case blanche c8 · Cavalier noir sur case blanche e8 · Roi noir sur case blanche g8 · Pion noir sur case blanche b7 · Tour noire sur case blanche d7 · Pion noir sur case blanche f7 · Pion noir sur case noire g7 · Pion noir sur case blanche a6 · Pion noir sur case noire d6 · Pion noir sur case blanche e6 · Pion noir sur case noire h6 · Pion blanc sur case noire a5 · Pion blanc sur case noire e5 · Dame noire sur case noire g5 · Pion blanc sur case blanche c4 · Tour blanche sur case noire d4 · Pion blanc sur case blanche b3 · Tour blanche sur case noire e3 · Pion blanc sur case blanche h3 · Dame blanche sur case noire d2 · Cavalier blanc sur case blanche e2 · Pion blanc sur case noire f2 · Pion blanc sur case blanche g2 · Roi blanc sur case noire g1 | Tour noire sur case blanche c8 · Cavalier noir sur case blanche e8 · Roi noir sur case blanche g8 · Pion noir sur case blanche b7 · Tour noire sur case blanche d7 · Pion noir sur case blanche f7 · Pion noir sur case noire g7 · Pion noir sur case blanche a6 · Pion noir sur case noire d6 · Pion noir sur case blanche e6 · Pion noir sur case noire h6 · Pion blanc sur case noire a5 · Pion blanc sur case noire e5 · Dame noire sur case noire g5 · Pion blanc sur case blanche c4 · Tour blanche sur case noire d4 · Pion blanc sur case blanche b3 · Tour blanche sur case noire e3 · Pion blanc sur case blanche h3 · Dame blanche sur case noire d2 · Cavalier blanc sur case blanche e2 · Pion blanc sur case noire f2 · Pion blanc sur case blanche g2 · Roi blanc sur case noire g1 | 2 |
| 1 | Tour noire sur case blanche c8 · Cavalier noir sur case blanche e8 · Roi noir sur case blanche g8 · Pion noir sur case blanche b7 · Tour noire sur case blanche d7 · Pion noir sur case blanche f7 · Pion noir sur case noire g7 · Pion noir sur case blanche a6 · Pion noir sur case noire d6 · Pion noir sur case blanche e6 · Pion noir sur case noire h6 · Pion blanc sur case noire a5 · Pion blanc sur case noire e5 · Dame noire sur case noire g5 · Pion blanc sur case blanche c4 · Tour blanche sur case noire d4 · Pion blanc sur case blanche b3 · Tour blanche sur case noire e3 · Pion blanc sur case blanche h3 · Dame blanche sur case noire d2 · Cavalier blanc sur case blanche e2 · Pion blanc sur case noire f2 · Pion blanc sur case blanche g2 · Roi blanc sur case noire g1 | Tour noire sur case blanche c8 · Cavalier noir sur case blanche e8 · Roi noir sur case blanche g8 · Pion noir sur case blanche b7 · Tour noire sur case blanche d7 · Pion noir sur case blanche f7 · Pion noir sur case noire g7 · Pion noir sur case blanche a6 · Pion noir sur case noire d6 · Pion noir sur case blanche e6 · Pion noir sur case noire h6 · Pion blanc sur case noire a5 · Pion blanc sur case noire e5 · Dame noire sur case noire g5 · Pion blanc sur case blanche c4 · Tour blanche sur case noire d4 · Pion blanc sur case blanche b3 · Tour blanche sur case noire e3 · Pion blanc sur case blanche h3 · Dame blanche sur case noire d2 · Cavalier blanc sur case blanche e2 · Pion blanc sur case noire f2 · Pion blanc sur case blanche g2 · Roi blanc sur case noire g1 | Tour noire sur case blanche c8 · Cavalier noir sur case blanche e8 · Roi noir sur case blanche g8 · Pion noir sur case blanche b7 · Tour noire sur case blanche d7 · Pion noir sur case blanche f7 · Pion noir sur case noire g7 · Pion noir sur case blanche a6 · Pion noir sur case noire d6 · Pion noir sur case blanche e6 · Pion noir sur case noire h6 · Pion blanc sur case noire a5 · Pion blanc sur case noire e5 · Dame noire sur case noire g5 · Pion blanc sur case blanche c4 · Tour blanche sur case noire d4 · Pion blanc sur case blanche b3 · Tour blanche sur case noire e3 · Pion blanc sur case blanche h3 · Dame blanche sur case noire d2 · Cavalier blanc sur case blanche e2 · Pion blanc sur case noire f2 · Pion blanc sur case blanche g2 · Roi blanc sur case noire g1 | Tour noire sur case blanche c8 · Cavalier noir sur case blanche e8 · Roi noir sur case blanche g8 · Pion noir sur case blanche b7 · Tour noire sur case blanche d7 · Pion noir sur case blanche f7 · Pion noir sur case noire g7 · Pion noir sur case blanche a6 · Pion noir sur case noire d6 · Pion noir sur case blanche e6 · Pion noir sur case noire h6 · Pion blanc sur case noire a5 · Pion blanc sur case noire e5 · Dame noire sur case noire g5 · Pion blanc sur case blanche c4 · Tour blanche sur case noire d4 · Pion blanc sur case blanche b3 · Tour blanche sur case noire e3 · Pion blanc sur case blanche h3 · Dame blanche sur case noire d2 · Cavalier blanc sur case blanche e2 · Pion blanc sur case noire f2 · Pion blanc sur case blanche g2 · Roi blanc sur case noire g1 | Tour noire sur case blanche c8 · Cavalier noir sur case blanche e8 · Roi noir sur case blanche g8 · Pion noir sur case blanche b7 · Tour noire sur case blanche d7 · Pion noir sur case blanche f7 · Pion noir sur case noire g7 · Pion noir sur case blanche a6 · Pion noir sur case noire d6 · Pion noir sur case blanche e6 · Pion noir sur case noire h6 · Pion blanc sur case noire a5 · Pion blanc sur case noire e5 · Dame noire sur case noire g5 · Pion blanc sur case blanche c4 · Tour blanche sur case noire d4 · Pion blanc sur case blanche b3 · Tour blanche sur case noire e3 · Pion blanc sur case blanche h3 · Dame blanche sur case noire d2 · Cavalier blanc sur case blanche e2 · Pion blanc sur case noire f2 · Pion blanc sur case blanche g2 · Roi blanc sur case noire g1 | Tour noire sur case blanche c8 · Cavalier noir sur case blanche e8 · Roi noir sur case blanche g8 · Pion noir sur case blanche b7 · Tour noire sur case blanche d7 · Pion noir sur case blanche f7 · Pion noir sur case noire g7 · Pion noir sur case blanche a6 · Pion noir sur case noire d6 · Pion noir sur case blanche e6 · Pion noir sur case noire h6 · Pion blanc sur case noire a5 · Pion blanc sur case noire e5 · Dame noire sur case noire g5 · Pion blanc sur case blanche c4 · Tour blanche sur case noire d4 · Pion blanc sur case blanche b3 · Tour blanche sur case noire e3 · Pion blanc sur case blanche h3 · Dame blanche sur case noire d2 · Cavalier blanc sur case blanche e2 · Pion blanc sur case noire f2 · Pion blanc sur case blanche g2 · Roi blanc sur case noire g1 | Tour noire sur case blanche c8 · Cavalier noir sur case blanche e8 · Roi noir sur case blanche g8 · Pion noir sur case blanche b7 · Tour noire sur case blanche d7 · Pion noir sur case blanche f7 · Pion noir sur case noire g7 · Pion noir sur case blanche a6 · Pion noir sur case noire d6 · Pion noir sur case blanche e6 · Pion noir sur case noire h6 · Pion blanc sur case noire a5 · Pion blanc sur case noire e5 · Dame noire sur case noire g5 · Pion blanc sur case blanche c4 · Tour blanche sur case noire d4 · Pion blanc sur case blanche b3 · Tour blanche sur case noire e3 · Pion blanc sur case blanche h3 · Dame blanche sur case noire d2 · Cavalier blanc sur case blanche e2 · Pion blanc sur case noire f2 · Pion blanc sur case blanche g2 · Roi blanc sur case noire g1 | Tour noire sur case blanche c8 · Cavalier noir sur case blanche e8 · Roi noir sur case blanche g8 · Pion noir sur case blanche b7 · Tour noire sur case blanche d7 · Pion noir sur case blanche f7 · Pion noir sur case noire g7 · Pion noir sur case blanche a6 · Pion noir sur case noire d6 · Pion noir sur case blanche e6 · Pion noir sur case noire h6 · Pion blanc sur case noire a5 · Pion blanc sur case noire e5 · Dame noire sur case noire g5 · Pion blanc sur case blanche c4 · Tour blanche sur case noire d4 · Pion blanc sur case blanche b3 · Tour blanche sur case noire e3 · Pion blanc sur case blanche h3 · Dame blanche sur case noire d2 · Cavalier blanc sur case blanche e2 · Pion blanc sur case noire f2 · Pion blanc sur case blanche g2 · Roi blanc sur case noire g1 | 1 |
|   | a | b | c | d | e | f | g | h |   |

30. exd6? est un coup trop précipité : « le coup tranquille 30. Cc3 amenait les Blancs à une position gagnante, puisque 30...Tc6 échouait face à un coup de consolidation supplémentaire, 31. b4, après quoi la menace de Ce4 se serait concrétisée par des gains de matériel ».
30...Tc6 31.f4 Dd8 32.Ted3 Tcxd6 33.Txd6 Txd6 34.Txd6 Dxd6 35.Dxd6 Cxd6 36.Rf2 Rf8 37.Re3 Re7 38.Rd4 Rd7 39.Rc5 Rc7 40.Cc3 Cf5 41.Ce4 Ce3 42.g3 f5 (diagramme) 
|   | a | b | c | d | e | f | g | h |   |
| 8 | Pion noir sur case blanche b7 · Roi noir sur case noire c7 · Pion noir sur case noire g7 · Pion noir sur case blanche a6 · Pion noir sur case blanche e6 · Pion noir sur case noire h6 · Pion blanc sur case noire a5 · Roi blanc sur case noire c5 · Pion noir sur case blanche f5 · Pion blanc sur case blanche c4 · Cavalier blanc sur case blanche e4 · Pion blanc sur case noire f4 · Pion blanc sur case blanche b3 · Cavalier noir sur case noire e3 · Pion blanc sur case noire g3 · Pion blanc sur case blanche h3 | Pion noir sur case blanche b7 · Roi noir sur case noire c7 · Pion noir sur case noire g7 · Pion noir sur case blanche a6 · Pion noir sur case blanche e6 · Pion noir sur case noire h6 · Pion blanc sur case noire a5 · Roi blanc sur case noire c5 · Pion noir sur case blanche f5 · Pion blanc sur case blanche c4 · Cavalier blanc sur case blanche e4 · Pion blanc sur case noire f4 · Pion blanc sur case blanche b3 · Cavalier noir sur case noire e3 · Pion blanc sur case noire g3 · Pion blanc sur case blanche h3 | Pion noir sur case blanche b7 · Roi noir sur case noire c7 · Pion noir sur case noire g7 · Pion noir sur case blanche a6 · Pion noir sur case blanche e6 · Pion noir sur case noire h6 · Pion blanc sur case noire a5 · Roi blanc sur case noire c5 · Pion noir sur case blanche f5 · Pion blanc sur case blanche c4 · Cavalier blanc sur case blanche e4 · Pion blanc sur case noire f4 · Pion blanc sur case blanche b3 · Cavalier noir sur case noire e3 · Pion blanc sur case noire g3 · Pion blanc sur case blanche h3 | Pion noir sur case blanche b7 · Roi noir sur case noire c7 · Pion noir sur case noire g7 · Pion noir sur case blanche a6 · Pion noir sur case blanche e6 · Pion noir sur case noire h6 · Pion blanc sur case noire a5 · Roi blanc sur case noire c5 · Pion noir sur case blanche f5 · Pion blanc sur case blanche c4 · Cavalier blanc sur case blanche e4 · Pion blanc sur case noire f4 · Pion blanc sur case blanche b3 · Cavalier noir sur case noire e3 · Pion blanc sur case noire g3 · Pion blanc sur case blanche h3 | Pion noir sur case blanche b7 · Roi noir sur case noire c7 · Pion noir sur case noire g7 · Pion noir sur case blanche a6 · Pion noir sur case blanche e6 · Pion noir sur case noire h6 · Pion blanc sur case noire a5 · Roi blanc sur case noire c5 · Pion noir sur case blanche f5 · Pion blanc sur case blanche c4 · Cavalier blanc sur case blanche e4 · Pion blanc sur case noire f4 · Pion blanc sur case blanche b3 · Cavalier noir sur case noire e3 · Pion blanc sur case noire g3 · Pion blanc sur case blanche h3 | Pion noir sur case blanche b7 · Roi noir sur case noire c7 · Pion noir sur case noire g7 · Pion noir sur case blanche a6 · Pion noir sur case blanche e6 · Pion noir sur case noire h6 · Pion blanc sur case noire a5 · Roi blanc sur case noire c5 · Pion noir sur case blanche f5 · Pion blanc sur case blanche c4 · Cavalier blanc sur case blanche e4 · Pion blanc sur case noire f4 · Pion blanc sur case blanche b3 · Cavalier noir sur case noire e3 · Pion blanc sur case noire g3 · Pion blanc sur case blanche h3 | Pion noir sur case blanche b7 · Roi noir sur case noire c7 · Pion noir sur case noire g7 · Pion noir sur case blanche a6 · Pion noir sur case blanche e6 · Pion noir sur case noire h6 · Pion blanc sur case noire a5 · Roi blanc sur case noire c5 · Pion noir sur case blanche f5 · Pion blanc sur case blanche c4 · Cavalier blanc sur case blanche e4 · Pion blanc sur case noire f4 · Pion blanc sur case blanche b3 · Cavalier noir sur case noire e3 · Pion blanc sur case noire g3 · Pion blanc sur case blanche h3 | Pion noir sur case blanche b7 · Roi noir sur case noire c7 · Pion noir sur case noire g7 · Pion noir sur case blanche a6 · Pion noir sur case blanche e6 · Pion noir sur case noire h6 · Pion blanc sur case noire a5 · Roi blanc sur case noire c5 · Pion noir sur case blanche f5 · Pion blanc sur case blanche c4 · Cavalier blanc sur case blanche e4 · Pion blanc sur case noire f4 · Pion blanc sur case blanche b3 · Cavalier noir sur case noire e3 · Pion blanc sur case noire g3 · Pion blanc sur case blanche h3 | 8 |
| 7 | Pion noir sur case blanche b7 · Roi noir sur case noire c7 · Pion noir sur case noire g7 · Pion noir sur case blanche a6 · Pion noir sur case blanche e6 · Pion noir sur case noire h6 · Pion blanc sur case noire a5 · Roi blanc sur case noire c5 · Pion noir sur case blanche f5 · Pion blanc sur case blanche c4 · Cavalier blanc sur case blanche e4 · Pion blanc sur case noire f4 · Pion blanc sur case blanche b3 · Cavalier noir sur case noire e3 · Pion blanc sur case noire g3 · Pion blanc sur case blanche h3 | Pion noir sur case blanche b7 · Roi noir sur case noire c7 · Pion noir sur case noire g7 · Pion noir sur case blanche a6 · Pion noir sur case blanche e6 · Pion noir sur case noire h6 · Pion blanc sur case noire a5 · Roi blanc sur case noire c5 · Pion noir sur case blanche f5 · Pion blanc sur case blanche c4 · Cavalier blanc sur case blanche e4 · Pion blanc sur case noire f4 · Pion blanc sur case blanche b3 · Cavalier noir sur case noire e3 · Pion blanc sur case noire g3 · Pion blanc sur case blanche h3 | Pion noir sur case blanche b7 · Roi noir sur case noire c7 · Pion noir sur case noire g7 · Pion noir sur case blanche a6 · Pion noir sur case blanche e6 · Pion noir sur case noire h6 · Pion blanc sur case noire a5 · Roi blanc sur case noire c5 · Pion noir sur case blanche f5 · Pion blanc sur case blanche c4 · Cavalier blanc sur case blanche e4 · Pion blanc sur case noire f4 · Pion blanc sur case blanche b3 · Cavalier noir sur case noire e3 · Pion blanc sur case noire g3 · Pion blanc sur case blanche h3 | Pion noir sur case blanche b7 · Roi noir sur case noire c7 · Pion noir sur case noire g7 · Pion noir sur case blanche a6 · Pion noir sur case blanche e6 · Pion noir sur case noire h6 · Pion blanc sur case noire a5 · Roi blanc sur case noire c5 · Pion noir sur case blanche f5 · Pion blanc sur case blanche c4 · Cavalier blanc sur case blanche e4 · Pion blanc sur case noire f4 · Pion blanc sur case blanche b3 · Cavalier noir sur case noire e3 · Pion blanc sur case noire g3 · Pion blanc sur case blanche h3 | Pion noir sur case blanche b7 · Roi noir sur case noire c7 · Pion noir sur case noire g7 · Pion noir sur case blanche a6 · Pion noir sur case blanche e6 · Pion noir sur case noire h6 · Pion blanc sur case noire a5 · Roi blanc sur case noire c5 · Pion noir sur case blanche f5 · Pion blanc sur case blanche c4 · Cavalier blanc sur case blanche e4 · Pion blanc sur case noire f4 · Pion blanc sur case blanche b3 · Cavalier noir sur case noire e3 · Pion blanc sur case noire g3 · Pion blanc sur case blanche h3 | Pion noir sur case blanche b7 · Roi noir sur case noire c7 · Pion noir sur case noire g7 · Pion noir sur case blanche a6 · Pion noir sur case blanche e6 · Pion noir sur case noire h6 · Pion blanc sur case noire a5 · Roi blanc sur case noire c5 · Pion noir sur case blanche f5 · Pion blanc sur case blanche c4 · Cavalier blanc sur case blanche e4 · Pion blanc sur case noire f4 · Pion blanc sur case blanche b3 · Cavalier noir sur case noire e3 · Pion blanc sur case noire g3 · Pion blanc sur case blanche h3 | Pion noir sur case blanche b7 · Roi noir sur case noire c7 · Pion noir sur case noire g7 · Pion noir sur case blanche a6 · Pion noir sur case blanche e6 · Pion noir sur case noire h6 · Pion blanc sur case noire a5 · Roi blanc sur case noire c5 · Pion noir sur case blanche f5 · Pion blanc sur case blanche c4 · Cavalier blanc sur case blanche e4 · Pion blanc sur case noire f4 · Pion blanc sur case blanche b3 · Cavalier noir sur case noire e3 · Pion blanc sur case noire g3 · Pion blanc sur case blanche h3 | Pion noir sur case blanche b7 · Roi noir sur case noire c7 · Pion noir sur case noire g7 · Pion noir sur case blanche a6 · Pion noir sur case blanche e6 · Pion noir sur case noire h6 · Pion blanc sur case noire a5 · Roi blanc sur case noire c5 · Pion noir sur case blanche f5 · Pion blanc sur case blanche c4 · Cavalier blanc sur case blanche e4 · Pion blanc sur case noire f4 · Pion blanc sur case blanche b3 · Cavalier noir sur case noire e3 · Pion blanc sur case noire g3 · Pion blanc sur case blanche h3 | 7 |
| 6 | Pion noir sur case blanche b7 · Roi noir sur case noire c7 · Pion noir sur case noire g7 · Pion noir sur case blanche a6 · Pion noir sur case blanche e6 · Pion noir sur case noire h6 · Pion blanc sur case noire a5 · Roi blanc sur case noire c5 · Pion noir sur case blanche f5 · Pion blanc sur case blanche c4 · Cavalier blanc sur case blanche e4 · Pion blanc sur case noire f4 · Pion blanc sur case blanche b3 · Cavalier noir sur case noire e3 · Pion blanc sur case noire g3 · Pion blanc sur case blanche h3 | Pion noir sur case blanche b7 · Roi noir sur case noire c7 · Pion noir sur case noire g7 · Pion noir sur case blanche a6 · Pion noir sur case blanche e6 · Pion noir sur case noire h6 · Pion blanc sur case noire a5 · Roi blanc sur case noire c5 · Pion noir sur case blanche f5 · Pion blanc sur case blanche c4 · Cavalier blanc sur case blanche e4 · Pion blanc sur case noire f4 · Pion blanc sur case blanche b3 · Cavalier noir sur case noire e3 · Pion blanc sur case noire g3 · Pion blanc sur case blanche h3 | Pion noir sur case blanche b7 · Roi noir sur case noire c7 · Pion noir sur case noire g7 · Pion noir sur case blanche a6 · Pion noir sur case blanche e6 · Pion noir sur case noire h6 · Pion blanc sur case noire a5 · Roi blanc sur case noire c5 · Pion noir sur case blanche f5 · Pion blanc sur case blanche c4 · Cavalier blanc sur case blanche e4 · Pion blanc sur case noire f4 · Pion blanc sur case blanche b3 · Cavalier noir sur case noire e3 · Pion blanc sur case noire g3 · Pion blanc sur case blanche h3 | Pion noir sur case blanche b7 · Roi noir sur case noire c7 · Pion noir sur case noire g7 · Pion noir sur case blanche a6 · Pion noir sur case blanche e6 · Pion noir sur case noire h6 · Pion blanc sur case noire a5 · Roi blanc sur case noire c5 · Pion noir sur case blanche f5 · Pion blanc sur case blanche c4 · Cavalier blanc sur case blanche e4 · Pion blanc sur case noire f4 · Pion blanc sur case blanche b3 · Cavalier noir sur case noire e3 · Pion blanc sur case noire g3 · Pion blanc sur case blanche h3 | Pion noir sur case blanche b7 · Roi noir sur case noire c7 · Pion noir sur case noire g7 · Pion noir sur case blanche a6 · Pion noir sur case blanche e6 · Pion noir sur case noire h6 · Pion blanc sur case noire a5 · Roi blanc sur case noire c5 · Pion noir sur case blanche f5 · Pion blanc sur case blanche c4 · Cavalier blanc sur case blanche e4 · Pion blanc sur case noire f4 · Pion blanc sur case blanche b3 · Cavalier noir sur case noire e3 · Pion blanc sur case noire g3 · Pion blanc sur case blanche h3 | Pion noir sur case blanche b7 · Roi noir sur case noire c7 · Pion noir sur case noire g7 · Pion noir sur case blanche a6 · Pion noir sur case blanche e6 · Pion noir sur case noire h6 · Pion blanc sur case noire a5 · Roi blanc sur case noire c5 · Pion noir sur case blanche f5 · Pion blanc sur case blanche c4 · Cavalier blanc sur case blanche e4 · Pion blanc sur case noire f4 · Pion blanc sur case blanche b3 · Cavalier noir sur case noire e3 · Pion blanc sur case noire g3 · Pion blanc sur case blanche h3 | Pion noir sur case blanche b7 · Roi noir sur case noire c7 · Pion noir sur case noire g7 · Pion noir sur case blanche a6 · Pion noir sur case blanche e6 · Pion noir sur case noire h6 · Pion blanc sur case noire a5 · Roi blanc sur case noire c5 · Pion noir sur case blanche f5 · Pion blanc sur case blanche c4 · Cavalier blanc sur case blanche e4 · Pion blanc sur case noire f4 · Pion blanc sur case blanche b3 · Cavalier noir sur case noire e3 · Pion blanc sur case noire g3 · Pion blanc sur case blanche h3 | Pion noir sur case blanche b7 · Roi noir sur case noire c7 · Pion noir sur case noire g7 · Pion noir sur case blanche a6 · Pion noir sur case blanche e6 · Pion noir sur case noire h6 · Pion blanc sur case noire a5 · Roi blanc sur case noire c5 · Pion noir sur case blanche f5 · Pion blanc sur case blanche c4 · Cavalier blanc sur case blanche e4 · Pion blanc sur case noire f4 · Pion blanc sur case blanche b3 · Cavalier noir sur case noire e3 · Pion blanc sur case noire g3 · Pion blanc sur case blanche h3 | 6 |
| 5 | Pion noir sur case blanche b7 · Roi noir sur case noire c7 · Pion noir sur case noire g7 · Pion noir sur case blanche a6 · Pion noir sur case blanche e6 · Pion noir sur case noire h6 · Pion blanc sur case noire a5 · Roi blanc sur case noire c5 · Pion noir sur case blanche f5 · Pion blanc sur case blanche c4 · Cavalier blanc sur case blanche e4 · Pion blanc sur case noire f4 · Pion blanc sur case blanche b3 · Cavalier noir sur case noire e3 · Pion blanc sur case noire g3 · Pion blanc sur case blanche h3 | Pion noir sur case blanche b7 · Roi noir sur case noire c7 · Pion noir sur case noire g7 · Pion noir sur case blanche a6 · Pion noir sur case blanche e6 · Pion noir sur case noire h6 · Pion blanc sur case noire a5 · Roi blanc sur case noire c5 · Pion noir sur case blanche f5 · Pion blanc sur case blanche c4 · Cavalier blanc sur case blanche e4 · Pion blanc sur case noire f4 · Pion blanc sur case blanche b3 · Cavalier noir sur case noire e3 · Pion blanc sur case noire g3 · Pion blanc sur case blanche h3 | Pion noir sur case blanche b7 · Roi noir sur case noire c7 · Pion noir sur case noire g7 · Pion noir sur case blanche a6 · Pion noir sur case blanche e6 · Pion noir sur case noire h6 · Pion blanc sur case noire a5 · Roi blanc sur case noire c5 · Pion noir sur case blanche f5 · Pion blanc sur case blanche c4 · Cavalier blanc sur case blanche e4 · Pion blanc sur case noire f4 · Pion blanc sur case blanche b3 · Cavalier noir sur case noire e3 · Pion blanc sur case noire g3 · Pion blanc sur case blanche h3 | Pion noir sur case blanche b7 · Roi noir sur case noire c7 · Pion noir sur case noire g7 · Pion noir sur case blanche a6 · Pion noir sur case blanche e6 · Pion noir sur case noire h6 · Pion blanc sur case noire a5 · Roi blanc sur case noire c5 · Pion noir sur case blanche f5 · Pion blanc sur case blanche c4 · Cavalier blanc sur case blanche e4 · Pion blanc sur case noire f4 · Pion blanc sur case blanche b3 · Cavalier noir sur case noire e3 · Pion blanc sur case noire g3 · Pion blanc sur case blanche h3 | Pion noir sur case blanche b7 · Roi noir sur case noire c7 · Pion noir sur case noire g7 · Pion noir sur case blanche a6 · Pion noir sur case blanche e6 · Pion noir sur case noire h6 · Pion blanc sur case noire a5 · Roi blanc sur case noire c5 · Pion noir sur case blanche f5 · Pion blanc sur case blanche c4 · Cavalier blanc sur case blanche e4 · Pion blanc sur case noire f4 · Pion blanc sur case blanche b3 · Cavalier noir sur case noire e3 · Pion blanc sur case noire g3 · Pion blanc sur case blanche h3 | Pion noir sur case blanche b7 · Roi noir sur case noire c7 · Pion noir sur case noire g7 · Pion noir sur case blanche a6 · Pion noir sur case blanche e6 · Pion noir sur case noire h6 · Pion blanc sur case noire a5 · Roi blanc sur case noire c5 · Pion noir sur case blanche f5 · Pion blanc sur case blanche c4 · Cavalier blanc sur case blanche e4 · Pion blanc sur case noire f4 · Pion blanc sur case blanche b3 · Cavalier noir sur case noire e3 · Pion blanc sur case noire g3 · Pion blanc sur case blanche h3 | Pion noir sur case blanche b7 · Roi noir sur case noire c7 · Pion noir sur case noire g7 · Pion noir sur case blanche a6 · Pion noir sur case blanche e6 · Pion noir sur case noire h6 · Pion blanc sur case noire a5 · Roi blanc sur case noire c5 · Pion noir sur case blanche f5 · Pion blanc sur case blanche c4 · Cavalier blanc sur case blanche e4 · Pion blanc sur case noire f4 · Pion blanc sur case blanche b3 · Cavalier noir sur case noire e3 · Pion blanc sur case noire g3 · Pion blanc sur case blanche h3 | Pion noir sur case blanche b7 · Roi noir sur case noire c7 · Pion noir sur case noire g7 · Pion noir sur case blanche a6 · Pion noir sur case blanche e6 · Pion noir sur case noire h6 · Pion blanc sur case noire a5 · Roi blanc sur case noire c5 · Pion noir sur case blanche f5 · Pion blanc sur case blanche c4 · Cavalier blanc sur case blanche e4 · Pion blanc sur case noire f4 · Pion blanc sur case blanche b3 · Cavalier noir sur case noire e3 · Pion blanc sur case noire g3 · Pion blanc sur case blanche h3 | 5 |
| 4 | Pion noir sur case blanche b7 · Roi noir sur case noire c7 · Pion noir sur case noire g7 · Pion noir sur case blanche a6 · Pion noir sur case blanche e6 · Pion noir sur case noire h6 · Pion blanc sur case noire a5 · Roi blanc sur case noire c5 · Pion noir sur case blanche f5 · Pion blanc sur case blanche c4 · Cavalier blanc sur case blanche e4 · Pion blanc sur case noire f4 · Pion blanc sur case blanche b3 · Cavalier noir sur case noire e3 · Pion blanc sur case noire g3 · Pion blanc sur case blanche h3 | Pion noir sur case blanche b7 · Roi noir sur case noire c7 · Pion noir sur case noire g7 · Pion noir sur case blanche a6 · Pion noir sur case blanche e6 · Pion noir sur case noire h6 · Pion blanc sur case noire a5 · Roi blanc sur case noire c5 · Pion noir sur case blanche f5 · Pion blanc sur case blanche c4 · Cavalier blanc sur case blanche e4 · Pion blanc sur case noire f4 · Pion blanc sur case blanche b3 · Cavalier noir sur case noire e3 · Pion blanc sur case noire g3 · Pion blanc sur case blanche h3 | Pion noir sur case blanche b7 · Roi noir sur case noire c7 · Pion noir sur case noire g7 · Pion noir sur case blanche a6 · Pion noir sur case blanche e6 · Pion noir sur case noire h6 · Pion blanc sur case noire a5 · Roi blanc sur case noire c5 · Pion noir sur case blanche f5 · Pion blanc sur case blanche c4 · Cavalier blanc sur case blanche e4 · Pion blanc sur case noire f4 · Pion blanc sur case blanche b3 · Cavalier noir sur case noire e3 · Pion blanc sur case noire g3 · Pion blanc sur case blanche h3 | Pion noir sur case blanche b7 · Roi noir sur case noire c7 · Pion noir sur case noire g7 · Pion noir sur case blanche a6 · Pion noir sur case blanche e6 · Pion noir sur case noire h6 · Pion blanc sur case noire a5 · Roi blanc sur case noire c5 · Pion noir sur case blanche f5 · Pion blanc sur case blanche c4 · Cavalier blanc sur case blanche e4 · Pion blanc sur case noire f4 · Pion blanc sur case blanche b3 · Cavalier noir sur case noire e3 · Pion blanc sur case noire g3 · Pion blanc sur case blanche h3 | Pion noir sur case blanche b7 · Roi noir sur case noire c7 · Pion noir sur case noire g7 · Pion noir sur case blanche a6 · Pion noir sur case blanche e6 · Pion noir sur case noire h6 · Pion blanc sur case noire a5 · Roi blanc sur case noire c5 · Pion noir sur case blanche f5 · Pion blanc sur case blanche c4 · Cavalier blanc sur case blanche e4 · Pion blanc sur case noire f4 · Pion blanc sur case blanche b3 · Cavalier noir sur case noire e3 · Pion blanc sur case noire g3 · Pion blanc sur case blanche h3 | Pion noir sur case blanche b7 · Roi noir sur case noire c7 · Pion noir sur case noire g7 · Pion noir sur case blanche a6 · Pion noir sur case blanche e6 · Pion noir sur case noire h6 · Pion blanc sur case noire a5 · Roi blanc sur case noire c5 · Pion noir sur case blanche f5 · Pion blanc sur case blanche c4 · Cavalier blanc sur case blanche e4 · Pion blanc sur case noire f4 · Pion blanc sur case blanche b3 · Cavalier noir sur case noire e3 · Pion blanc sur case noire g3 · Pion blanc sur case blanche h3 | Pion noir sur case blanche b7 · Roi noir sur case noire c7 · Pion noir sur case noire g7 · Pion noir sur case blanche a6 · Pion noir sur case blanche e6 · Pion noir sur case noire h6 · Pion blanc sur case noire a5 · Roi blanc sur case noire c5 · Pion noir sur case blanche f5 · Pion blanc sur case blanche c4 · Cavalier blanc sur case blanche e4 · Pion blanc sur case noire f4 · Pion blanc sur case blanche b3 · Cavalier noir sur case noire e3 · Pion blanc sur case noire g3 · Pion blanc sur case blanche h3 | Pion noir sur case blanche b7 · Roi noir sur case noire c7 · Pion noir sur case noire g7 · Pion noir sur case blanche a6 · Pion noir sur case blanche e6 · Pion noir sur case noire h6 · Pion blanc sur case noire a5 · Roi blanc sur case noire c5 · Pion noir sur case blanche f5 · Pion blanc sur case blanche c4 · Cavalier blanc sur case blanche e4 · Pion blanc sur case noire f4 · Pion blanc sur case blanche b3 · Cavalier noir sur case noire e3 · Pion blanc sur case noire g3 · Pion blanc sur case blanche h3 | 4 |
| 3 | Pion noir sur case blanche b7 · Roi noir sur case noire c7 · Pion noir sur case noire g7 · Pion noir sur case blanche a6 · Pion noir sur case blanche e6 · Pion noir sur case noire h6 · Pion blanc sur case noire a5 · Roi blanc sur case noire c5 · Pion noir sur case blanche f5 · Pion blanc sur case blanche c4 · Cavalier blanc sur case blanche e4 · Pion blanc sur case noire f4 · Pion blanc sur case blanche b3 · Cavalier noir sur case noire e3 · Pion blanc sur case noire g3 · Pion blanc sur case blanche h3 | Pion noir sur case blanche b7 · Roi noir sur case noire c7 · Pion noir sur case noire g7 · Pion noir sur case blanche a6 · Pion noir sur case blanche e6 · Pion noir sur case noire h6 · Pion blanc sur case noire a5 · Roi blanc sur case noire c5 · Pion noir sur case blanche f5 · Pion blanc sur case blanche c4 · Cavalier blanc sur case blanche e4 · Pion blanc sur case noire f4 · Pion blanc sur case blanche b3 · Cavalier noir sur case noire e3 · Pion blanc sur case noire g3 · Pion blanc sur case blanche h3 | Pion noir sur case blanche b7 · Roi noir sur case noire c7 · Pion noir sur case noire g7 · Pion noir sur case blanche a6 · Pion noir sur case blanche e6 · Pion noir sur case noire h6 · Pion blanc sur case noire a5 · Roi blanc sur case noire c5 · Pion noir sur case blanche f5 · Pion blanc sur case blanche c4 · Cavalier blanc sur case blanche e4 · Pion blanc sur case noire f4 · Pion blanc sur case blanche b3 · Cavalier noir sur case noire e3 · Pion blanc sur case noire g3 · Pion blanc sur case blanche h3 | Pion noir sur case blanche b7 · Roi noir sur case noire c7 · Pion noir sur case noire g7 · Pion noir sur case blanche a6 · Pion noir sur case blanche e6 · Pion noir sur case noire h6 · Pion blanc sur case noire a5 · Roi blanc sur case noire c5 · Pion noir sur case blanche f5 · Pion blanc sur case blanche c4 · Cavalier blanc sur case blanche e4 · Pion blanc sur case noire f4 · Pion blanc sur case blanche b3 · Cavalier noir sur case noire e3 · Pion blanc sur case noire g3 · Pion blanc sur case blanche h3 | Pion noir sur case blanche b7 · Roi noir sur case noire c7 · Pion noir sur case noire g7 · Pion noir sur case blanche a6 · Pion noir sur case blanche e6 · Pion noir sur case noire h6 · Pion blanc sur case noire a5 · Roi blanc sur case noire c5 · Pion noir sur case blanche f5 · Pion blanc sur case blanche c4 · Cavalier blanc sur case blanche e4 · Pion blanc sur case noire f4 · Pion blanc sur case blanche b3 · Cavalier noir sur case noire e3 · Pion blanc sur case noire g3 · Pion blanc sur case blanche h3 | Pion noir sur case blanche b7 · Roi noir sur case noire c7 · Pion noir sur case noire g7 · Pion noir sur case blanche a6 · Pion noir sur case blanche e6 · Pion noir sur case noire h6 · Pion blanc sur case noire a5 · Roi blanc sur case noire c5 · Pion noir sur case blanche f5 · Pion blanc sur case blanche c4 · Cavalier blanc sur case blanche e4 · Pion blanc sur case noire f4 · Pion blanc sur case blanche b3 · Cavalier noir sur case noire e3 · Pion blanc sur case noire g3 · Pion blanc sur case blanche h3 | Pion noir sur case blanche b7 · Roi noir sur case noire c7 · Pion noir sur case noire g7 · Pion noir sur case blanche a6 · Pion noir sur case blanche e6 · Pion noir sur case noire h6 · Pion blanc sur case noire a5 · Roi blanc sur case noire c5 · Pion noir sur case blanche f5 · Pion blanc sur case blanche c4 · Cavalier blanc sur case blanche e4 · Pion blanc sur case noire f4 · Pion blanc sur case blanche b3 · Cavalier noir sur case noire e3 · Pion blanc sur case noire g3 · Pion blanc sur case blanche h3 | Pion noir sur case blanche b7 · Roi noir sur case noire c7 · Pion noir sur case noire g7 · Pion noir sur case blanche a6 · Pion noir sur case blanche e6 · Pion noir sur case noire h6 · Pion blanc sur case noire a5 · Roi blanc sur case noire c5 · Pion noir sur case blanche f5 · Pion blanc sur case blanche c4 · Cavalier blanc sur case blanche e4 · Pion blanc sur case noire f4 · Pion blanc sur case blanche b3 · Cavalier noir sur case noire e3 · Pion blanc sur case noire g3 · Pion blanc sur case blanche h3 | 3 |
| 2 | Pion noir sur case blanche b7 · Roi noir sur case noire c7 · Pion noir sur case noire g7 · Pion noir sur case blanche a6 · Pion noir sur case blanche e6 · Pion noir sur case noire h6 · Pion blanc sur case noire a5 · Roi blanc sur case noire c5 · Pion noir sur case blanche f5 · Pion blanc sur case blanche c4 · Cavalier blanc sur case blanche e4 · Pion blanc sur case noire f4 · Pion blanc sur case blanche b3 · Cavalier noir sur case noire e3 · Pion blanc sur case noire g3 · Pion blanc sur case blanche h3 | Pion noir sur case blanche b7 · Roi noir sur case noire c7 · Pion noir sur case noire g7 · Pion noir sur case blanche a6 · Pion noir sur case blanche e6 · Pion noir sur case noire h6 · Pion blanc sur case noire a5 · Roi blanc sur case noire c5 · Pion noir sur case blanche f5 · Pion blanc sur case blanche c4 · Cavalier blanc sur case blanche e4 · Pion blanc sur case noire f4 · Pion blanc sur case blanche b3 · Cavalier noir sur case noire e3 · Pion blanc sur case noire g3 · Pion blanc sur case blanche h3 | Pion noir sur case blanche b7 · Roi noir sur case noire c7 · Pion noir sur case noire g7 · Pion noir sur case blanche a6 · Pion noir sur case blanche e6 · Pion noir sur case noire h6 · Pion blanc sur case noire a5 · Roi blanc sur case noire c5 · Pion noir sur case blanche f5 · Pion blanc sur case blanche c4 · Cavalier blanc sur case blanche e4 · Pion blanc sur case noire f4 · Pion blanc sur case blanche b3 · Cavalier noir sur case noire e3 · Pion blanc sur case noire g3 · Pion blanc sur case blanche h3 | Pion noir sur case blanche b7 · Roi noir sur case noire c7 · Pion noir sur case noire g7 · Pion noir sur case blanche a6 · Pion noir sur case blanche e6 · Pion noir sur case noire h6 · Pion blanc sur case noire a5 · Roi blanc sur case noire c5 · Pion noir sur case blanche f5 · Pion blanc sur case blanche c4 · Cavalier blanc sur case blanche e4 · Pion blanc sur case noire f4 · Pion blanc sur case blanche b3 · Cavalier noir sur case noire e3 · Pion blanc sur case noire g3 · Pion blanc sur case blanche h3 | Pion noir sur case blanche b7 · Roi noir sur case noire c7 · Pion noir sur case noire g7 · Pion noir sur case blanche a6 · Pion noir sur case blanche e6 · Pion noir sur case noire h6 · Pion blanc sur case noire a5 · Roi blanc sur case noire c5 · Pion noir sur case blanche f5 · Pion blanc sur case blanche c4 · Cavalier blanc sur case blanche e4 · Pion blanc sur case noire f4 · Pion blanc sur case blanche b3 · Cavalier noir sur case noire e3 · Pion blanc sur case noire g3 · Pion blanc sur case blanche h3 | Pion noir sur case blanche b7 · Roi noir sur case noire c7 · Pion noir sur case noire g7 · Pion noir sur case blanche a6 · Pion noir sur case blanche e6 · Pion noir sur case noire h6 · Pion blanc sur case noire a5 · Roi blanc sur case noire c5 · Pion noir sur case blanche f5 · Pion blanc sur case blanche c4 · Cavalier blanc sur case blanche e4 · Pion blanc sur case noire f4 · Pion blanc sur case blanche b3 · Cavalier noir sur case noire e3 · Pion blanc sur case noire g3 · Pion blanc sur case blanche h3 | Pion noir sur case blanche b7 · Roi noir sur case noire c7 · Pion noir sur case noire g7 · Pion noir sur case blanche a6 · Pion noir sur case blanche e6 · Pion noir sur case noire h6 · Pion blanc sur case noire a5 · Roi blanc sur case noire c5 · Pion noir sur case blanche f5 · Pion blanc sur case blanche c4 · Cavalier blanc sur case blanche e4 · Pion blanc sur case noire f4 · Pion blanc sur case blanche b3 · Cavalier noir sur case noire e3 · Pion blanc sur case noire g3 · Pion blanc sur case blanche h3 | Pion noir sur case blanche b7 · Roi noir sur case noire c7 · Pion noir sur case noire g7 · Pion noir sur case blanche a6 · Pion noir sur case blanche e6 · Pion noir sur case noire h6 · Pion blanc sur case noire a5 · Roi blanc sur case noire c5 · Pion noir sur case blanche f5 · Pion blanc sur case blanche c4 · Cavalier blanc sur case blanche e4 · Pion blanc sur case noire f4 · Pion blanc sur case blanche b3 · Cavalier noir sur case noire e3 · Pion blanc sur case noire g3 · Pion blanc sur case blanche h3 | 2 |
| 1 | Pion noir sur case blanche b7 · Roi noir sur case noire c7 · Pion noir sur case noire g7 · Pion noir sur case blanche a6 · Pion noir sur case blanche e6 · Pion noir sur case noire h6 · Pion blanc sur case noire a5 · Roi blanc sur case noire c5 · Pion noir sur case blanche f5 · Pion blanc sur case blanche c4 · Cavalier blanc sur case blanche e4 · Pion blanc sur case noire f4 · Pion blanc sur case blanche b3 · Cavalier noir sur case noire e3 · Pion blanc sur case noire g3 · Pion blanc sur case blanche h3 | Pion noir sur case blanche b7 · Roi noir sur case noire c7 · Pion noir sur case noire g7 · Pion noir sur case blanche a6 · Pion noir sur case blanche e6 · Pion noir sur case noire h6 · Pion blanc sur case noire a5 · Roi blanc sur case noire c5 · Pion noir sur case blanche f5 · Pion blanc sur case blanche c4 · Cavalier blanc sur case blanche e4 · Pion blanc sur case noire f4 · Pion blanc sur case blanche b3 · Cavalier noir sur case noire e3 · Pion blanc sur case noire g3 · Pion blanc sur case blanche h3 | Pion noir sur case blanche b7 · Roi noir sur case noire c7 · Pion noir sur case noire g7 · Pion noir sur case blanche a6 · Pion noir sur case blanche e6 · Pion noir sur case noire h6 · Pion blanc sur case noire a5 · Roi blanc sur case noire c5 · Pion noir sur case blanche f5 · Pion blanc sur case blanche c4 · Cavalier blanc sur case blanche e4 · Pion blanc sur case noire f4 · Pion blanc sur case blanche b3 · Cavalier noir sur case noire e3 · Pion blanc sur case noire g3 · Pion blanc sur case blanche h3 | Pion noir sur case blanche b7 · Roi noir sur case noire c7 · Pion noir sur case noire g7 · Pion noir sur case blanche a6 · Pion noir sur case blanche e6 · Pion noir sur case noire h6 · Pion blanc sur case noire a5 · Roi blanc sur case noire c5 · Pion noir sur case blanche f5 · Pion blanc sur case blanche c4 · Cavalier blanc sur case blanche e4 · Pion blanc sur case noire f4 · Pion blanc sur case blanche b3 · Cavalier noir sur case noire e3 · Pion blanc sur case noire g3 · Pion blanc sur case blanche h3 | Pion noir sur case blanche b7 · Roi noir sur case noire c7 · Pion noir sur case noire g7 · Pion noir sur case blanche a6 · Pion noir sur case blanche e6 · Pion noir sur case noire h6 · Pion blanc sur case noire a5 · Roi blanc sur case noire c5 · Pion noir sur case blanche f5 · Pion blanc sur case blanche c4 · Cavalier blanc sur case blanche e4 · Pion blanc sur case noire f4 · Pion blanc sur case blanche b3 · Cavalier noir sur case noire e3 · Pion blanc sur case noire g3 · Pion blanc sur case blanche h3 | Pion noir sur case blanche b7 · Roi noir sur case noire c7 · Pion noir sur case noire g7 · Pion noir sur case blanche a6 · Pion noir sur case blanche e6 · Pion noir sur case noire h6 · Pion blanc sur case noire a5 · Roi blanc sur case noire c5 · Pion noir sur case blanche f5 · Pion blanc sur case blanche c4 · Cavalier blanc sur case blanche e4 · Pion blanc sur case noire f4 · Pion blanc sur case blanche b3 · Cavalier noir sur case noire e3 · Pion blanc sur case noire g3 · Pion blanc sur case blanche h3 | Pion noir sur case blanche b7 · Roi noir sur case noire c7 · Pion noir sur case noire g7 · Pion noir sur case blanche a6 · Pion noir sur case blanche e6 · Pion noir sur case noire h6 · Pion blanc sur case noire a5 · Roi blanc sur case noire c5 · Pion noir sur case blanche f5 · Pion blanc sur case blanche c4 · Cavalier blanc sur case blanche e4 · Pion blanc sur case noire f4 · Pion blanc sur case blanche b3 · Cavalier noir sur case noire e3 · Pion blanc sur case noire g3 · Pion blanc sur case blanche h3 | Pion noir sur case blanche b7 · Roi noir sur case noire c7 · Pion noir sur case noire g7 · Pion noir sur case blanche a6 · Pion noir sur case blanche e6 · Pion noir sur case noire h6 · Pion blanc sur case noire a5 · Roi blanc sur case noire c5 · Pion noir sur case blanche f5 · Pion blanc sur case blanche c4 · Cavalier blanc sur case blanche e4 · Pion blanc sur case noire f4 · Pion blanc sur case blanche b3 · Cavalier noir sur case noire e3 · Pion blanc sur case noire g3 · Pion blanc sur case blanche h3 | 1 |
|   | a | b | c | d | e | f | g | h |   |

43.Cd6? (43. Cd2! selon l'Europe Échecs no 639) g5 44.Ce8+ Rd7 45.Cf6+ Re7 46.Cg8+ Rf8 47.Cxh6 gxf4 48.gxf4 Rg7 49.Cxf5+ exf5 50.Rb6 Cg2 51.Rxb7 Cxf4 52.Rxa6!
|   | a | b | c | d | e | f | g | h |   |
| 8 | Roi noir sur case noire g7 · Roi blanc sur case blanche a6 · Pion blanc sur case noire a5 · Pion noir sur case blanche f5 · Pion blanc sur case blanche c4 · Cavalier noir sur case noire f4 · Pion blanc sur case blanche b3 · Pion blanc sur case blanche h3 | Roi noir sur case noire g7 · Roi blanc sur case blanche a6 · Pion blanc sur case noire a5 · Pion noir sur case blanche f5 · Pion blanc sur case blanche c4 · Cavalier noir sur case noire f4 · Pion blanc sur case blanche b3 · Pion blanc sur case blanche h3 | Roi noir sur case noire g7 · Roi blanc sur case blanche a6 · Pion blanc sur case noire a5 · Pion noir sur case blanche f5 · Pion blanc sur case blanche c4 · Cavalier noir sur case noire f4 · Pion blanc sur case blanche b3 · Pion blanc sur case blanche h3 | Roi noir sur case noire g7 · Roi blanc sur case blanche a6 · Pion blanc sur case noire a5 · Pion noir sur case blanche f5 · Pion blanc sur case blanche c4 · Cavalier noir sur case noire f4 · Pion blanc sur case blanche b3 · Pion blanc sur case blanche h3 | Roi noir sur case noire g7 · Roi blanc sur case blanche a6 · Pion blanc sur case noire a5 · Pion noir sur case blanche f5 · Pion blanc sur case blanche c4 · Cavalier noir sur case noire f4 · Pion blanc sur case blanche b3 · Pion blanc sur case blanche h3 | Roi noir sur case noire g7 · Roi blanc sur case blanche a6 · Pion blanc sur case noire a5 · Pion noir sur case blanche f5 · Pion blanc sur case blanche c4 · Cavalier noir sur case noire f4 · Pion blanc sur case blanche b3 · Pion blanc sur case blanche h3 | Roi noir sur case noire g7 · Roi blanc sur case blanche a6 · Pion blanc sur case noire a5 · Pion noir sur case blanche f5 · Pion blanc sur case blanche c4 · Cavalier noir sur case noire f4 · Pion blanc sur case blanche b3 · Pion blanc sur case blanche h3 | Roi noir sur case noire g7 · Roi blanc sur case blanche a6 · Pion blanc sur case noire a5 · Pion noir sur case blanche f5 · Pion blanc sur case blanche c4 · Cavalier noir sur case noire f4 · Pion blanc sur case blanche b3 · Pion blanc sur case blanche h3 | 8 |
| 7 | Roi noir sur case noire g7 · Roi blanc sur case blanche a6 · Pion blanc sur case noire a5 · Pion noir sur case blanche f5 · Pion blanc sur case blanche c4 · Cavalier noir sur case noire f4 · Pion blanc sur case blanche b3 · Pion blanc sur case blanche h3 | Roi noir sur case noire g7 · Roi blanc sur case blanche a6 · Pion blanc sur case noire a5 · Pion noir sur case blanche f5 · Pion blanc sur case blanche c4 · Cavalier noir sur case noire f4 · Pion blanc sur case blanche b3 · Pion blanc sur case blanche h3 | Roi noir sur case noire g7 · Roi blanc sur case blanche a6 · Pion blanc sur case noire a5 · Pion noir sur case blanche f5 · Pion blanc sur case blanche c4 · Cavalier noir sur case noire f4 · Pion blanc sur case blanche b3 · Pion blanc sur case blanche h3 | Roi noir sur case noire g7 · Roi blanc sur case blanche a6 · Pion blanc sur case noire a5 · Pion noir sur case blanche f5 · Pion blanc sur case blanche c4 · Cavalier noir sur case noire f4 · Pion blanc sur case blanche b3 · Pion blanc sur case blanche h3 | Roi noir sur case noire g7 · Roi blanc sur case blanche a6 · Pion blanc sur case noire a5 · Pion noir sur case blanche f5 · Pion blanc sur case blanche c4 · Cavalier noir sur case noire f4 · Pion blanc sur case blanche b3 · Pion blanc sur case blanche h3 | Roi noir sur case noire g7 · Roi blanc sur case blanche a6 · Pion blanc sur case noire a5 · Pion noir sur case blanche f5 · Pion blanc sur case blanche c4 · Cavalier noir sur case noire f4 · Pion blanc sur case blanche b3 · Pion blanc sur case blanche h3 | Roi noir sur case noire g7 · Roi blanc sur case blanche a6 · Pion blanc sur case noire a5 · Pion noir sur case blanche f5 · Pion blanc sur case blanche c4 · Cavalier noir sur case noire f4 · Pion blanc sur case blanche b3 · Pion blanc sur case blanche h3 | Roi noir sur case noire g7 · Roi blanc sur case blanche a6 · Pion blanc sur case noire a5 · Pion noir sur case blanche f5 · Pion blanc sur case blanche c4 · Cavalier noir sur case noire f4 · Pion blanc sur case blanche b3 · Pion blanc sur case blanche h3 | 7 |
| 6 | Roi noir sur case noire g7 · Roi blanc sur case blanche a6 · Pion blanc sur case noire a5 · Pion noir sur case blanche f5 · Pion blanc sur case blanche c4 · Cavalier noir sur case noire f4 · Pion blanc sur case blanche b3 · Pion blanc sur case blanche h3 | Roi noir sur case noire g7 · Roi blanc sur case blanche a6 · Pion blanc sur case noire a5 · Pion noir sur case blanche f5 · Pion blanc sur case blanche c4 · Cavalier noir sur case noire f4 · Pion blanc sur case blanche b3 · Pion blanc sur case blanche h3 | Roi noir sur case noire g7 · Roi blanc sur case blanche a6 · Pion blanc sur case noire a5 · Pion noir sur case blanche f5 · Pion blanc sur case blanche c4 · Cavalier noir sur case noire f4 · Pion blanc sur case blanche b3 · Pion blanc sur case blanche h3 | Roi noir sur case noire g7 · Roi blanc sur case blanche a6 · Pion blanc sur case noire a5 · Pion noir sur case blanche f5 · Pion blanc sur case blanche c4 · Cavalier noir sur case noire f4 · Pion blanc sur case blanche b3 · Pion blanc sur case blanche h3 | Roi noir sur case noire g7 · Roi blanc sur case blanche a6 · Pion blanc sur case noire a5 · Pion noir sur case blanche f5 · Pion blanc sur case blanche c4 · Cavalier noir sur case noire f4 · Pion blanc sur case blanche b3 · Pion blanc sur case blanche h3 | Roi noir sur case noire g7 · Roi blanc sur case blanche a6 · Pion blanc sur case noire a5 · Pion noir sur case blanche f5 · Pion blanc sur case blanche c4 · Cavalier noir sur case noire f4 · Pion blanc sur case blanche b3 · Pion blanc sur case blanche h3 | Roi noir sur case noire g7 · Roi blanc sur case blanche a6 · Pion blanc sur case noire a5 · Pion noir sur case blanche f5 · Pion blanc sur case blanche c4 · Cavalier noir sur case noire f4 · Pion blanc sur case blanche b3 · Pion blanc sur case blanche h3 | Roi noir sur case noire g7 · Roi blanc sur case blanche a6 · Pion blanc sur case noire a5 · Pion noir sur case blanche f5 · Pion blanc sur case blanche c4 · Cavalier noir sur case noire f4 · Pion blanc sur case blanche b3 · Pion blanc sur case blanche h3 | 6 |
| 5 | Roi noir sur case noire g7 · Roi blanc sur case blanche a6 · Pion blanc sur case noire a5 · Pion noir sur case blanche f5 · Pion blanc sur case blanche c4 · Cavalier noir sur case noire f4 · Pion blanc sur case blanche b3 · Pion blanc sur case blanche h3 | Roi noir sur case noire g7 · Roi blanc sur case blanche a6 · Pion blanc sur case noire a5 · Pion noir sur case blanche f5 · Pion blanc sur case blanche c4 · Cavalier noir sur case noire f4 · Pion blanc sur case blanche b3 · Pion blanc sur case blanche h3 | Roi noir sur case noire g7 · Roi blanc sur case blanche a6 · Pion blanc sur case noire a5 · Pion noir sur case blanche f5 · Pion blanc sur case blanche c4 · Cavalier noir sur case noire f4 · Pion blanc sur case blanche b3 · Pion blanc sur case blanche h3 | Roi noir sur case noire g7 · Roi blanc sur case blanche a6 · Pion blanc sur case noire a5 · Pion noir sur case blanche f5 · Pion blanc sur case blanche c4 · Cavalier noir sur case noire f4 · Pion blanc sur case blanche b3 · Pion blanc sur case blanche h3 | Roi noir sur case noire g7 · Roi blanc sur case blanche a6 · Pion blanc sur case noire a5 · Pion noir sur case blanche f5 · Pion blanc sur case blanche c4 · Cavalier noir sur case noire f4 · Pion blanc sur case blanche b3 · Pion blanc sur case blanche h3 | Roi noir sur case noire g7 · Roi blanc sur case blanche a6 · Pion blanc sur case noire a5 · Pion noir sur case blanche f5 · Pion blanc sur case blanche c4 · Cavalier noir sur case noire f4 · Pion blanc sur case blanche b3 · Pion blanc sur case blanche h3 | Roi noir sur case noire g7 · Roi blanc sur case blanche a6 · Pion blanc sur case noire a5 · Pion noir sur case blanche f5 · Pion blanc sur case blanche c4 · Cavalier noir sur case noire f4 · Pion blanc sur case blanche b3 · Pion blanc sur case blanche h3 | Roi noir sur case noire g7 · Roi blanc sur case blanche a6 · Pion blanc sur case noire a5 · Pion noir sur case blanche f5 · Pion blanc sur case blanche c4 · Cavalier noir sur case noire f4 · Pion blanc sur case blanche b3 · Pion blanc sur case blanche h3 | 5 |
| 4 | Roi noir sur case noire g7 · Roi blanc sur case blanche a6 · Pion blanc sur case noire a5 · Pion noir sur case blanche f5 · Pion blanc sur case blanche c4 · Cavalier noir sur case noire f4 · Pion blanc sur case blanche b3 · Pion blanc sur case blanche h3 | Roi noir sur case noire g7 · Roi blanc sur case blanche a6 · Pion blanc sur case noire a5 · Pion noir sur case blanche f5 · Pion blanc sur case blanche c4 · Cavalier noir sur case noire f4 · Pion blanc sur case blanche b3 · Pion blanc sur case blanche h3 | Roi noir sur case noire g7 · Roi blanc sur case blanche a6 · Pion blanc sur case noire a5 · Pion noir sur case blanche f5 · Pion blanc sur case blanche c4 · Cavalier noir sur case noire f4 · Pion blanc sur case blanche b3 · Pion blanc sur case blanche h3 | Roi noir sur case noire g7 · Roi blanc sur case blanche a6 · Pion blanc sur case noire a5 · Pion noir sur case blanche f5 · Pion blanc sur case blanche c4 · Cavalier noir sur case noire f4 · Pion blanc sur case blanche b3 · Pion blanc sur case blanche h3 | Roi noir sur case noire g7 · Roi blanc sur case blanche a6 · Pion blanc sur case noire a5 · Pion noir sur case blanche f5 · Pion blanc sur case blanche c4 · Cavalier noir sur case noire f4 · Pion blanc sur case blanche b3 · Pion blanc sur case blanche h3 | Roi noir sur case noire g7 · Roi blanc sur case blanche a6 · Pion blanc sur case noire a5 · Pion noir sur case blanche f5 · Pion blanc sur case blanche c4 · Cavalier noir sur case noire f4 · Pion blanc sur case blanche b3 · Pion blanc sur case blanche h3 | Roi noir sur case noire g7 · Roi blanc sur case blanche a6 · Pion blanc sur case noire a5 · Pion noir sur case blanche f5 · Pion blanc sur case blanche c4 · Cavalier noir sur case noire f4 · Pion blanc sur case blanche b3 · Pion blanc sur case blanche h3 | Roi noir sur case noire g7 · Roi blanc sur case blanche a6 · Pion blanc sur case noire a5 · Pion noir sur case blanche f5 · Pion blanc sur case blanche c4 · Cavalier noir sur case noire f4 · Pion blanc sur case blanche b3 · Pion blanc sur case blanche h3 | 4 |
| 3 | Roi noir sur case noire g7 · Roi blanc sur case blanche a6 · Pion blanc sur case noire a5 · Pion noir sur case blanche f5 · Pion blanc sur case blanche c4 · Cavalier noir sur case noire f4 · Pion blanc sur case blanche b3 · Pion blanc sur case blanche h3 | Roi noir sur case noire g7 · Roi blanc sur case blanche a6 · Pion blanc sur case noire a5 · Pion noir sur case blanche f5 · Pion blanc sur case blanche c4 · Cavalier noir sur case noire f4 · Pion blanc sur case blanche b3 · Pion blanc sur case blanche h3 | Roi noir sur case noire g7 · Roi blanc sur case blanche a6 · Pion blanc sur case noire a5 · Pion noir sur case blanche f5 · Pion blanc sur case blanche c4 · Cavalier noir sur case noire f4 · Pion blanc sur case blanche b3 · Pion blanc sur case blanche h3 | Roi noir sur case noire g7 · Roi blanc sur case blanche a6 · Pion blanc sur case noire a5 · Pion noir sur case blanche f5 · Pion blanc sur case blanche c4 · Cavalier noir sur case noire f4 · Pion blanc sur case blanche b3 · Pion blanc sur case blanche h3 | Roi noir sur case noire g7 · Roi blanc sur case blanche a6 · Pion blanc sur case noire a5 · Pion noir sur case blanche f5 · Pion blanc sur case blanche c4 · Cavalier noir sur case noire f4 · Pion blanc sur case blanche b3 · Pion blanc sur case blanche h3 | Roi noir sur case noire g7 · Roi blanc sur case blanche a6 · Pion blanc sur case noire a5 · Pion noir sur case blanche f5 · Pion blanc sur case blanche c4 · Cavalier noir sur case noire f4 · Pion blanc sur case blanche b3 · Pion blanc sur case blanche h3 | Roi noir sur case noire g7 · Roi blanc sur case blanche a6 · Pion blanc sur case noire a5 · Pion noir sur case blanche f5 · Pion blanc sur case blanche c4 · Cavalier noir sur case noire f4 · Pion blanc sur case blanche b3 · Pion blanc sur case blanche h3 | Roi noir sur case noire g7 · Roi blanc sur case blanche a6 · Pion blanc sur case noire a5 · Pion noir sur case blanche f5 · Pion blanc sur case blanche c4 · Cavalier noir sur case noire f4 · Pion blanc sur case blanche b3 · Pion blanc sur case blanche h3 | 3 |
| 2 | Roi noir sur case noire g7 · Roi blanc sur case blanche a6 · Pion blanc sur case noire a5 · Pion noir sur case blanche f5 · Pion blanc sur case blanche c4 · Cavalier noir sur case noire f4 · Pion blanc sur case blanche b3 · Pion blanc sur case blanche h3 | Roi noir sur case noire g7 · Roi blanc sur case blanche a6 · Pion blanc sur case noire a5 · Pion noir sur case blanche f5 · Pion blanc sur case blanche c4 · Cavalier noir sur case noire f4 · Pion blanc sur case blanche b3 · Pion blanc sur case blanche h3 | Roi noir sur case noire g7 · Roi blanc sur case blanche a6 · Pion blanc sur case noire a5 · Pion noir sur case blanche f5 · Pion blanc sur case blanche c4 · Cavalier noir sur case noire f4 · Pion blanc sur case blanche b3 · Pion blanc sur case blanche h3 | Roi noir sur case noire g7 · Roi blanc sur case blanche a6 · Pion blanc sur case noire a5 · Pion noir sur case blanche f5 · Pion blanc sur case blanche c4 · Cavalier noir sur case noire f4 · Pion blanc sur case blanche b3 · Pion blanc sur case blanche h3 | Roi noir sur case noire g7 · Roi blanc sur case blanche a6 · Pion blanc sur case noire a5 · Pion noir sur case blanche f5 · Pion blanc sur case blanche c4 · Cavalier noir sur case noire f4 · Pion blanc sur case blanche b3 · Pion blanc sur case blanche h3 | Roi noir sur case noire g7 · Roi blanc sur case blanche a6 · Pion blanc sur case noire a5 · Pion noir sur case blanche f5 · Pion blanc sur case blanche c4 · Cavalier noir sur case noire f4 · Pion blanc sur case blanche b3 · Pion blanc sur case blanche h3 | Roi noir sur case noire g7 · Roi blanc sur case blanche a6 · Pion blanc sur case noire a5 · Pion noir sur case blanche f5 · Pion blanc sur case blanche c4 · Cavalier noir sur case noire f4 · Pion blanc sur case blanche b3 · Pion blanc sur case blanche h3 | Roi noir sur case noire g7 · Roi blanc sur case blanche a6 · Pion blanc sur case noire a5 · Pion noir sur case blanche f5 · Pion blanc sur case blanche c4 · Cavalier noir sur case noire f4 · Pion blanc sur case blanche b3 · Pion blanc sur case blanche h3 | 2 |
| 1 | Roi noir sur case noire g7 · Roi blanc sur case blanche a6 · Pion blanc sur case noire a5 · Pion noir sur case blanche f5 · Pion blanc sur case blanche c4 · Cavalier noir sur case noire f4 · Pion blanc sur case blanche b3 · Pion blanc sur case blanche h3 | Roi noir sur case noire g7 · Roi blanc sur case blanche a6 · Pion blanc sur case noire a5 · Pion noir sur case blanche f5 · Pion blanc sur case blanche c4 · Cavalier noir sur case noire f4 · Pion blanc sur case blanche b3 · Pion blanc sur case blanche h3 | Roi noir sur case noire g7 · Roi blanc sur case blanche a6 · Pion blanc sur case noire a5 · Pion noir sur case blanche f5 · Pion blanc sur case blanche c4 · Cavalier noir sur case noire f4 · Pion blanc sur case blanche b3 · Pion blanc sur case blanche h3 | Roi noir sur case noire g7 · Roi blanc sur case blanche a6 · Pion blanc sur case noire a5 · Pion noir sur case blanche f5 · Pion blanc sur case blanche c4 · Cavalier noir sur case noire f4 · Pion blanc sur case blanche b3 · Pion blanc sur case blanche h3 | Roi noir sur case noire g7 · Roi blanc sur case blanche a6 · Pion blanc sur case noire a5 · Pion noir sur case blanche f5 · Pion blanc sur case blanche c4 · Cavalier noir sur case noire f4 · Pion blanc sur case blanche b3 · Pion blanc sur case blanche h3 | Roi noir sur case noire g7 · Roi blanc sur case blanche a6 · Pion blanc sur case noire a5 · Pion noir sur case blanche f5 · Pion blanc sur case blanche c4 · Cavalier noir sur case noire f4 · Pion blanc sur case blanche b3 · Pion blanc sur case blanche h3 | Roi noir sur case noire g7 · Roi blanc sur case blanche a6 · Pion blanc sur case noire a5 · Pion noir sur case blanche f5 · Pion blanc sur case blanche c4 · Cavalier noir sur case noire f4 · Pion blanc sur case blanche b3 · Pion blanc sur case blanche h3 | Roi noir sur case noire g7 · Roi blanc sur case blanche a6 · Pion blanc sur case noire a5 · Pion noir sur case blanche f5 · Pion blanc sur case blanche c4 · Cavalier noir sur case noire f4 · Pion blanc sur case blanche b3 · Pion blanc sur case blanche h3 | 1 |
|   | a | b | c | d | e | f | g | h |   |

52... Ce6 53.Rb6 f4 54.a6 f3 55.a7 f2 56.a1D f1D 57.Dd5 De1 58.Dd6 De3+ 59.Ra6 Cc5+ 60.Rb5 Cxb3 61.Dc7+ Rh6 62.Db6+ Dxb6+ 63.Rxb6 Rh5 64.h4 Rxh4 65.c5 Cxc5 (diagramme) ½- ½.
|   | a                                                                                          | b                                                                                          | c                                                                                          | d                                                                                          | e                                                                                          | f                                                                                          | g                                                                                          | h                                                                                          |   |
| 8 | Roi blanc sur case noire b6 · Cavalier noir sur case noire c5 · Roi noir sur case noire h4 | Roi blanc sur case noire b6 · Cavalier noir sur case noire c5 · Roi noir sur case noire h4 | Roi blanc sur case noire b6 · Cavalier noir sur case noire c5 · Roi noir sur case noire h4 | Roi blanc sur case noire b6 · Cavalier noir sur case noire c5 · Roi noir sur case noire h4 | Roi blanc sur case noire b6 · Cavalier noir sur case noire c5 · Roi noir sur case noire h4 | Roi blanc sur case noire b6 · Cavalier noir sur case noire c5 · Roi noir sur case noire h4 | Roi blanc sur case noire b6 · Cavalier noir sur case noire c5 · Roi noir sur case noire h4 | Roi blanc sur case noire b6 · Cavalier noir sur case noire c5 · Roi noir sur case noire h4 | 8 |
| 7 | Roi blanc sur case noire b6 · Cavalier noir sur case noire c5 · Roi noir sur case noire h4 | Roi blanc sur case noire b6 · Cavalier noir sur case noire c5 · Roi noir sur case noire h4 | Roi blanc sur case noire b6 · Cavalier noir sur case noire c5 · Roi noir sur case noire h4 | Roi blanc sur case noire b6 · Cavalier noir sur case noire c5 · Roi noir sur case noire h4 | Roi blanc sur case noire b6 · Cavalier noir sur case noire c5 · Roi noir sur case noire h4 | Roi blanc sur case noire b6 · Cavalier noir sur case noire c5 · Roi noir sur case noire h4 | Roi blanc sur case noire b6 · Cavalier noir sur case noire c5 · Roi noir sur case noire h4 | Roi blanc sur case noire b6 · Cavalier noir sur case noire c5 · Roi noir sur case noire h4 | 7 |
| 6 | Roi blanc sur case noire b6 · Cavalier noir sur case noire c5 · Roi noir sur case noire h4 | Roi blanc sur case noire b6 · Cavalier noir sur case noire c5 · Roi noir sur case noire h4 | Roi blanc sur case noire b6 · Cavalier noir sur case noire c5 · Roi noir sur case noire h4 | Roi blanc sur case noire b6 · Cavalier noir sur case noire c5 · Roi noir sur case noire h4 | Roi blanc sur case noire b6 · Cavalier noir sur case noire c5 · Roi noir sur case noire h4 | Roi blanc sur case noire b6 · Cavalier noir sur case noire c5 · Roi noir sur case noire h4 | Roi blanc sur case noire b6 · Cavalier noir sur case noire c5 · Roi noir sur case noire h4 | Roi blanc sur case noire b6 · Cavalier noir sur case noire c5 · Roi noir sur case noire h4 | 6 |
| 5 | Roi blanc sur case noire b6 · Cavalier noir sur case noire c5 · Roi noir sur case noire h4 | Roi blanc sur case noire b6 · Cavalier noir sur case noire c5 · Roi noir sur case noire h4 | Roi blanc sur case noire b6 · Cavalier noir sur case noire c5 · Roi noir sur case noire h4 | Roi blanc sur case noire b6 · Cavalier noir sur case noire c5 · Roi noir sur case noire h4 | Roi blanc sur case noire b6 · Cavalier noir sur case noire c5 · Roi noir sur case noire h4 | Roi blanc sur case noire b6 · Cavalier noir sur case noire c5 · Roi noir sur case noire h4 | Roi blanc sur case noire b6 · Cavalier noir sur case noire c5 · Roi noir sur case noire h4 | Roi blanc sur case noire b6 · Cavalier noir sur case noire c5 · Roi noir sur case noire h4 | 5 |
| 4 | Roi blanc sur case noire b6 · Cavalier noir sur case noire c5 · Roi noir sur case noire h4 | Roi blanc sur case noire b6 · Cavalier noir sur case noire c5 · Roi noir sur case noire h4 | Roi blanc sur case noire b6 · Cavalier noir sur case noire c5 · Roi noir sur case noire h4 | Roi blanc sur case noire b6 · Cavalier noir sur case noire c5 · Roi noir sur case noire h4 | Roi blanc sur case noire b6 · Cavalier noir sur case noire c5 · Roi noir sur case noire h4 | Roi blanc sur case noire b6 · Cavalier noir sur case noire c5 · Roi noir sur case noire h4 | Roi blanc sur case noire b6 · Cavalier noir sur case noire c5 · Roi noir sur case noire h4 | Roi blanc sur case noire b6 · Cavalier noir sur case noire c5 · Roi noir sur case noire h4 | 4 |
| 3 | Roi blanc sur case noire b6 · Cavalier noir sur case noire c5 · Roi noir sur case noire h4 | Roi blanc sur case noire b6 · Cavalier noir sur case noire c5 · Roi noir sur case noire h4 | Roi blanc sur case noire b6 · Cavalier noir sur case noire c5 · Roi noir sur case noire h4 | Roi blanc sur case noire b6 · Cavalier noir sur case noire c5 · Roi noir sur case noire h4 | Roi blanc sur case noire b6 · Cavalier noir sur case noire c5 · Roi noir sur case noire h4 | Roi blanc sur case noire b6 · Cavalier noir sur case noire c5 · Roi noir sur case noire h4 | Roi blanc sur case noire b6 · Cavalier noir sur case noire c5 · Roi noir sur case noire h4 | Roi blanc sur case noire b6 · Cavalier noir sur case noire c5 · Roi noir sur case noire h4 | 3 |
| 2 | Roi blanc sur case noire b6 · Cavalier noir sur case noire c5 · Roi noir sur case noire h4 | Roi blanc sur case noire b6 · Cavalier noir sur case noire c5 · Roi noir sur case noire h4 | Roi blanc sur case noire b6 · Cavalier noir sur case noire c5 · Roi noir sur case noire h4 | Roi blanc sur case noire b6 · Cavalier noir sur case noire c5 · Roi noir sur case noire h4 | Roi blanc sur case noire b6 · Cavalier noir sur case noire c5 · Roi noir sur case noire h4 | Roi blanc sur case noire b6 · Cavalier noir sur case noire c5 · Roi noir sur case noire h4 | Roi blanc sur case noire b6 · Cavalier noir sur case noire c5 · Roi noir sur case noire h4 | Roi blanc sur case noire b6 · Cavalier noir sur case noire c5 · Roi noir sur case noire h4 | 2 |
| 1 | Roi blanc sur case noire b6 · Cavalier noir sur case noire c5 · Roi noir sur case noire h4 | Roi blanc sur case noire b6 · Cavalier noir sur case noire c5 · Roi noir sur case noire h4 | Roi blanc sur case noire b6 · Cavalier noir sur case noire c5 · Roi noir sur case noire h4 | Roi blanc sur case noire b6 · Cavalier noir sur case noire c5 · Roi noir sur case noire h4 | Roi blanc sur case noire b6 · Cavalier noir sur case noire c5 · Roi noir sur case noire h4 | Roi blanc sur case noire b6 · Cavalier noir sur case noire c5 · Roi noir sur case noire h4 | Roi blanc sur case noire b6 · Cavalier noir sur case noire c5 · Roi noir sur case noire h4 | Roi blanc sur case noire b6 · Cavalier noir sur case noire c5 · Roi noir sur case noire h4 | 1 |
|   | a                                                                                          | b                                                                                          | c                                                                                          | d                                                                                          | e                                                                                          | f                                                                                          | g                                                                                          | h                                                                                          |   |

Partie nulle par impossibilité de mater (roi blanc contre roi et cavalier noirs).
Carlsen mène alors 6,5 à 3,5 et ne pouvant plus être rattrapé sur les 2 parties restantes, devient le nouveau champion du monde.